# Список узлов
Список узлов — перечень узлов по алфавиту.

## Узлы

### А

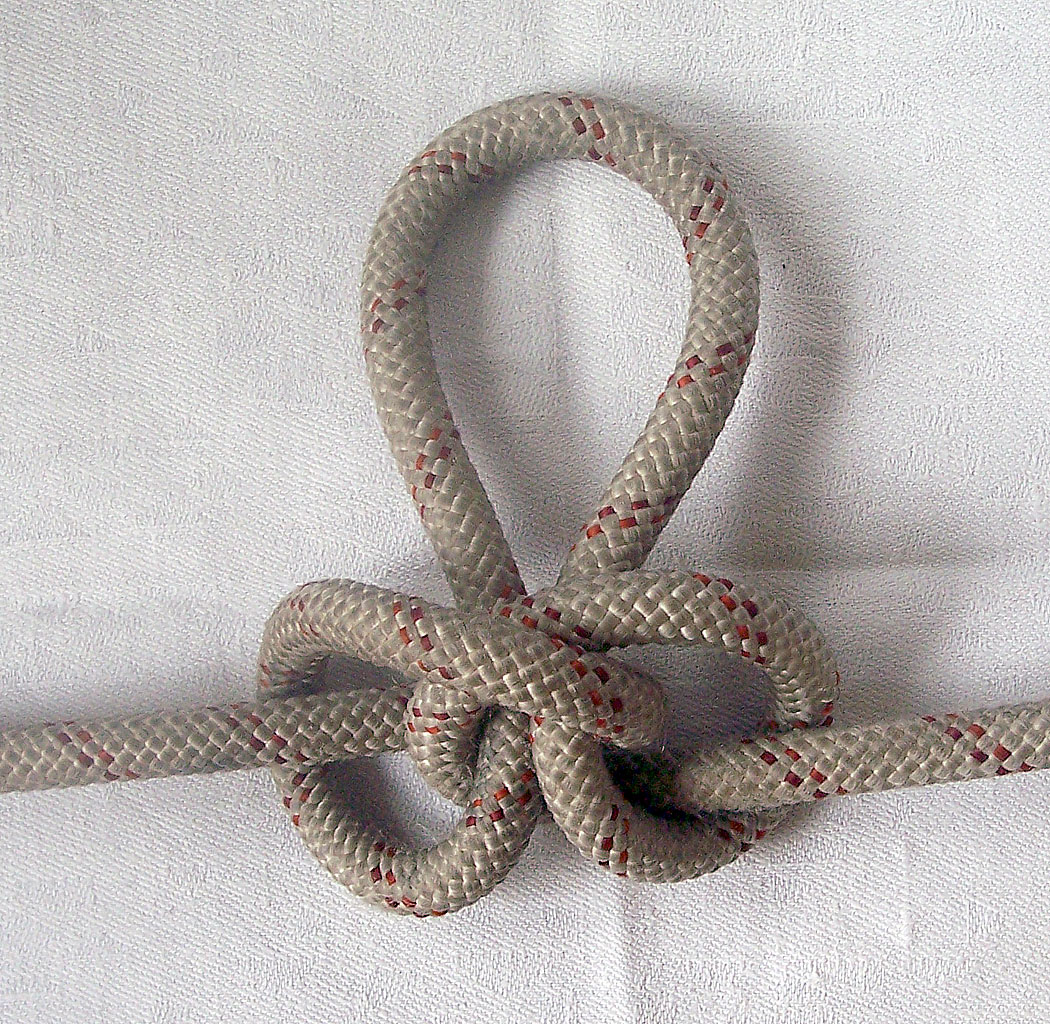
Австрийский проводник, альпийский мотыль, узел третьего, узел среднего, срединный проводник, бергшафт, ездовая петля, узел центрального, бабочка, промежуточный проводник, петля связиста. Профессиональный У., не скользит, не изнашивается, компактный[1].
[abok 1][en 1]
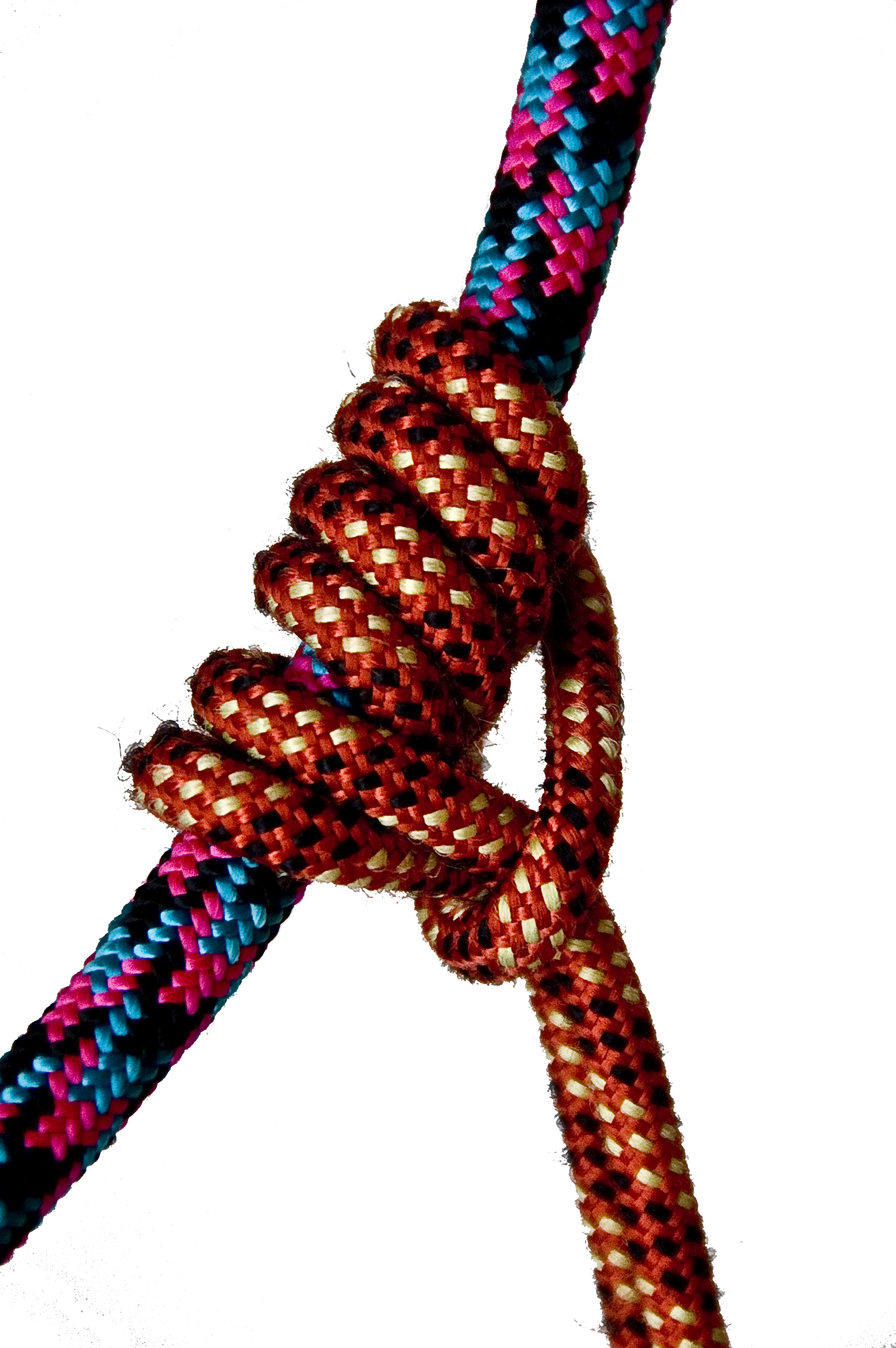
Австрийский схватывающий узел, клемхайст (Klemheist), австрийский схватывающий узел. Штык на мачте, двойной строп для сцепления снастей[1].
[abok 2][en 2]
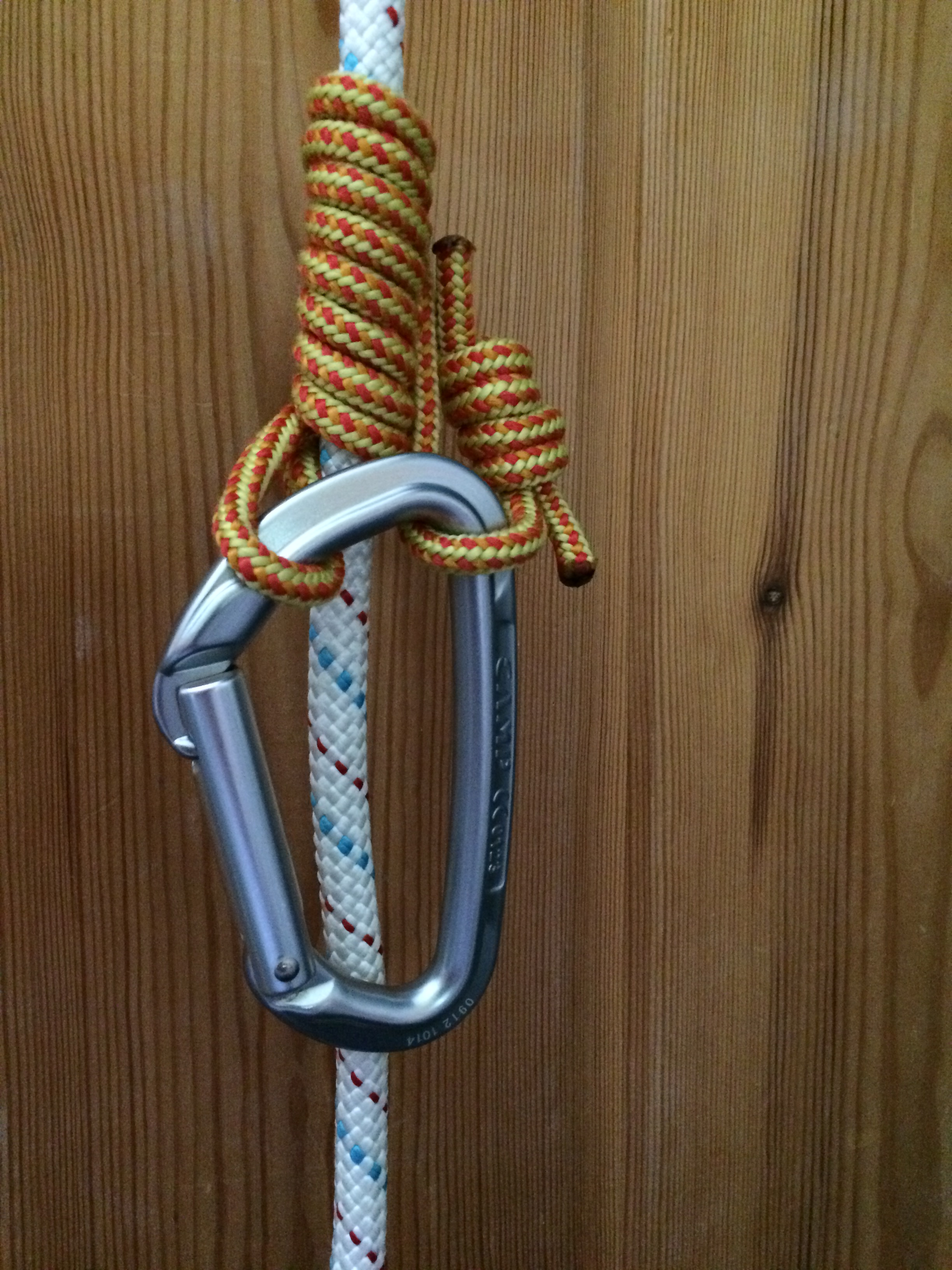
Автоблок, узел Машара (Serge Machard), французский схватывающий узел. Профессиональный У. для остропливания боргов[1].
[abok 3][en 3]
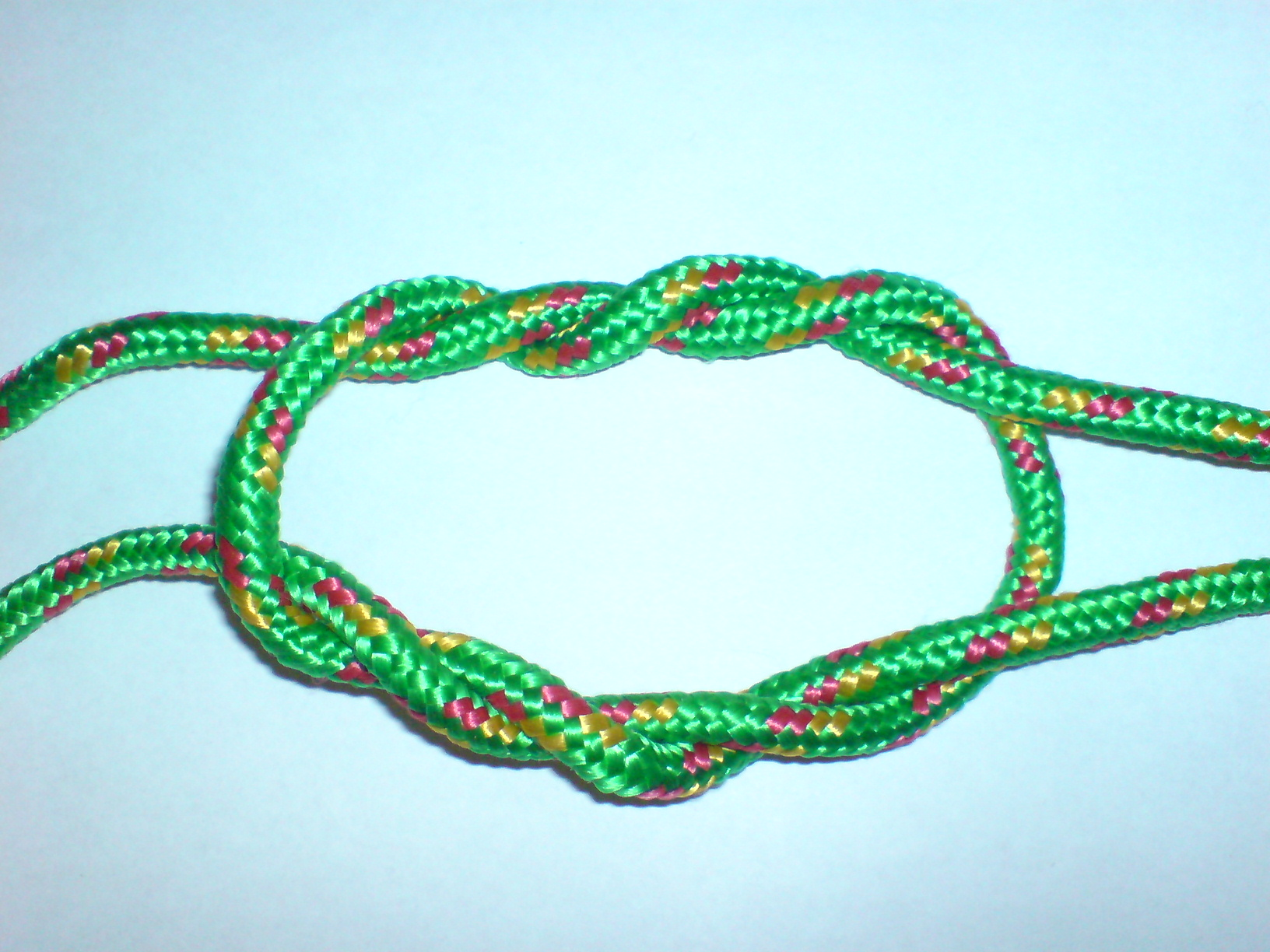
Академический узел, двойной прямой узел. Связывающий временный узел для связывания концов нитей шовного материала. У. для связывания вместе концов троса
Альпинистский узел Матасова-Бутейко для связывания верёвок[2] Изобретение относится к узловязанию и позволяет решить задачу повышения надёжности соединения верёвок друг к другу в туризме и отдачи узла, в скалолазании и других случаях, преимущественно в альпинизме, когда необходимо произвести связывание верёвок, репшнуров и т.д.
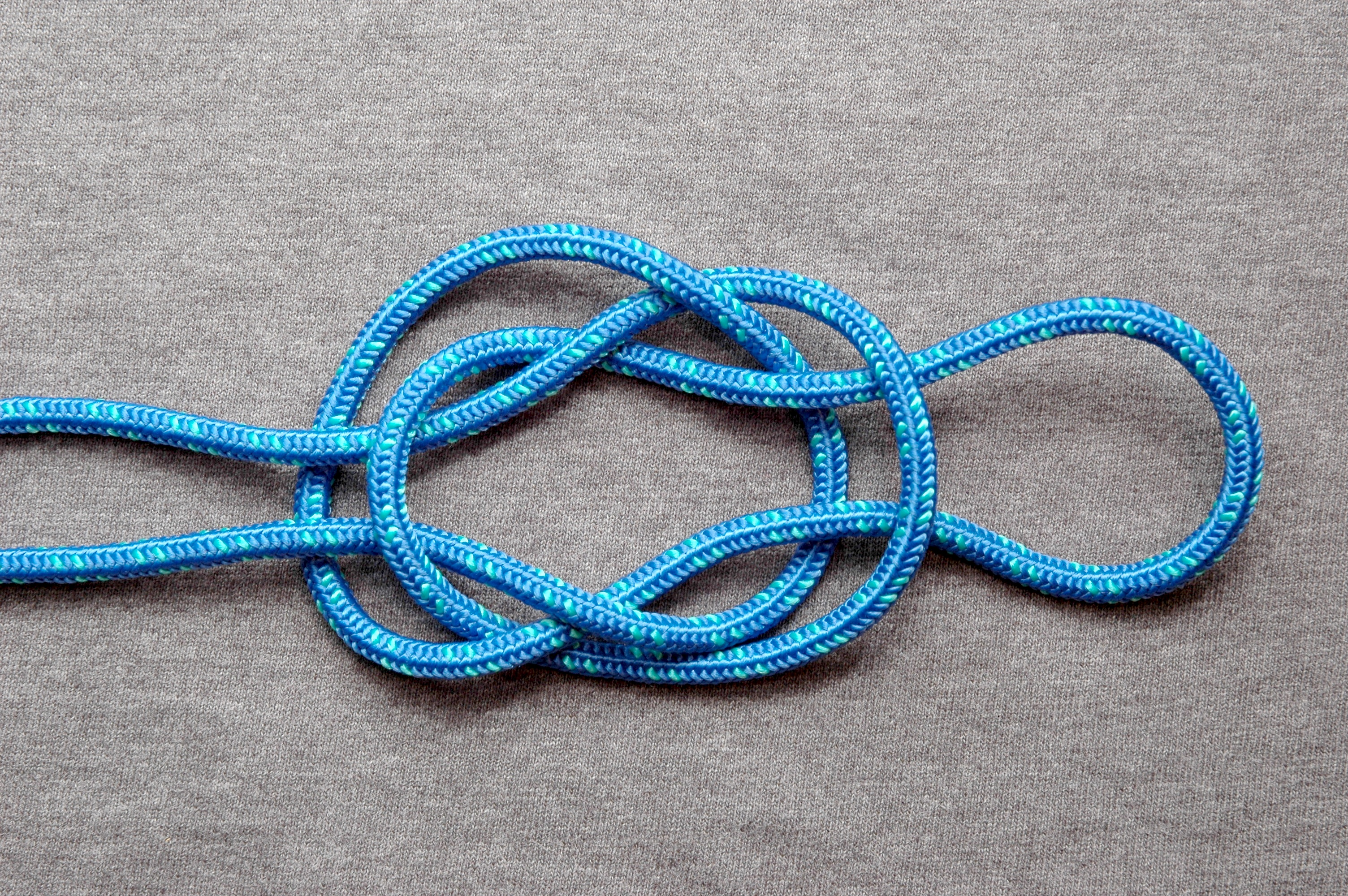
Амфорный узел Профессиональный У. для переноски кувшинов[1].
[abok 4][en 4]
Амфорный узел Курилова «Балтика»[3] У. для упрощения конструкции и возможности переноса нескольких предметов.

### Б

Бабий узел, (Granny) бабушкин узел. Профессиональный У., обычно для соединения двух верёвок[1].
[abok 5][en 5]
Бабочка, ложная бабочка Амортизирующий спелеотуристический узел[abok 6]
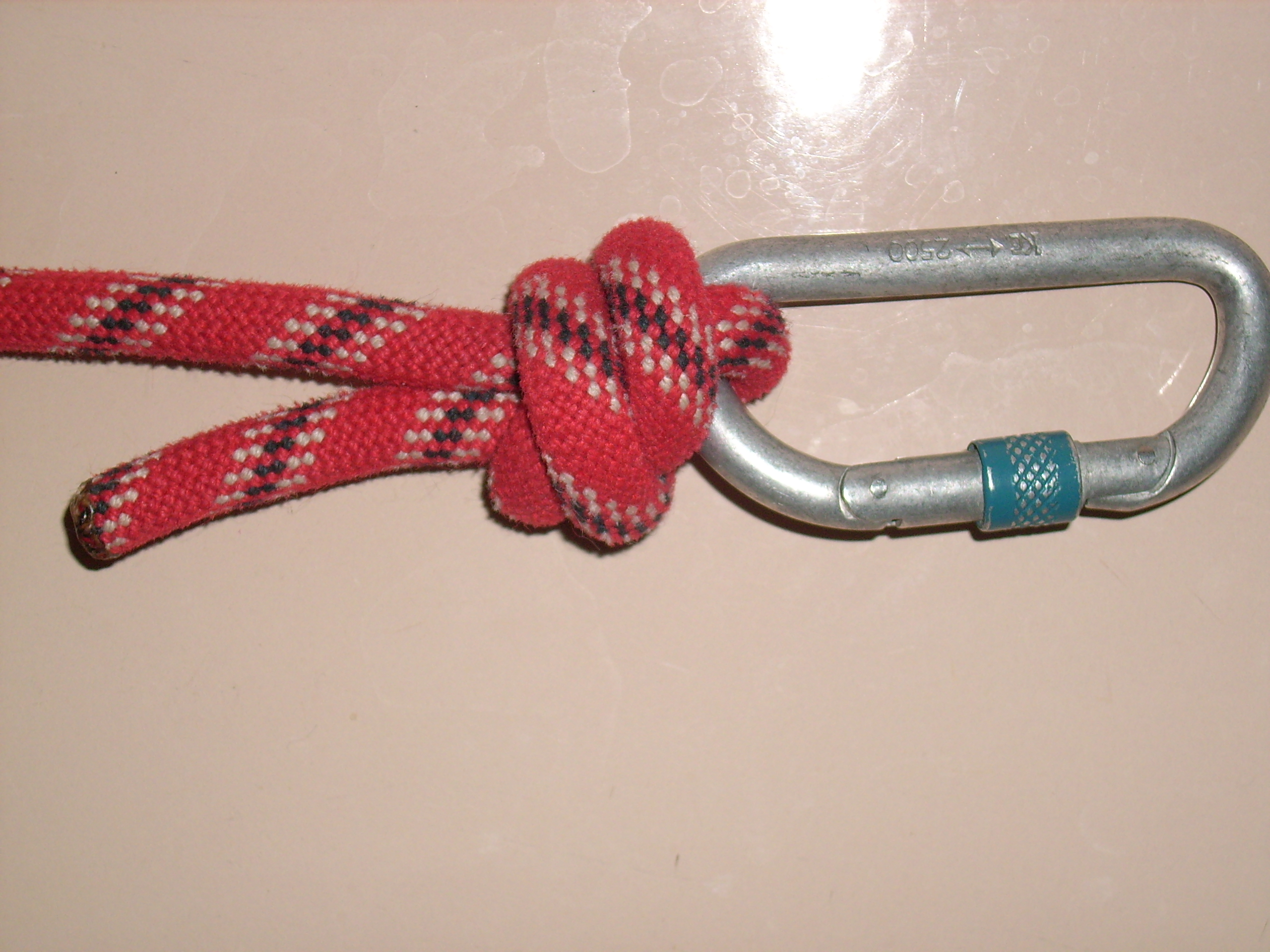
Баррел Спелеотуристический крепёжный узел[abok 7]
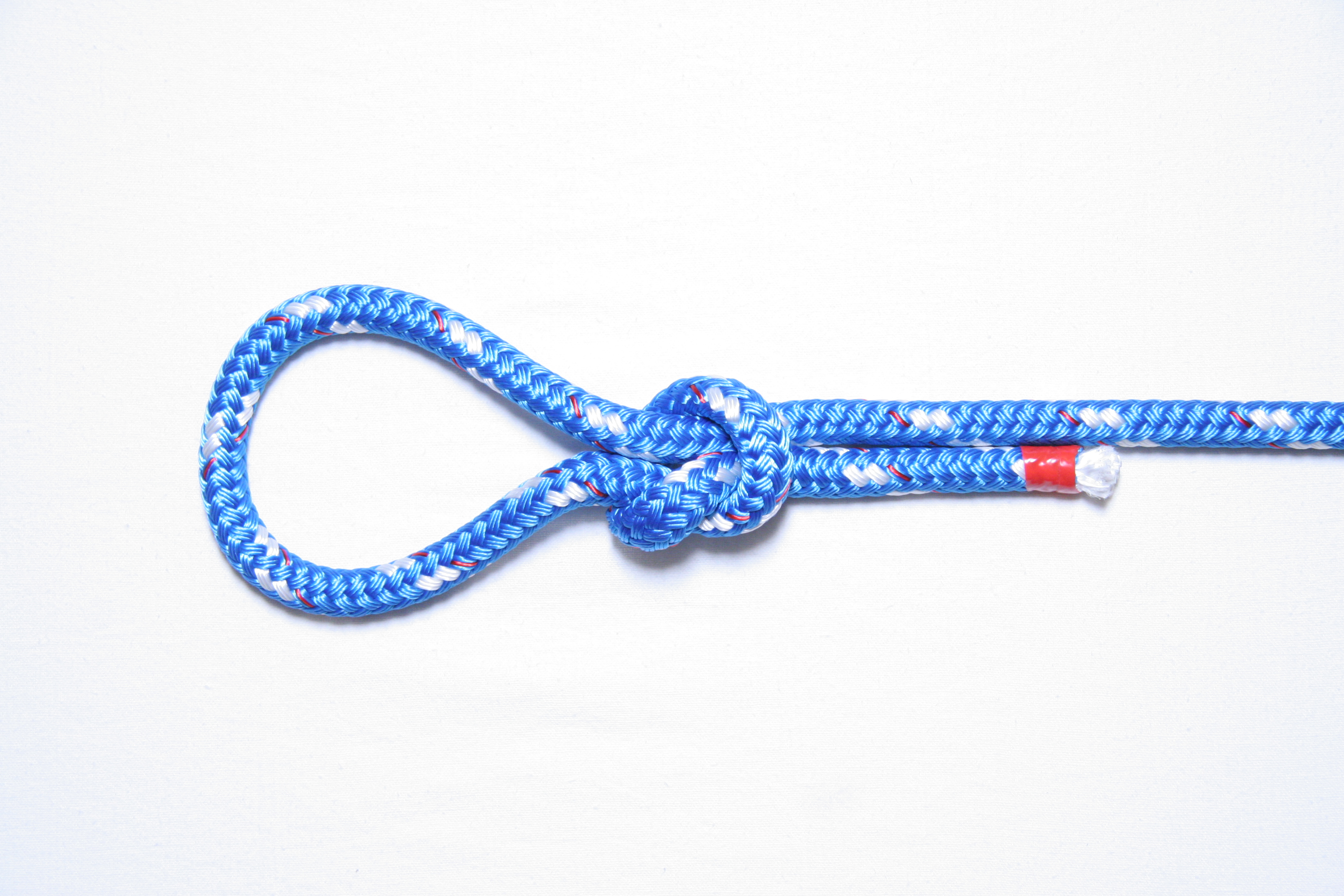
Бегущий простой узел, простой скользящий узел. Удавка, обычно используется на суше[1].
[abok 8][en 6]
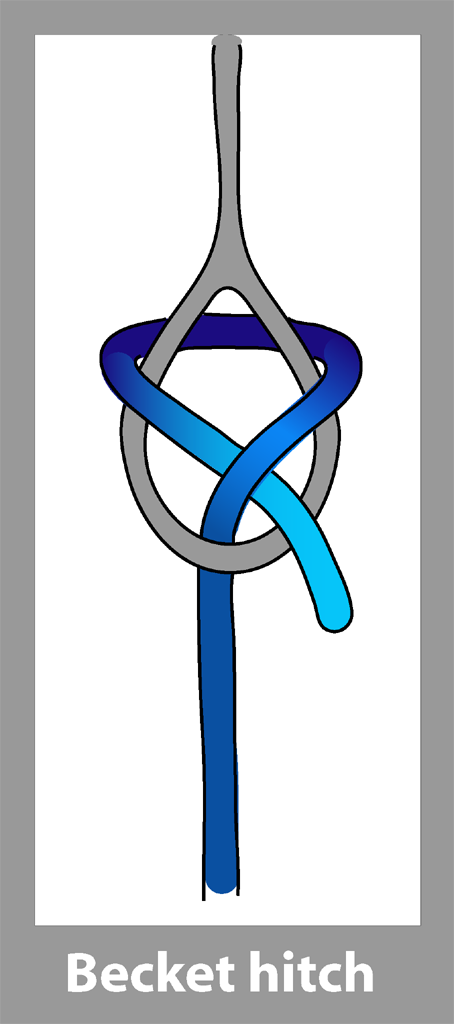
Бекетовый узел Профессиональный У., компактный и надёжный[1].
[abok 9][en 7]
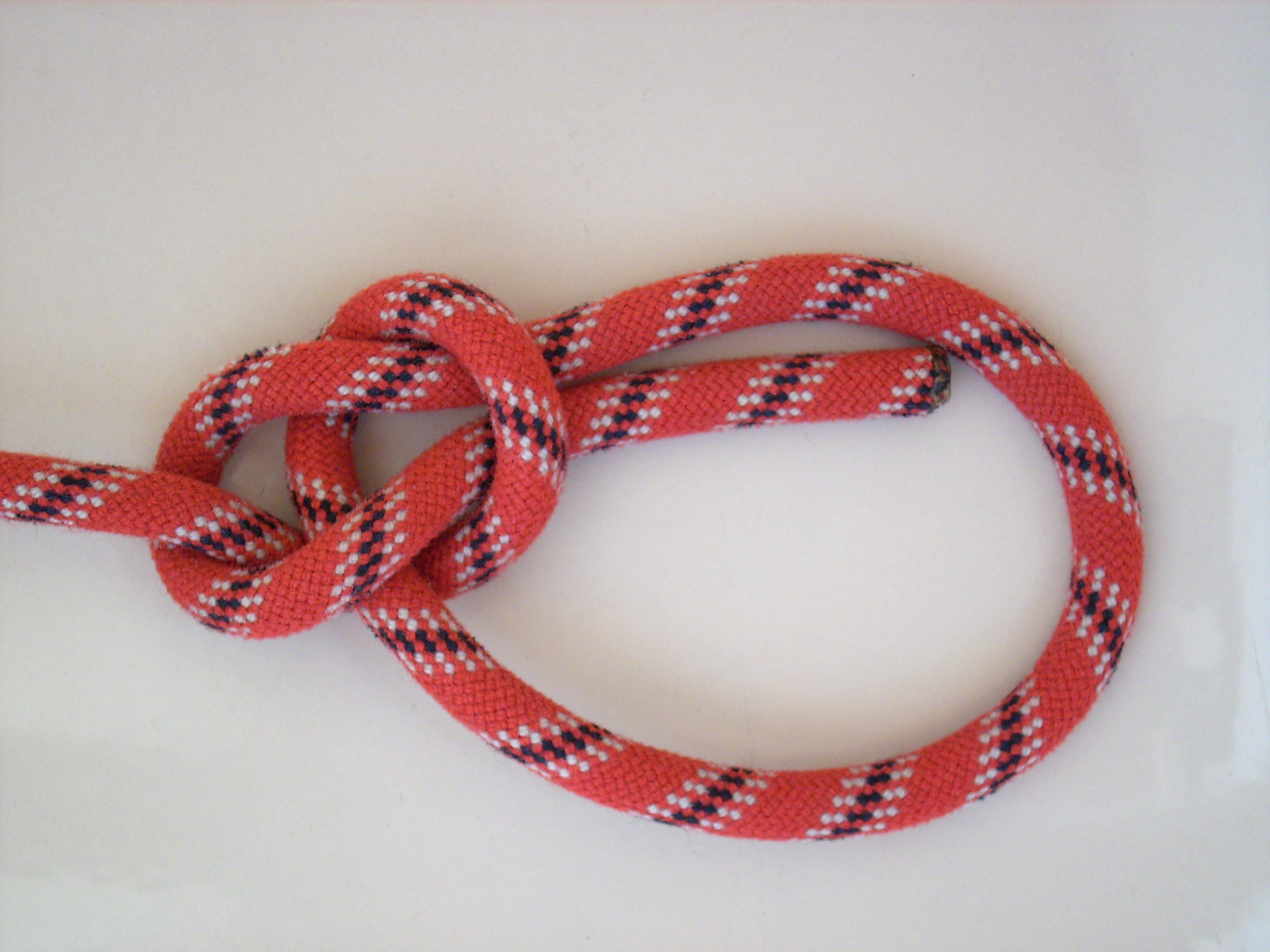
Беседочный узел, булинь, пальстек, паловый узел, путеводный узел, спасательный узел, петля любовника. Профессиональный У., изнашивается. Используется как штык для привязки люльки к кольцу[1].
[abok 10][en 8]
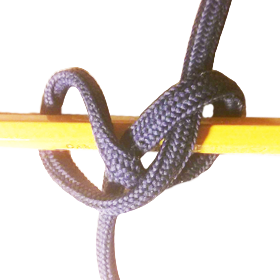
Битенговый узел[4], spar hitch[1], Constrictor on a pole. Перекрёстный У., не изнашивается и может быть завязан на середине троса[1].
[abok 11]
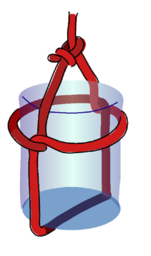
Бочечный узел Профессиональный У. для остропливания бочек[1].
[abok 12][en 9]
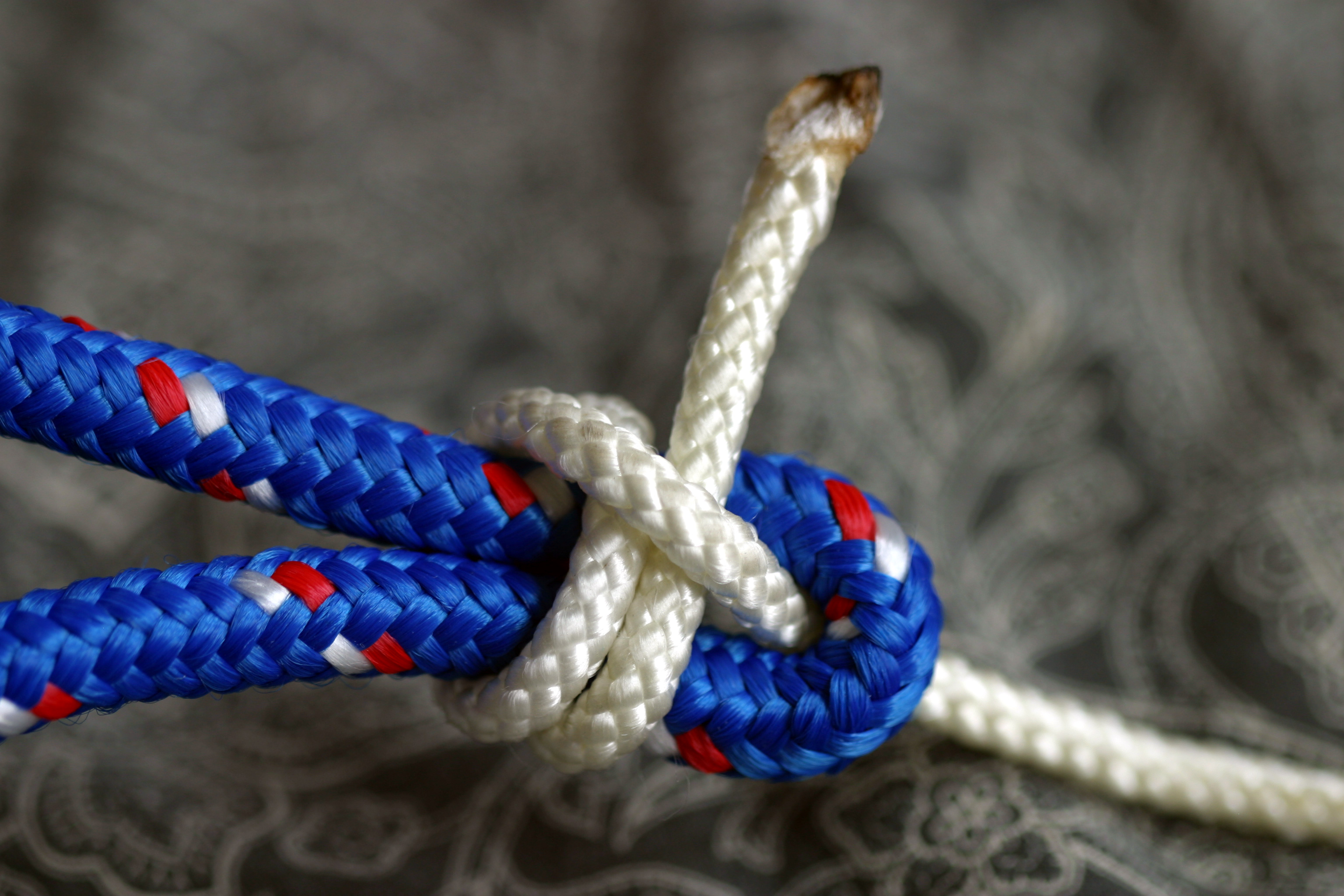
Брам-шкотовый узел Связывательный штык, как главный способ соединения на корабле[1].
[abok 13][en 10]
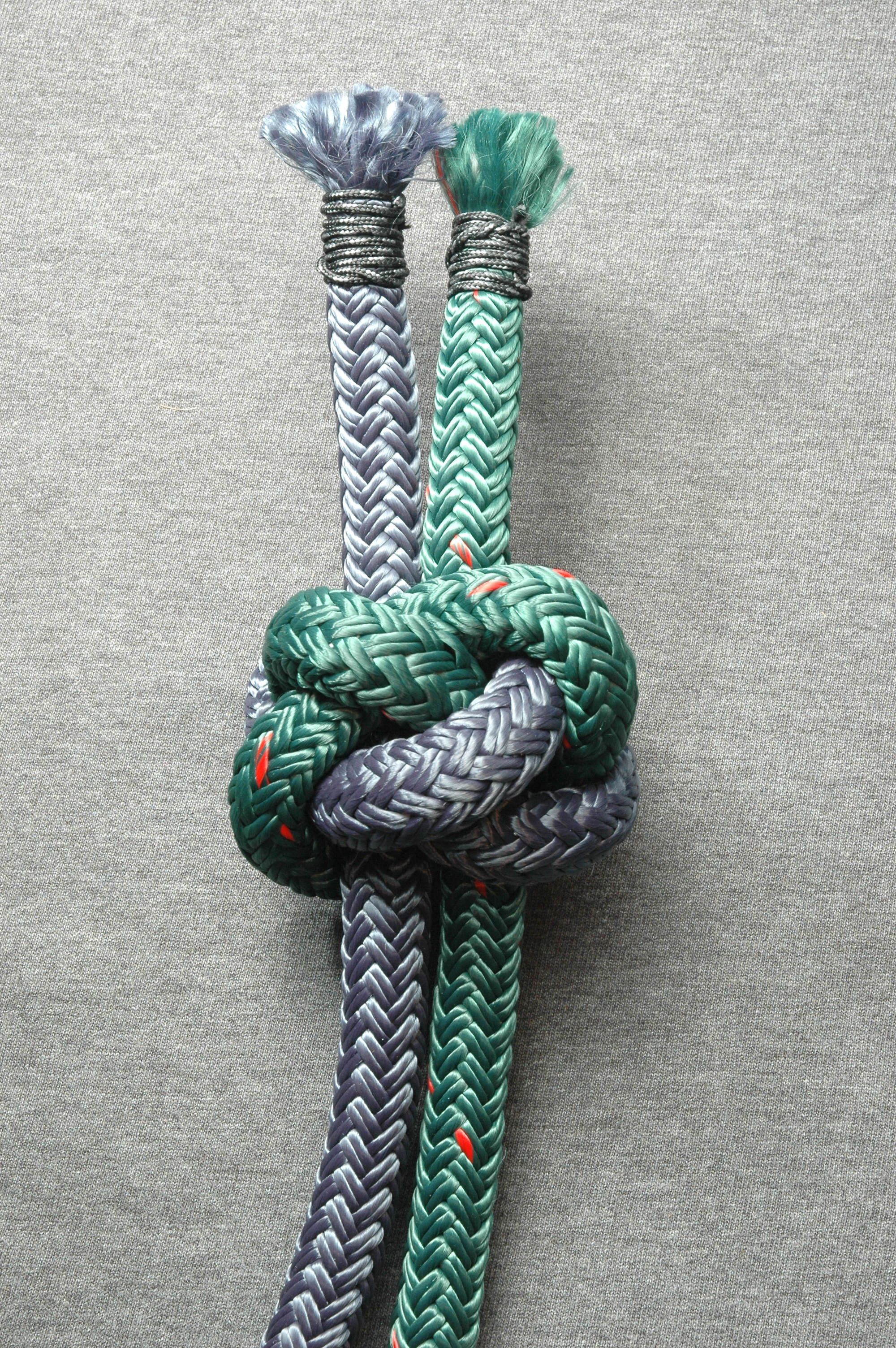
Бриллиантовый узел, Алмазный узел (Diamond knot), Классический темлячный узел.
[abok 14][en 11]
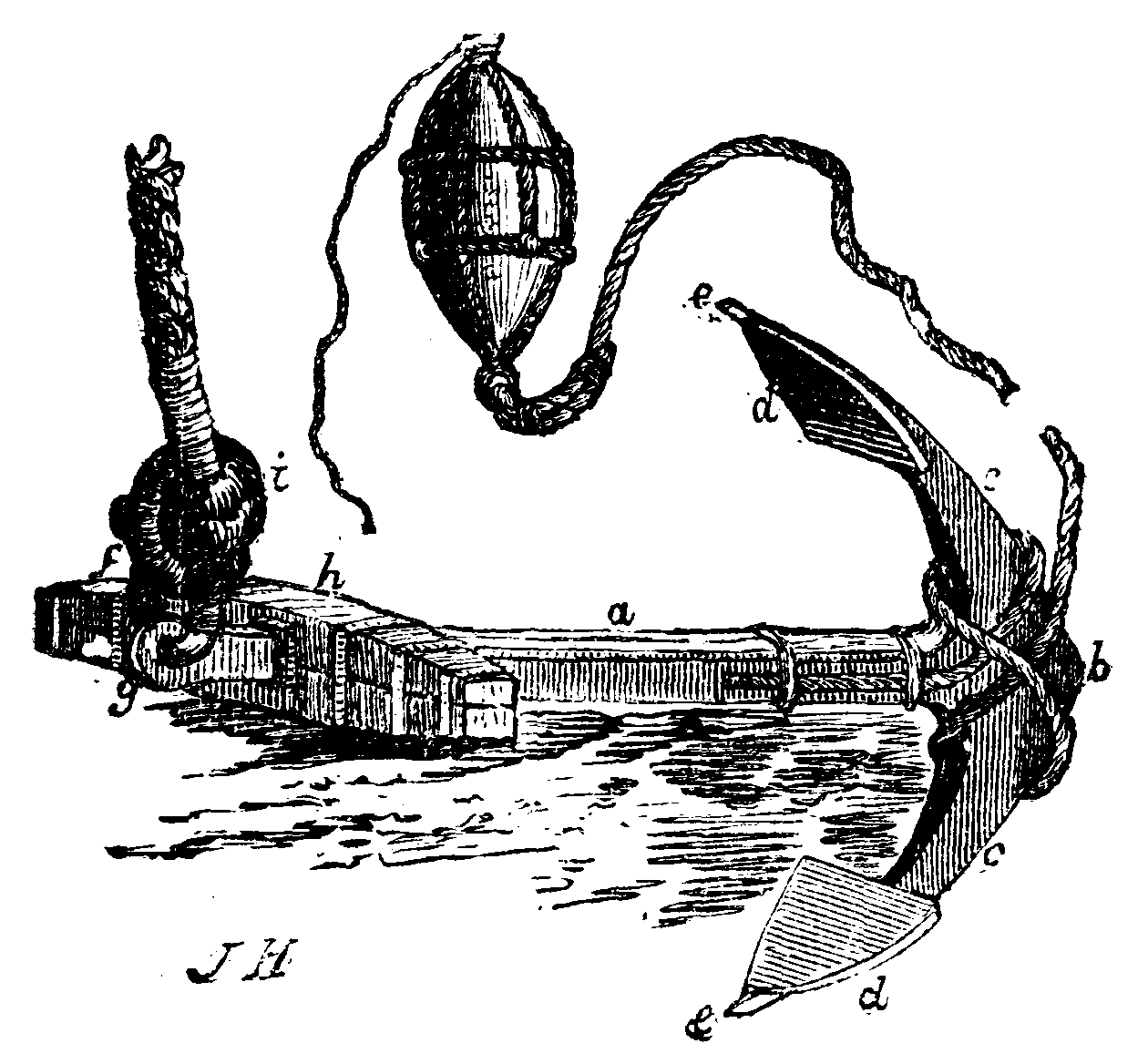
Буйрепный узел Морская свайка для привязывания троса к якорю[1].
[abok 15]
Буксирный узел[англ.][5][6]:72, лихтерный узел[6]:72[7]:101, портовый[4], Tugboat hitch, Lighterman's Hitch, Backhanded Mooring Hitch[1]. Штык на свае для буксировки барж[1].
[abok 16]
Буксирный узел[4] Редкий У. для крепления на буксирном гаке или на битенге[1].
[abok 17]
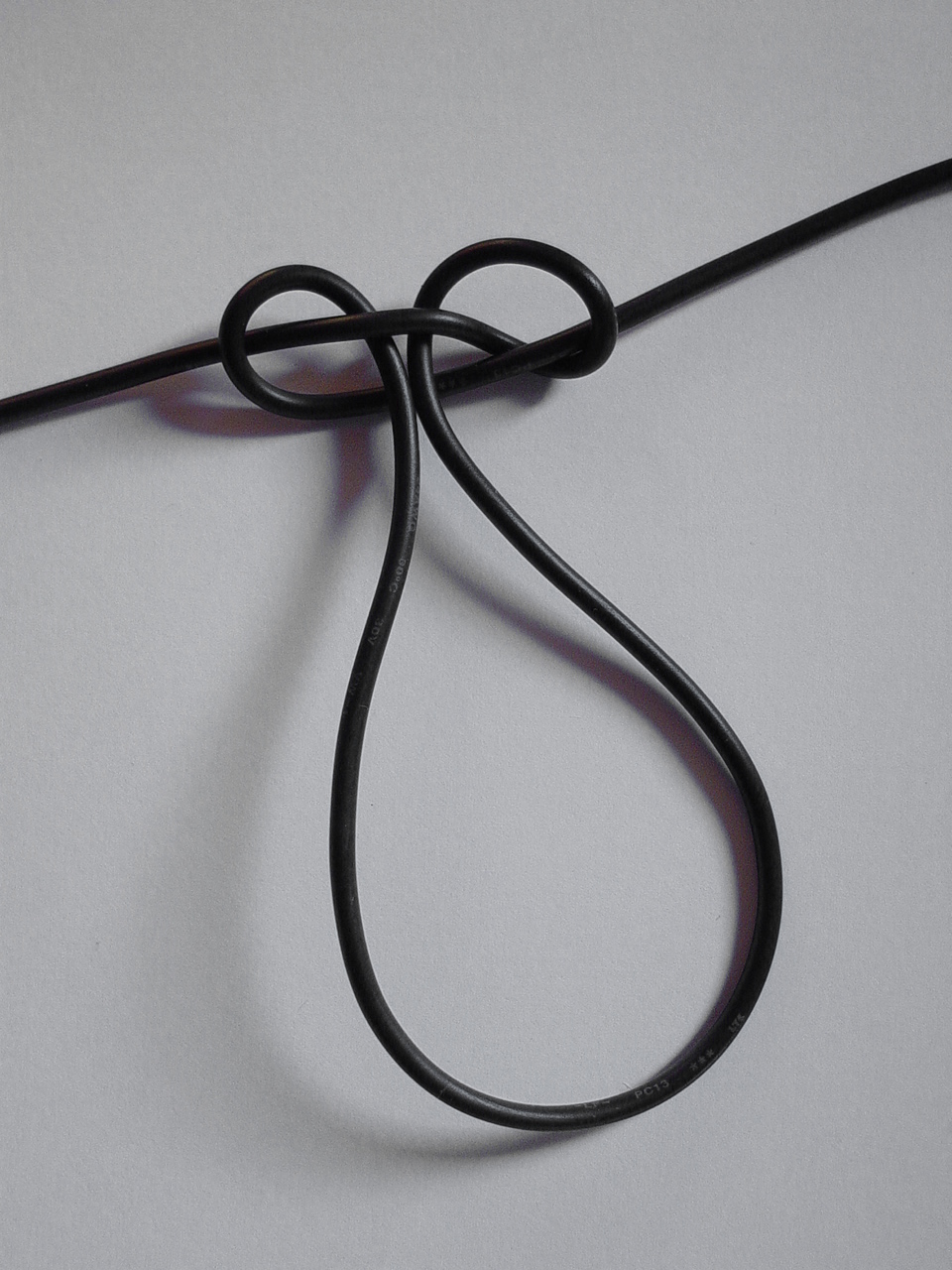
Бурлацкая петля, Запрягающий узел, Артиллерийский узел. Профессиональный У., ручной или локтевой держатель для перетаскивания полевых орудий[1].
[abok 18][en 12]

### В

Ведёрный узел Найтов, чтобы опускать ведро[1].
[abok 19]
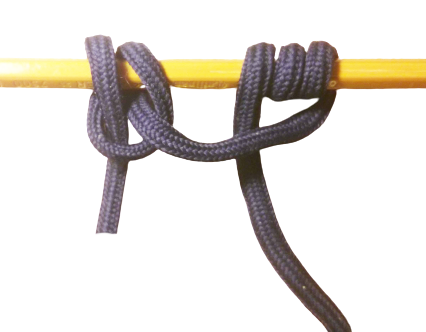
Верблюжий узел[4], Camel Hitch[1]. Профессиональный У., который не скользит даже мокрым и легко развязывается[1].
[abok 20]
Верёвочный узел Курилова «Скаут»[8] У. для обеспечения зажима коренного конца верёвки в У. витком его закрытой петли и фиксации ходовым концом в ней открытой петли.
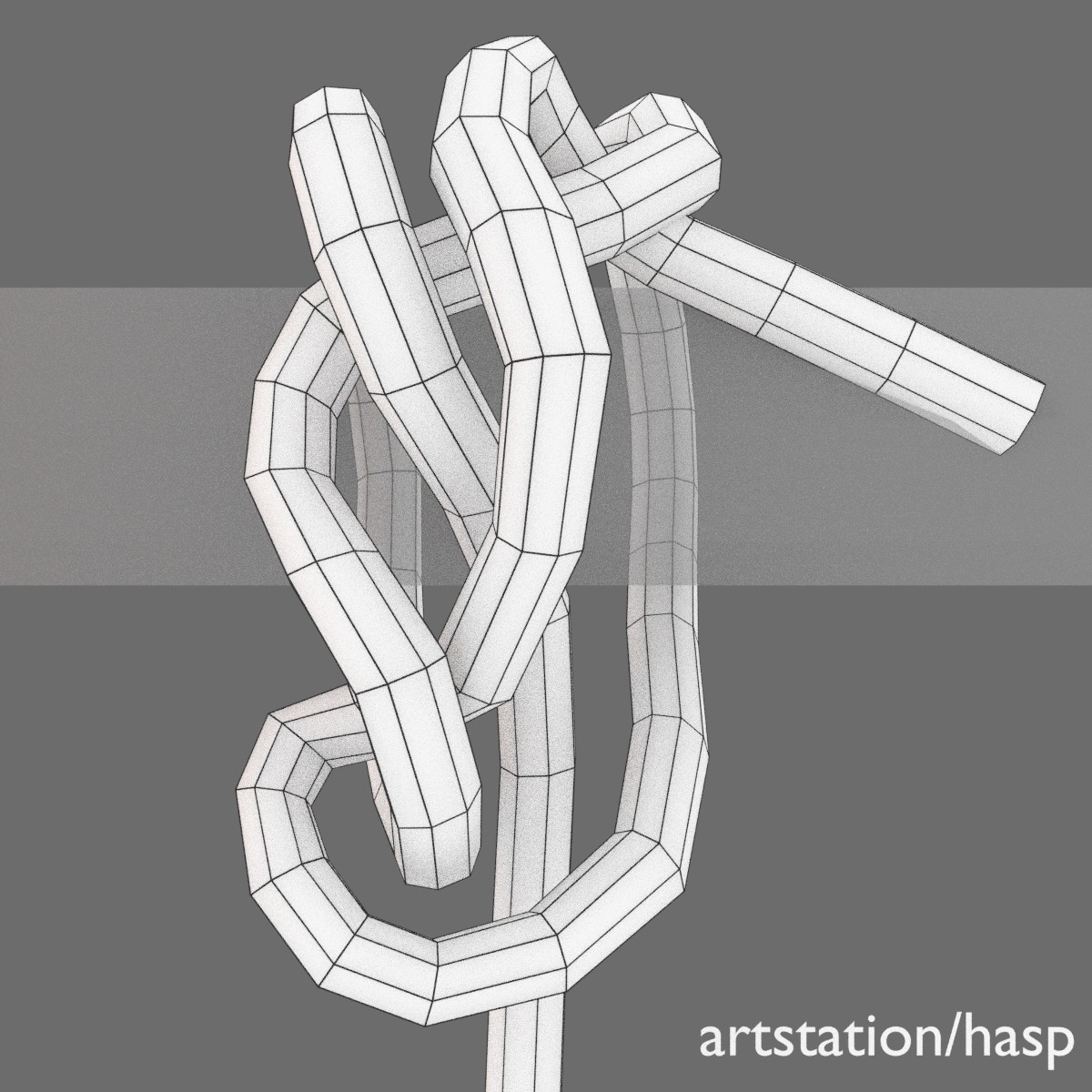
Виброустойчивый узел[англ.][7]:94, Узел Ловинса[6]:67, Vibration-proof hitch. Предназначен для креплений больших диаметров. Вибрация неподвижных частей будет только сильнее затягивать его благодаря «храповиковому» действию частей У.
Виктория Галстучный узел[abok 21]
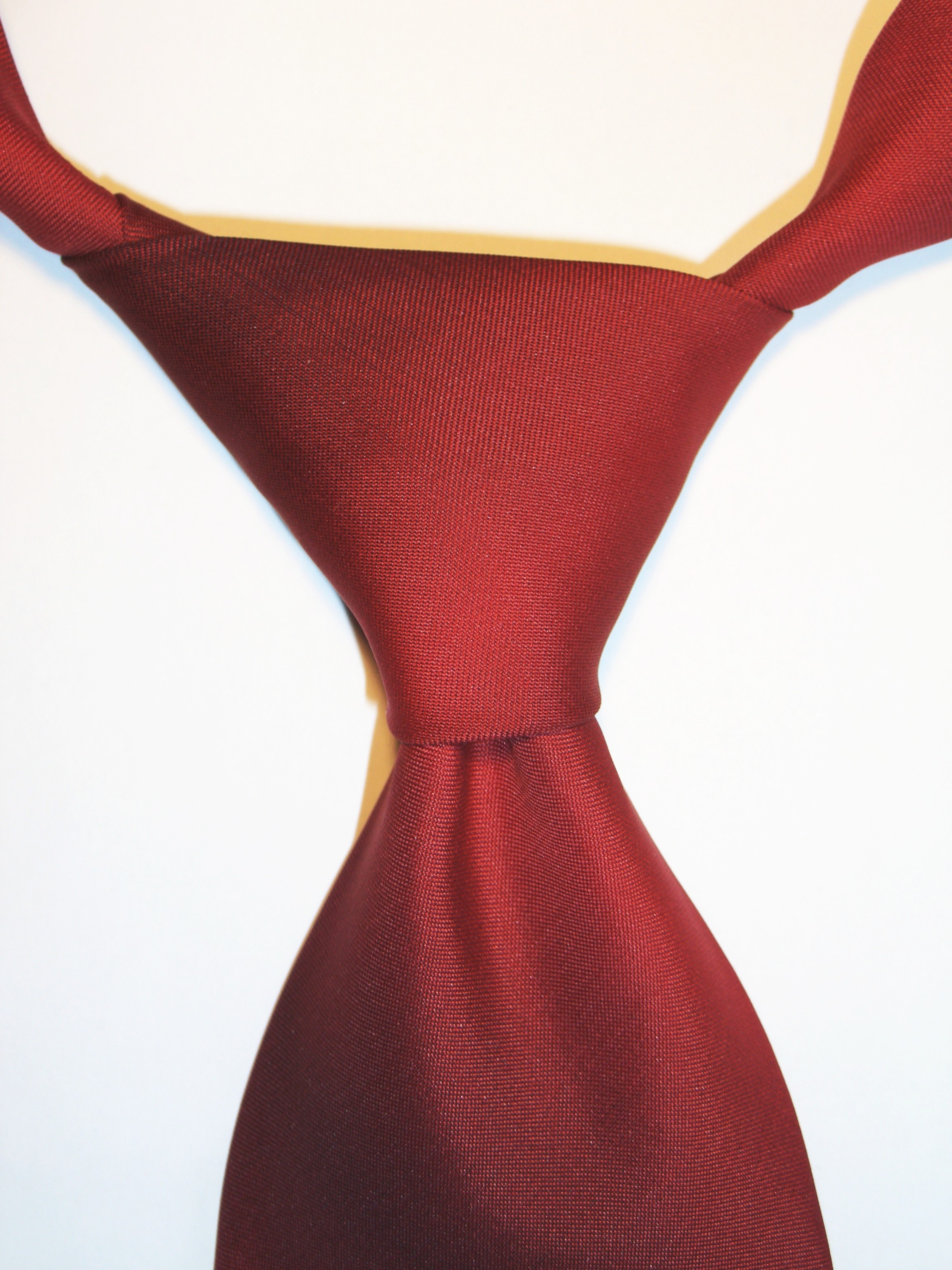
Виндзор Галстучный узел
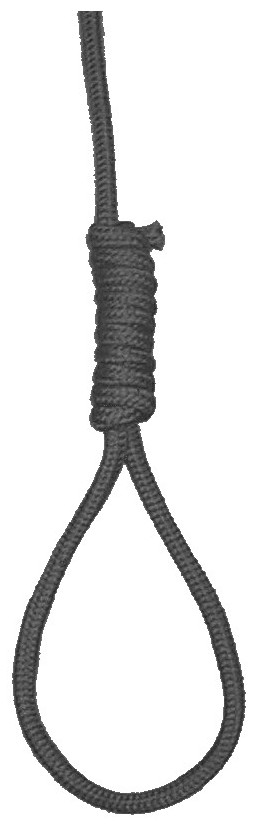
Висельная петля, висельный узел, затягивающаяся удавка, узел Линча, эшафотный узел. Профессиональный У., используется для цели, указанной в названии У[1].
[abok 22][en 13]
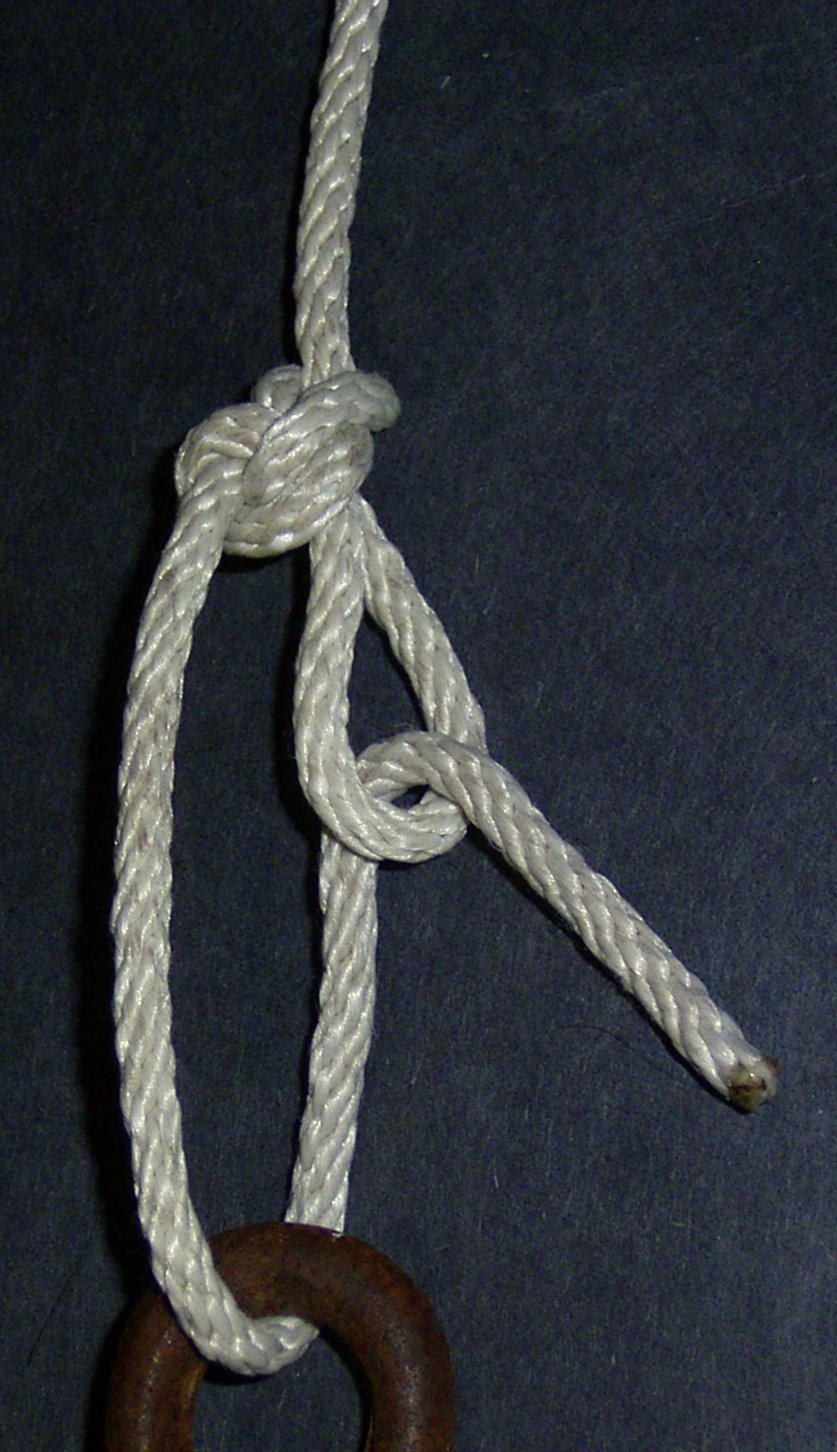
Водительский узел, крепёжный узел дальнобойщиков, возничий узел, Trucker's hitch, dolly knot, lorry driver's hitch, harvester's hitch, hay knot, sheepshank cinch, trucker's dolly, wagoner's hitch, power cinch, rope tackle. Связывательный штык для крепления грузового вагона или грузовика[1]. [abok 23]
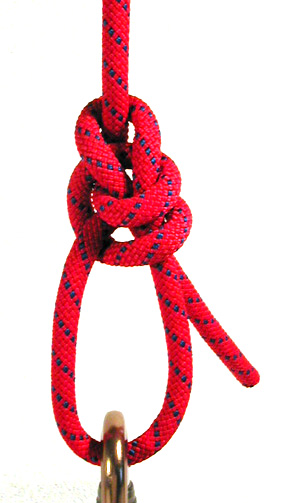
Водный булинь, Water bowline. Простая петля, булинь с дополнительным полуштыком для уменьшения заклинивания мокрого узла[1].[abok 24]
Воровской узел Крепёжный У., как полупостоянная петля, одна из сильнейших[1].
[abok 25][en 14]
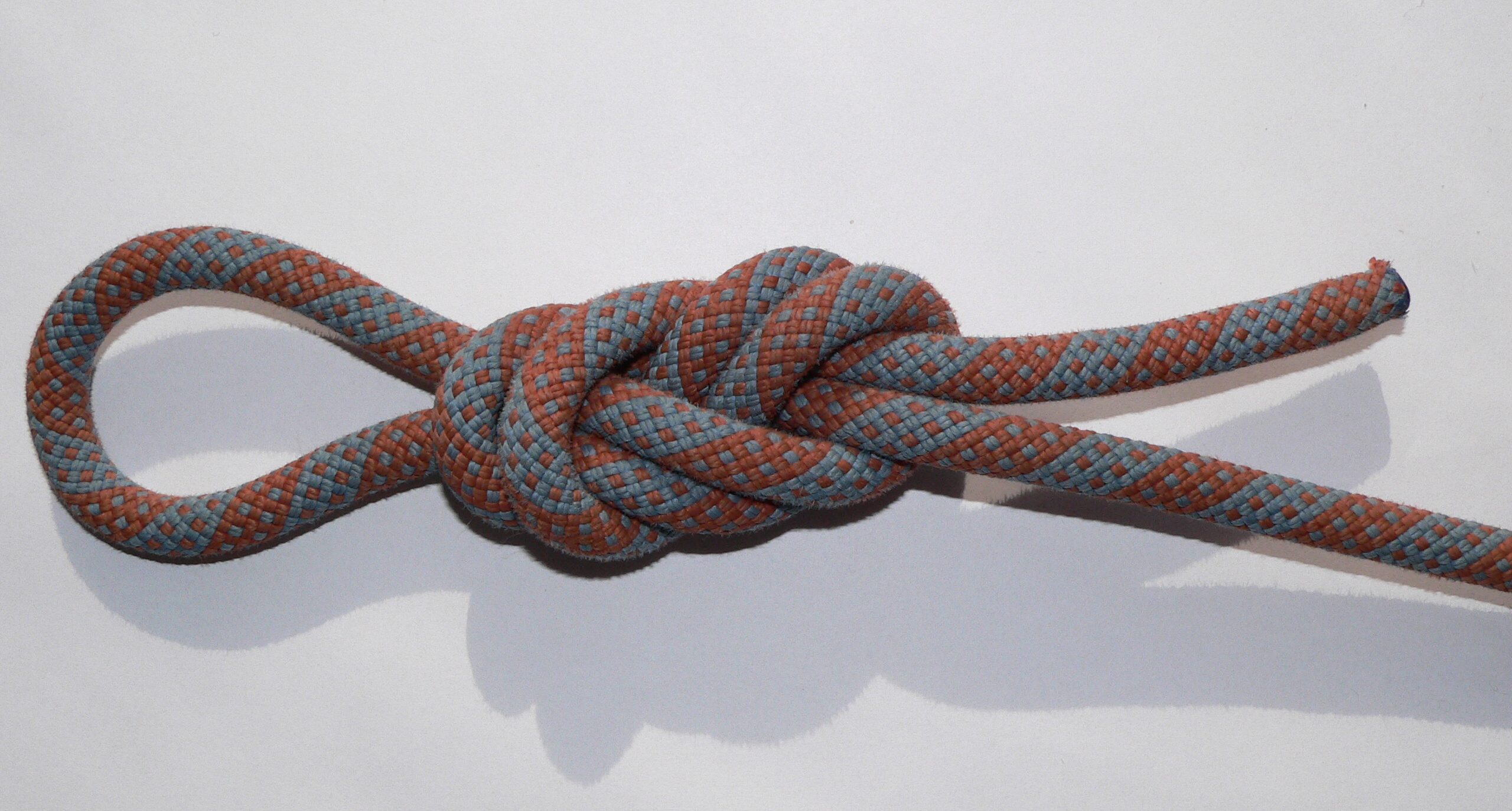
Восьмёрка, фламандская петля (Flemish Loop). Кноп, прочный, громоздкий для скрипки, который нужен если дырка была сильно изношена[1].
[abok 26][en 15]
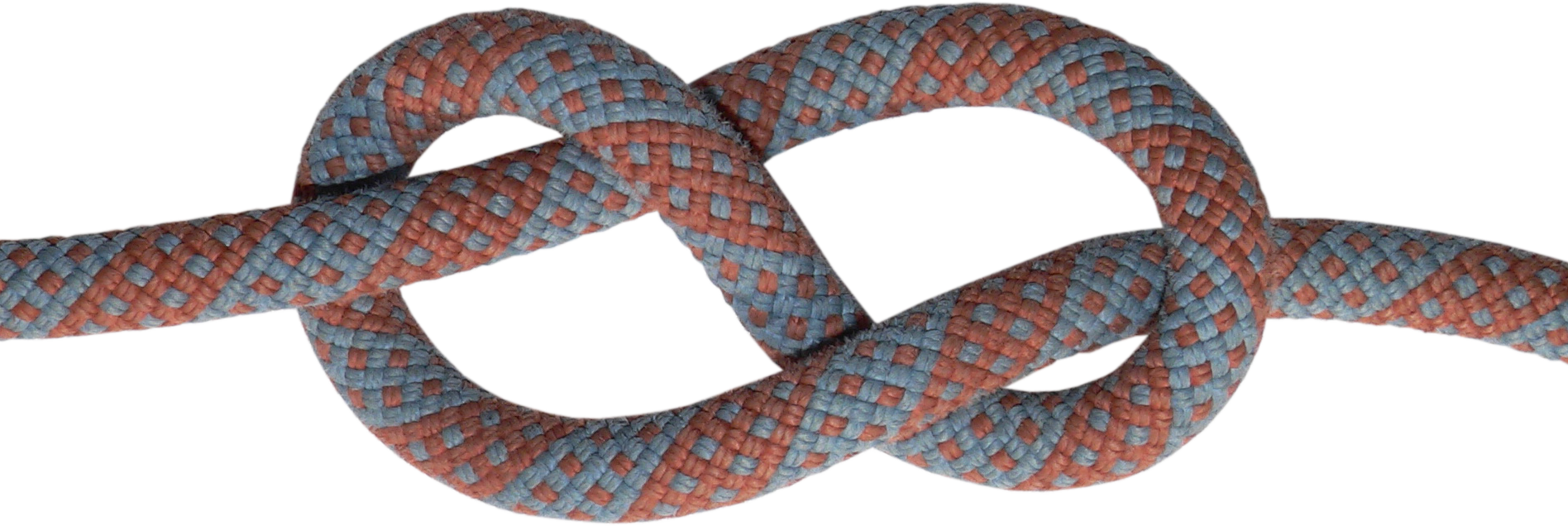
Восьмёрка, фламандский узел, савойский узел. Профессиональный У., временный стопор у конца бегучего такелажа для останавливания распутывания[1].
[abok 27][en 16]
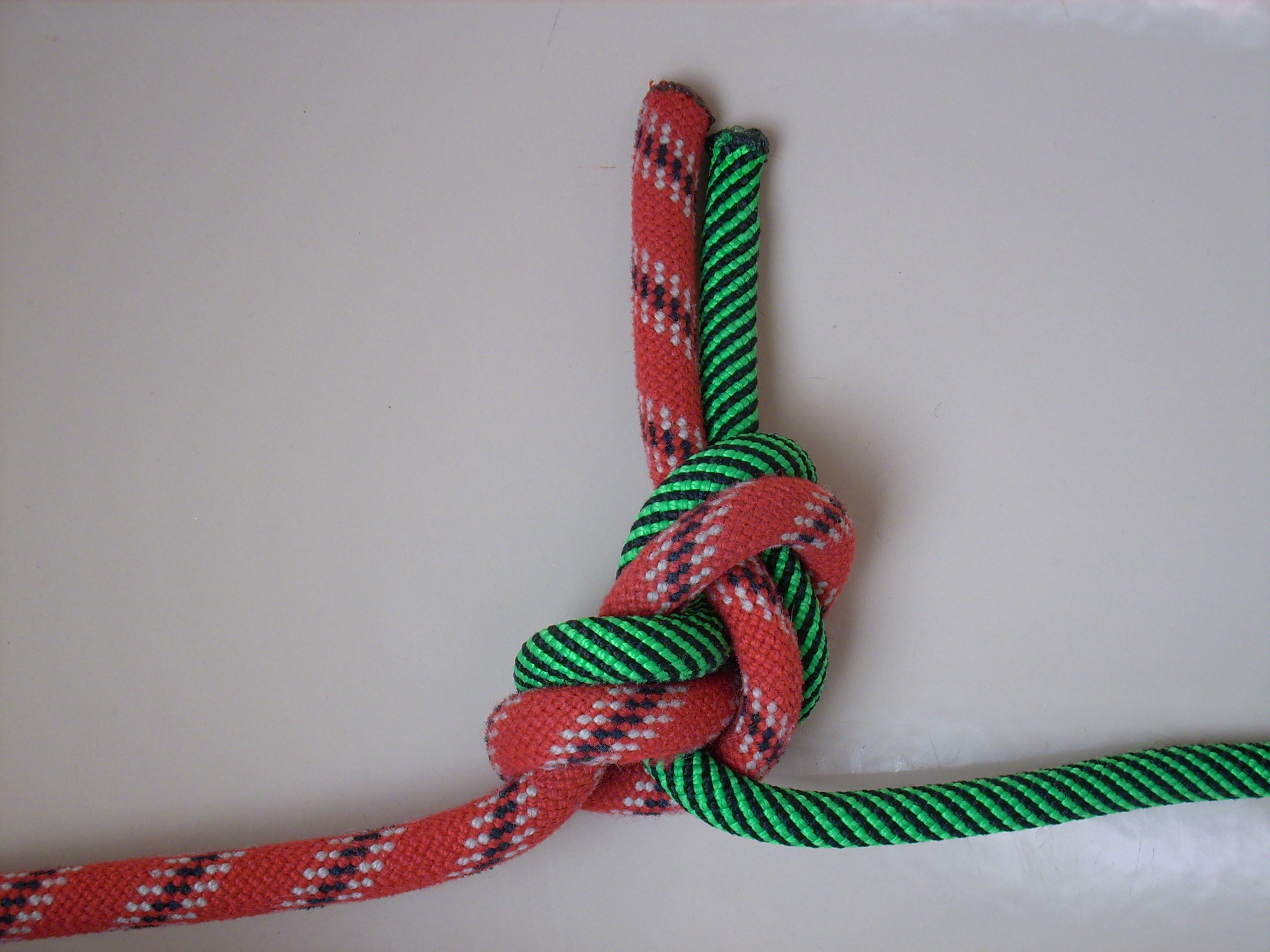
Восьмёрка c параллельными концами[англ.][9], Offset figure-eight bend. Может применяться в ситуациях, когда требуется быстро и надёжно соединить два троса. В точках выхода тросов из У. образуются перегибы под углом 90°, что может привести к обрыву троса при динамической нагрузке.
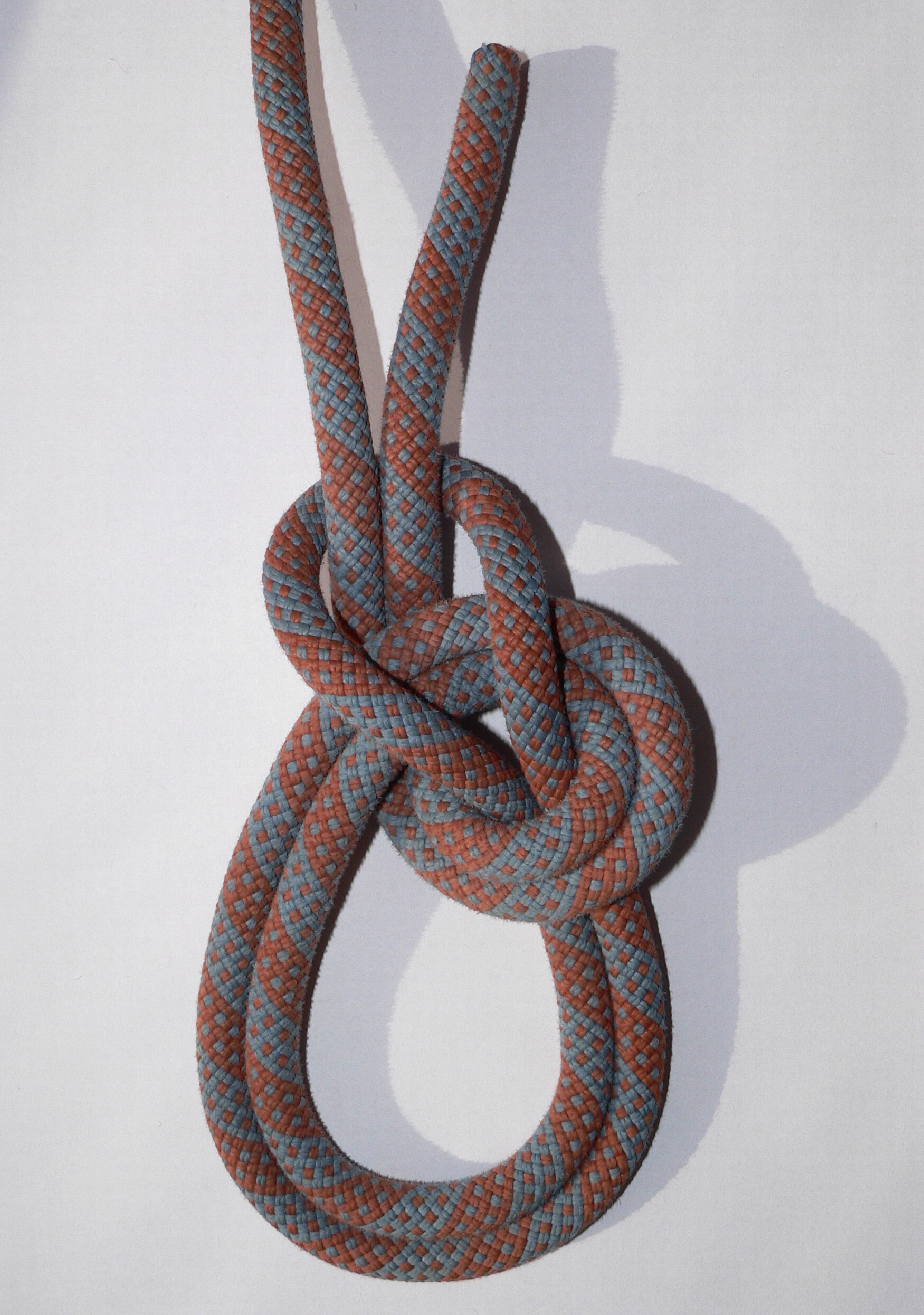
Встречный булинь Применяют вместо беседки при работах на мачтах и за бортом, причём большая петля узла служит сиденьем, а меньшая охватывает туловище под мышками[10]:7.
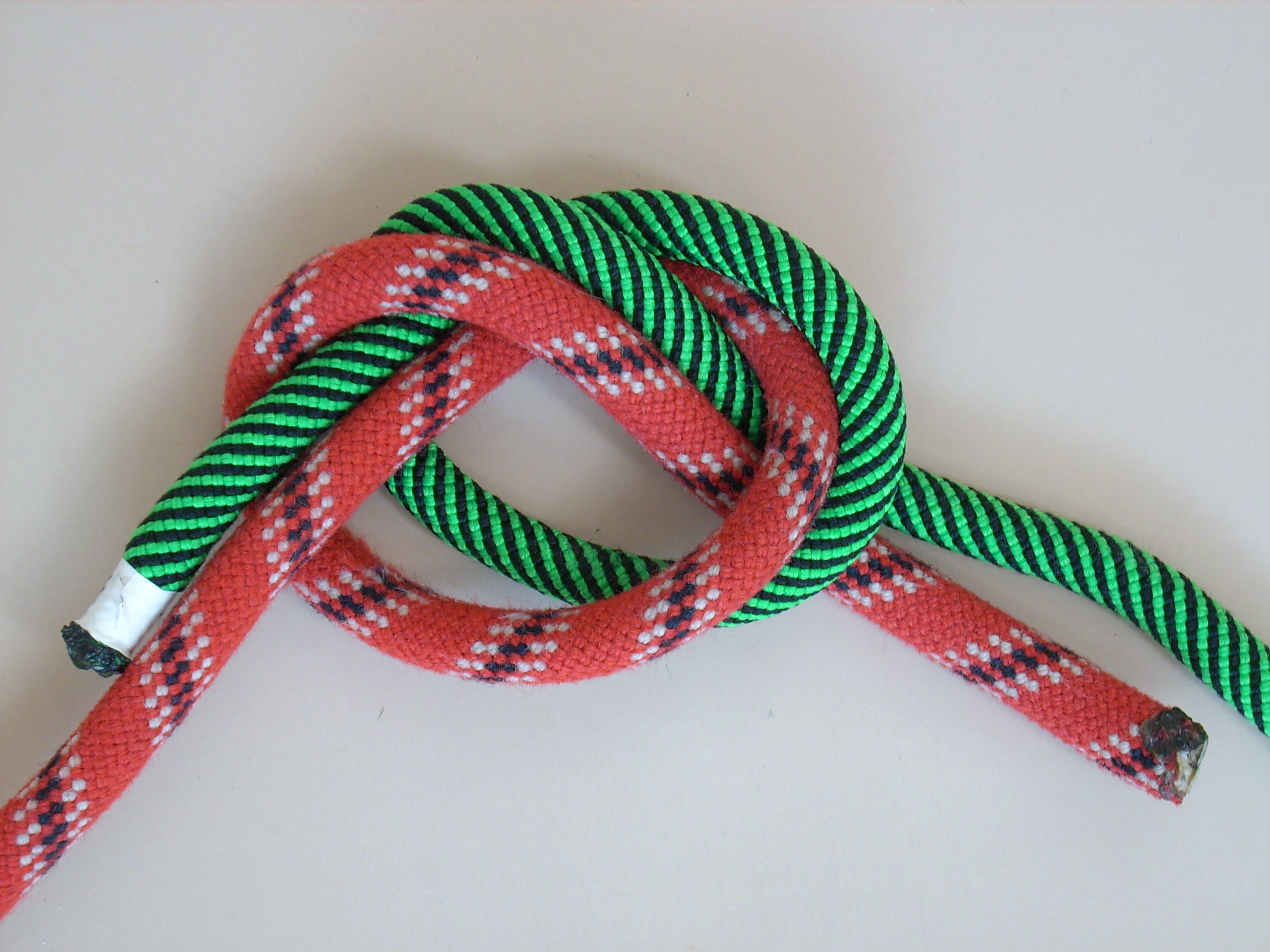
Встречный узел, ленточный узел. Профессиональный У., компактный и надёжный[1].
[abok 28][en 17]
Выбленочный узел, стремя, ткацкий запор, головка жаворонка внахлёст. Профессиональный У., главный штык на суше, а в море используют для привязки выбленок к вантам[1].
[abok 29][en 18]

### Г

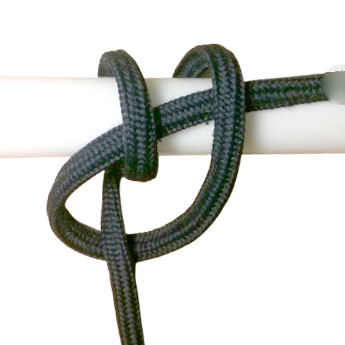
Гафельный узел, Фаловый багорный марсель, Gaff Topsail Halyard Bend. Штык на рангоуте, аккуратный и плотный[1].
[abok 30]
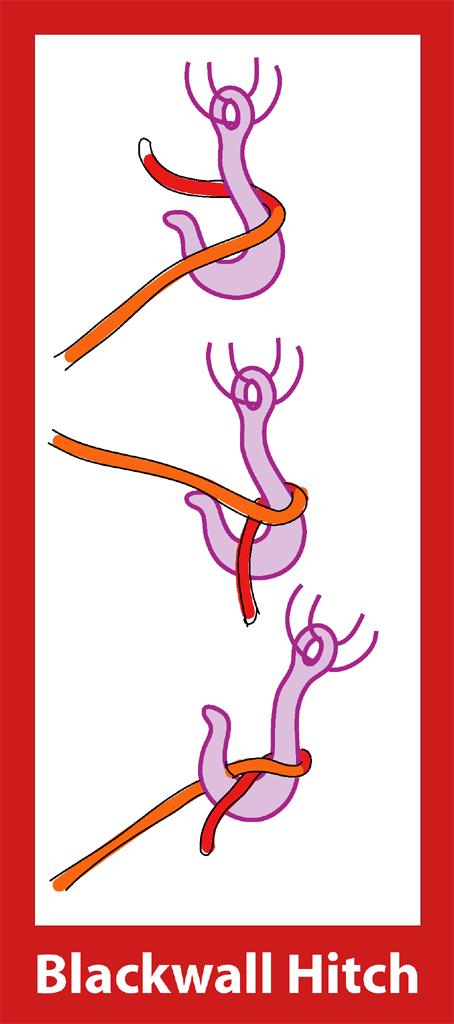
Гачный узел Быстрый штык, популярный одинарный штык, но не очень надёжный[1].
[abok 31][en 19]
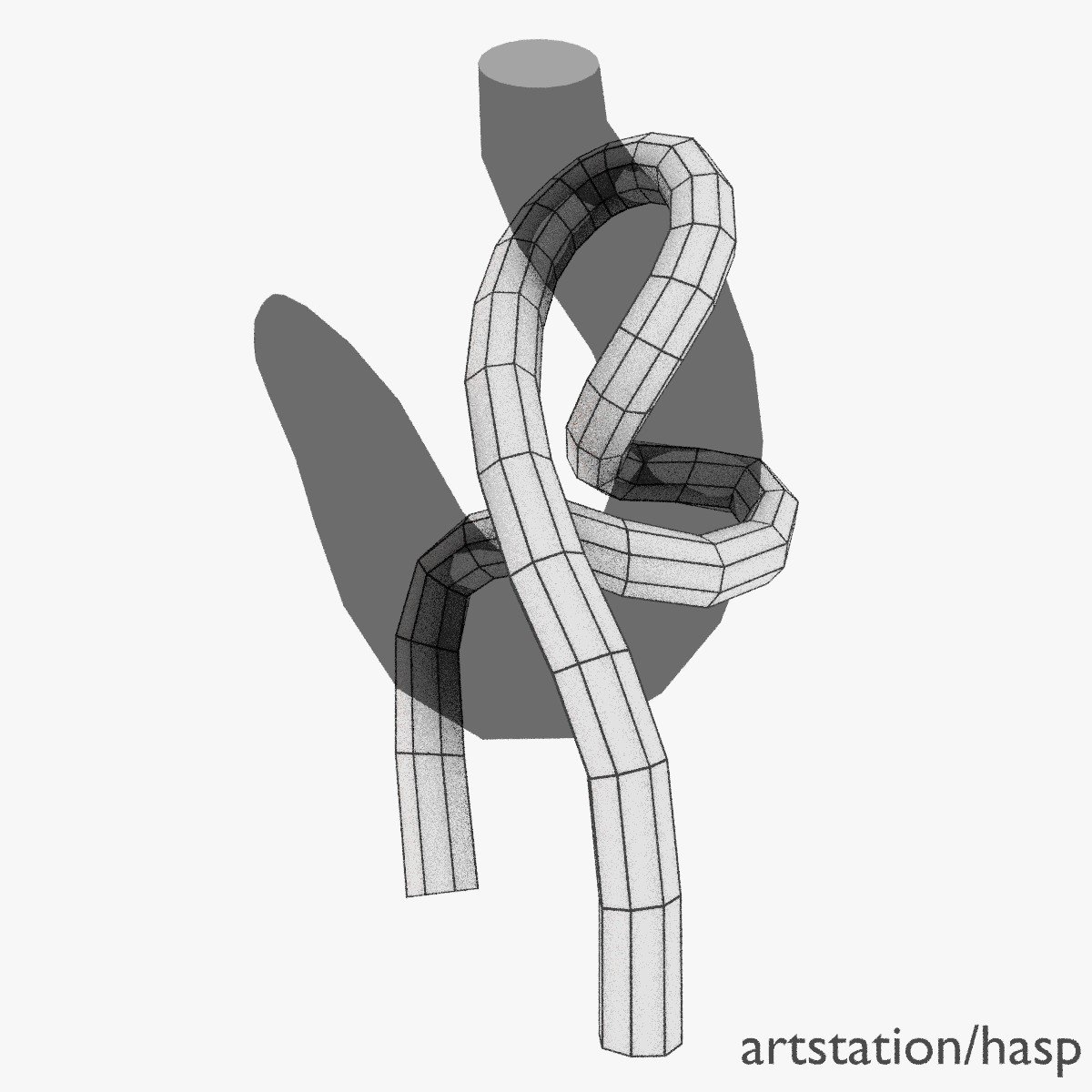
Гачный узел со шлагом[4], Двойной гачный узел[5], Double Blackwall Hitch[1]. У. на дельных вещах. Рекомендуется, как предпочтительный, но он менее надёжный, чем гачный У[1]. [abok 32]
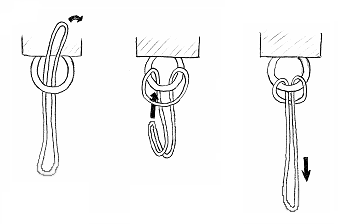
Глухая петля, полусхватывающий узел, бирочный узел, узел «ключника». Профессиональный У. и надёжное зацепление для кольца, надёжный штык, т. к не имеет концов для развязывания[1].
[abok 33][en 20]
Голландский булинь, левосторонний, леворукий, ковбойский булинь. Простая петля, ошибочно привязывают прямо к столбу при швартовке вместо беседочного У[1].
[abok 34][en 21]
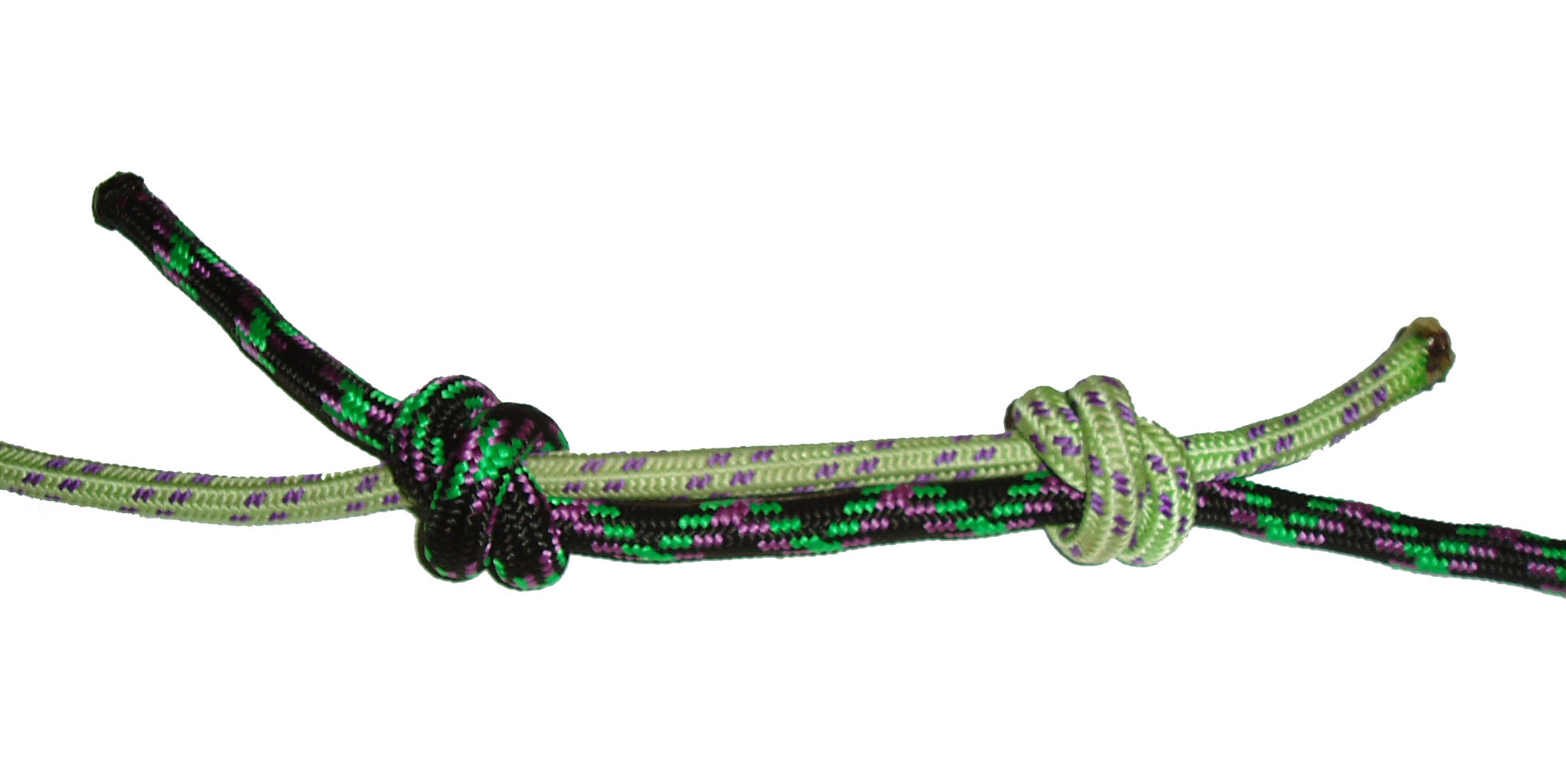
Грепвайн, двойной рыбацкий узел, двойной английский узел, двойной рыбный стек. Профессиональный У., изнашивается. Используется рыболовами для плетения конского волоса[1].
[abok 35][en 22]

### Д

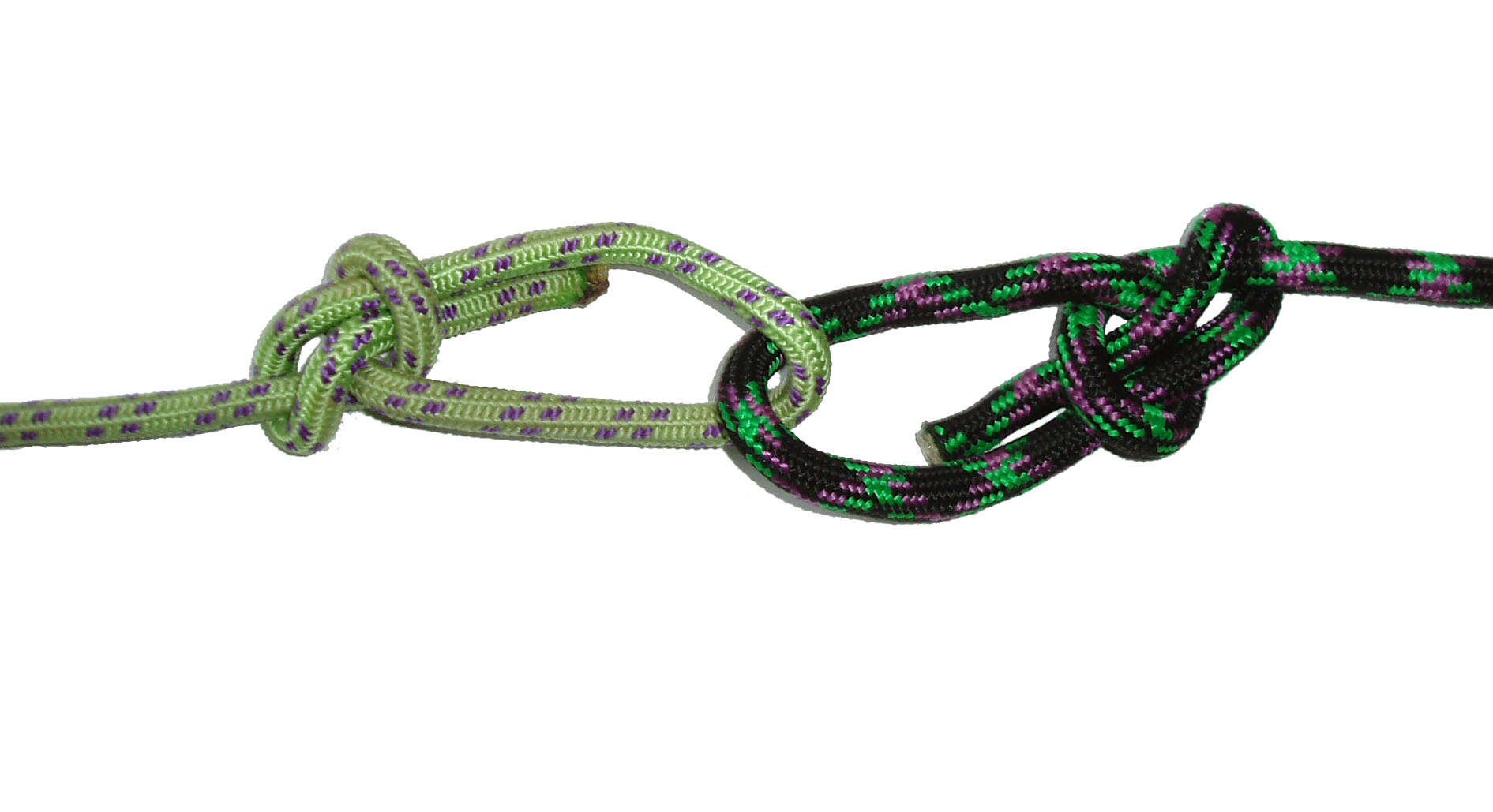
Два встречных беседочных узла[фр.][11], Bowline bend[1], Two bowlines[1]. Связывательный штык, быстро завязывается и часто используемый при буксирных соединениях[1].
[abok 36]
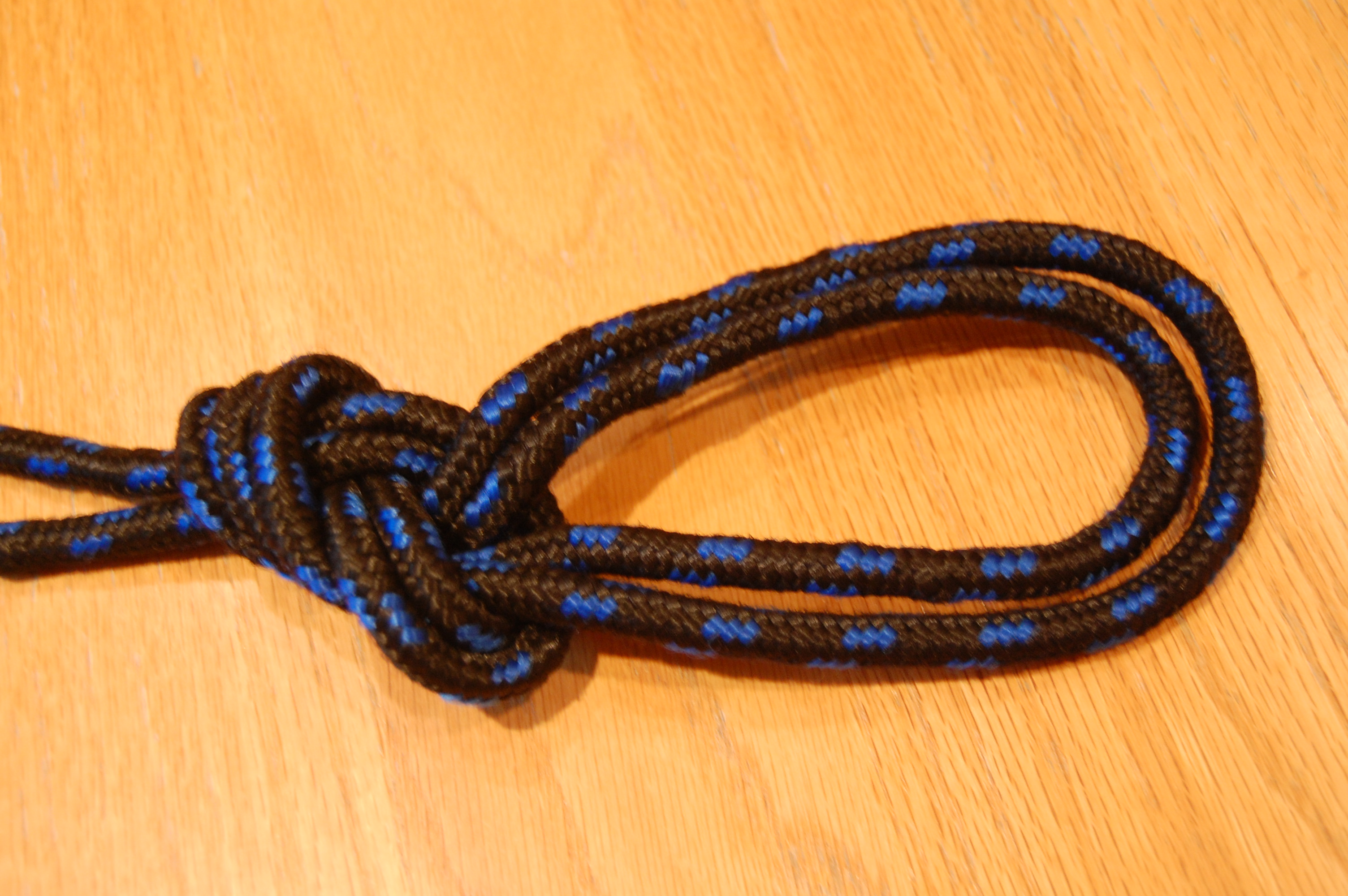
Двойная восьмёрка, заячьи уши. Двойная петля с близкими и параллельными петлями[1].
[abok 37][en 23]
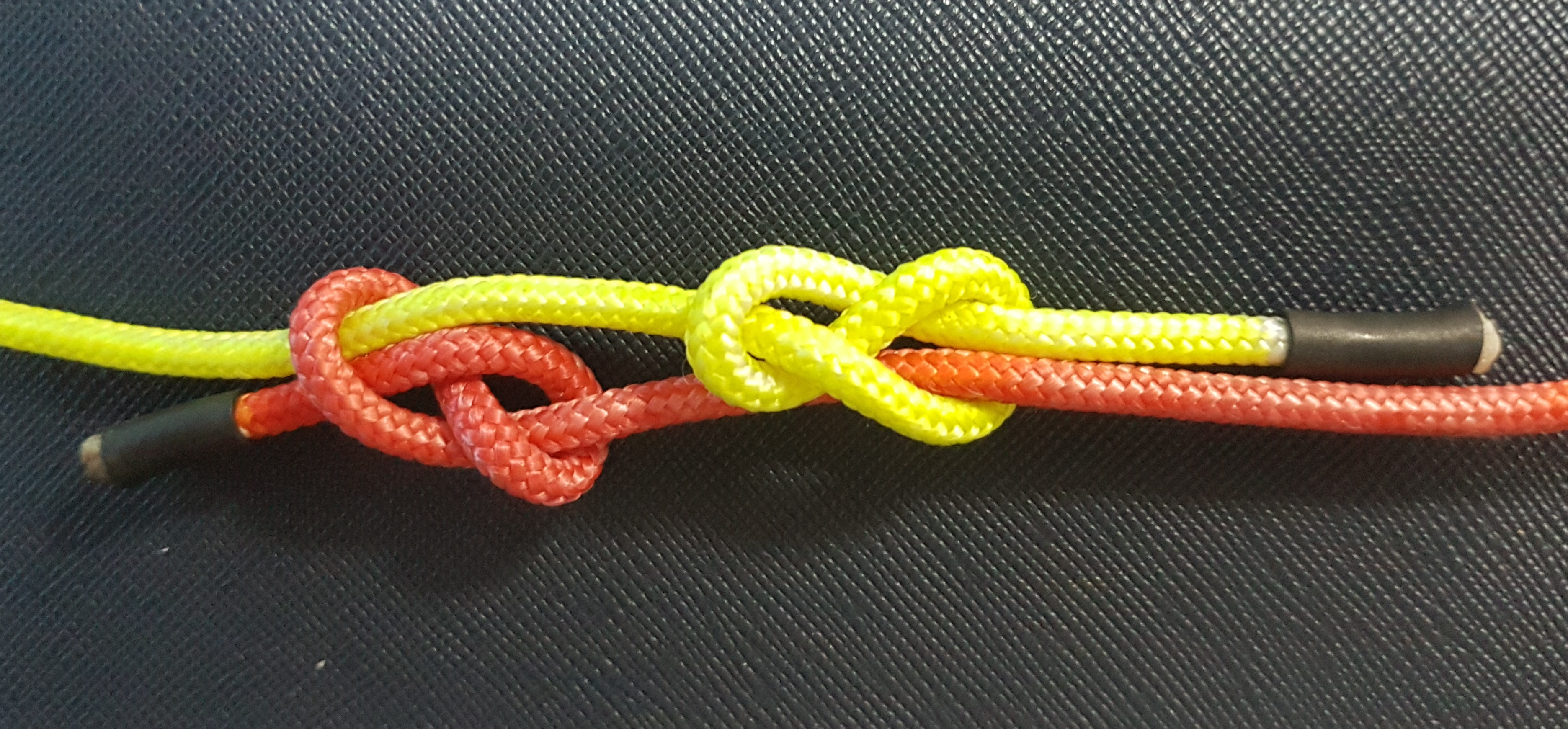
Двойная восьмёрка[6]:35[9], Скользящие восьмёрки[12], Sliding figures of eight[13], double figure-eight bend[1]. Связывательный штык и рыбацкий У. на основе восьмёрки для связывания 2-х верёвок. [abok 38]
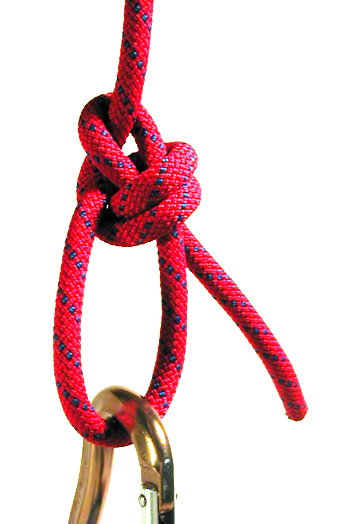
Двойной булинь Морской крепёжный узел, который используют в случае, если классический булинь развязывается[abok 39]
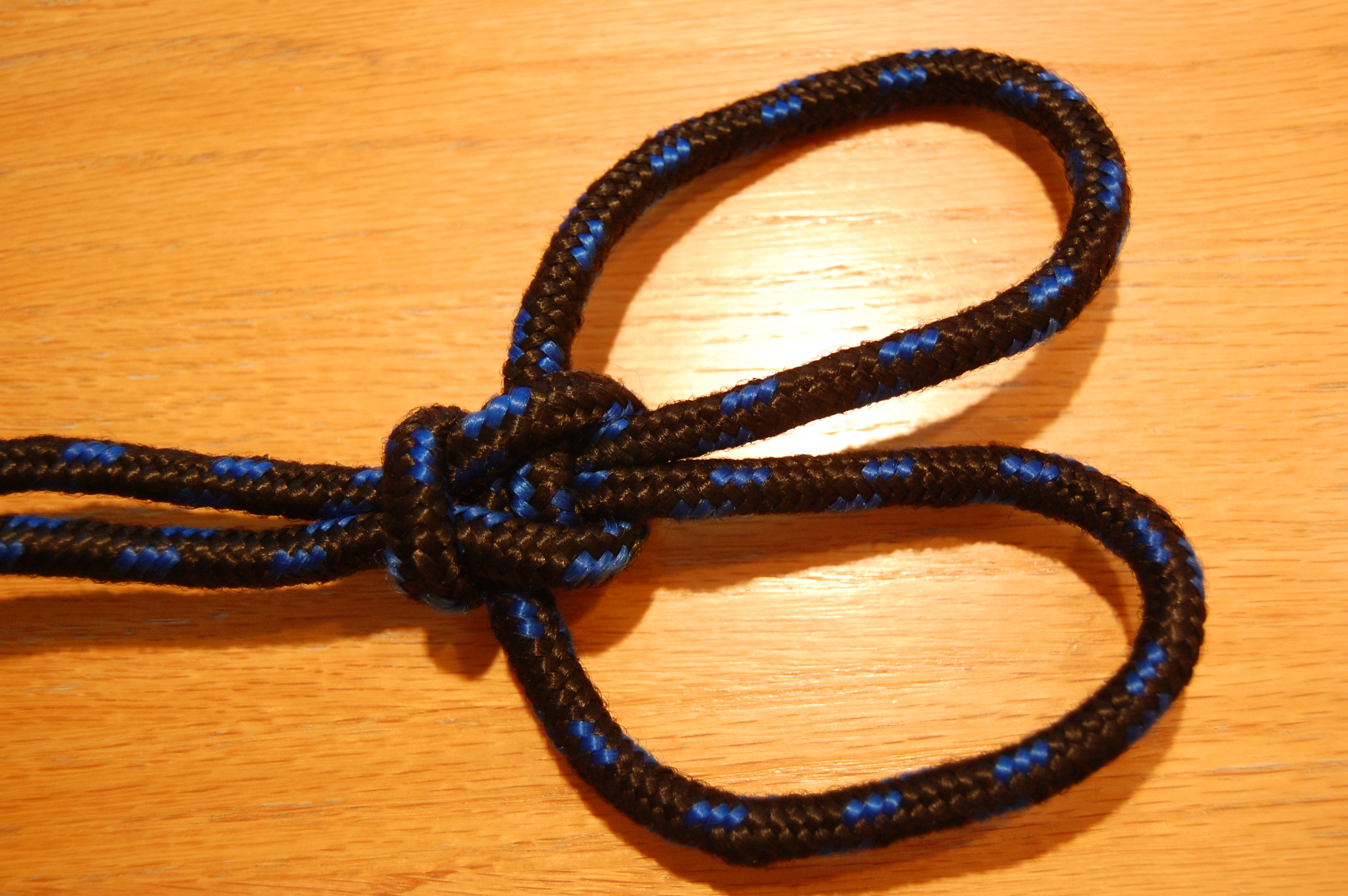
Двойная скошенная петля[англ.][14], Rigid double splayed loop in the bight, double splayed loop[1]. Двойная петля, фирменный среди двойных петель. 2 петли не связаны напрямую[1].
[abok 40]
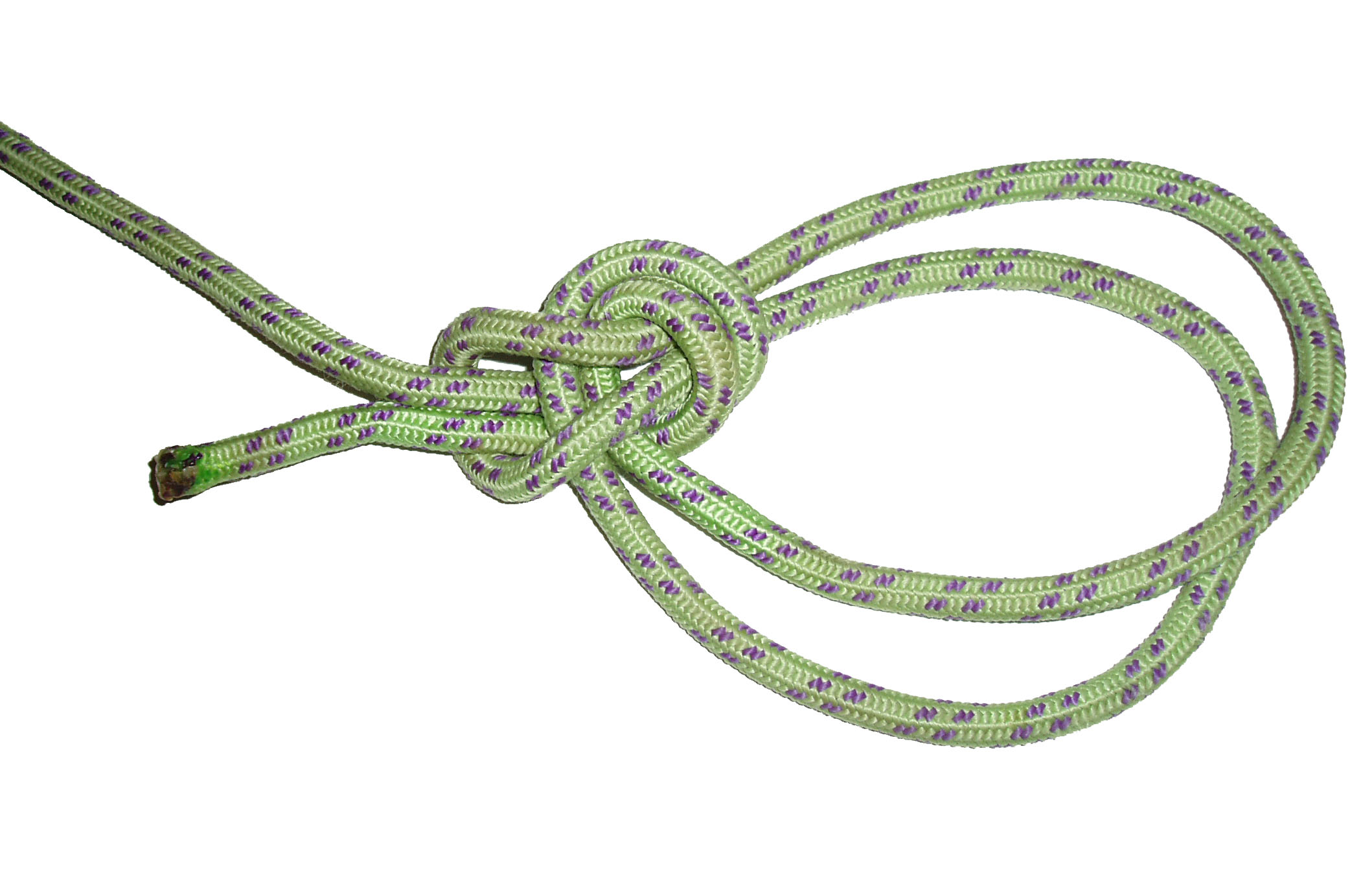
Двойной беседочный узел, двойной булинь, двойной пальстек, заячьи уши, встречный булинь. Двойная петля, которая содержит 2 неподвижные петли, которые можно использовать отдельно. На море используется для спуска с высоты[1].
[abok 41][en 24]
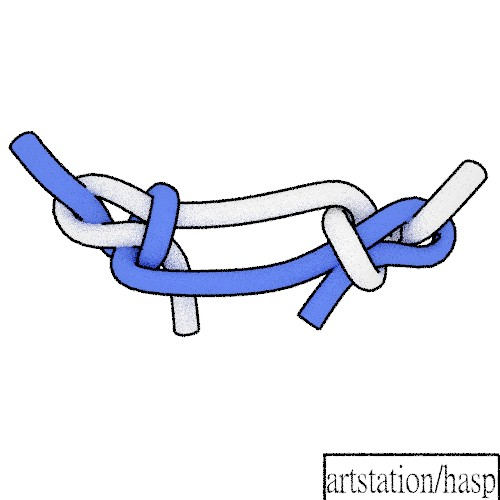
Двойной беседочный узел[7]:79, tween bowline bend[15], twin bowline[16], Two bends[1] Связывательный штык для сцепления 2-х тросов[1].
[abok 42]
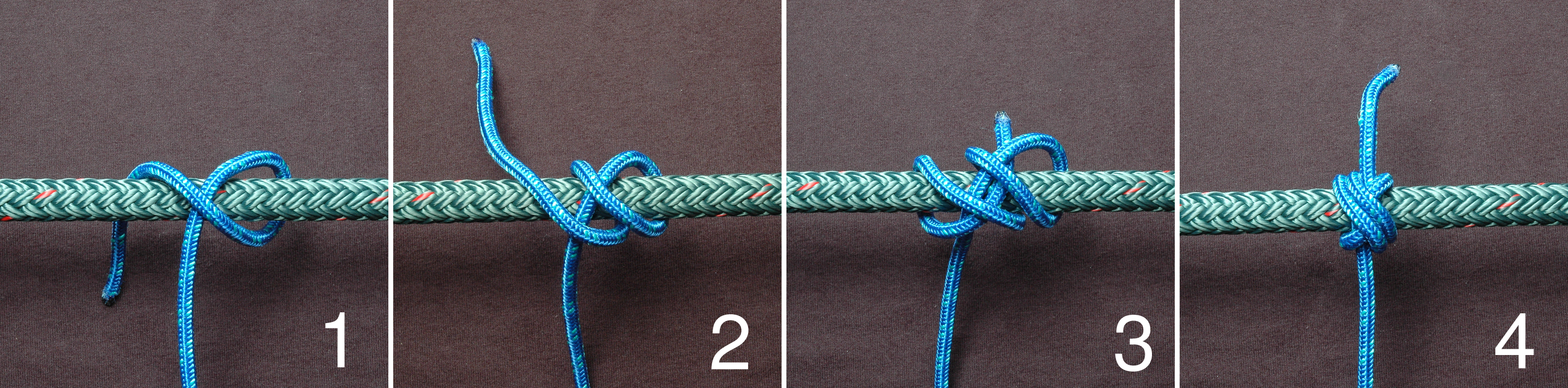
Двойной констриктор[4], Двойной узел-констриктор[7], Способ соединения верёвки с предметом[17], Double constrictor[15]. Крепёжный У., констриктор с дополнительными шлагами[1].
[abok 43]
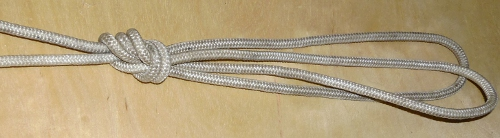
Двойной проводник, бергвахт, заячьи уши, ослиные уши. Альпинисткий У. с двойной петлёй для завязывания петель самостраховки, крепление к карабину.
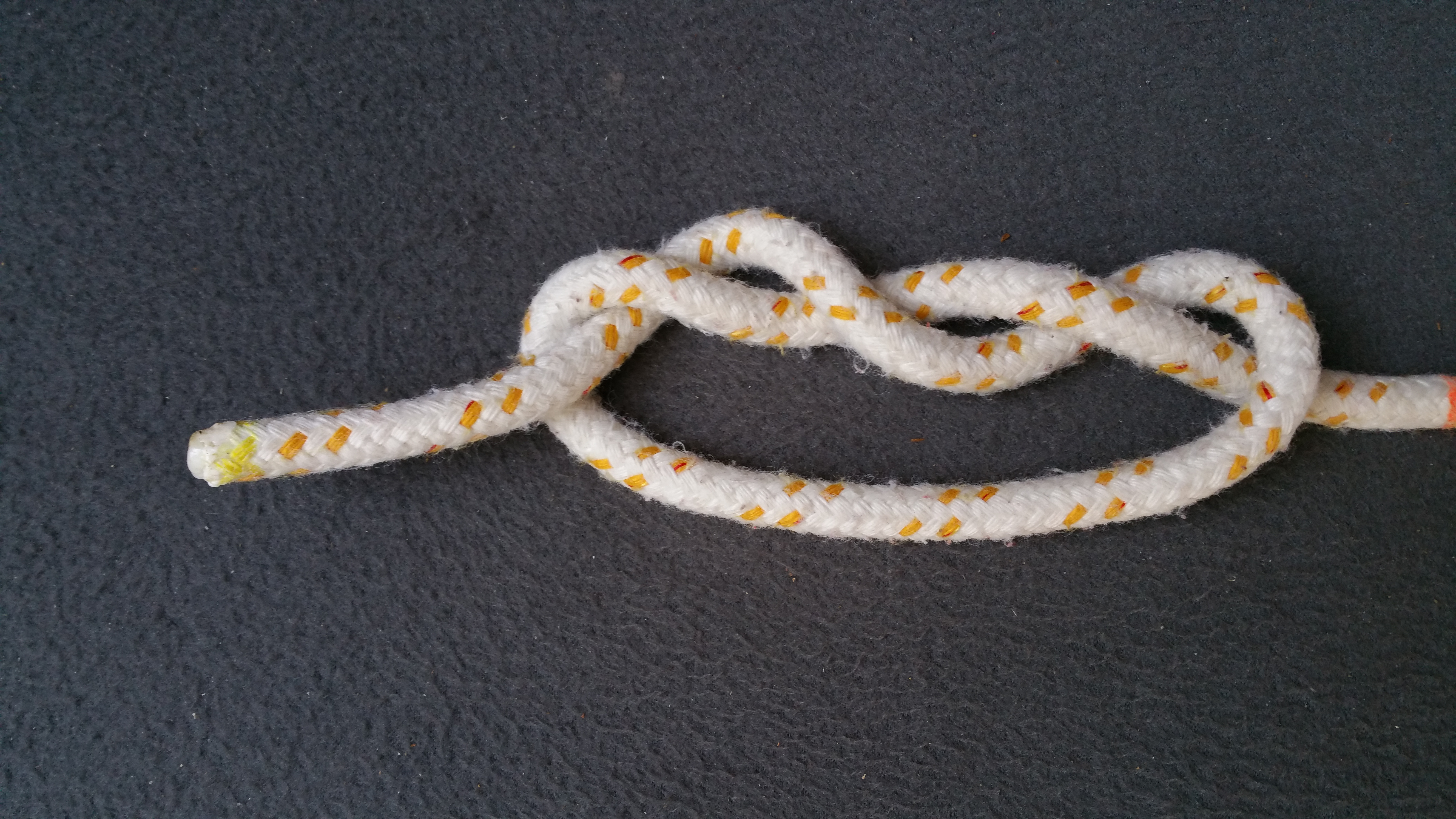
Двойной простой узел, полугрейпвайн, половинка грейпвайна. Кноп, называется кровавым, когда используется, как кошка[1].
[abok 44][en 25]
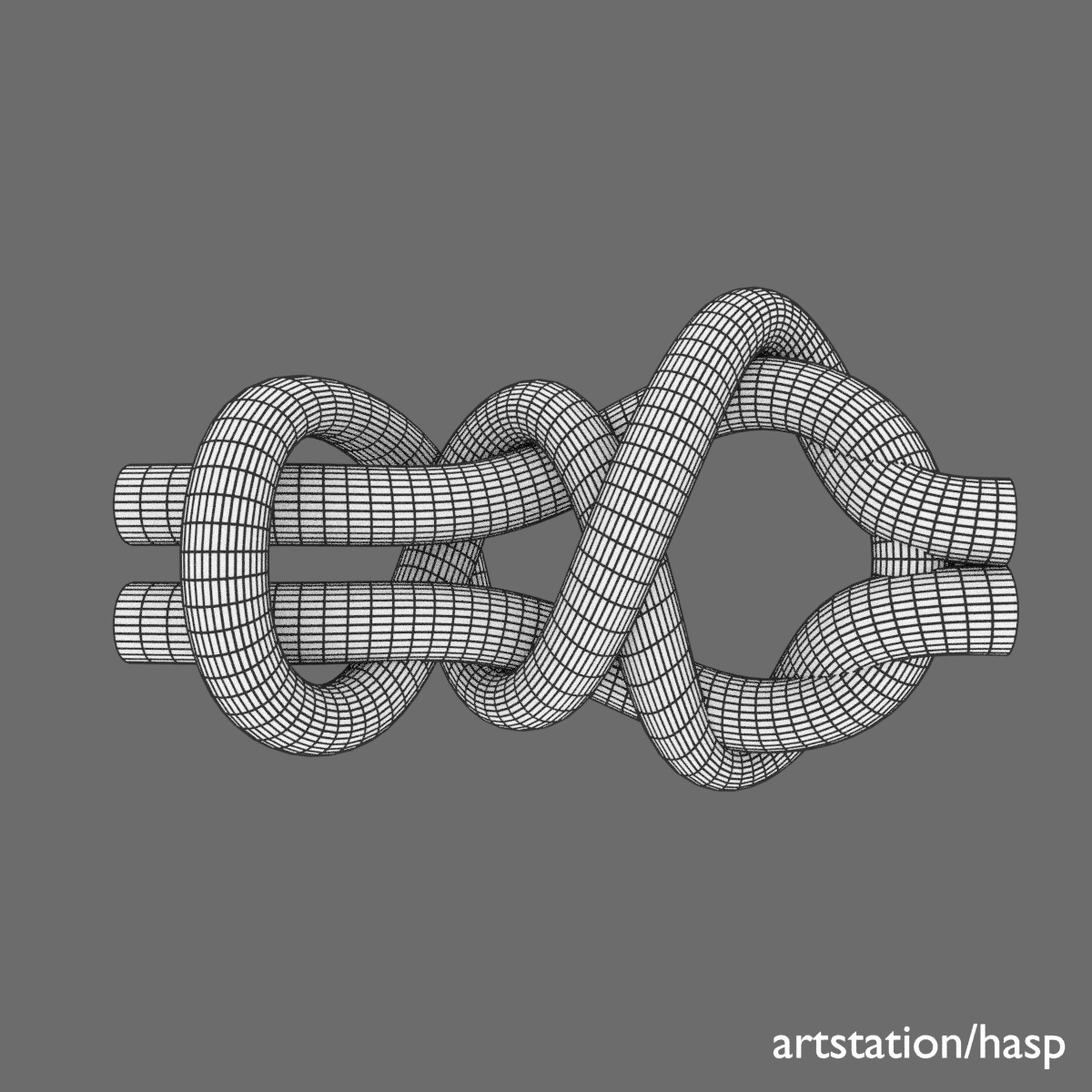
Двойной простой узел Ашера[7]:74, Double simple simon[16], Simple Simon Double[15]. Является разновидностью простого узла Гарри Ашера. Однако он более надёжный, и его преимущество в том, что он может справиться со шнурами, сильно различающимися по размеру[7].
Двойной рифовый узел, Фаловый, петельный, бантовой. Крепёжный У., тесно связан с рифовым. Обычно используется для вязки бантика и лент. Важная практическая особенность в том, что может быть легко развязан, если потянуть за концы[1].
[abok 45][en 26]
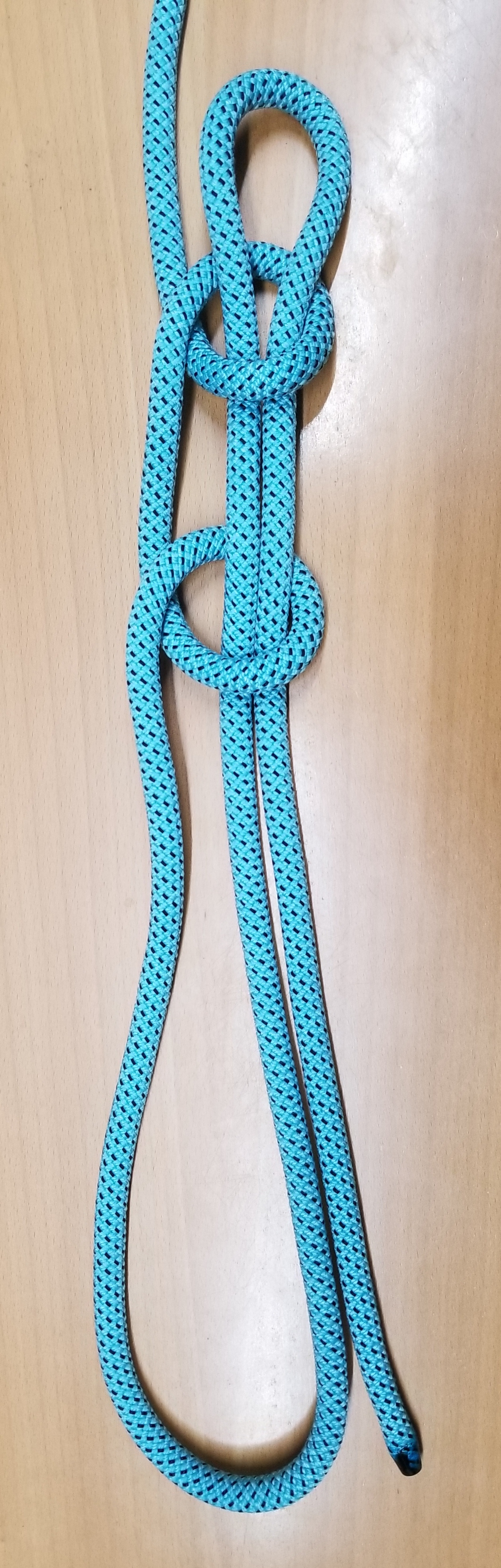
Двойной узел звонаря Используется в быту для подвеса бухты с верёвкой[abok 46]
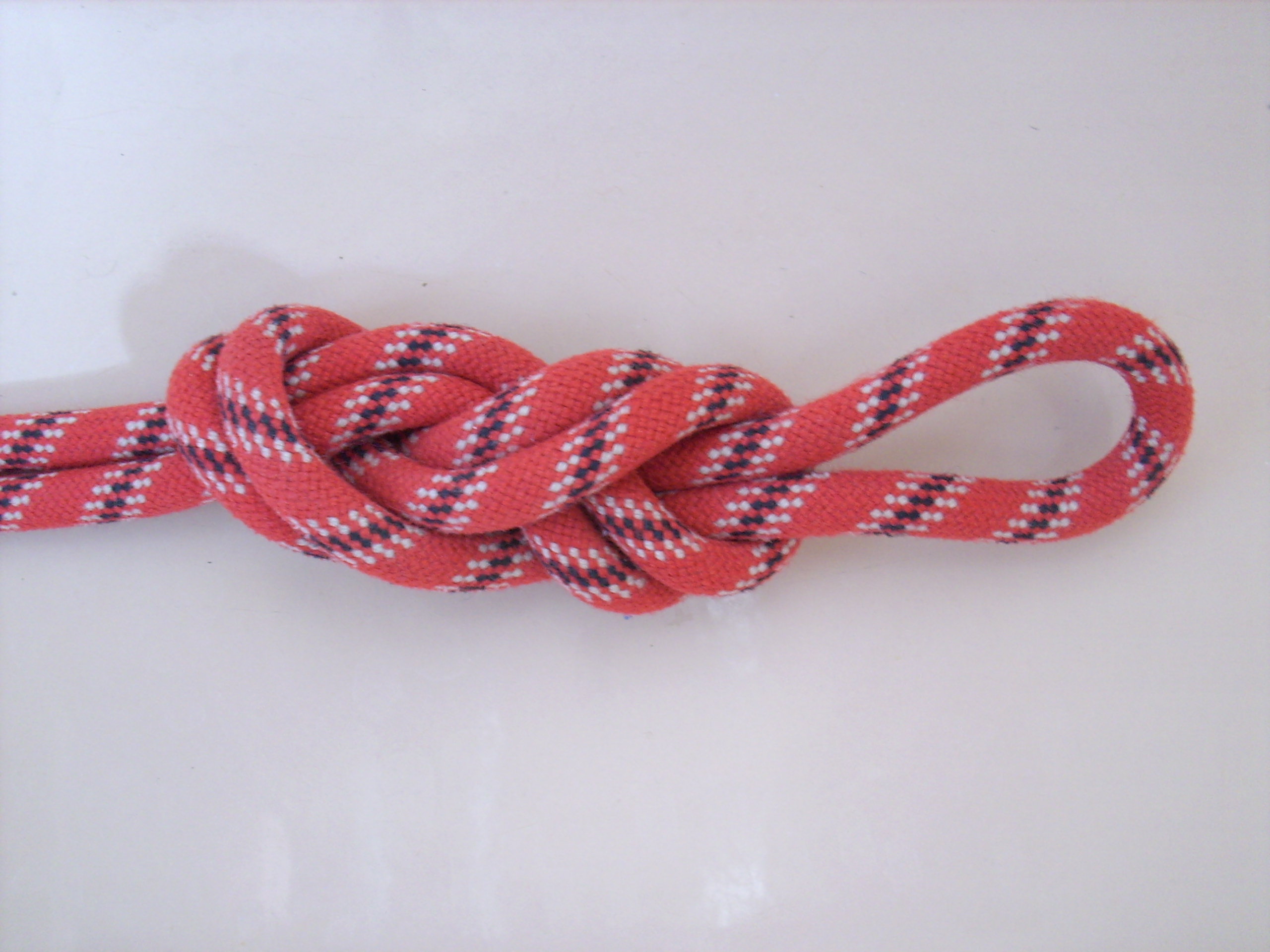
Девятка Кноп, меньше ослабляет трос, чем фламандская петля, но уступает в простоте завязывания, расходу верёвки и размерам[18].
[abok 47][en 27]
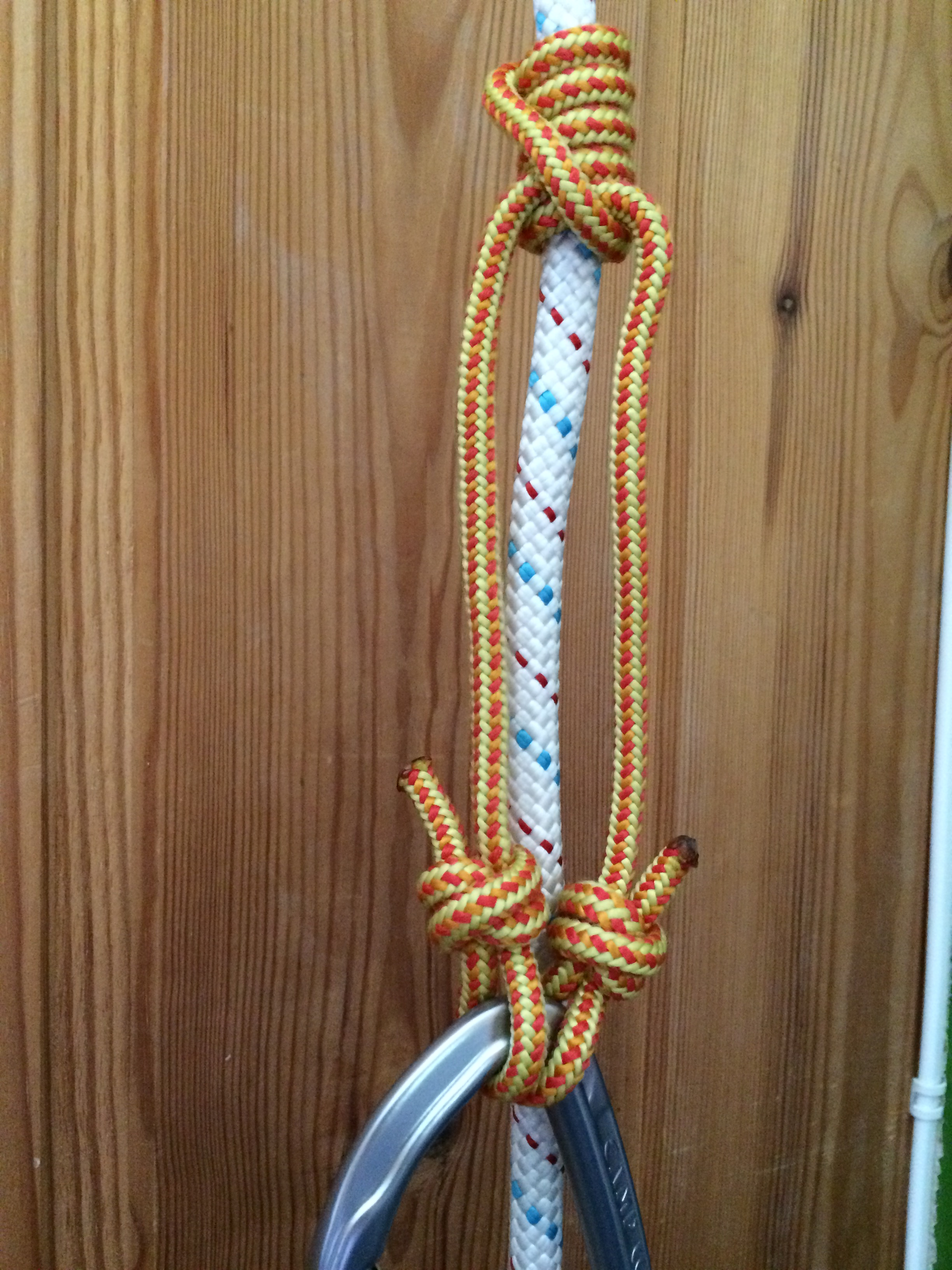
Дистель Арбористский схватывающий узел для подъёма на дерево[abok 48][en 28]
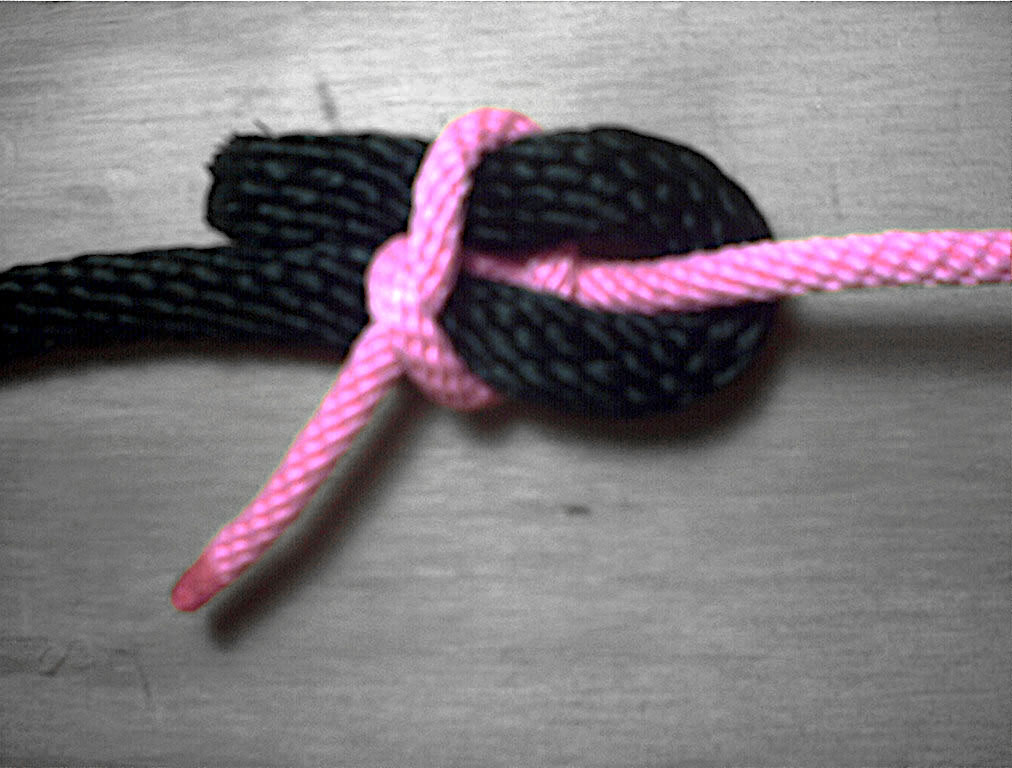
Докерский узел[7]:67, Heaving line bend[1]. Связывательный штык для присоединения бросательного конца к буксирному тросу[1].
[abok 49]
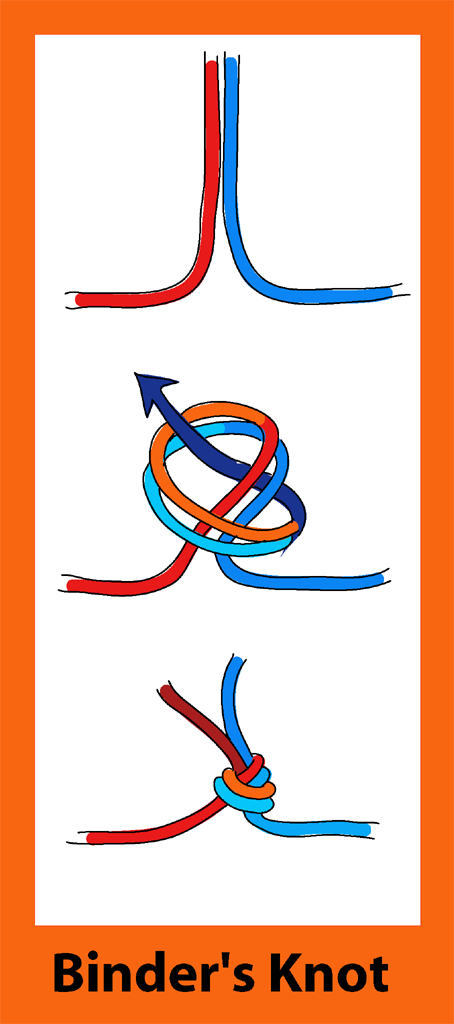
Дубовый узел, простой узел, проводник, (Thumb Knot)перстовый узел. Профессиональный У. для связывания концов стропа. Не скользит, но слабейший У. среди соединительных[1].
[abok 50][en 29]

### Ж

Жилковая петля. Профессиональный У. удвоенность, которого даёт прочность, но дополнительная поверхность сильнее изнашивается[1].
[abok 51][en 30]
Жозефина, josephine knot. Связывательный штык. Когда используется в макраме плоский У. называется так[1]. [abok 52]

### З

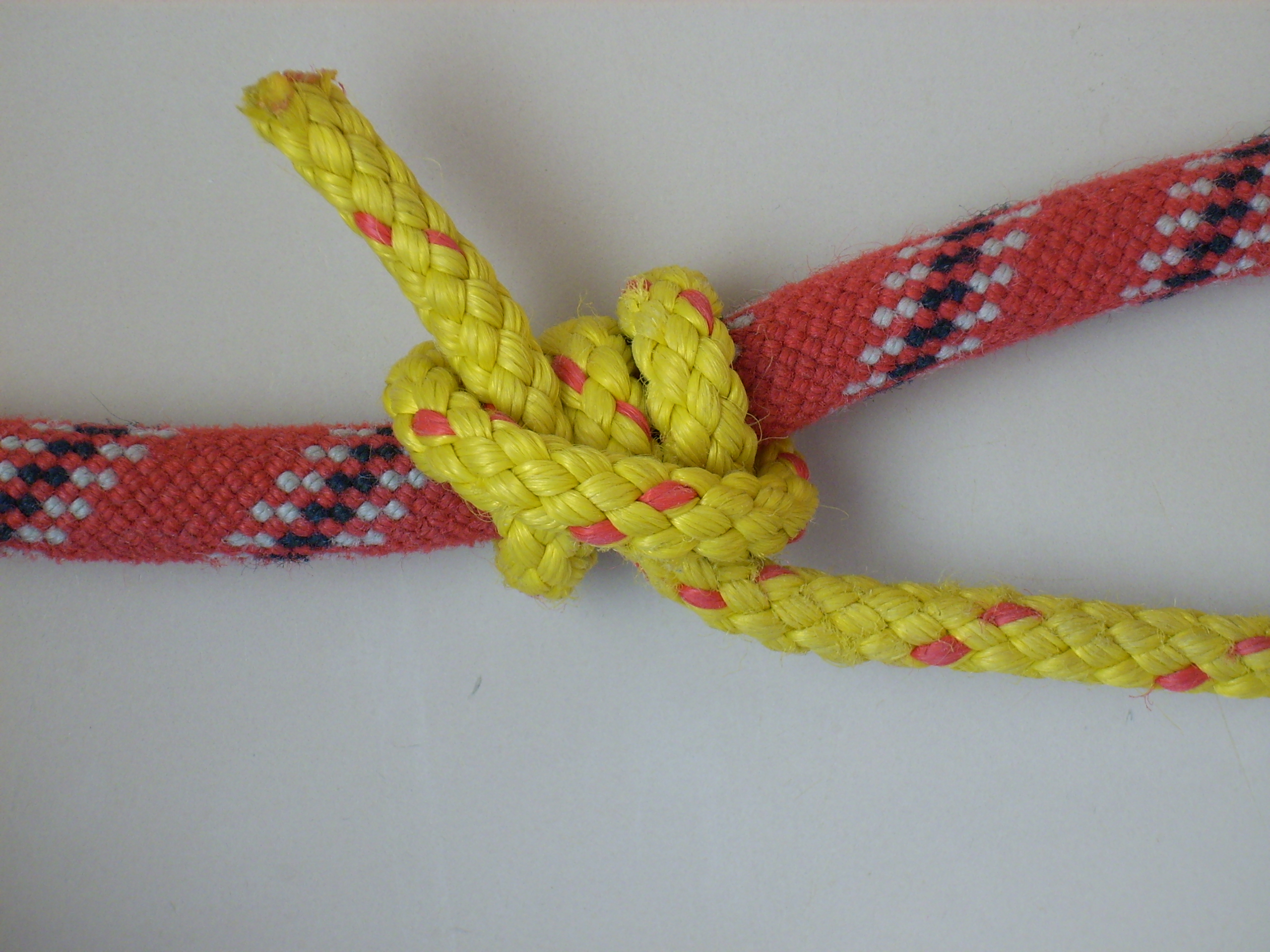
Задвижной штык[7]:90, Двойное стремя[7], Rolling hitch[1], Magnus hitch. Профессиональный У. делаемый быстро для бурового троса для поддержки бурения[1].
[abok 53]
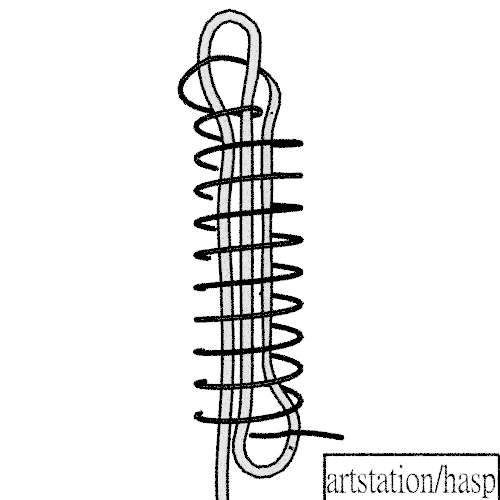
Затягивающаяся удавка[4], Heaving line knot Кноп на базе висельной петли[1]. [abok 54]
Затягивающийся узел для крепления верёвки на предмете[19][20] Перекрёстный У. для связывания ограждений[1].
[abok 55]
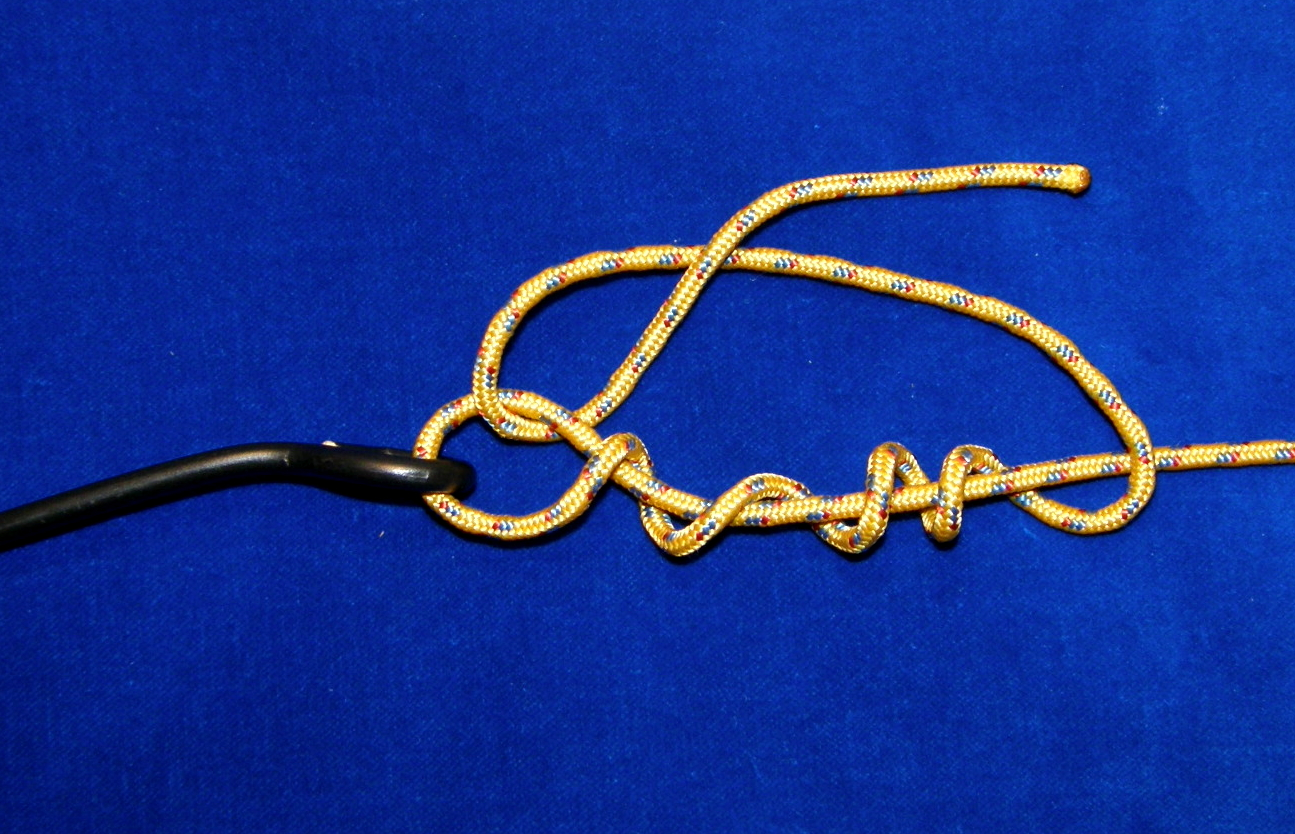
Захватный узел Профессиональный У. более нескользящий, чем бекетовый У., но склонен к затягиванию[1].
[abok 56][en 31]
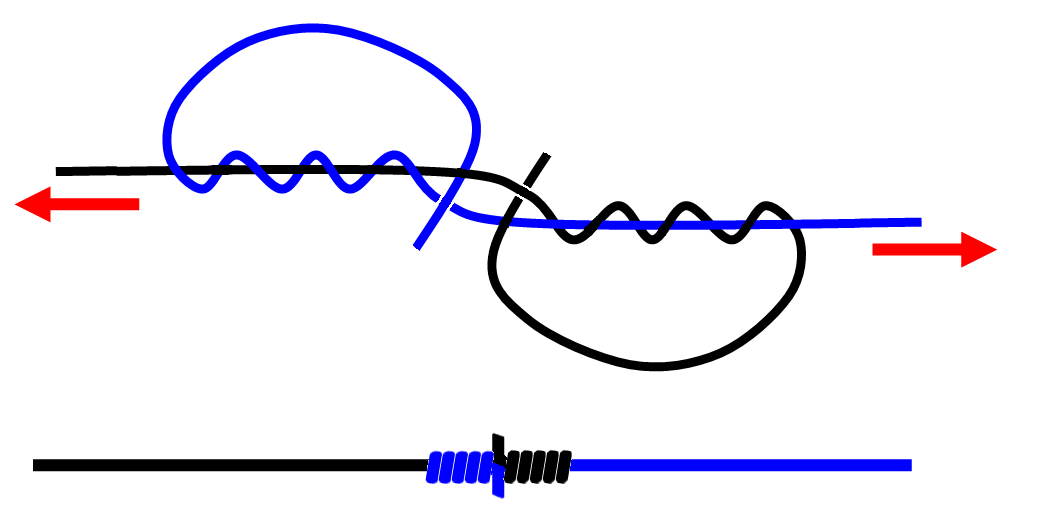
Змеиный узел, Кровавый узел, Змейка, узел-бочёнок, Кровяной узел. Профессиональный У., компактный, не развязывается и не скользит[1].
[abok 57][en 32]

### И

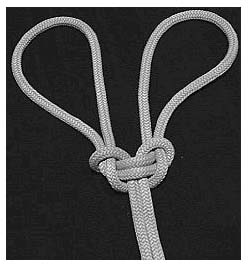
Испанский булинь, Боцманский узел, Испанский беседочный, Spanish bowline, double forked Loop. Двойная петля, предположительно морской и самый старый. Используется для спуска людей с высоты.

- Испанский булинь[7]:190, Боцманский узел[4], Испанский беседочный[4], Spanish bowline[1], double forked Loop[1].
Двойная петля, предположительно морской и самый старый. Используется для спуска людей с высоты[1].
[abok 58]

### К

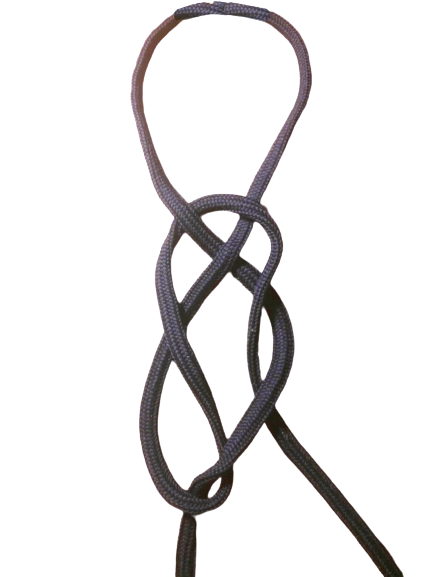
Кабестановая петля[4], capstan knot[1]. Кольцевой штык может проскользить на любую точку коренного конца и там закрепится. Имя относится к нескольким У., которые не имеют отношения к кабестану[1]. [abok 59]
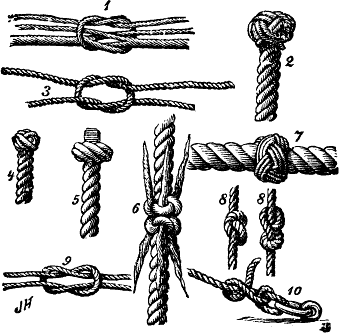
1 Каболочный узел[21], Узел из прядей[22], Yarn knot[1]. Сплесень, это метод из сплесневания, но завязывается как У. Может быть завязан на любом одно- или дву- прядном тросе[1]. [abok 60]
Карабинный тормоз Тормозящий узел в альпинизме
Карабинный узел Схватывающий узел в альпинизме
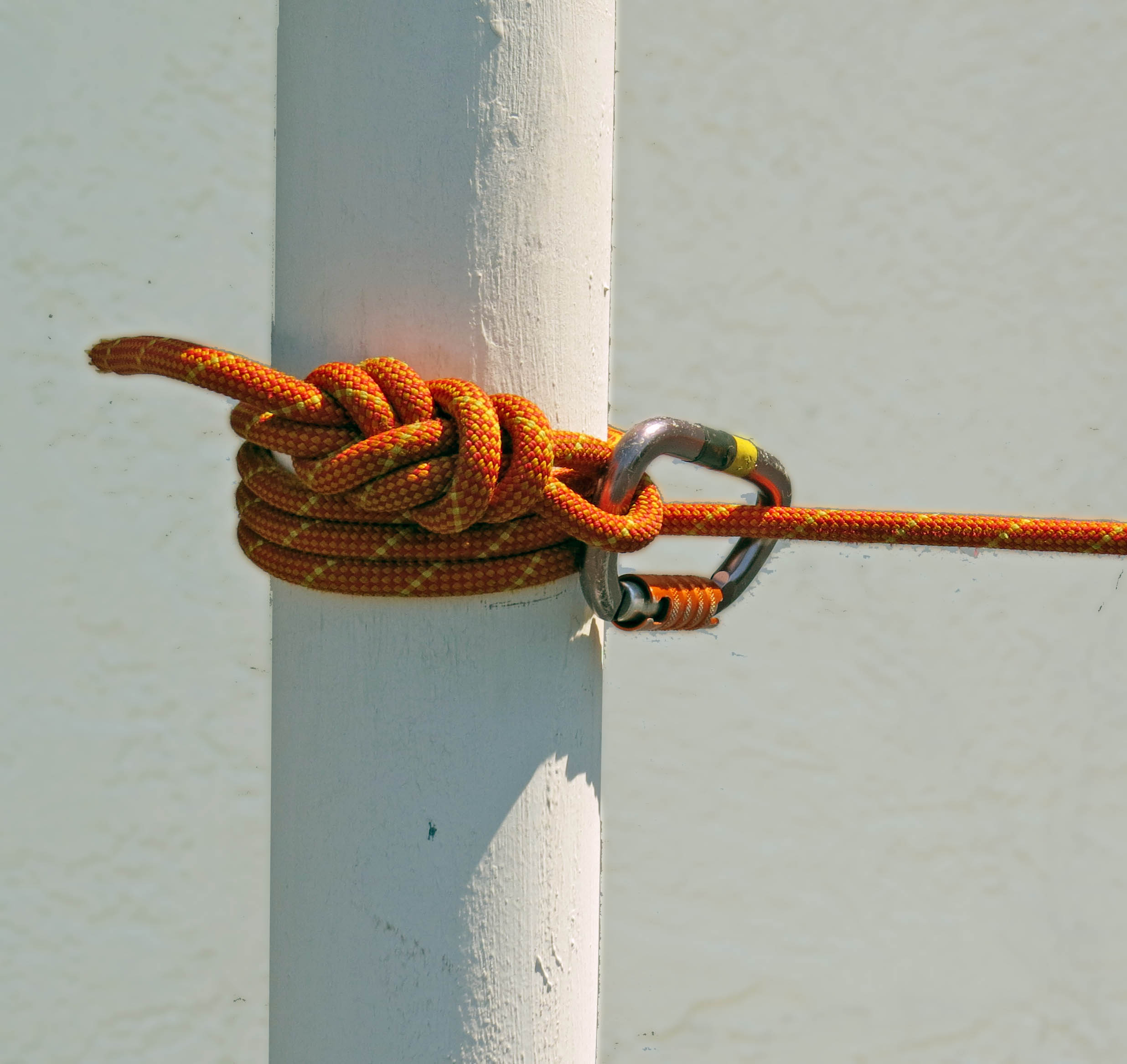
Карабинная удавка Крепёжный узел в спортивном туризме
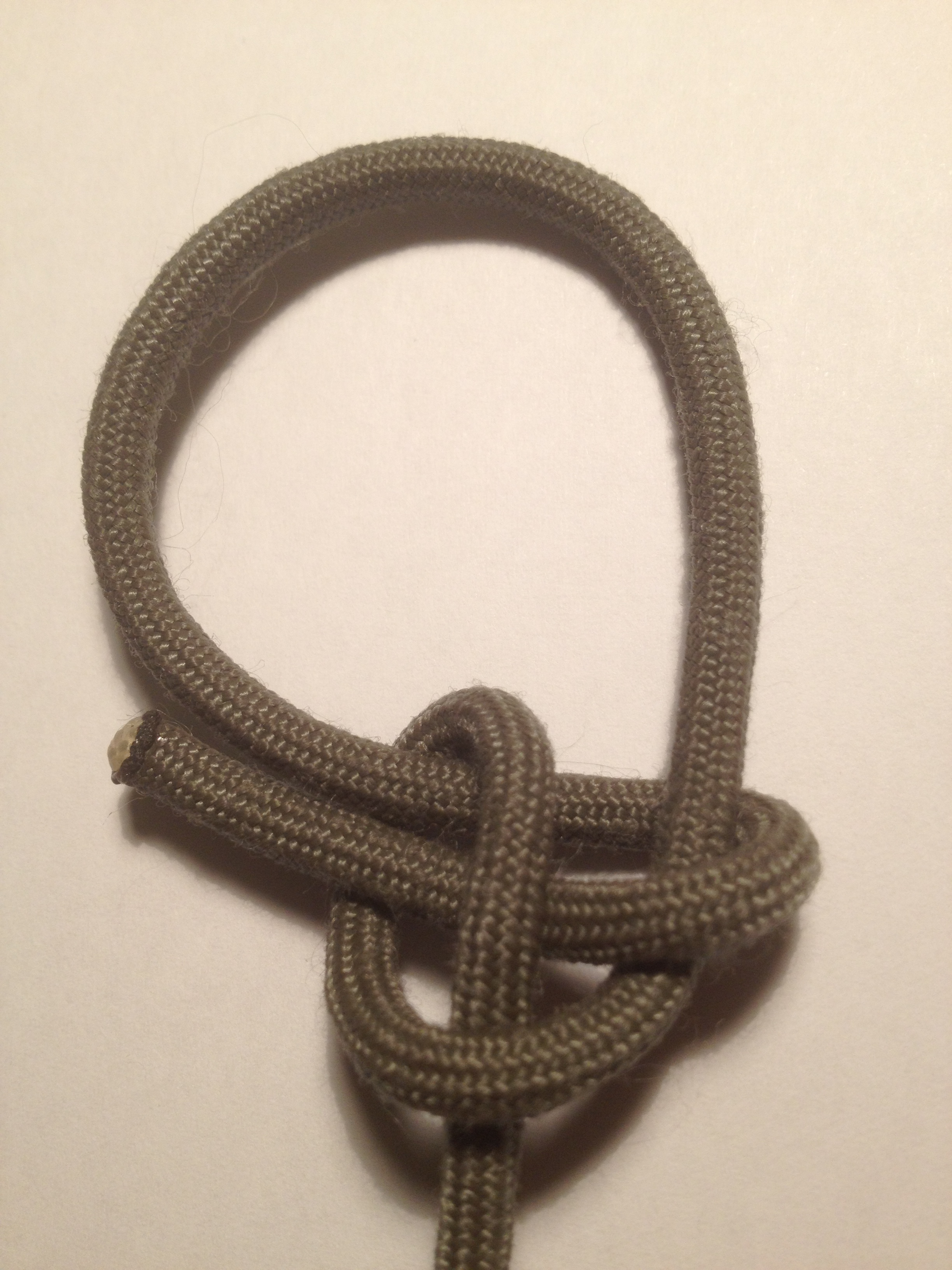
Казачий узел Крепёжный узел в азиатском коневодстве[en 33]
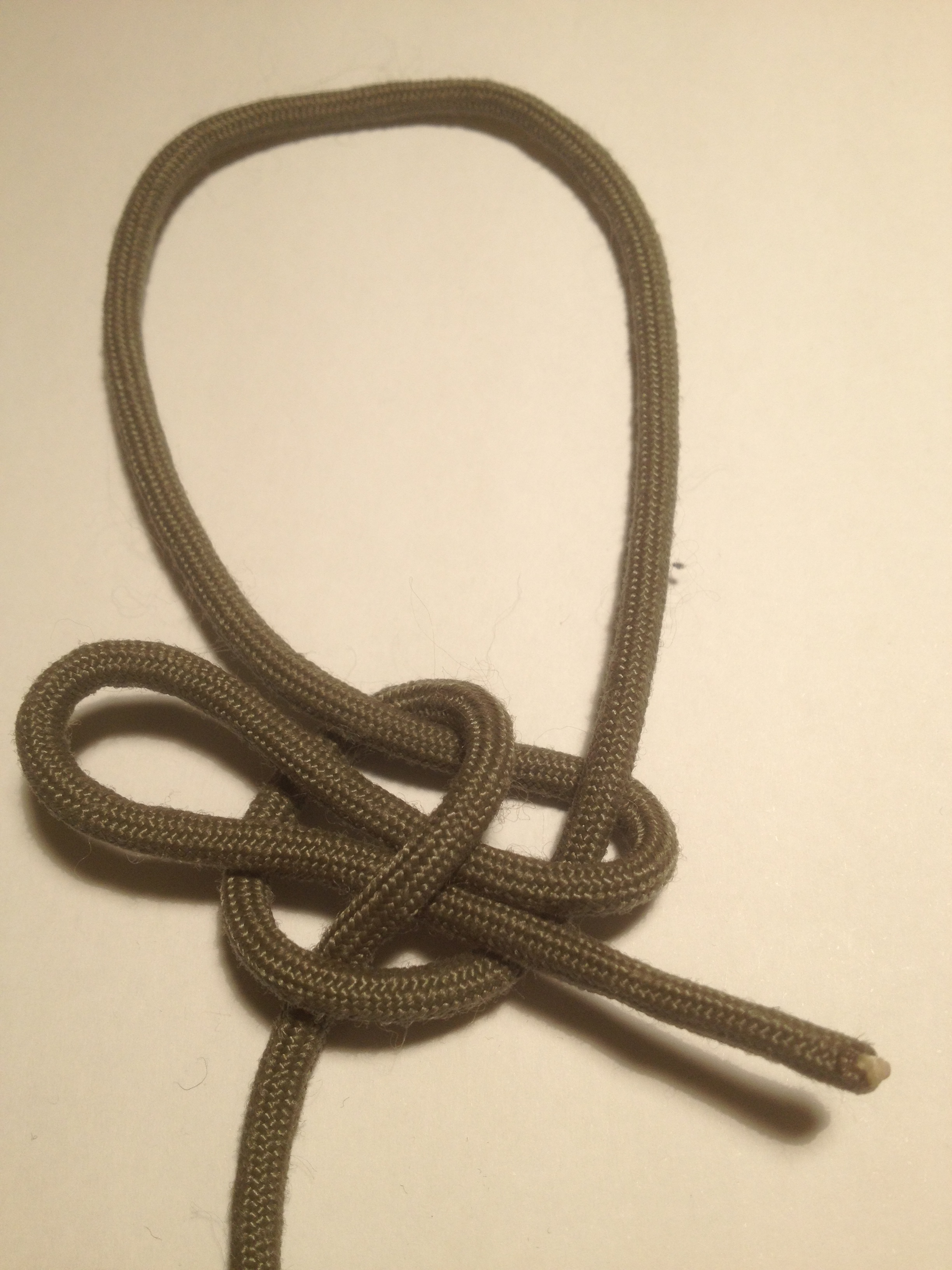
Калмыцкий узел Надёжно держит и быстро развязывается, если дёрнуть за ходовой конец. Его применяют для временного крепления бросательного конца к огону швартова при подаче последнего с судна на причал. Им пользуются для прикрепления вожжей к уздечке, а также для привязывания лошади в конюшне[4]:80.
[en 34]
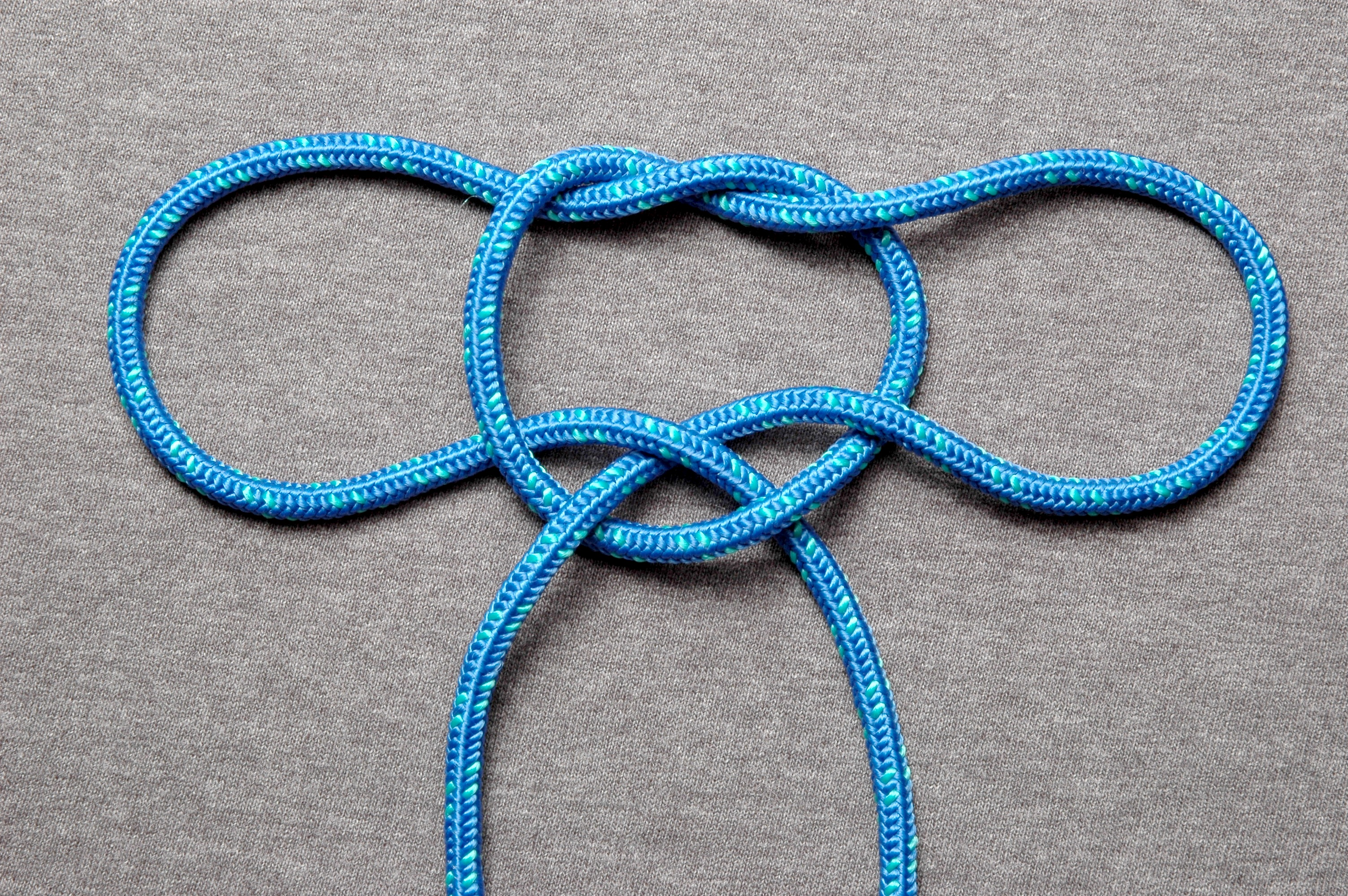
Кандальный узел[7]:205, Handcuff knot[1], Hobble knot. Профессиональный узел вяжется на кисти рук[1][abok 61]
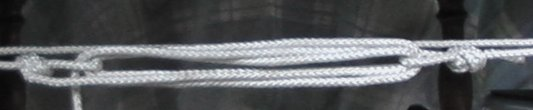
Катушечный талреп[англ.][7]:237, Versatackle knot. для буксировки, как и водительский У.
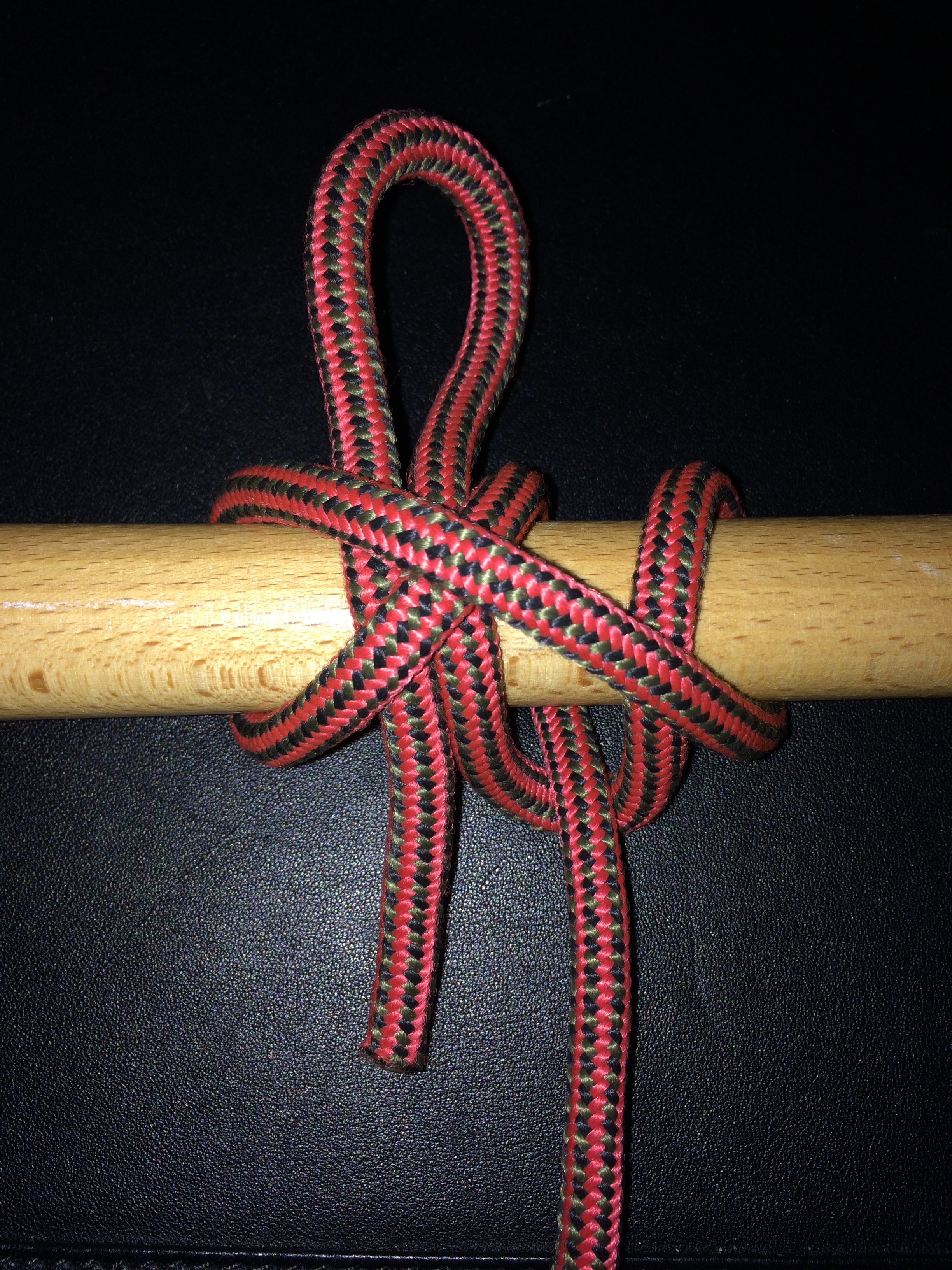
Качельный узел[англ.][4],[23][24], Swing hitch, Sailor's hitch. Штык на рангоуте, фирменный штык. Прочный, не скользит, легко развязывается, если снять нагрузку[1].
[abok 62]
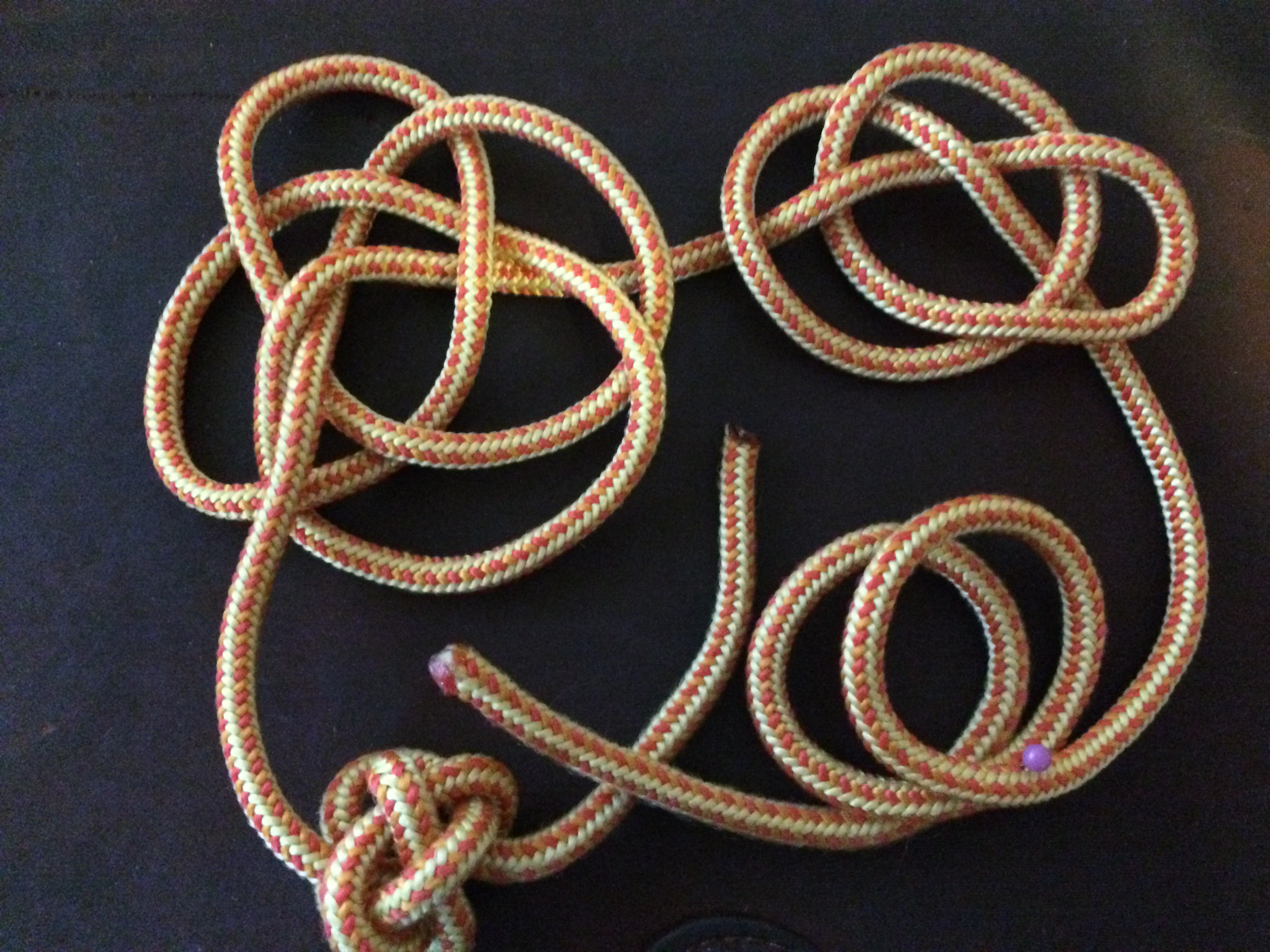
Кельтская кнопка, Кельтская пуговица. Кноп уменьшенная. Может трансформироваться в стопорный. Если пряди уложены правильно, то получается хороший мусинг. У. основан на 3х4 ТГ[1].
[abok 63][en 35]
Кельтский узел
[en 36]
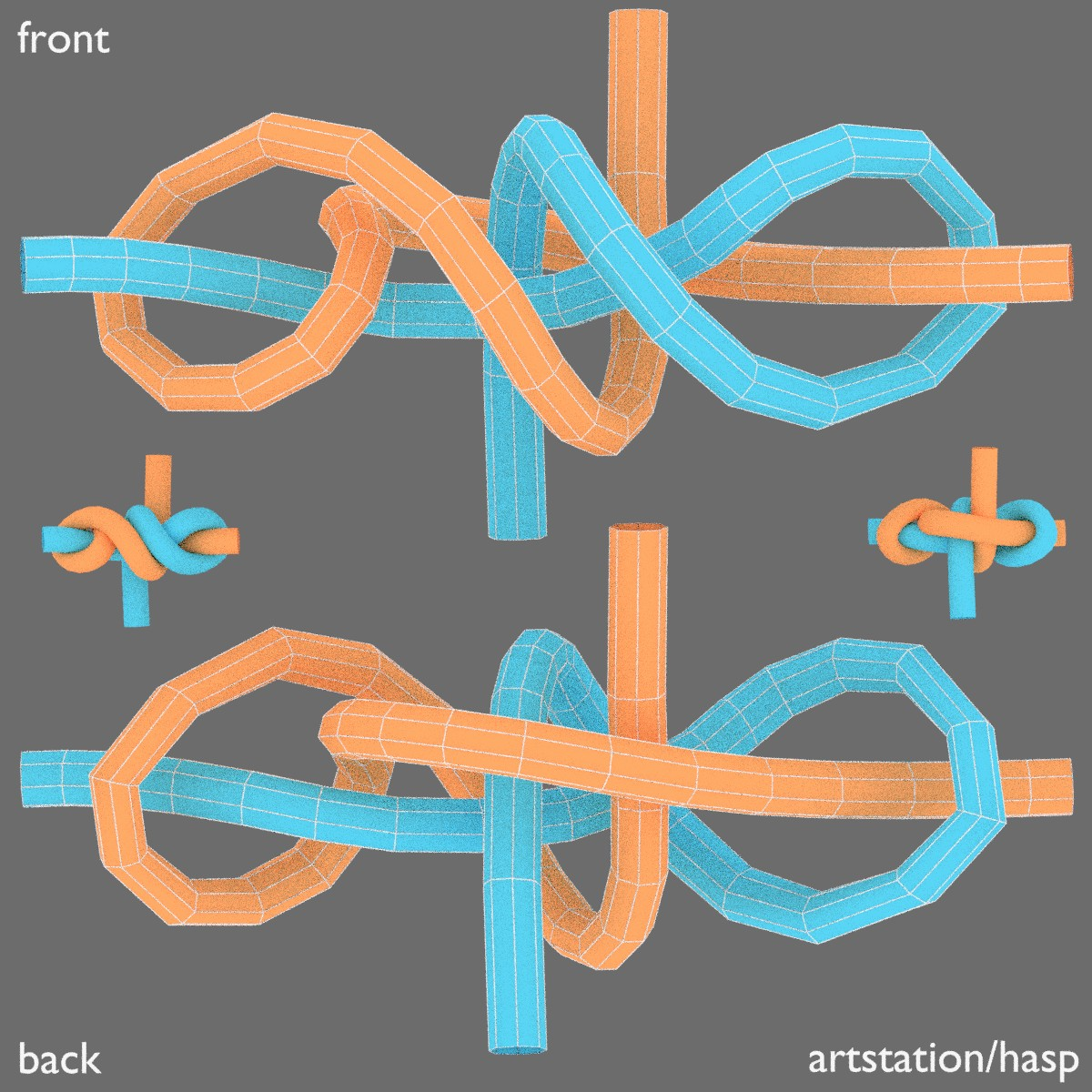
Кинжальный узел[4], Hawser bend[25]. Связывательный штык нет других хорошо изученных и легко развязываемых соединительных У. для больших материалов. Компактный, износостойкий[1].
[abok 64]
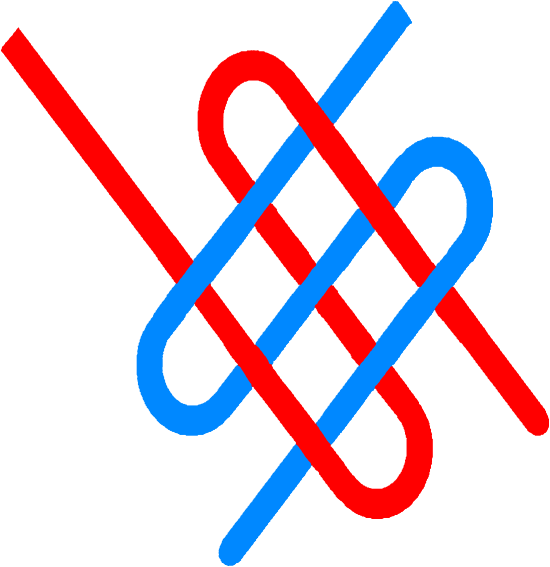
Китайский коронный узел[7]:138 Декоративный узел. Двупрядный талрепный У. распространённый китайский мусинг[1].
[abok 65]
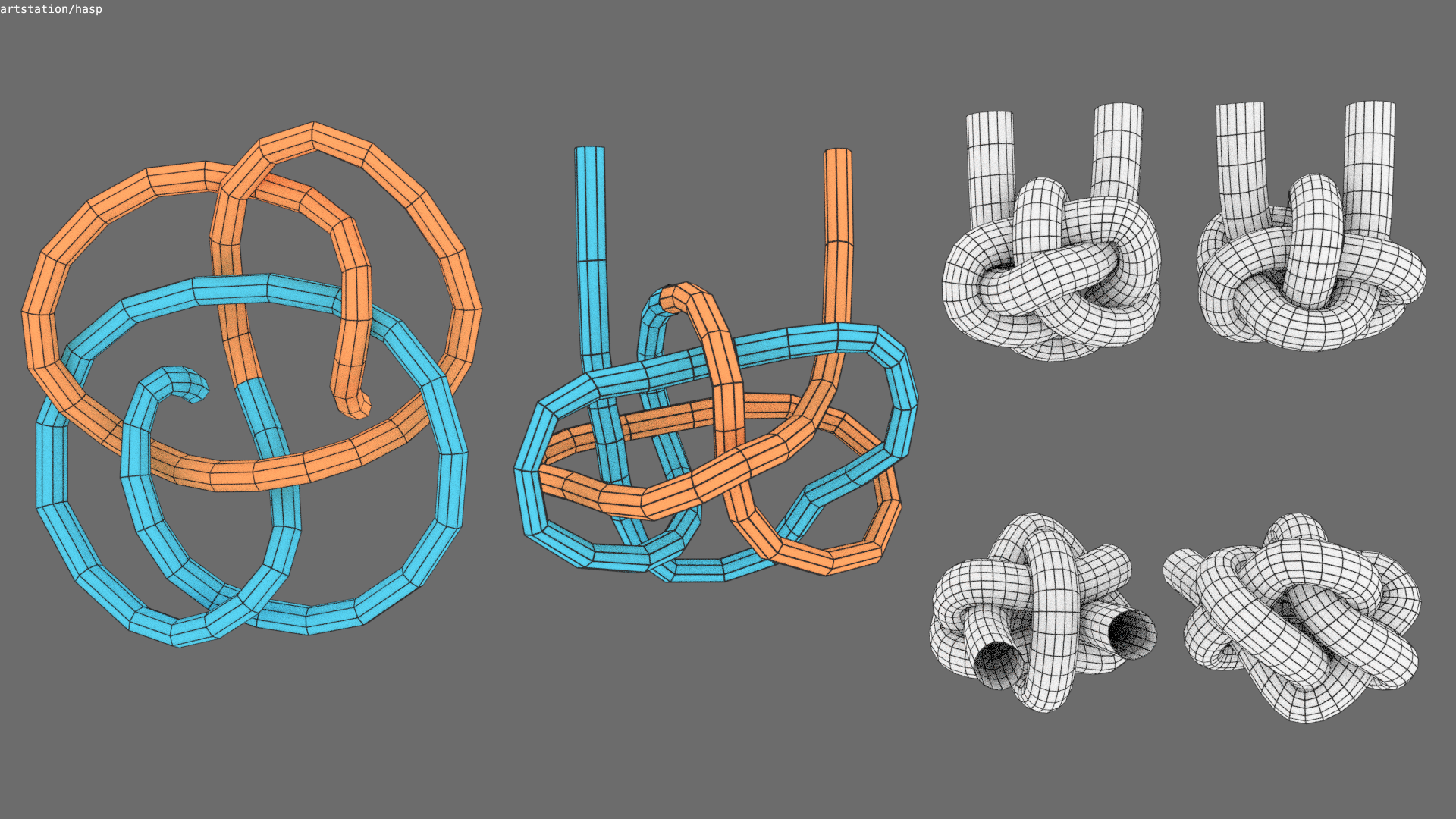
Китайская пуговица (узел) Мусинг, носится по всему Китаю на нижнем белье и ночной одежде[1].
[abok 66][en 37]
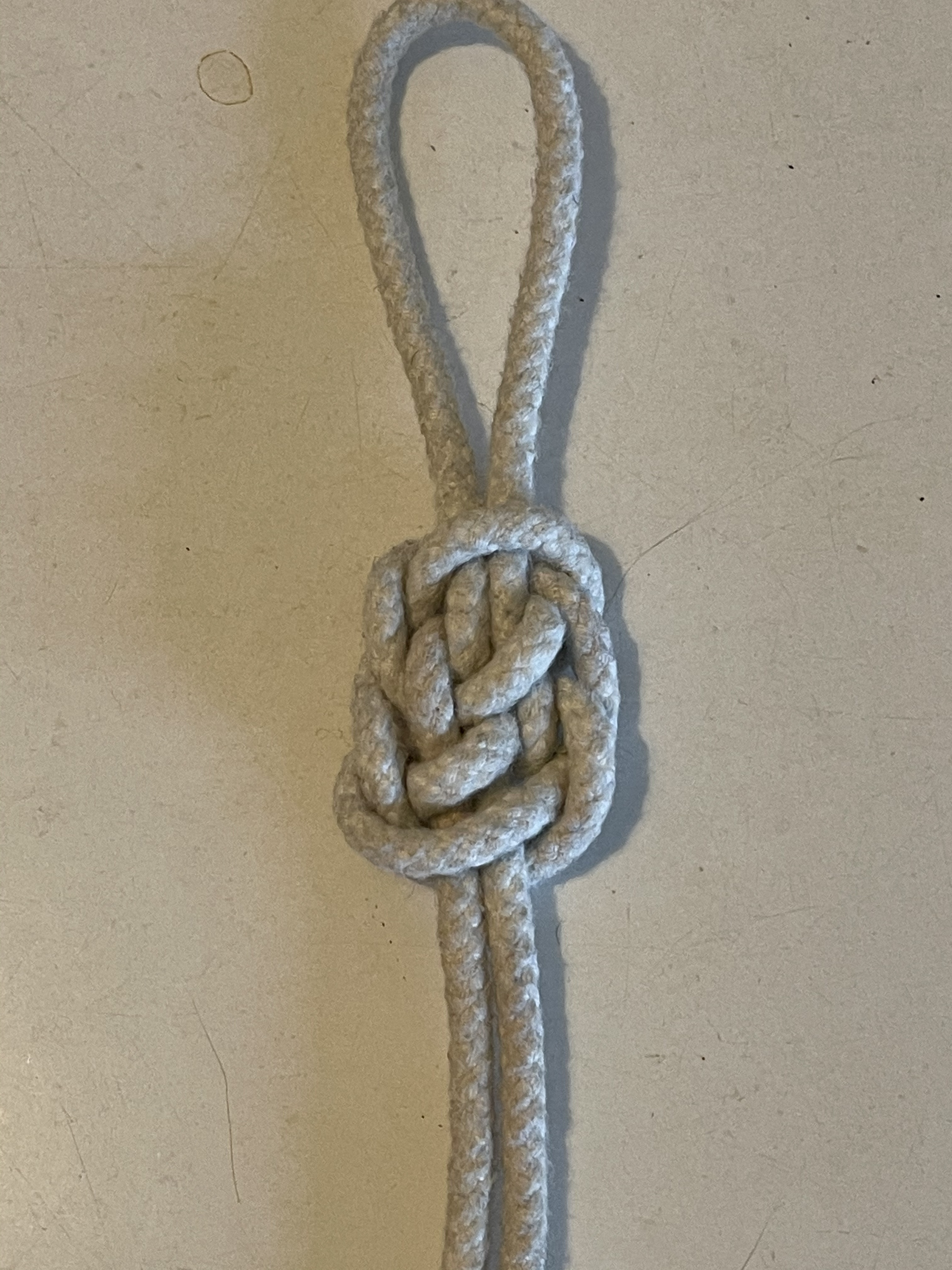
Китайский мусинг[тур.][6]:142[7]:140, p lafond knot[26], Two-strand chinese lanyard knot[1],  Chinese lanyard Knot[15][27]. Двупрядный талрепный У. красивый 2-прядный китайский мусинг. Обычно вяжется на шёлковых шнурах[1].
[abok 67]
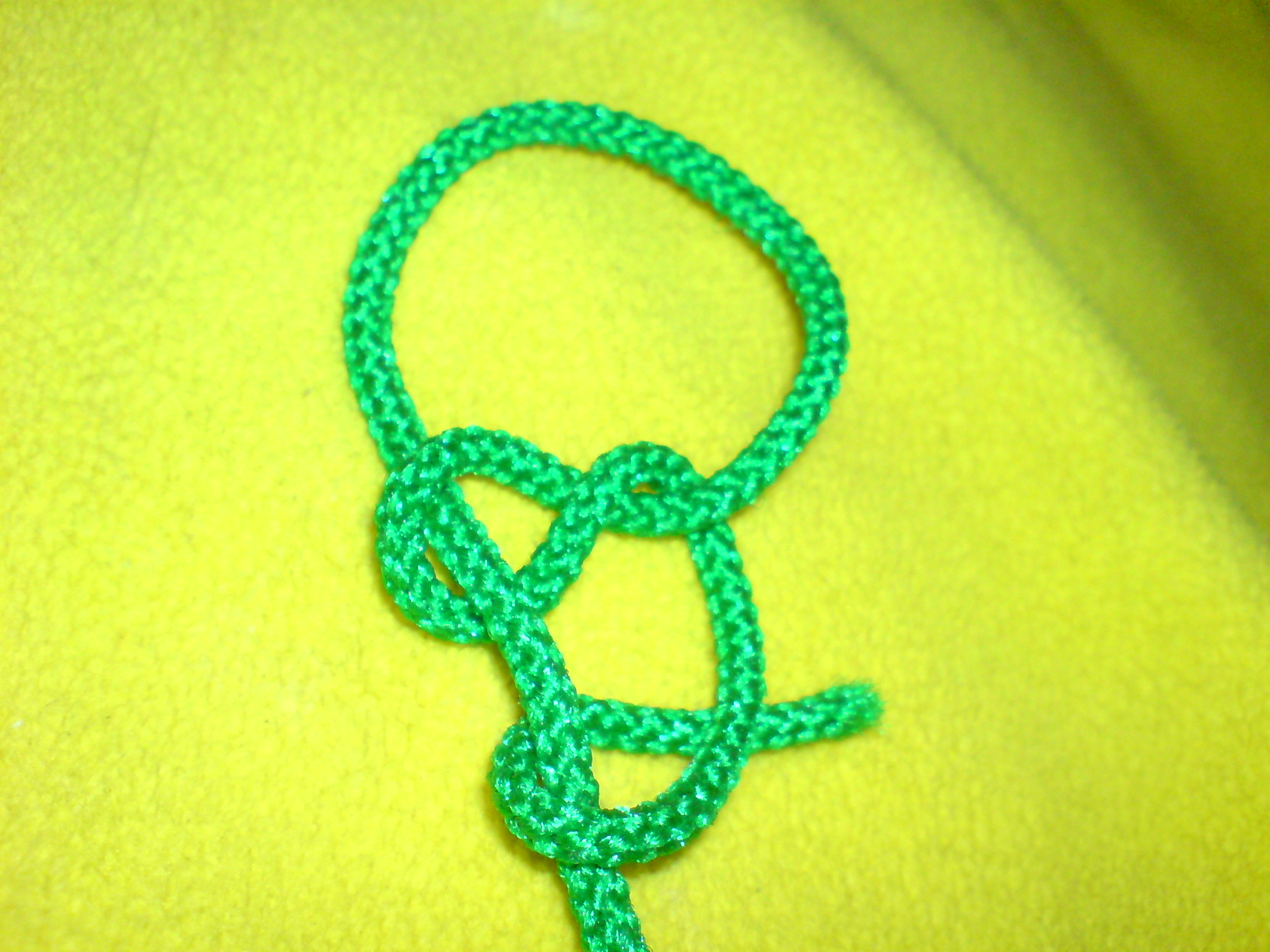
Коечный штык, гамачный узел. Кольцевой штык или гамачный штык обычно используемый для привязки распущенного троса к кольцам[1].
[abok 68][en 38]
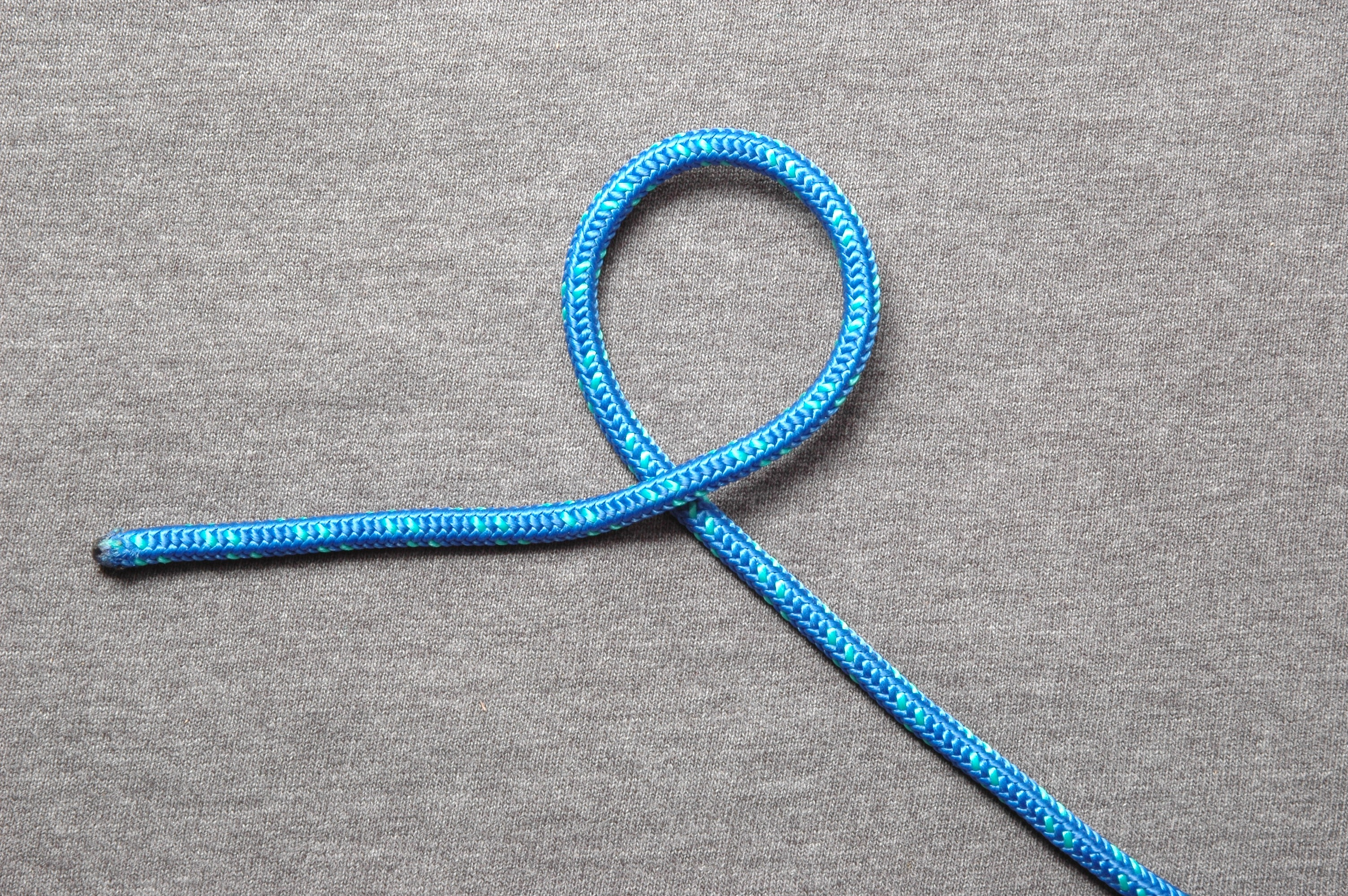
Колышка, калышка.
Элемент узлов[abok 69][en 39]
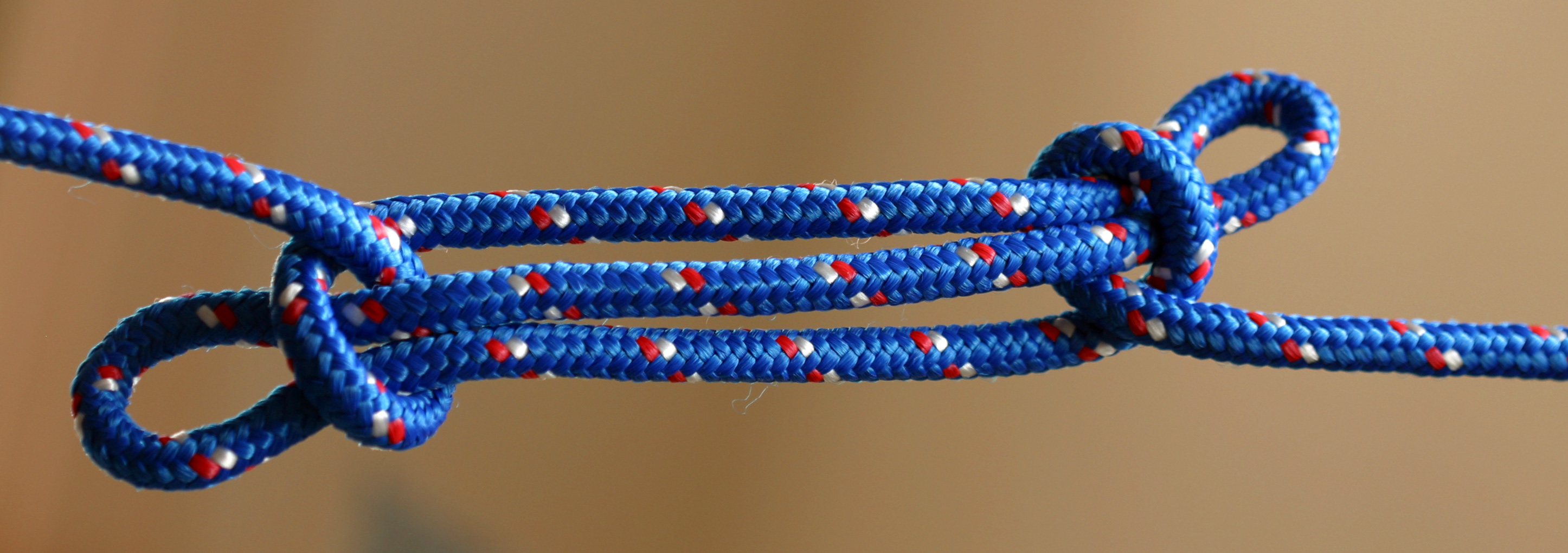
Колышка, Баранья нога. У. на середине троса для укорачивания троса[1].
[abok 70][en 40]
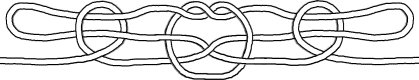
Колышка с рифом, it:Nodo Margherita delle navi da guerra У. на середине троса Этот вариант колышки применялся в качестве декоративного узла ещё в XIX в. Дарси Ливер и Уильям Брейди[9]:138. [abok 71][en 41]
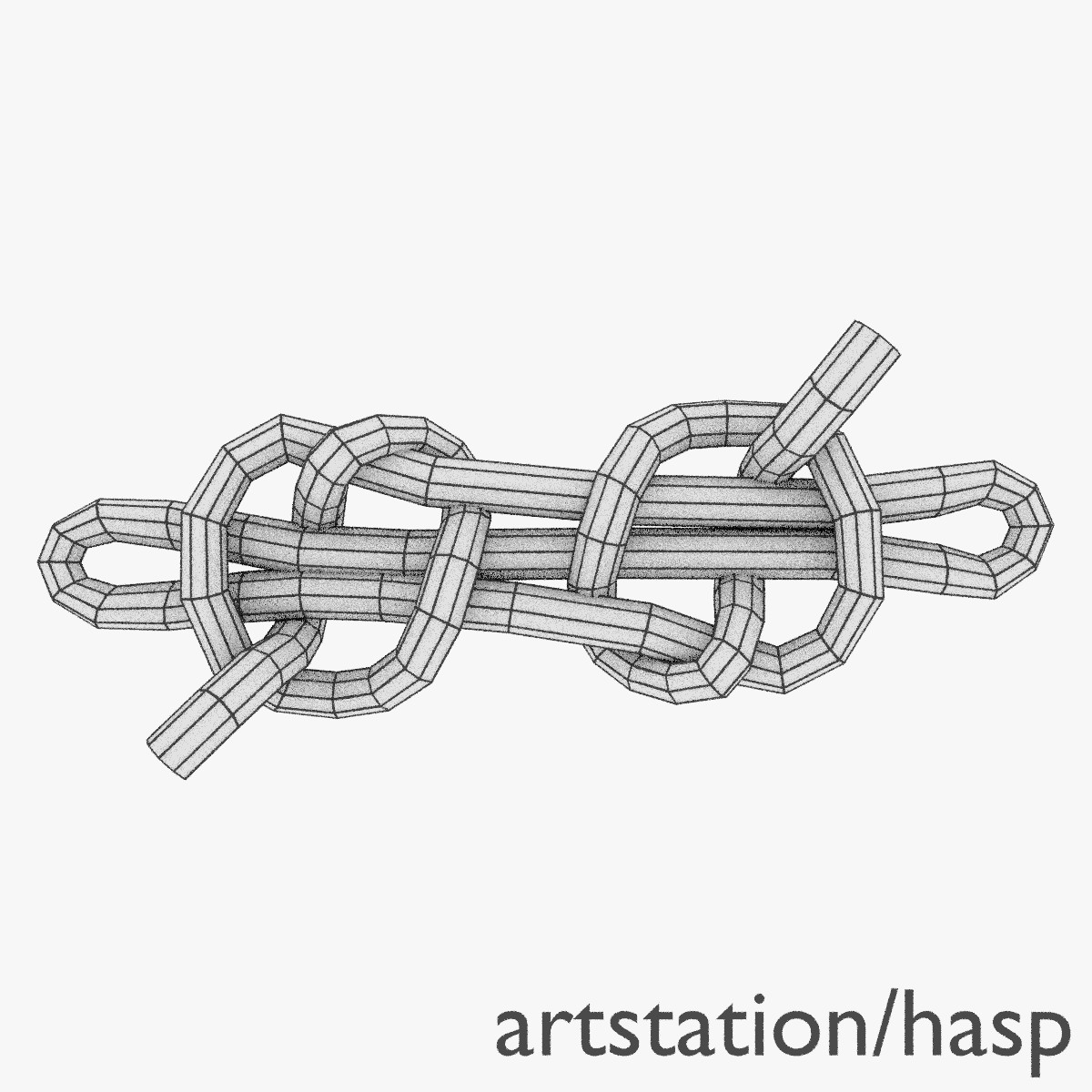
Коленчато-рычажная колышка У. на середине троса самый безопасный среди колышек. Остальные колышки должны иметь бензели, чтобы быть безопасными, если только они не временные[1].
[abok 72][en 42]
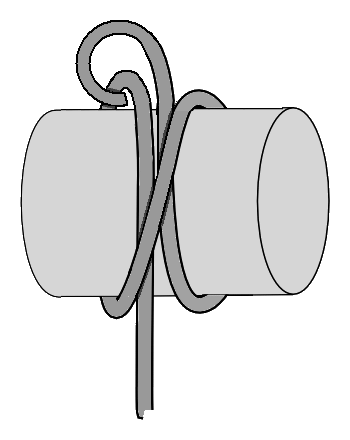
Констриктор Профессиональный У. самый нескользящий среди соединительных узлов. Удобен в плетении, где надо зацепить много прядей[1].
[abok 73][en 43]
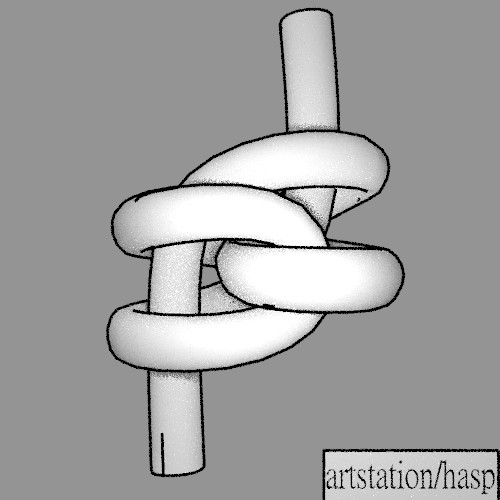
Кордовый узел[4], One cord knot[1]. Мусинг. Смотрится эффектно на шнурах для гардин, штор и занавесей. Его можно применить на конце шнура электровыключателя[4]:101. [abok 74]
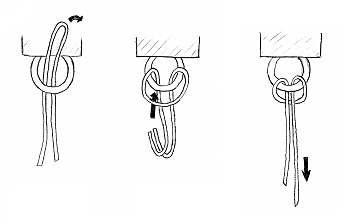
Коровий узел, головка жаворонка, привязочный узел, полусхватывающий узел. Профессиональный У. название, которого должно быть Юферсный штык. У. для закрепления коров на коровьем штыке[1].
[abok 75][en 44]
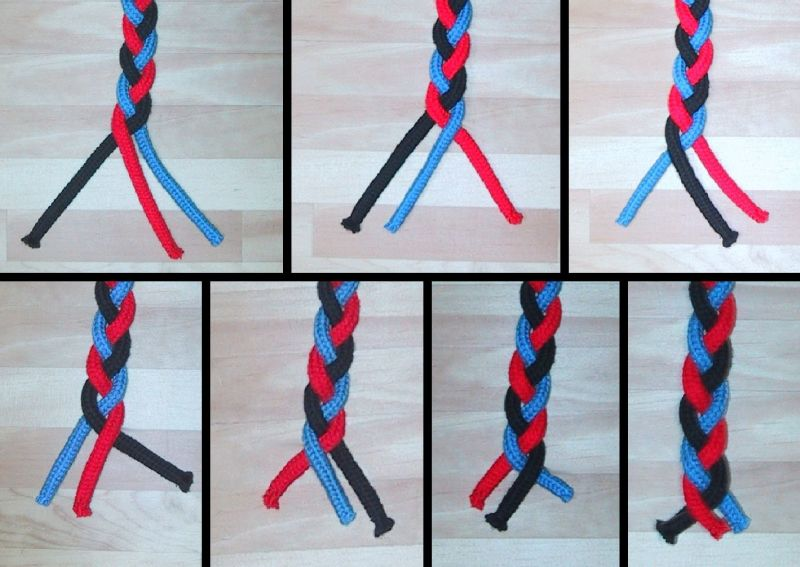
Косичка[6]:214, flat sinnet[1]. Плетёный сезень, плетение на конском хвосте. Сделан из 3х прядей и является простейшим[1].
[abok 76]
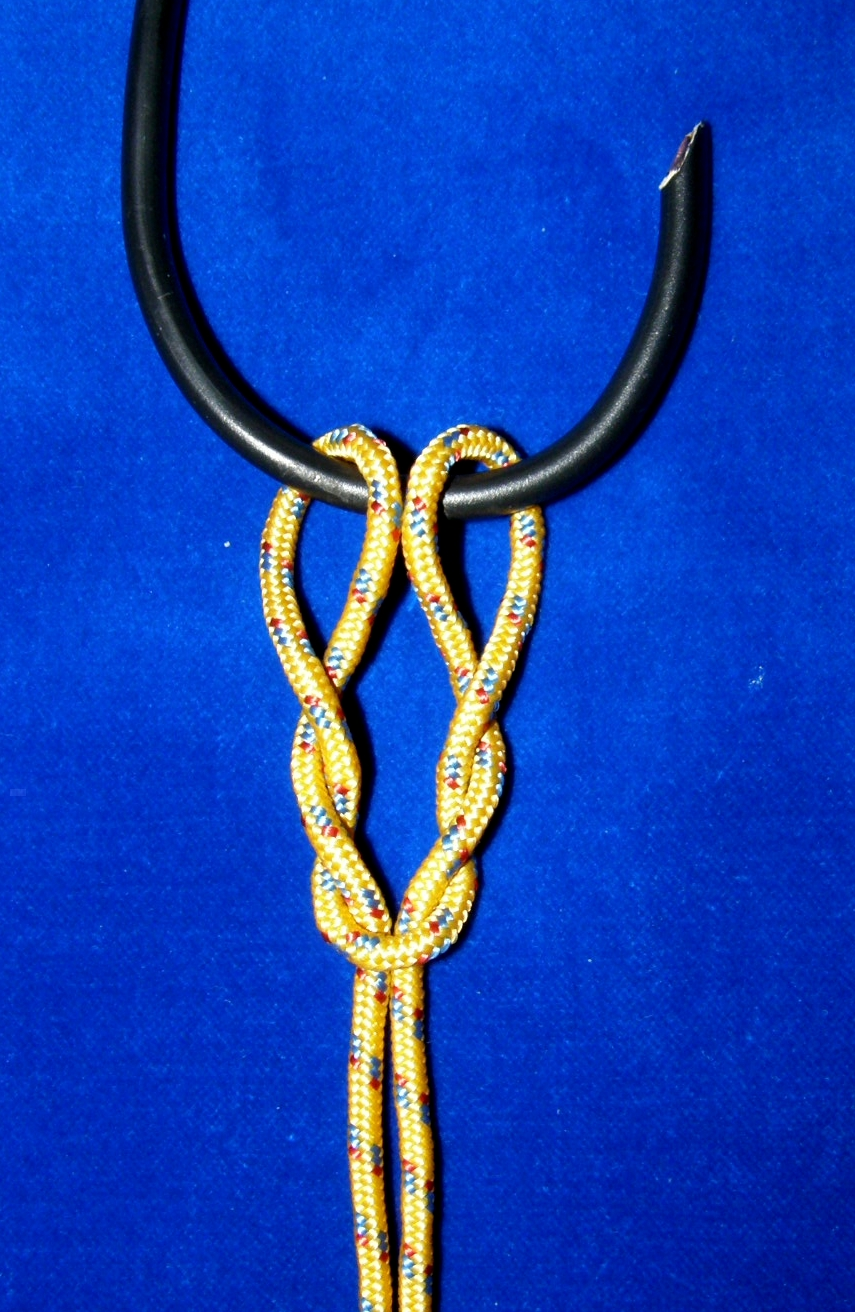
Кошачья лапа Профессиональный У. для закрепления строп за грузовой крюк[1].
[abok 77][en 45]
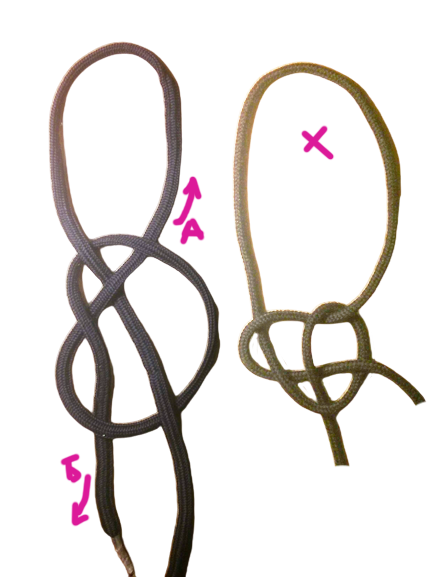
Крабья петля[4], затягивающийся огон[4], Crossed Running Knot[1]. Редкий У. похожий на булинь, но натягивается по-другому и более устойчив к передёргиваниям[1].
[abok 78]
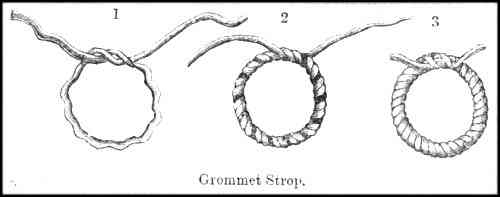
Кренгельс-строп[12][21][28], Common grommet[1]. Необычный огон делается из 1 пряди двумя путями[1].
[abok 79]
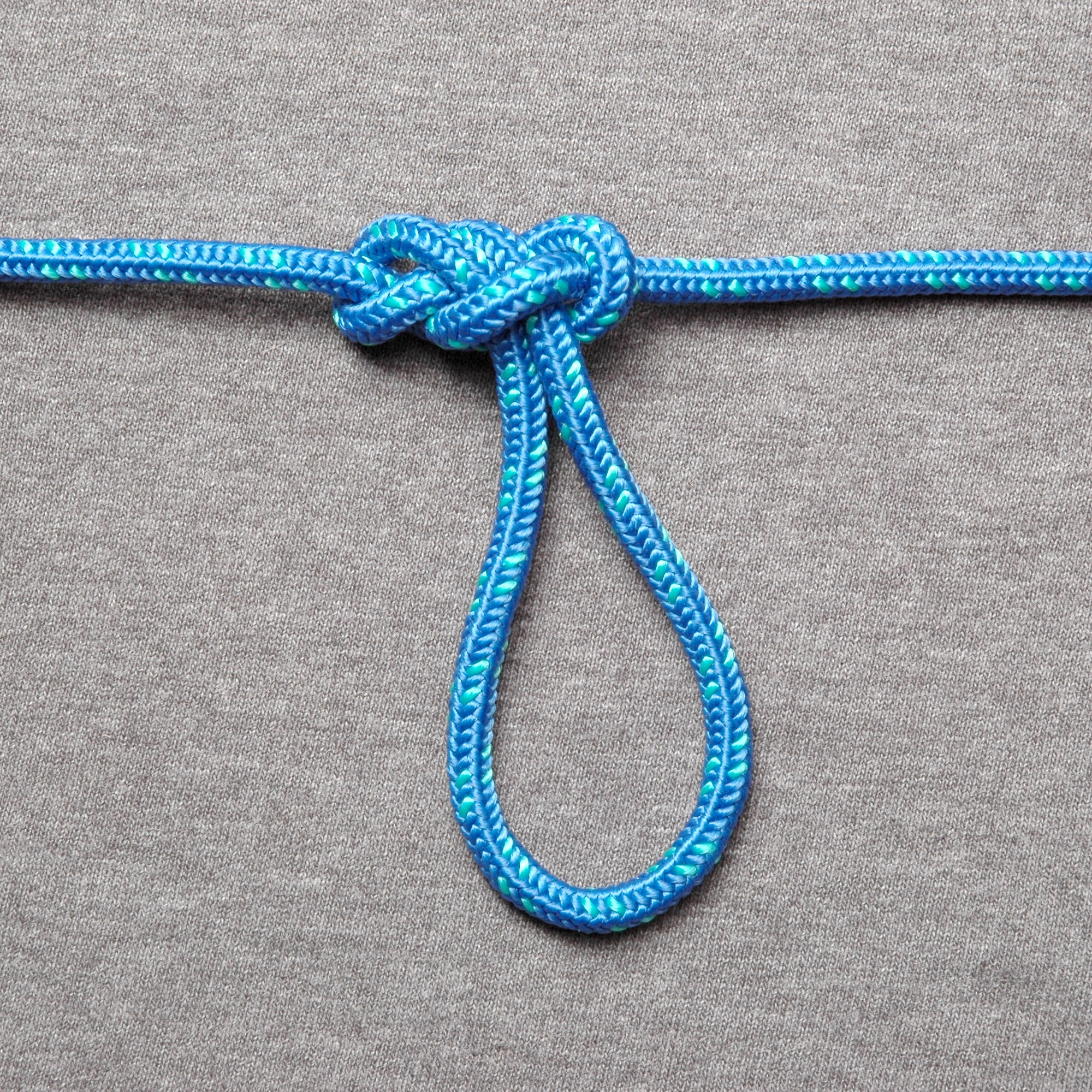
Крепёжная петля[англ.][14], Span loop. Простая петля легко развязываемый, прочнейший и нескользящий из всей серии. узел предназначен для завязывания блок снасти[1].
[abok 80]
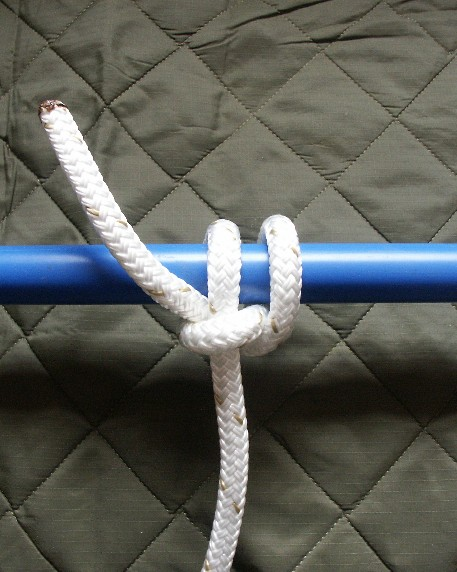
Крепёжный узел Оссель[англ.][7]:91, Ossel hitch. Используется для страховки верёвок, поддерживающих сети, если появлялась необходимость буксировать их  по неспокойным морям за рыболовными судами[7].
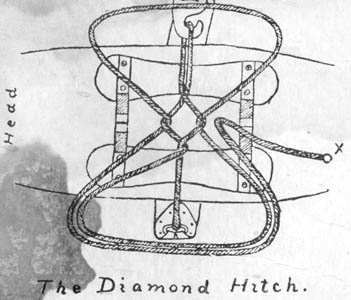
Крепёжный узел Ромб[англ.][7]:222, Diamond hitch, Single Diamond Hitch. Найтов . Обезопасит предметы нестандартной формы не только на спинах мулов или лошадей, но также при их погружении на моторную повозку. У. также идеален для пеших туристов для переноски предметов, не подлежащих упаковке[7].
[abok 81]
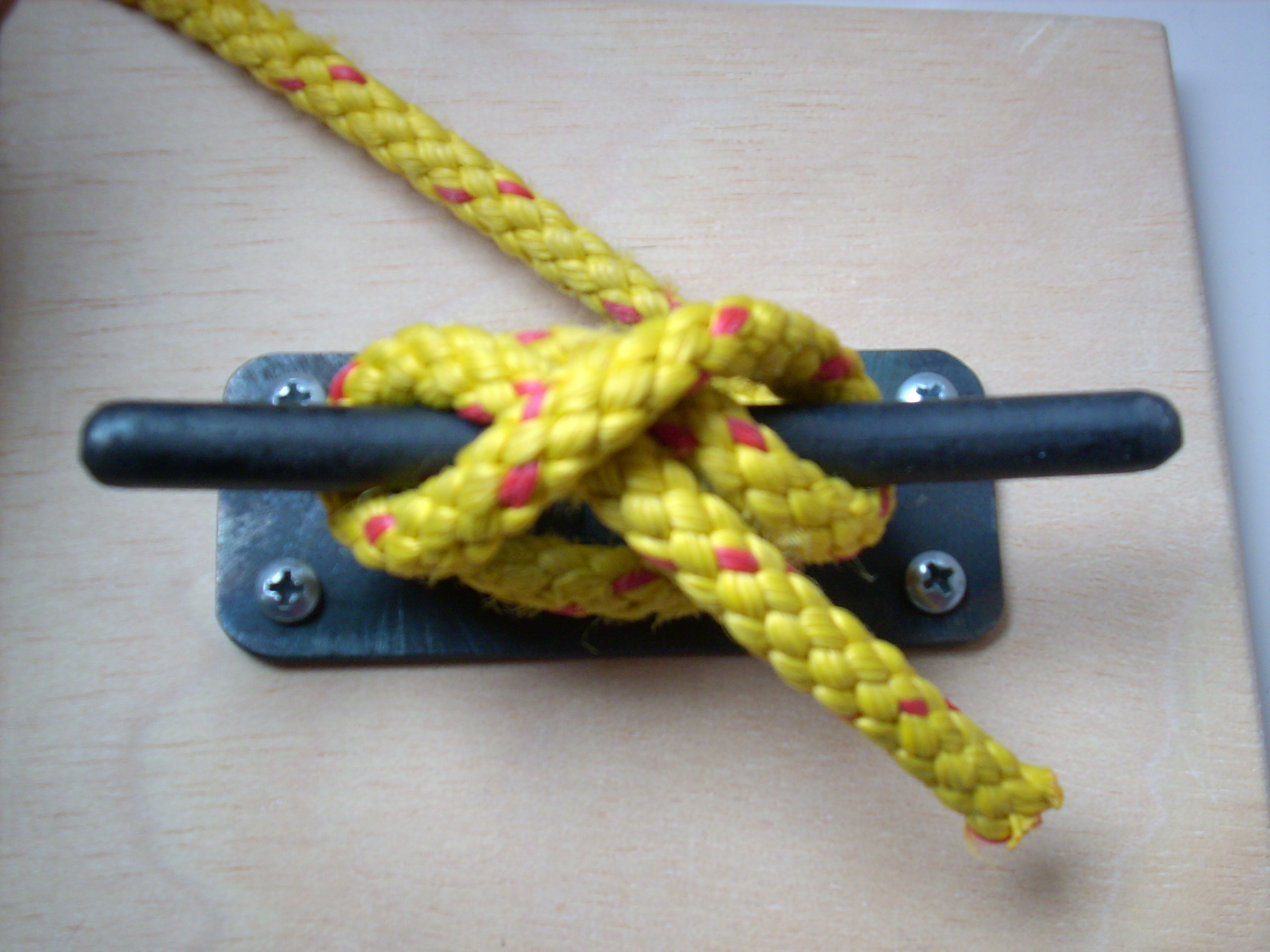
Крепление на утке (узел)[фр.][10], ANTI-GALLIGAN HITCH[1].
[abok 82]
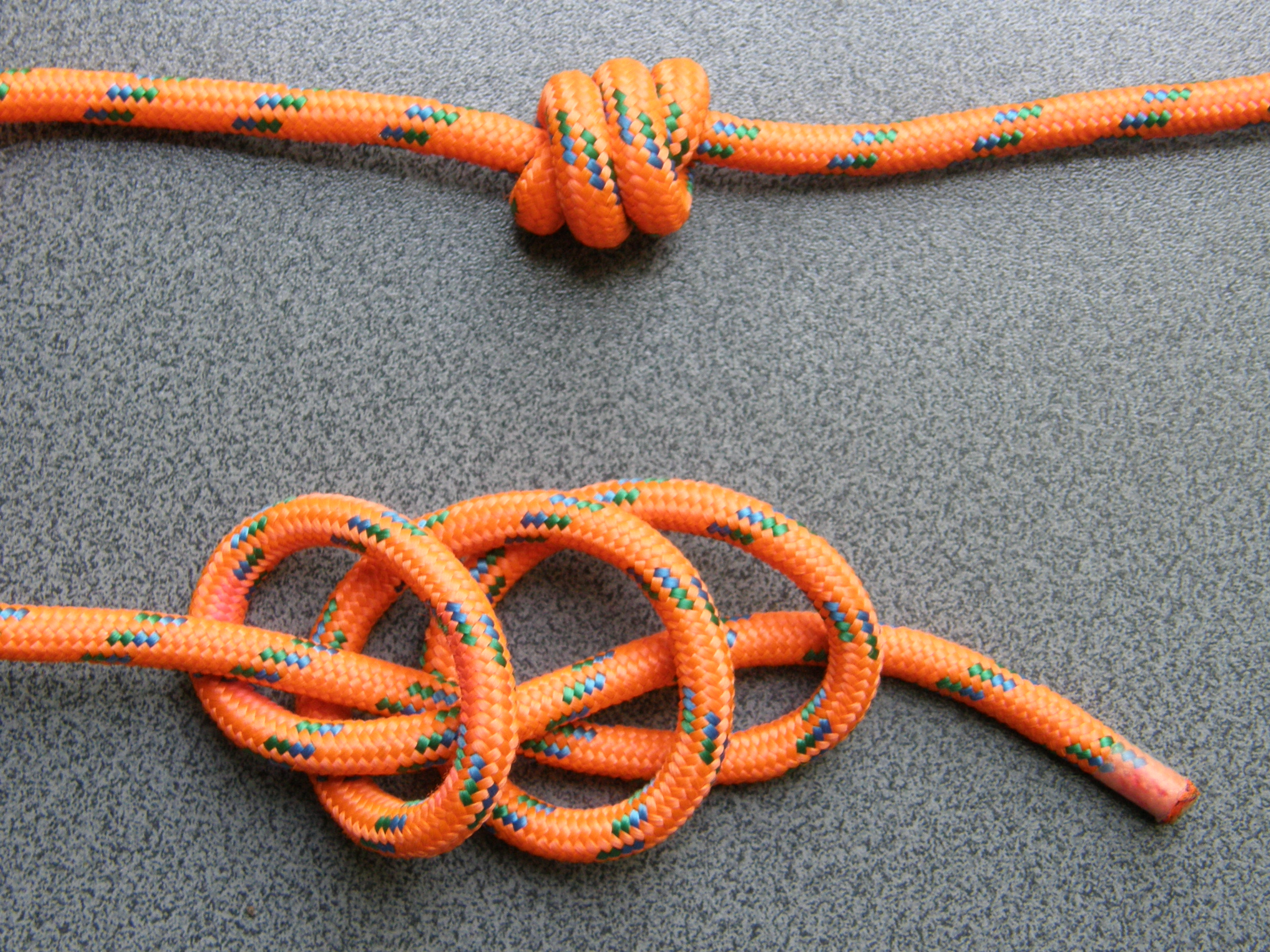
Кровавый узел, Двойной простой узел, капуцин, стопорный, многократный узел. Кноп называется кровавым когда используется, как кошка или хлыст[1].
[abok 83][en 46]
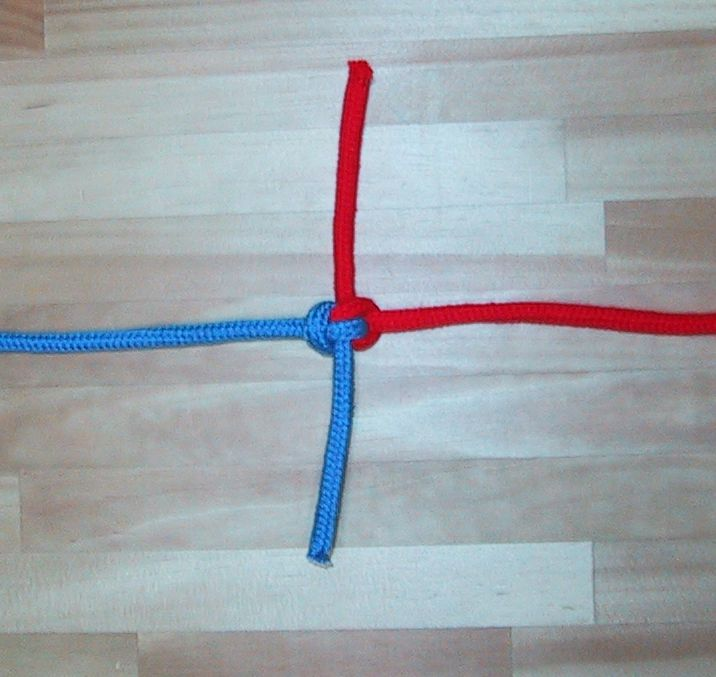
Кунгурский узел, Цеппелин, Розендаль. Соединяющий У., который состоят из двух связанных между собой простых У. Это безопасный и прочный узел[7].
[en 47]
Курьерский узел Крепёжный бытовой быстроразвязывающийся узел[en 48]

### Л

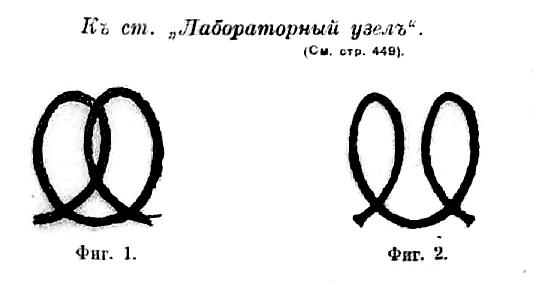
Лабораторный узел[29] Применяется в артиллерии для завязывания зарядов в картузах[30].
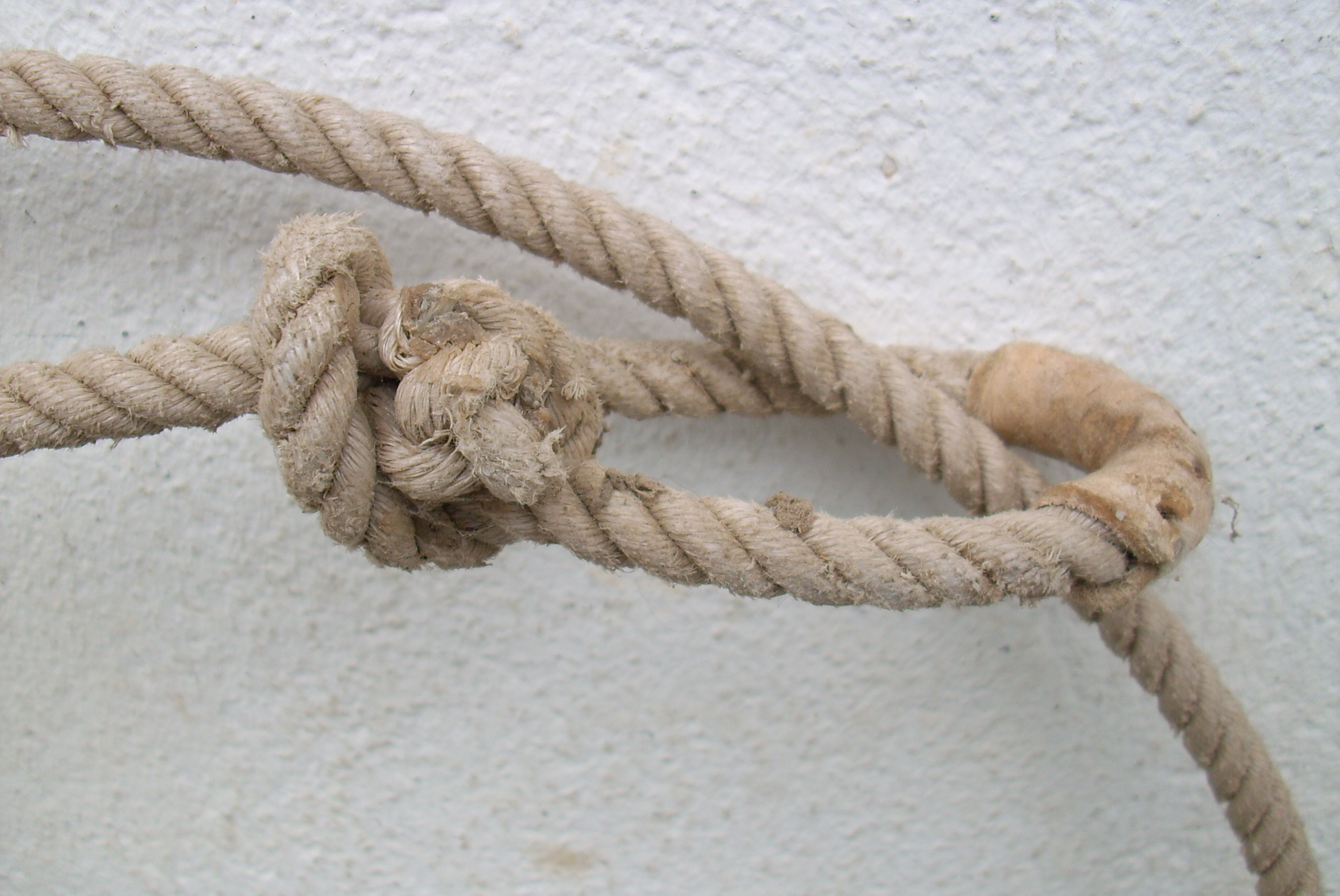
Лассо
[en 49]
Лисельный узел Профессиональный У. и британский яхтсменский У. для привязывания брам-стеньги или лисель-фала[1].
[abok 84][en 50]
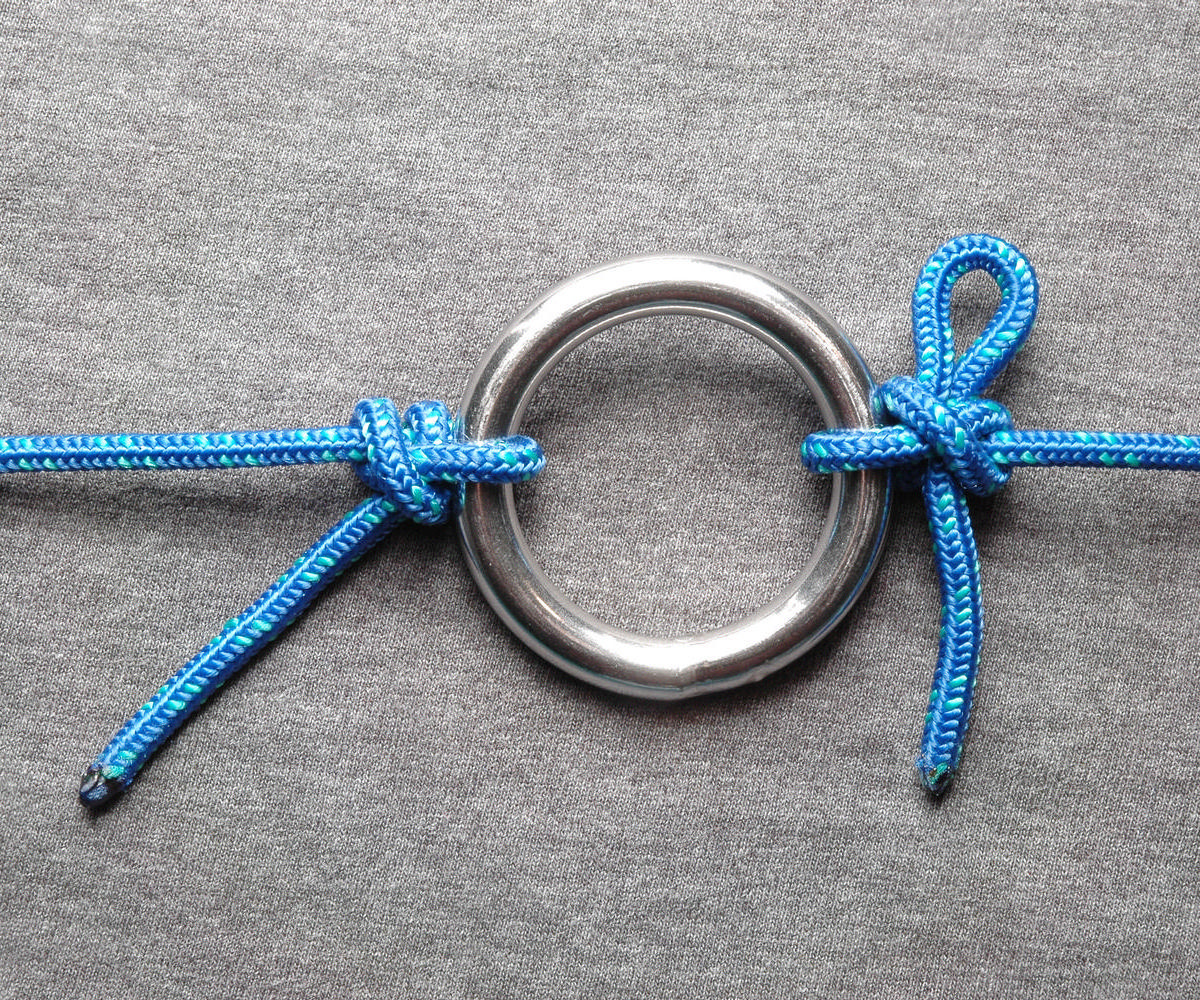
Лисель-галсовый узел, бантлайн, Buntline hitch, Stunsail tack bend, Studding sail tack bend, Inside clove hitch. Профессиональный У. для зацепления коней и завязывания маленьких лодок[1]. [abok 85]
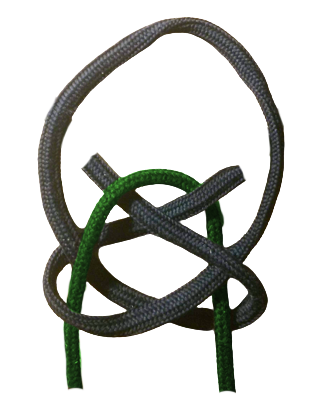
Лучниковская петля[4], adjustable bowstring Loop[1]. Простая петля изготовлен из короткого шнура, который прикреплён к верхней петле тетивы[1].
[abok 86]
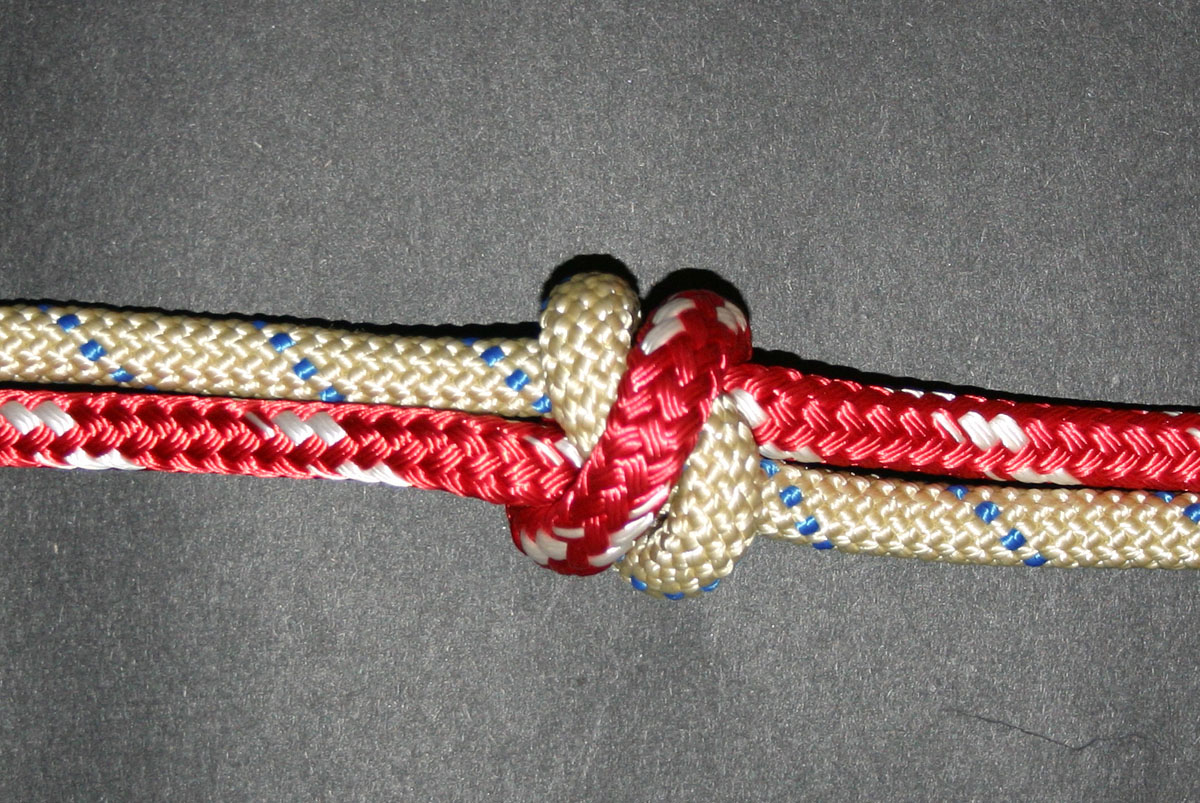
Любовный узел[7]:115, True lover's knot, True Love Knot, Fisherman's knot, Middleman's knot, Shamrock knot. Двупрядный талрепный У., название которого носят несколько У. Этот беспетельный по краям[1]. [abok 87]

### М

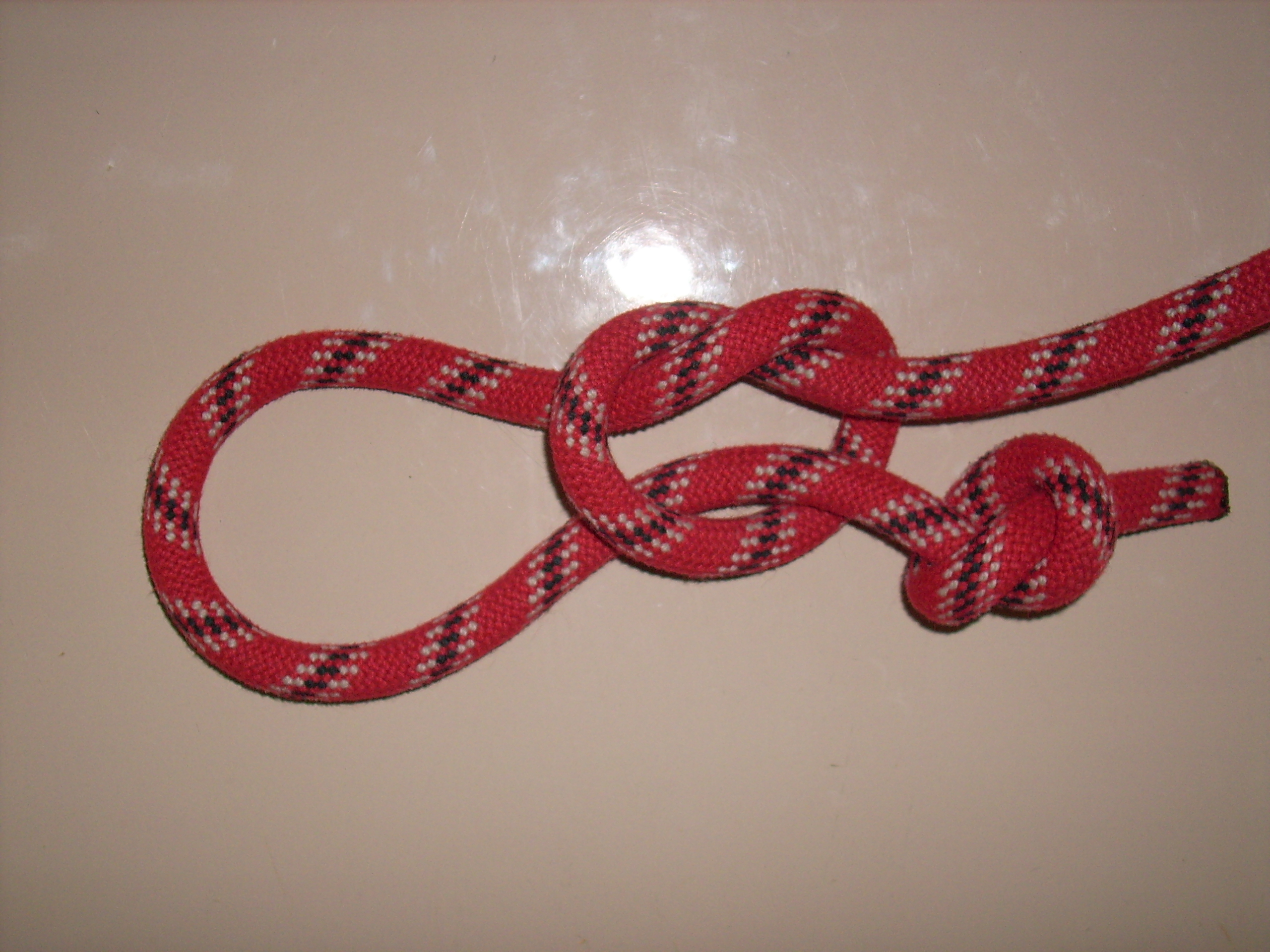
Магазинная петля Бытовой связывающий временный узел[abok 88]
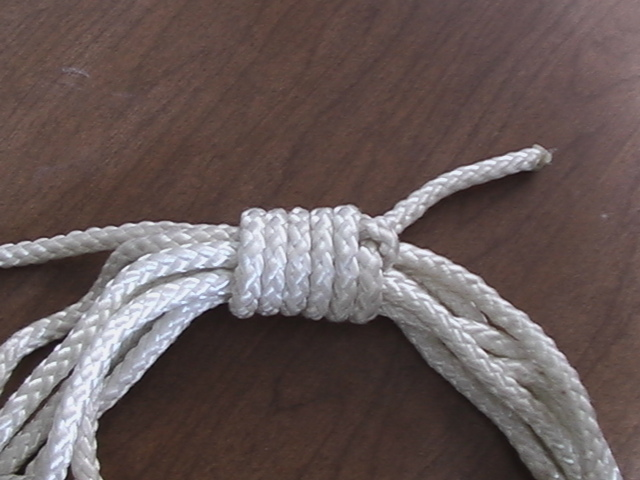
Маркировочный узел Кноп, который служит для маркировки троса после того, как она сложена в бухту[18]:39.
[abok 89][en 51]
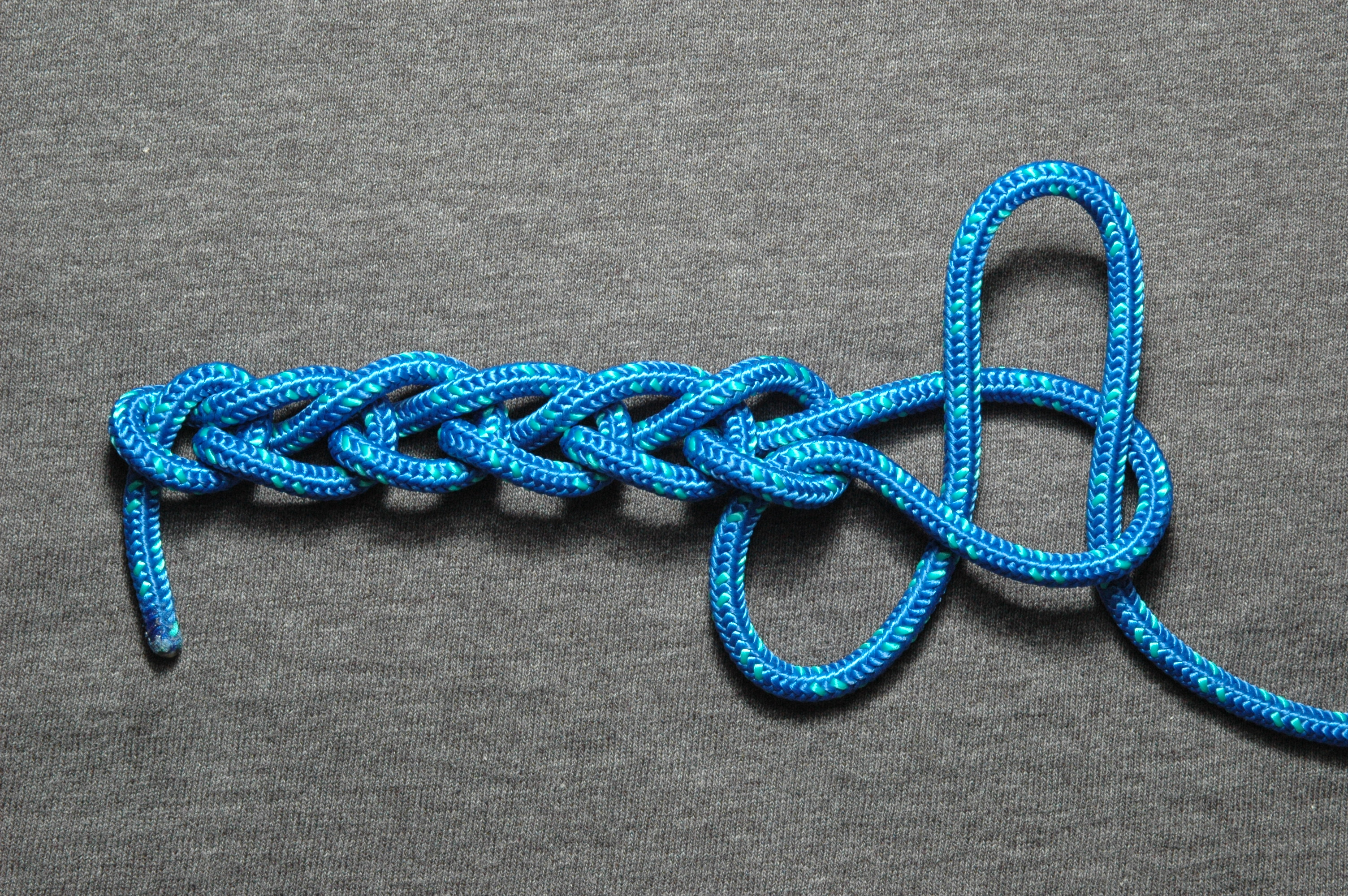
Мартышкина цепочка У. на середине троса часто используется для укорачивания в бытовых целях, но обычно является не более чем декоративной цепочкой на шнурах[1].
[abok 90][en 52]
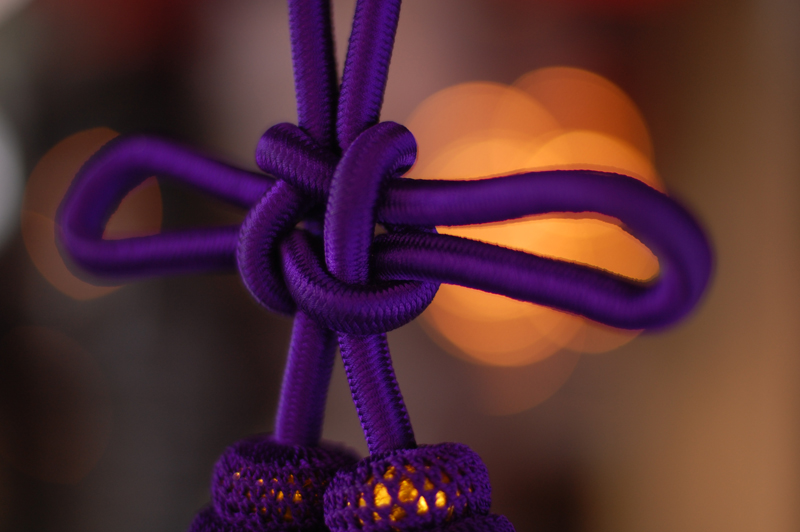
Матросский крест[4], southern cross[1], sailor's cross[1], buddha knot[31]. Модный У. вяжется на 2х шнурах, делая привлекательный 2х шнуровый мусинг[1]. [abok 91]
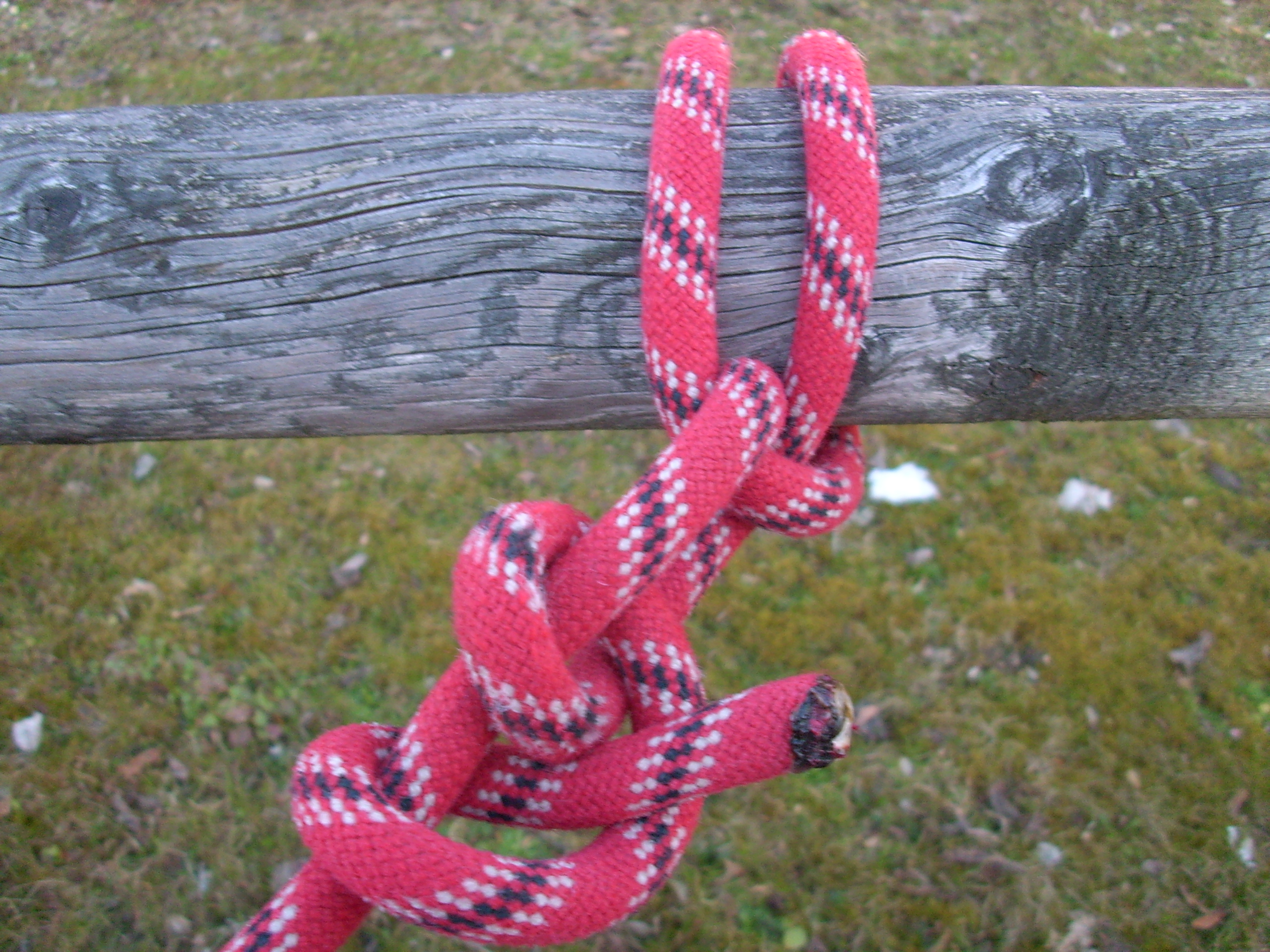
Мачтовый штык Профессиональный У. является распространённым штыком для столбов. Если привязан к рангоутному дереву должен быть застопорен или прихвачен к своему коренному концу, т.к склонен к скольжению[1].
[abok 92][en 53]
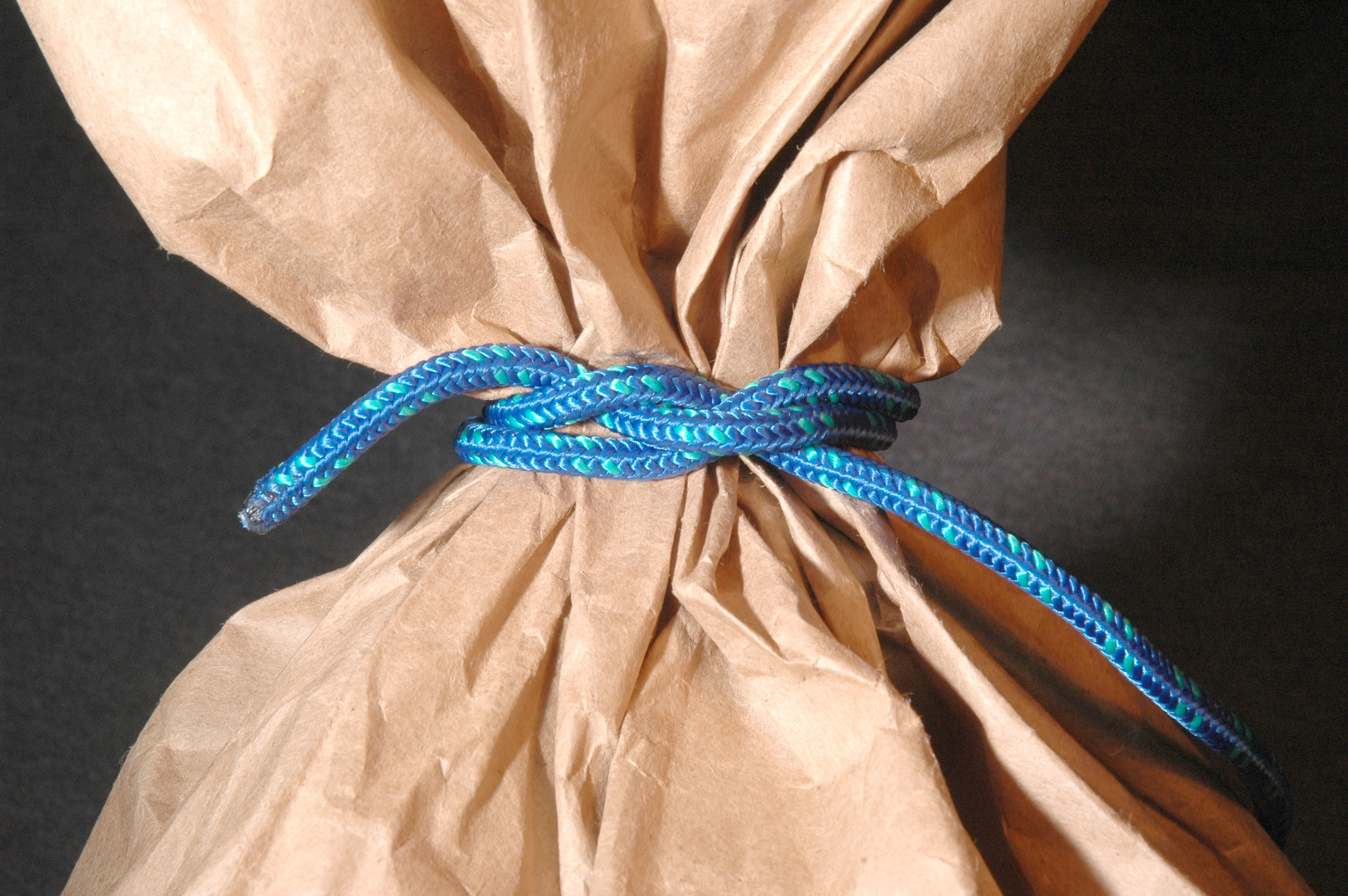
Мельничный узел[7]:158, Miller's knot, sack knot, bag knot. Профессиональный У., весьма хороший соединительный У. часто фигурирующий в сельскохозяйственных бюллетенях[1]. [abok 93]
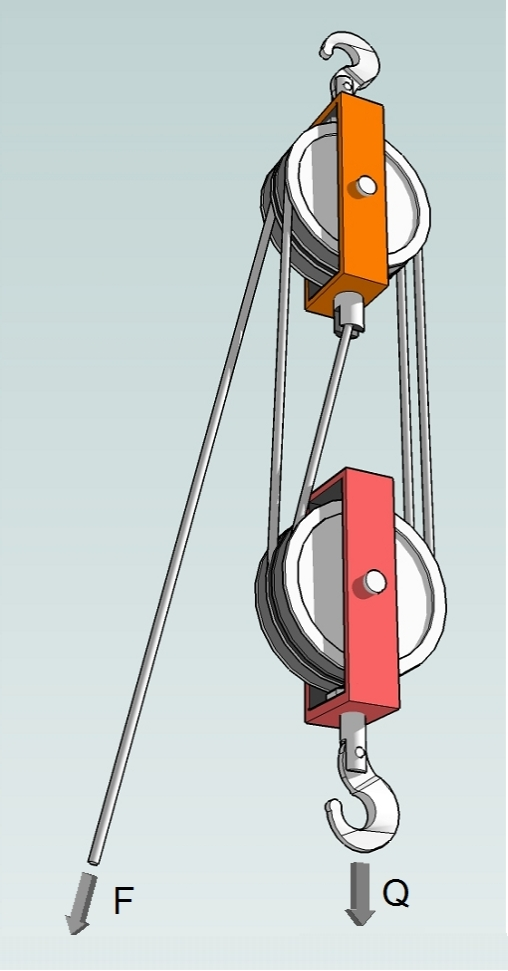
Мини-полиспаст Система узлов и блоков для облегчения подъёма груза или натяжения верёвки[abok 94]
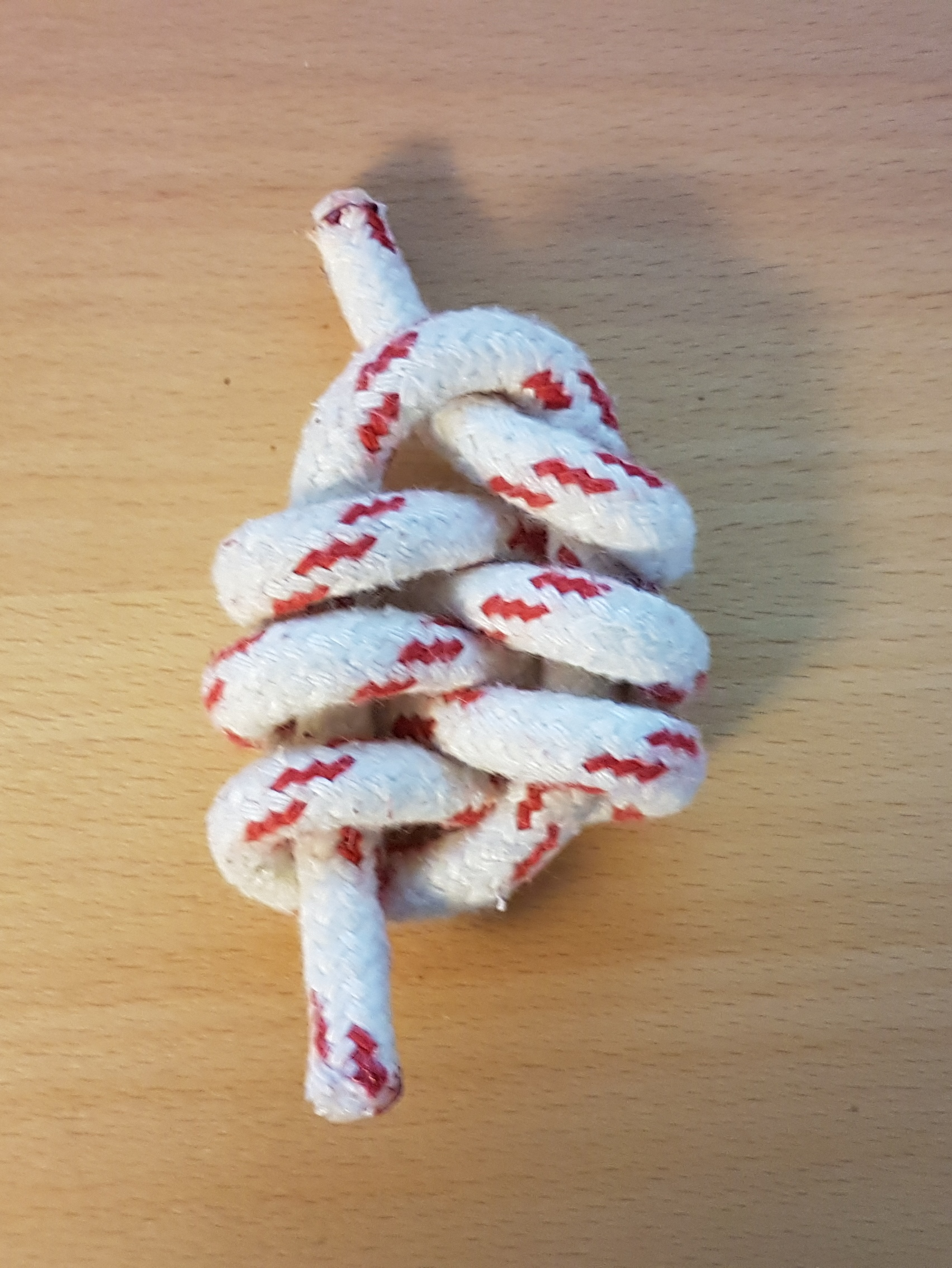
Многократная восьмёрка (узел)[нем.][4], Стопорный узел Курилова 888[32], double figure eight knot[1]. Кноп . Восьмёрка имеет несколько способов удвоения этот наиболее частый[1].
[abok 95]
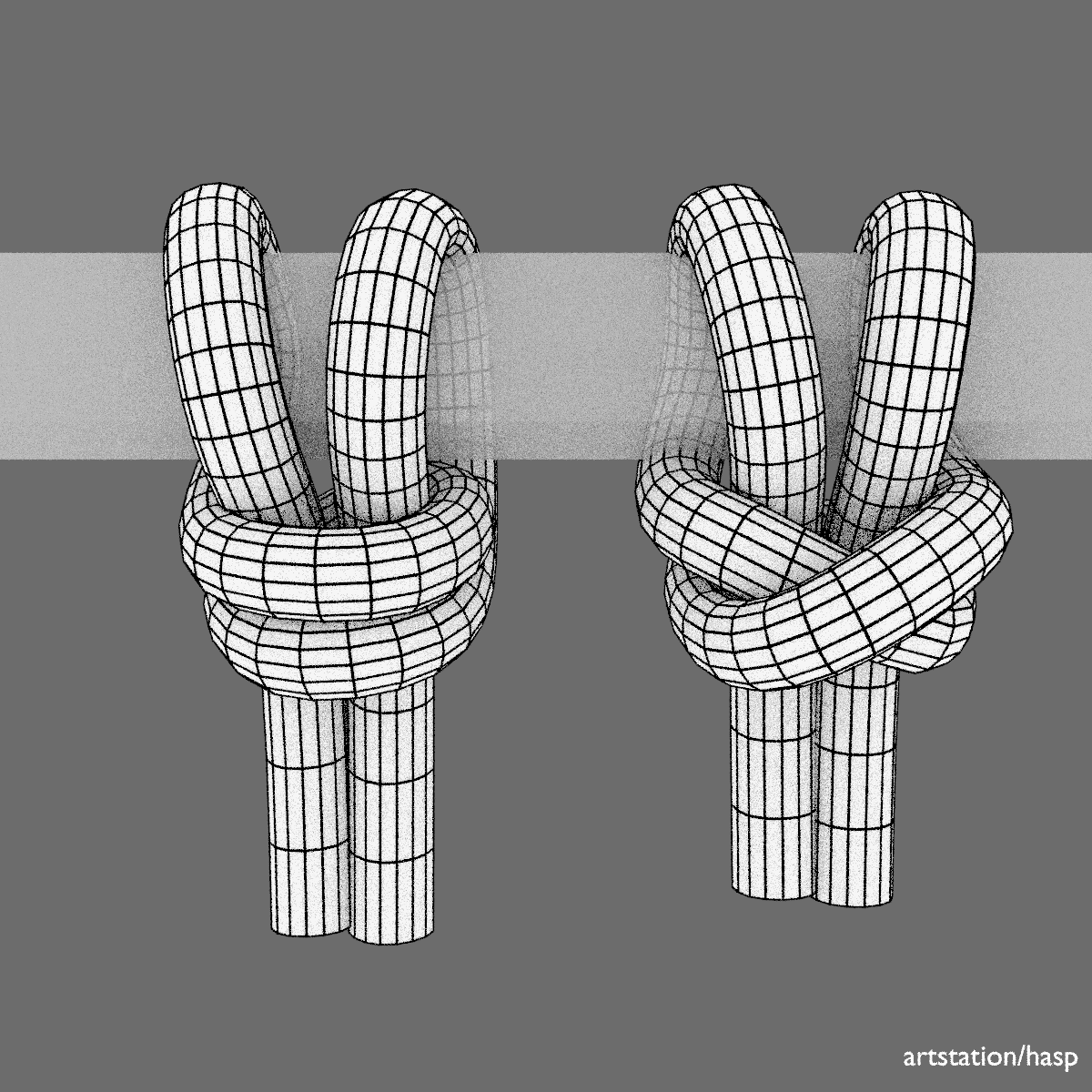
Модифицированная глухая петля[6]:60, Другой вариант глухой петли[7]:83, Piwich[15][33], bull hitch[34], cow hitch variant[15], reinforced cow hitch[35]. Более сильная и безопасная версия У. глухая петля. Понтом из Франции, который впервые обнаружил его в Квебеке назвал его «узел Пивича»[7].
Мяч Альпинистский тормозящий узел

### Н

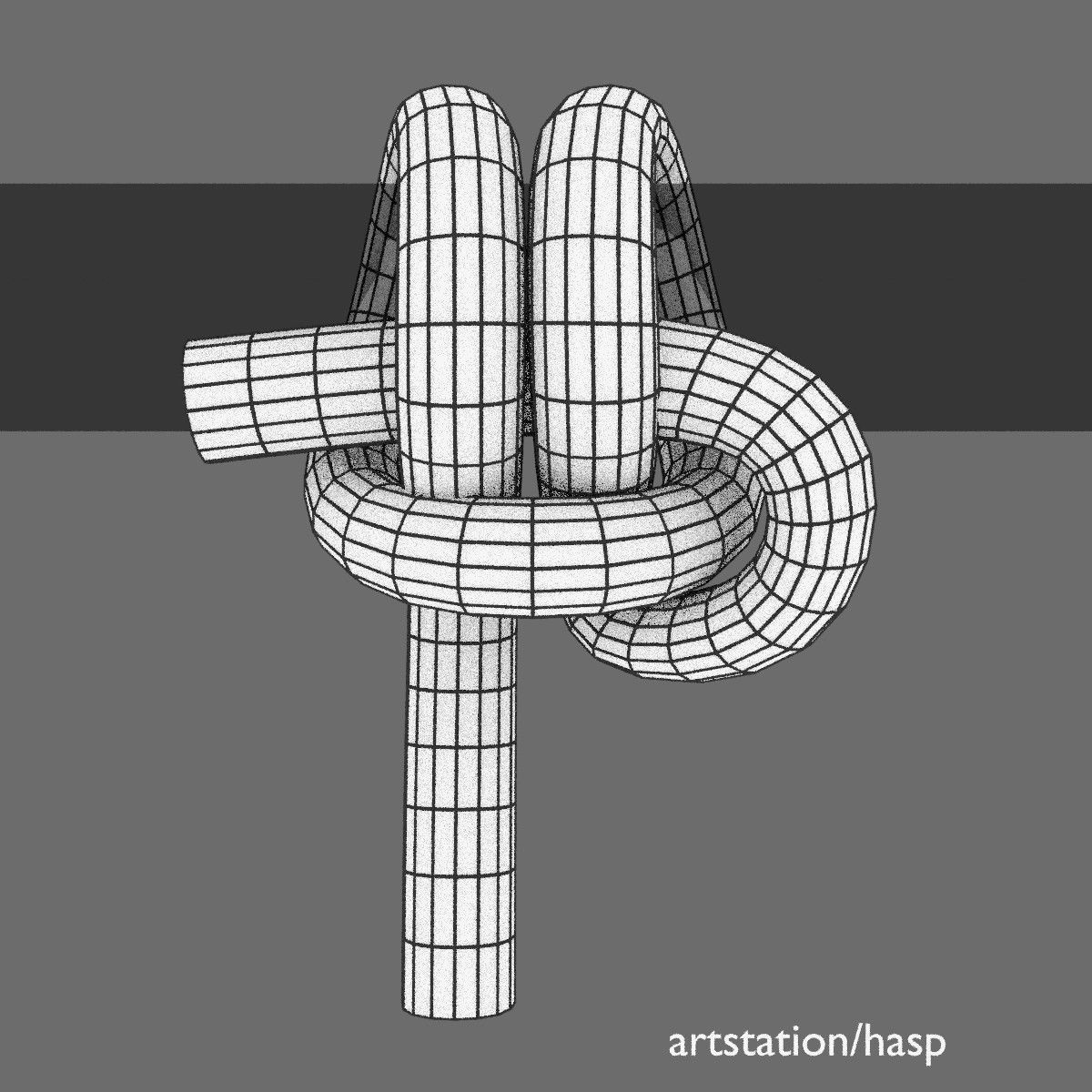
Найлон[36], Рымный узел[7]:82, pedigree cow hitch[15]. Затягивается под прямым углом к точке крепежа. Используйте его для вязания плёток или для подвешивания садовых навесов и гаражных атрибутов к крыше[7].
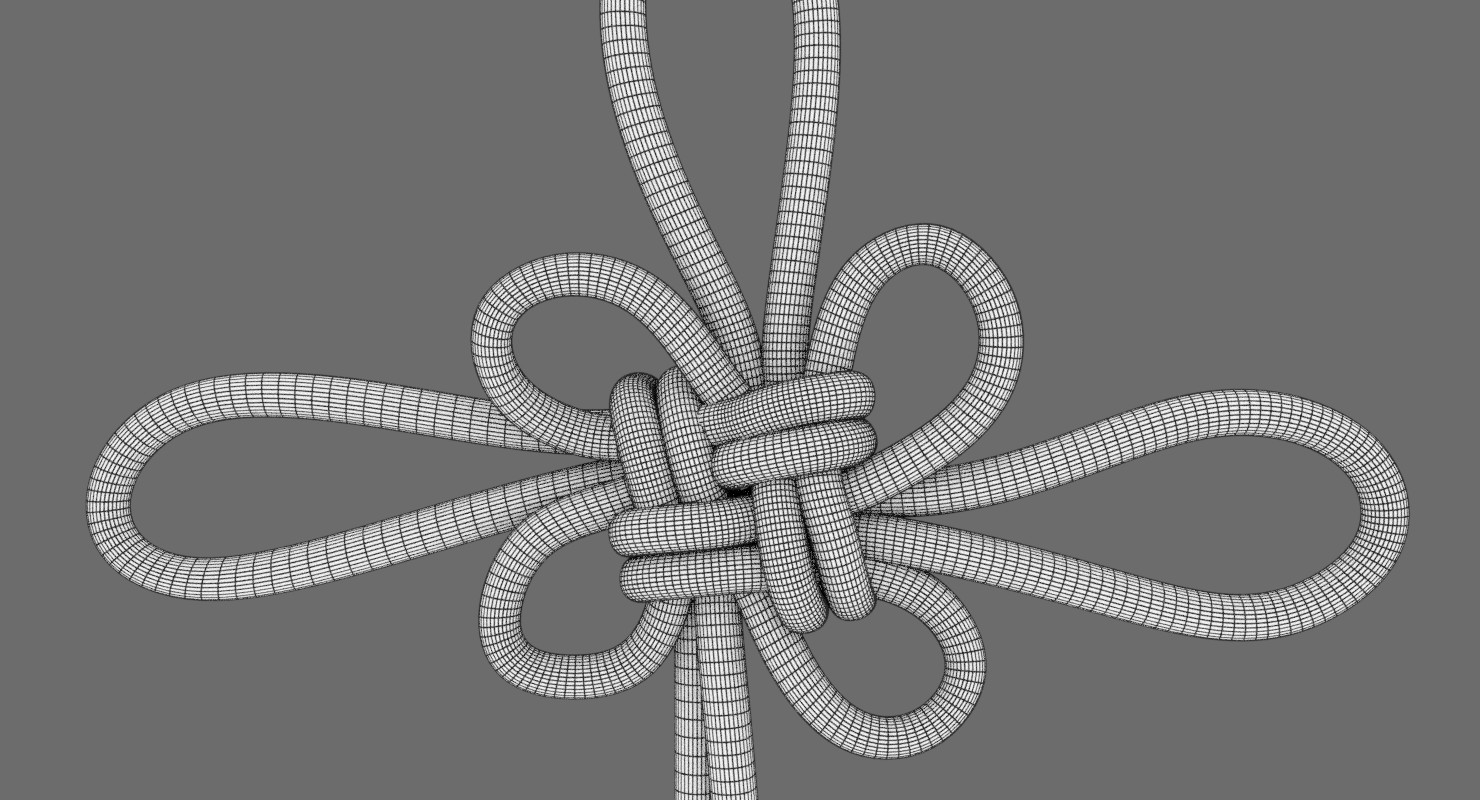
На удачу Модный У. 1 тросовый, формирует 3 петли в 2х коренных концах образует квадратное перекрестие[1].
[abok 96][en 54]
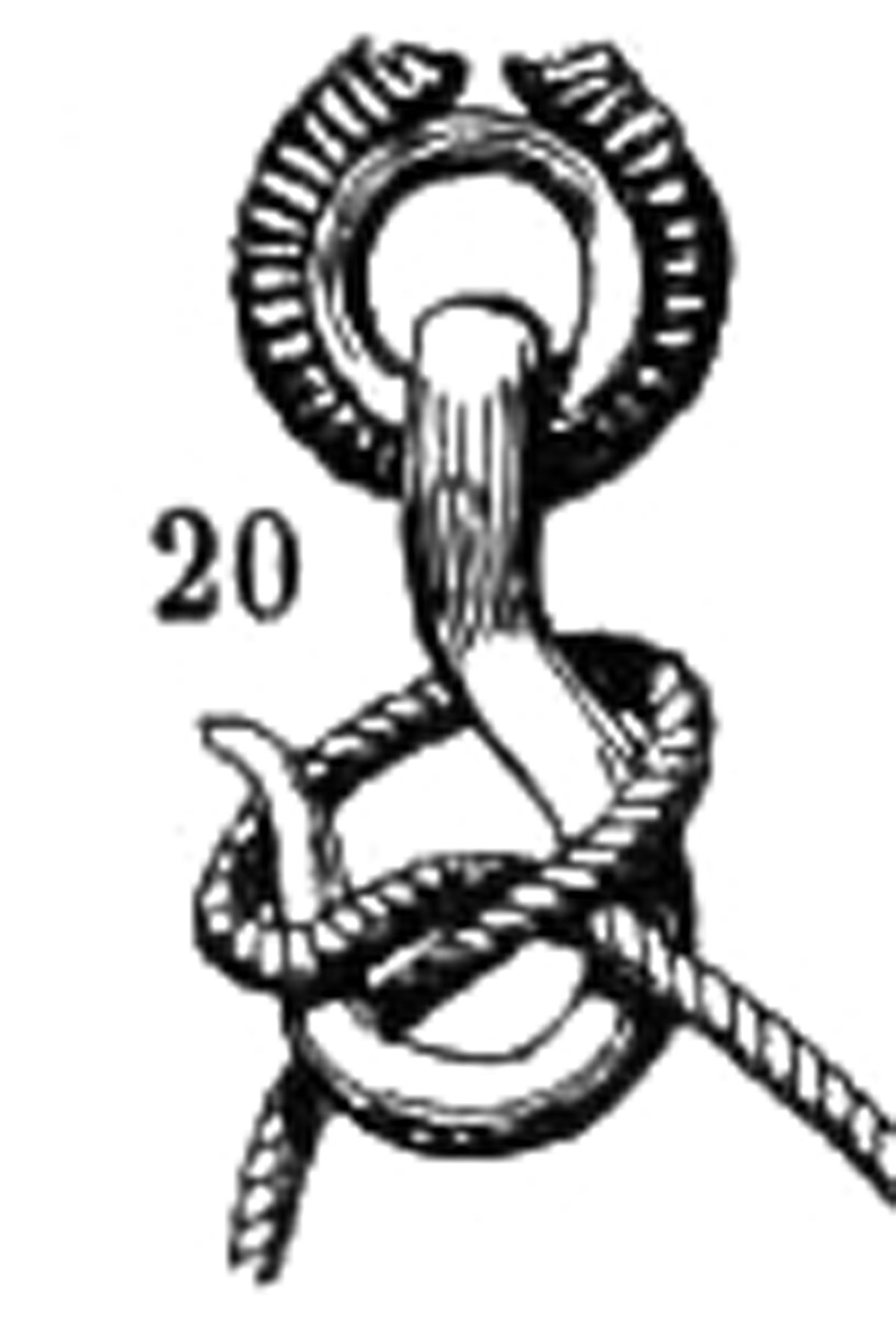
Наружный гачный узел[37]:38, bill hitch[1]. Назван так потому, что узел размещается снаружи гака
[abok 97]

### О

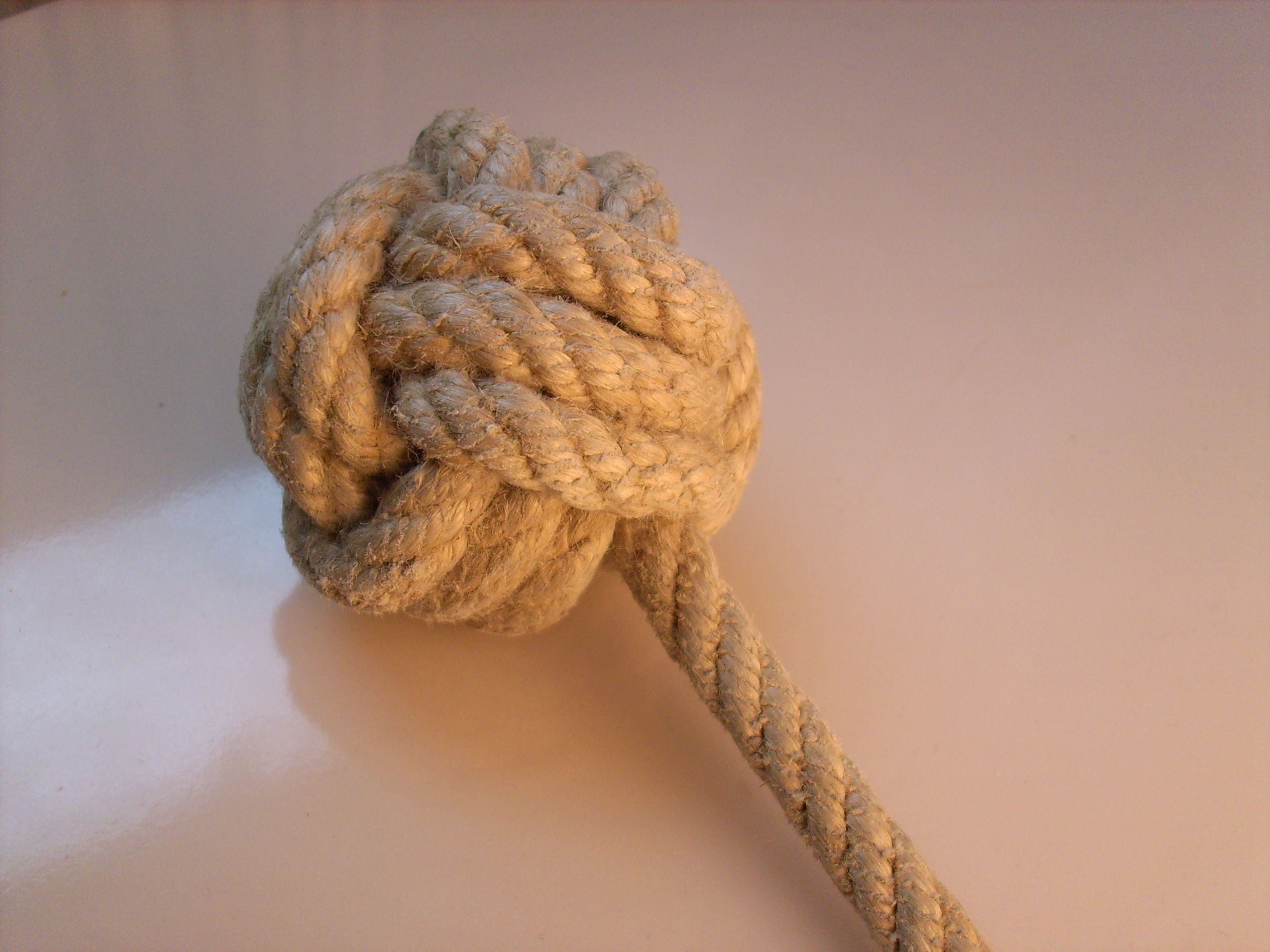
Обезьяний кулак Сферически покрывающий У. с 6 внешними поверхностями. Напоминает турецкую голову рисунком плетения[1].
[abok 98][en 55]
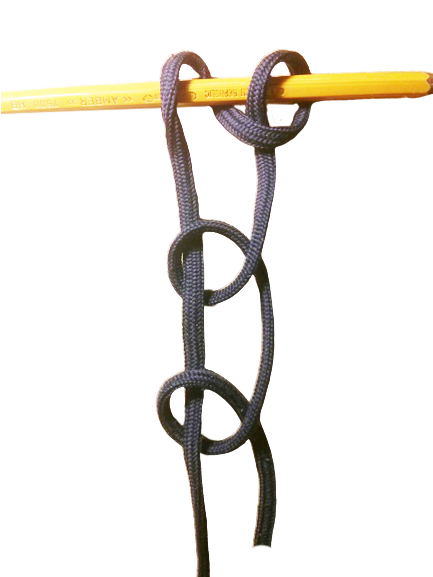
Обратный штык, Backhanded hitch. Штык на рангоуте, удобен для применения в тех случаях, когда доступ к предмету, к которому хотят прикрепить трос, затруднён или неудобен для вязки У.[4]:26
[abok 99]
Огон (узел)[38] У. для упрощения раздачи огона на конце каната или троса.
Односторонняя восьмёрка, булинь на середине верёвки. Простая петля, имеет тенденцию искажаться при натяжении противоположных концов[1].
[abok 100][en 56]
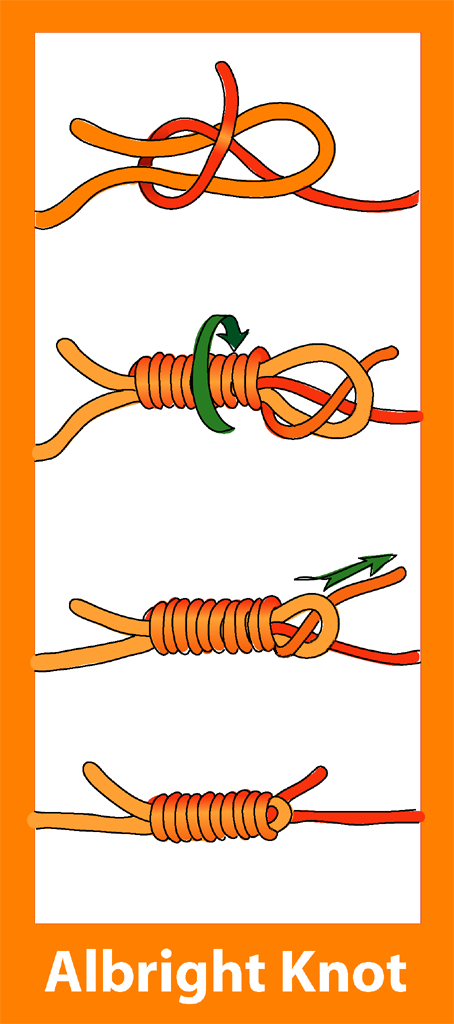
Олбрайт (узел)[англ.][7]:70, Albright special, Albright Knot. Используется рыболовами для присоединения монофиламента к плетёнке, или плетёнки к стальному тросу[7].
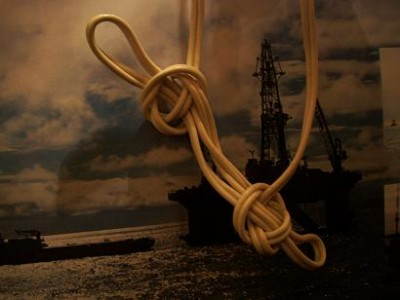
Олимпийский узел[4], Two hearts that beat as one[1]. У. на середине троса Его назвали олимпийским по тому, что он получается из пяти колец. Это старинный морской узел времён «золотого века паруса». Несмотря на кажущуюся на первый взгляд громоздкость узла, вяжется он не сложнее топового. Надёжен и укорачивает трос[4]:90.
[abok 101]
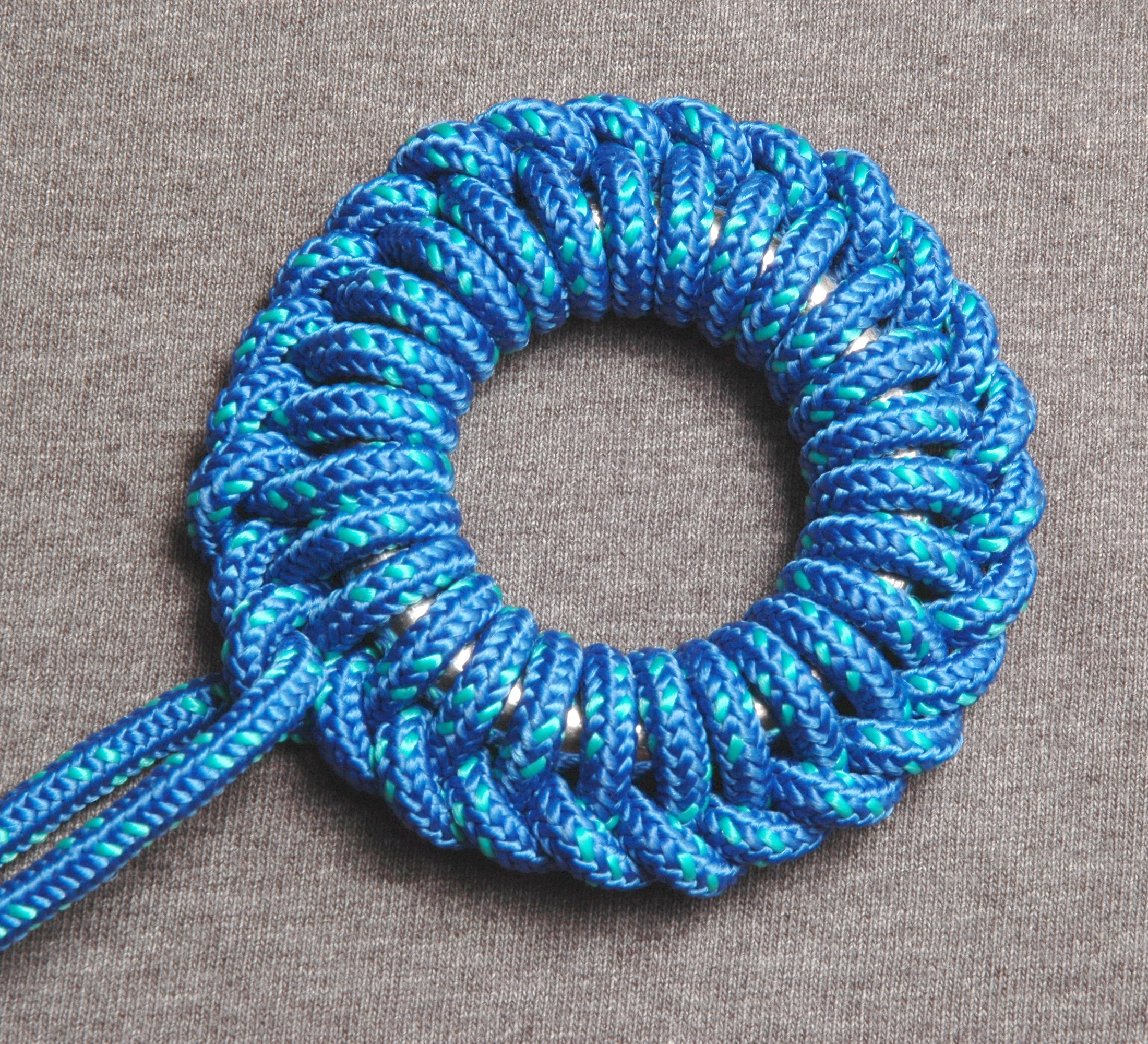
Оплетение кольца петлями с нижним положением ходового конца[англ.][7]:235, Двойное оплетение кольца[6]:198, Ringbolt hitching[1], Continuous ring hitching, Single ringbolt hitching, Kackling, Keckling. Декоративная свайка кладётся на прихватки сундуков или на кольца гамаков[1].
[abok 102]
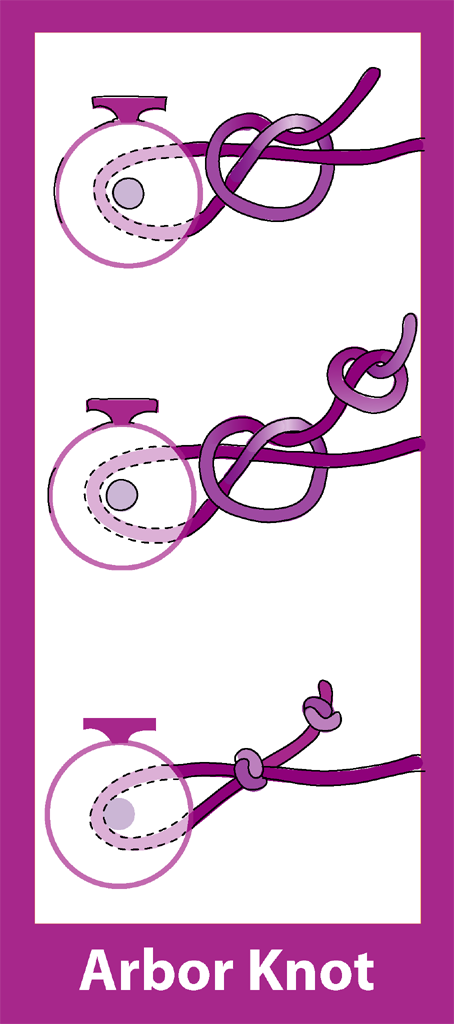
Осевой узел[англ.][7]:200, Arbor knot, Butcher knot[1]. Профессиональный У. Применяется в основном для привязывания бечёвки или плетёнки к оси (барабану или катушке), но также может использоваться, как амортизатор и скользящезахватывающий У.
[abok 103]
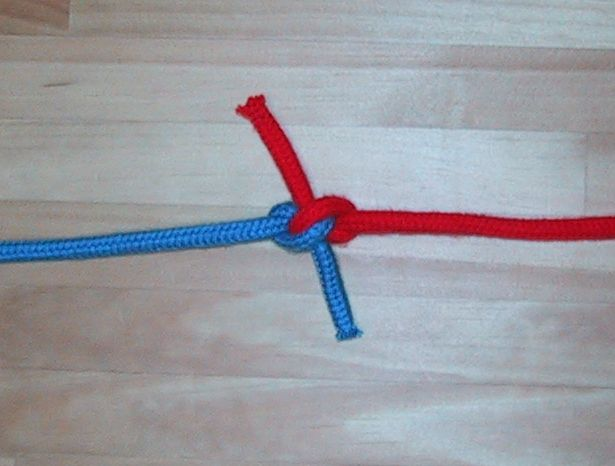
Охотничий узел, Hunter's bend, Rigger's bend. Связывательный штык, состоит из 2х замкнутых простых У. сравнительно недавнее изобретение. Нетакой прочный, как кровный узел, но прочнее рыбацкого штыка, шкотового и прямого[1].
[abok 104][en 57]

### П

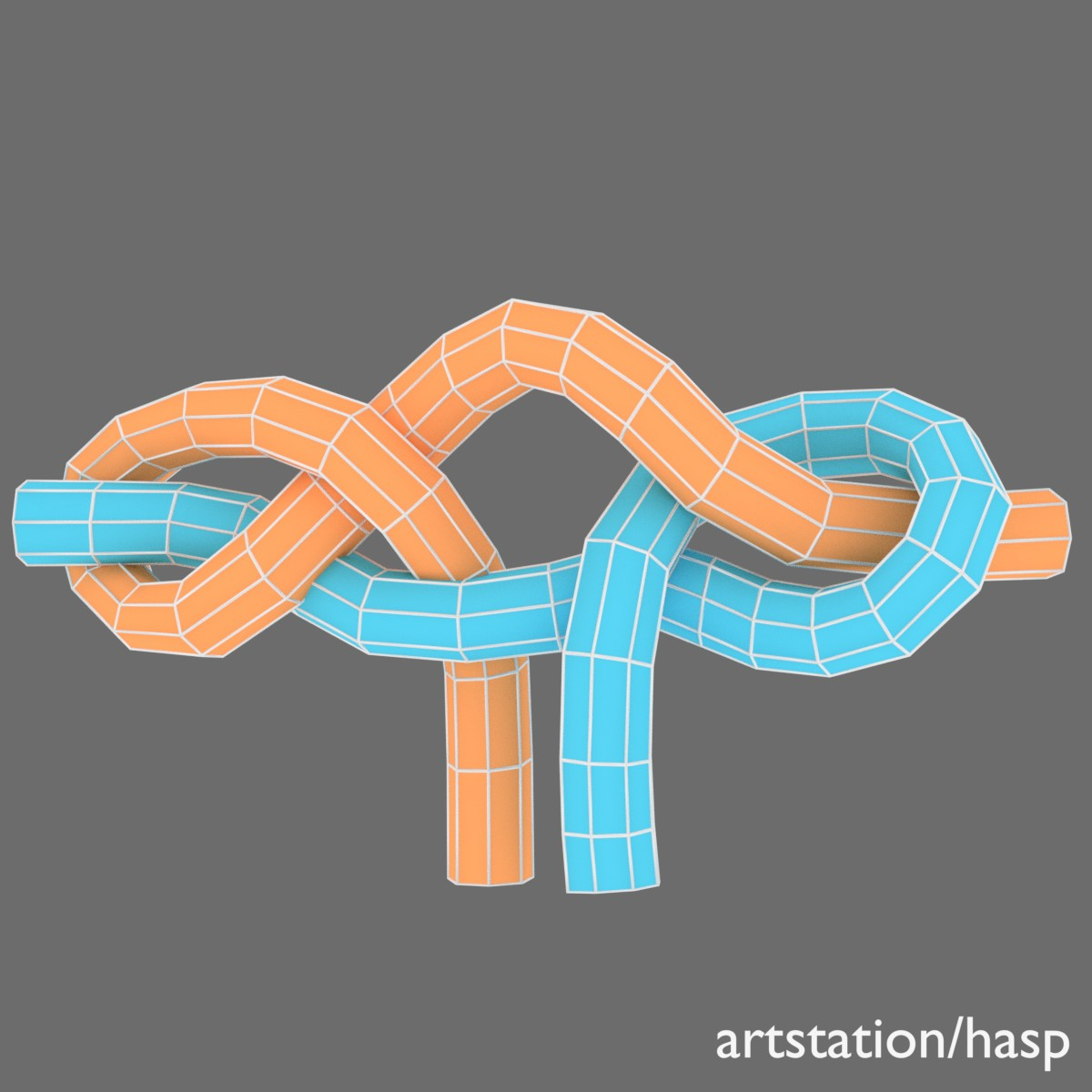
Пакетный узел[англ.][4][6]:28[7]:55, Упряжный узел[6]:28, Harness bend[1], drawing bend[1], parcel bend[1]. Связывательный штык, не боится опрокидывания, не скользит, затягивается[1].
[abok 105]
Пакетный узел[39] Быстроразвязываемый за счёт ускоренной отдачи, не развязывается при наличии слабины.
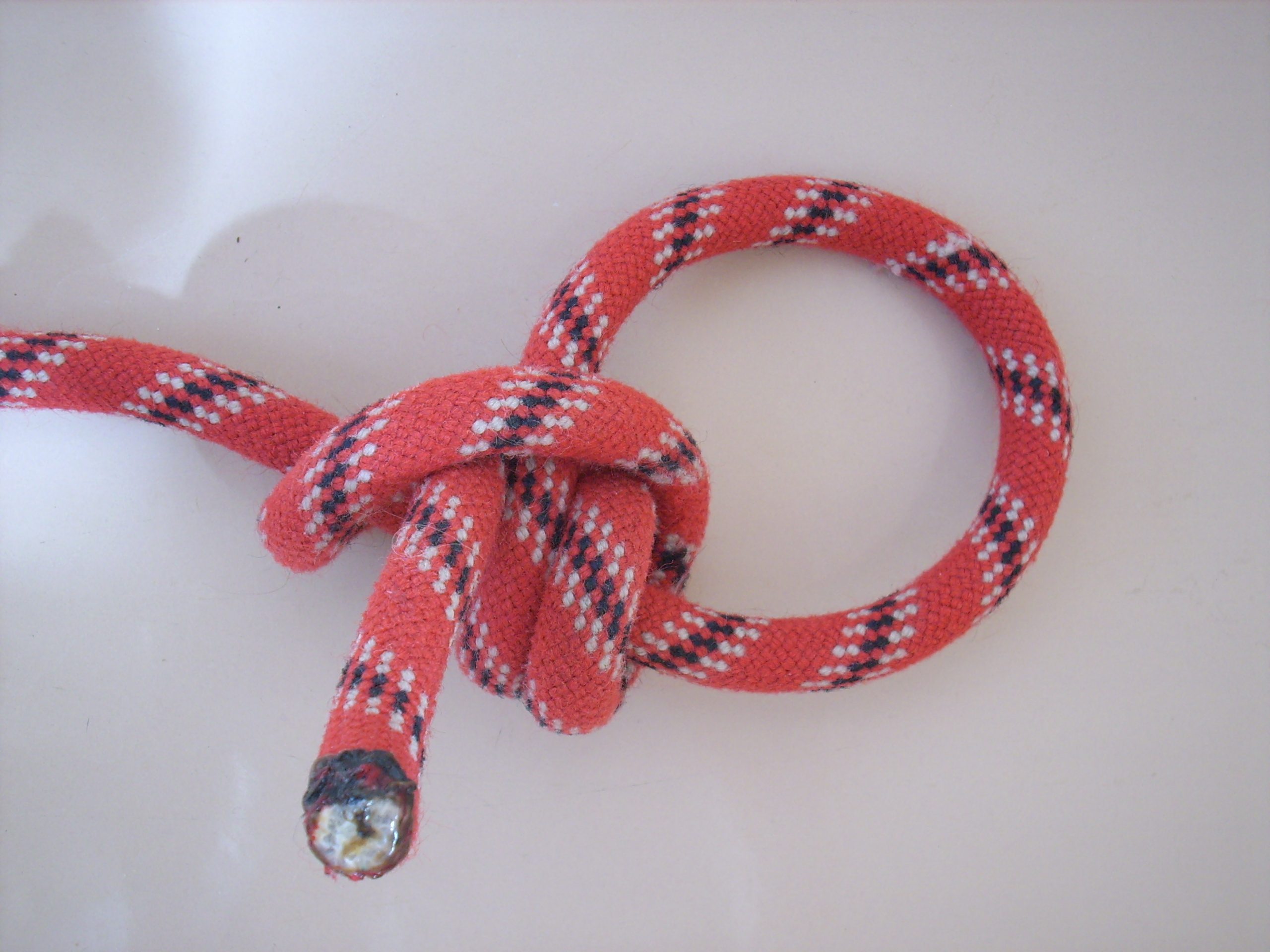
Палаточный узел, Taut-line hitch, Adjustable hitch, Rigger's hitch, Midshipman's hitch, Tent-line hitch, Tent hitch. Простая петля, очередная полупостоянная петля, одна из прочнейших[1].
[abok 106]
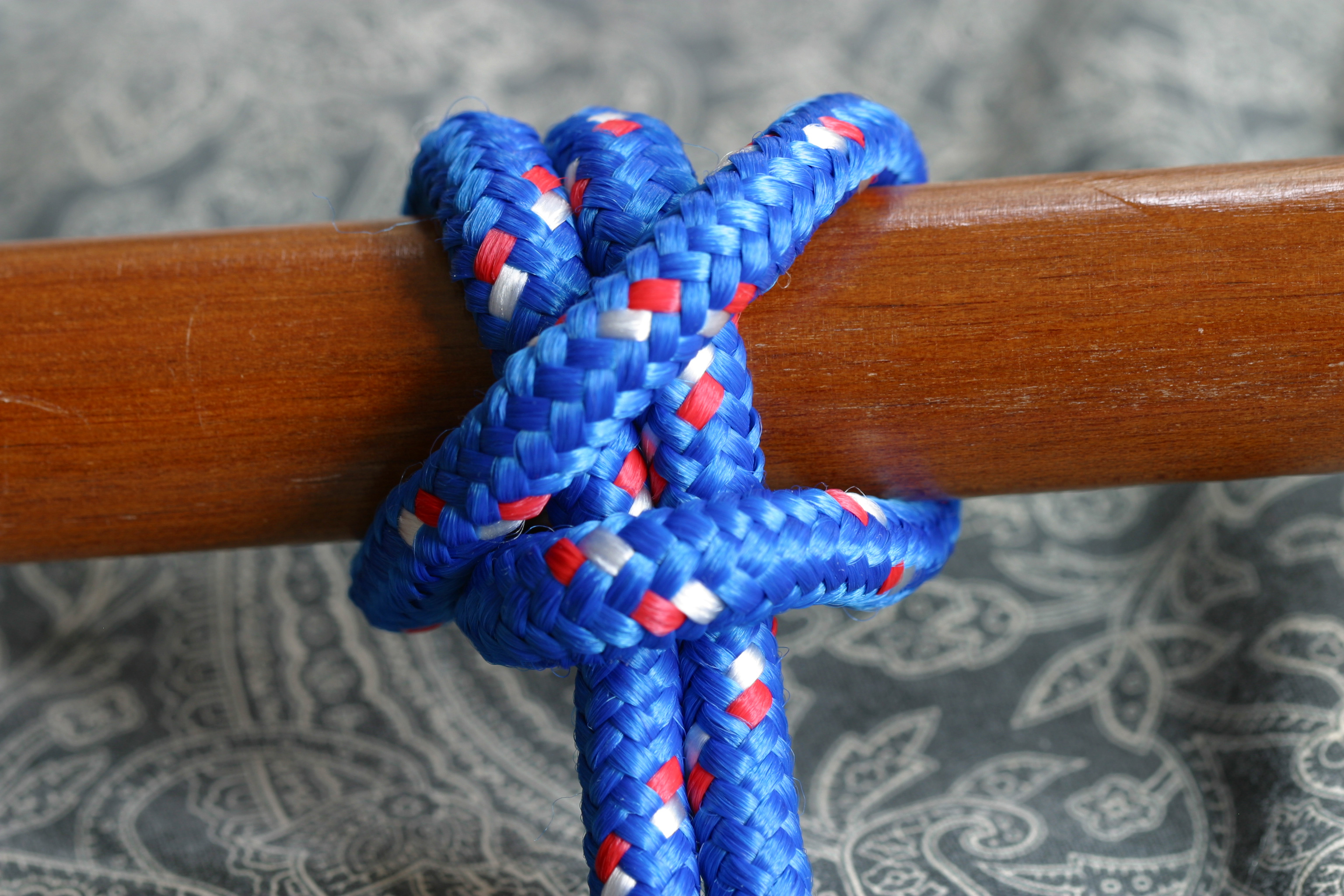
Паловый узел Перекрёстный У. легко развязывается и завязывается. Прочный и не скользит[1].
[abok 107][en 58]
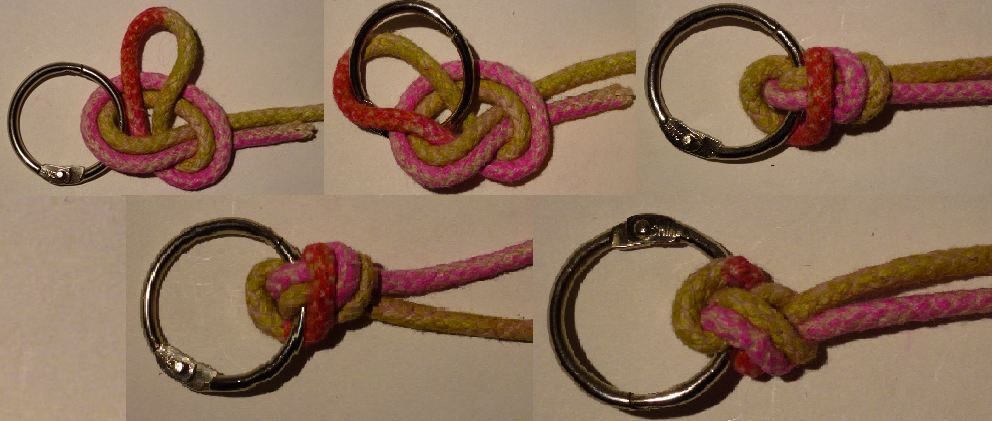
Паломар Крепёжный рыболовный узел для привязывания приманок, вертлюжков, крючков[en 59]
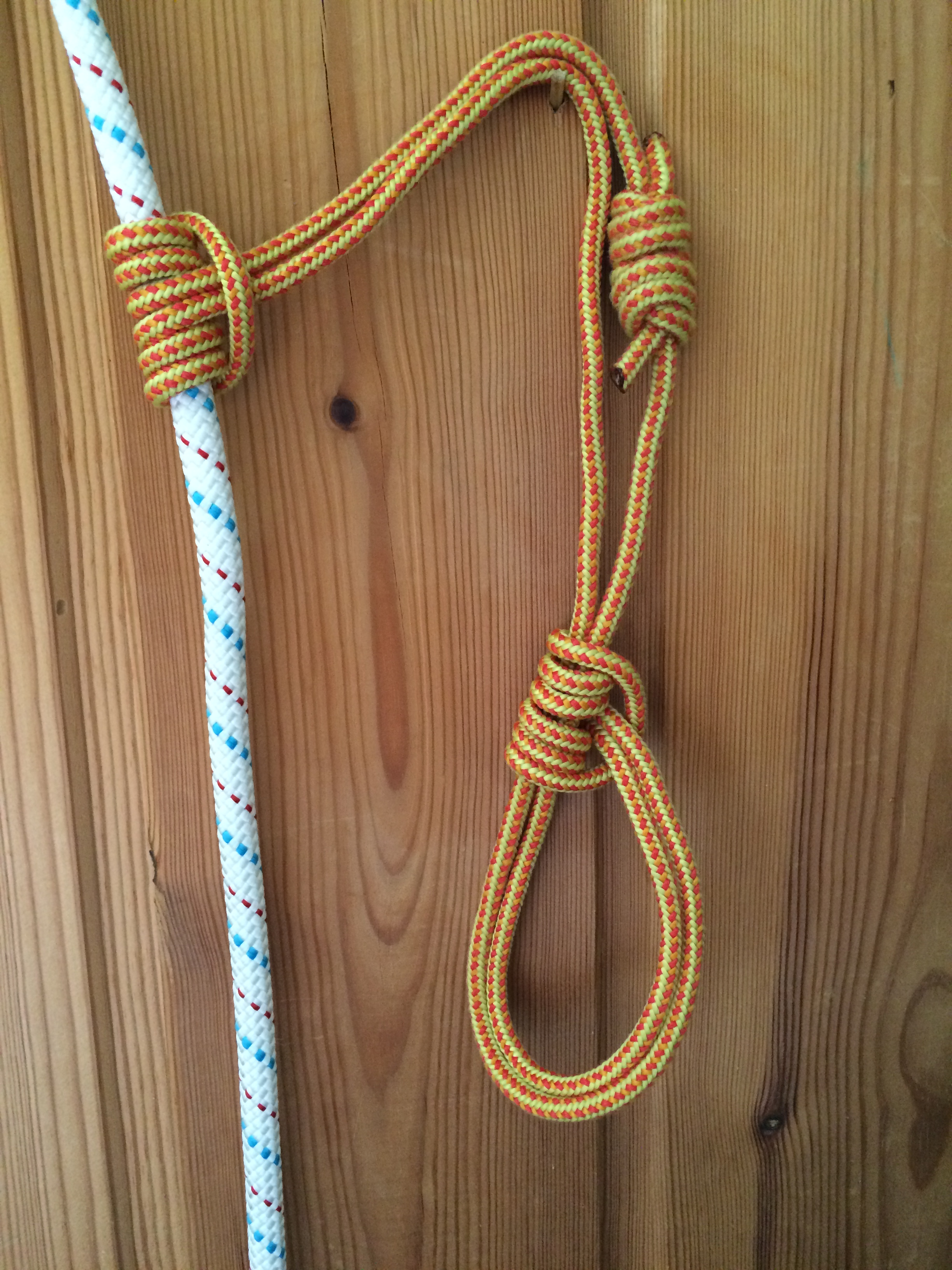
Парсел прусик Альпинистская регулируемая петля самостраховки[en 60]
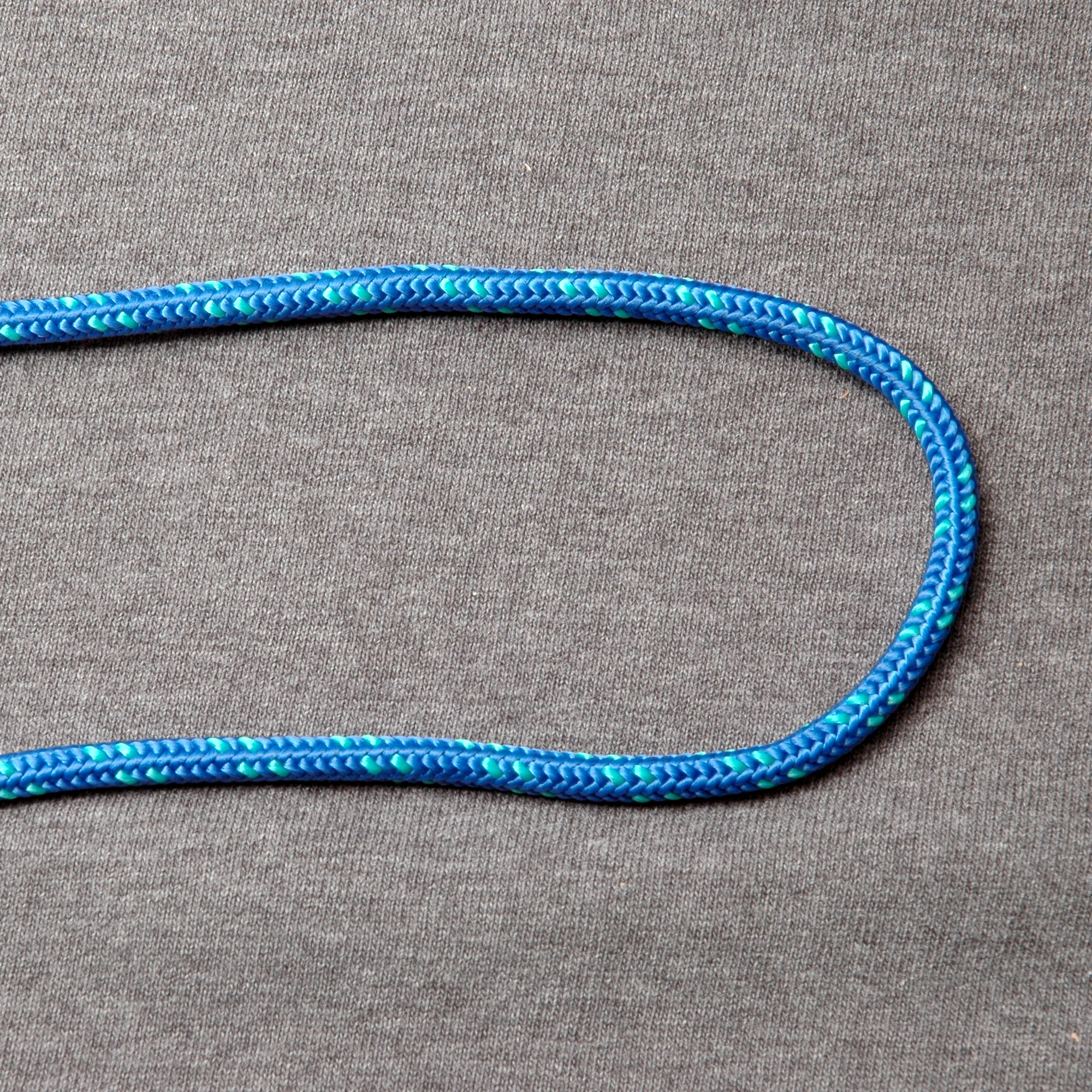
Петля (открытая)[4], open loop[1]. Элемент узлов[abok 108]
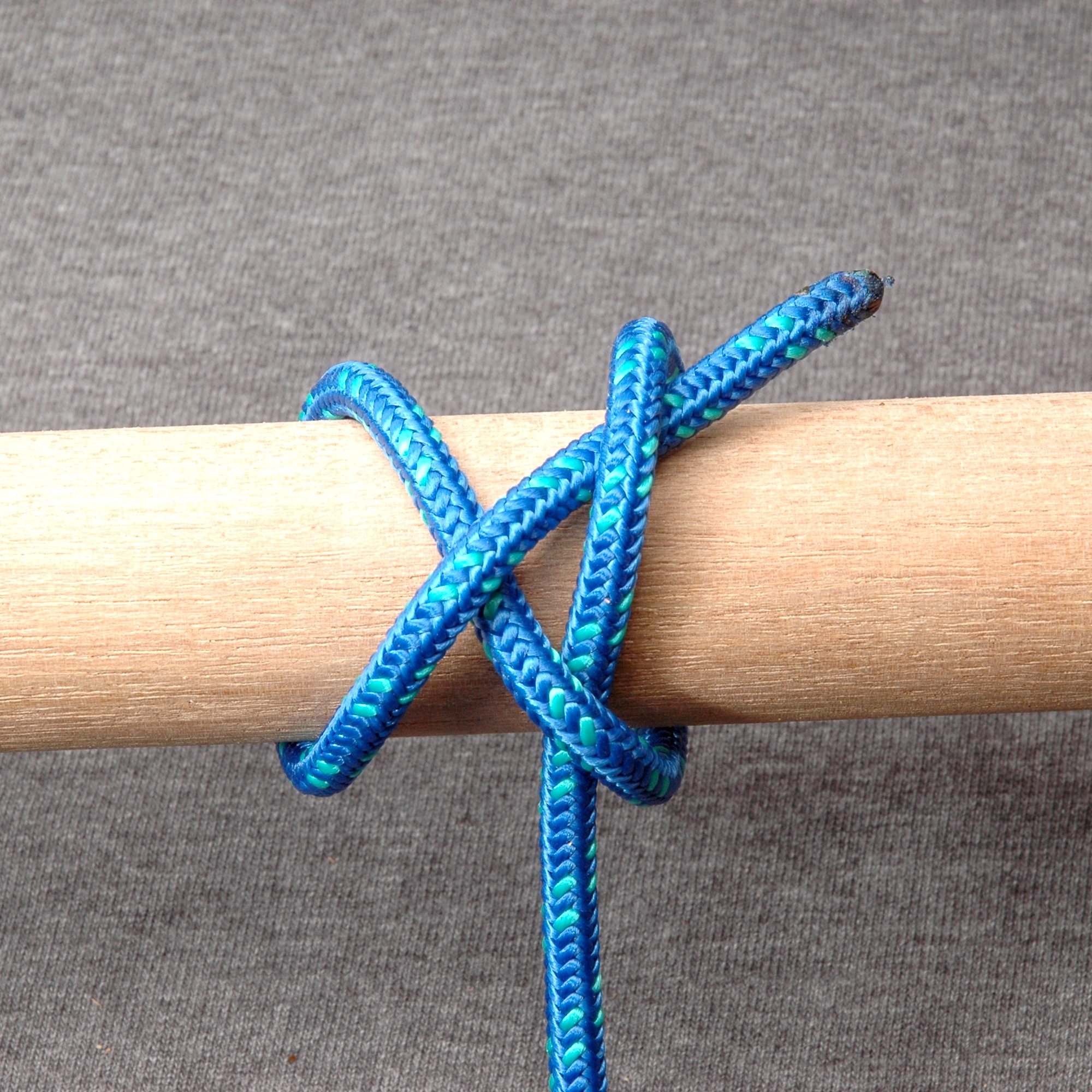
Пикетный узел Профессиональный У. используемый в обвязке артиллерийских лошадей[1].
[abok 109][en 61]
Пиратский узел Крепёжный бытовой быстроразвязывающийся узел[en 62]
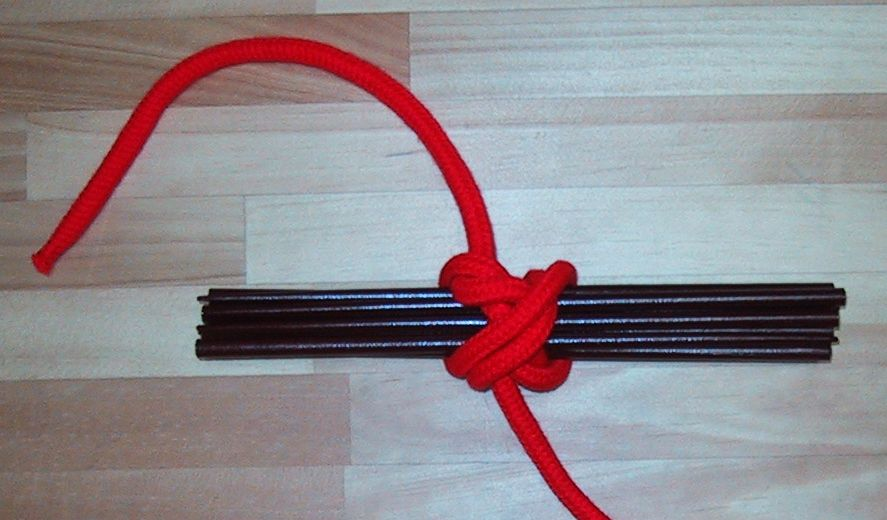
Питоний узел[англ.][7]:164, Питоний узел Коллингвуда[6]:104, Боа-констриктор[7], Узел Голдобина для крепления верёвки на предмете[40], Boa knot
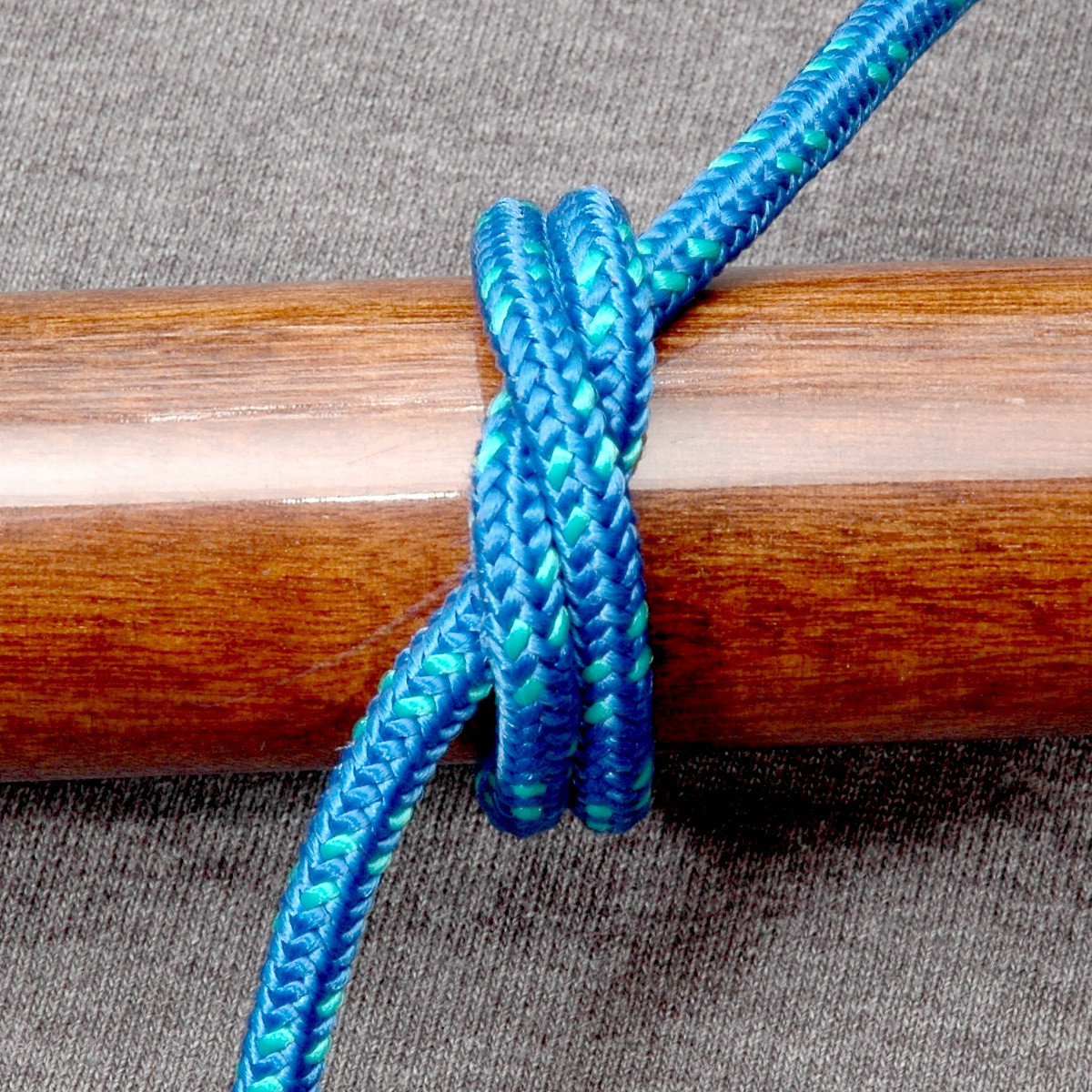
Питонов узел Перекрёстный У. близко связанный с констриктор У. используется для связывания двух перекрёстных балок или для завязывания на бобине[1].
[abok 110][en 63]
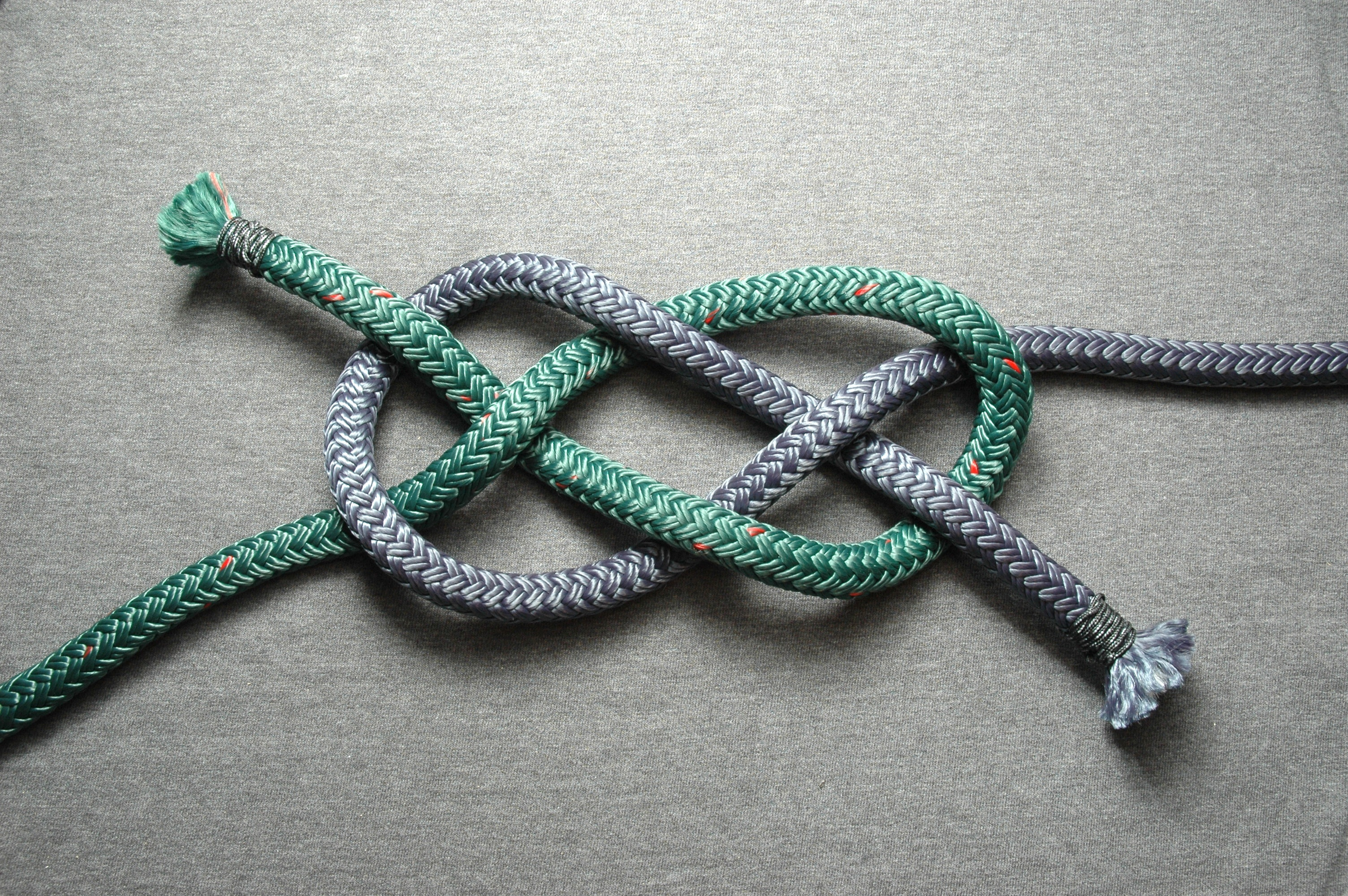
Плоский узел Связывательный штык, используется в декоративных целях и является лучшим связывающим У. легко вяжется и не скользит на мокрых материалах[1].
[abok 111][en 64]
Поводковая петля Бытовой узел для выгула домашних животных[abok 112]
Поводковый на основе бегущего узла[4]. Чтобы привязать к леске поперечный поводок.
[abok 113]
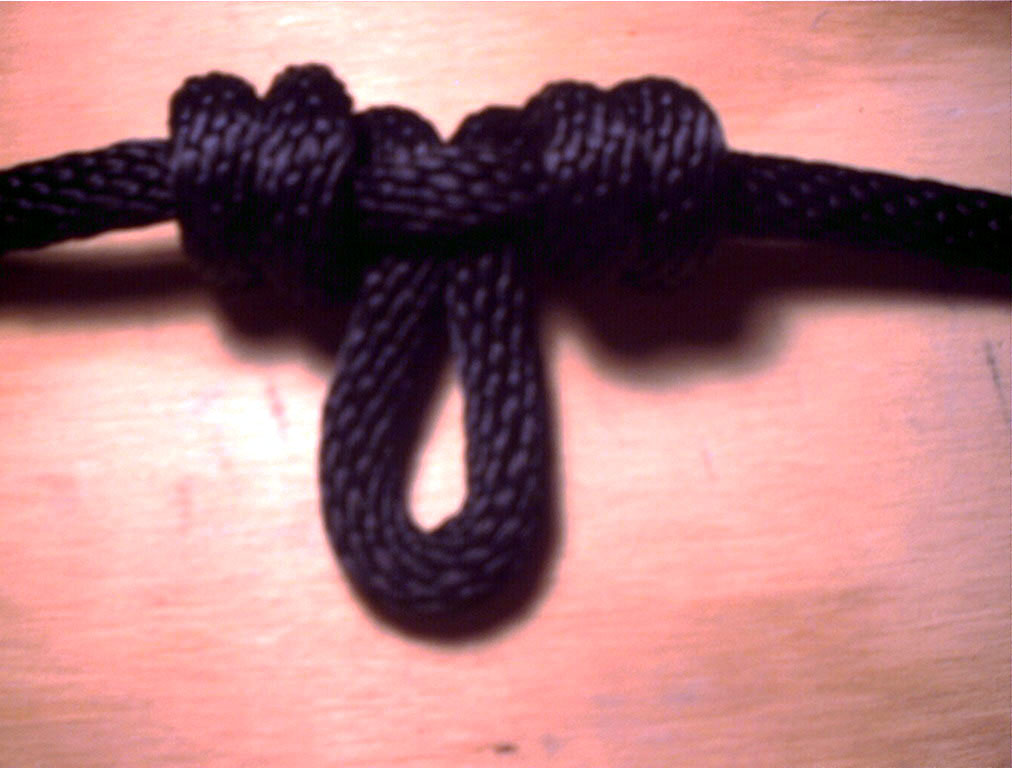
Подвесная петля, петля Друпер, кровяной петлевой узел, упряжная петля, петля дропер. Простая петля. Не безопасный, поэтому рекомендуется его удваивать[1].
[abok 114][en 65]
Полиспаст Полдо[англ.][7]:219, Poldo tackle. Это устройство для натяжения можно быстро соорудить, потяните одну сторону, чтобы затянуть его, другую — чтобы ослабить[7].
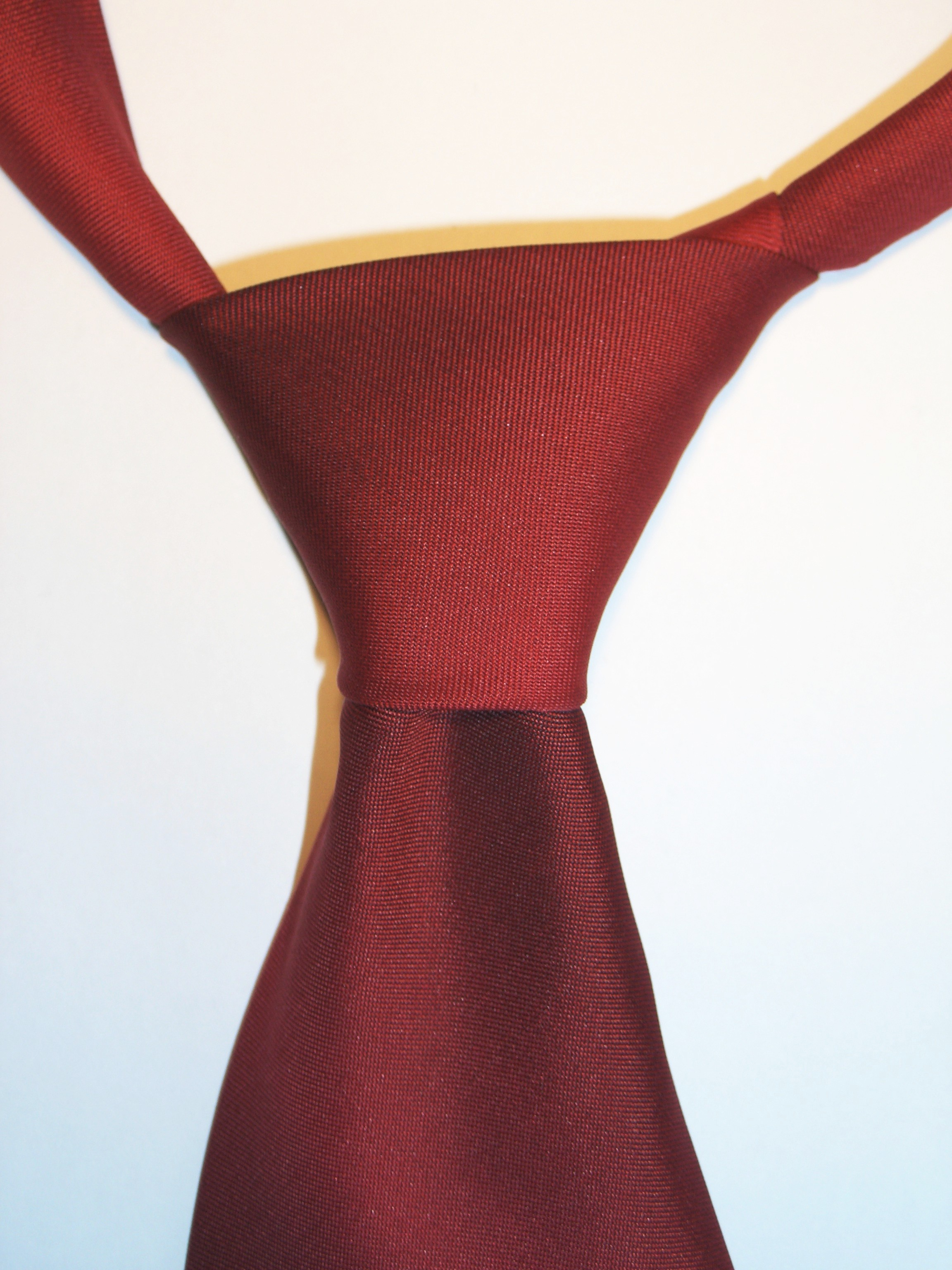
Полувиндзор Галстучный узел
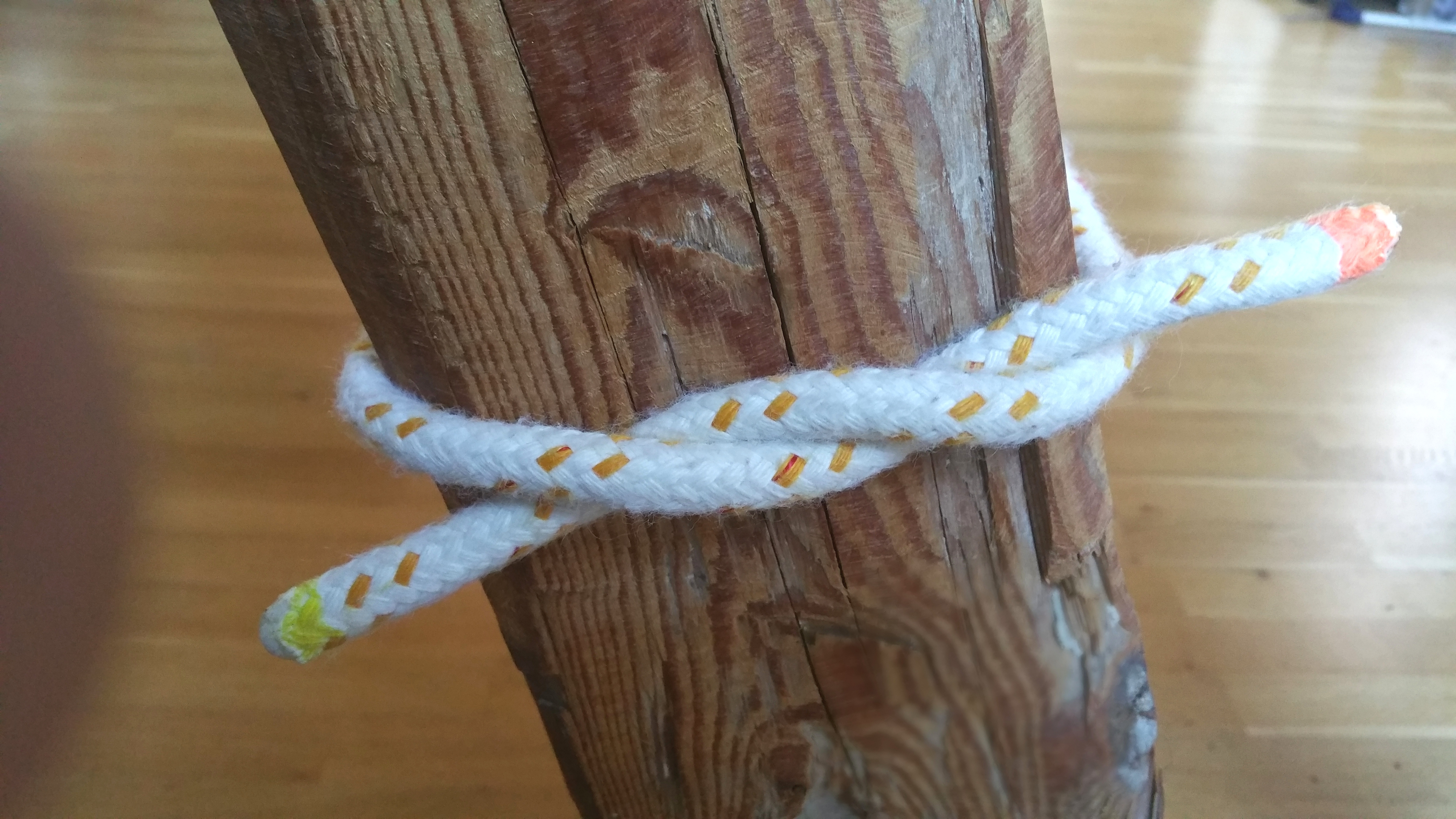
Полуузел Связывающий что-либо концами верёвки узел[abok 115]
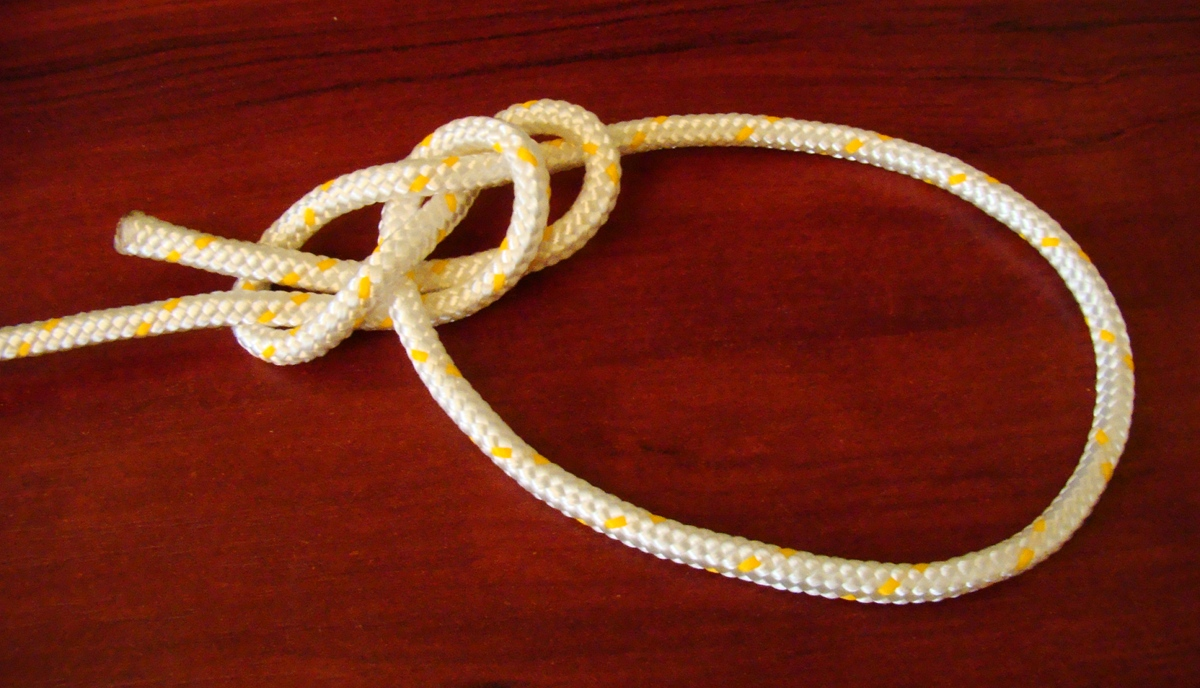
Полуторный булинь, йосемитский булинь. Крепёжный узел у скалолазов[abok 116][en 66]
Польский узел Крепёжный спелеотуристический узел[abok 117]
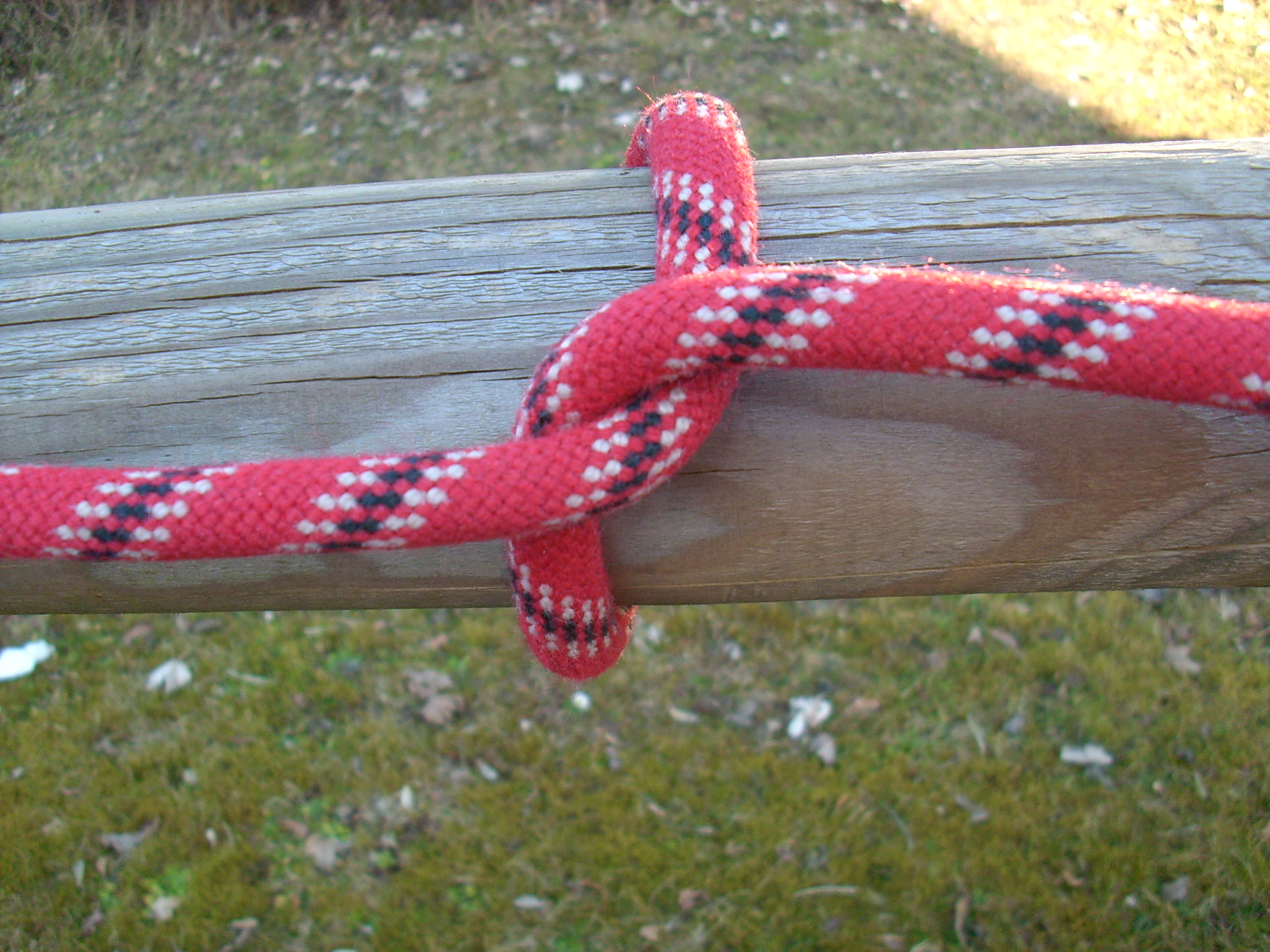
Полуштык Крепёжный узел, а также элемент узлов[abok 118]
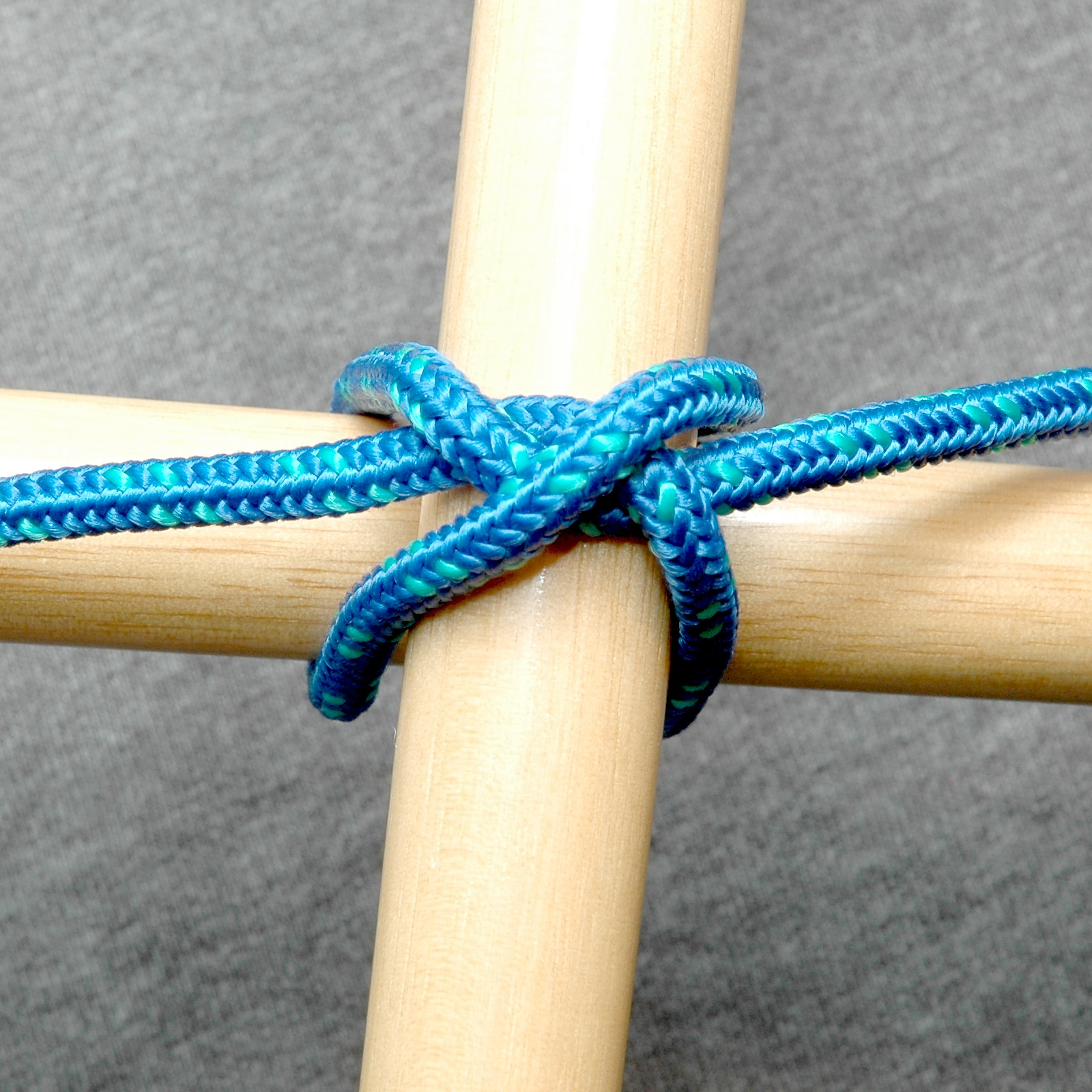
Поперечный узел констриктор[англ.][7]:161, Transom knot[1]. Профессиональный У. модификация констриктор У. для завязки шпангоутов[1].
[abok 119]
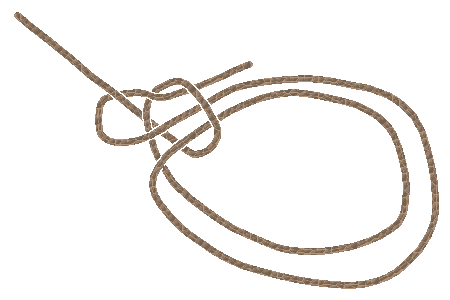
Португальский булинь[7]:202, Portuguese bowline[1], French bowline. Простая петля. Вяжется на конце троса. Отличный стул для боцмана[1]. [abok 120]
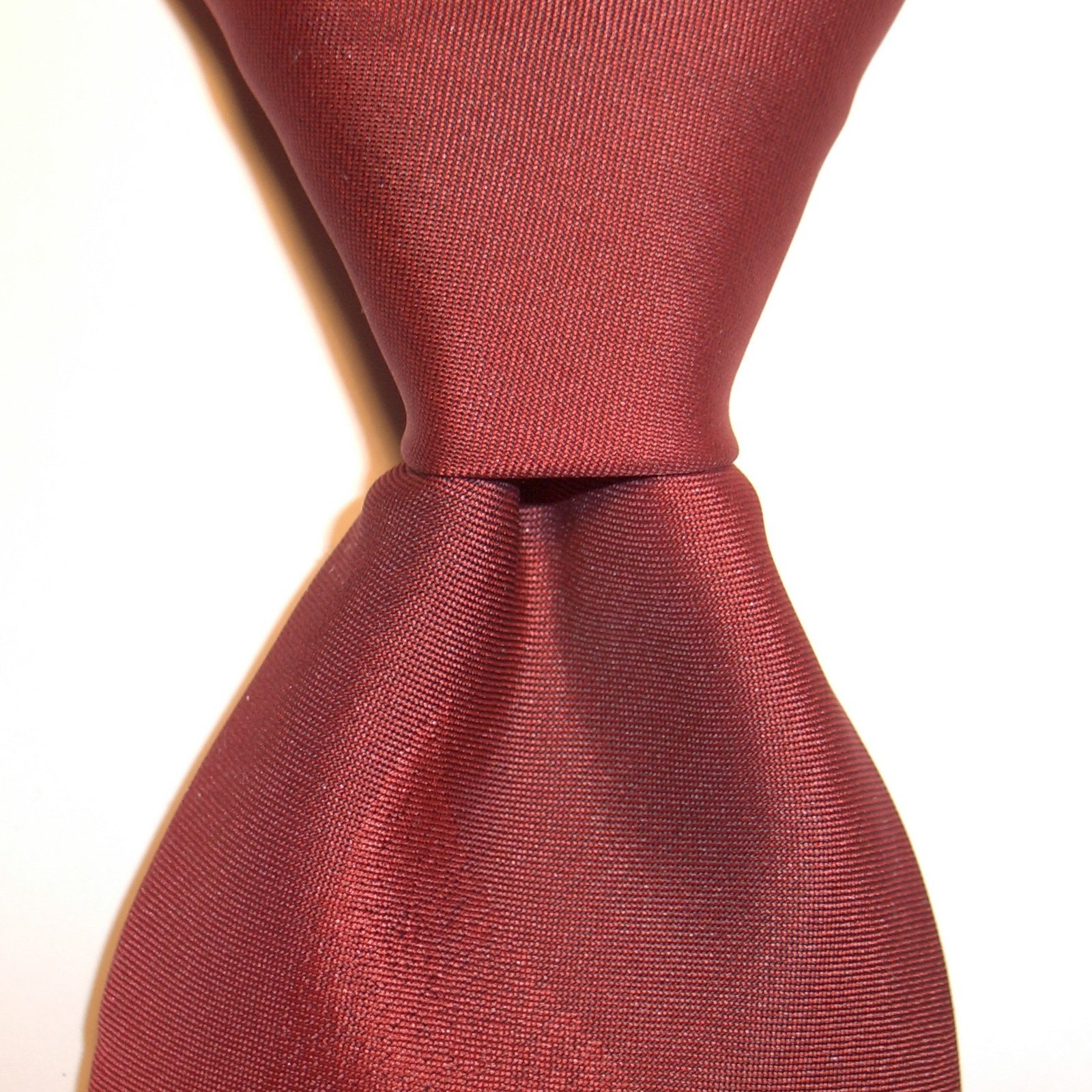
Пратт Галстучный узел
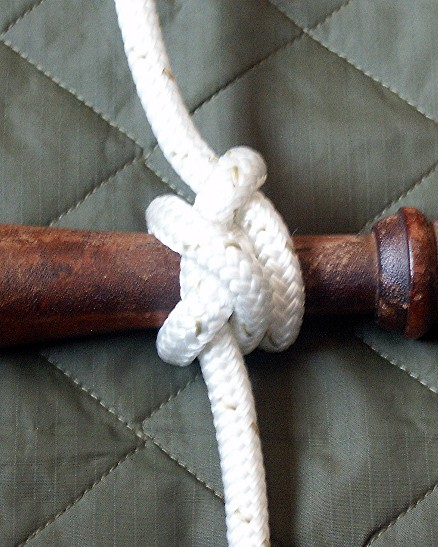
Прижимной узел[англ.][7]:95[нет в источнике], Snuggle hitch.
Принц Альберт Галстучный узел
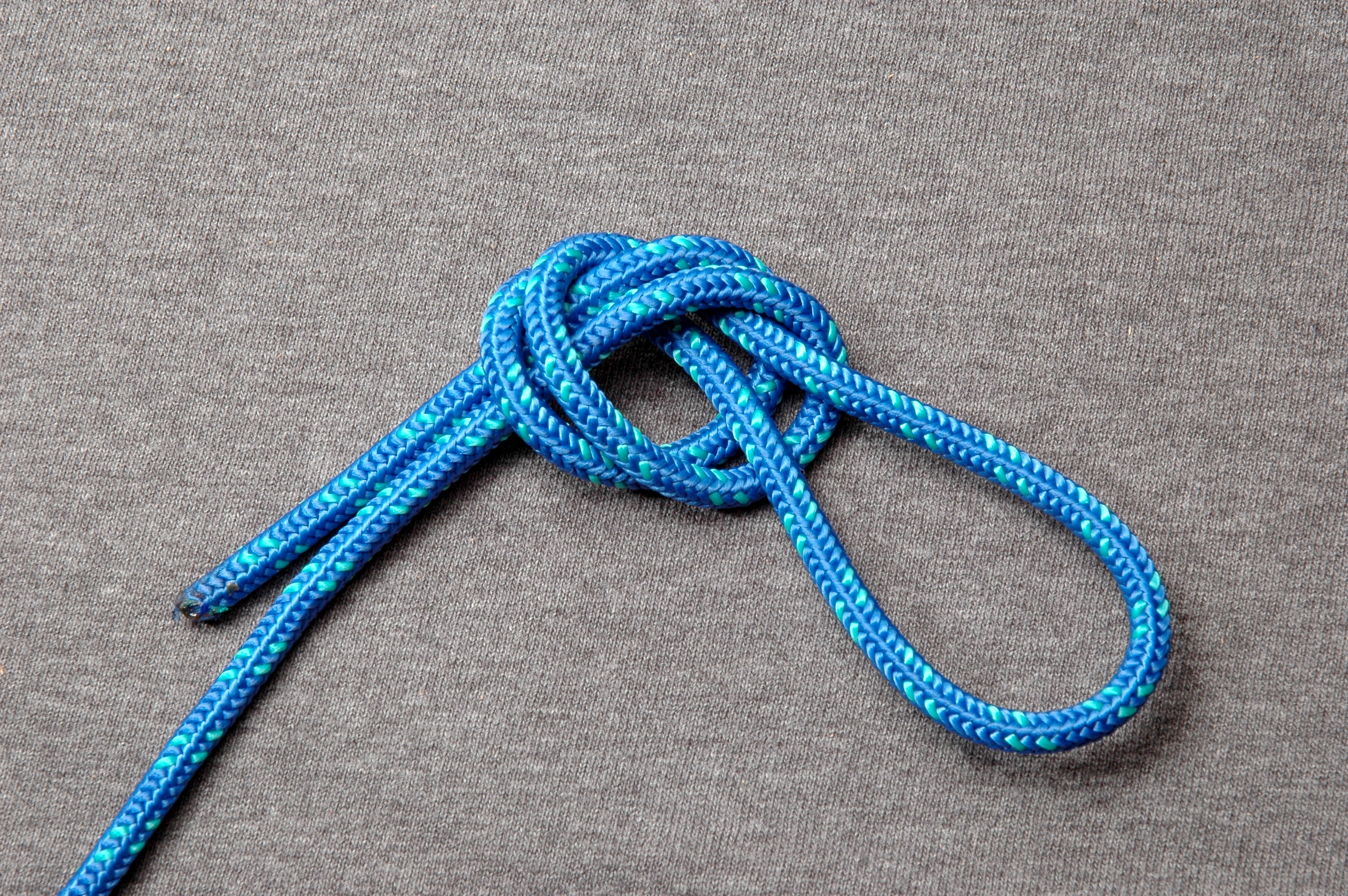
Проводник, узел проводника, простой проводник, клеверный лист, дубовая петля, щедрый узел, благородный узел, простейший петлевой узел, дубовая петля. Профессиональный У., простой, не скользящий, прочный, но изнашивается[1].
[abok 121][en 67]
Простой полуштык, полуштык, штыковой, рифовый узел. Простая петля, компактный, прочный и не скользит на больших тросах[1].
[abok 122][en 68]
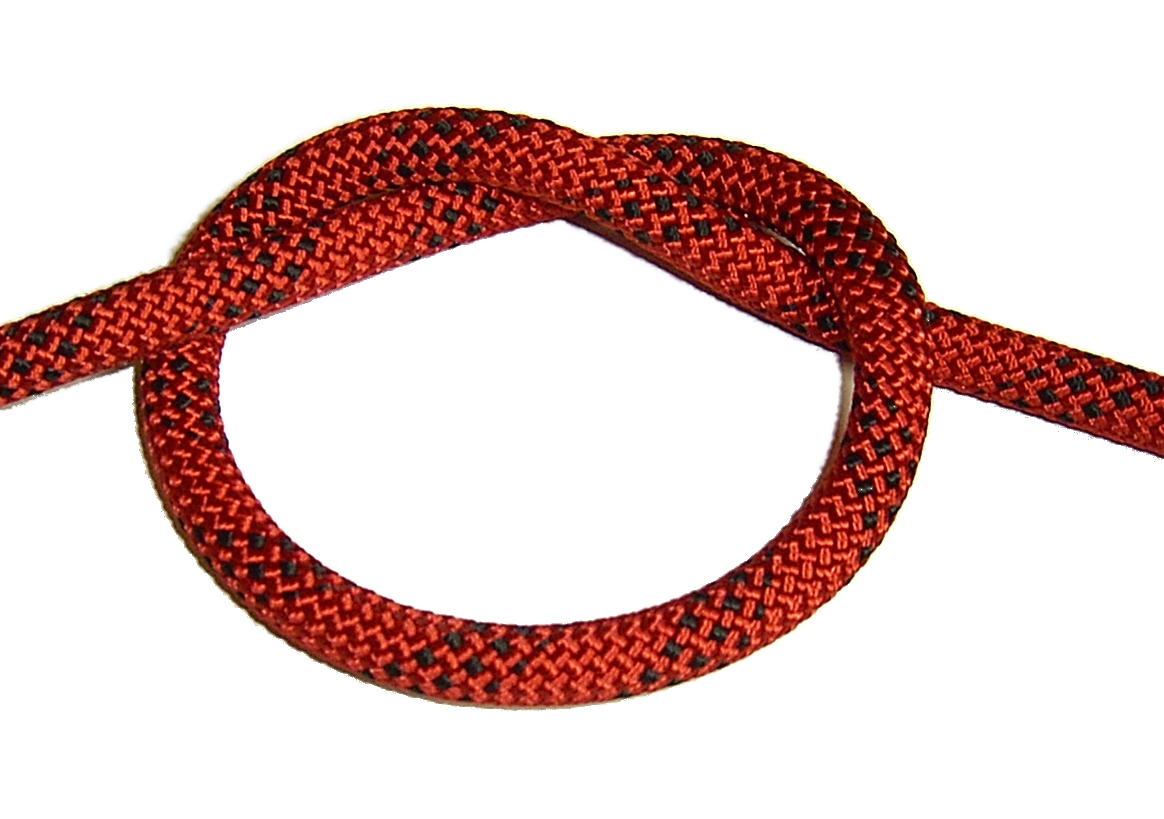
Простой узел Бытовой узел. Профессиональный У., простейший У. довольно не скользящий, но очень слабый[1][abok 123][en 69]
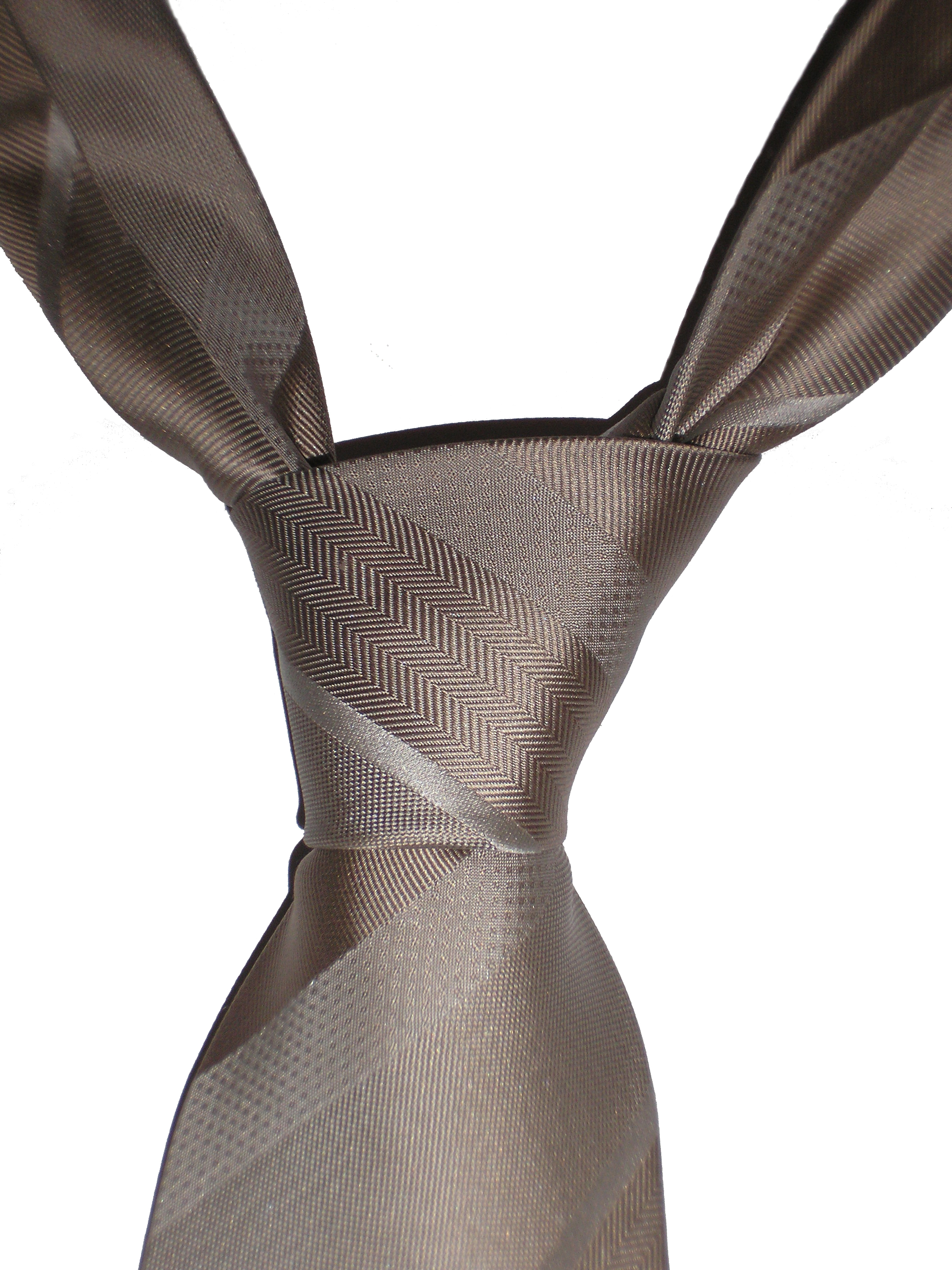
Простой узел Галстучный узел[abok 124]
Простой узел Ашера, выполненный снизу[англ.][7]:73, Академический узел[5][18], Simple Simon under. Не следует применять для связывания тросов различного диаметра[18]:33.
Простой штык, двойной штык, двойной рифовый узел. Штык на рангоуте, самый распространённый штык для швартовки[1].
[abok 125][en 70]
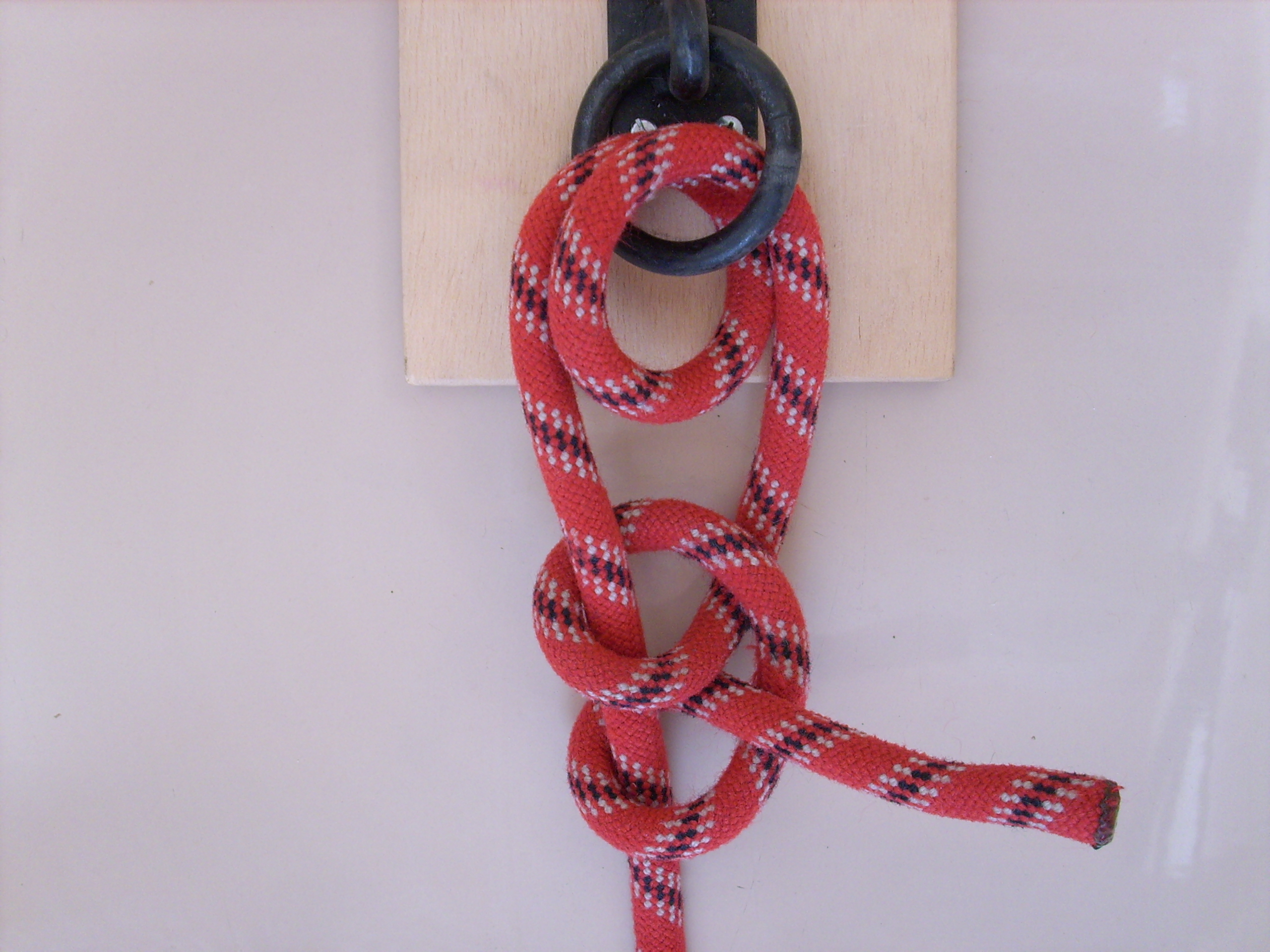
Простой штык со шлагом, оборот с двумя полуштыками, якорный узел. Штык на рангоуте для привязки к объектам с маленьким диаметром[1].
[abok 126][en 71]
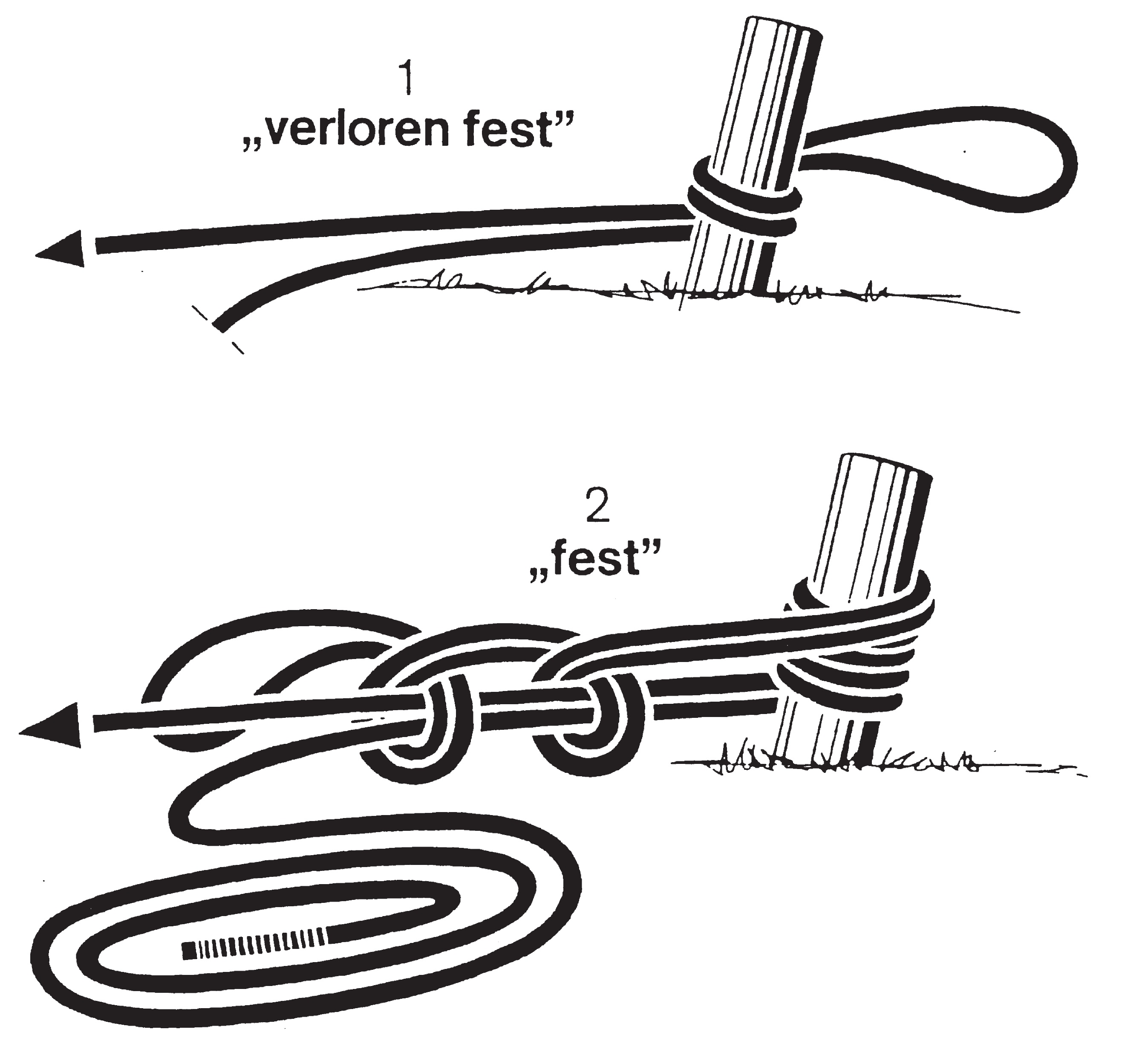
Простой штык с двумя шлагами Морской швартовый узел[abok 127]
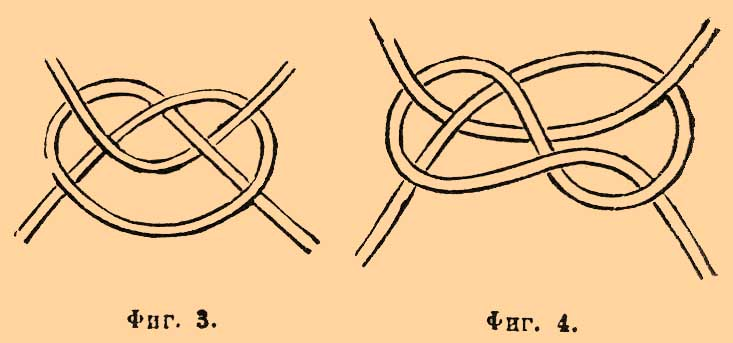
Простой и двойной узел для вязки сетей
Прямой узел, Гераклов узел, простынёвый узел, квадратный узел, рифовый узел. Профессиональный У. лучший У. используемый, как соединительный[1].
[abok 128][en 72]
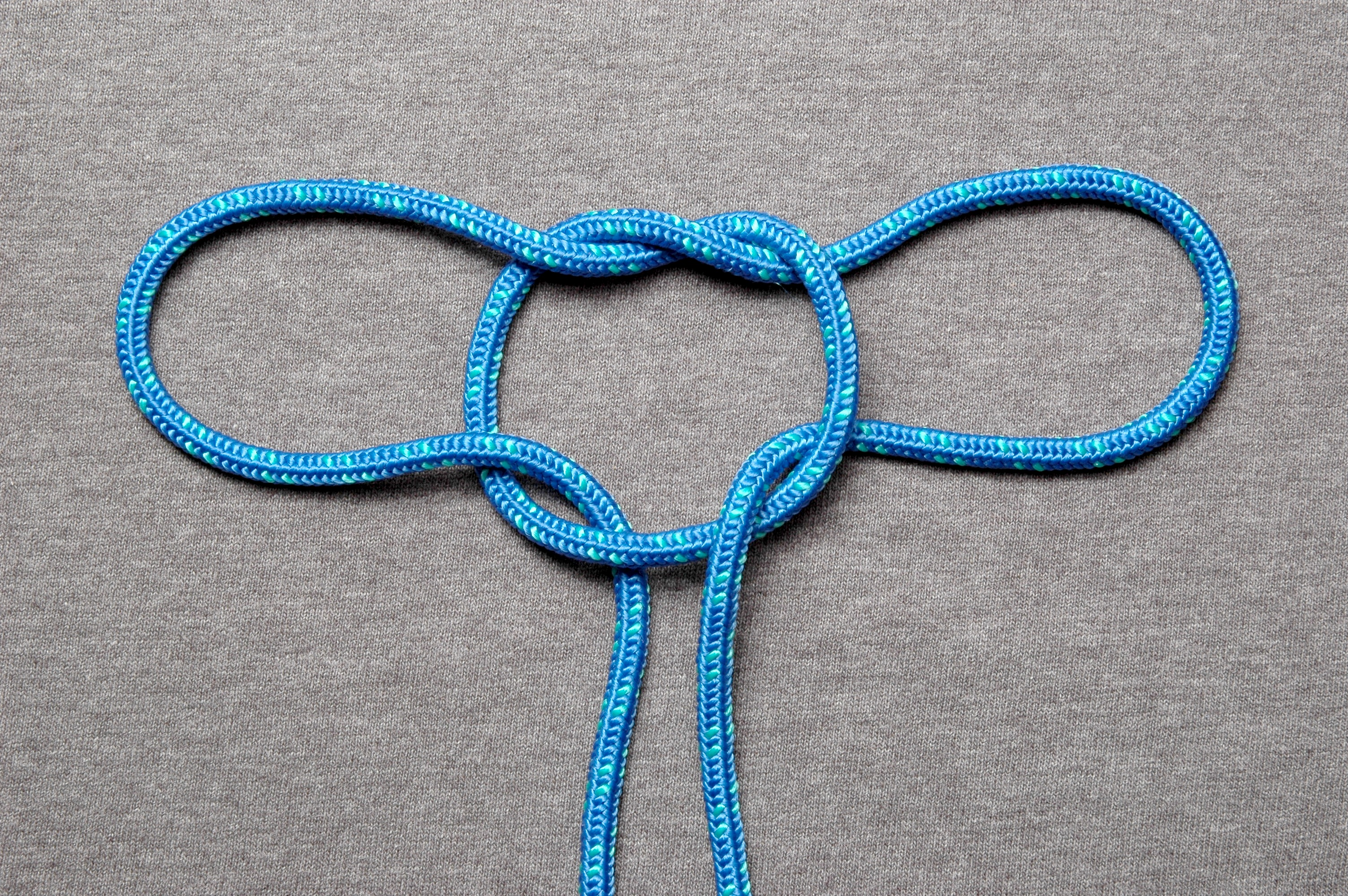
Пьяный узел[4][7]:204, Tom fool's knot[1], Tom fool knot[1], Conjurer's knot. Узел на середине троса. Может использоваться также, как и кандальный узел, часто используется, как трюковой узел[1][abok 129]

### Р

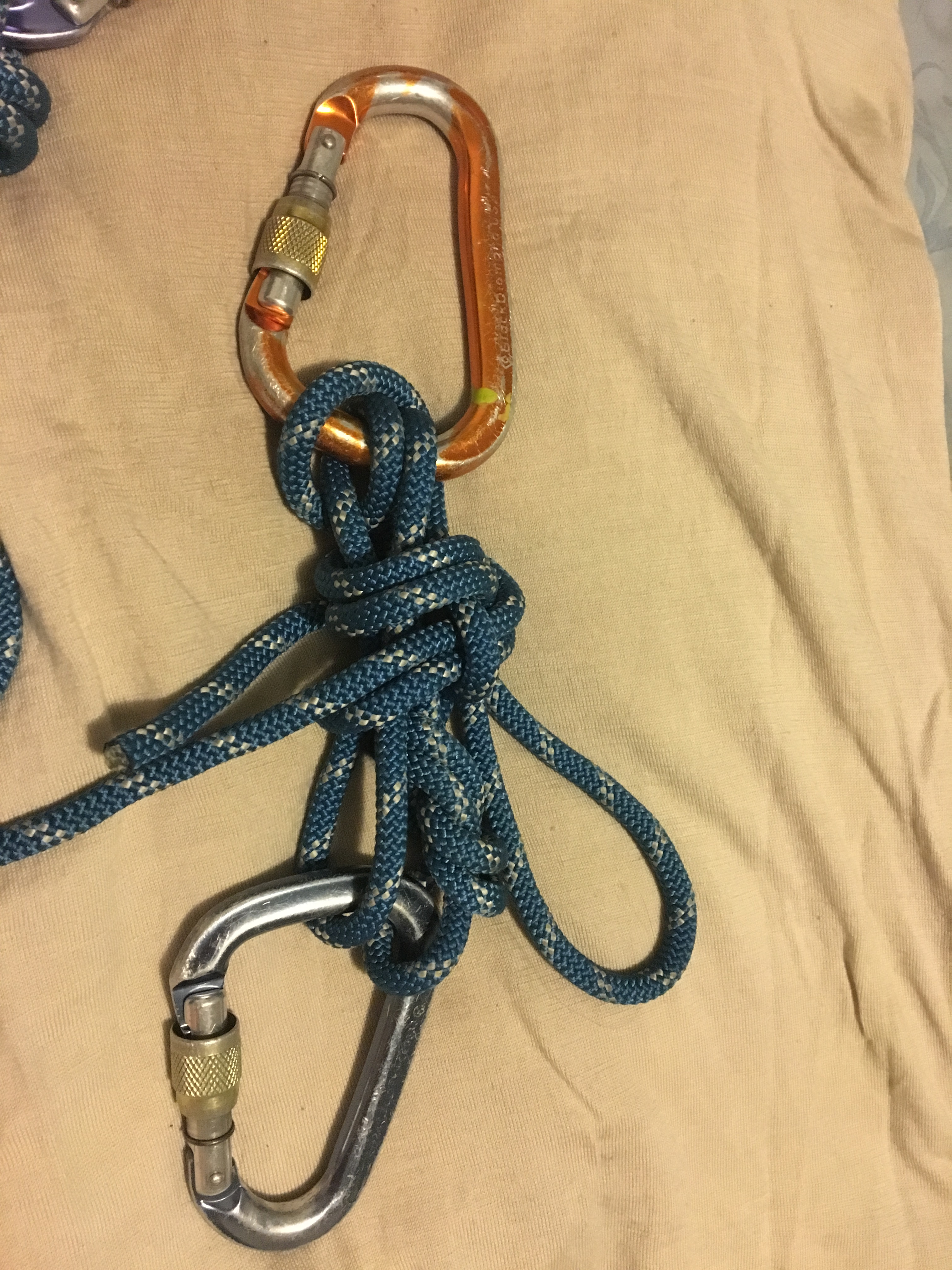
Радиум Альпинистский узел для спуска особо тяжёлых грузов, а также для создания «плавающего» закрепления системы страховки (или полиспаста) к станции
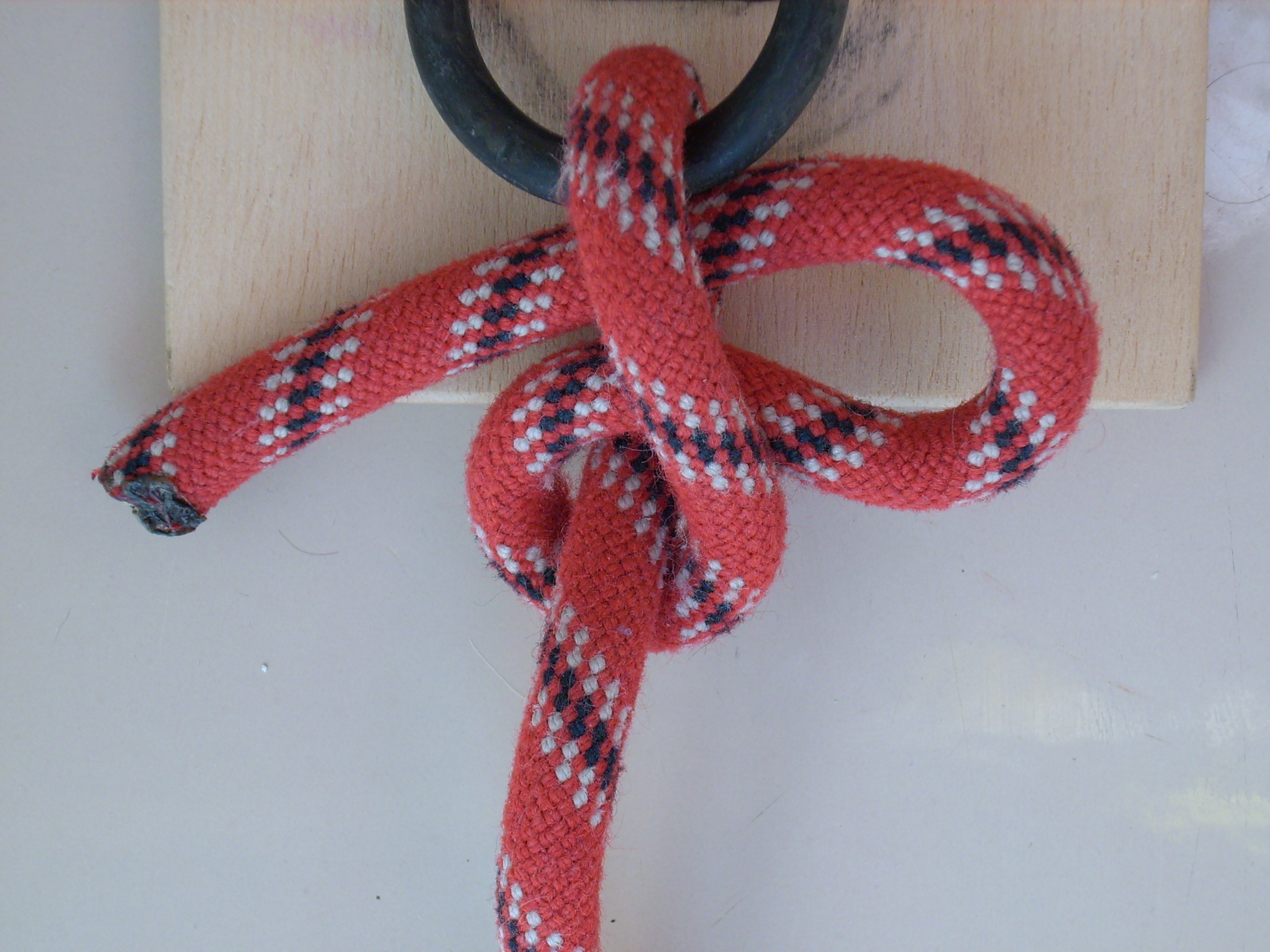
Развязывающийся простой узел, скользящий полуштык. Штык на свае. Отличный временный столбовой штык[1].
[abok 130][en 73]
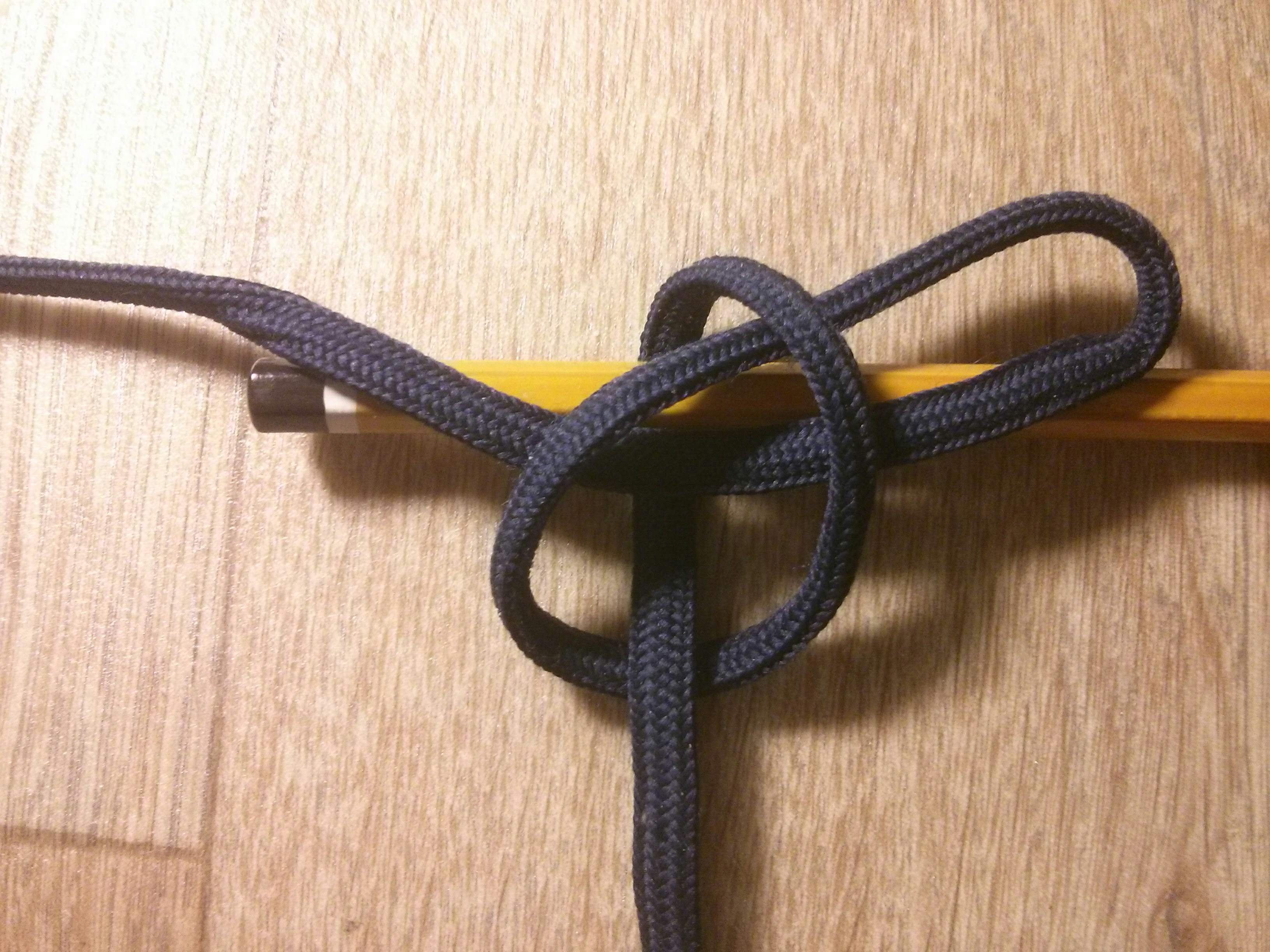
Развязывающийся самозатягивающийся узел[4],  Slipped Half Hitch[1]. Штык на рангоуте . Лучше, как штык, чем полуштык[1].
[abok 131]
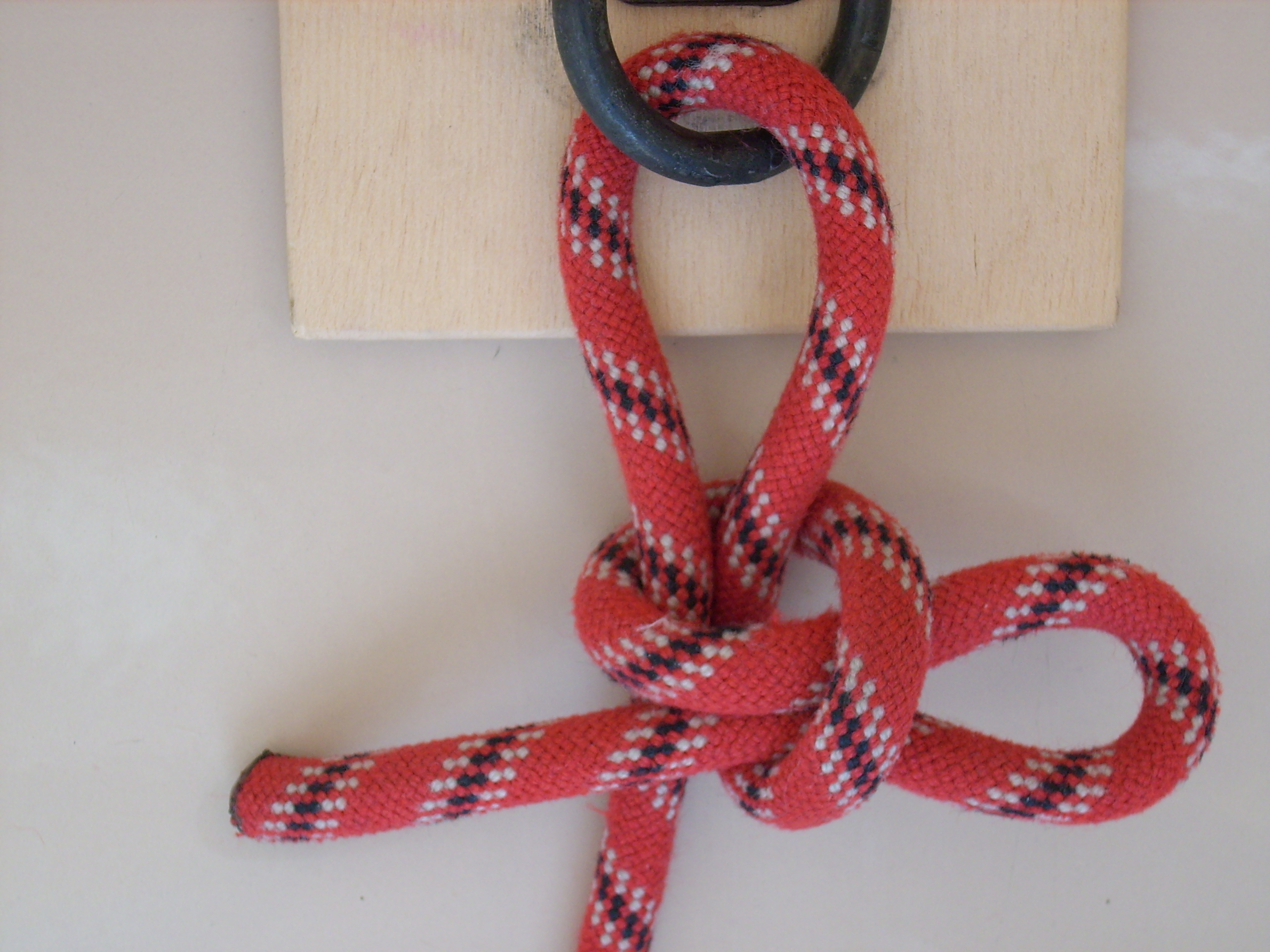
Развязывающийся бегущий простой узел, узел «узда», Slip Noose Hitch, Halter hitch. Штык на рангоуте, распространённый фермерский У. для связывания или зацепление лошадей к ограждению[1].
[abok 132]
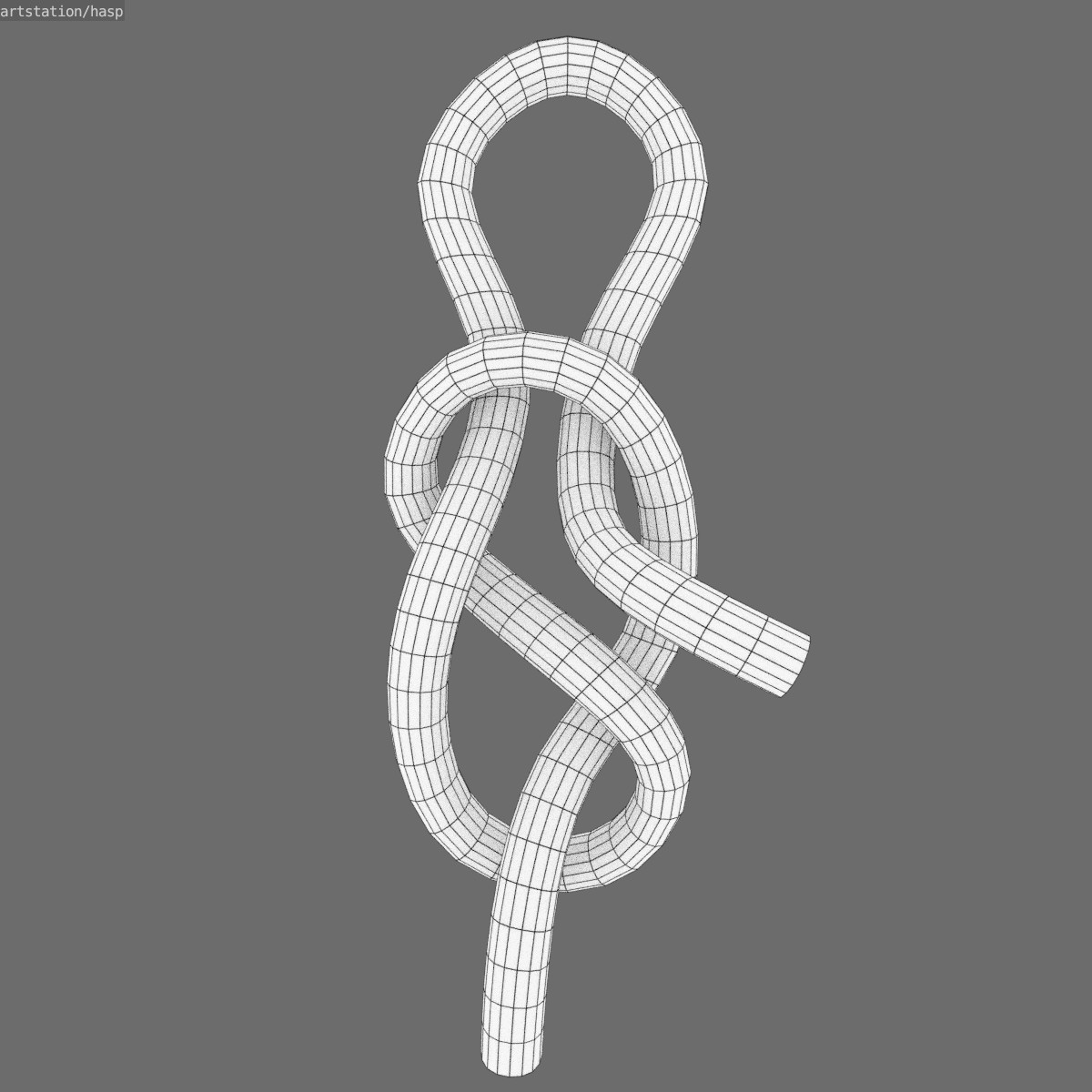
Развязывающаяся восьмерка[4]. Хороший быстроразвязывающийся стопор из восьмёрки[4].
[abok 133]
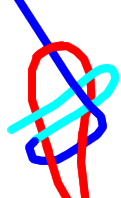
Развязывающийся ткацкий узел[4], tiller hitch[42][43][44]. .
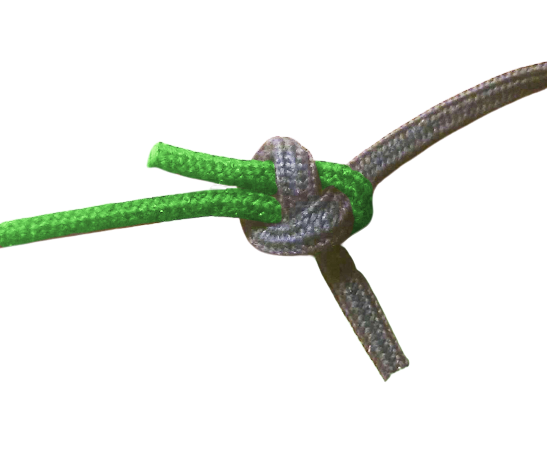
Разносторонний узел, The Bastard Weaver's Knot. Профессиональный У. идентичен левостороннему шкотовому У[1].
[abok 134]
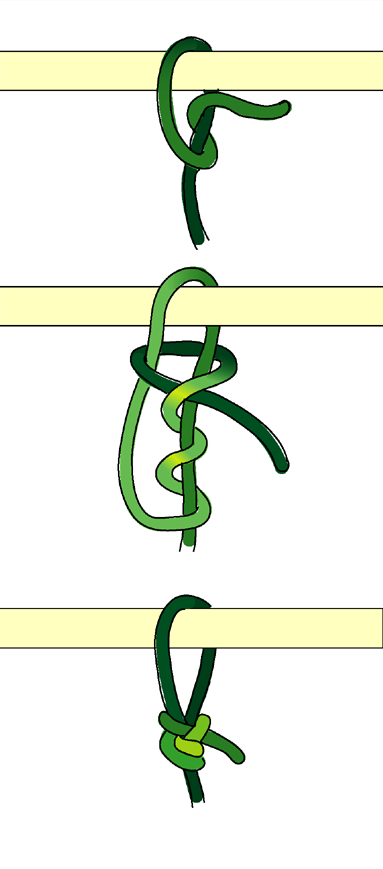
Регулируемая петля Роберта Чисналла[англ.][7]:197, Adjustable grip hitch, Adjustable hitch, Adjustable Cawley Hitch, Cawley Hitch, adjustable jam hitch[1]. Редкий У. основан на Чередующийся У[1].
[abok 135]
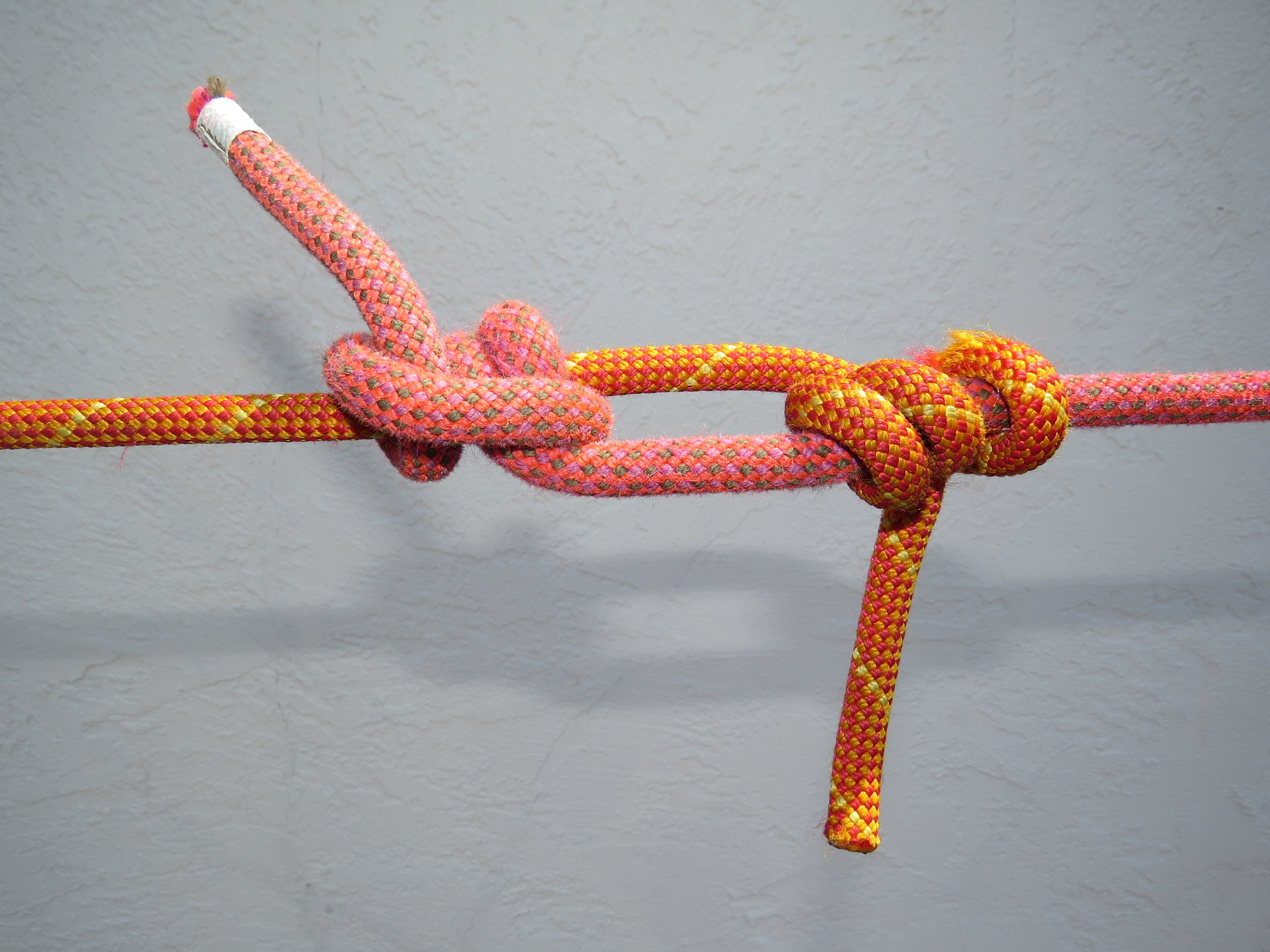
Регулируемый соединительный узел[7]:52, Adjustable bend[1]. Связывательный штык, формируемый завязкой чередующегося У. на коренных концах 2х тросов. Скользит не под нагрузкой[1].
[abok 136]
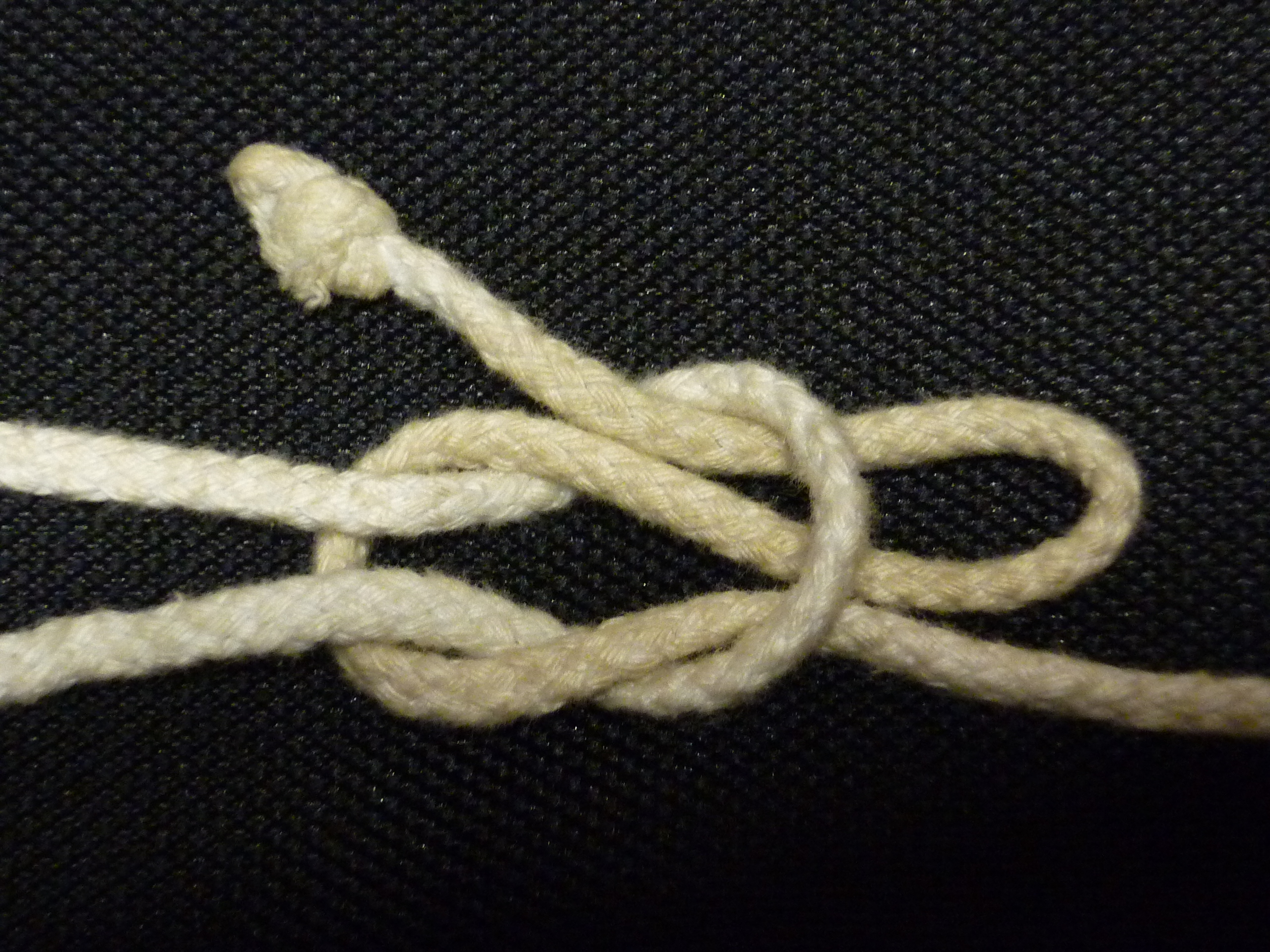
Рифовый узел, шотстек. Профессиональный У. Самый морской У. усыновлённый яхтсменами. Используется при рифлении и креплении парусов[1].
[abok 137][en 74]
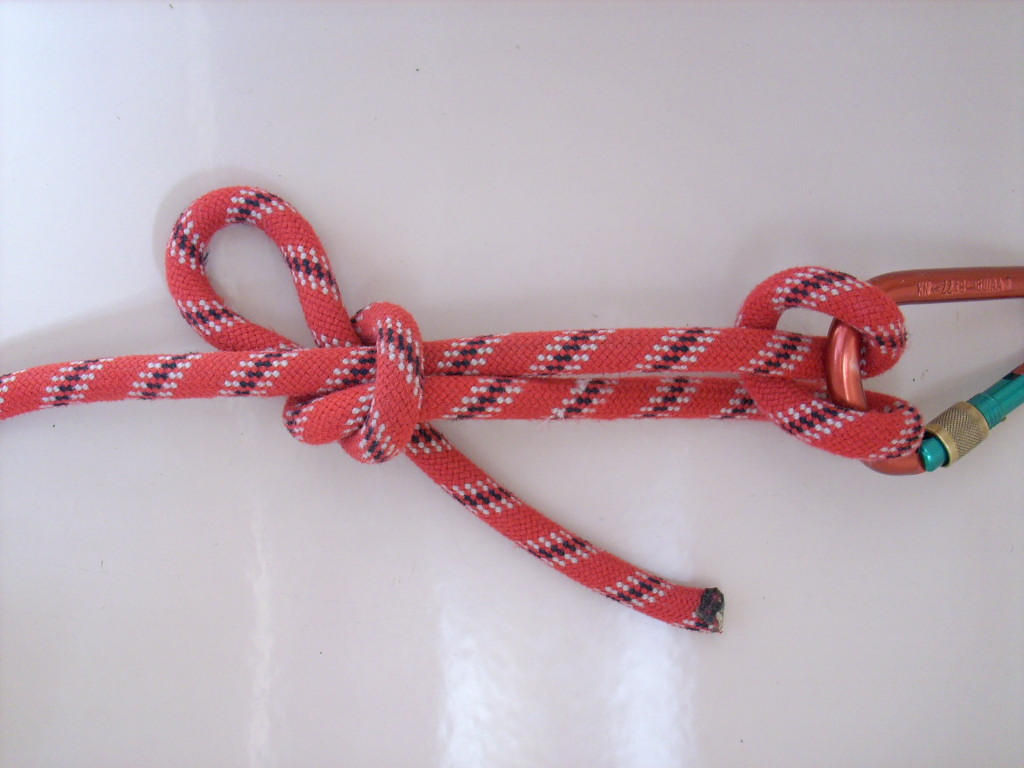
Рифовый узел Профессиональный узел: по всему миру лошади крепятся таким У[1].
[abok 138]
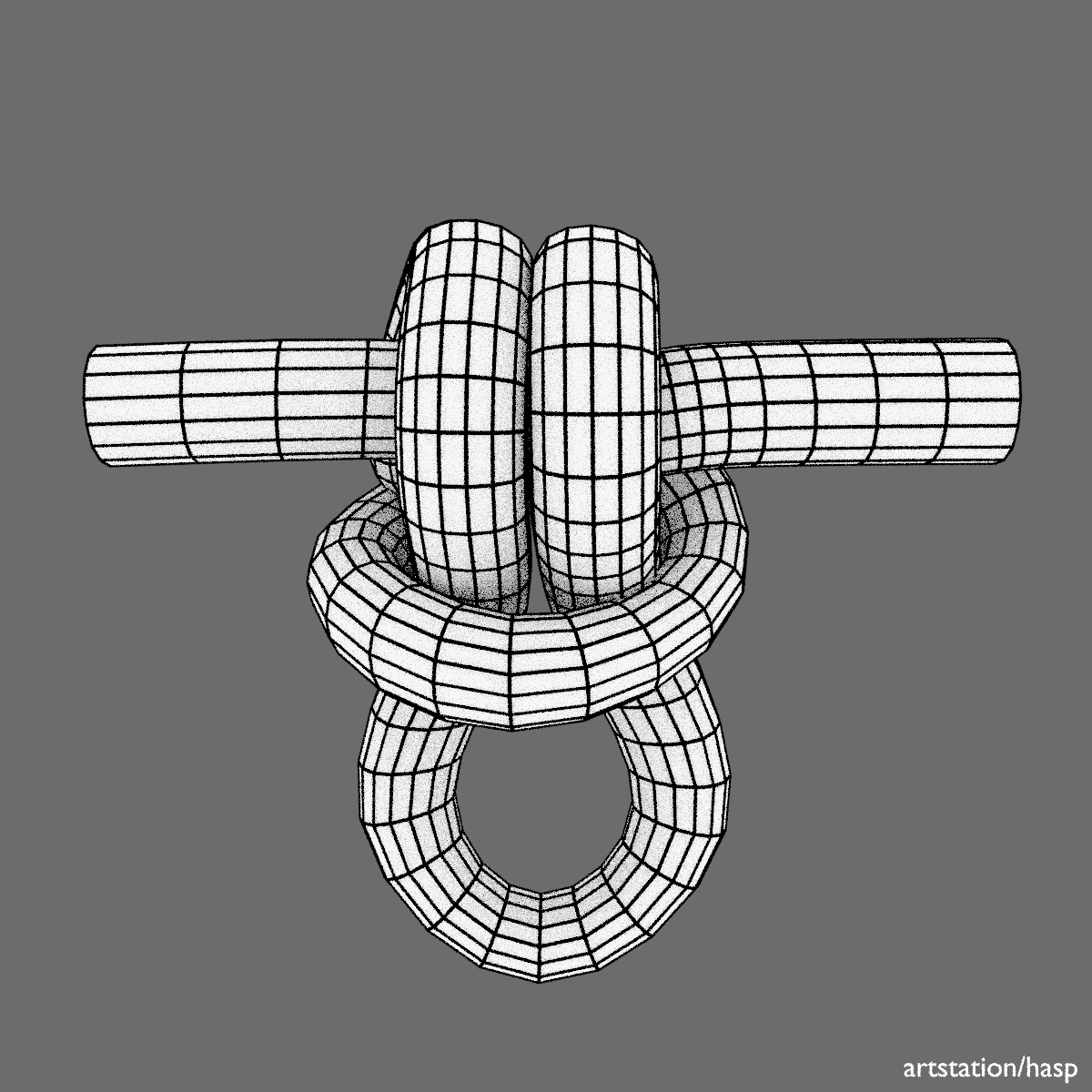
Русский булинь[14], Algonquin Bowline[45]. Простая петля, симметричная, компактная[1].
[abok 139]
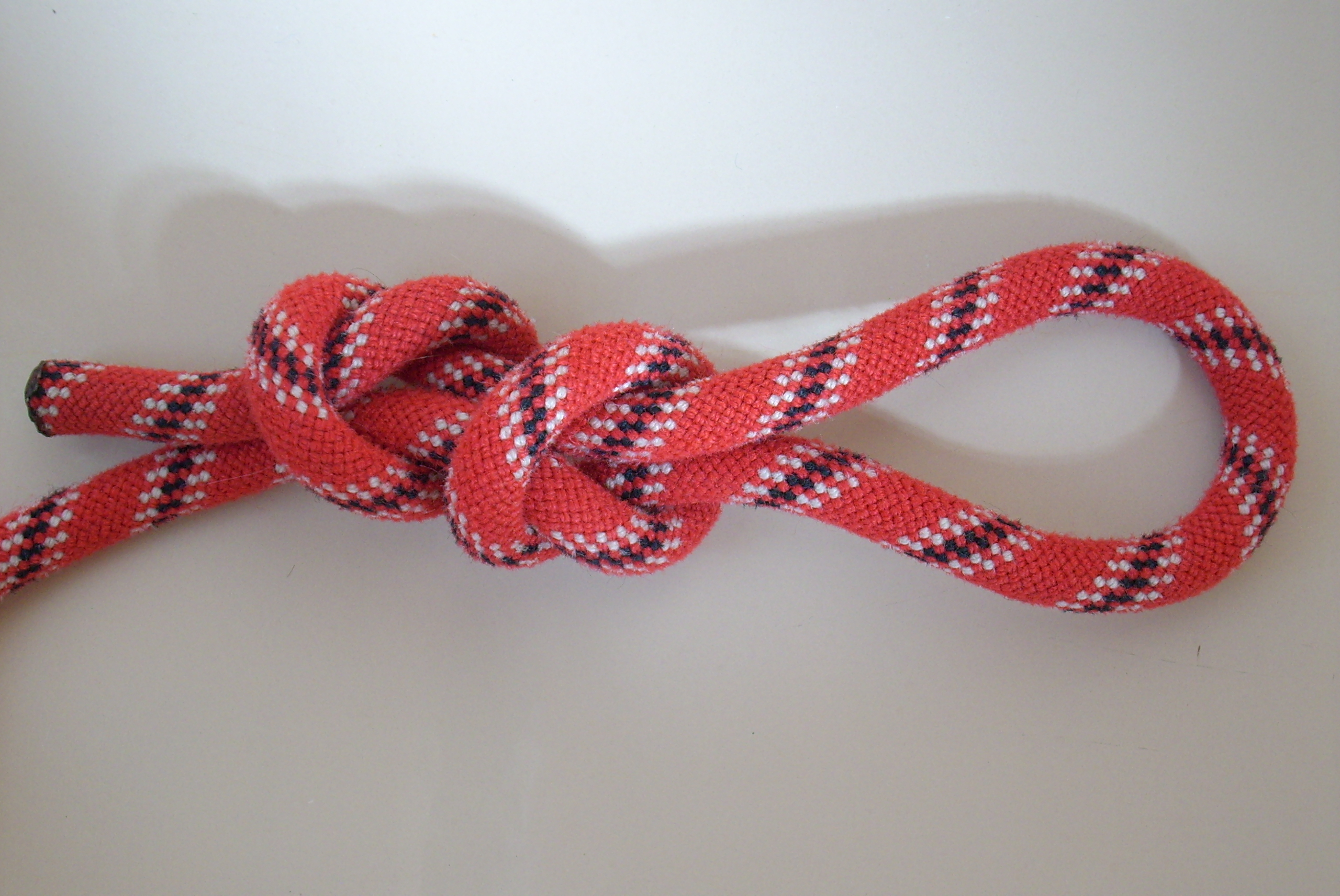
Рыбацкая петля, английская петля, рыбацкий огон, петля удильщика. Профессиональный У. громоздкий[1].
[abok 140][en 75]
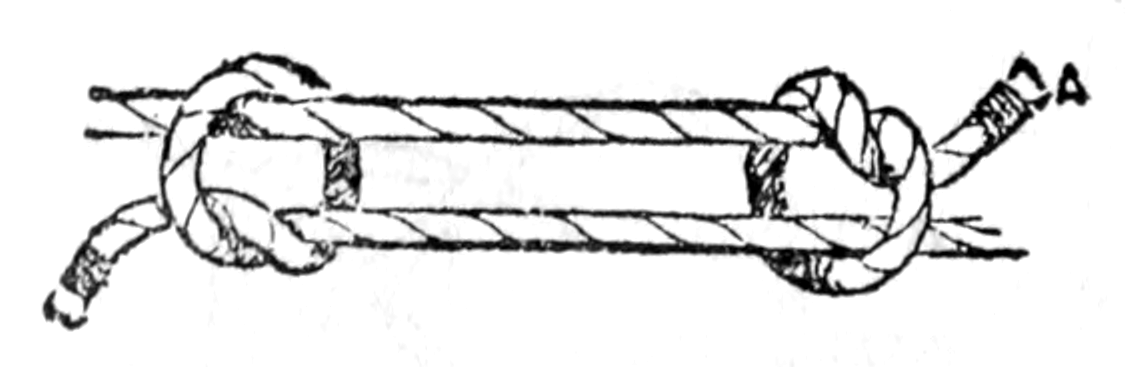
Рыбацкий узел, рыбный стек, узел рыбака, узел удильщика, лесовый узел, английский узел, речной узел, водницкий узел. Профессиональный У. из рыболовства для связывания 2х лесок[1].
[abok 141][en 76]
Рыбацкий штык, трубчатый узел, английский узел, якорный узел. Штык на рангоуте для связывания лисель фала к рее[1].
[abok 142][en 77]

### С

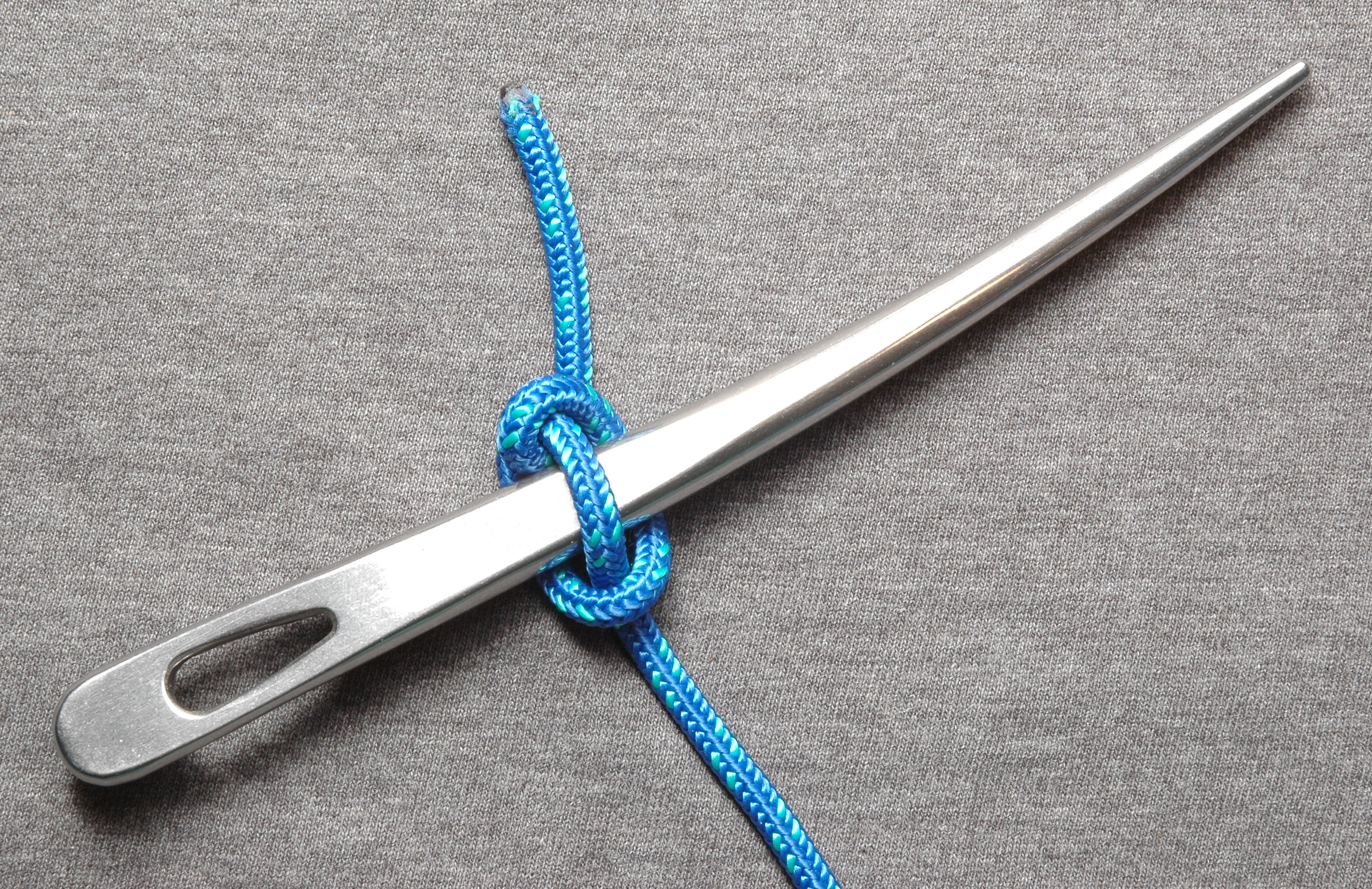
Сваечный узел, сваечный штык, лодочный узел. Кноп, как временный стопор или связыватель свай. Редко разрешается из-за солёной воды[1].
[abok 143][en 78]
Силковый узел Удавка, отличный для ловушек, легко развязывается[1].
[abok 144]
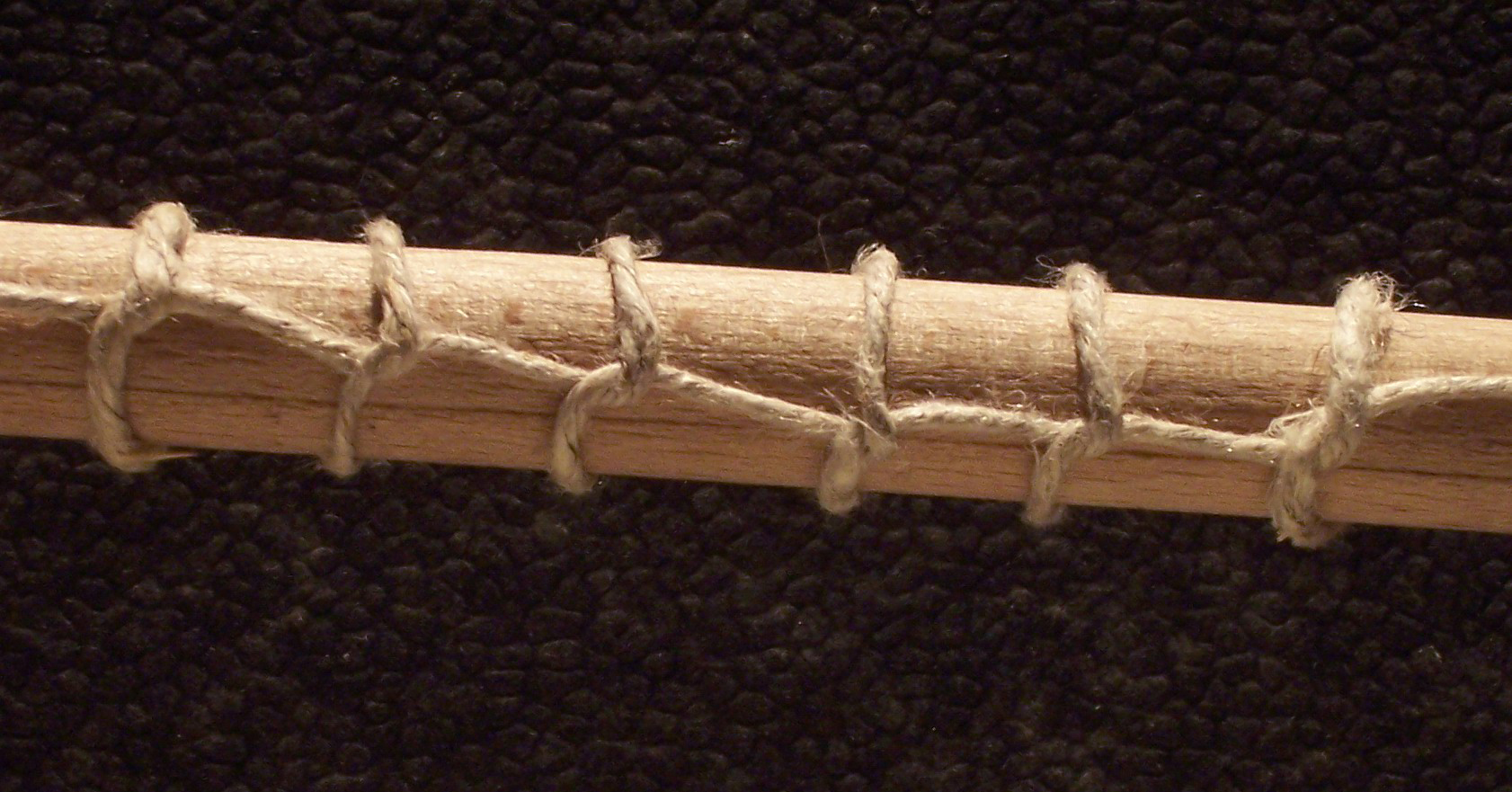
Сезнёвочный штык[5], Каболочный крепёжный узел[7]:218, Крепление марлинем[46], Шнуровочный узел[47], marline hitching[1]. Морская свайка для защиты клетневки на стоячем такелаже[1].
[abok 145]
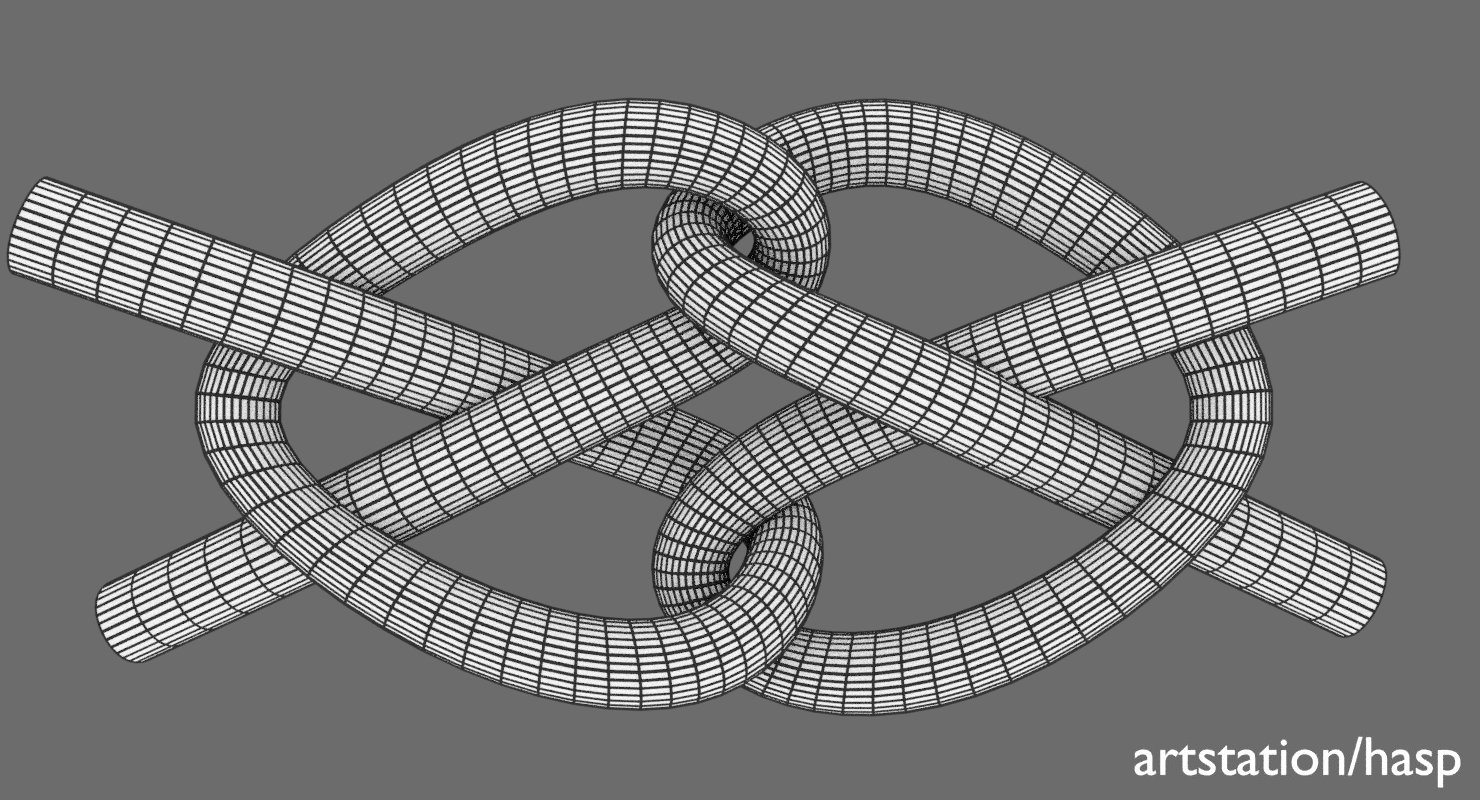
Скаутский узел[источник не указан 1683 дня]
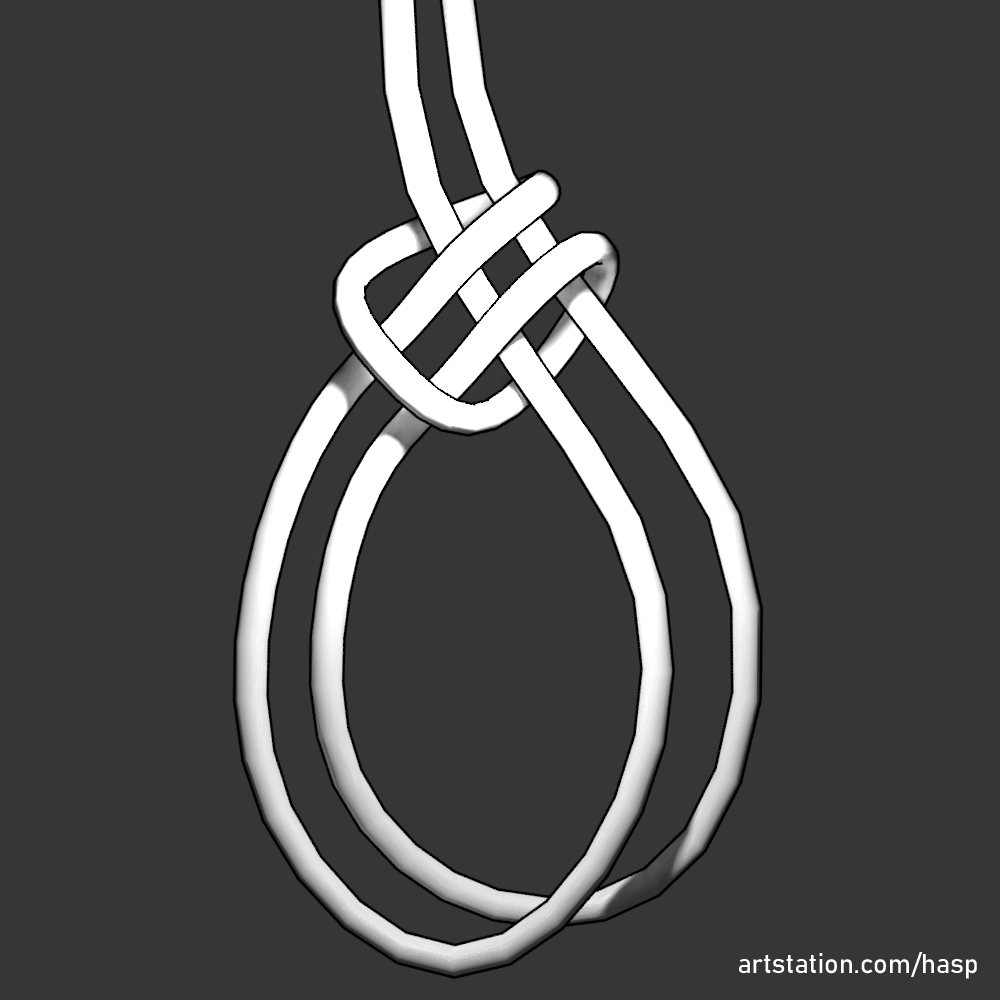
Скользящая глухая петля, скользящая петля. Удавка для вязки вокруг горшков. Очень практичный и вяжется на руке[1].
[abok 146][en 79]
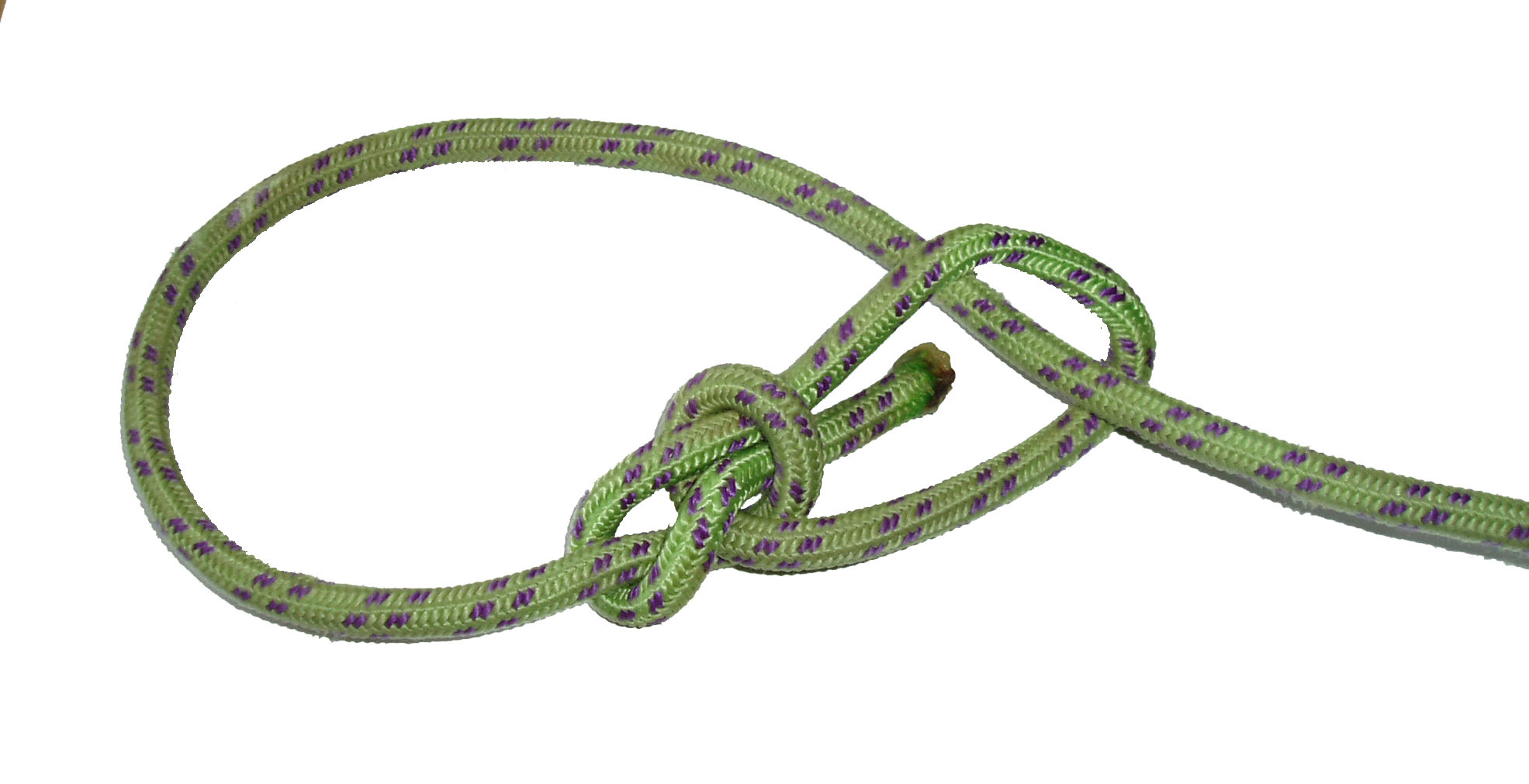
Скользящий булинь Удавка используемая для забрасывания к чему-то вне досягаемости на воде[1].
[abok 147][en 80]
Скорняжный узел Связывательный штык, который легкоразвязываемый, прочный, не скользит, компактный[1].
[abok 148][en 81]
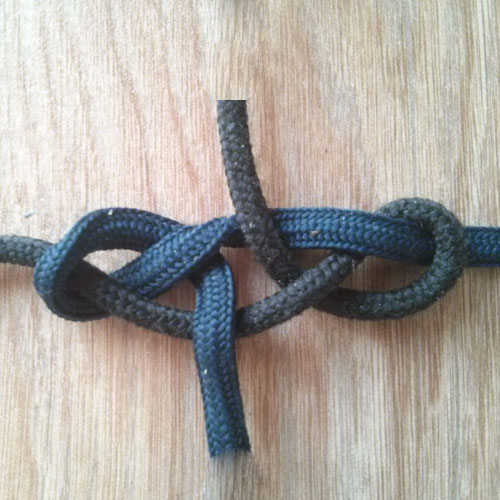
Скорняжный узел[7], Double harness bend with parallel ends[1] Связывательный штык . Он сравнительно прост, имеет достаточно пересечённых концов и компактен. Кроме того, обладает отличным свойством: рассчитанный для сильной тяги, он крепко затягивается, но и без особого труда развязывается. Можно применять для связывания синтетических тросов и рыболовных лесок[4]:48.
[abok 149]
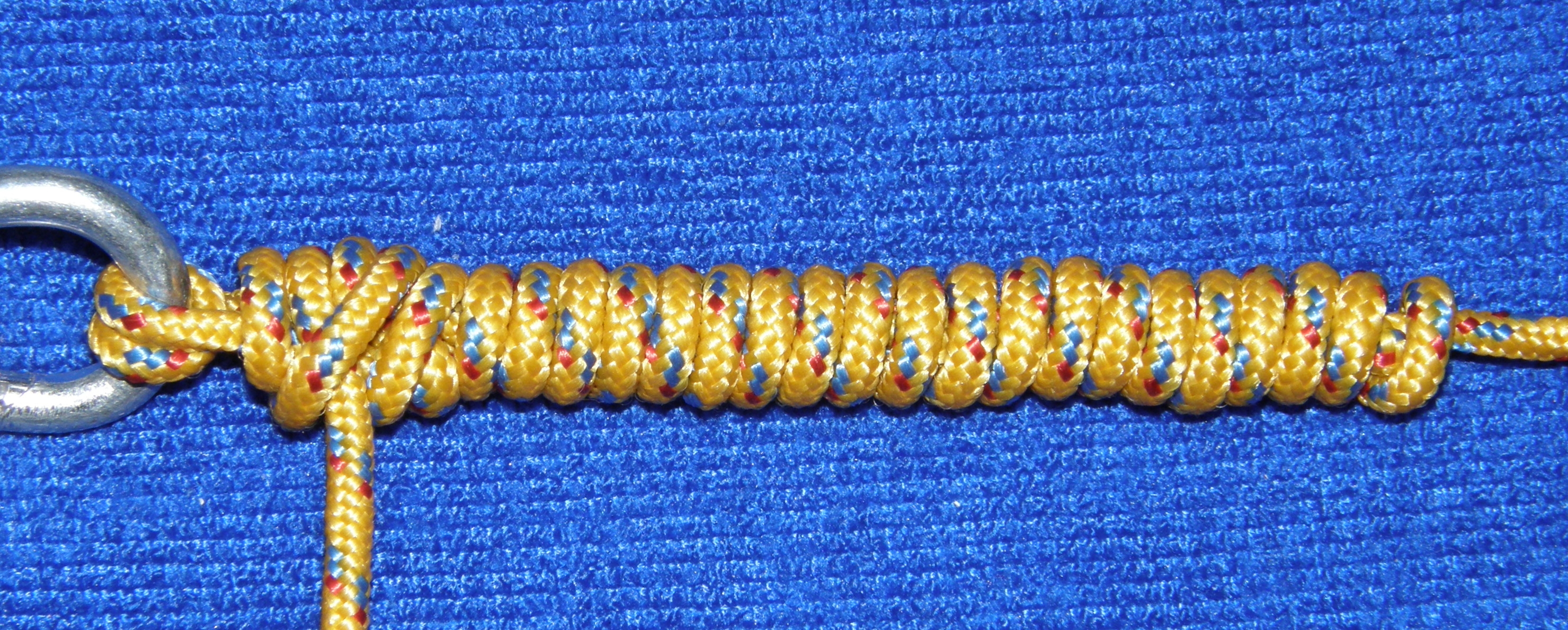
Скрутка Бимини[англ.][7]:201, Bimini twist. Рыболовный У. для троллинга.
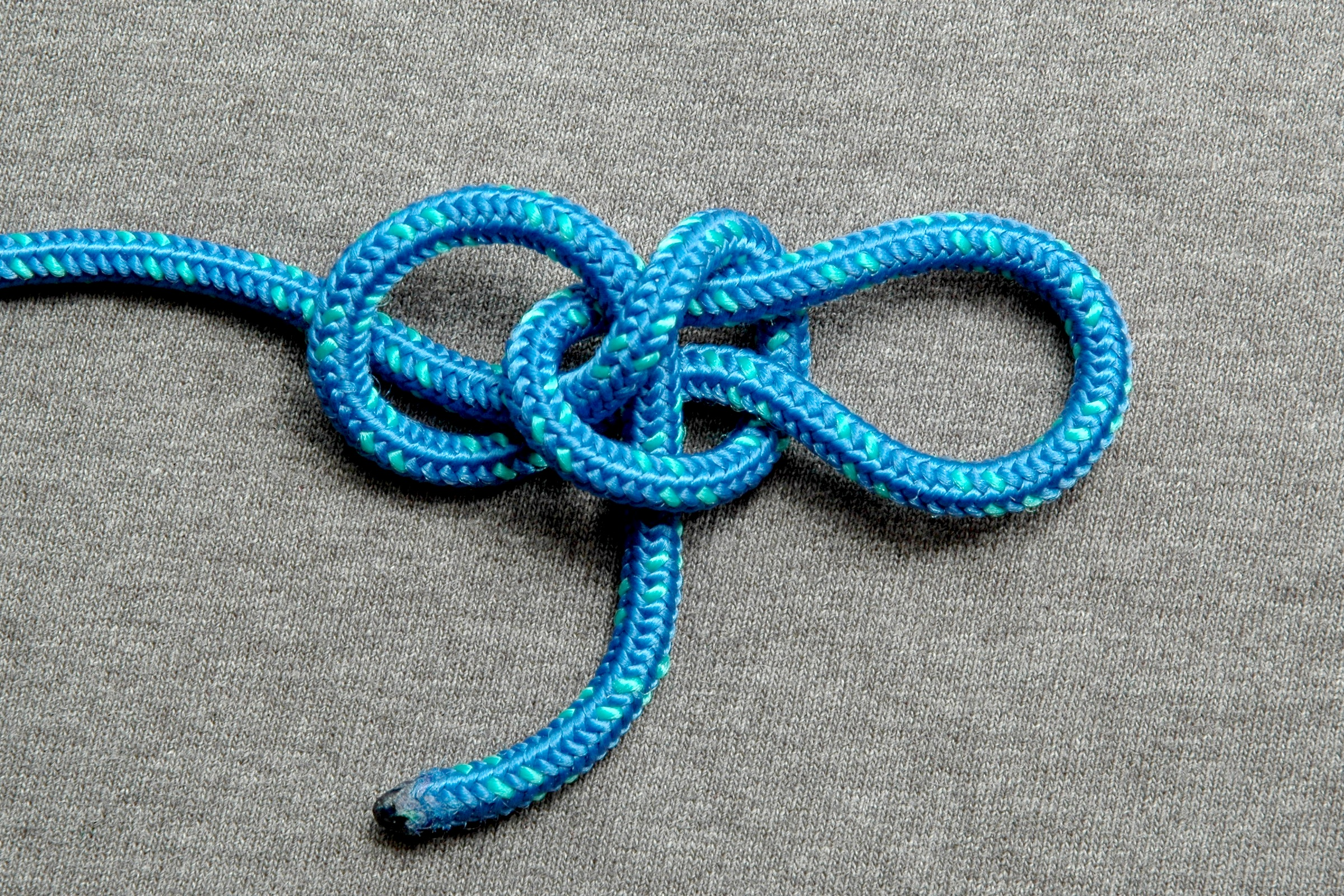
Совершенная петля Простая петля, не изнашивается и является лучшим среди одинарных петель, но из-за заклинивания не подходит для верёвок[1].
[abok 150][en 82]
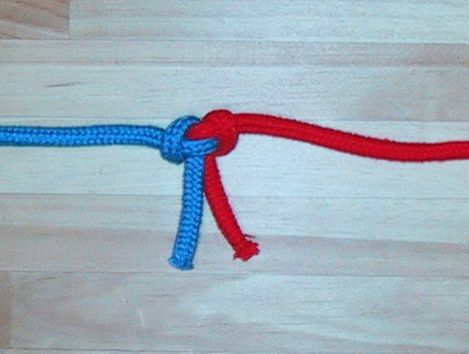
Соединяющий австрийский проводник Не развязывается при знакопеременной нагрузке, легко вяжется, легко развязывается[18]:34.
[en 83]
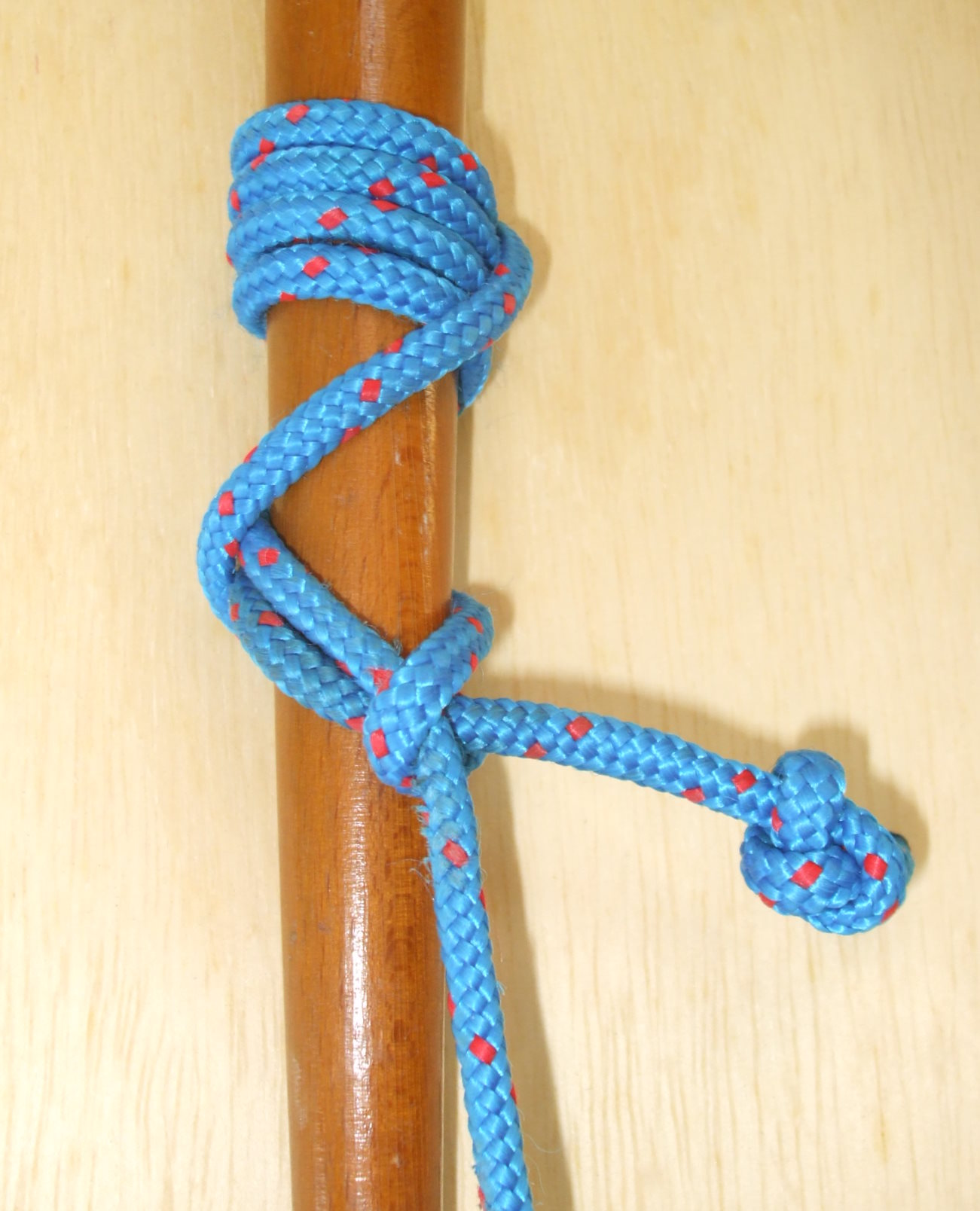
Сосулька (узел) Схватывающий узел. Расширенная версия двойного палового узла[7].
[en 84]
Способ завязывания узла для связывания двух гибких канатов[48] вязка проще, чем фламандский узел.
Способ связывания концов нитевидного материала[49] Изменённый рифовый узел для пружинящих и скользящих синтетических тросов.
Способ соединения канатов[50] Изобретение для соединения двух канатов, которое обеспечивает надёжность при длительном пользовании.
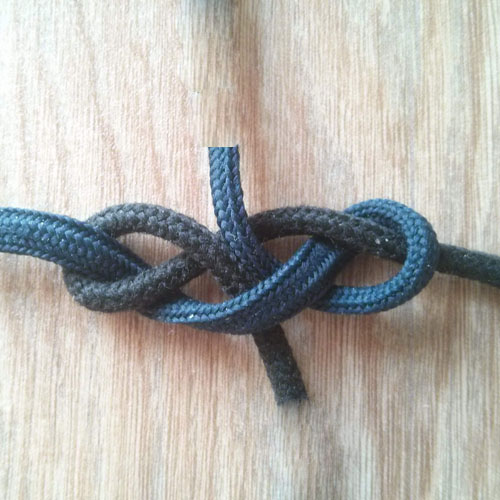
Стебельный узел[источник не указан 1683 дня], Double harness bend[1]. Связывательный штык прочный, не скользит, тяжело развязать[1]. [abok 151]
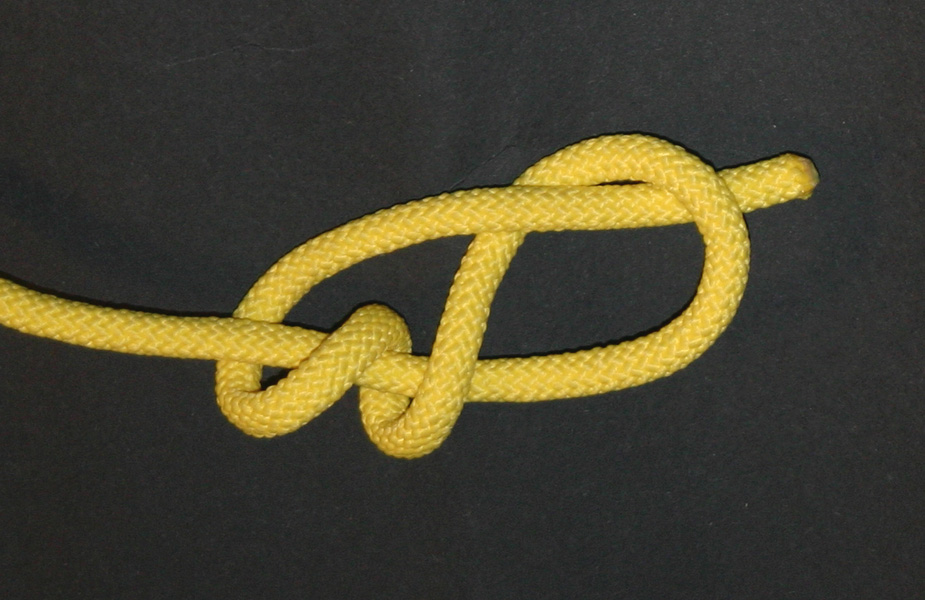
Стивидорный узел Профессиональный У. однопрядный стопорный У. на конце троса чтобы трос не распускался[1].
[abok 152][en 85]
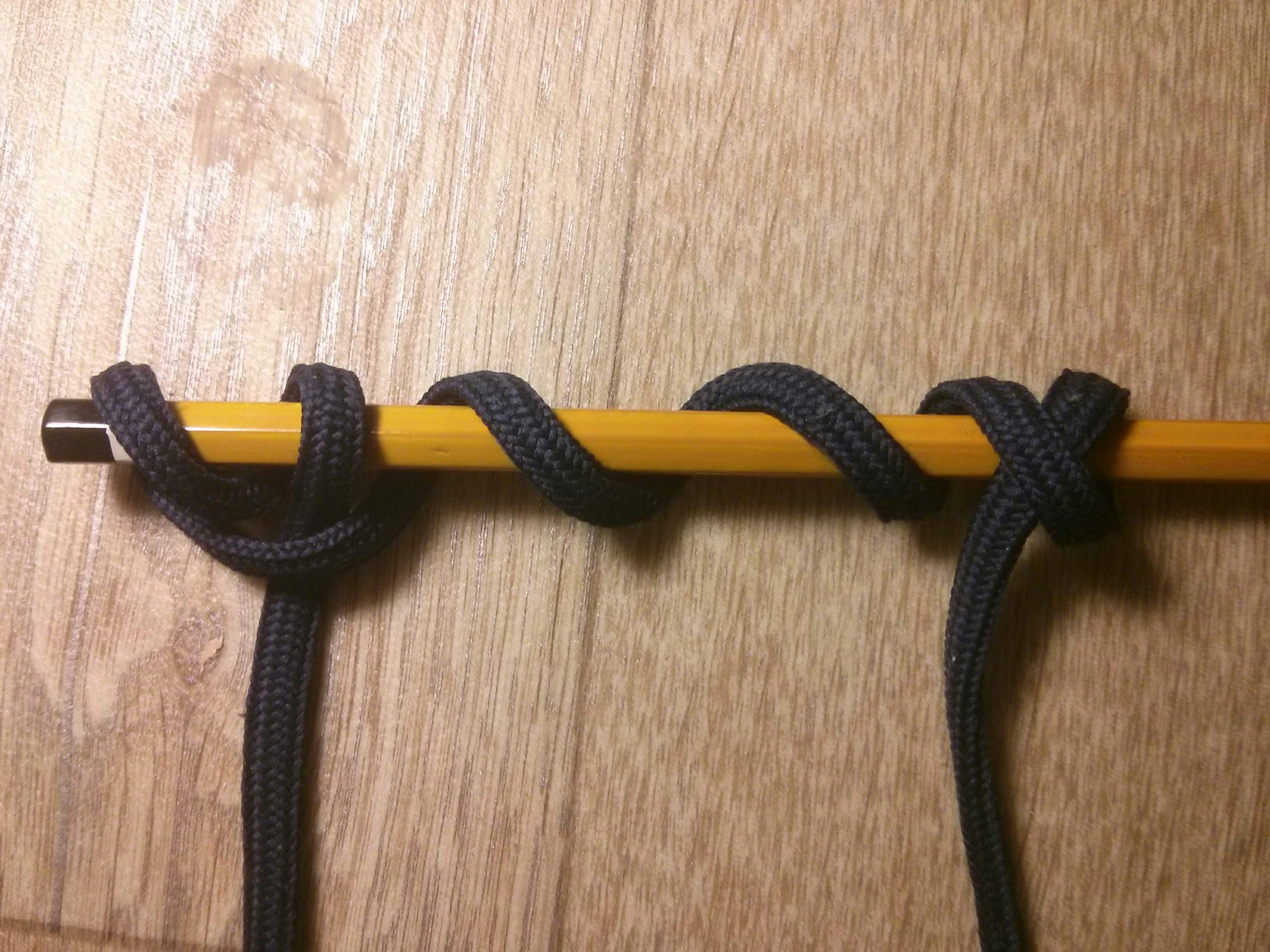
Стопорный узел, Reef Pendant Hitch. Штык на мачте для задержки находящийся под натяжением троса.[4]:56.
[abok 153]
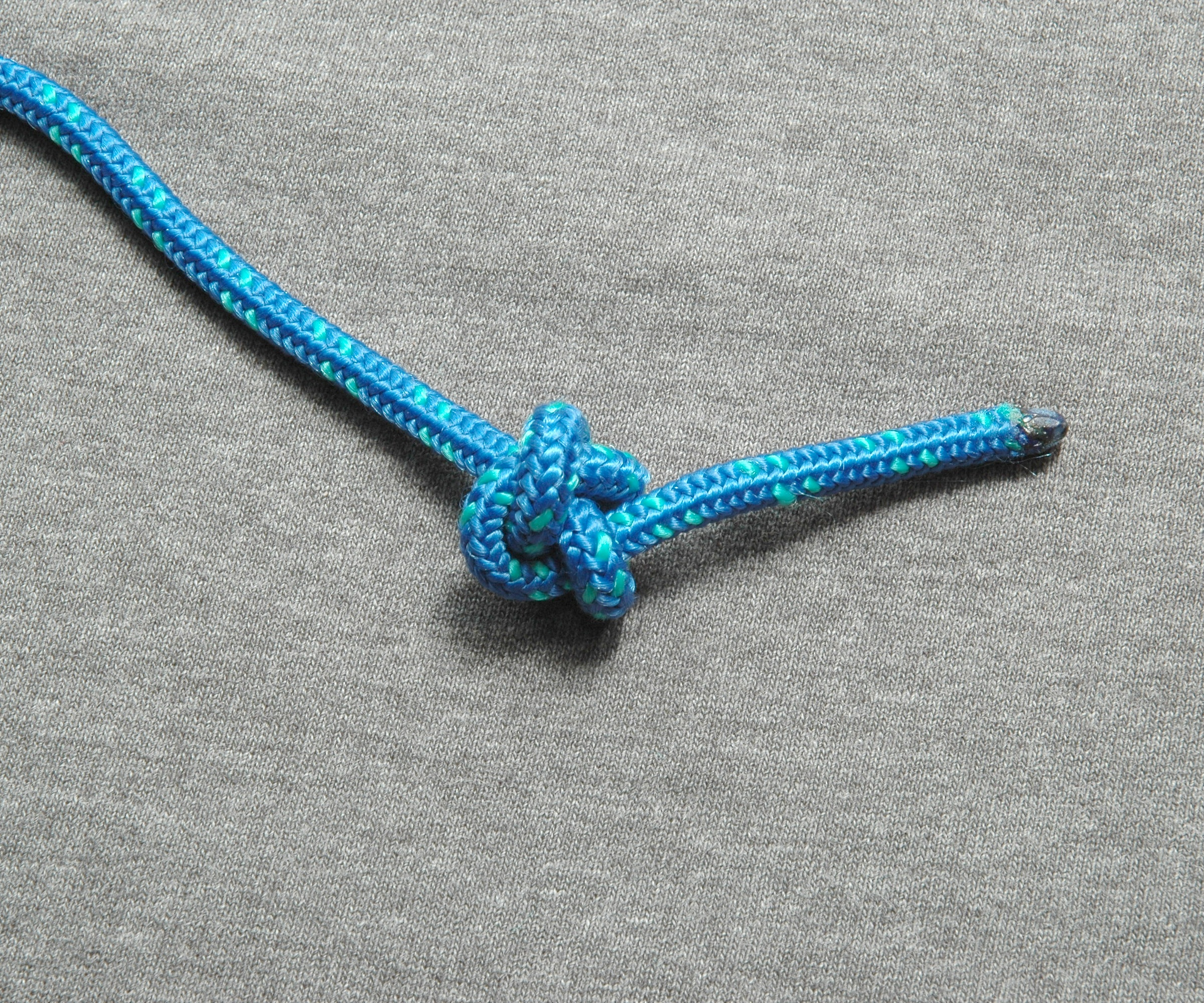
Стопорный узел Эшли, стопор устричника, устричный узел. Кноп, больше, чем восьмёрка, имеет 3 внешние симметричные части, похож на 3х прядное полуколесо, легко завязать используется, если отверстие для зацепления большое для восьмёрки[1].
[abok 154][en 86]
Стопорный узел Курилова «Инь»[51] Упрощённая многократная восьмёрка, используется, как стопорный У.
Стопорный узел Курилова «Янь»[52] Стопорный У.
Стопорный узел Курилова «XX век»[53] изобретение с уменьшенным числом петель в У. без снижения его надёжности.
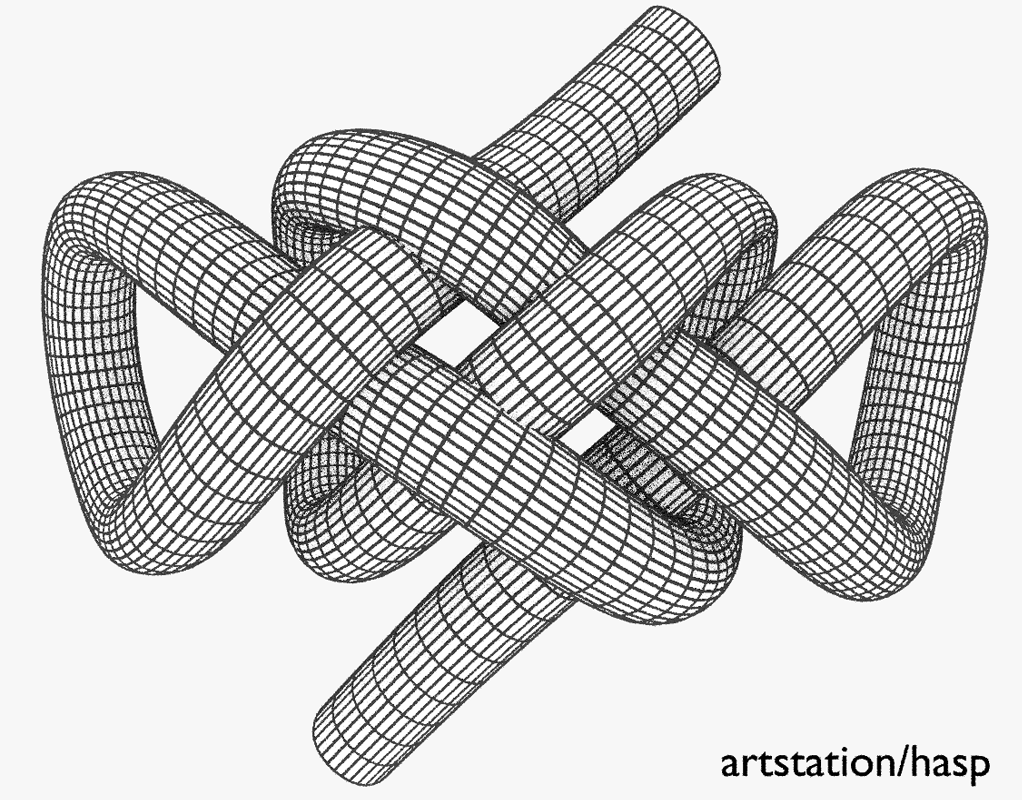
Стрела (узел)[англ.][7]:96[6]:90, Boom hitch[15]. Штык на рангоуте, декоративный штык для стрелы[1].
[abok 155]
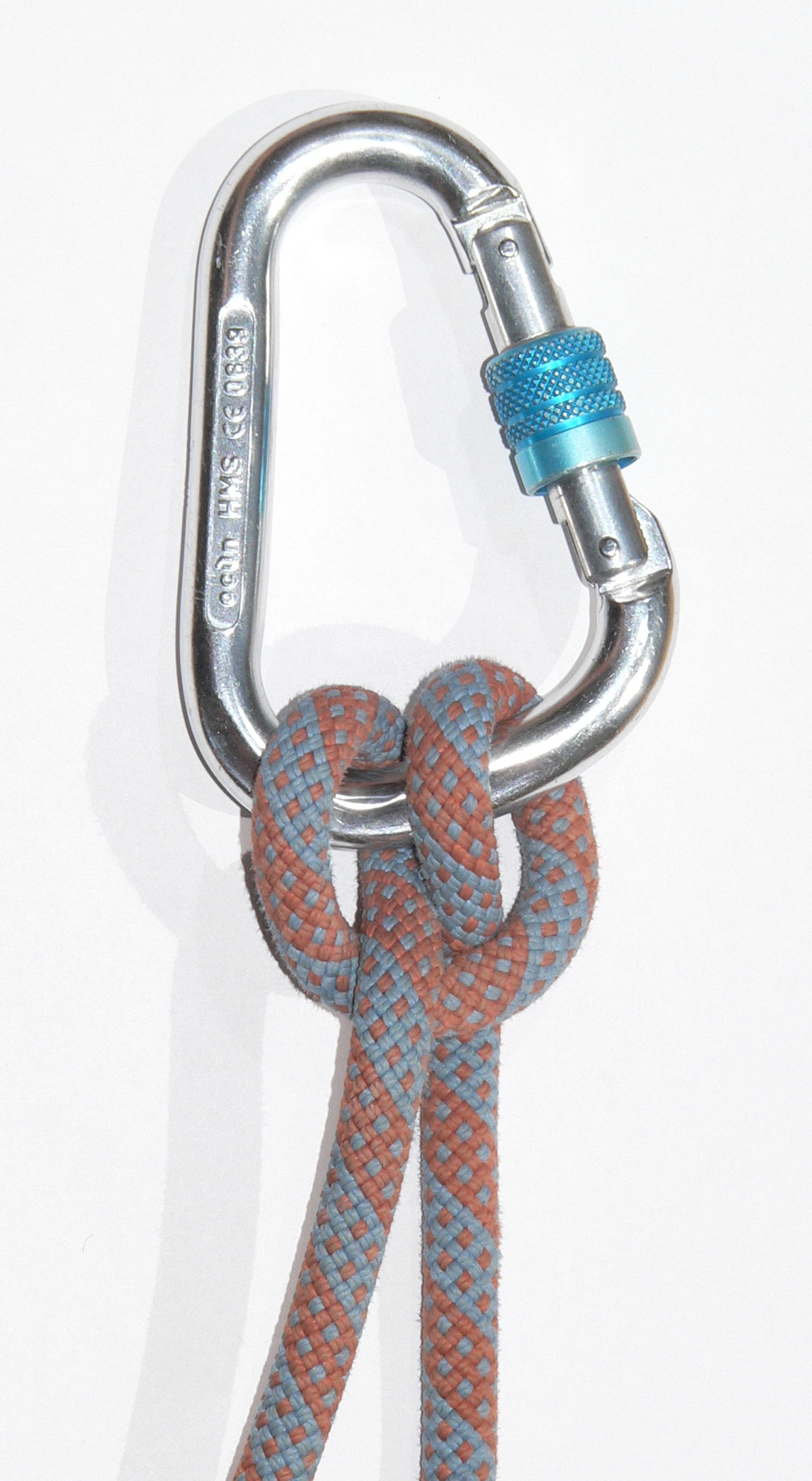
Стремя Альпинистский тормозящий вспомогательный узел, который завязывают основной альпинистской верёвкой на карабине, обеспечивая тем самым самостраховку
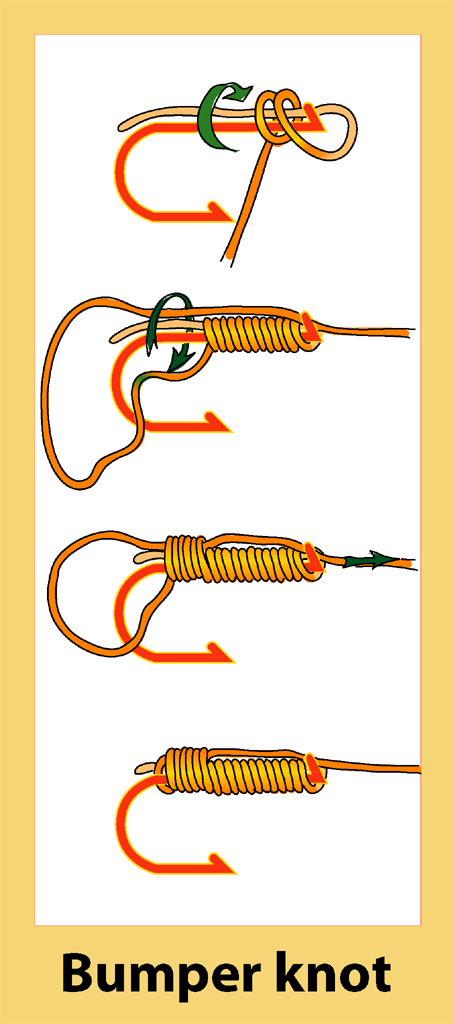
Ступенчатый узел Многие рыболовы предпочитают пользоваться крючками без ушка ввиду того, что такие крючки, как правило, кованые и более прочные — крепить леску к такому крючку сложнее, чем к тому, у которого имеется ушко.[4]:93.
[en 87]

### Т

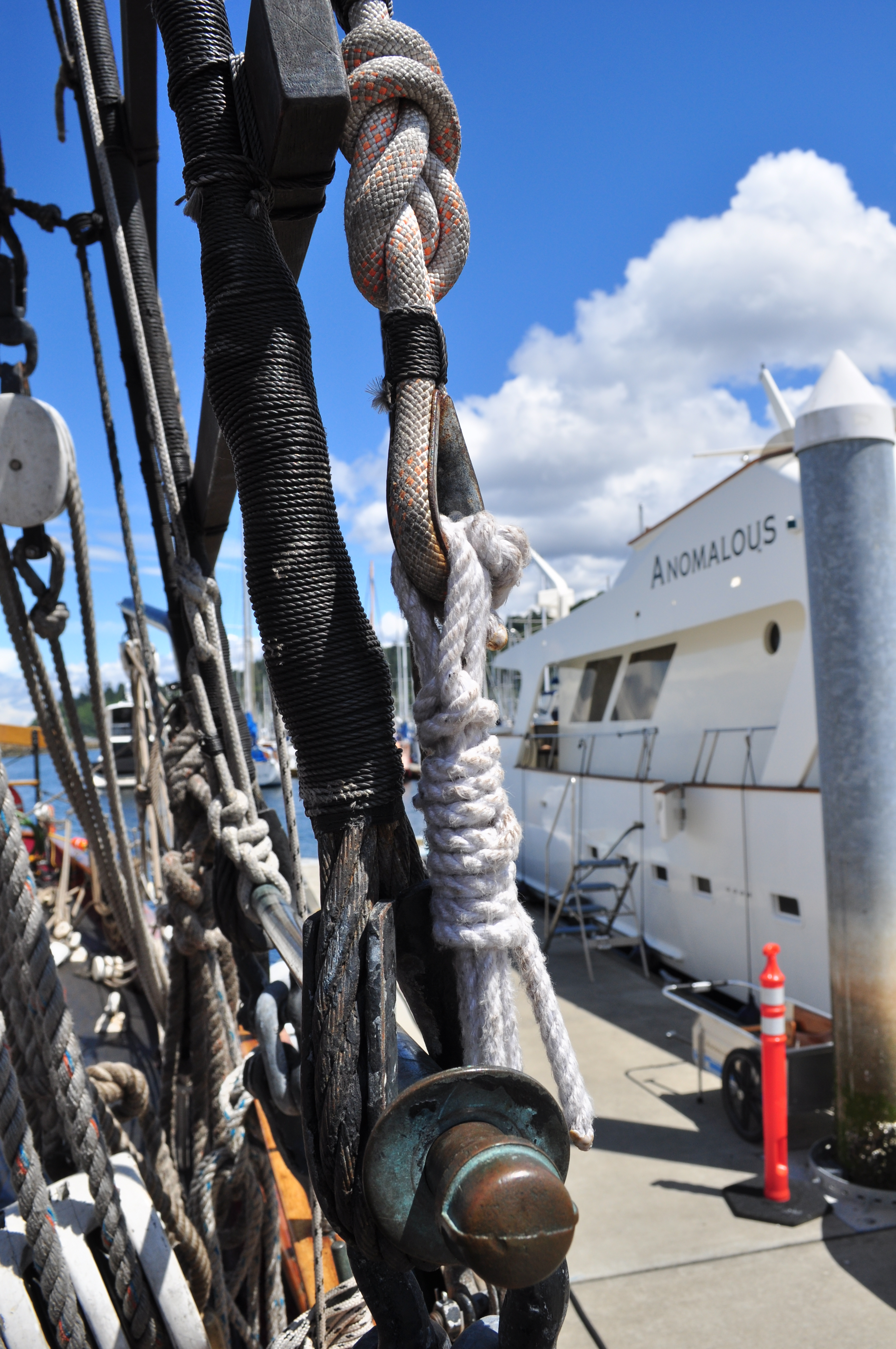
Талрепный узел[54] Крепление и обтягивание вант и галсов на шлюпке.
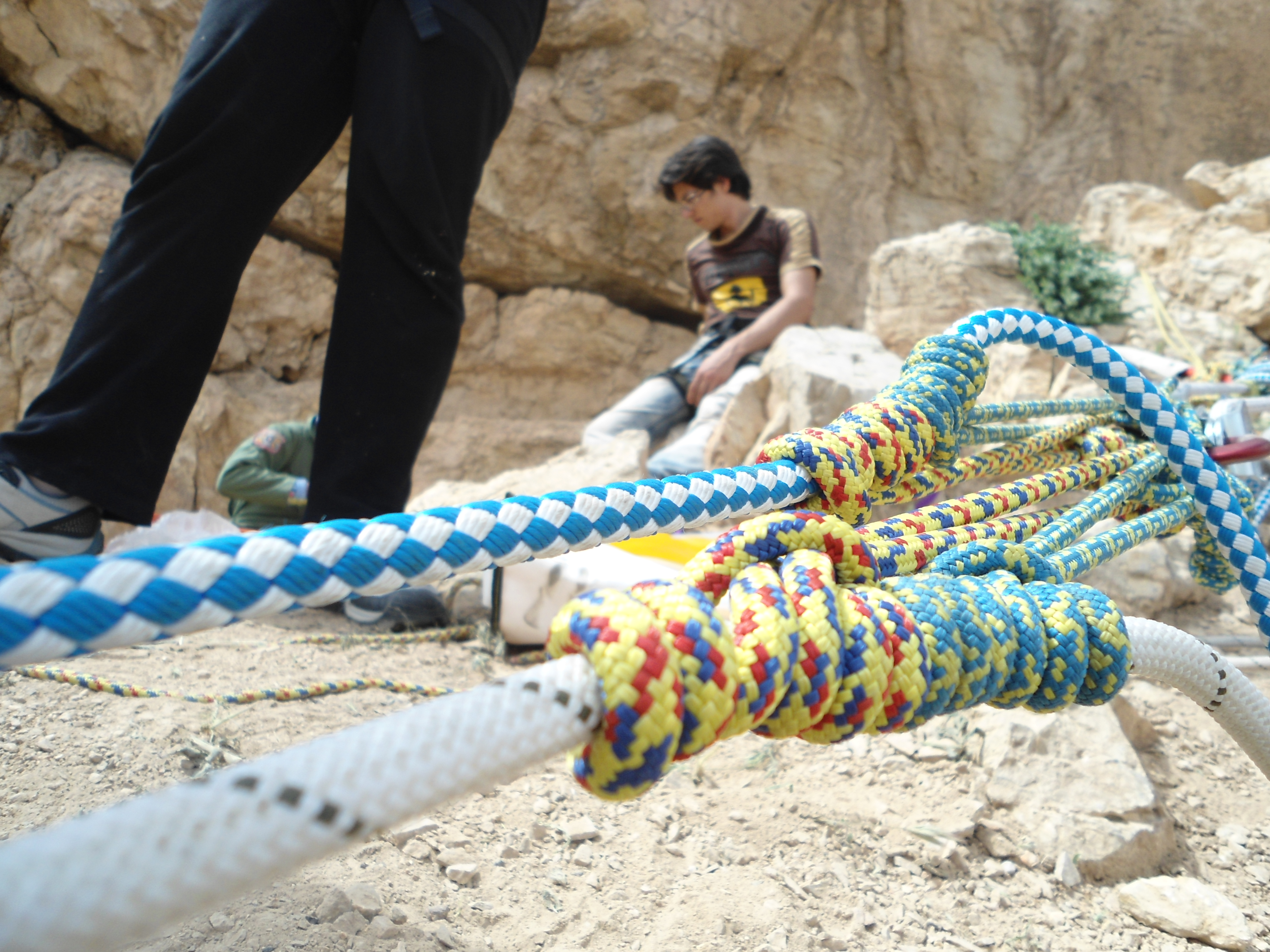
Тандем прусик Система из схватывающих узлов в альпинизме при страховке[abok 156]
Тёщин узел, Гриф. Крепёжный У. опасный У. обычно используемый в трюках[1].
[abok 157][en 88]
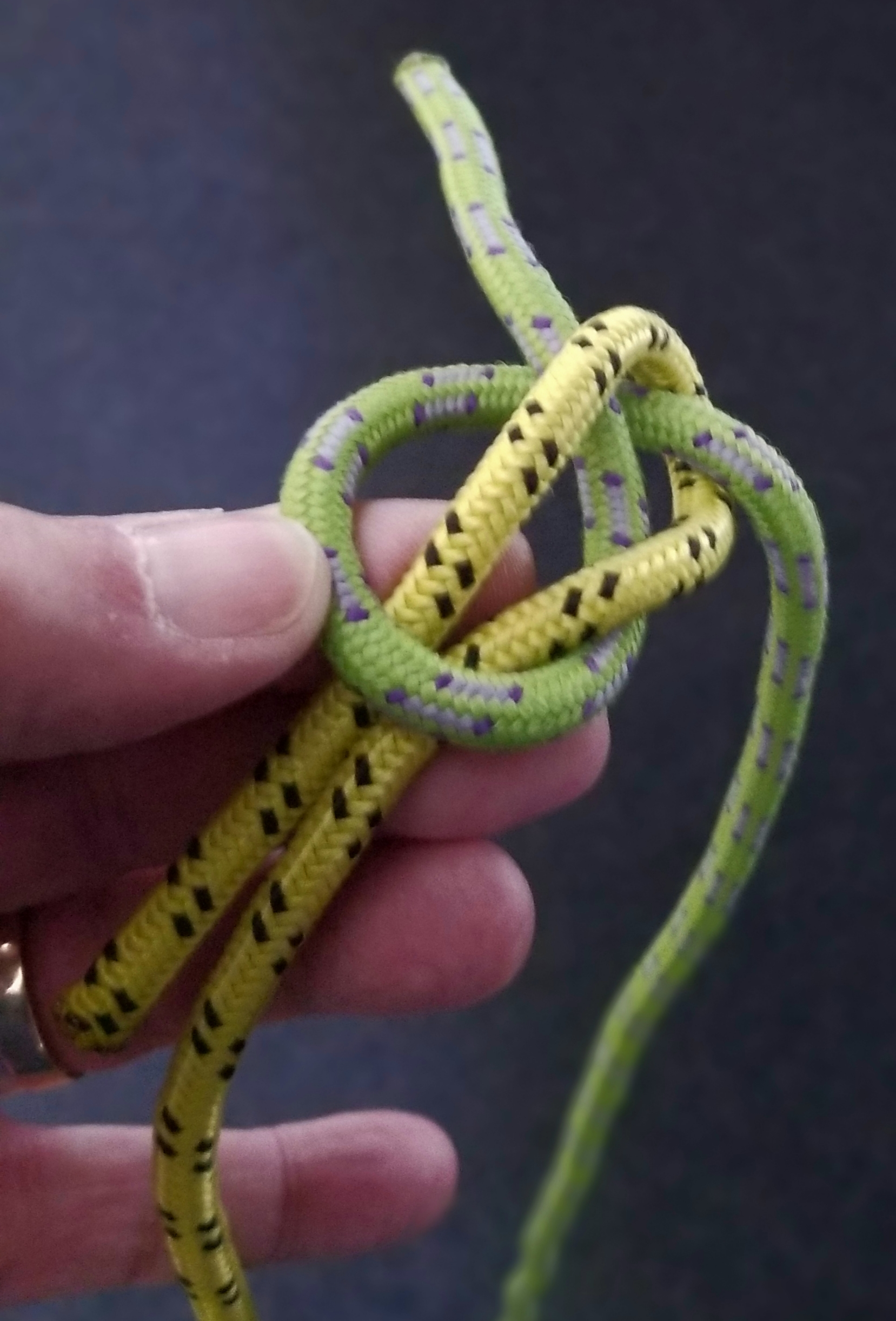
Ткацкий узел Используют ткачи для соединения оборвавшейся нити[abok 158]
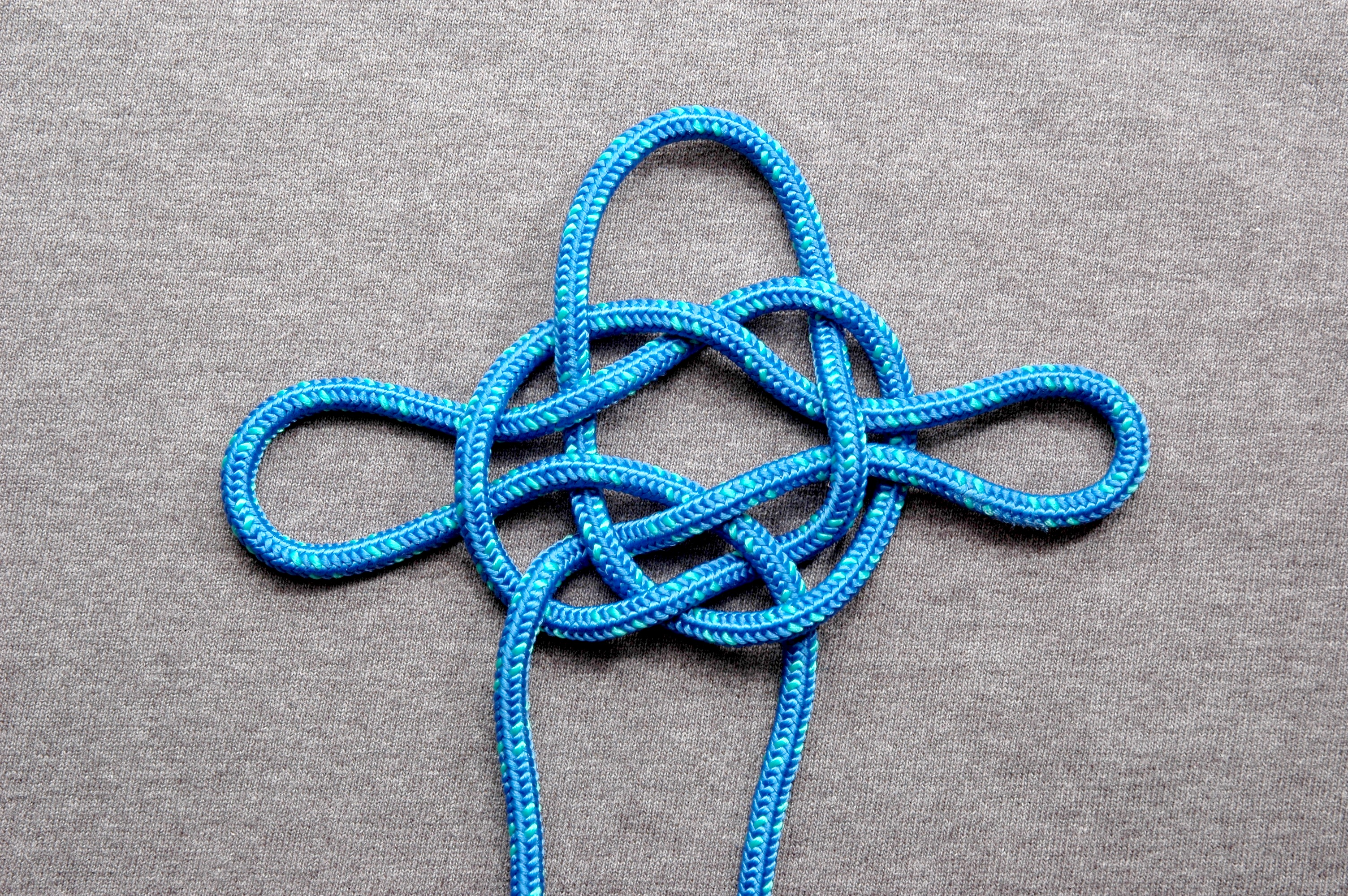
Топовый узел У. на середине троса, оригинальное предназначение остропить временную масть. У. хорошо связывает и предоставляет несколько петель[1].
[abok 159][en 89]
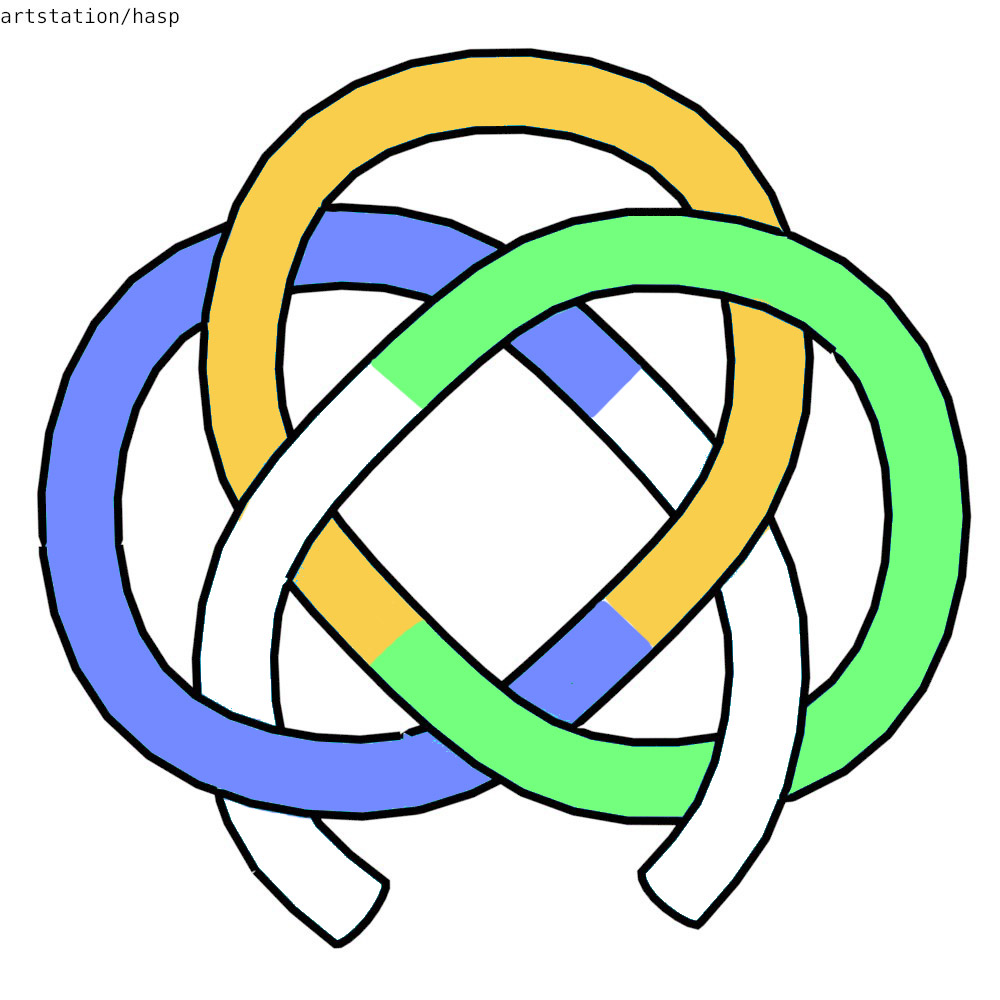
Травяная петля[4]. Разновидность незатягивающейся одинарной петли[4].
[abok 160]
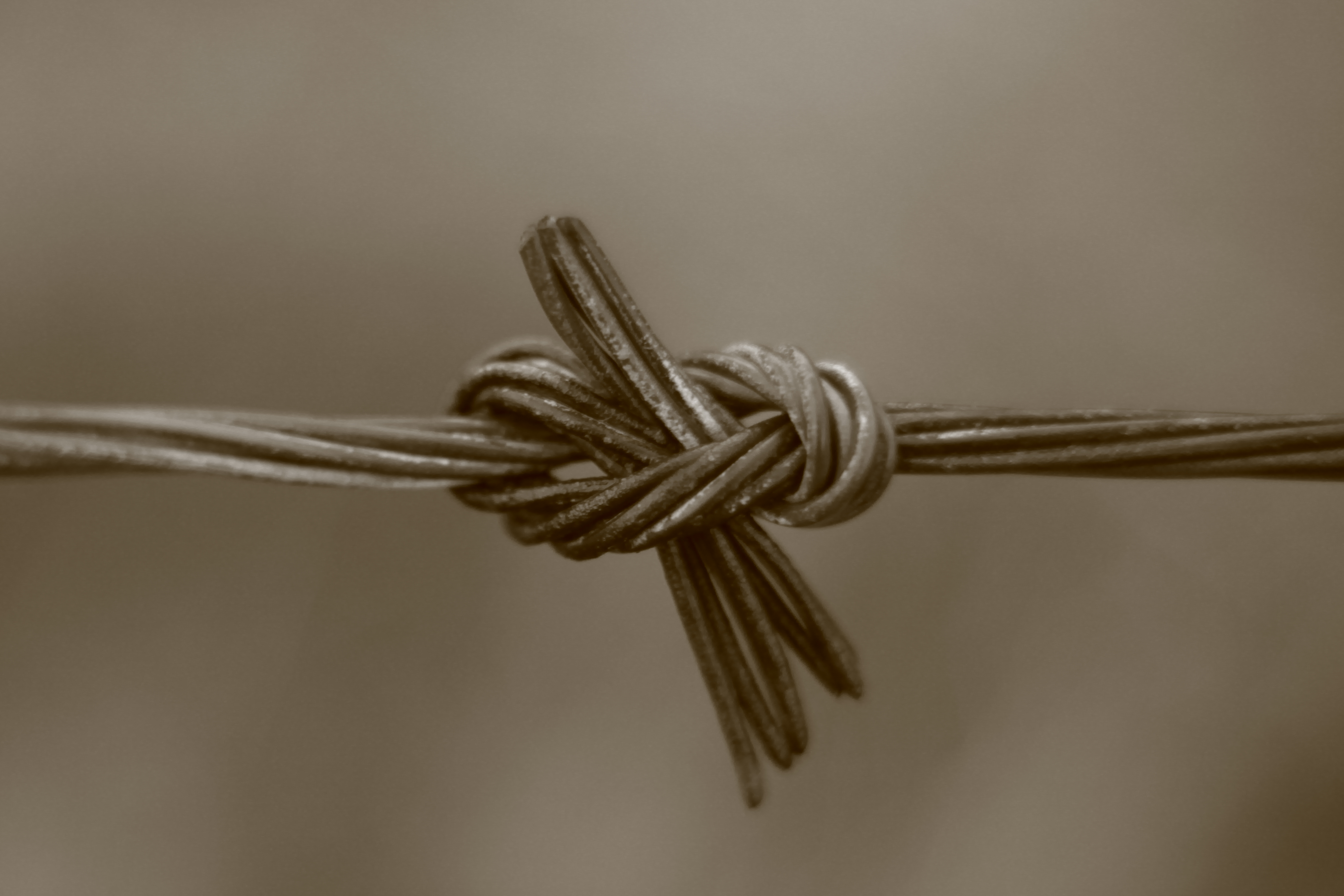
Травяной узел[4], grass bend[1], reevingline bend[1]. Связывательный штык, лучший способ для скрепления плоских, полугибких материалов. Не изнашивается и достаточно не скользкий[1].
[abok 161]
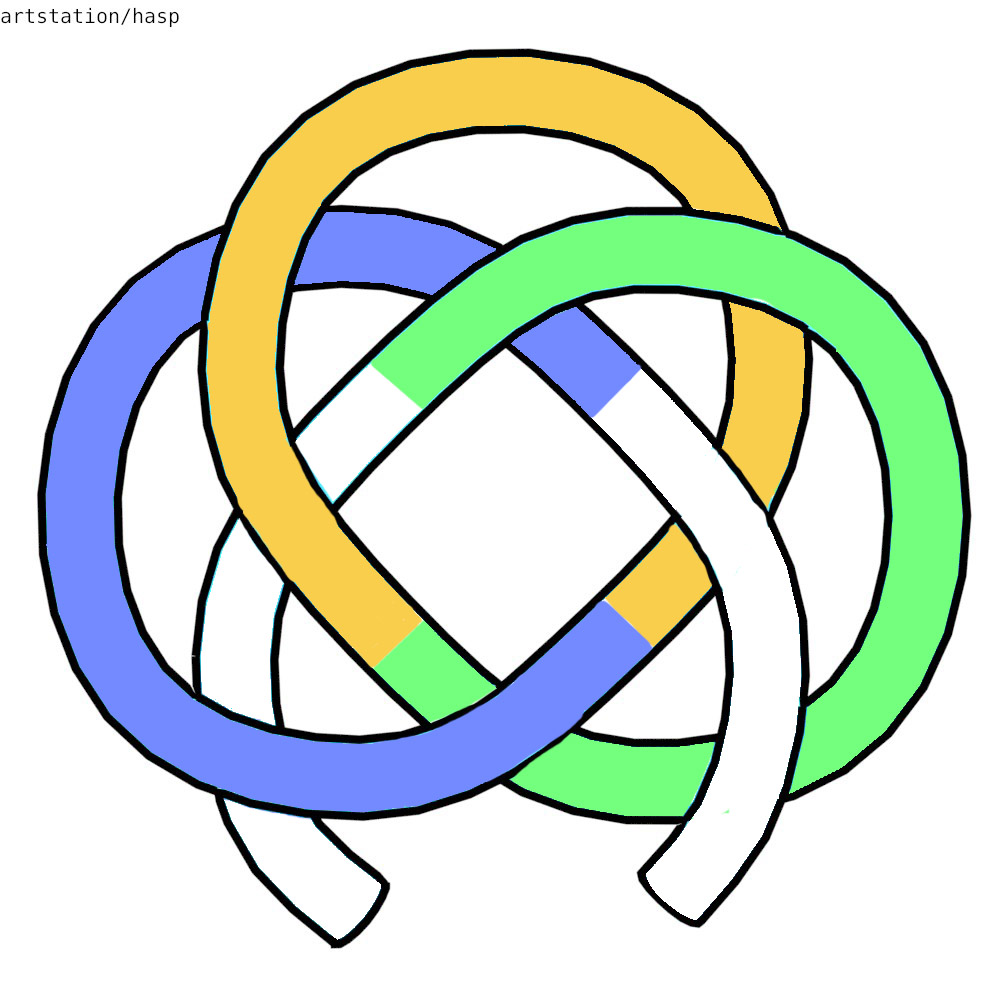
Трёхпетельный узел[4],three-ply knot[1]. Декоративный узел-стопор'[4].
[abok 162]
Тройной булинь[англ.][7]:193, Triple bowline. Завязанный в серединной части, изобрёл Роберт Чисналл. Он позволяет инструктору и ученику закрепить канат вокруг дерева или любой другой опоры, оставляя по надёжной петле для каждого[7].
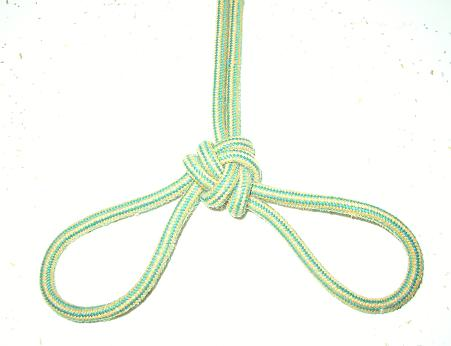
Тройной плетёный узел[итал.][4][18], священный узел[18], брамин[18], треугольник[18], Тройная коронка[18], Triple crown knot, Three-part Crown[1]. Двойная петля легко запоминающийся и чрезвычайно не скользящий и тяжело развязываемый[1].
[abok 163]
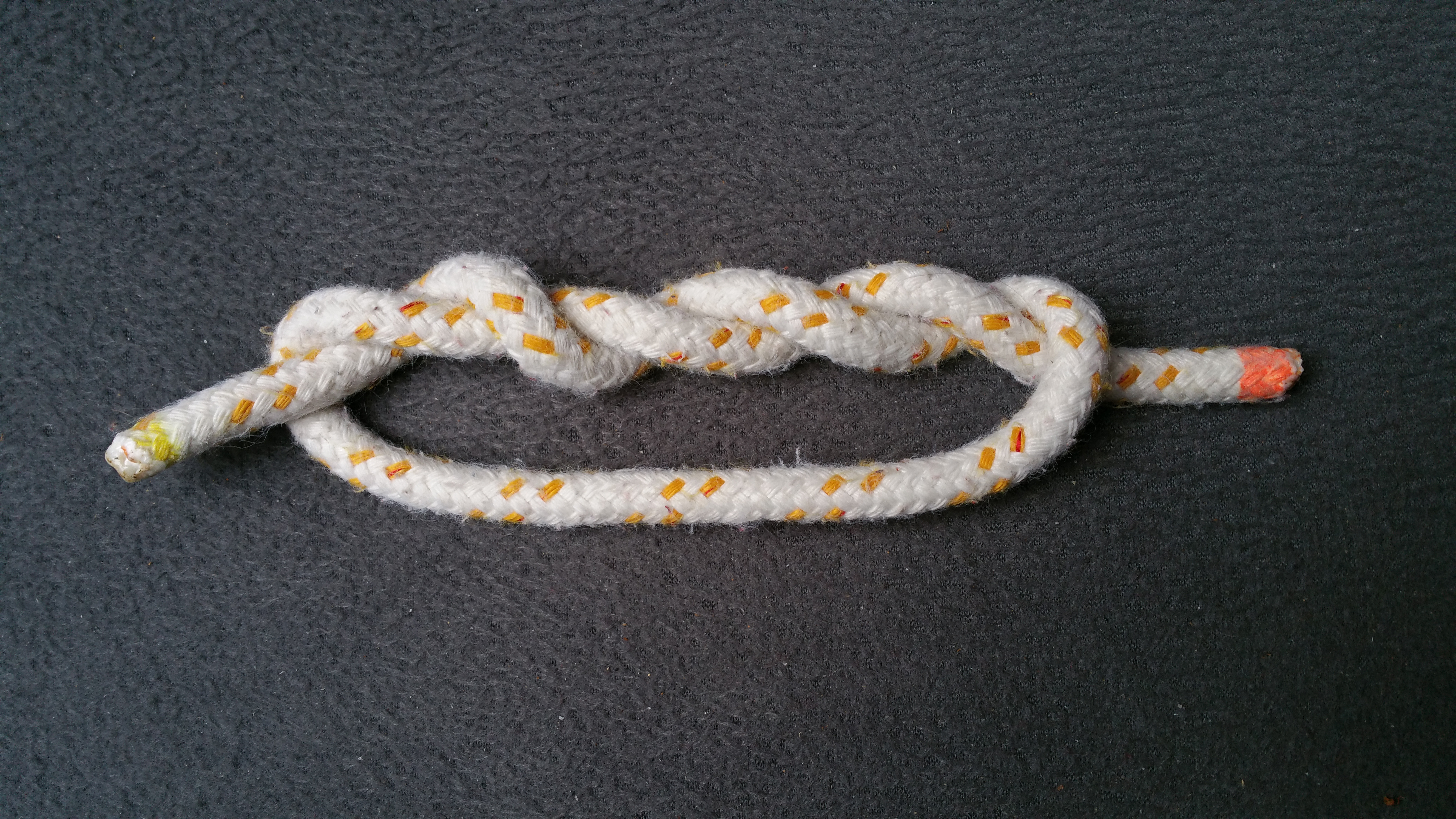
Тройной простой узел[7]:32, Threefold overhand knot[1]. Кноп, большой, скорее декоративный, чем практичный[1].
[abok 164]
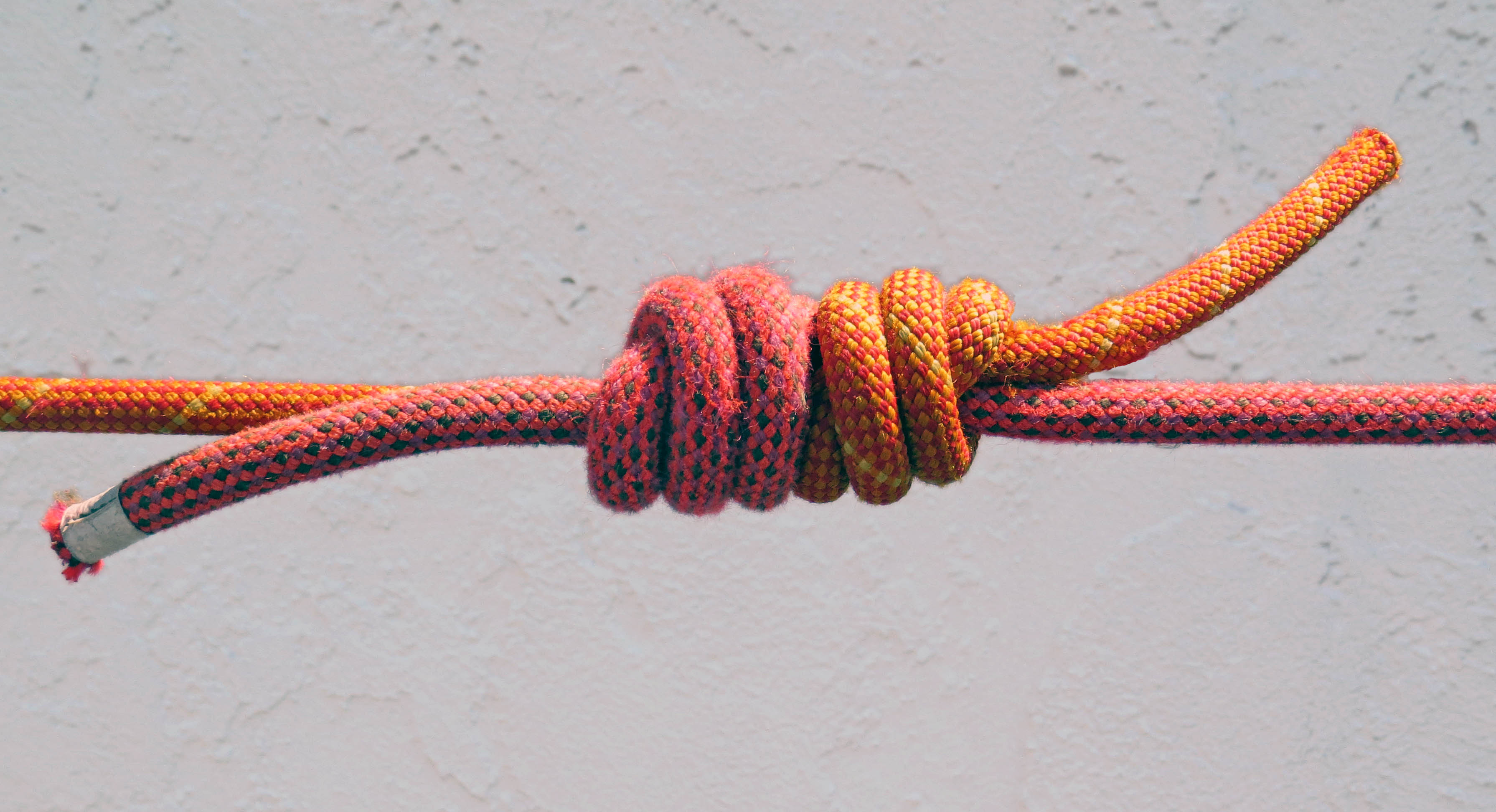
Тройной рыбацкий узел Альпинистский соединяющий постоянный узел, применяемый для вязания альпинистских верёвочных петель, а также для связывания вместе двух альпинистских верёвок равного диаметра для удлинения[en 90]
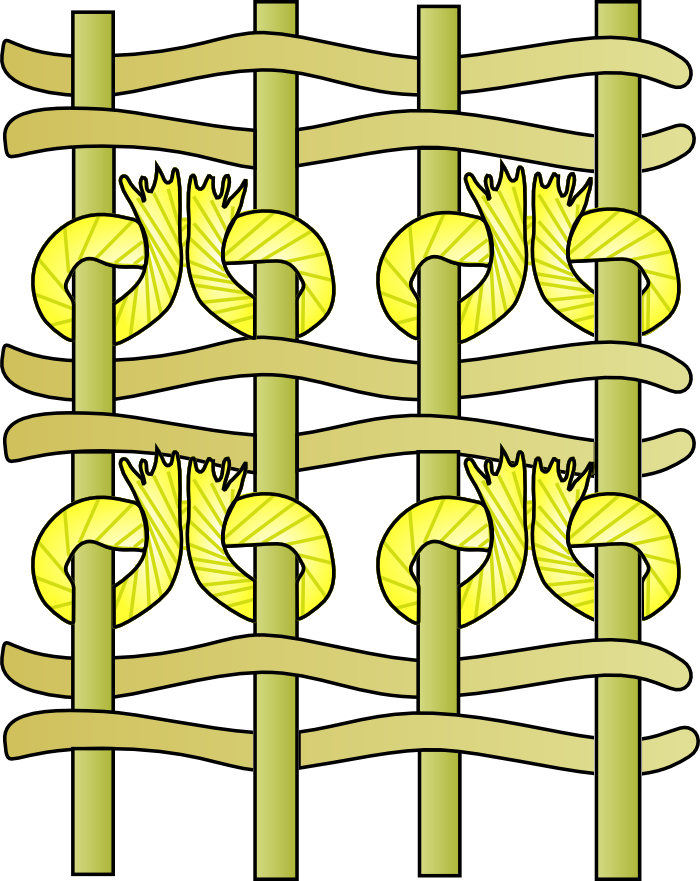
Турецкий узел[55], turkish knot[1], tr:Gördes düğümü. .[abok 165]
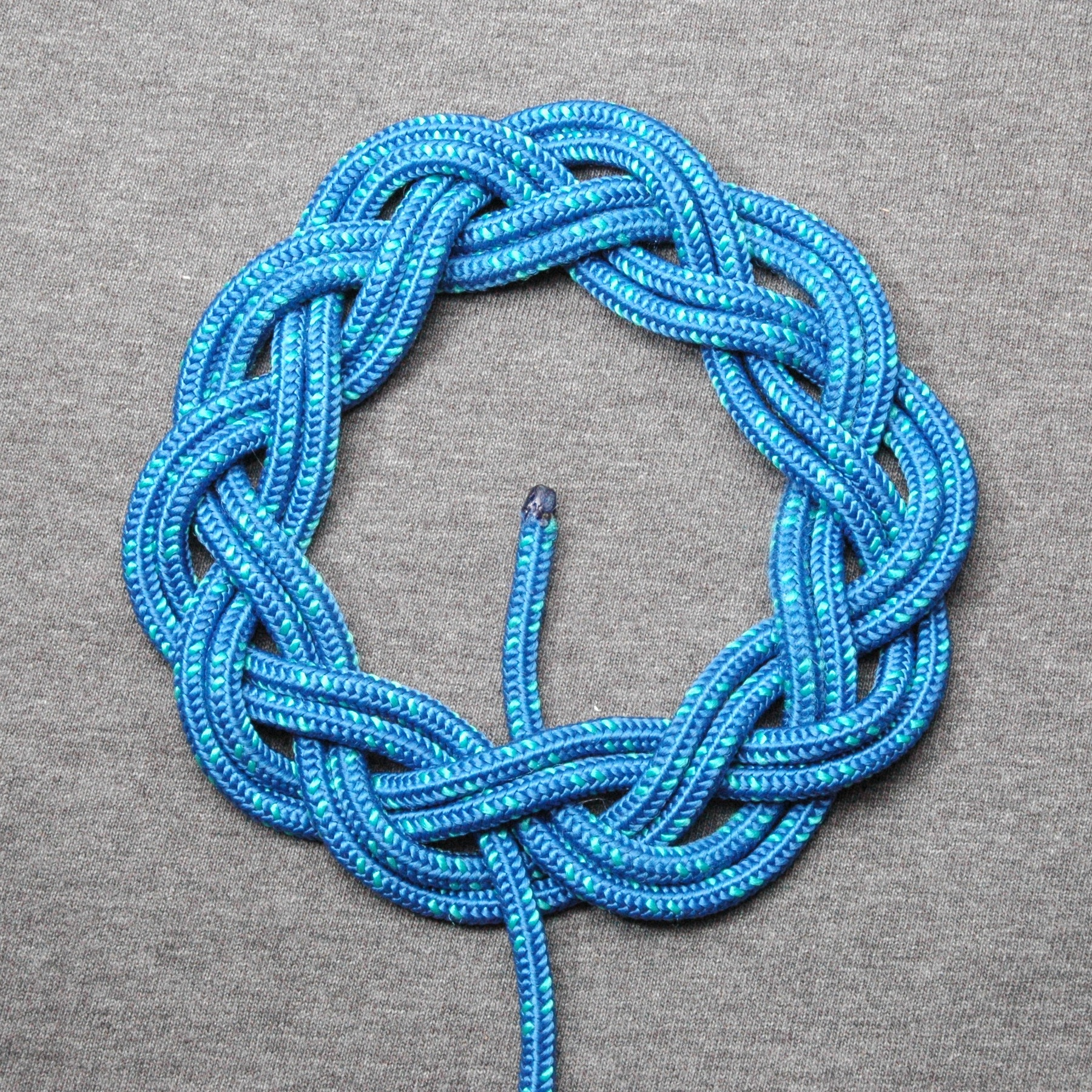
Турецкая голова, турецкий узел, валькноп. Кноп . Цилиндрический У. обычно вокруг цилиндрического объекта вроде троса, стойки. Один из видов крепёжного У., предоставляющий большую вариативность в практических целях, но чаще используемый в декоративных[1].
[abok 166][en 91]

### У

Узел[56] Изобретение относится к связыванию узлов при закреплении синтетических шнуров с сердечником, содержащим высокомодульные высокопрочные нити, в устройствах для перемещения грузов, шлюпочных устройствах и образцах для испытаний при определении разрывной нагрузки шнуров.
Узел Алёша[57] У. для облегчения отдачи узловых соединений, преимущественно в альпинизме.
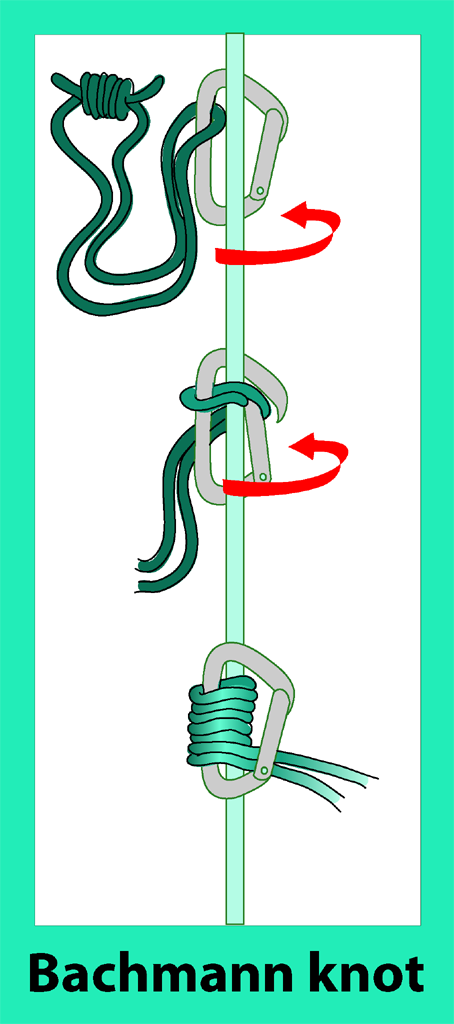
Узел Бахмана Самый старый среди так называемых полумеханических схватывающих узлов, используемых для альпинизма[7].
[en 92]
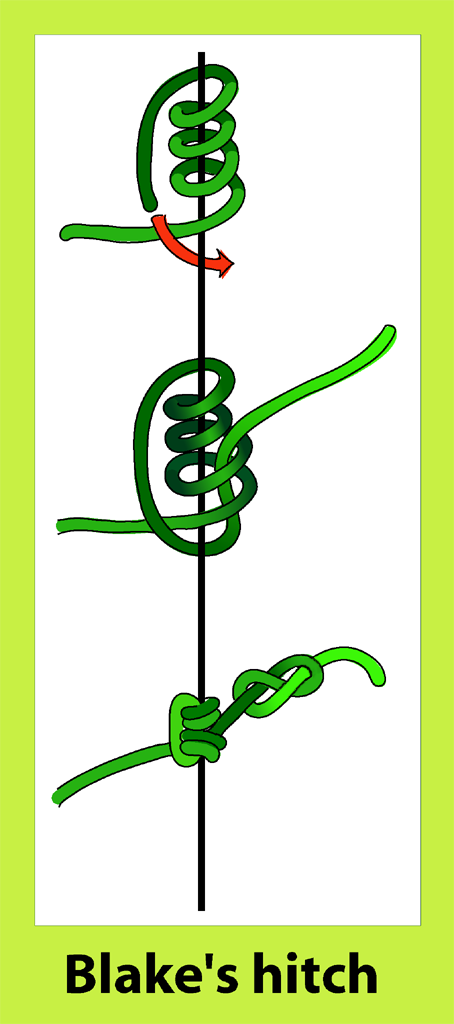
Узел Блейка Связывательный штык для связывания 2-х тросов одинакового материала, завязывается только 1 конец[1].
[abok 167][en 93]
Узел Бест[58] Связывательный штык, У. повышенной прочности и надёжности узлового соединения при уменьшении давления между тросами за счёт увеличения радиуса обвивания тросов в У.
[abok 168]
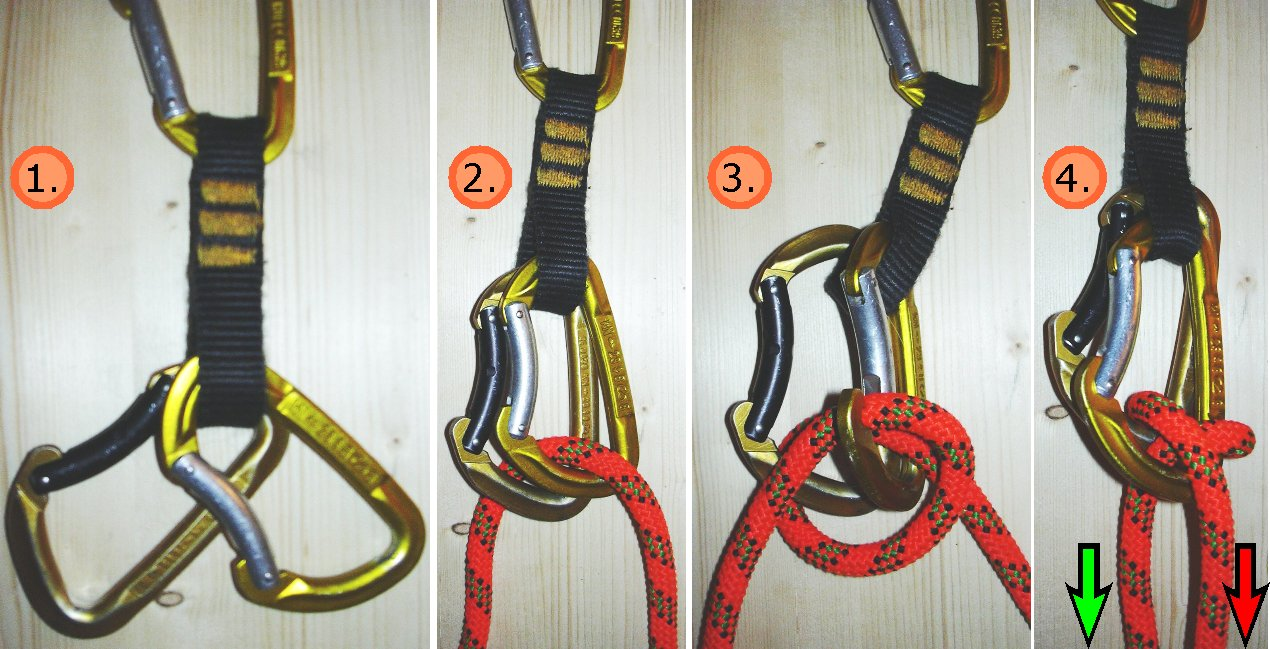
Узел Гарда Альпинисткий У. для страховки, вертикальной транспортировки. Легко вяжется и надёжен при любом состоянии троса.
[en 94]
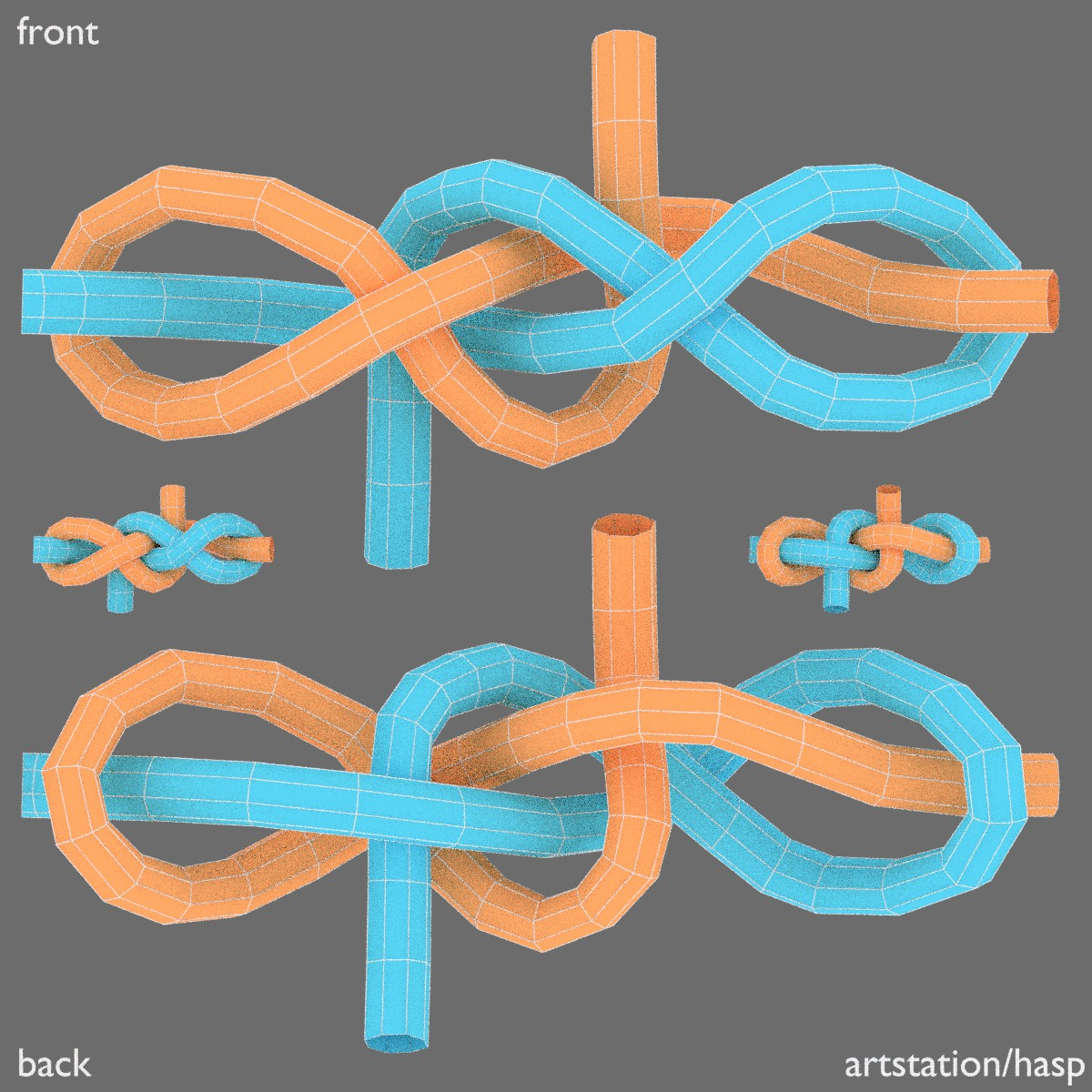
Узел Голдобина[59][60], jack reinman's symmetrical hawser bend #2[61], harmonic bend[62]. Надёжный, компактный, легкоразвязываемый У. с двумя закрытыми петлями.
Узел Голдобина стопорный[63] Упрощённый и надёжный стопорный У. в 3 петли, расположенные спиралеобразно по направляющей тора.
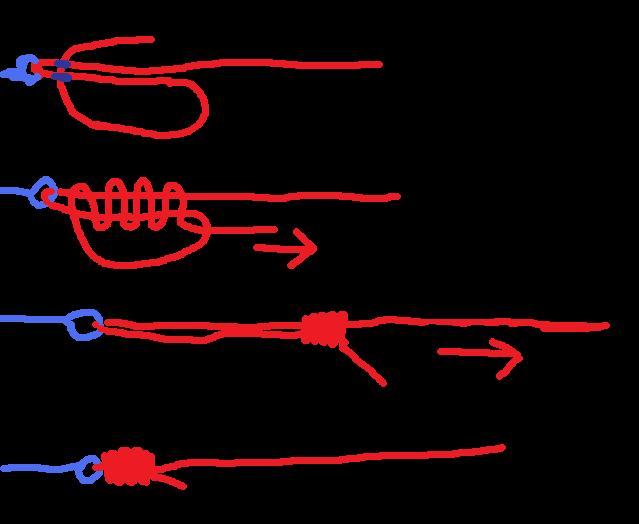
Узел Гриннер[англ.][23], Уни[64], Uni knot, Gallows knot[1], Duncan Loop, Grinner knot. Удавка, двойной бегущий простой У., но завязанный по-другому[1].
[abok 169]
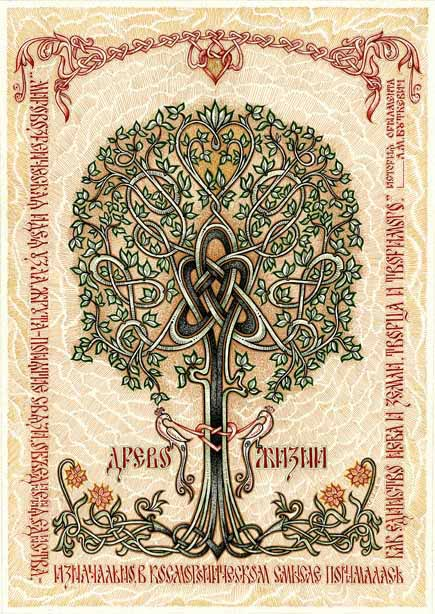
Узел Дерево жизни
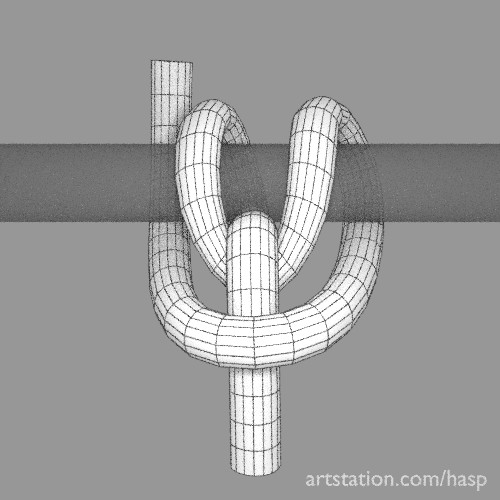
Узел двойной УИАА Тормозящий полусхватывающий узел в альпинизме[abok 170]
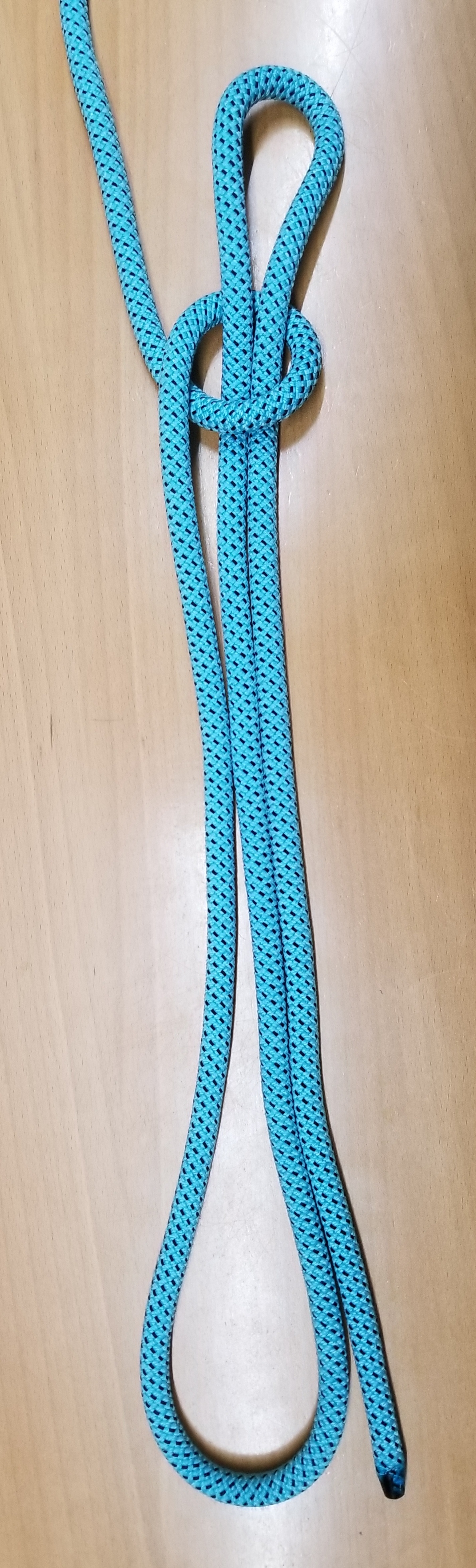
Узел звонаря Задачей узла является предохранение витой верёвки из растительного материала от соприкосновения с влажной землёй и лужей, вероятного гниения верёвки и возможного обрыва
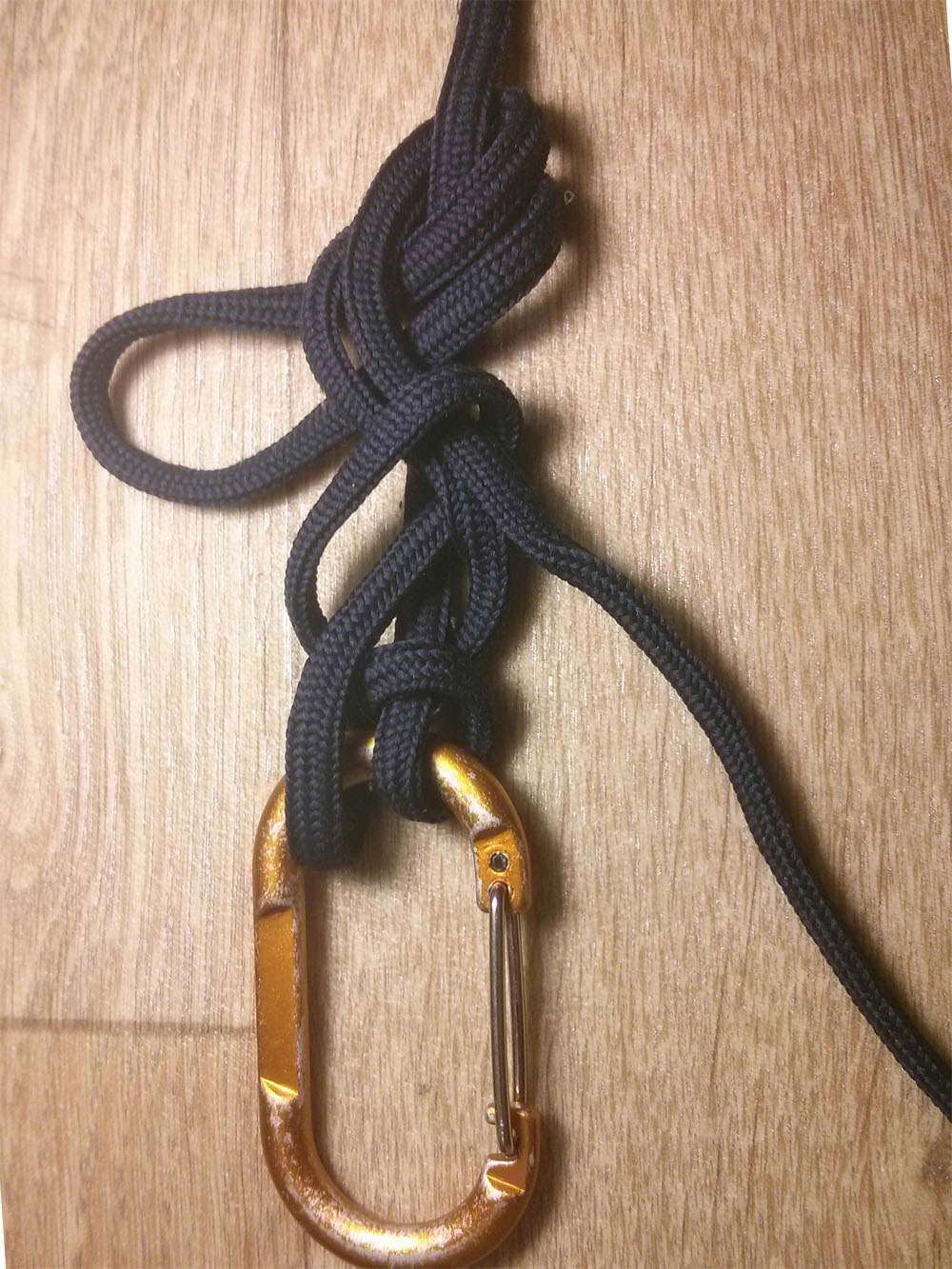
Узел Мунтера мула Альпинистский тормозящий полусхватывающий узел, применяемый для страховки при спуске по верёвке и остановке[abok 171]
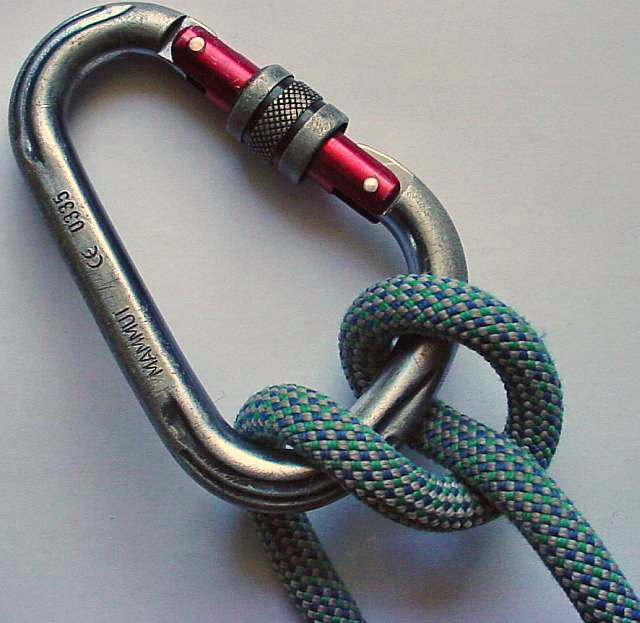
Узел УИАА Тормозящий полусхватывающий узел в альпинизме, используемый для страховки при подъёме или спуске по верёвке[abok 172][en 95]
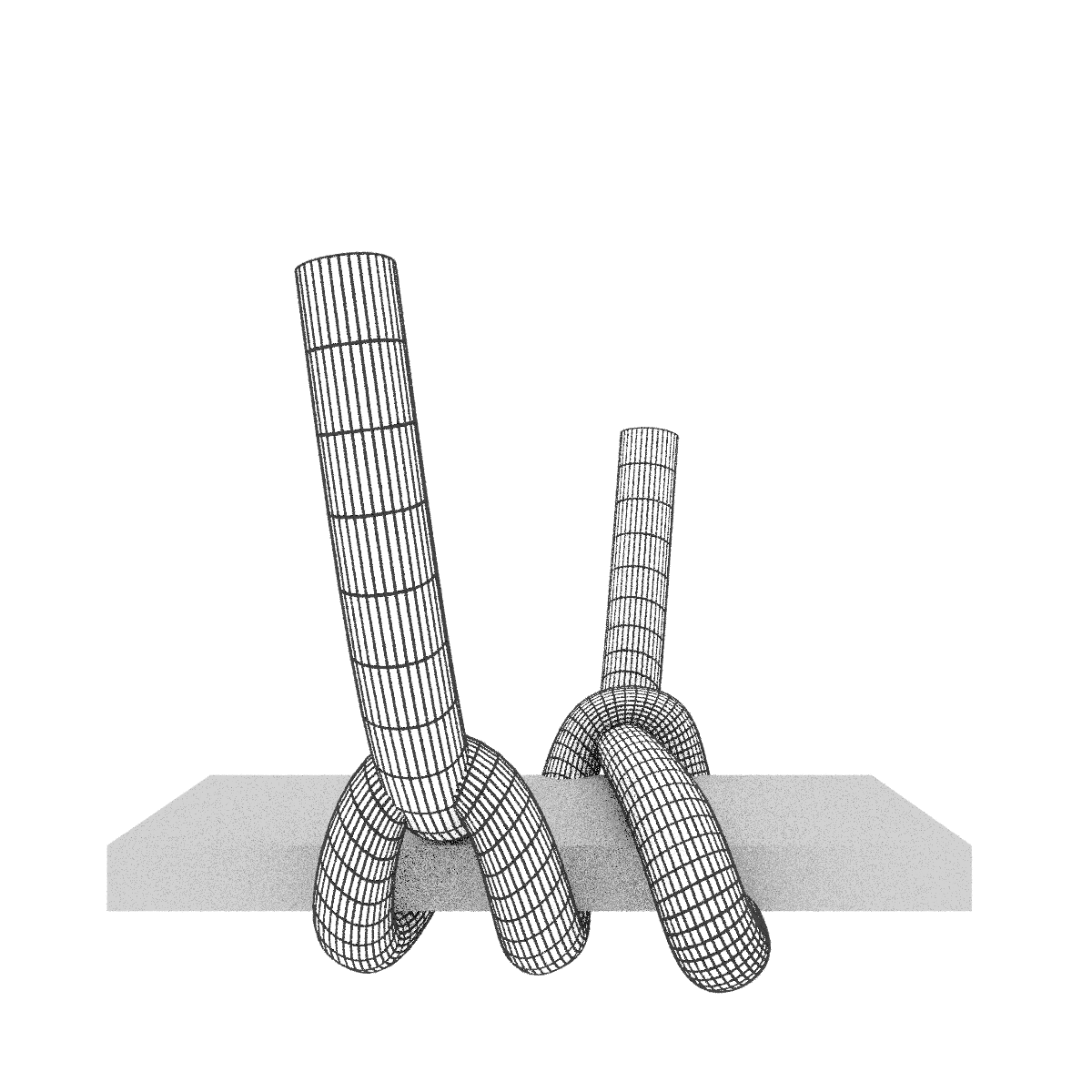
Узел для закрепления досок[7]:211, Sling a plank[1]. Профессиональный У. Пара таких У. может создать импровизированную рабочую платформу[7].
[abok 173]
Узел для соединения двух нитей[66] требует меньшей затраты нитей на связывание.
Узел для вязки сетей[67] Изобретение относится к области вязания узлов и может быть использовано в рыболовном деле.
Узел для соединения двух тросов[68], Nippering[1] Морская свайка, изобретение относится к области рыболовного оснащения[1].
[abok 174]
Узел МАД[69] упрощённая вязка за счёт уменьшения числа переплетений по сравнению с плоским узлом.
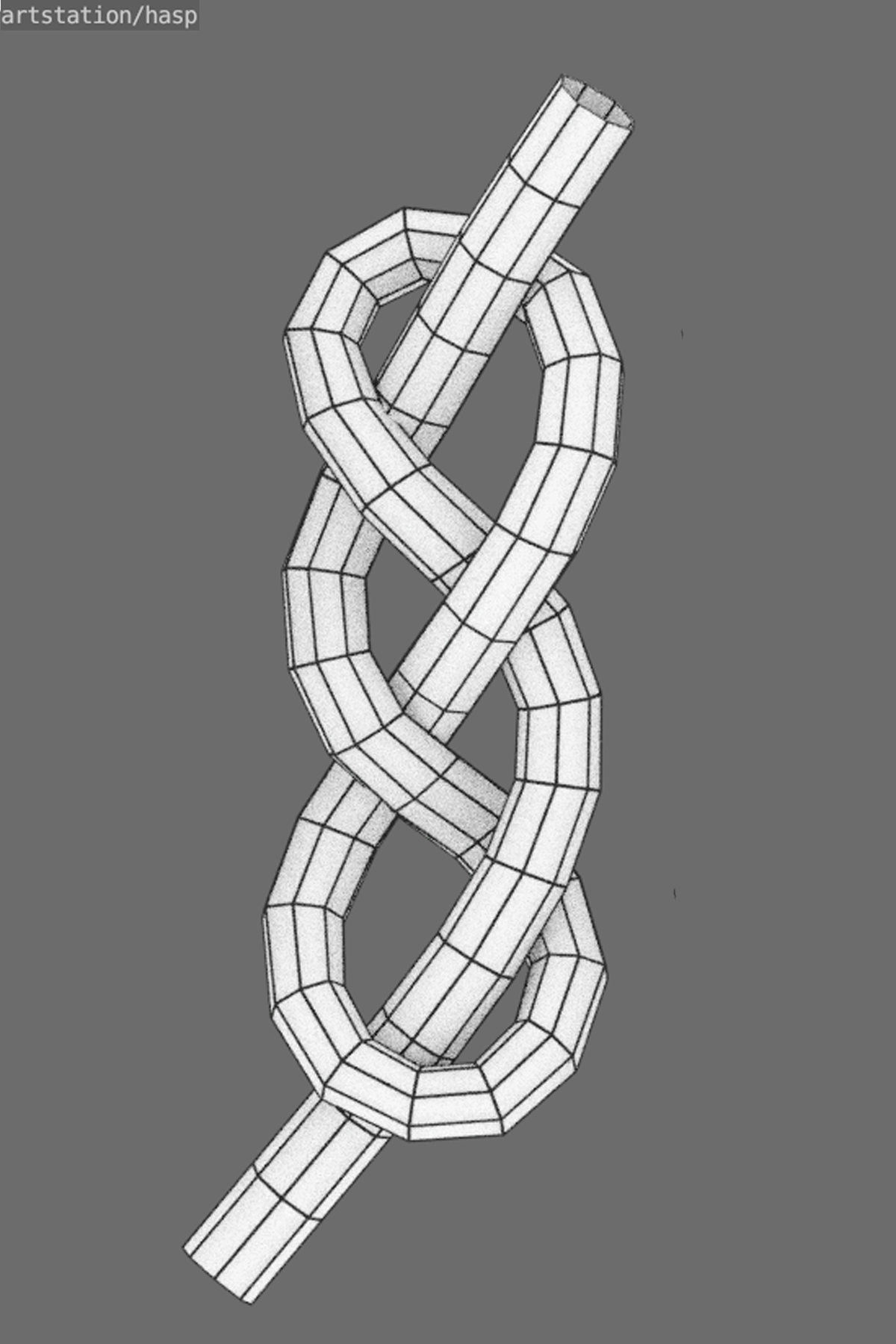
Узел Советский[70], королевский[37]:44, twist braid[1] Мусинг, предназначен для образования утолщения на тросе.
[abok 175]
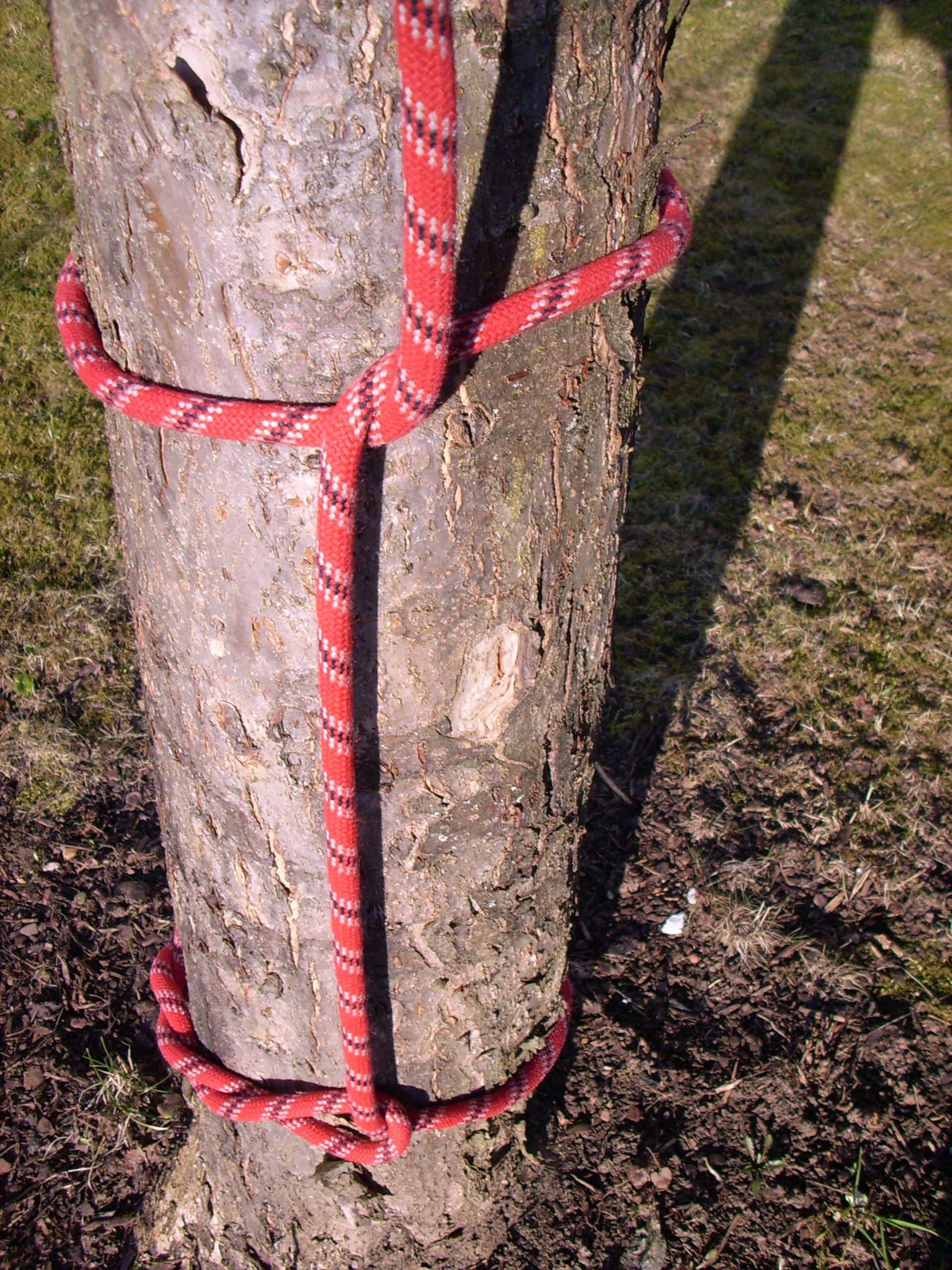
Удавка с полуштыками, Удавка со шлагом, узел Киллик, Killick hitch, Kelleg hitch, Timber Hitch and a Half Hitch. Профессиональный У. привязанный к камню может использоваться, как якорь. Переноска мачт[1].
[abok 176]
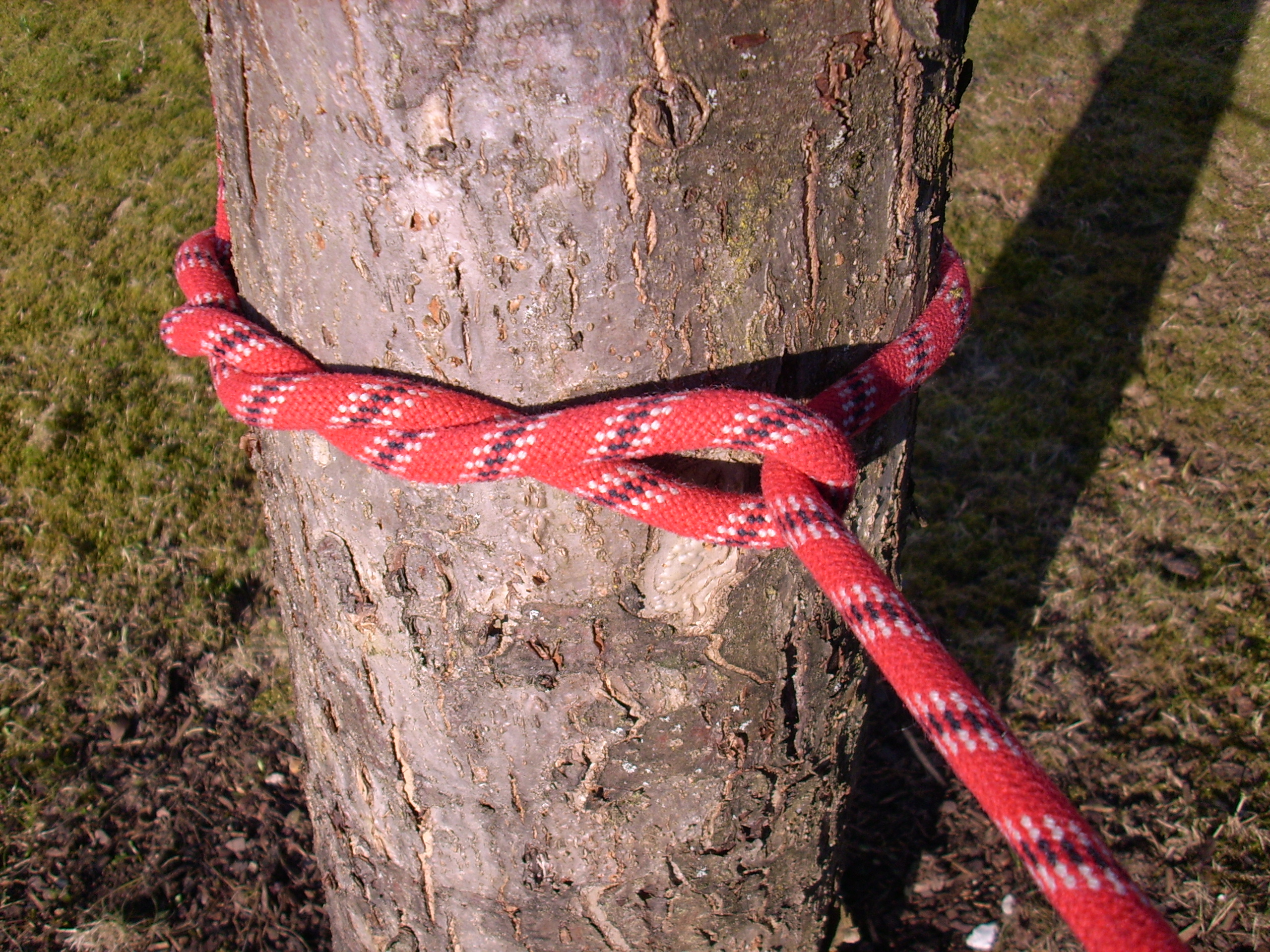
Удавка, лесной, бревенчатый. Профессиональный У. для переноски досок и пиломатериалов. Не затягивается и быстро ослабляется[1].
[abok 177][en 96]
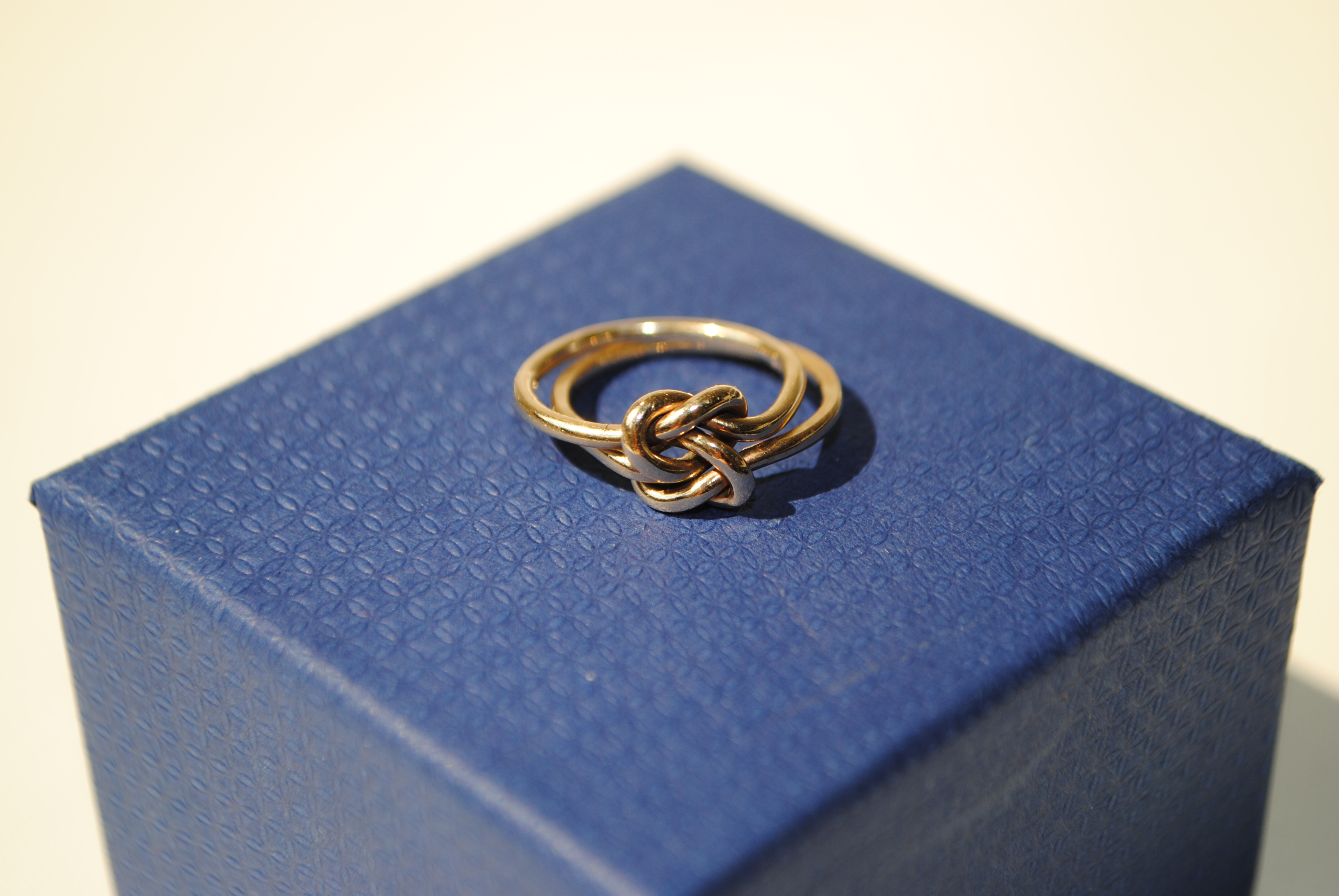
Узел истинной любви Декоративный симметричный узел[abok 178]
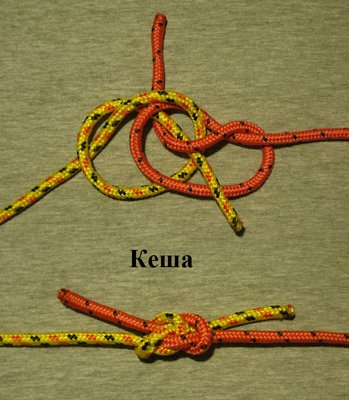
Узел Кеша
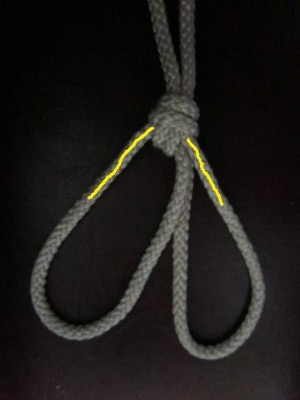
Узел Климовича[71] быстро вяжется, быстро развязывается, прочный.
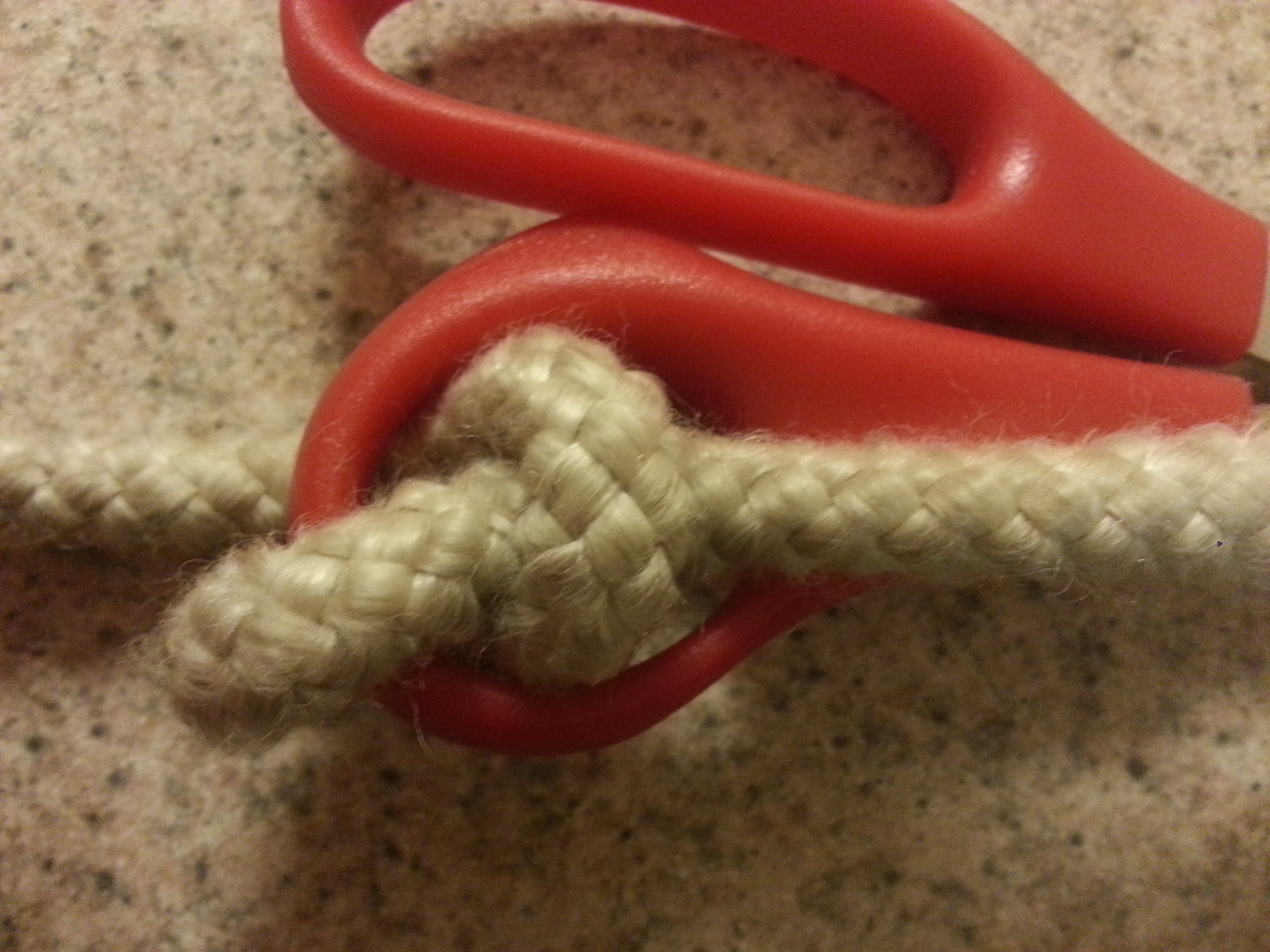
Узел Кнут[англ.][7]:102, Knute hitch. Крепит шнур или фал к предмету с небольшим отверстием[7].
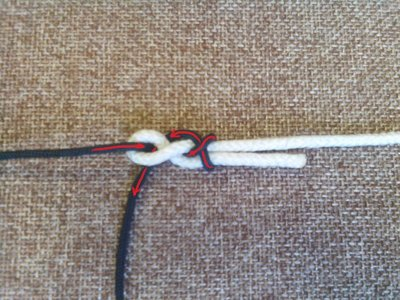
Узел компромисс[59] Надёжный и компактный. Вяжется как узел голдобина, но с небольшими изменениями.
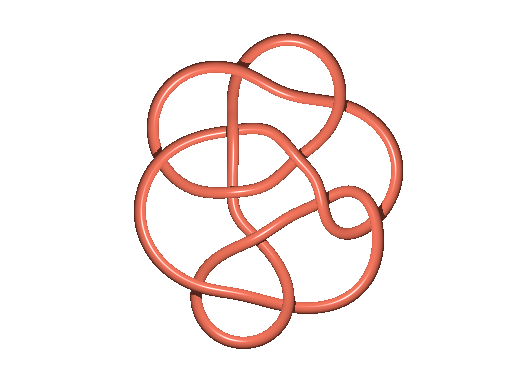
Узел Конвея, особый узел с 11 пересечениями, срезанность которого долгое время было нерешённой проблемой в теории узлов.
Узел Матасова[72] преимущественно для присоединения нитевидных материалов, включая синтетические лесы, вплоть до канатно-верёвочных изделии к предметам, либо друг к другу с упрощённой конструкцией узла и обеспеченной быстрой отдачей.
Узел Матасова-Бутейко с затягивающейся рабочей петлёй[73] надёжный У. с затягивающейся рабочей петлёй. У. применим во всех тех случаях, когда, возникает необходимость надёжно и быстро прикрепить канат к какому-либо предмету, особенно когда канат должен находиться под натяжением, а само прикрепление приходится производить в тяжёлых погодных условиях.
Узел Матасова для связывания нитевидных изделий[74] Изобретение относится к узловязанию и позволяет упростить конструкцию узла и обеспечить его быструю отдачу.
Узел для соединения нитевидных изделий[75] Изобретение относится к узловязанию и повышает надёжность соединения нитевидных изделий от нитей до тросов друг к другу в парусном спорте, туризме, при горноспасательных работах, а также в быту при связывании разного рода верёвок, шнуров, тесьм и т.д.
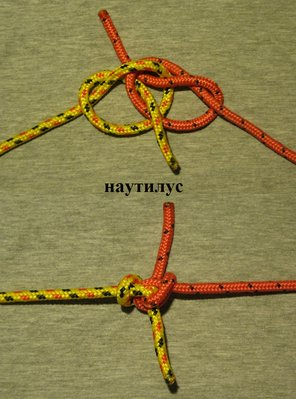
Узел наутилус
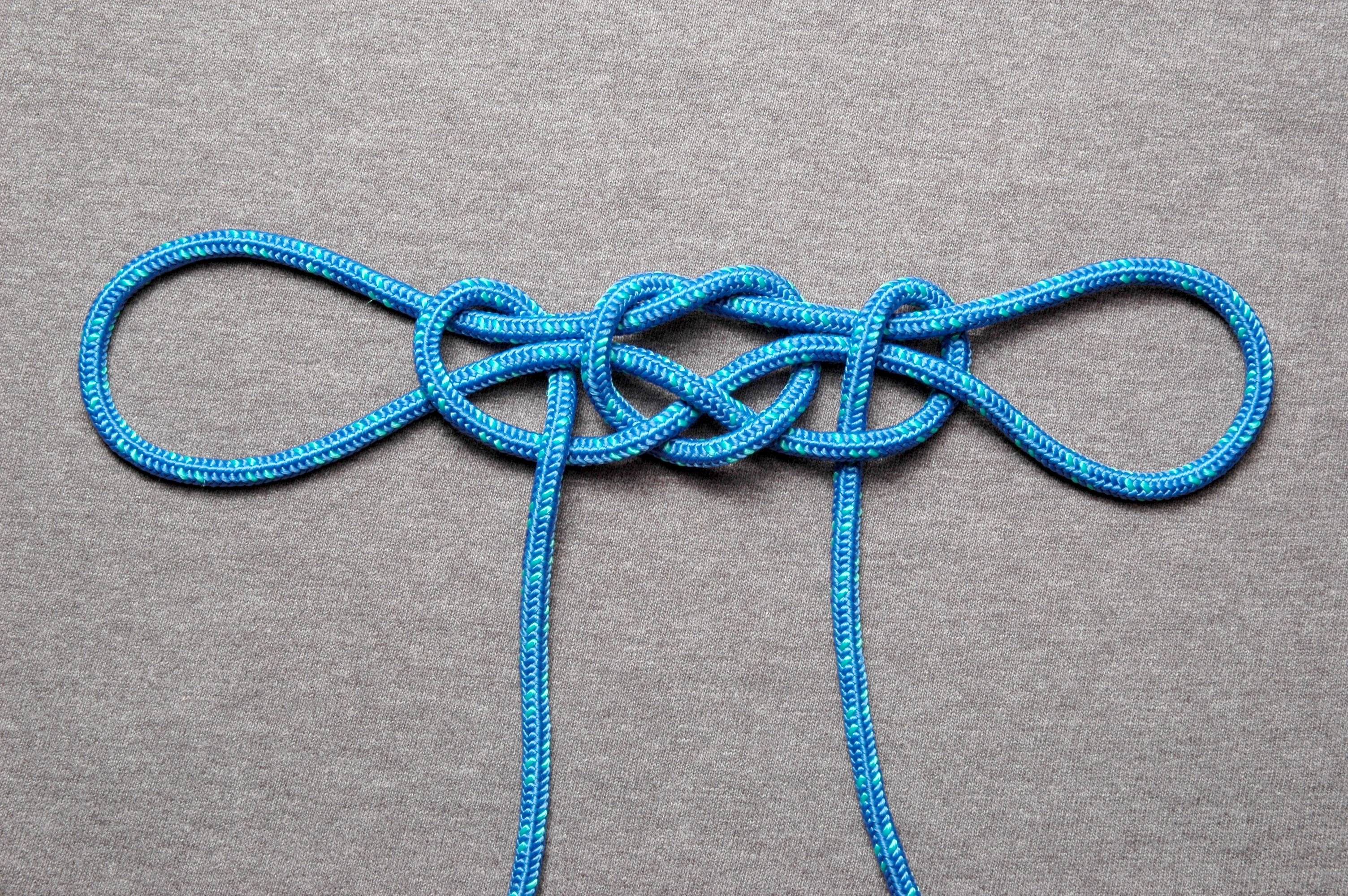
Узел пожарный стул[англ.][7]:206, Fireman's chair knot, Chair knot, Man-O-War Sheepshank. У. на середине троса часто путается с У тома дурака, но этот начинается с выбленочного У[1].
[abok 179]
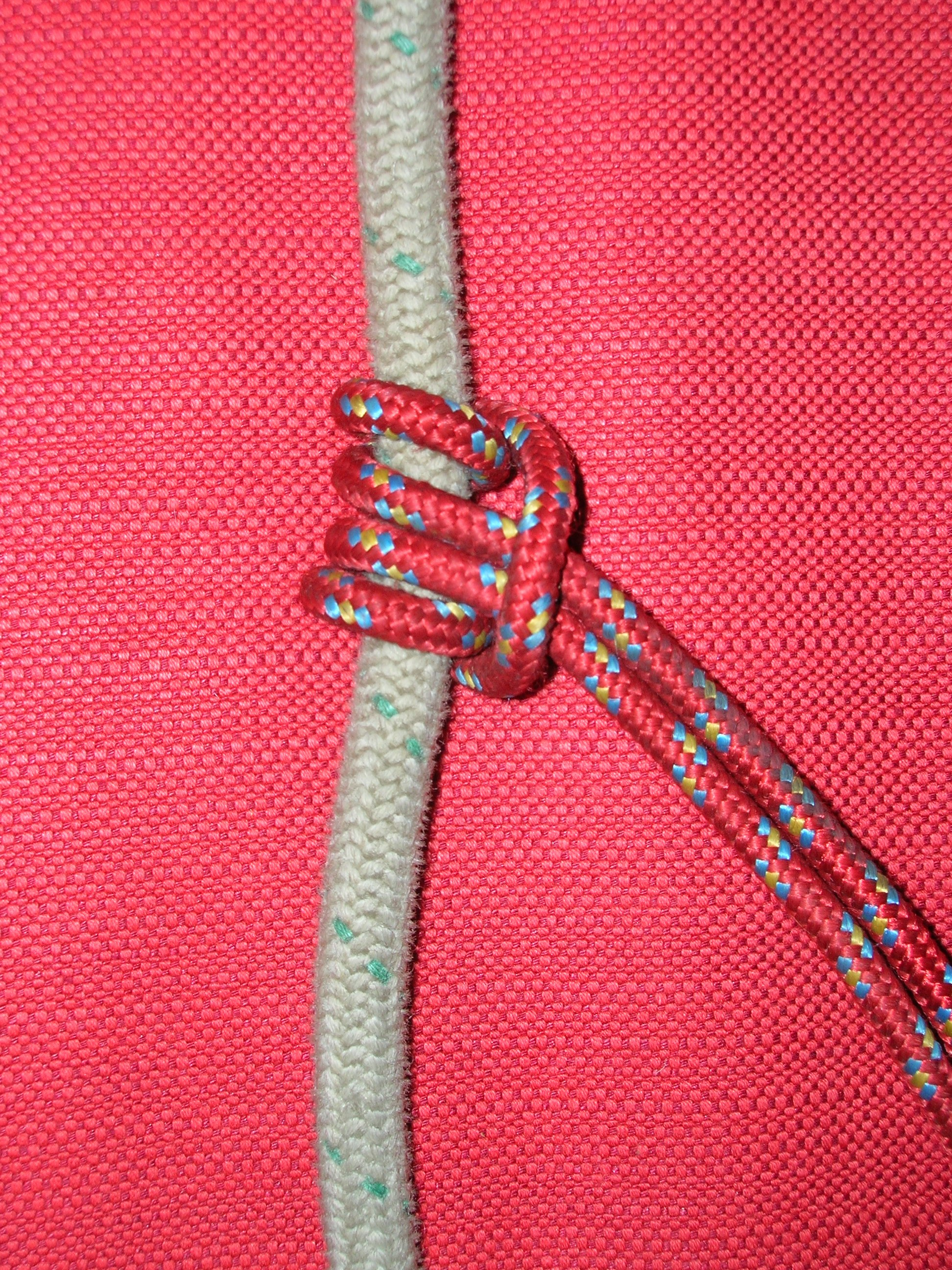
Узел Прусика Альпинистский схватывающий узел для подъёма по верёвке[abok 180][en 97]
Узел пчёлка[36], half hitch loop[76]. Наиболее известный энергопоглощающий У. внешне схож с У. Бабочка, Центральный, которые лишены амортизирующего эффекта.
Узел Руднева С.Ф. соединения конца троса с элементом такелажа[77] Изобретение для повышение надёжности узла и расширение технологических возможностей путём исключения перетирания троса в отверстии элемента такелажа.
Узел Светлана с незатягивающейся рабочей петлёй вариант 1[78], Ontario bowline[45]. Изобретение позволяет повысить надёжность и расширить технических  возможностей У. при соединении верёвок с предметами и одна с другой.
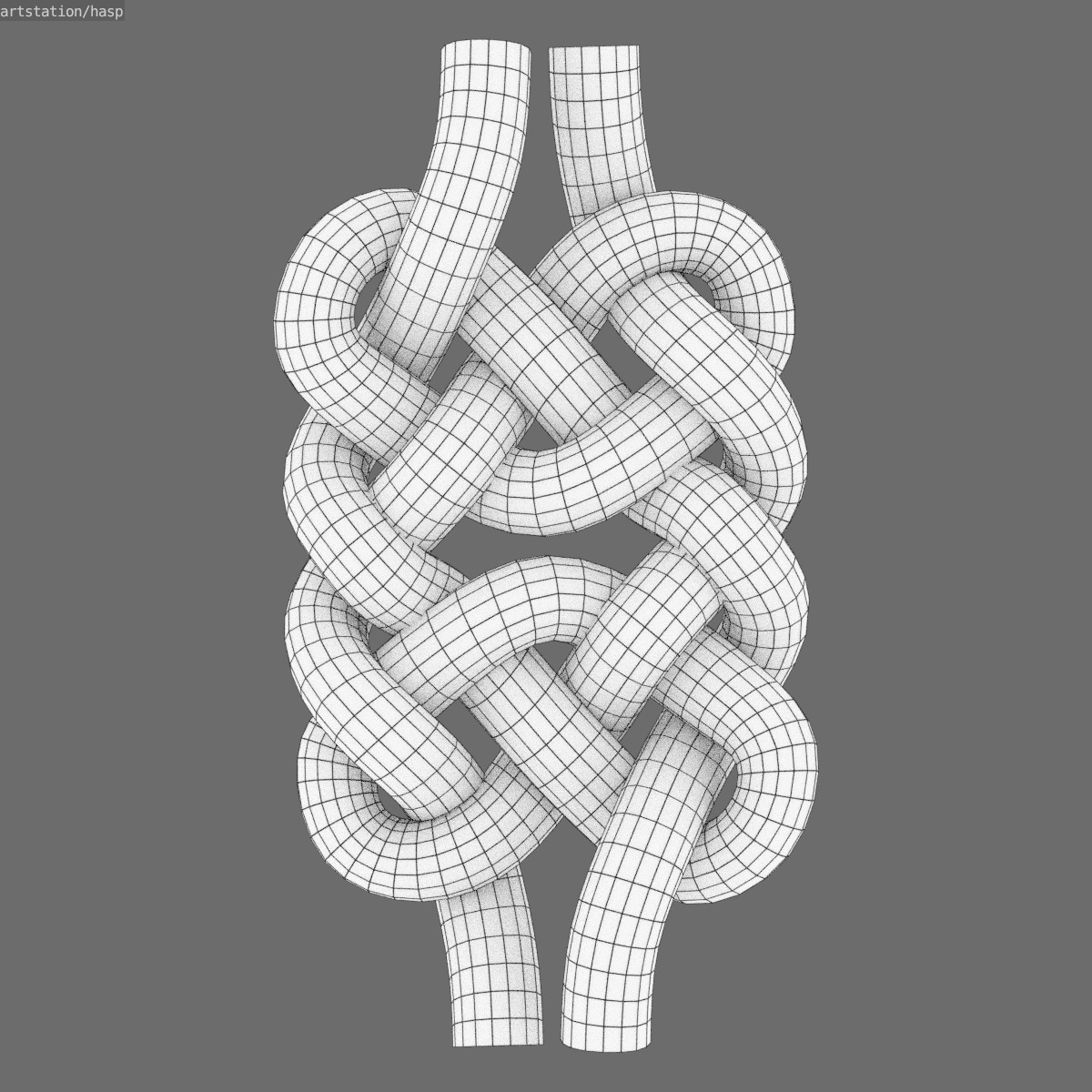
Узел супружества
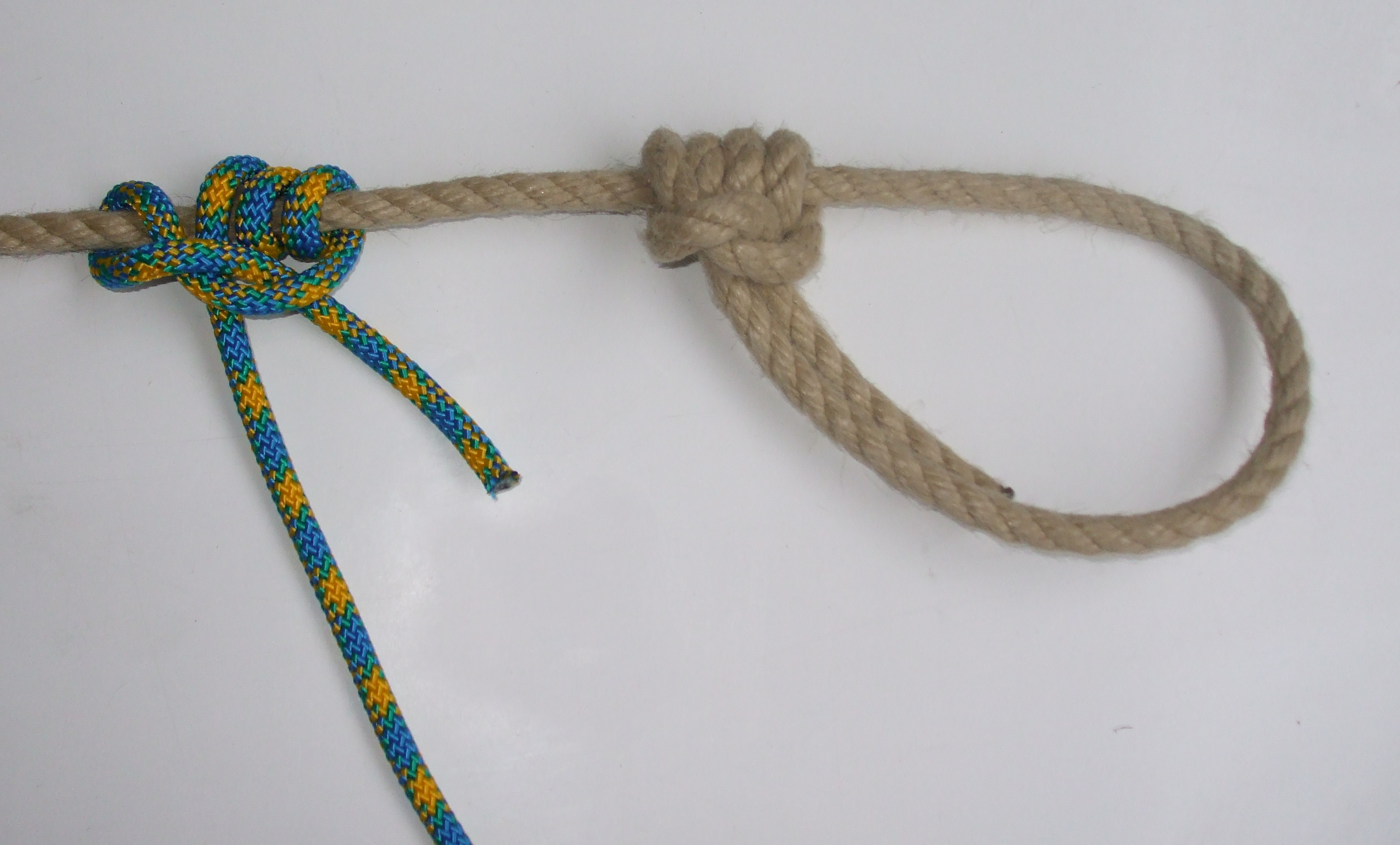
Узел Тарбака[англ.][7]:196, Tarbuck knot.
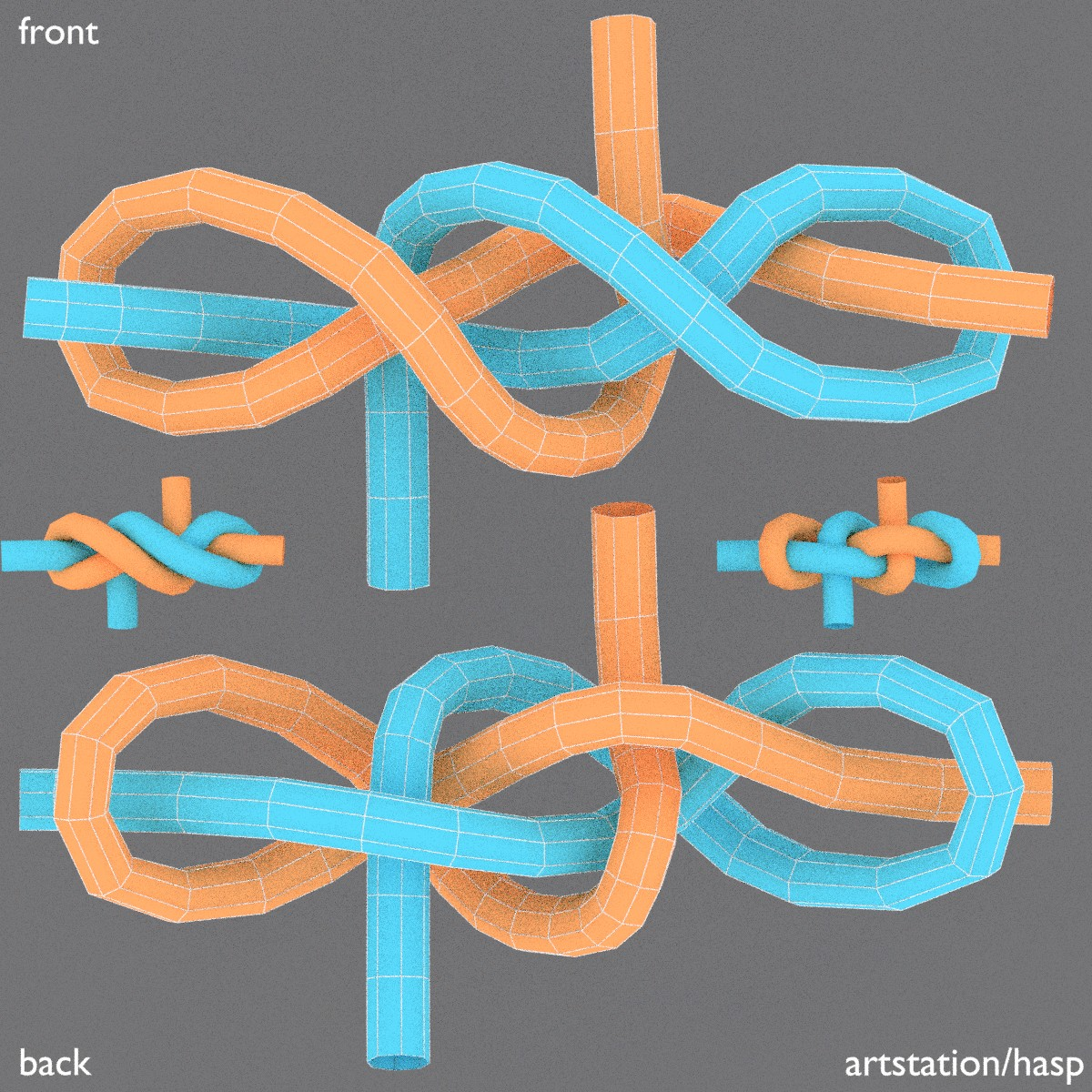
Узел трансформатор[79][59], symmetrical hawser bend #1[61]. Может принимать 3 вида соединения. У. затянутый за коренные концы, принимает компактную форму, после снятия нагрузки легко развязать. Если затянуть за ходовые концы, то получится лиановый У.
Узел Ширяева[80] Изобретение предназначено для связывания концов тросов, канатов, линей и может быть использовано в строительстве, морском деле, альпинизме и т,д.

### Ф

Фаловый узел Морской соединяющий узел[abok 181]
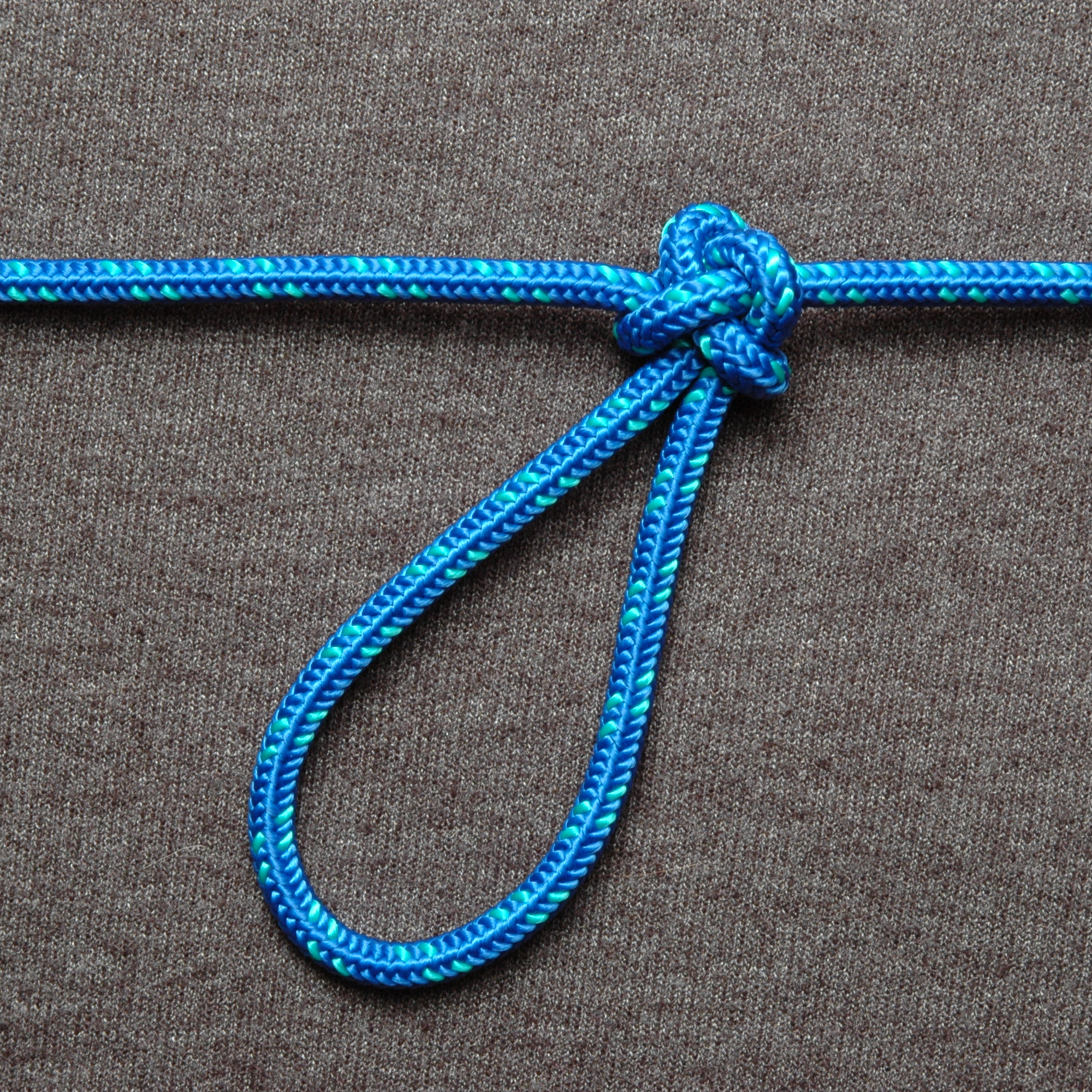
Фермерская петля[англ.][7]:183, Farmer's loop[1], Wireman's knot. Простая петля, используемая на фермах. Хорош во всём: прочность, износостойкость, скользкоустойчивость[1].
[abok 182]
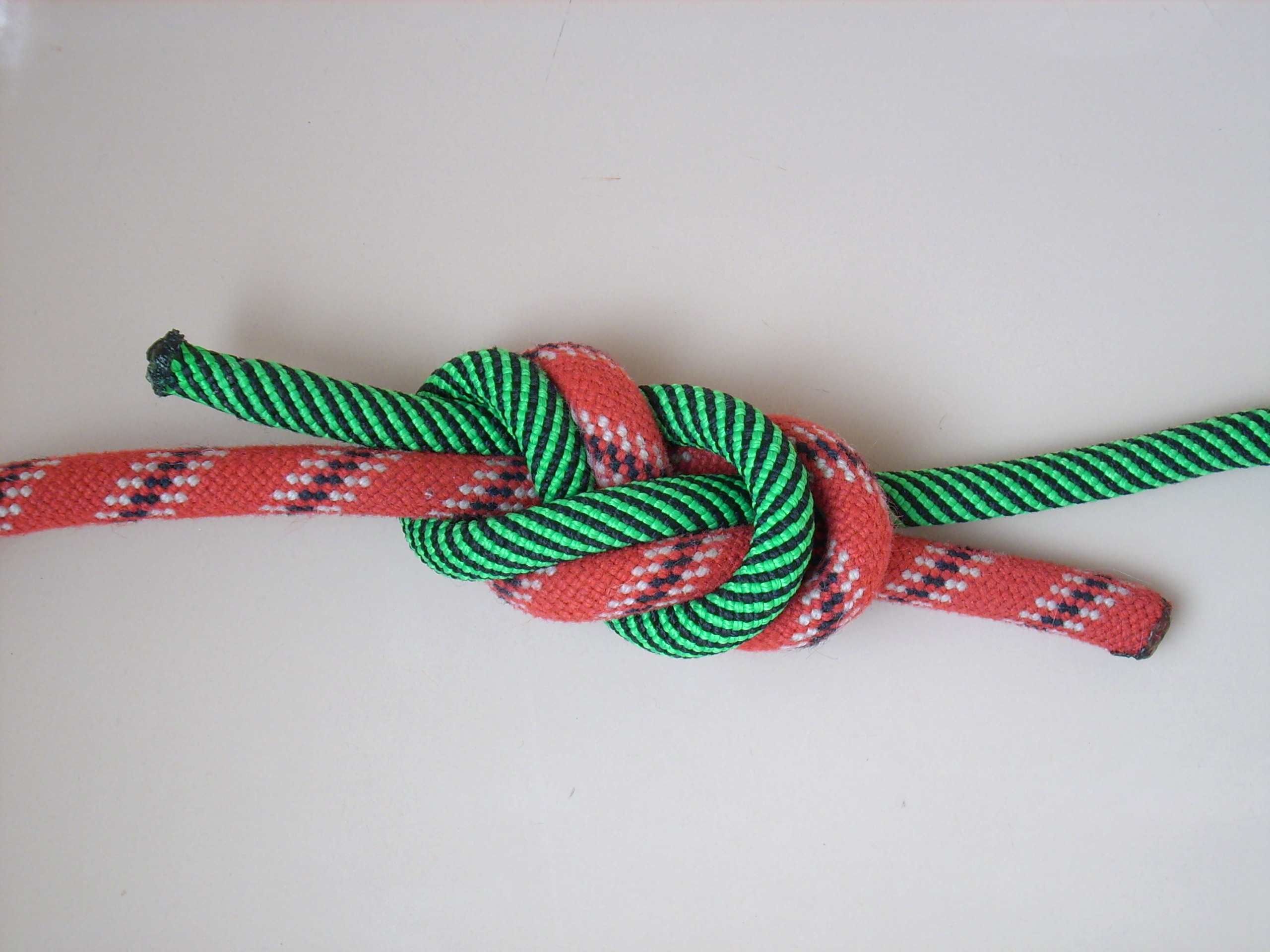
Фламандский узел, встречная восьмёрка. Связывательный штык, часто даваемый в узловых монографиях, но редко используемый. Громоздкий и занудно-завязываемый[1].
[abok 183][en 98]
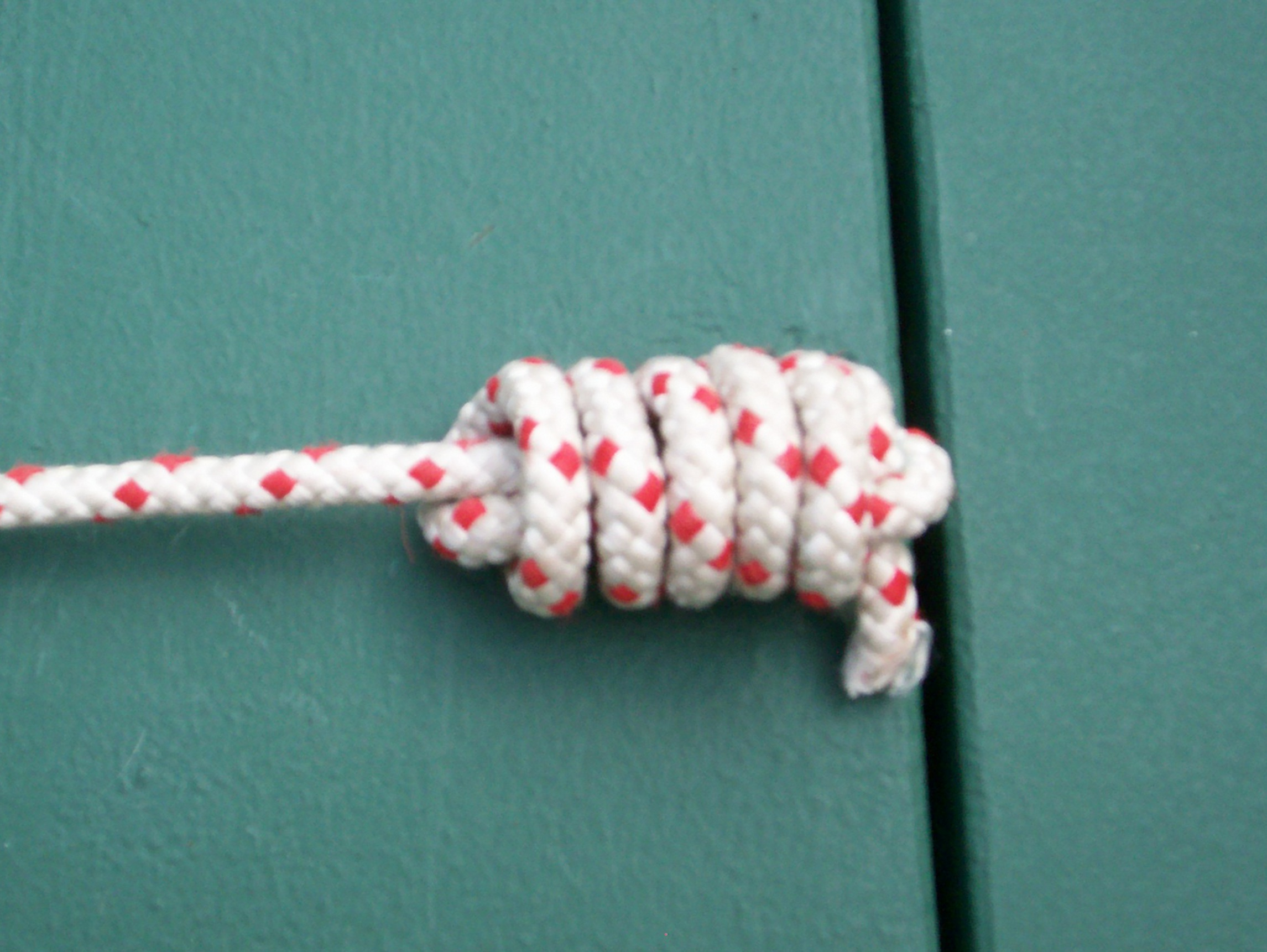
Францисканский узел, узел утяжеления конца троса, затягивающийся узел. Редкий У. для затыкания больших отверстий. Громоздкий[1].
[abok 184]
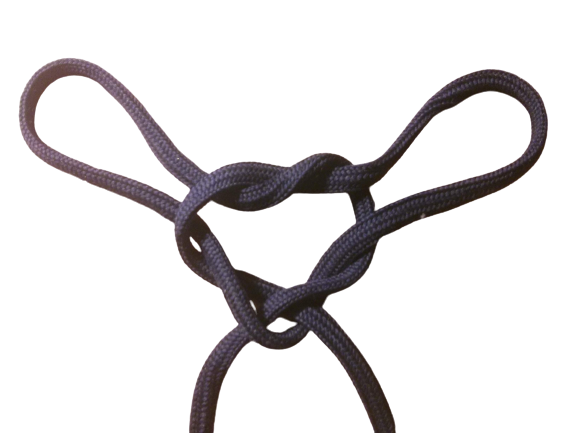
Французский топовый узел[4], french masthead[1]. У. на середине троса . Петли этого узла на топах мачт парусных кораблей служили для крепления бакштагов, которые ввязывали в них шкотовым У. Один У. одновременно крепил три снасти стоячего такелажа[4].
[abok 185]

### Х

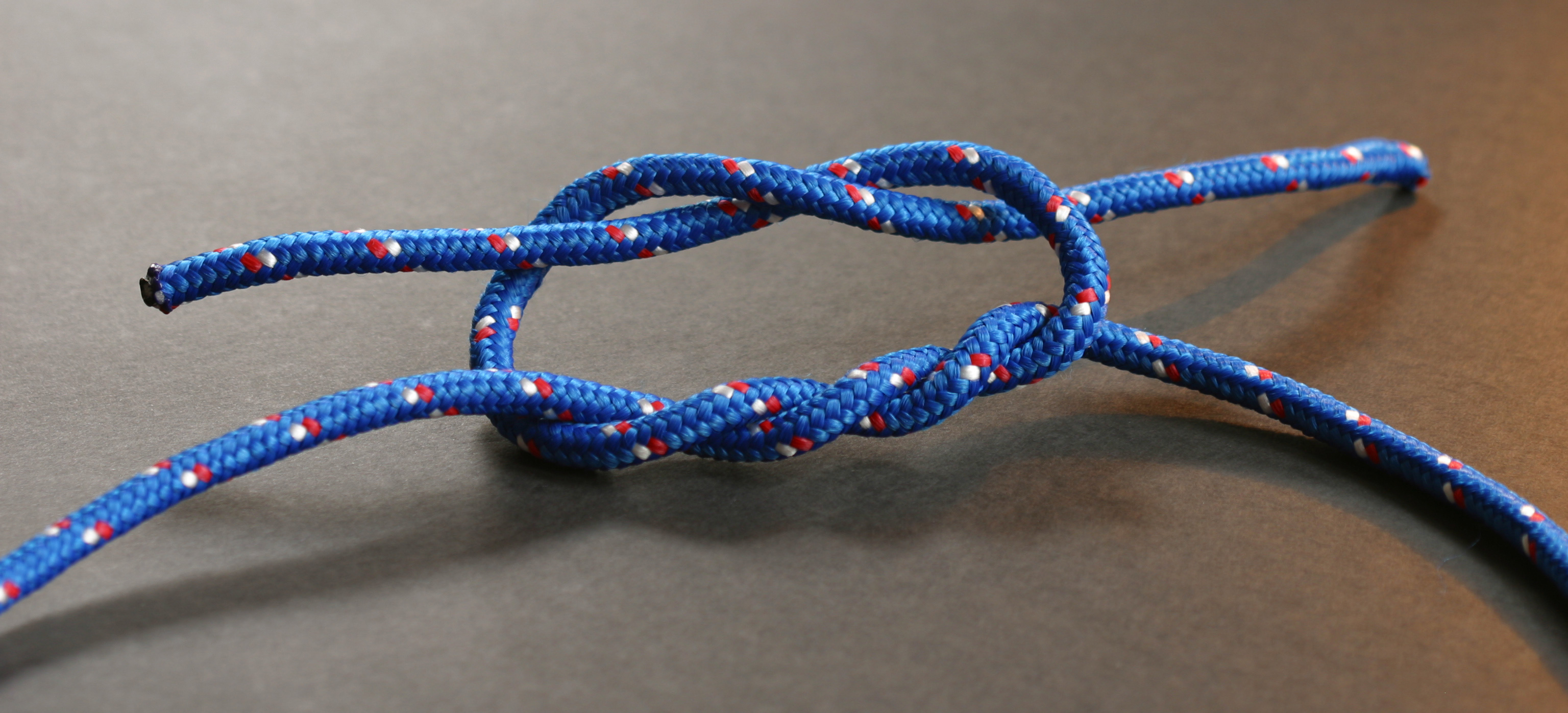
Хирургический узел Профессиональный У., который хирурги не называют хирургическим, а называют морским[1].
[abok 186][en 99]
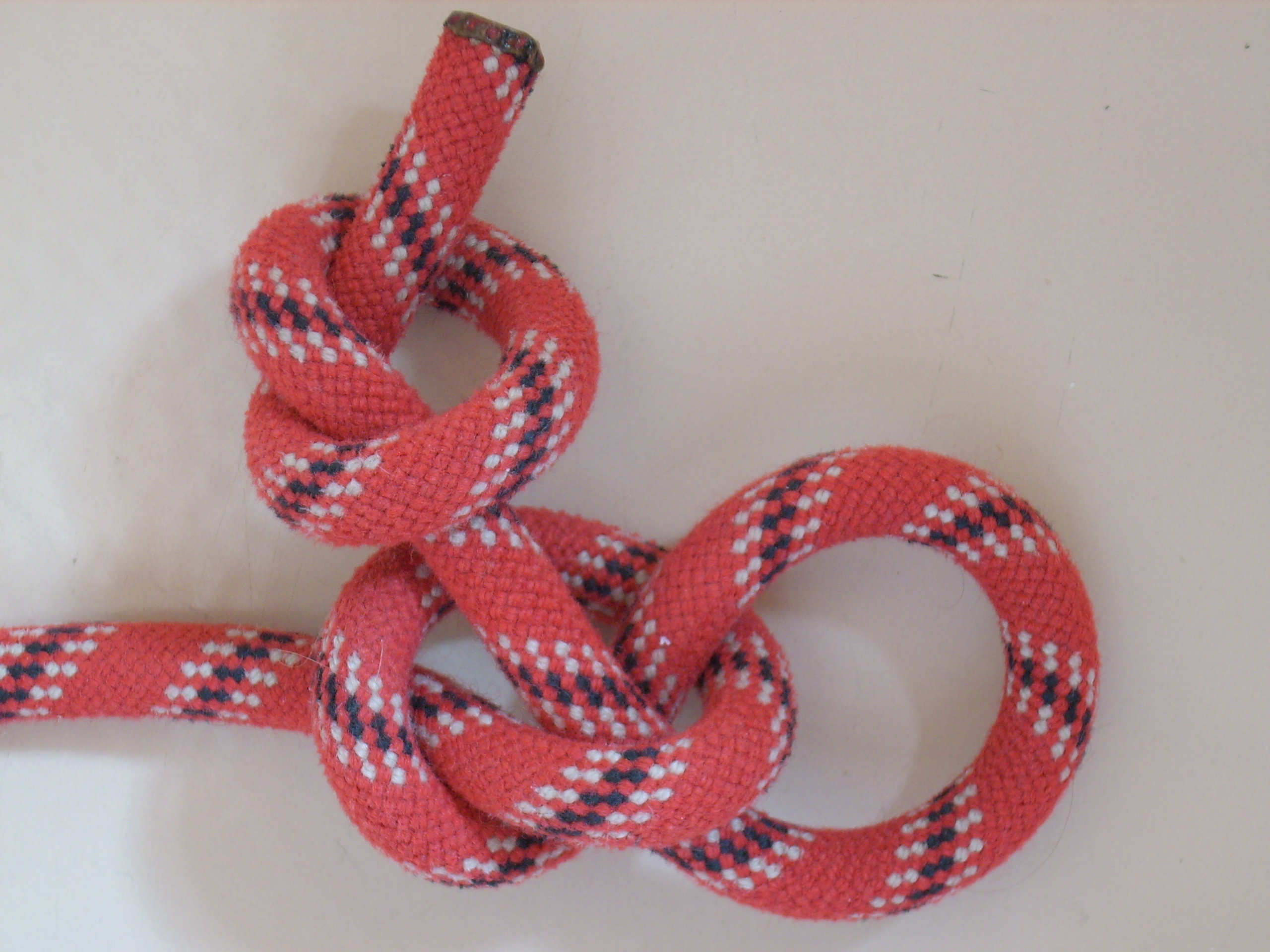
Хонда Профессиональный У. используемый веками аборигенами как минимум на 3х континентах. Самый старый У. в современности используется в луках[1].
[abok 187][en 100]

### Ч

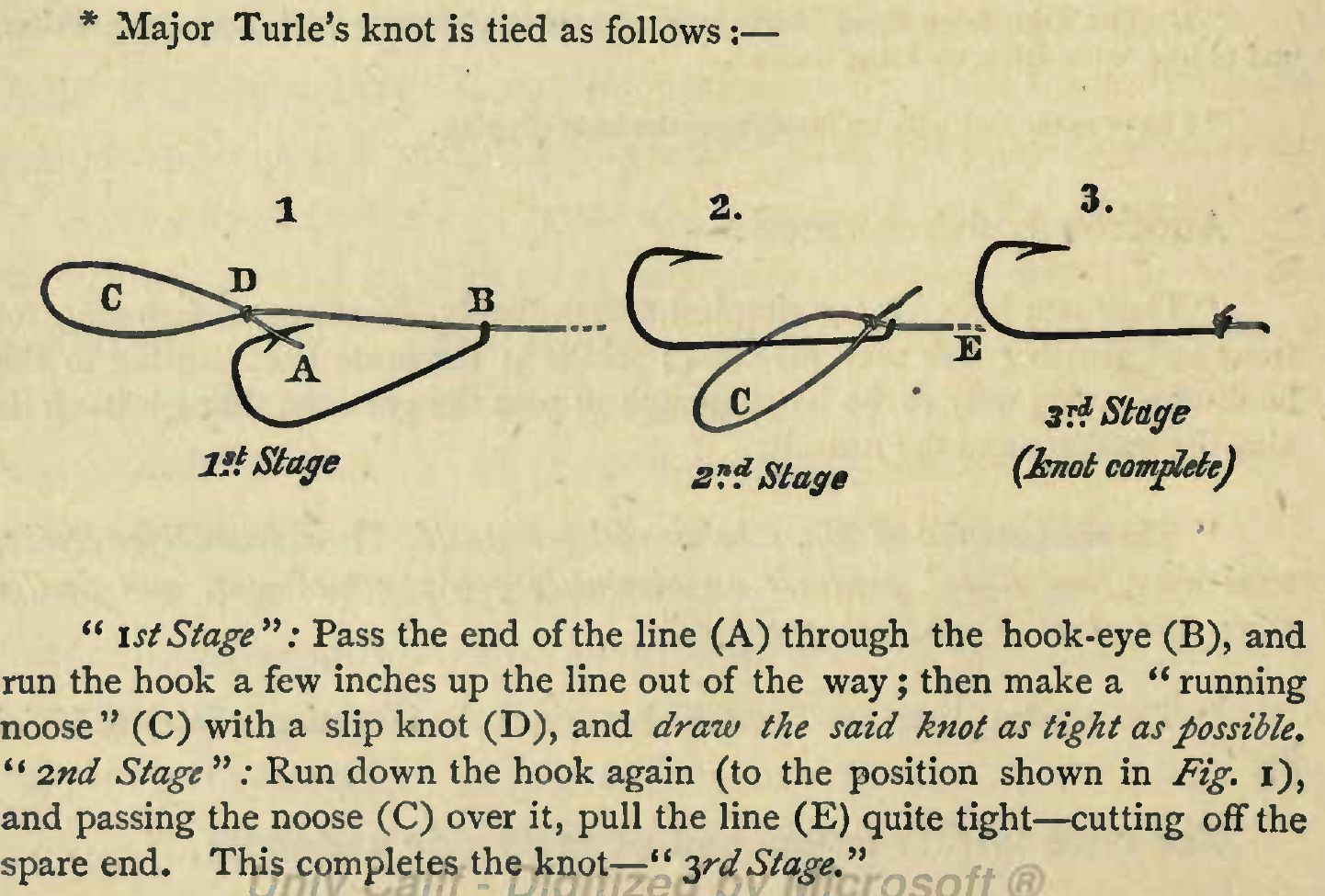
Черепаший узел, Узел Турле, Turle knot, Major Turle's Knot. Вариант узла для смещённого прикрепления под углом к крюкам и отверстиям.
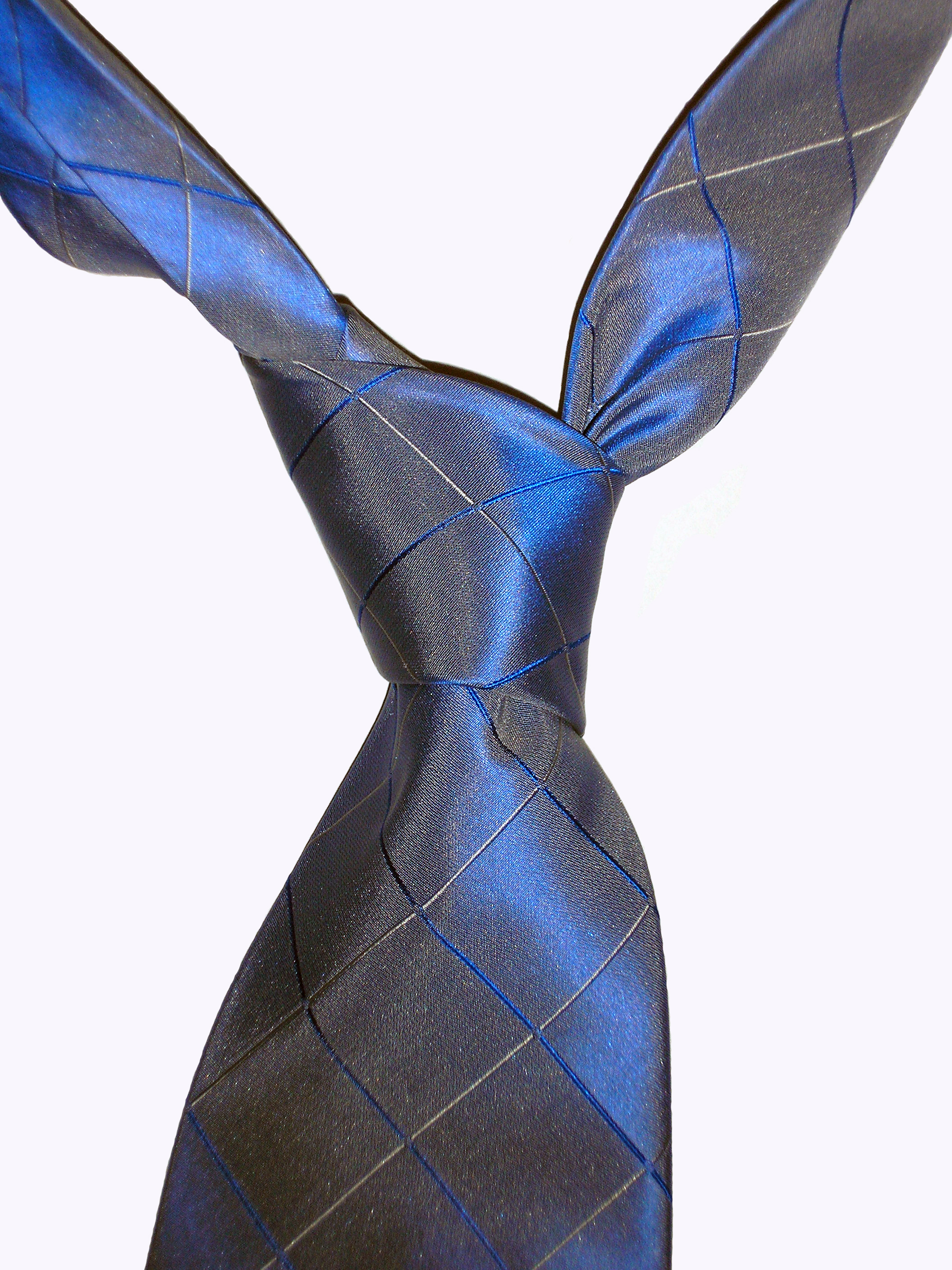
Четвёрка Галстучный узел
Четырёхпетельный узел, double three-ply knot. Симметричность и определённая витиеватость этого узла позволяют отнести его к разряду чисто декоративных узлов.

- Черепаший узел[англ.][23], Узел Турле[7]:114, Turle knot, Major Turle's Knot.
Вариант узла для смещённого прикрепления под углом к крюкам и отверстиям[7].
- Четвёрка
Галстучный узел[abok 188]
- Четырёхпетельный узел[4], double three-ply knot[1].
Симметричность и определённая витиеватость этого узла позволяют отнести его к разряду чисто декоративных узлов[4].
[abok 189]

### Ш

Шахтёрский узел Штык на мачте, который хорошо держит[1].
[abok 190][en 101]
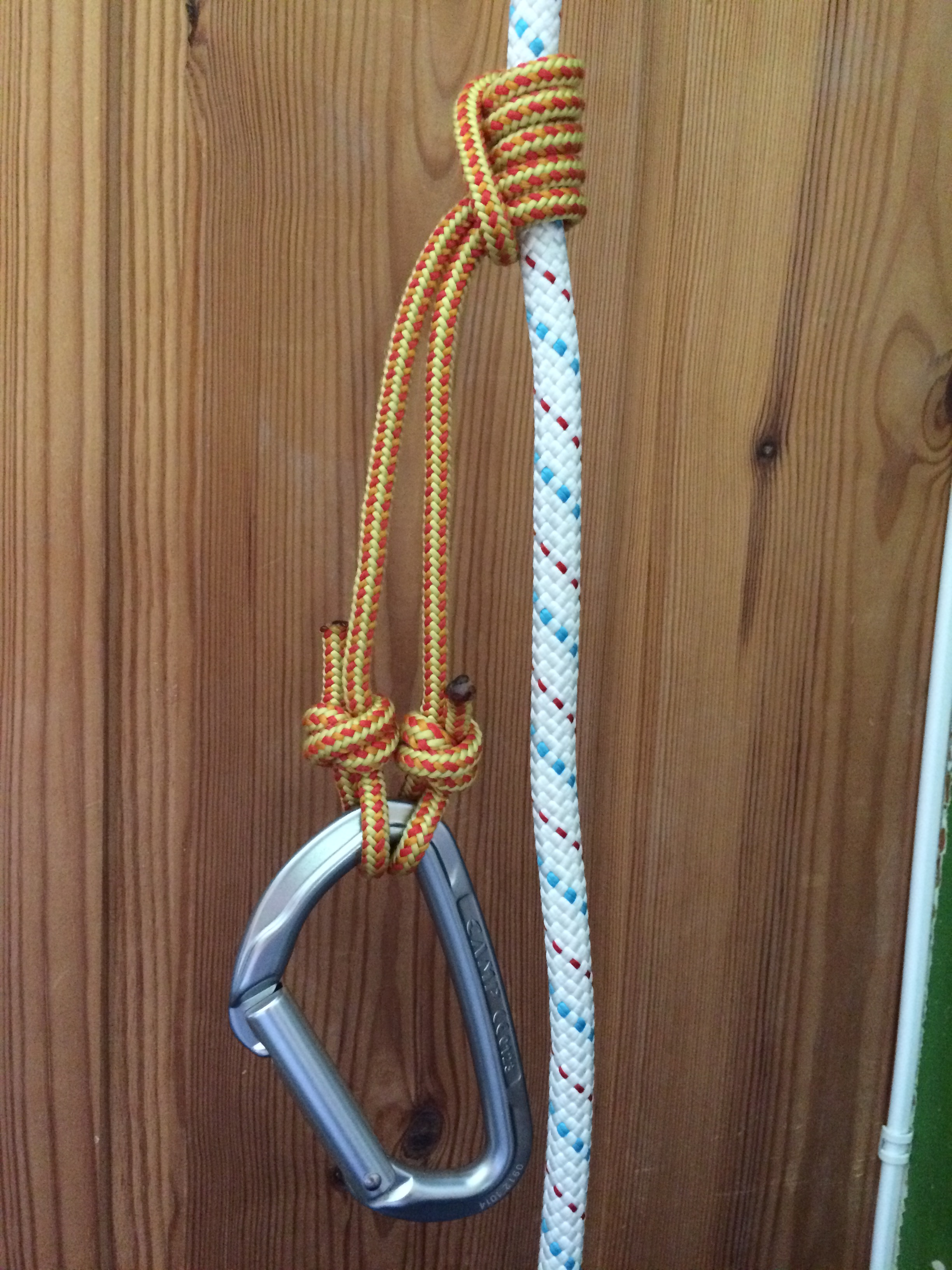
Швабиш Арбористский несимметричный схватывающий однонаправленный узел для подъёма по верёвке на дерево[abok 191][en 102]
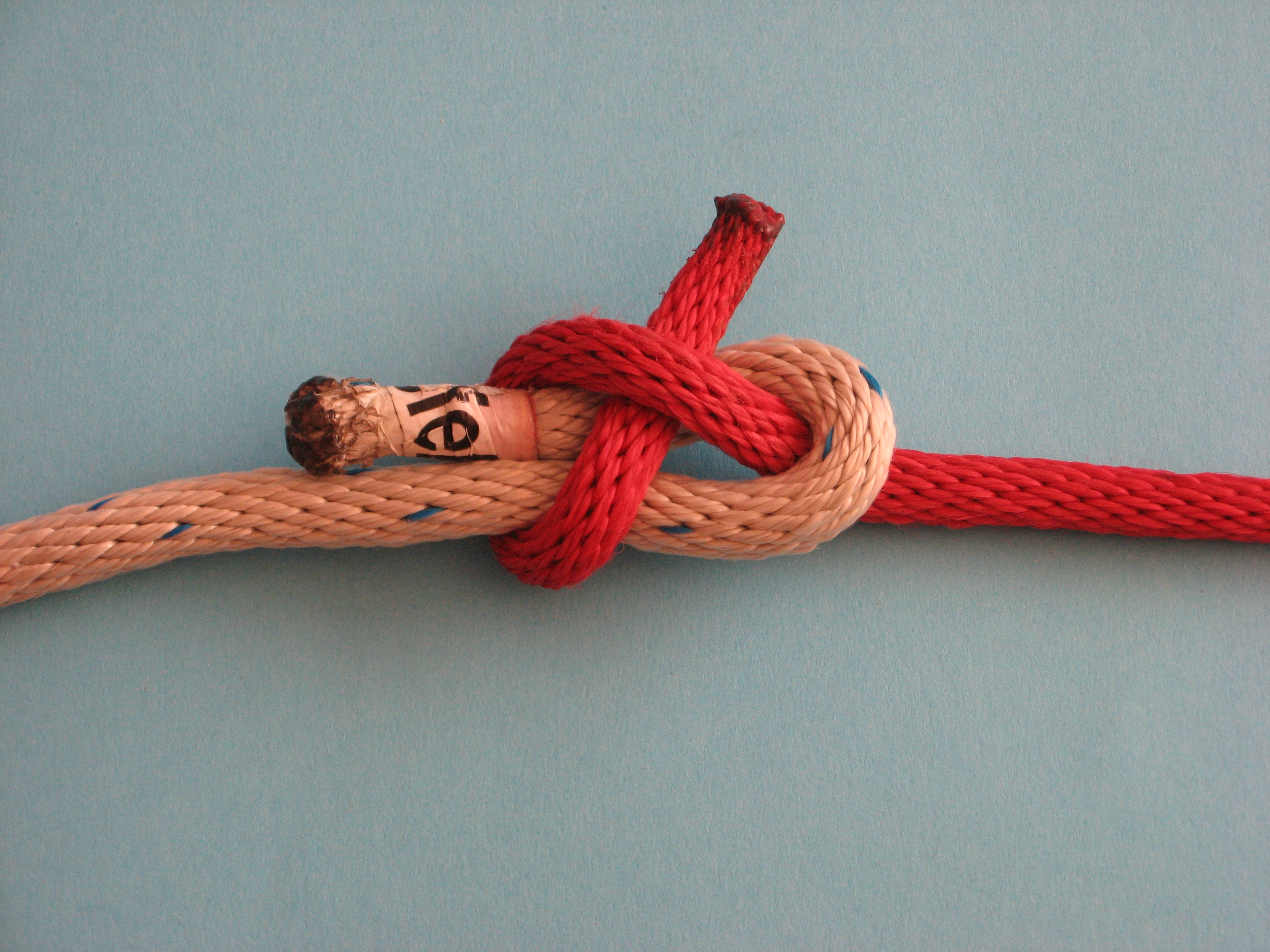
Шкотовый узел, ткацкий узел, сеточный (сетевой узел), флаговый узел, гачный узел. Профессиональный У. для соединения 2х тросов[1].
[abok 192][en 103]
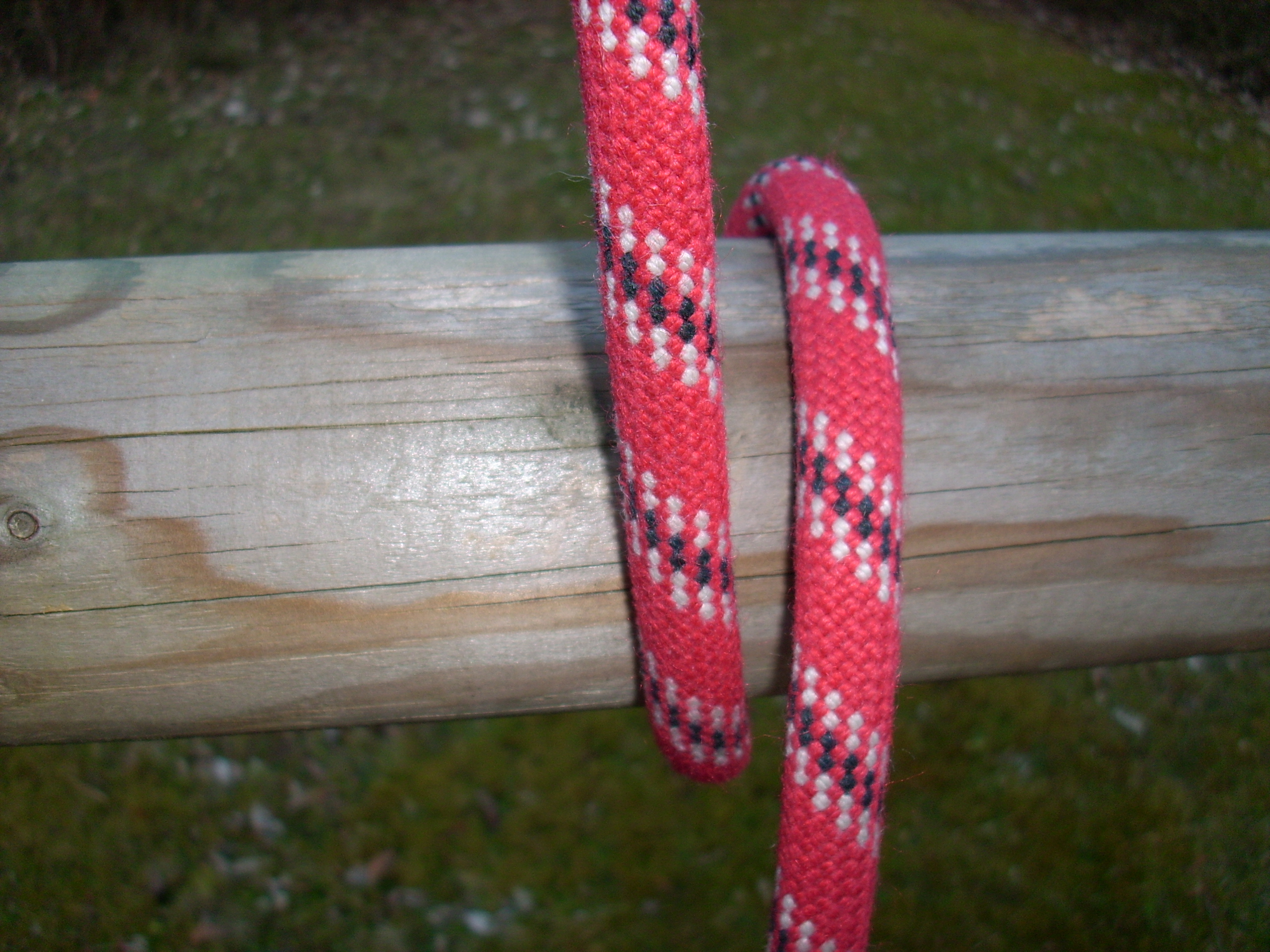
Шлаг Полный оборот верёвки, кольцо, элемент узлов
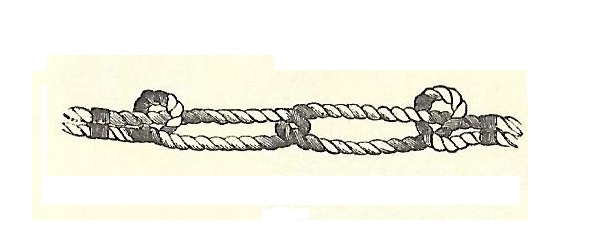
Штык своими концами[81], Half hitch and seizing[82].
[abok 193]
Штык чужими концами[81]
[abok 194]

### Щ

Щучий узел, Bowline with a bight. Двойная петля, вяжется на конце шкентеля, которая крепится к снасти.
Щучий узел Служит для прикрепления троса к предметам цилиндрической формы..

- Щучий узел[14], Bowline with a bight[1].
Двойная петля, вяжется на конце шкентеля, которая крепится к снасти[1].
[abok 195]
- Щучий узел[4]
Служит для прикрепления троса к предметам цилиндрической формы.[4]:56.

### Э

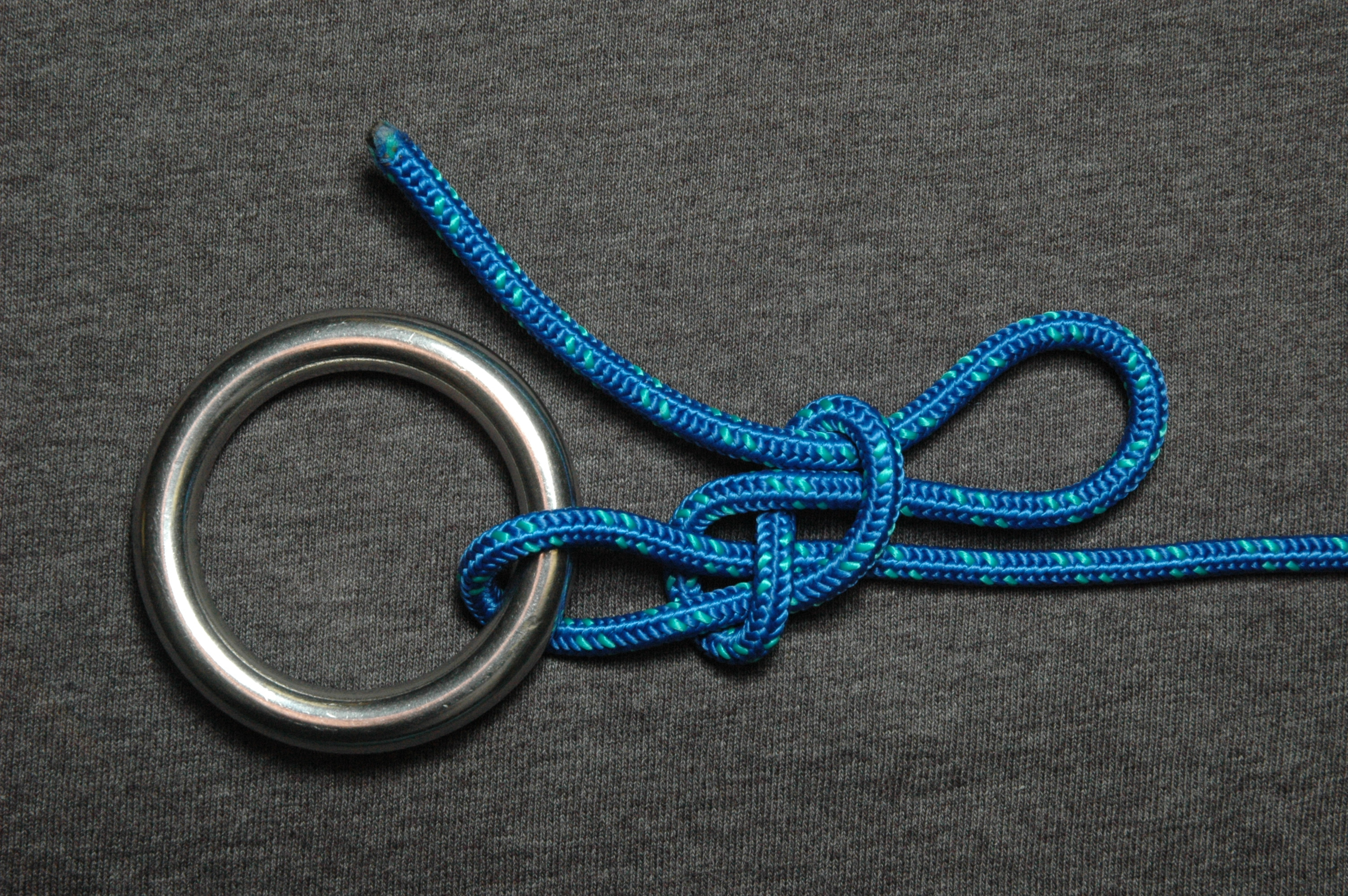
Эвенкийский узел Бытовой быстроразвязывающийся узел в северном оленеводстве, используемый для прикрепления верёвки к объекту[abok 196][en 104]
Эскимосская петля Простая петля, используется в основном рыболовами. Его ценность в том, что длина петли легко регулируема, после того как У. завязан[1].
[abok 197][en 105]
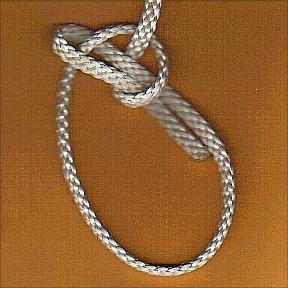
Эскимосский булинь Бытовой узел, образующий незатягивающуюся петлю на конце верёвки для привязывания оленей к саням[en 106]

### Ю

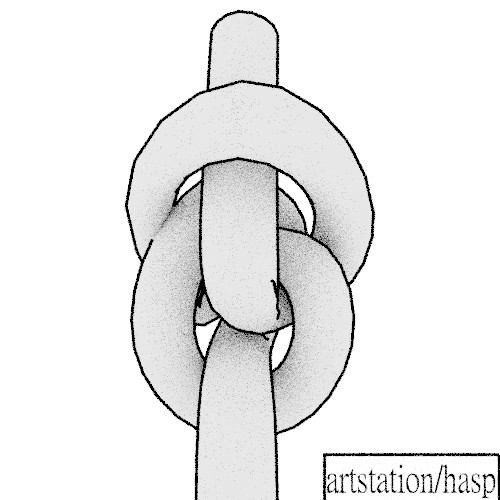
Юферсный узел Морской стопорный легко развязываемый узел, который предназначен для натягивания вант с помощью тросовых талрепов и юферсов. Мусинг на основе восьмёрки. Декоративный[abok 198][en 107]

## Бензели

Американская марка, American whipping[83]
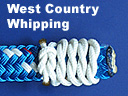
Западная марка (узел)[англ.][7]:43, West Country whipping[1][abok 199]
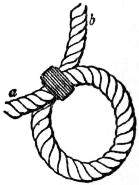
Коренной бензель[81], Turning in a Dead-Eye end up[84], Single or simple clinch[1], single throat seizing[1], pigtail and monkey's tail[1]. Морская свайка . Применяется в том случае, когда на середине троса необходимо образовать огон[81]:201. [abok 200]
Коронная марка, Crown whipping[85]
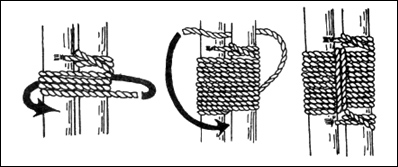
Круглый бензель с крыжом[21], прямой бензель[21][81] с крыжом, плоский бензель или найтов бензель[28]. С помощью этого бензеля заделывают коуши на вантах, фордунах, бакштагах, штагах и леерах, также для закрепления предохранительных сеток под бушпритом, ступеней шторм-трапов, блок-стропов и т. д.[10]:23
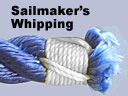
Марка с пробивкой[англ.], Sailmaker’s whipping[abok 201]
Португальская марка, Portuguese whipping[86]
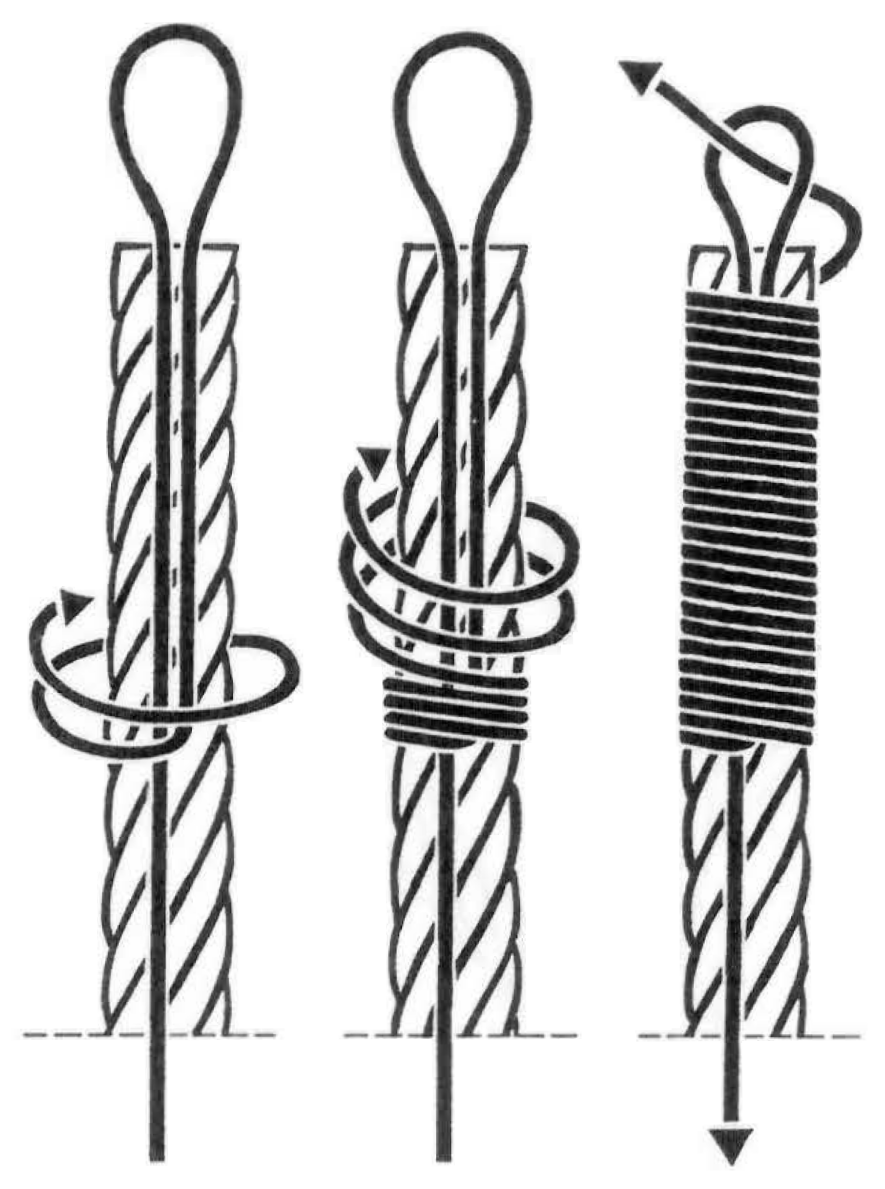
Простая марка[10], Common Whipping[1]. Морская свайка, вяжется наложением петли вдоль троса и шлагов вокруг этой петли[1]. Простую марку делают на концах тросов, предохраняя их от распускания; на концах прядей при сплеснивании тросов, изготовлении огонов, кнопов, мусингов и т. д. Кроме того, простую марку употребляют при разметке, разрубке тросов и для укрепления наложенной на трос трени[10]:22. [abok 202]
Самозатяжная марка[87], Sailor’s whipping[88]
Такелажная марка, Rigger’s whipping[89]
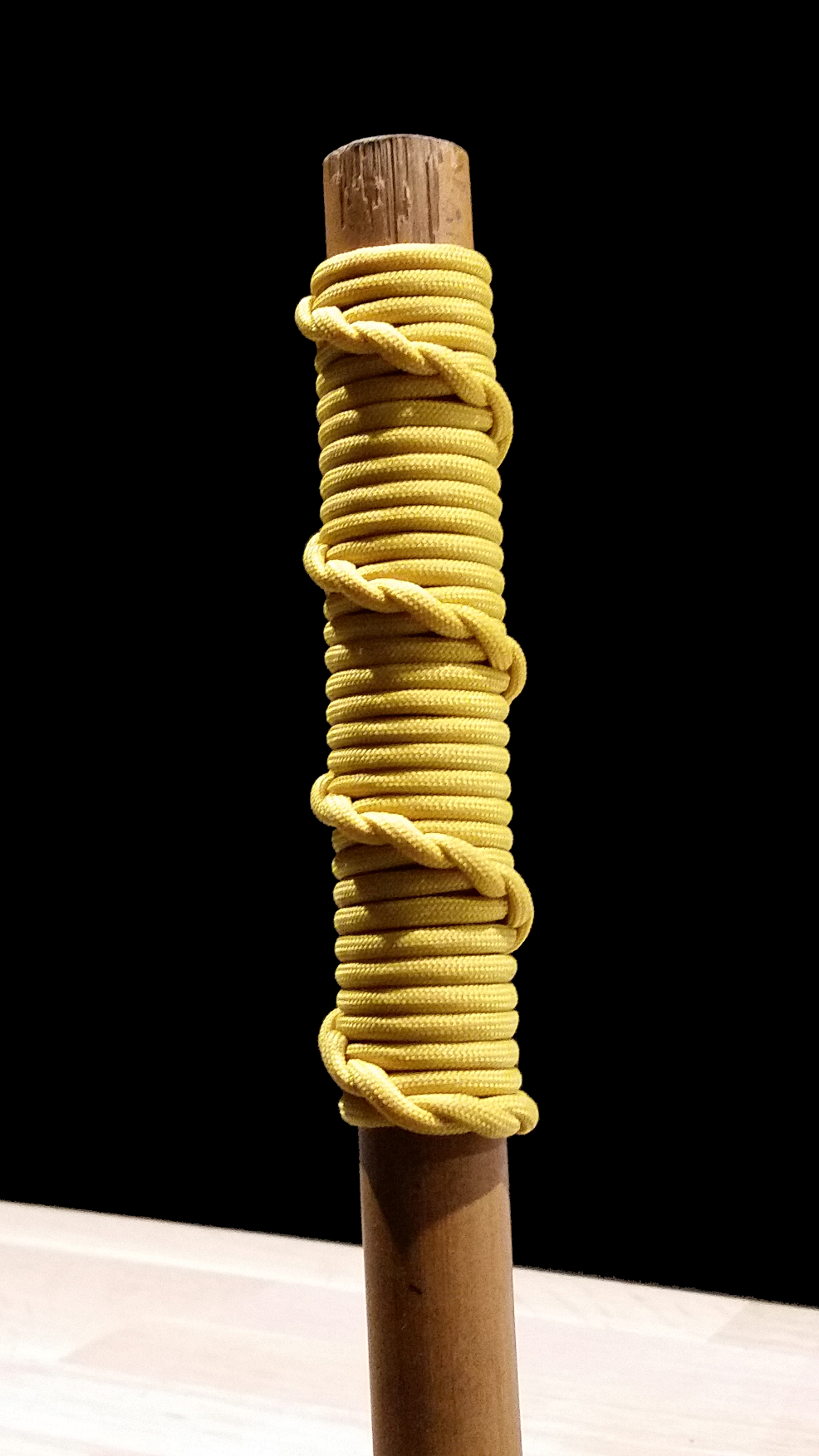
Французская марка, French whipping[1][abok 203]

## Кнопы

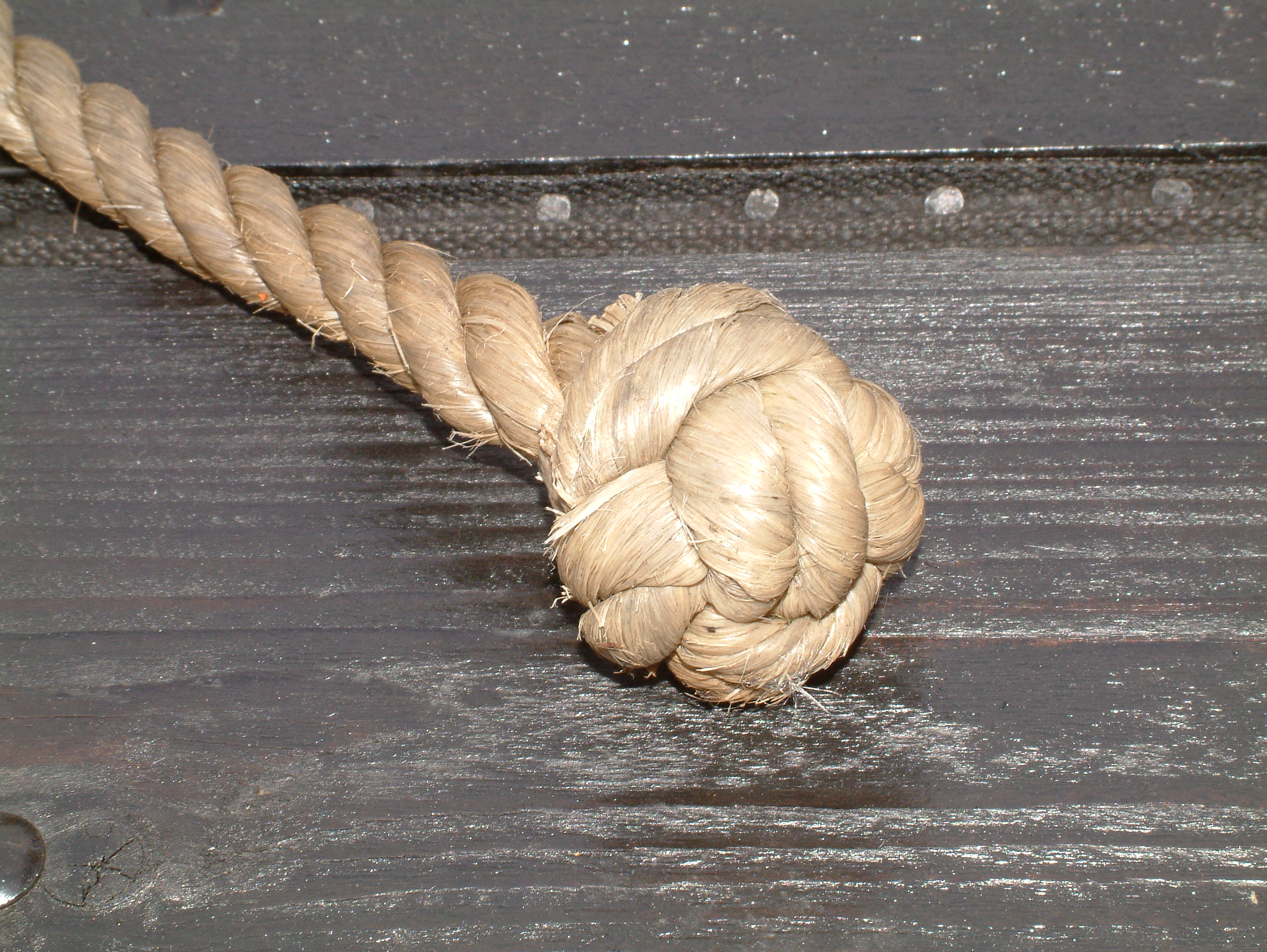
Кноп Многопрядная пуговица завязанная на руке из 3х прядей, которая тянет вперёд и выравнивает шкотовый угол прямого или нижнего квадратного паруса.
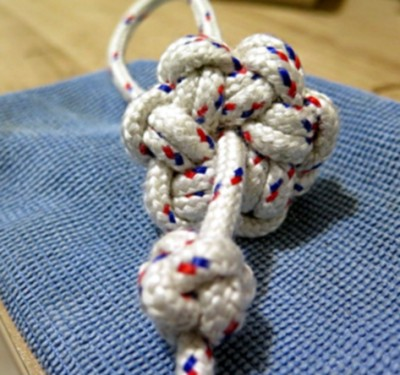
Кноп звезда, Star knot. У. турецкая голова, который многопрядный стопорный У.
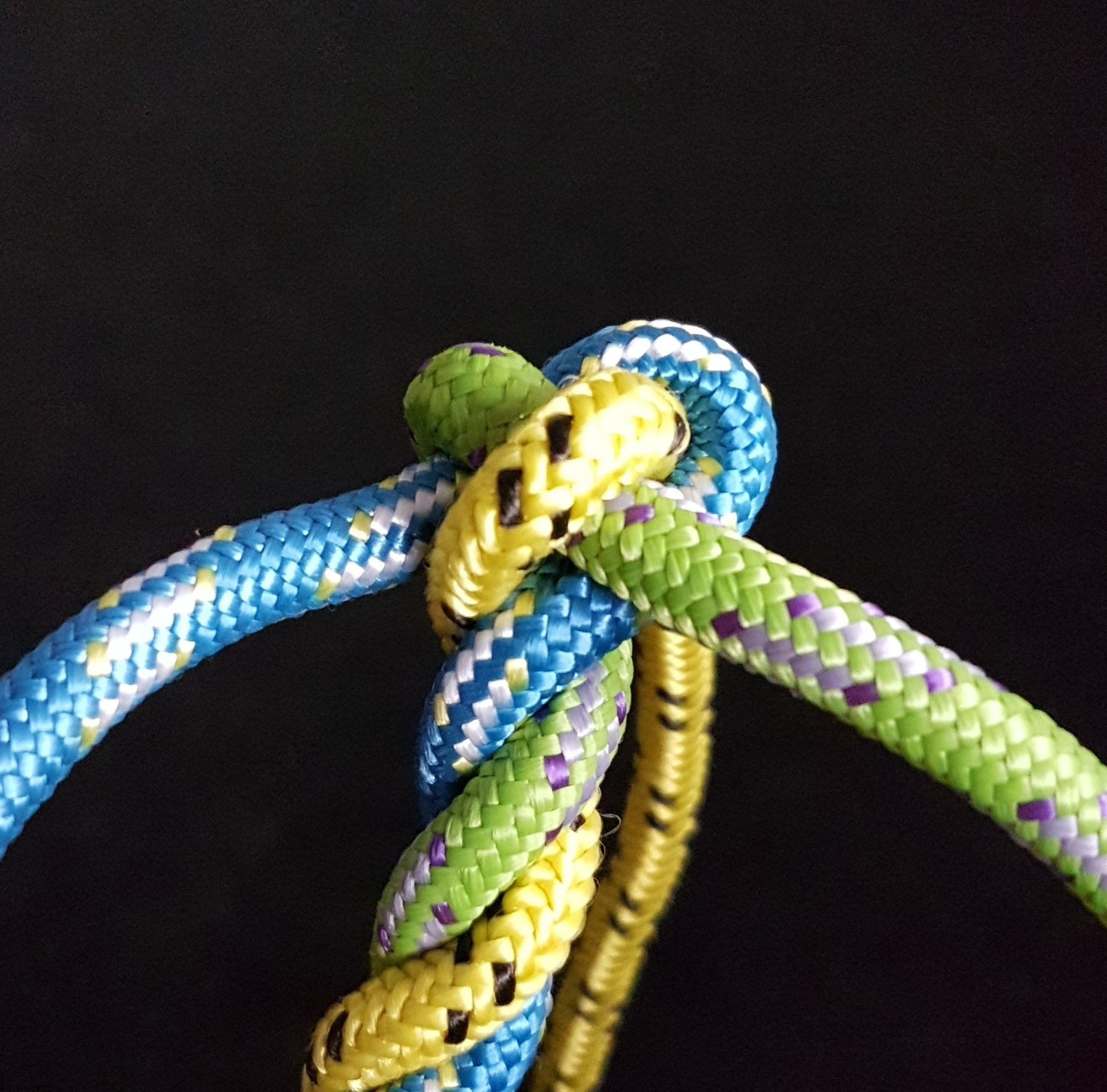
Крест (узел), Репка, Crown knot. Стопорный У. Крест выполняется па конце троса н предохраняет его от распускания. Кроме того, такой способ переплетения пряден применяют при изготовлении стопорного кнопа.
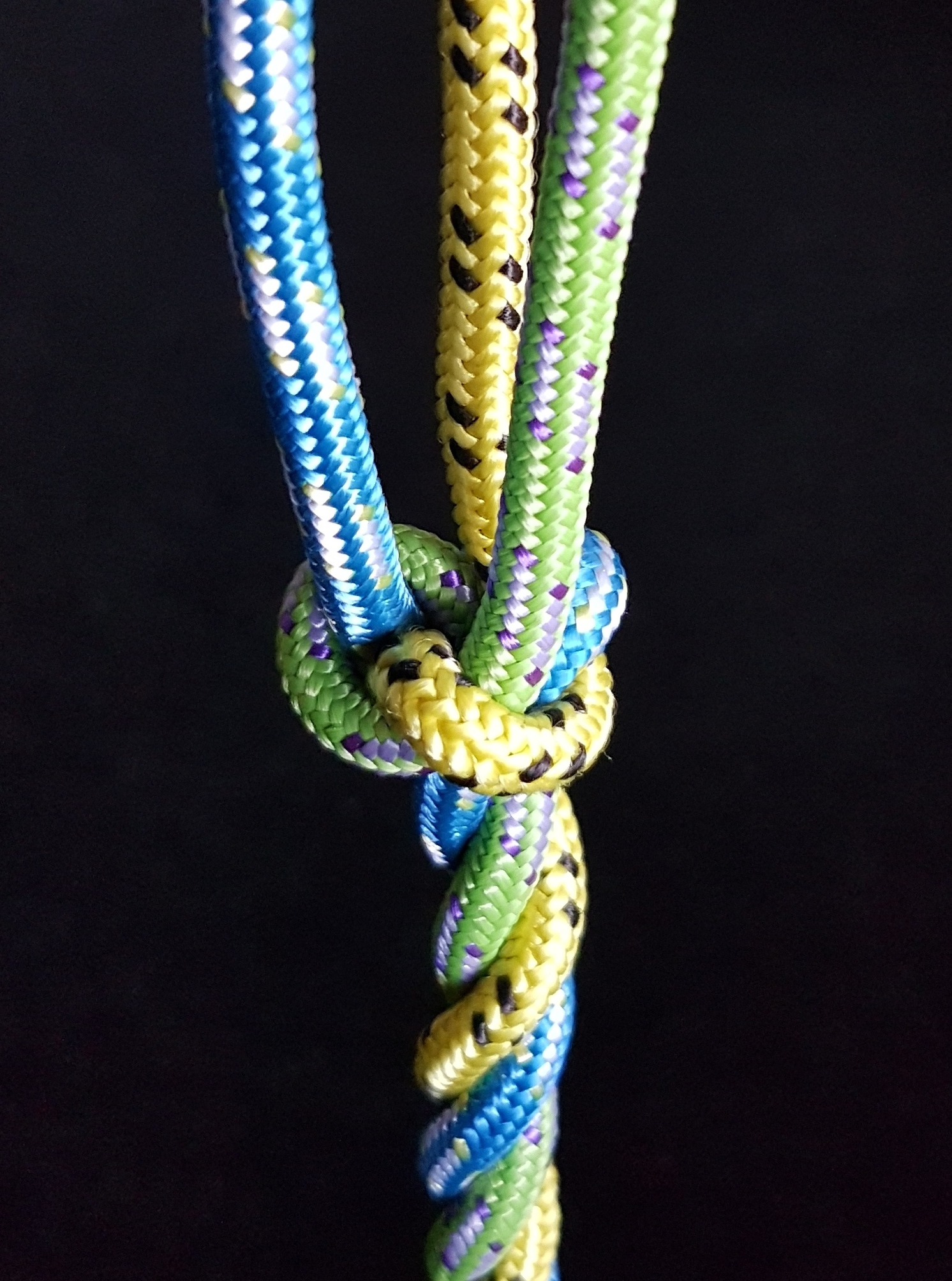
Полуколесо, Wall knot. Стопорный У. обратный У. крест.
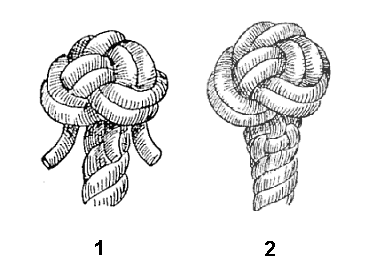
Стопорный кноп, Wall and crown knot, Manrope knot. Многопрядная пуговица завязанная на руке, вяжется на леерах. Предоставляет опору для залезания.
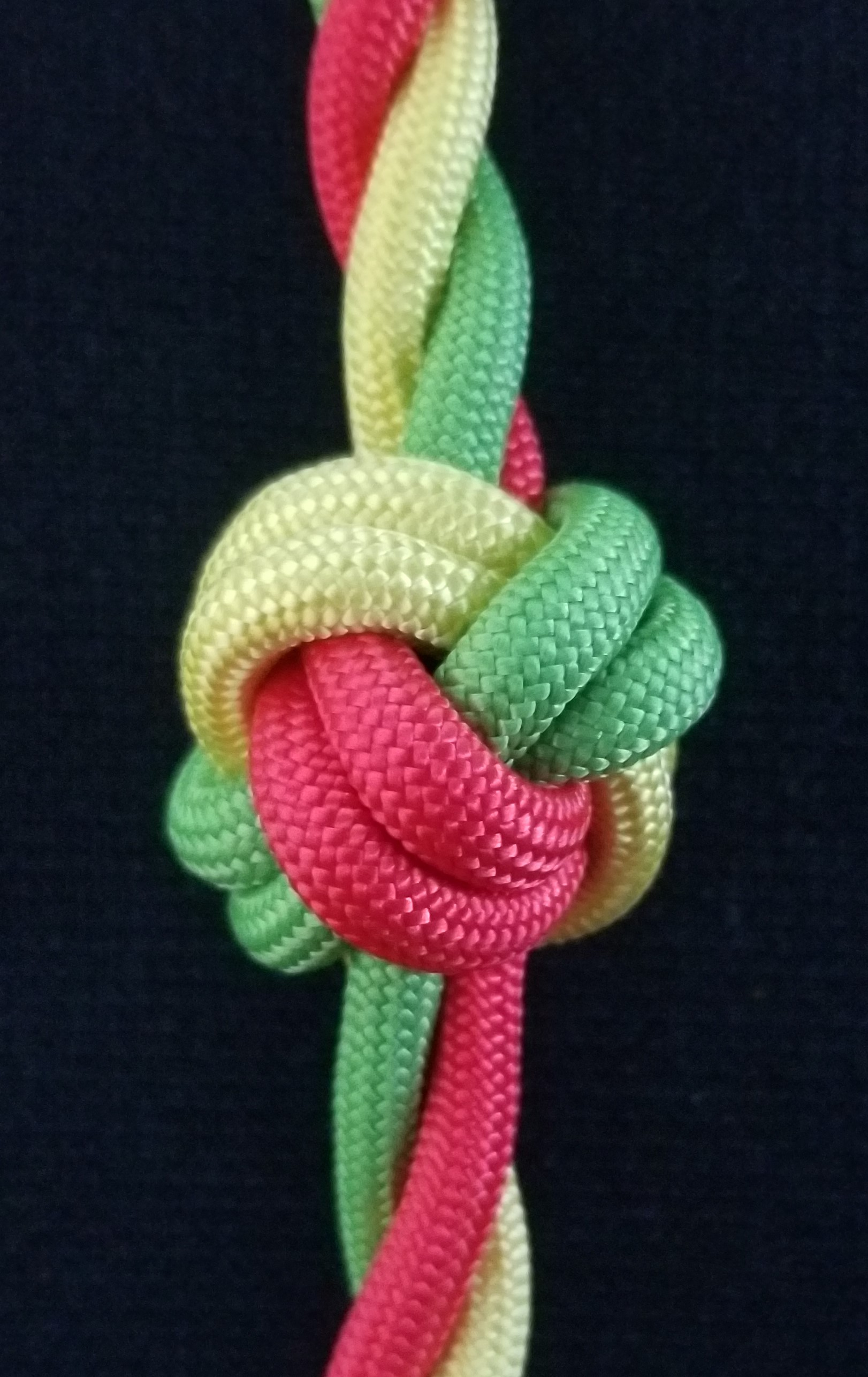
Талрепный кноп, double footrope knot делают на концах лопарей талей и тросовых талрепов. Кроме того, кноп находит применение при изготовлении шторм-трапов, фалрепов, шкентелей.

- Кноп
Многопрядная пуговица завязанная на руке из 3х прядей, которая тянет вперёд и выравнивает шкотовый угол прямого или нижнего квадратного паруса[1].
[abok 204][en 108]
- Кноп звезда[90], Star knot[1].
У. турецкая голова, который многопрядный стопорный У[1].
[abok 205]
- Крест (узел)[нем.][10], Репка[5], Crown knot[1].
Стопорный У. Крест выполняется па конце троса н предохраняет его от распускания. Кроме того, такой способ переплетения пряден применяют при изготовлении стопорного кнопа[10]:34.
[abok 206]
- Полуколесо[нем.][5][10], Wall knot[1].
Стопорный У. обратный У. крест[1].
[abok 207]
- Стопорный кноп[5], Wall and crown knot[1], Manrope knot[1].
Многопрядная пуговица завязанная на руке, вяжется на леерах. Предоставляет опору для залезания[1].
[abok 208]
- Талрепный кноп[нем.][10]:36, double footrope knot[1]
делают на концах лопарей талей и тросовых талрепов. Кроме того, кноп находит применение при изготовлении шторм-трапов, фалрепов, шкентелей.[abok 209]

## Маты

Бесконечный узел, узел счастья. Магический символ, использовавшийся многими народами в текстильном изделии, орнаментах.
[en 109]
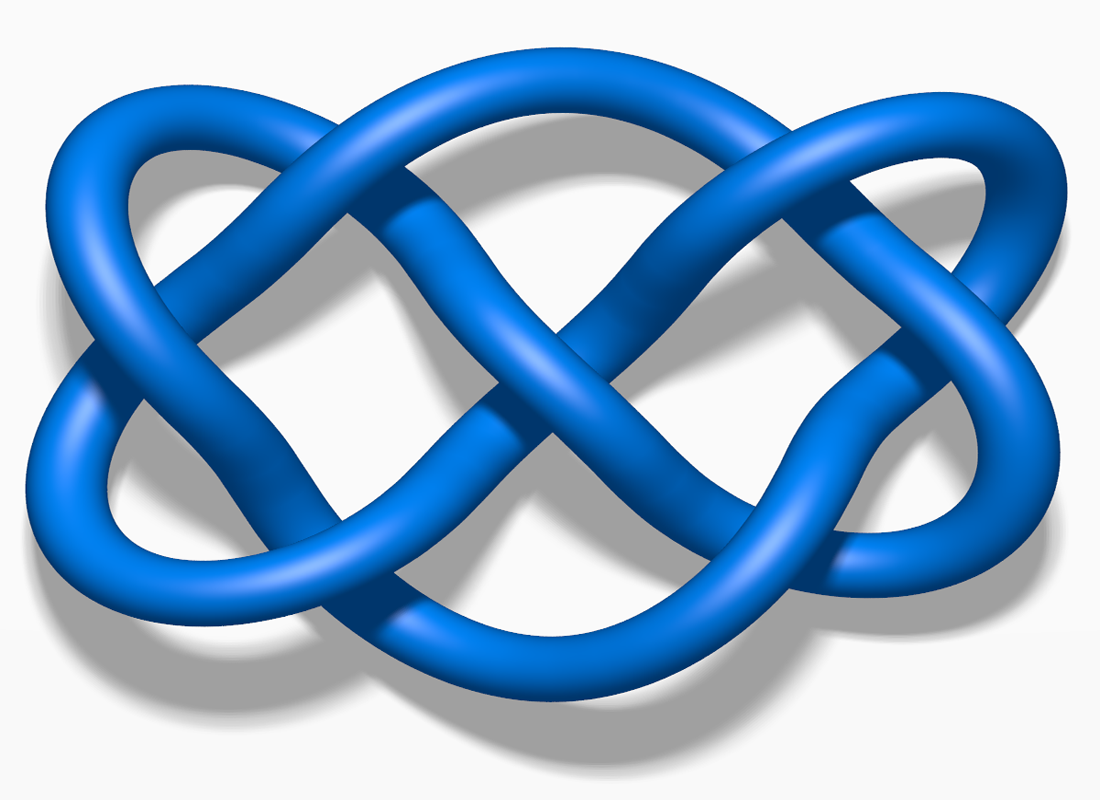
Вечный узел
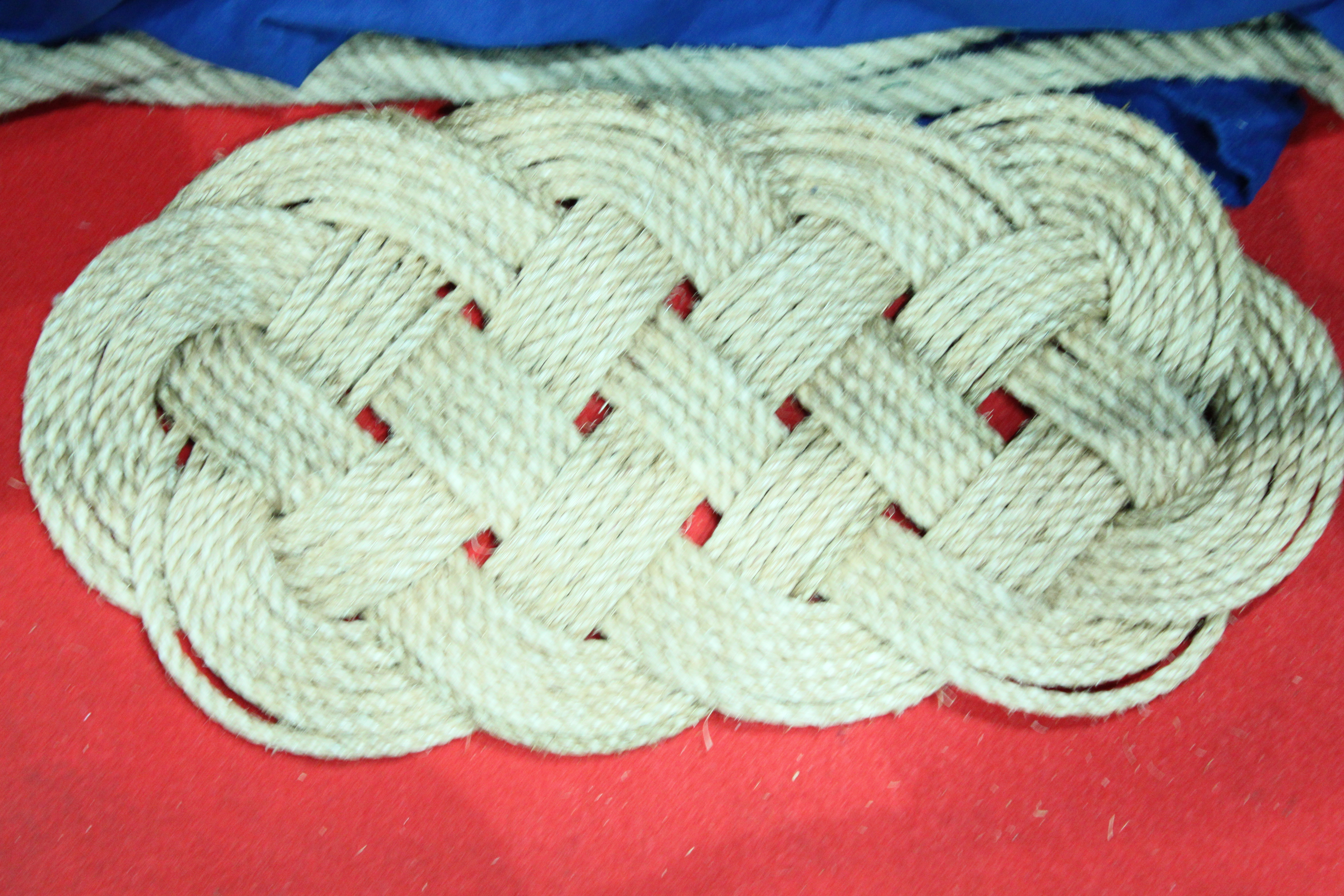
Длинный мат[6]:206[7]:230, prolong mat[1]. один из корзиноплетённых У[1]. [abok 210]
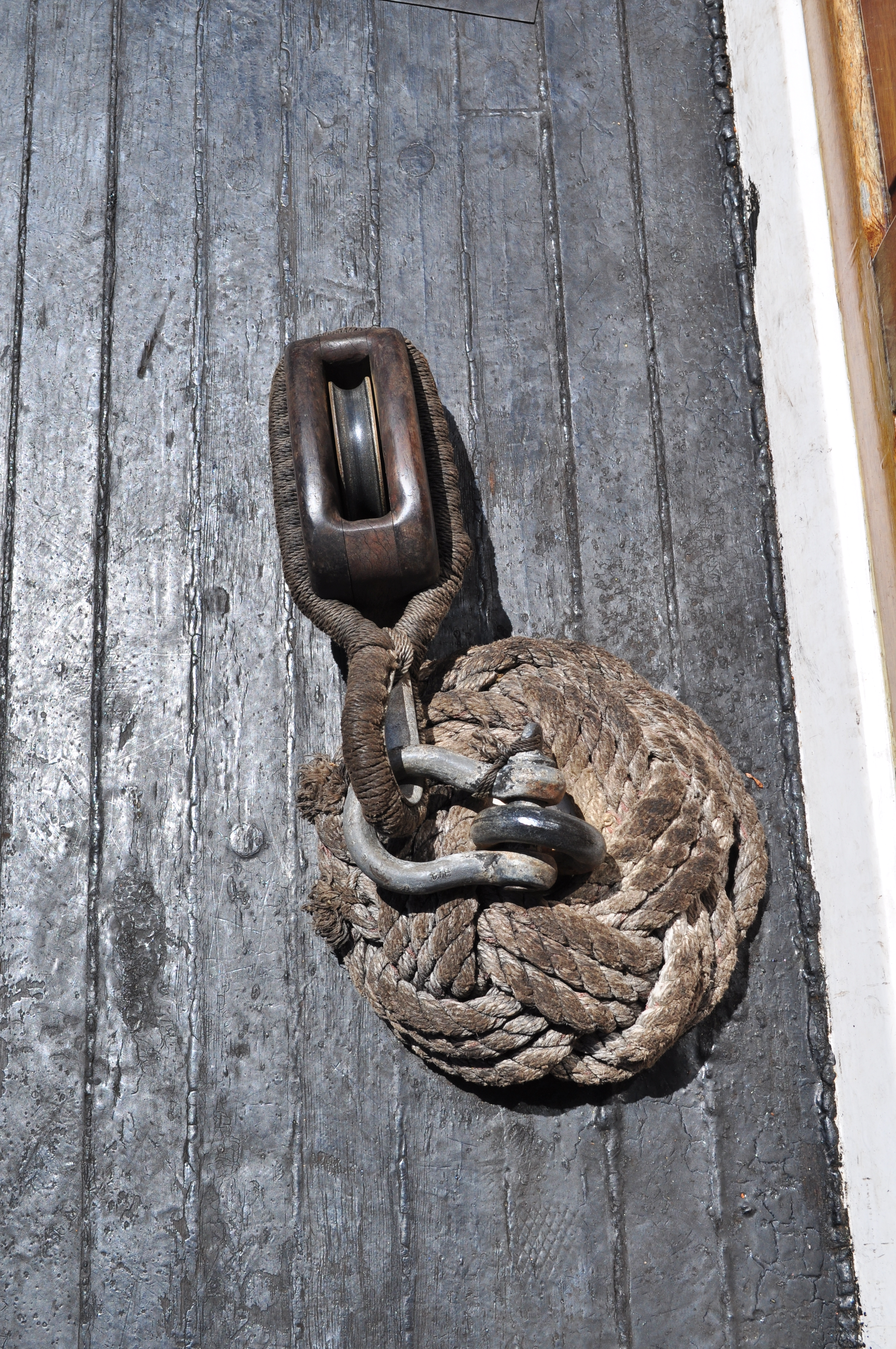
Круглый мат[6]:204[7]:226. Мат из У. турецкая голова 3х5 в дисковой форме[1].
[abok 211]
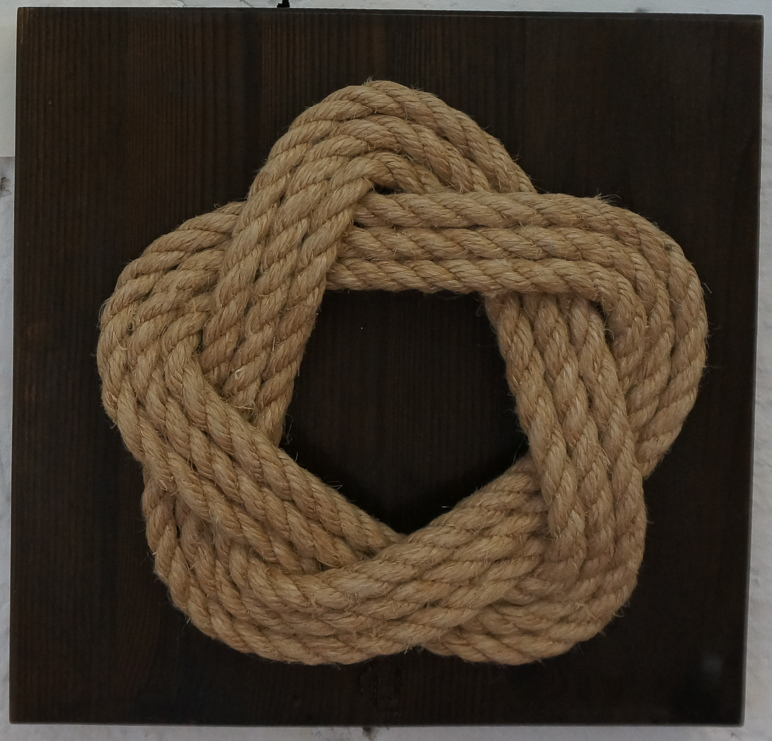
Лапчатка (узел). Мат из У. турецкая голова 2х5 в дисковой форме.
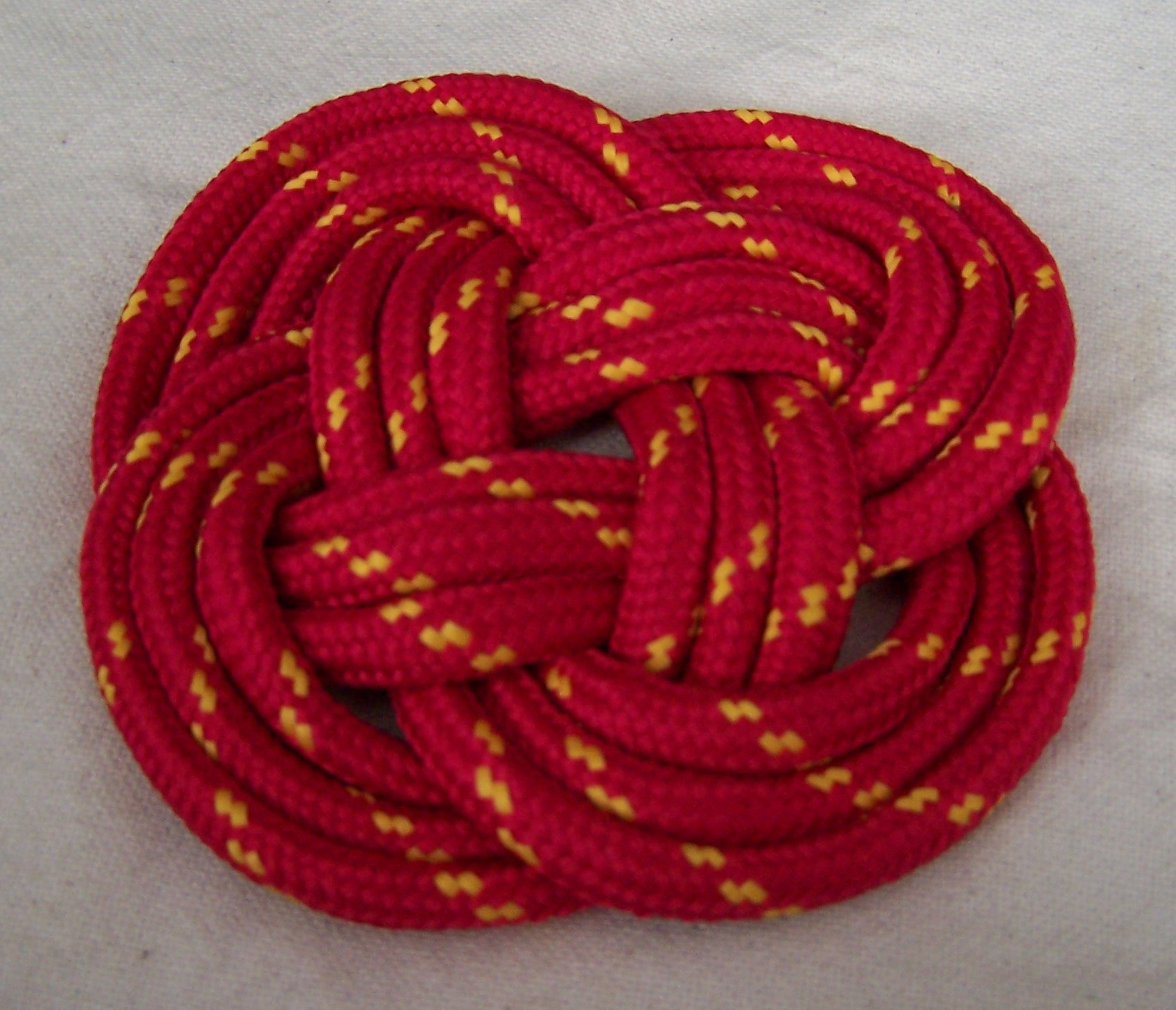
Мат Каррика. Мат из У. турецкая голова 3х4 в дисковой форме[1].
[abok 212][en 110]
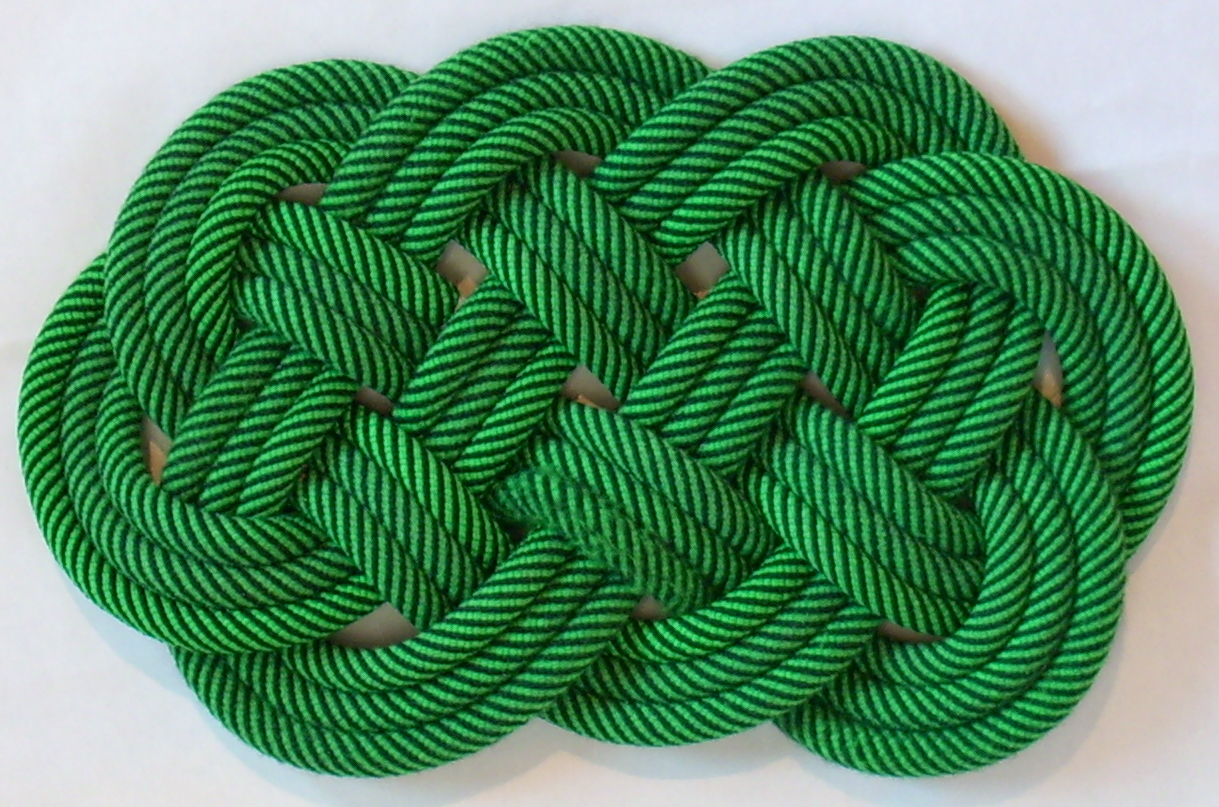
Океаническая коса[6]:208[7]:228. Мат. Имя "OCEAN PLAT" найдено в коллекции музея Виктории и Альберта[1].
[abok 213]
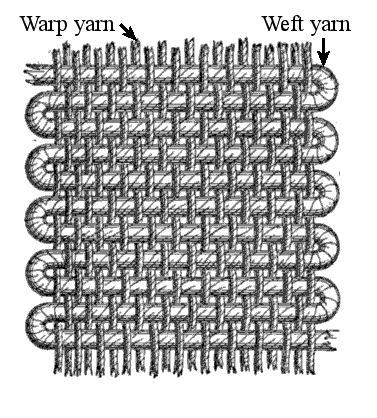
Плетёный мат[30]:145[81]:214. Делается из плетёнок, на шкимушки или прядей из ворсы
Узел Соломона Многопрядный У. турецкая голова 2х2 в дисковой форме.
[en 111]
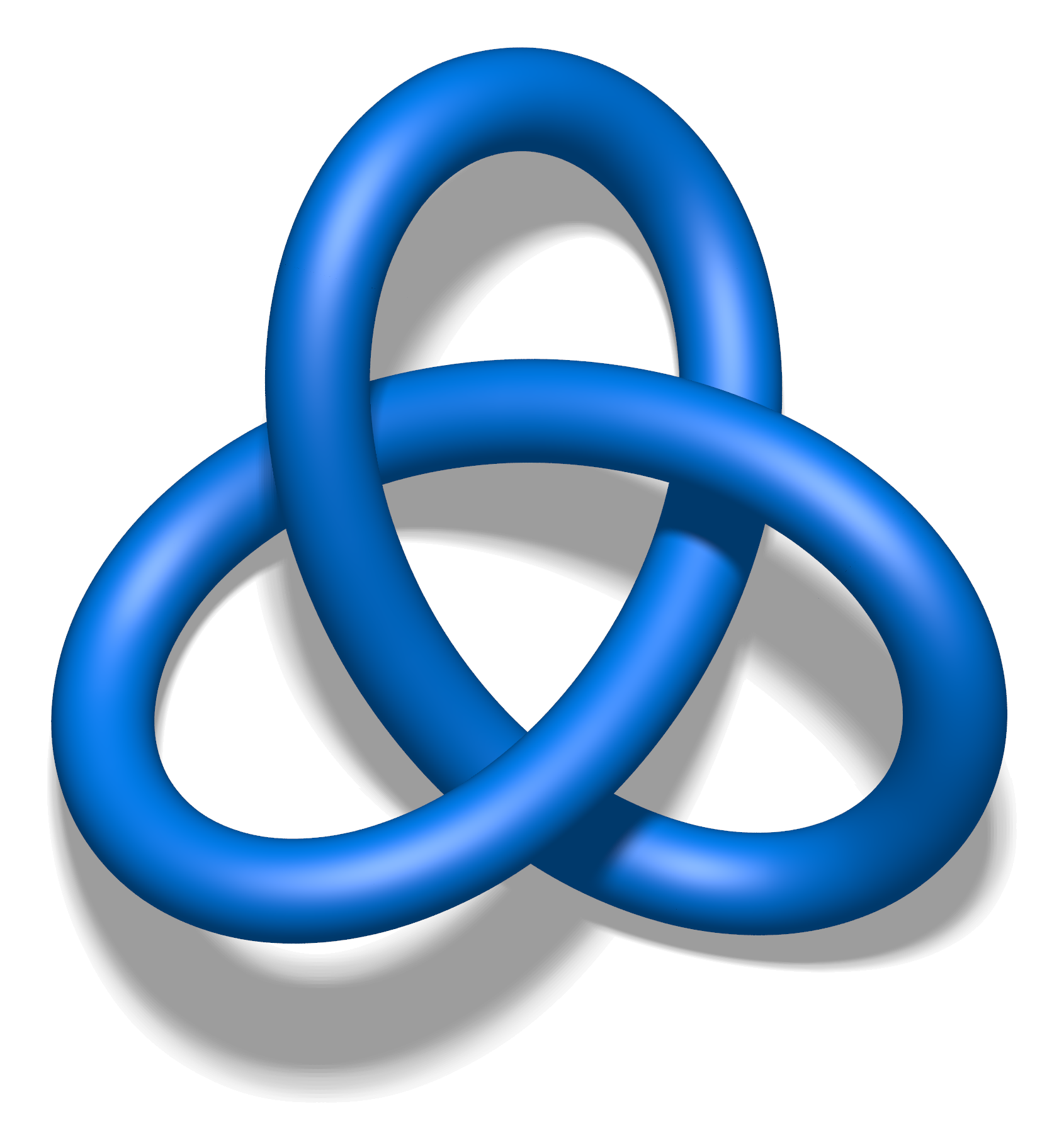
Трилистник (узел). Мат из У. турецкая голова 2х3 в дисковой форме[1].
[abok 214][en 112]

## Найтовы

Квадратная связь, Поперечная связка. Найтов для строительства лесов, временных мостов и т.д.
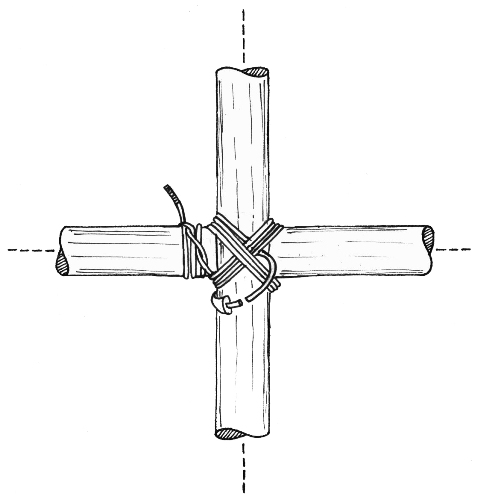
Диагональная связка Найтов который используется когда одна балка вертикальная, а другая горизонтальная.

- Квадратная связь[нем.][12], Поперечная связка[9].
Найтов для строительства лесов, временных мостов и т.д[1].
[abok 215]
- Диагональная связка[нем.][9]
Найтов который используется когда одна балка вертикальная, а другая горизонтальная[1].
[abok 216]

## Огоны

Огон для плетёных канатов[91] Огон преимущественно трёх- или четырёхпрядной структуры с пониженным количеством переплетений.
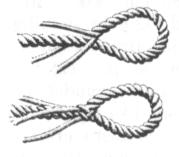
Простой огон[10], sailor's eye splice[1]. Огон . Формируется очко, пряди распускаются, как веер и пробиваются в трос[1].
[abok 217]
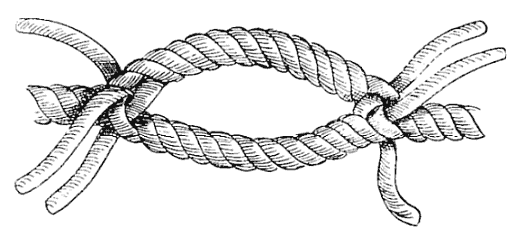
Разрубной огон[10], Cut splice[92], the long rolling splice[1]. Сплесень . Изготовляют на стень-фордунах, надевающихся па топ-стеньги[10]:33.
[abok 218]

## Сплесни

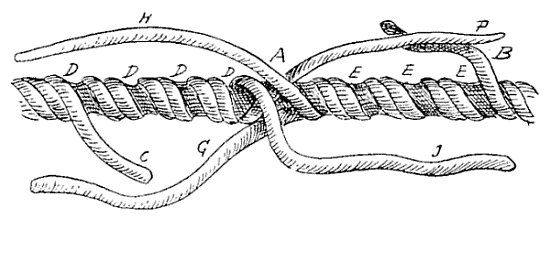
Длинный сплесень[10], Разгонный сплесень[10], Long splice[13], Sailmaker's long splice[1].
[abok 219]
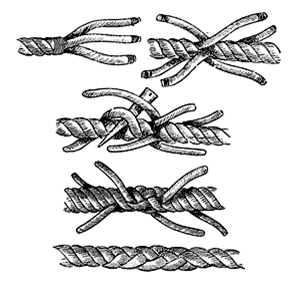
Короткий сплесень[10], Short splice[1]. Сплесень для соединения 2х распущенных тросов[1]. [abok 220]

## Геральдика

Савойский узел[англ.]
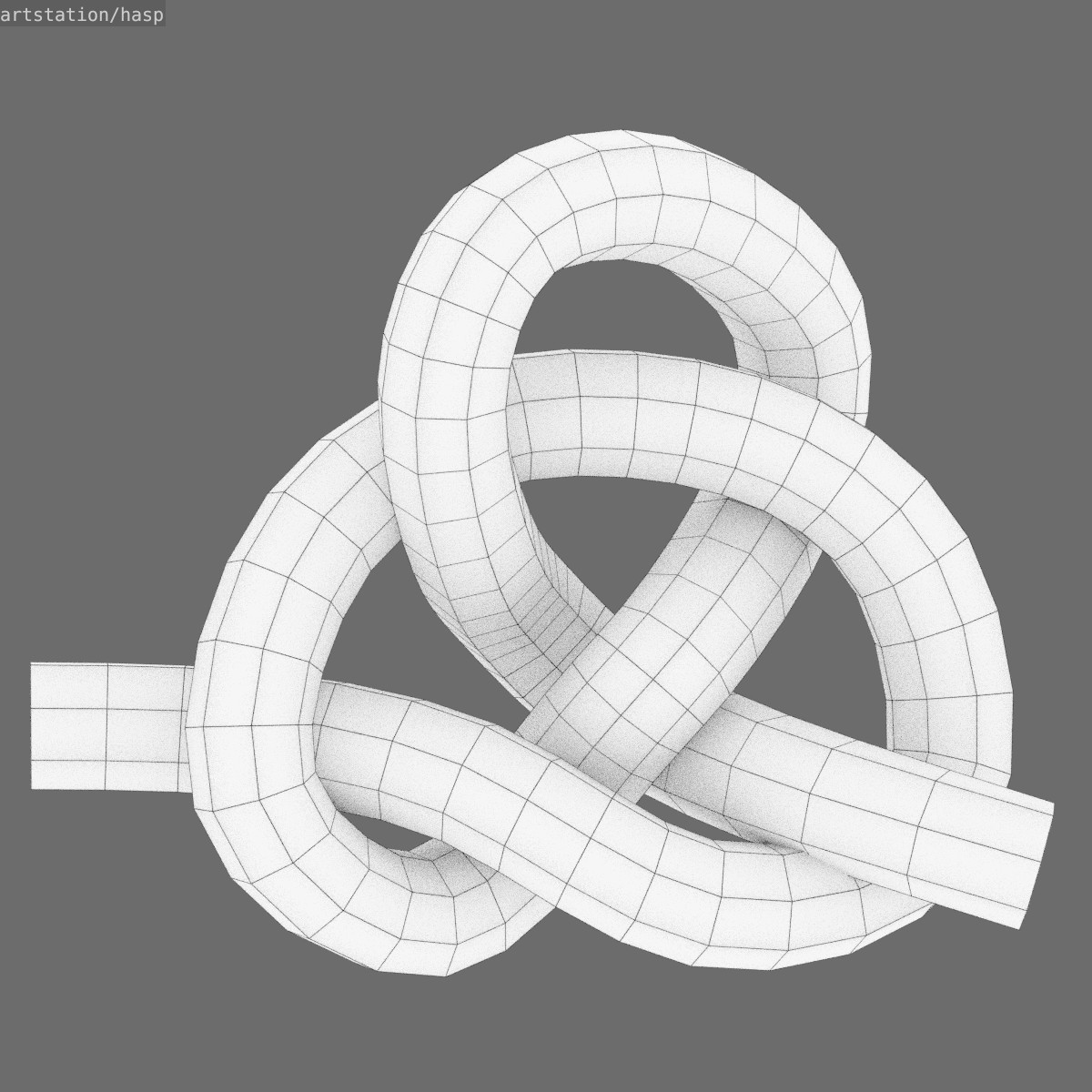
Узел Анны Богемской[93]:223, anne of bohemia
Узел Боуэна[англ.]*
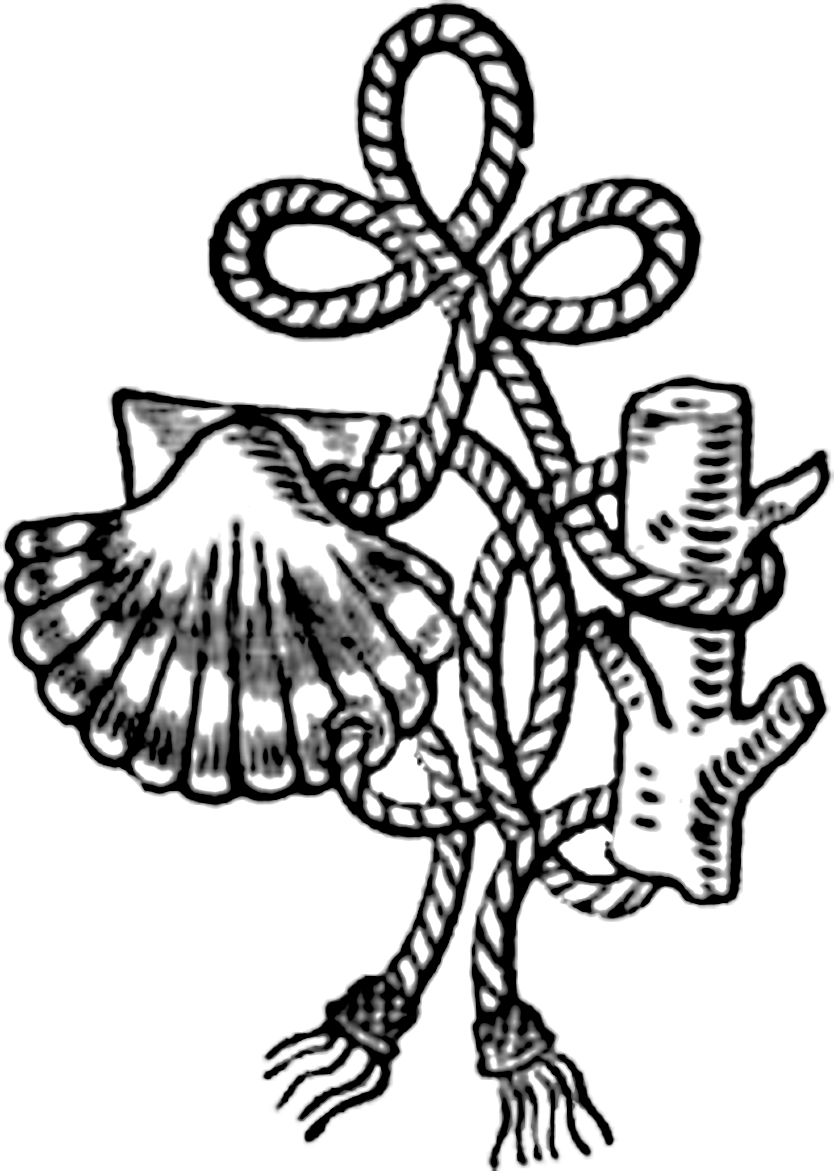
Узел Дакра[англ.]
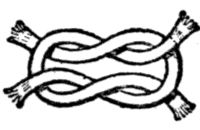
Узел-кокарда Буршье[англ.]
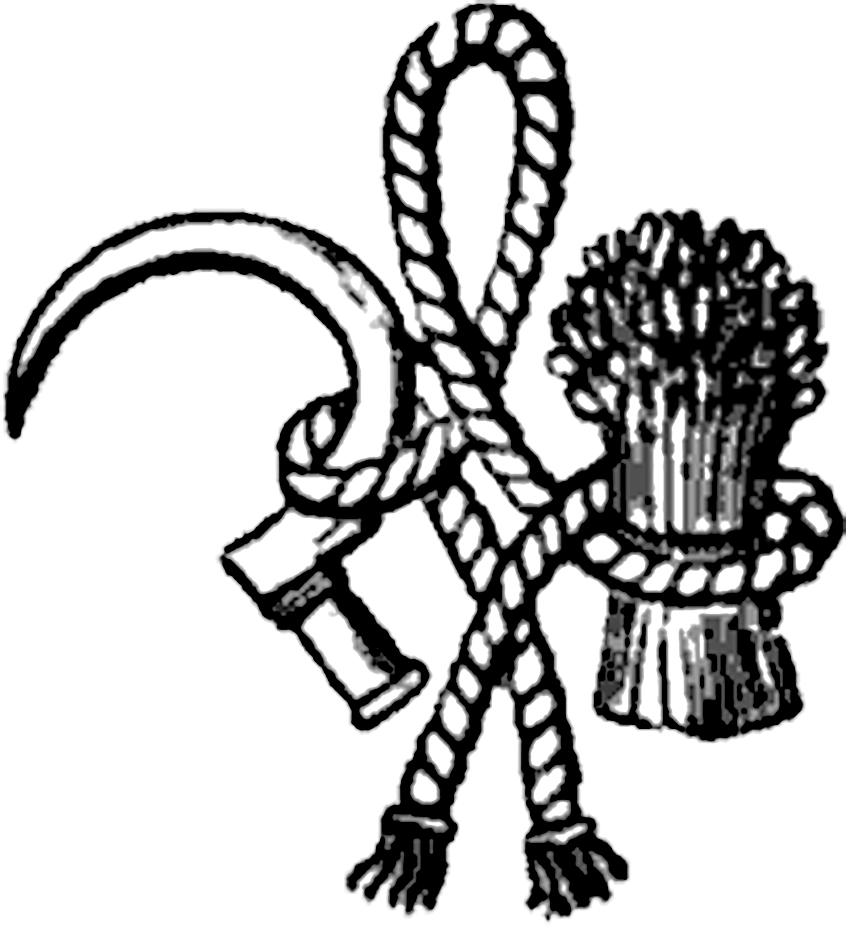
Узел-кокарда Хангерфорда[англ.]
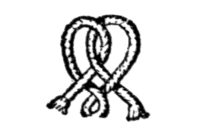
Узел-кокарда Хинейджа[англ.]
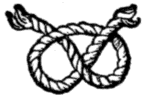
Узел-кокарда Стаффорда[англ.]
Узел Ласси[англ.]
Узел Уэйка[англ.]
Узел Харрингтона[англ.]

## Не переведённые
- Axle hitch[англ.], Axle hitch.
Профессиональный узел для экстренной буксировки. Вариация обратного штыка с дополнительным шлагом вокруг оси[1].
[abok 221]
- Bale sling hitch[англ.], Bale sling hitch.
Штык на рангоуте, самый нескользящий из всех штыков, потому что нет концов для распускания. Не может затянутся, самый простой и легко расслабляемый. Используется в оснастке строп, грузовых лямках[1].
[abok 222]
- Basket weave knot[англ.], Basket weave knot.
- Beer knot[англ.], Beer knot.
- Carrick bend loop[англ.], Carrick bend loop.
Простая петля, такой же, как и плоский узел. Легко развязать, нет других заслуг по сравнению с остальными[1].
[abok 223]
- Corned beef knot[англ.], Corned beef knot, Salt pork knot.
Профессиональный узел. Мясо сжимается в солёной воде и узел должен затягиваться время от времени до добавления последнего полуштыка[1].
[abok 224]
- Falconer's knot[англ.], Falconer's knot.
- Farrimond friction hitch[англ.], Farrimond friction hitch.
- Fiador knot[англ.], Fiador knot, Ole fiador knot, Theodore knot[1], Hackamore diamond knot.
Двойная петля. Однопрядная адаптация морского брилинтового узла.(693), который вяжется из 4-х. Ковбои используют его, как упряжку или запасную уздечку[1].
[abok 225]
- French bowline[англ.], French bowline.
- Friendship knot loop[англ.], Friendship knot loop, Chinese crown knot loop, Slipped friendship knot loop, Sliding Chinese crown knot loop.
Простая петля. Декоративная китайская петля, используемая, как мусинг. Красивая, не скользящая[1].
[abok 226]
- Gripping sailor's hitch[англ.], Gripping sailor's hitch.
- Jamming knot[англ.], Jamming knot, Adjustable jam hitch, Jam hitch.
Крепёжный узел, который обратный MIDSHIPMAN'S HITCH. Хлопковые брокеры использовали его для переноски своих образцов в больших рулонах бумаги[1].
[abok 227]
- Karash double loop[англ.], Karash double loop.
- Knotless knot[англ.], Knotless knot.
- Lobster buoy hitch[англ.], Lobster buoy hitch[1].
Штык на рангоуте для разных целей. Хорош для привязки к древесине[1].
[abok 228]
- Matthew Walker knot[англ.], Matthew Walker knot[1].
Стопорный узел, используемый на талрепах стень-вант[1].
[abok 229]
- Nail knot[англ.], Nail knot.
- Packer's knot, Packer's knot, Butcher's knot.
Профессиональный узел. Используется в тюковании, при связывании посылок. Более скользящий, чем CORNED BEEF KNOT. Концы не изнашиваются, завершённый узел, компактный и аккуратный[1].
[abok 230]
- Pan Chang knot[англ.], Pan Chang knot, chinese butterfly knot[1].
[abok 231]
- Pipe hitch[англ.], Pipe hitch, Well-pipe hitch[1].
Профессиональный узел, чтобы опустить или поднять трубу[1].
[abok 232]
- Узел Vice versa[англ.][7]:62, Reever Knot, Vice Versa Bend.
- Shroud knot[англ.], Shroud knot[1].
[abok 233]
- Single carrick bend[англ.], Single carrick bend.
- Slippery eight loop[англ.], Slippery eight loop.
- Slippery hitch[англ.], Slippery hitch.
- Snell knot[англ.], Snell knot.
- Awning Knot[1],
тентовый узел
[abok 234]
- Trident loop[англ.], Trident loop.
- Trilene knot[англ.], Trilene knot.
- Tumble hitch[англ.], Tumble hitch, a better, Highwayman's hitch, Bank Robbers Knot, Getaway hitch or Quick-release knot.
- Underwriter's knot[англ.], Underwriter's knot[1], Two-strand wall knot, Electrician knot.
Профессиональный узел. Уэстпортские электрики вяжут его в розетках. Это 2х прядное полуколесо[1].
[abok 235]
- Winged cross knot

Модный узел, одношнурный мусинг с петлёй и 4-хпрядная репка в центре[1].
[abok 236]
- Zeppelin loop[англ.], Zeppelin loop, Rosendahl loop.
- Magnus hitch[англ.]
[abok 237]
- ABOK 1740
не болтается при натяжении с любого направления[1].
- Nœud de Romano[фр.]
- Nœud de Sylvain[фр.]
- Seizingsteek[нидерл.]
- Stevige hand[нидерл.]
- Yalancı alp kelebeği halkası[тур.]
- Foralı Japon bağı[тур.]
- Jansik-Knoten[нем.]
Профессиональный узел. Если позволяет поворотное кольцо, гораздо лучше пропустить материал дважды, так как он выдержит больше и будет прочнее[1].
[abok 238]
- Rosenknoten[нем.]
Многопрядная пуговица завязанная на руке вяжется на концах стопоров палубы вместо стопорного 674[1].
[abok 239]
- Butt Slings
- Spulenachsenknoten

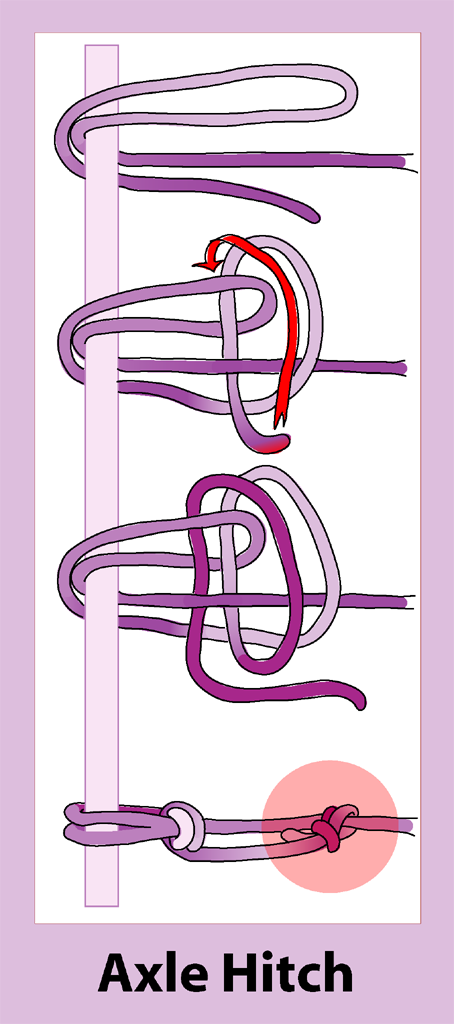
Axle hitch, Axle hitch. Профессиональный узел для экстренной буксировки. Вариация обратного штыка с дополнительным шлагом вокруг оси.
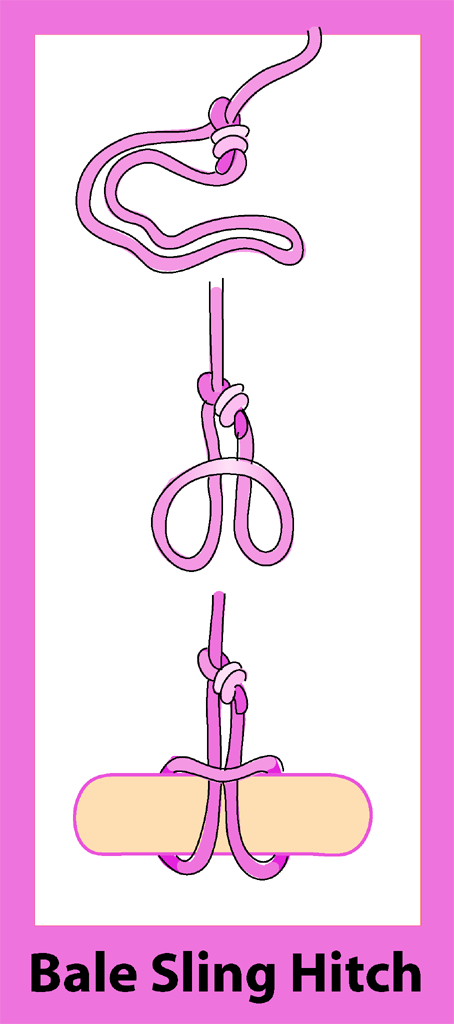
Bale sling hitch, Bale sling hitch. Штык на рангоуте, самый нескользящий из всех штыков, потому что нет концов для распускания. Не может затянутся, самый простой и легко расслабляемый. Используется в оснастке строп, грузовых лямках.
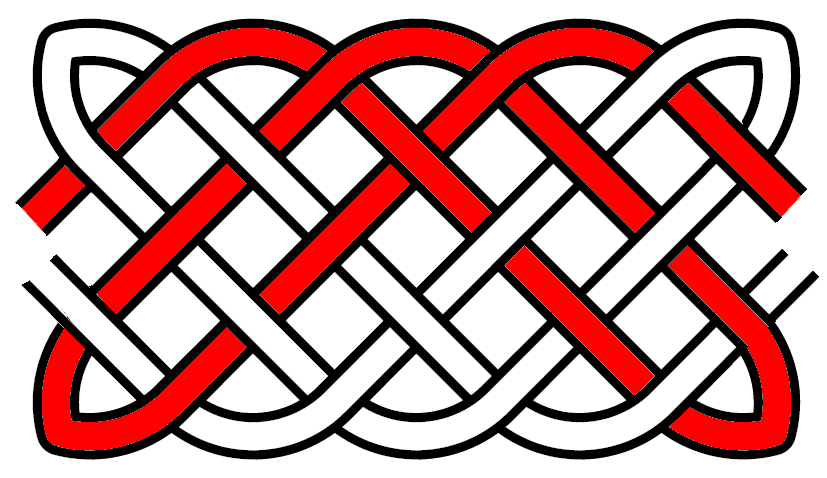
Basket weave knot, Basket weave knot.
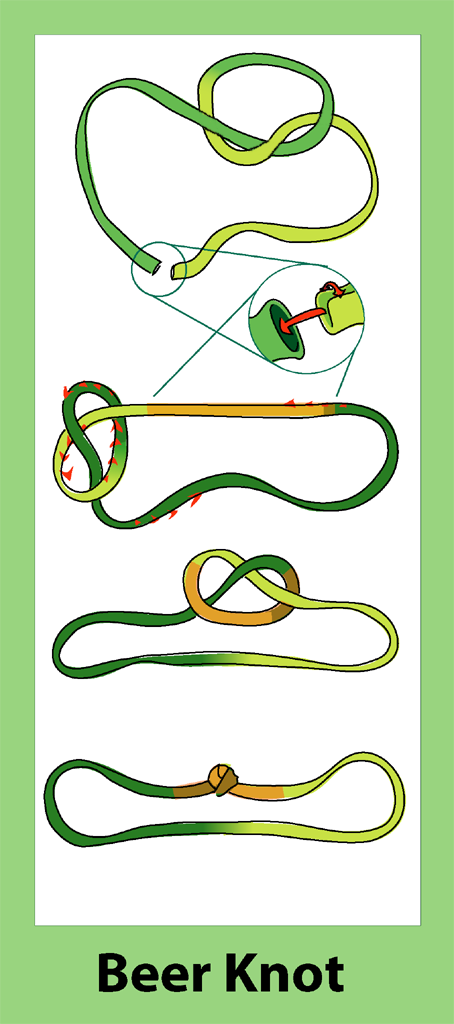
elusive knot[тур.]
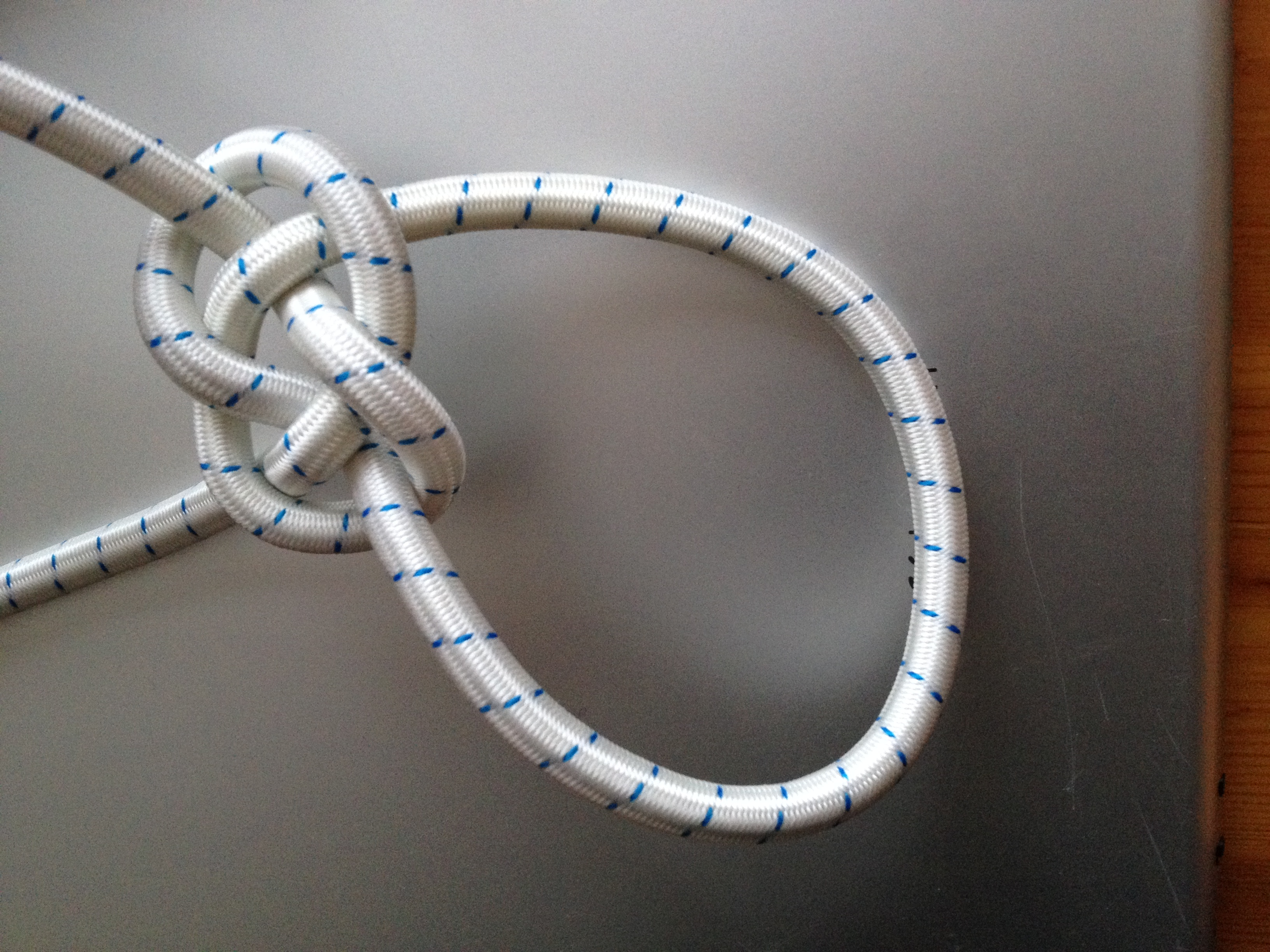
Carrick bend loop, Carrick bend loop. Простая петля, такой же, как и плоский узел. Легко развязать, нет других заслуг по сравнению с остальными.
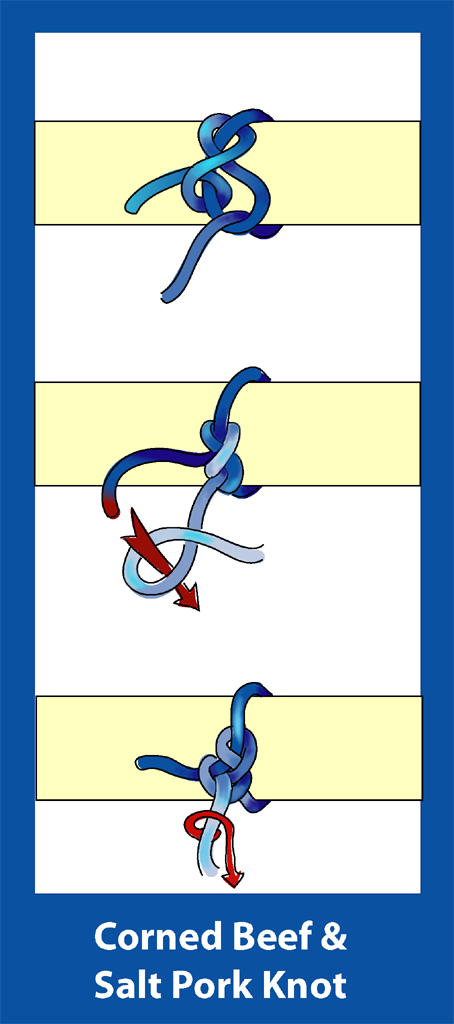
Corned beef knot, Corned beef knot, Salt pork knot. Профессиональный узел. Мясо сжимается в солёной воде и узел должен затягиваться время от времени до добавления последнего полуштыка.
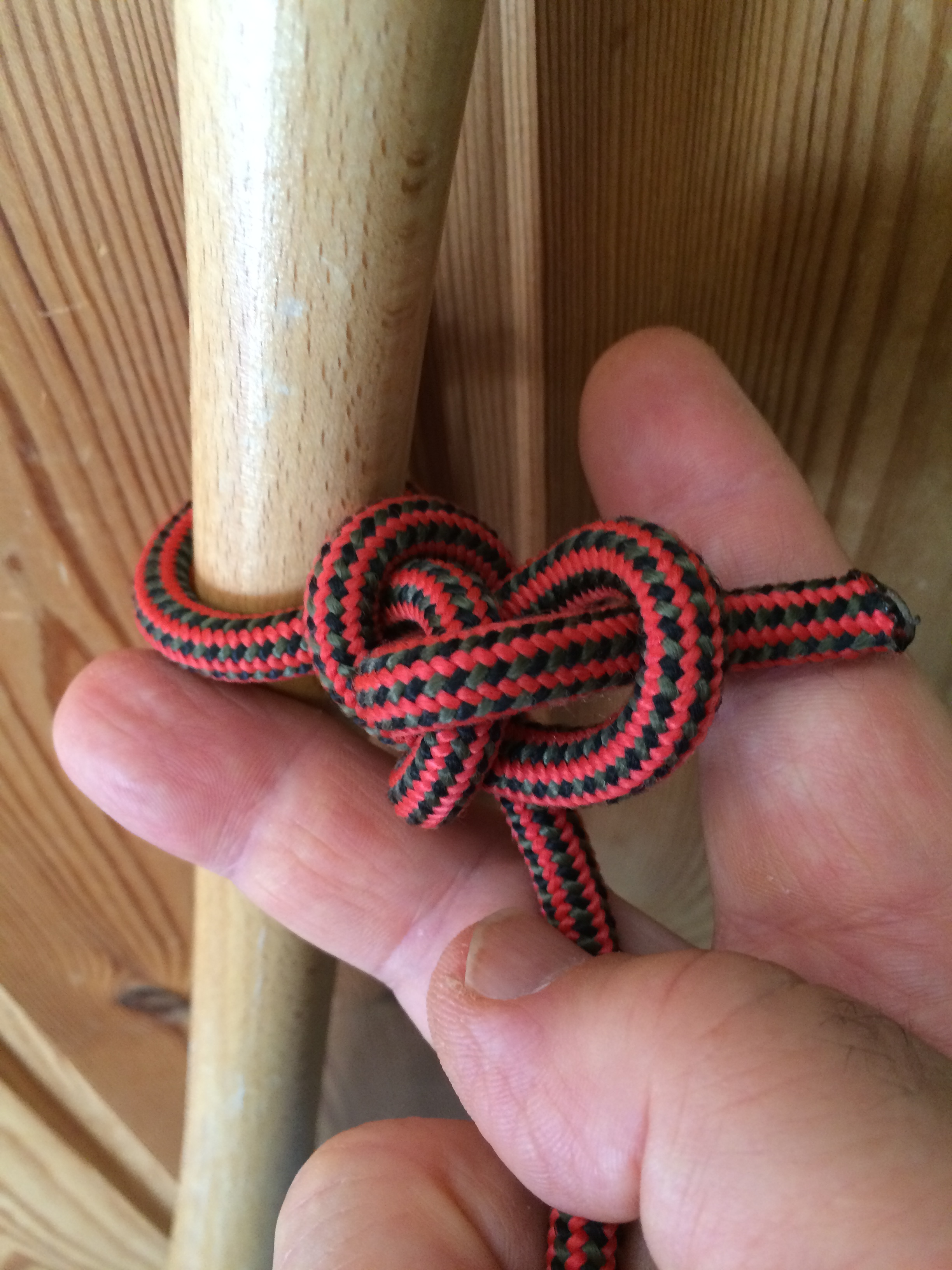
Falconer's knot, Falconer's knot.
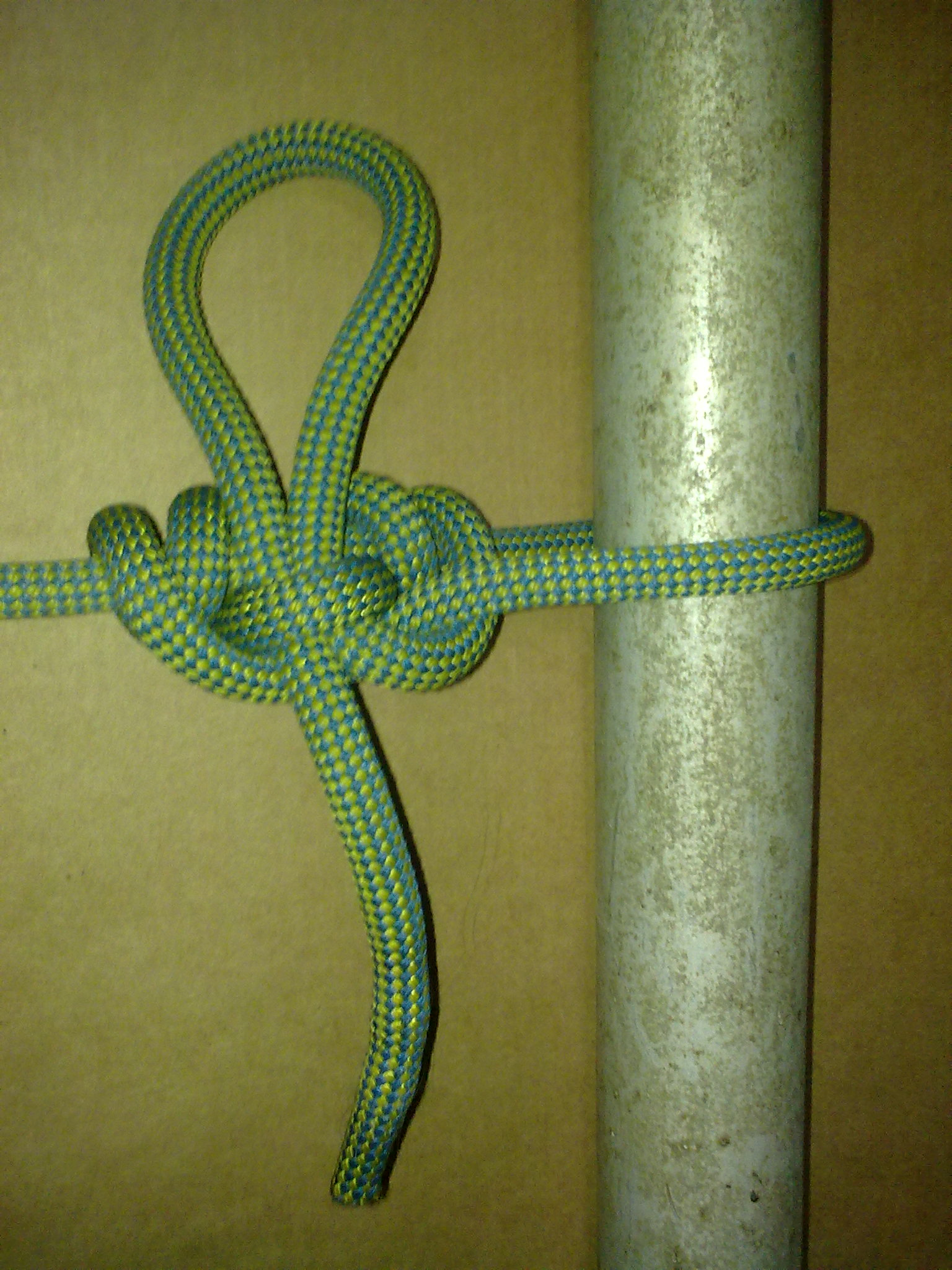
Farrimond friction hitch, Farrimond friction hitch.
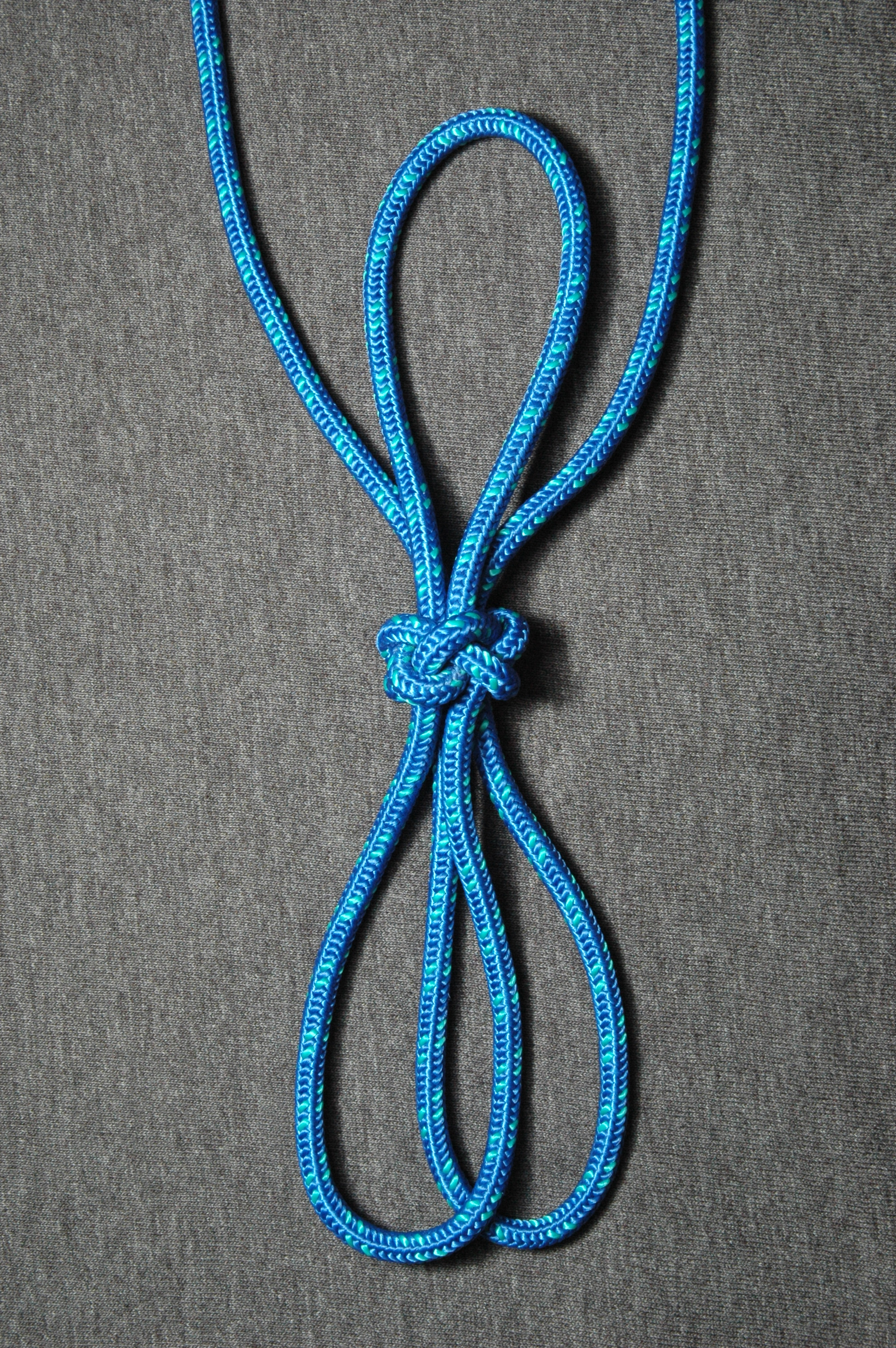
Fiador knot, Fiador knot, Ole fiador knot, Theodore knot, Hackamore diamond knot. Двойная петля. Однопрядная адаптация морского брилинтового узла.(693), который вяжется из 4-х. Ковбои используют его, как упряжку или запасную уздечку.
French bowline, French bowline.
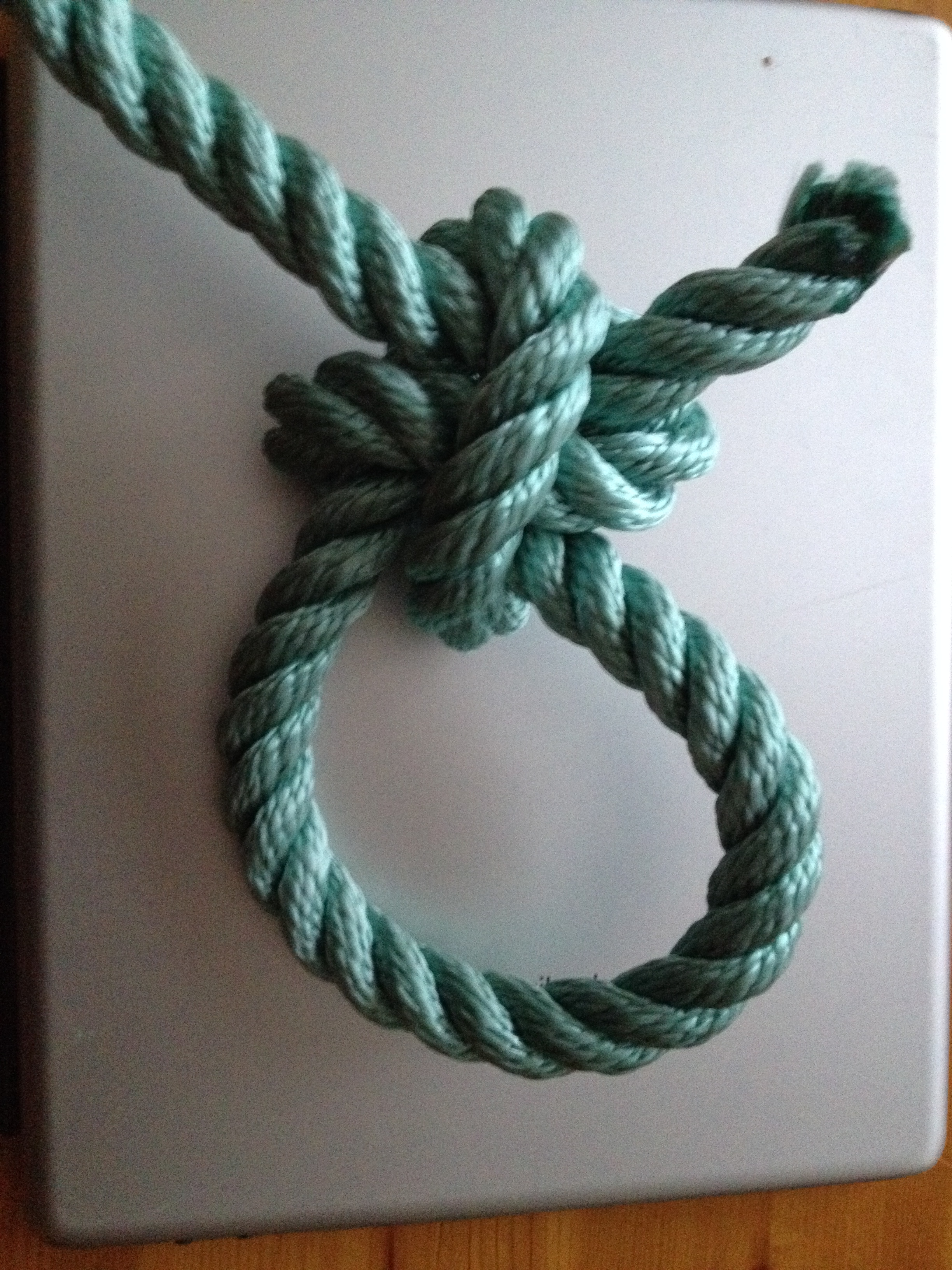
Friendship knot loop, Friendship knot loop, Chinese crown knot loop, Slipped friendship knot loop, Sliding Chinese crown knot loop. Простая петля. Декоративная китайская петля, используемая, как мусинг. Красивая, не скользящая.
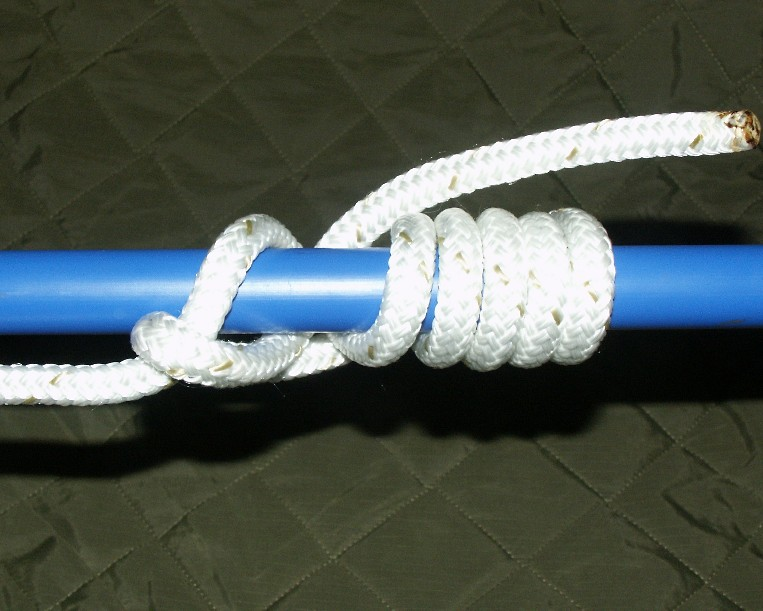
Gripping sailor's hitch, Gripping sailor's hitch.
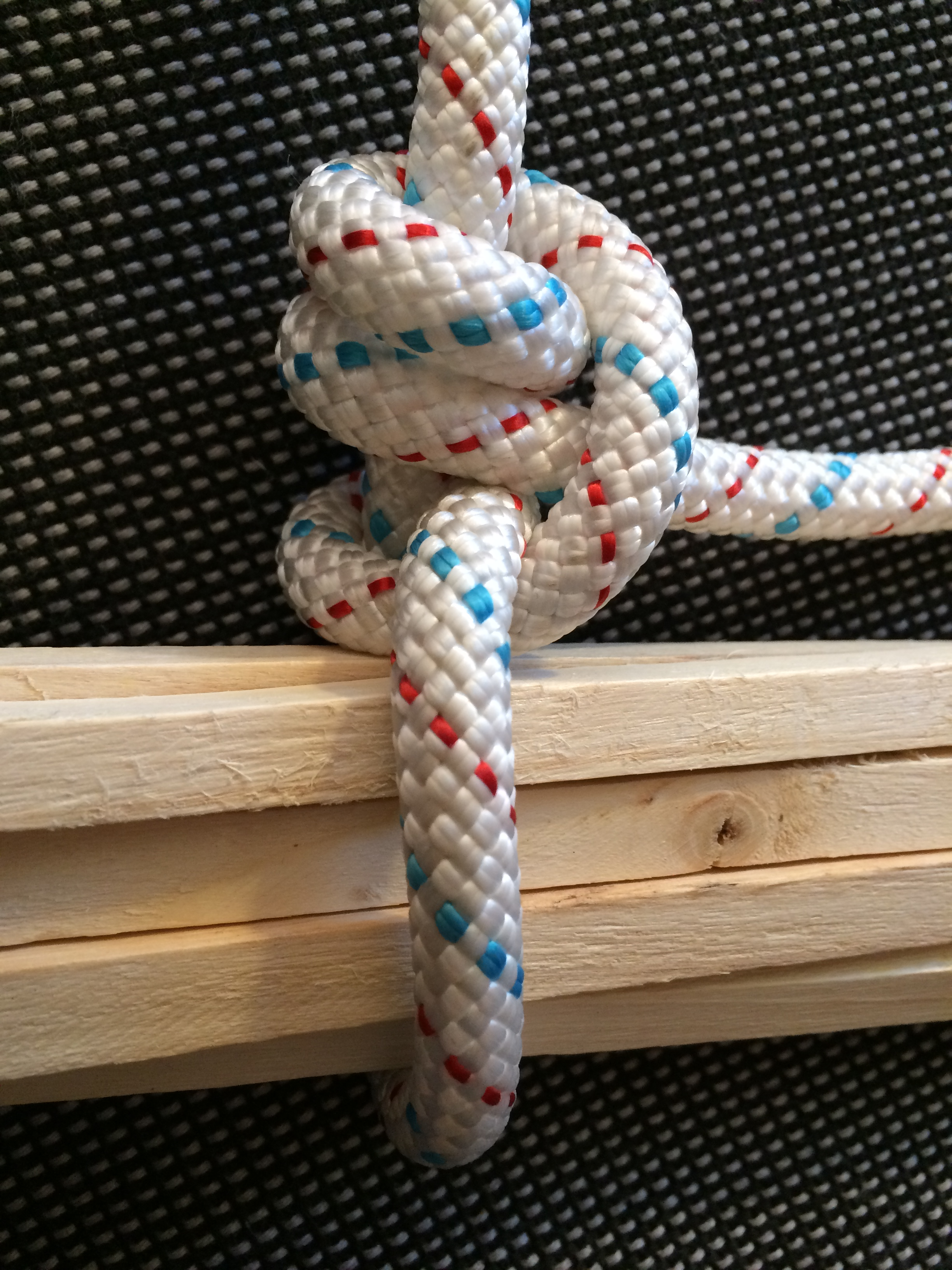
Jamming knot, Jamming knot, Adjustable jam hitch, Jam hitch. Крепёжный узел, который обратный MIDSHIPMAN'S HITCH. Хлопковые брокеры использовали его для переноски своих образцов в больших рулонах бумаги.
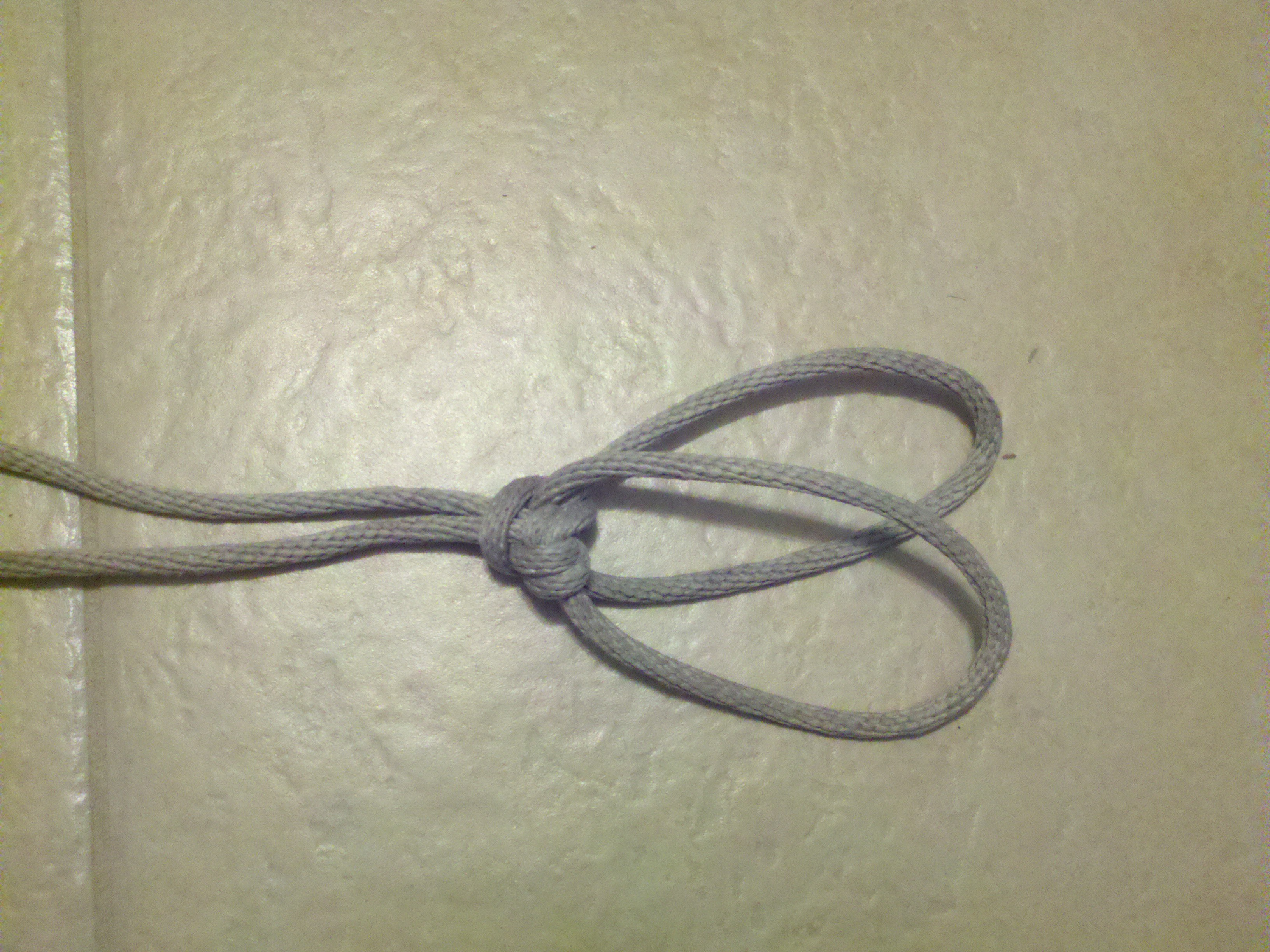
Karash double loop, Karash double loop.
Knotless knot, Knotless knot.
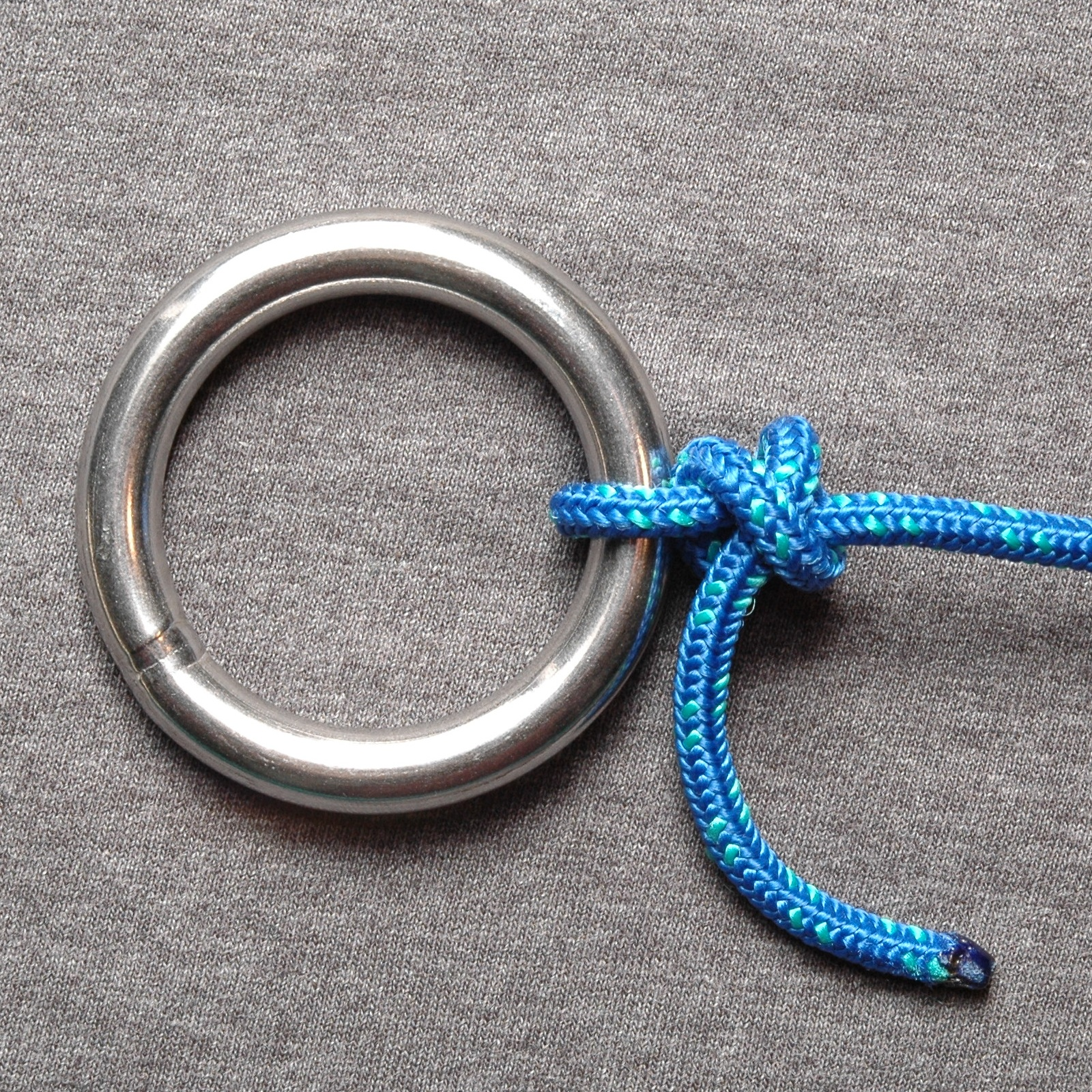
Lobster buoy hitch, Lobster buoy hitch. Штык на рангоуте для разных целей. Хорош для привязки к древесине.
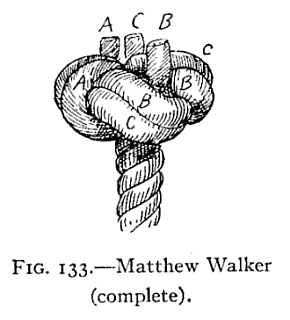
Matthew Walker knot, Matthew Walker knot. Стопорный узел, используемый на талрепах стень-вант.
Nail knot, Nail knot.
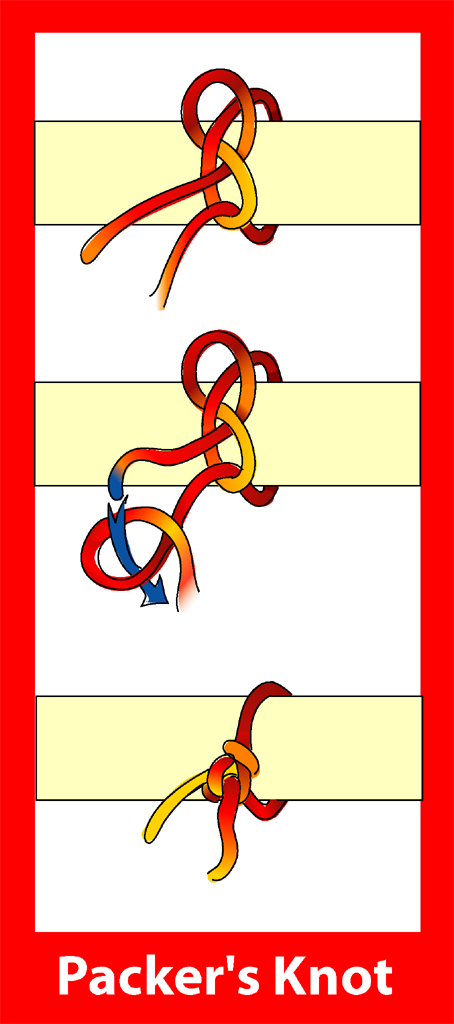
Packer's knot, Packer's knot, Butcher's knot. Профессиональный узел. Используется в тюковании, при связывании посылок. Более скользящий, чем CORNED BEEF KNOT. Концы не изнашиваются, завершённый узел, компактный и аккуратный.
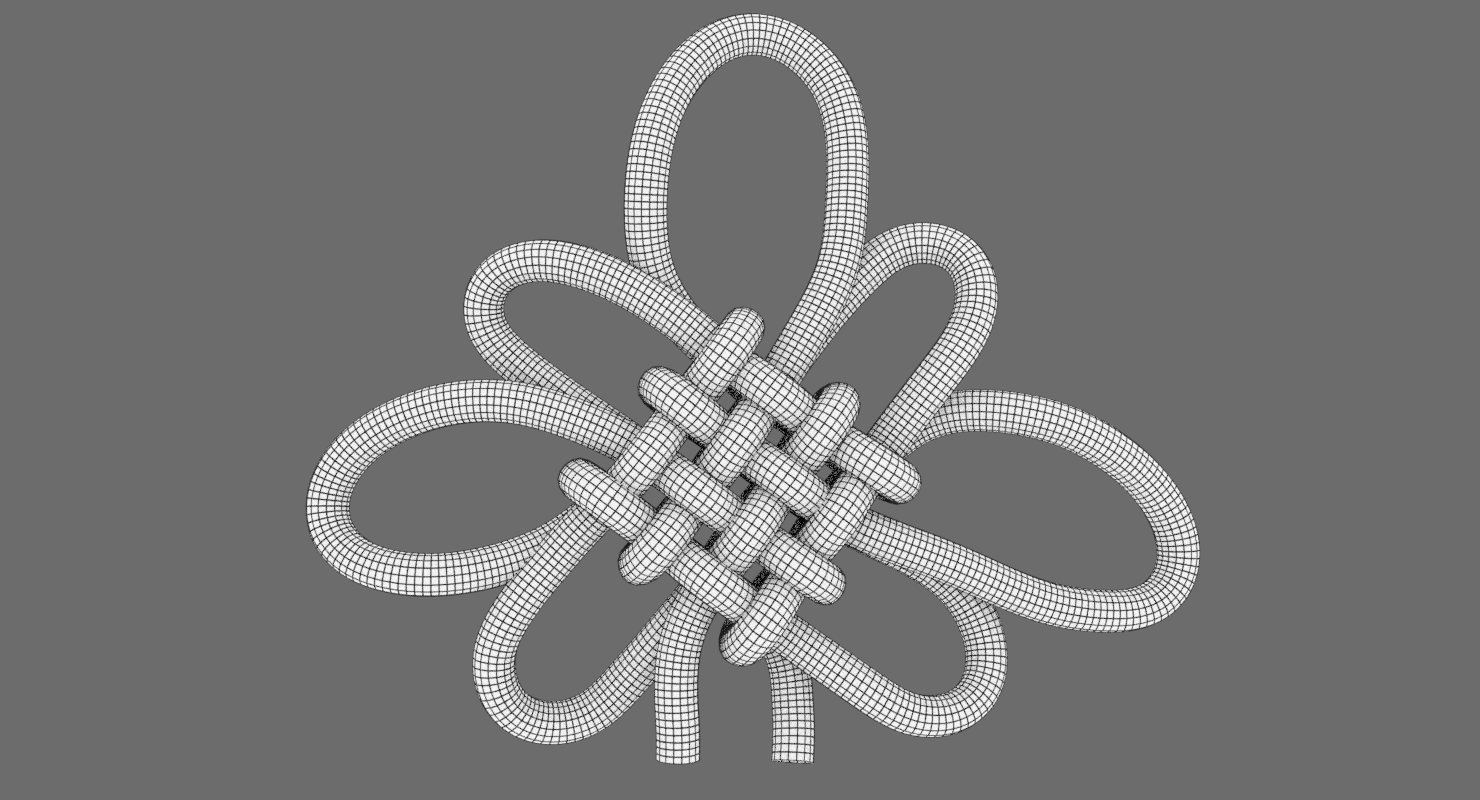
Pan Chang knot, Pan Chang knot, chinese butterfly knot.
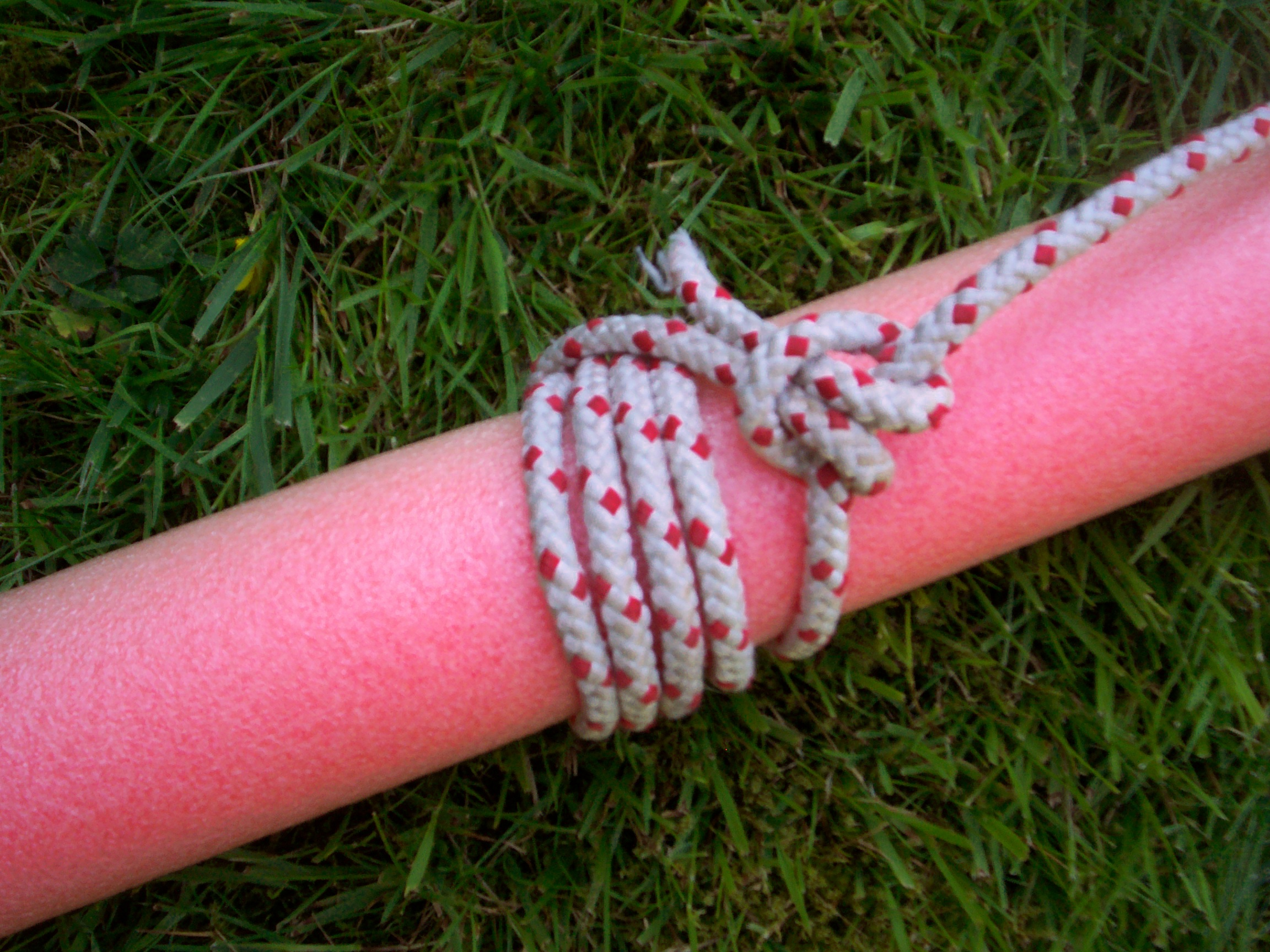
Pipe hitch, Pipe hitch, Well-pipe hitch. Профессиональный узел, чтобы опустить или поднять трубу.
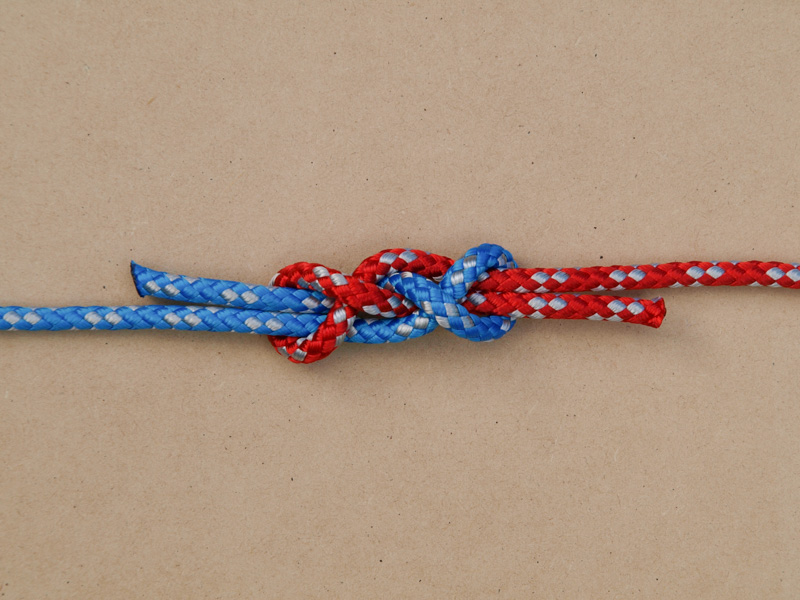
Узел Vice versa, Reever Knot, Vice Versa Bend.
Shroud knot, Shroud knot.
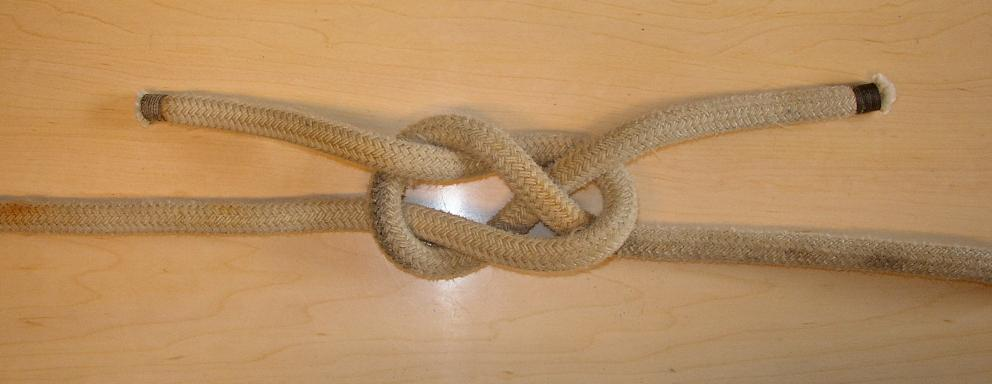
Single carrick bend, Single carrick bend.
Slippery eight loop, Slippery eight loop.
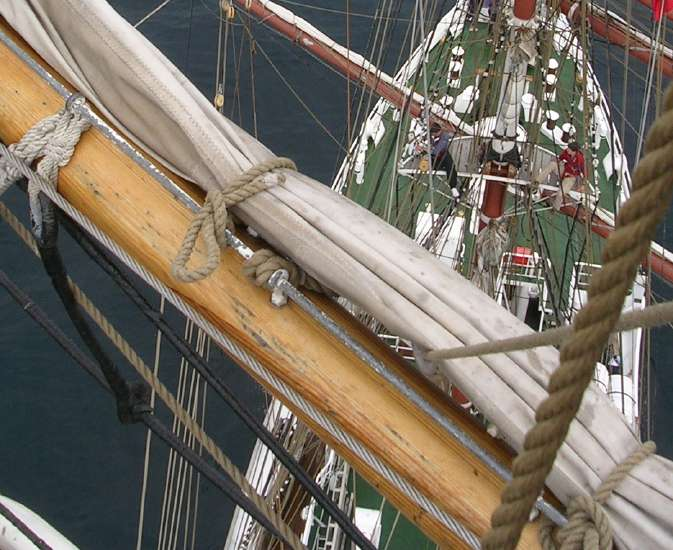
Slippery hitch, Slippery hitch.
Snell knot, Snell knot.
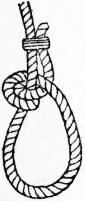
Awning Knot, тентовый узел
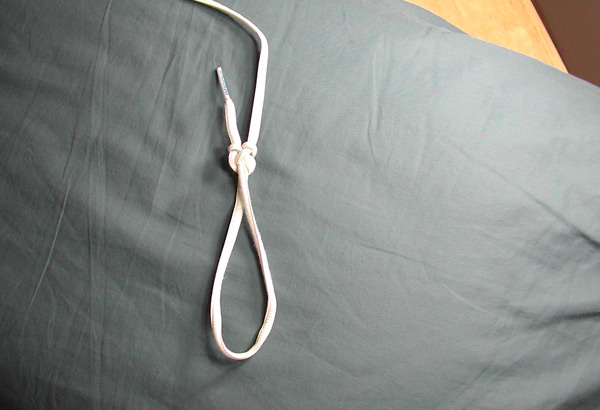
Trident loop, Trident loop.
Trilene knot, Trilene knot.
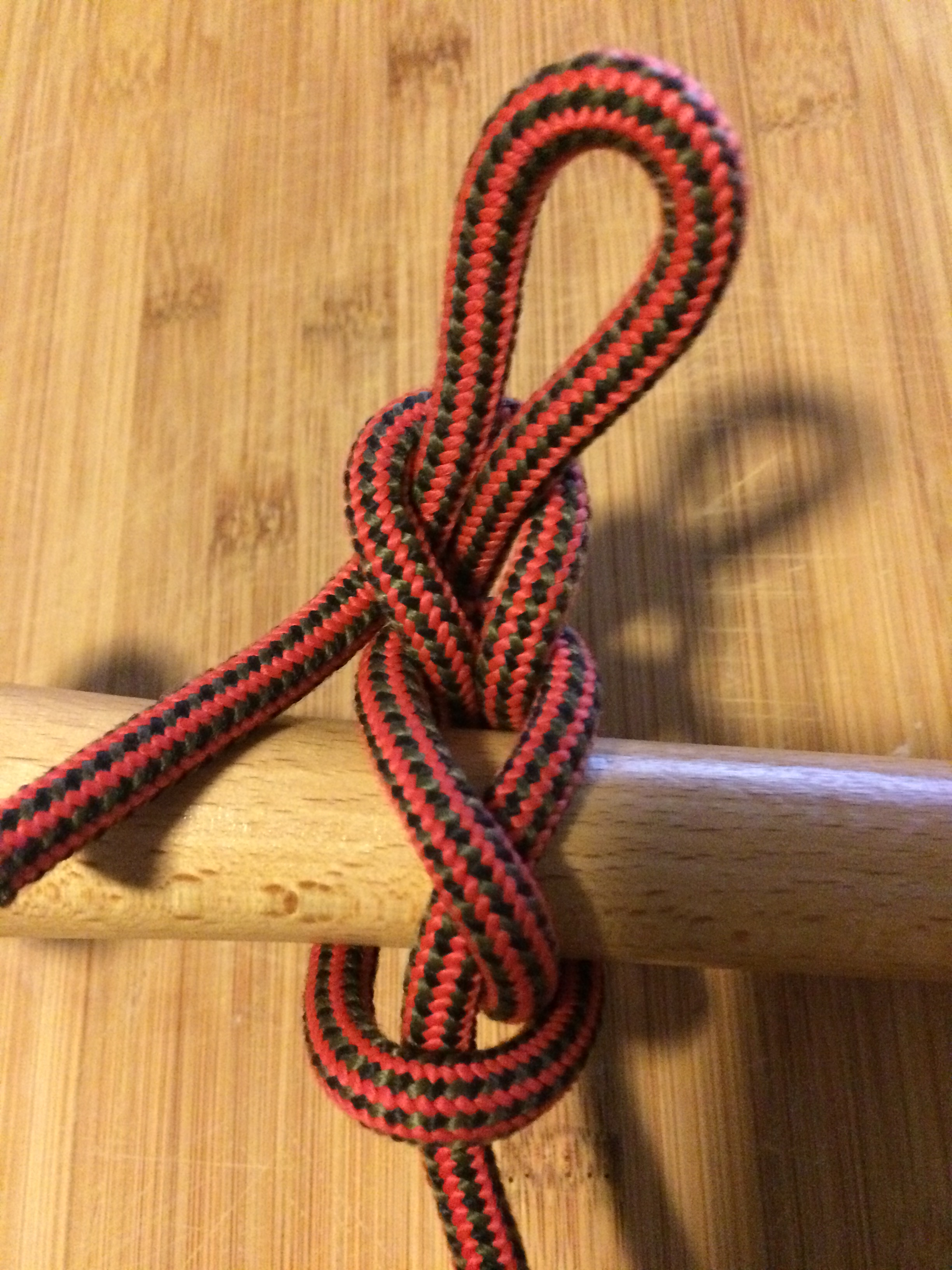
Tumble hitch, Tumble hitch, a better, Highwayman's hitch, Bank Robbers Knot, Getaway hitch or Quick-release knot.
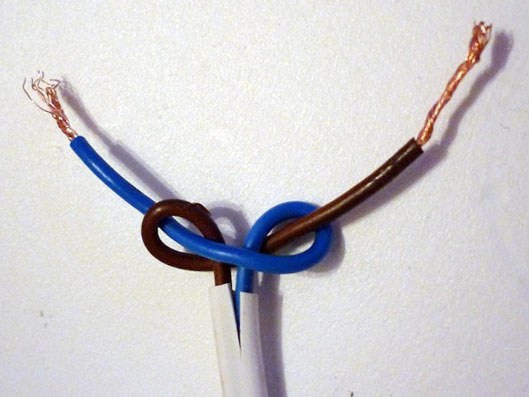
Underwriter's knot, Underwriter's knot, Two-strand wall knot, Electrician knot. Профессиональный узел. Уэстпортские электрики вяжут его в розетках. Это 2х прядное полуколесо.
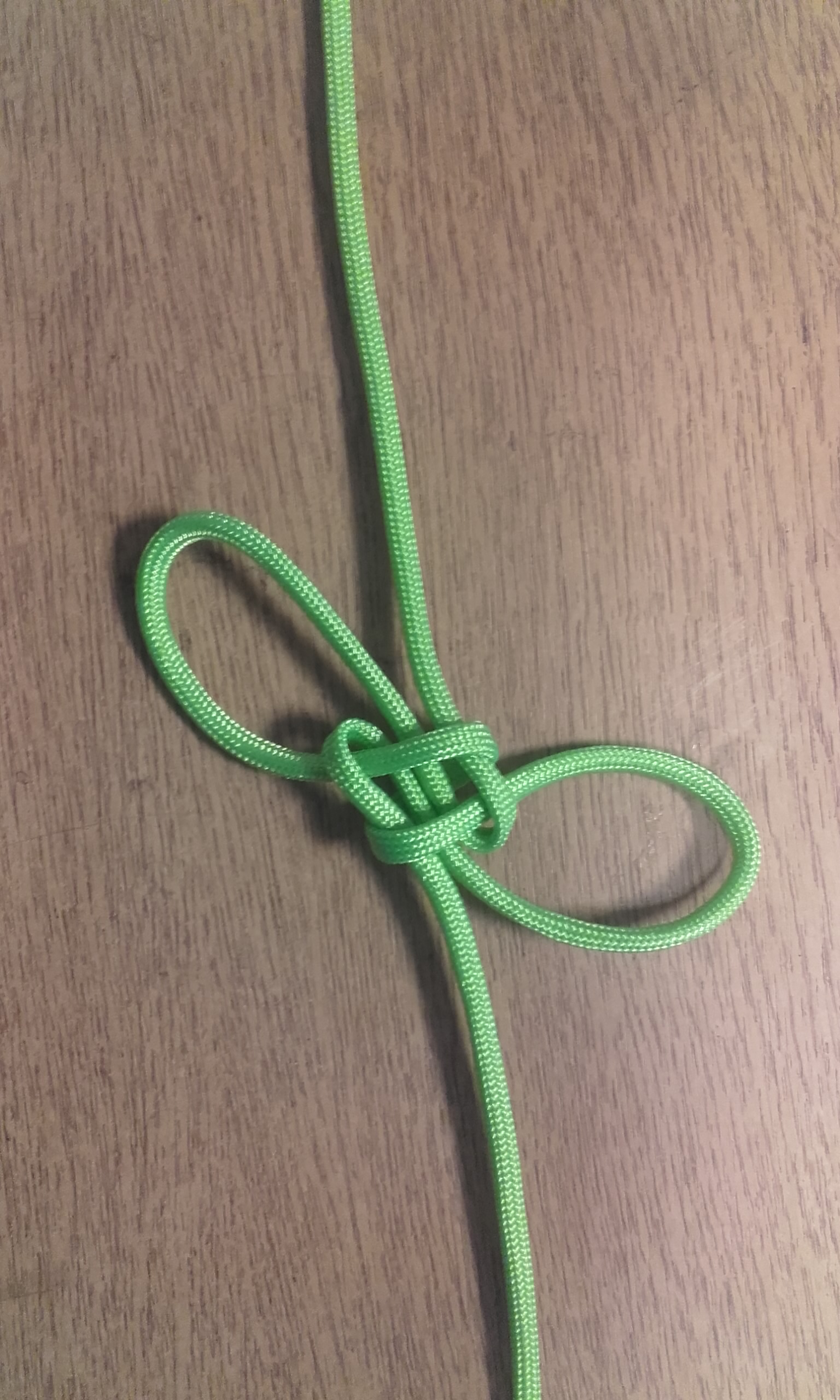
Winged cross knot Модный узел, одношнурный мусинг с петлёй и 4-хпрядная репка в центре.
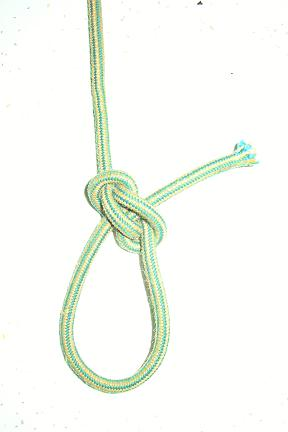
Zeppelin loop, Zeppelin loop, Rosendahl loop.
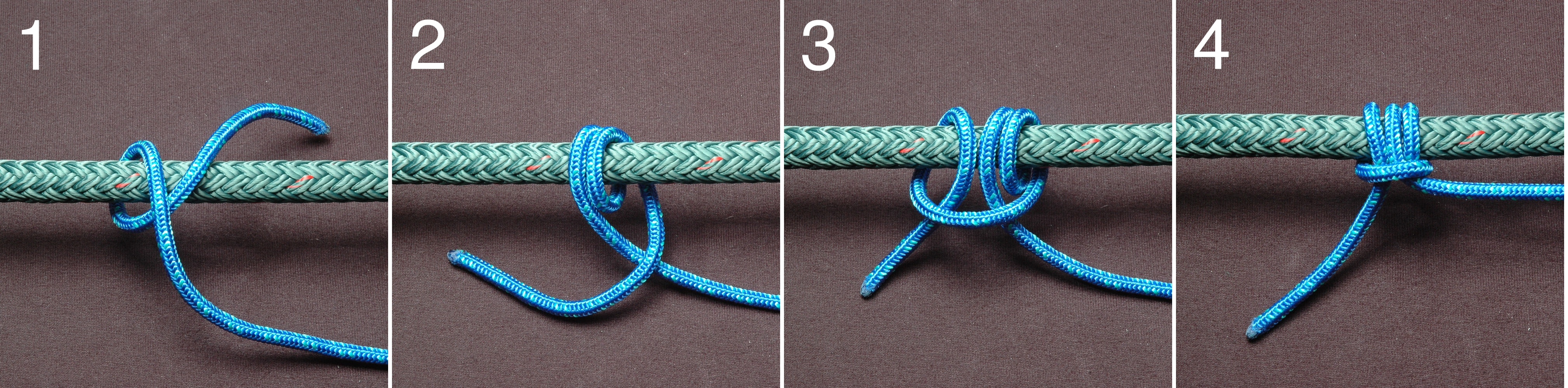
Magnus hitch
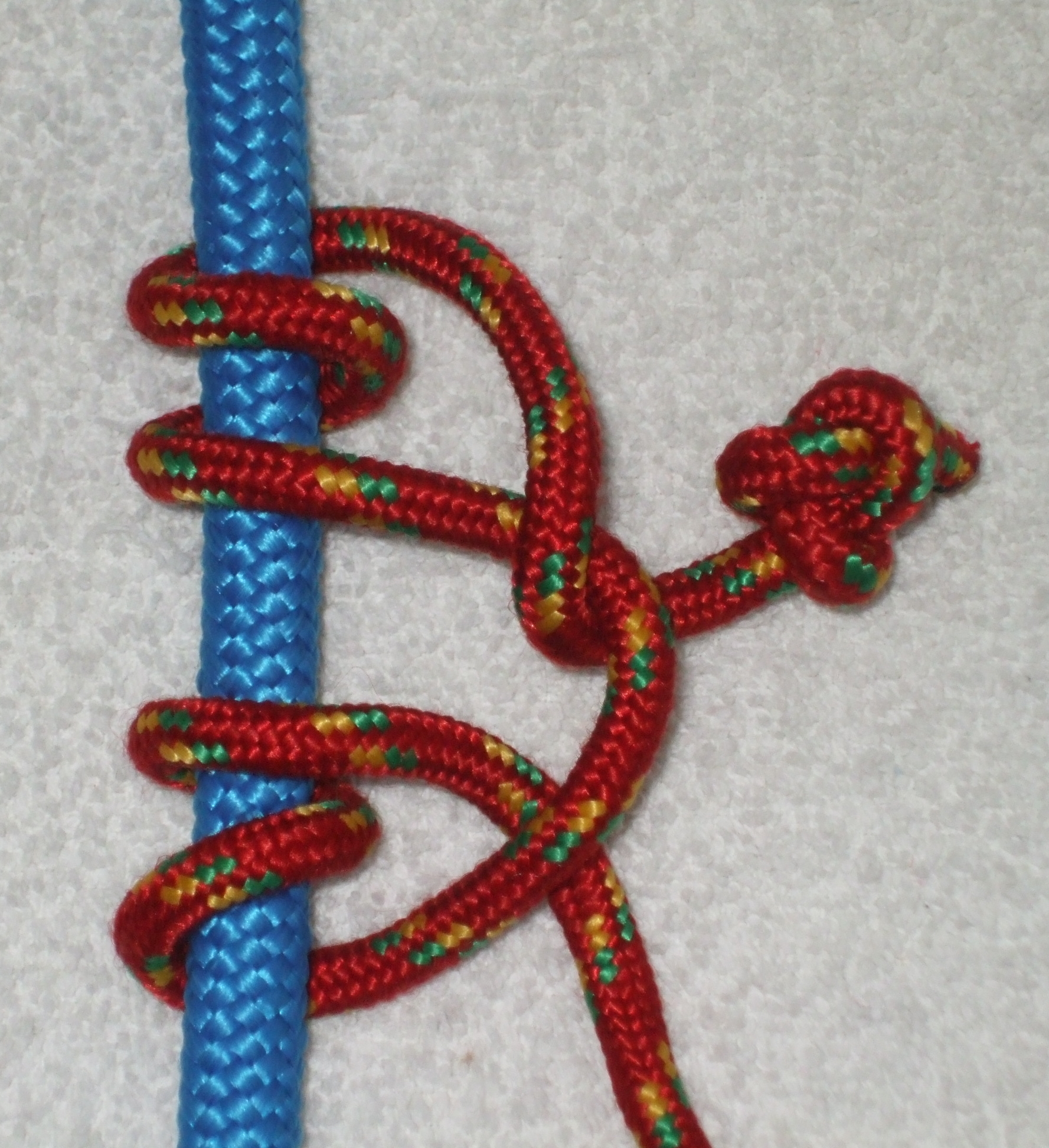
ABOK 1740 не болтается при натяжении с любого направления.
[abok 240]
- Мусинг имеет репку на лице, но частично не декоративный[1].
[abok 241]
- Двупрядный талрепный узел с репкой в центре и 4 краевыми петлями[1].
[abok 242]
- Двойная петля, результат попытки сделать двойную репку одной петлёй[1].
[abok 243]
- Перекрёстный узел, весьма симметричный, затягивается за противоположные стороны[1].
[abok 244]
- [abok 245]
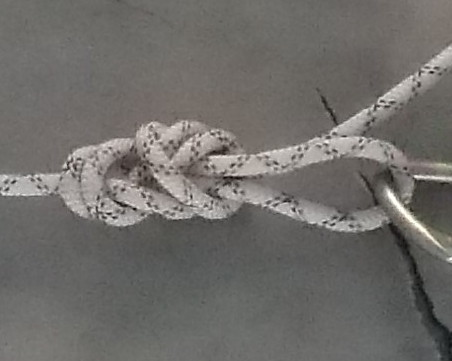
Nœud de piton[фр.]
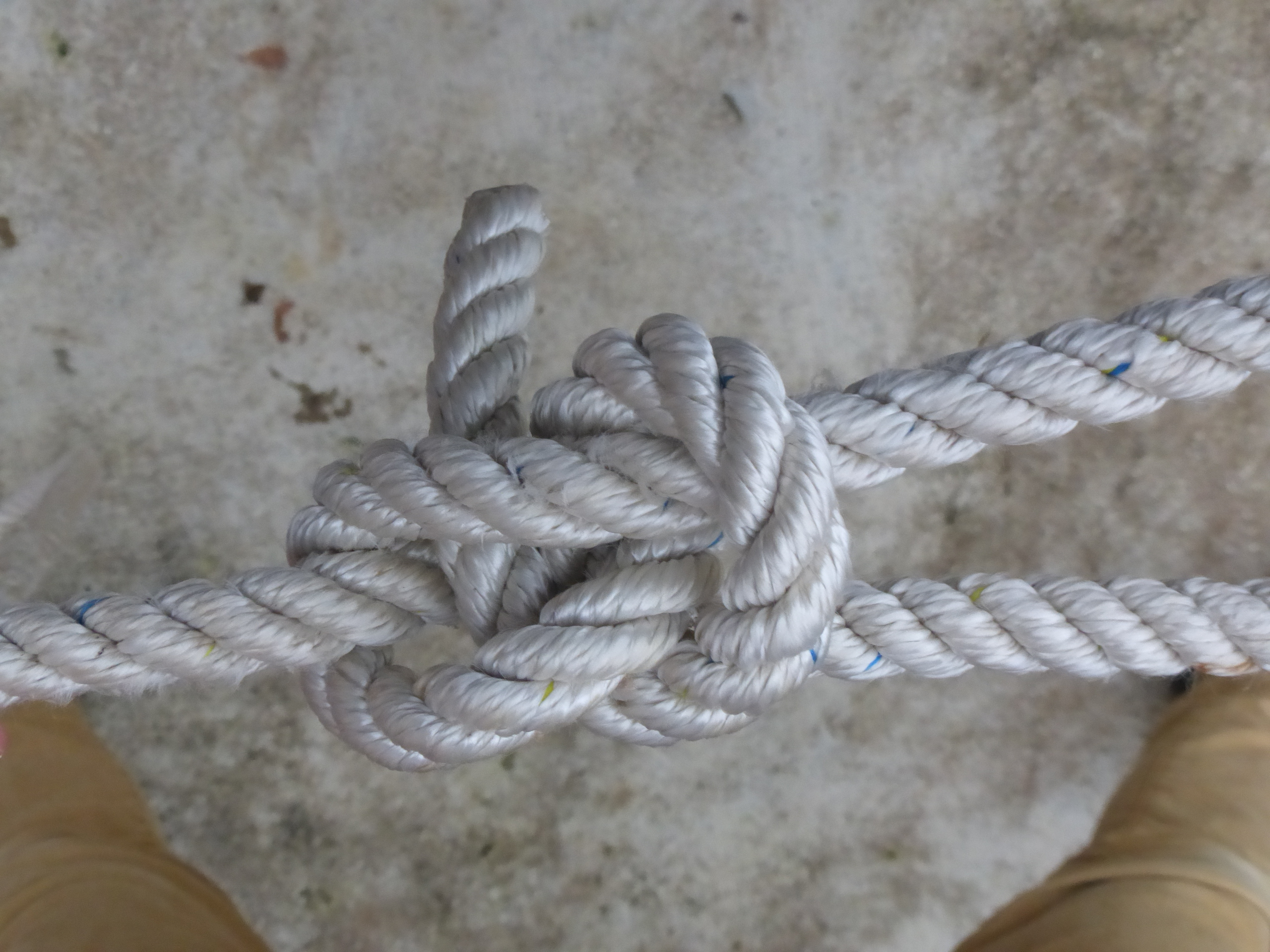
Nœud de Sylvain
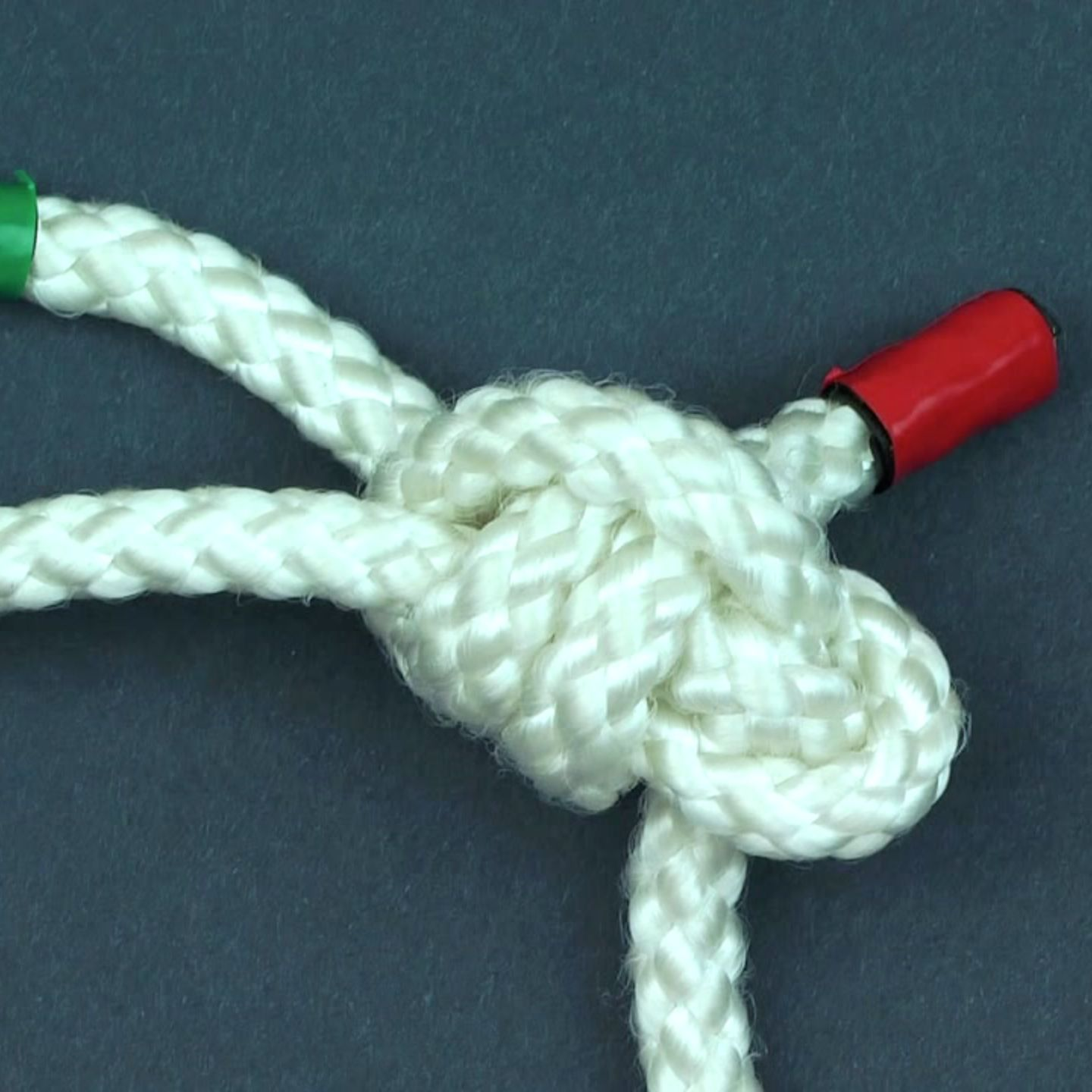
Seizingsteek
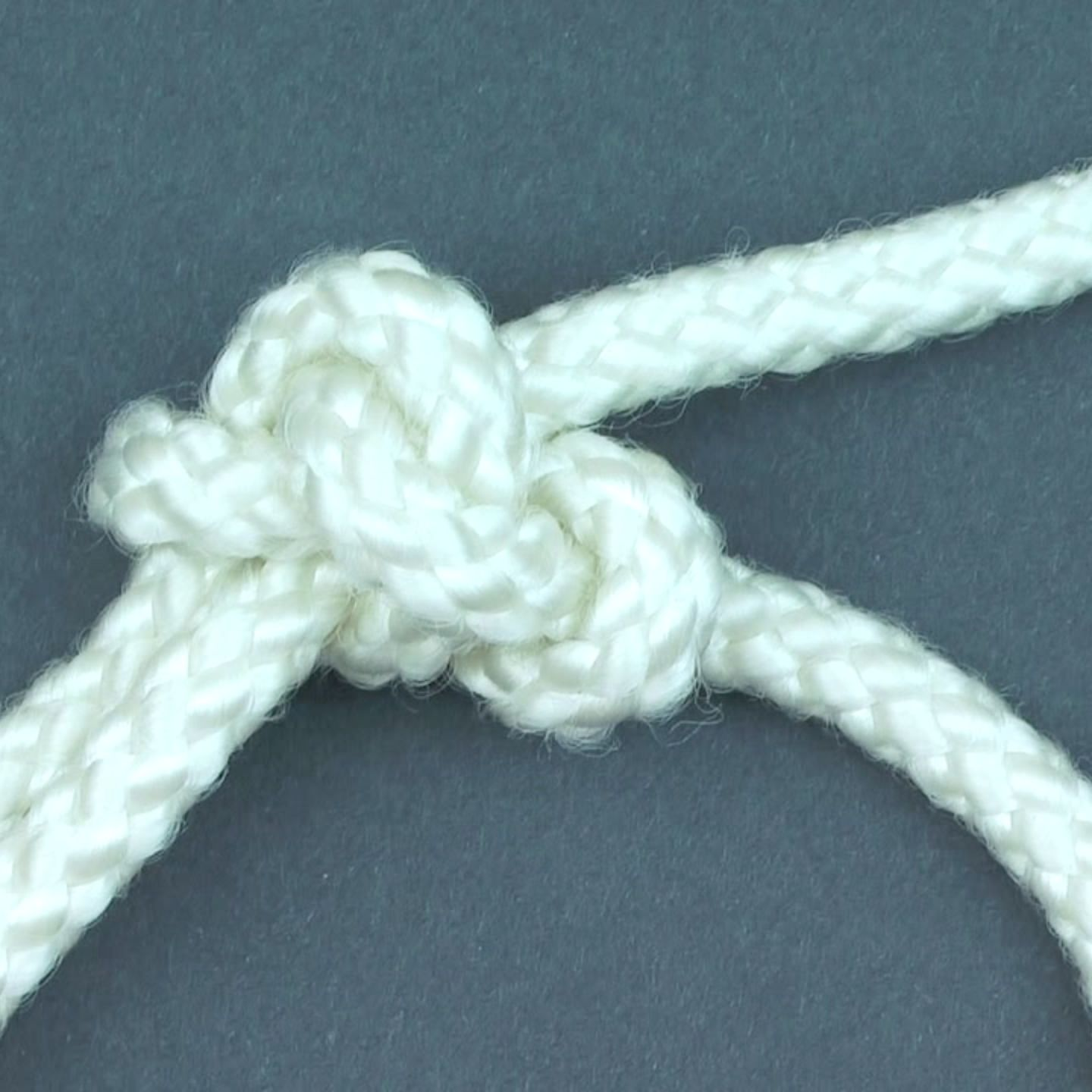
Stevige hand
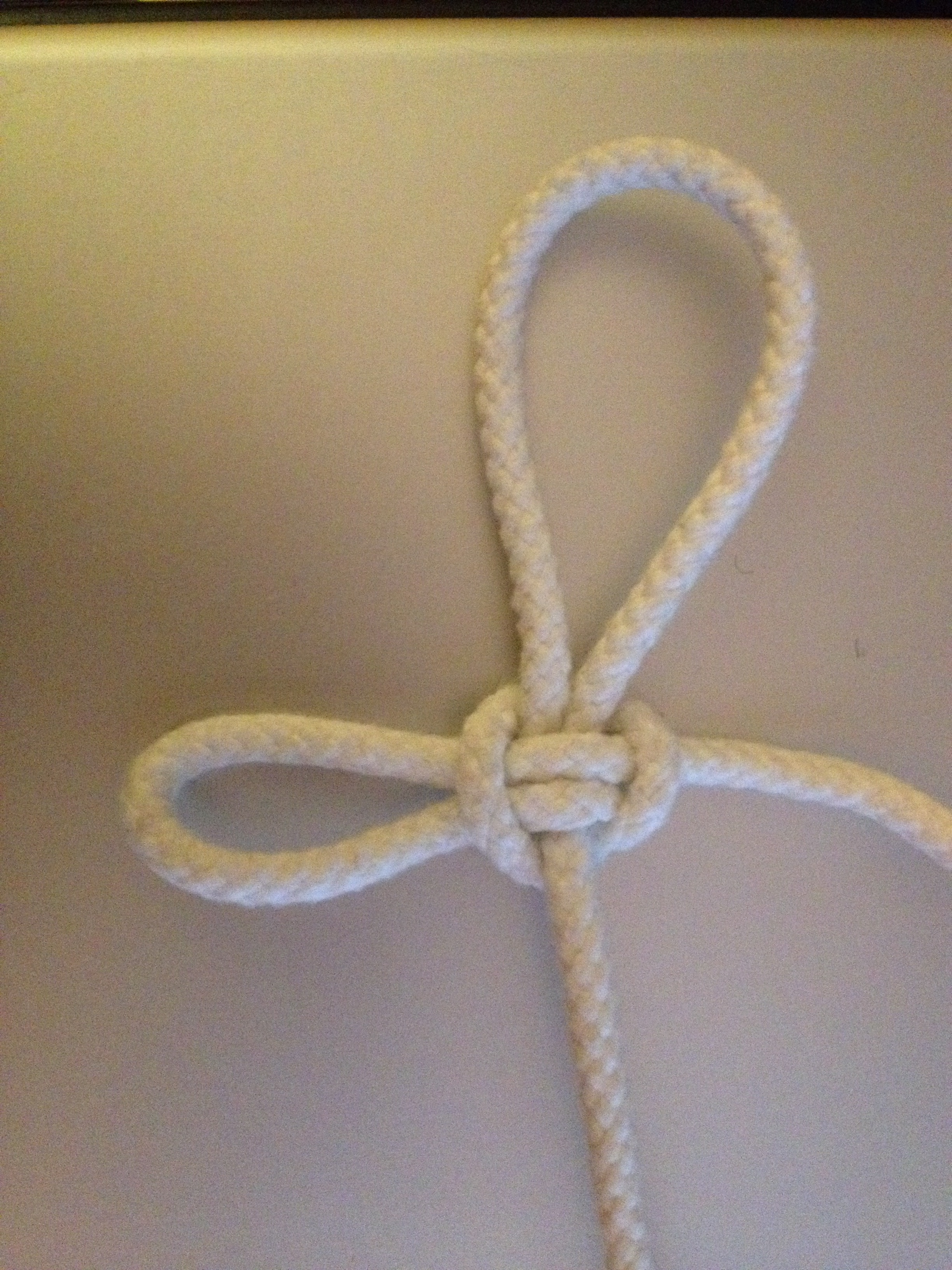
Yalancı alp kelebeği halkası
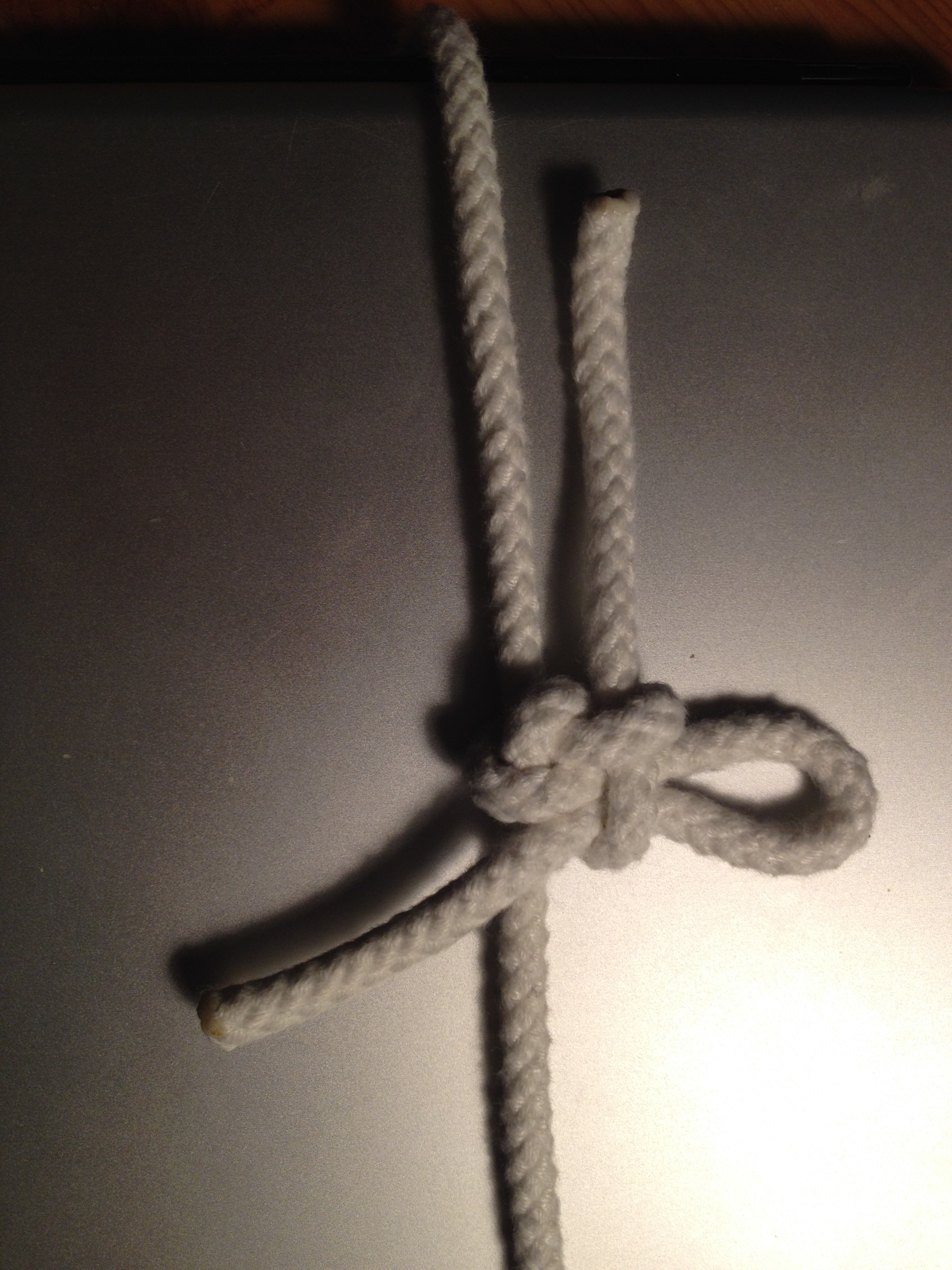
Foralı Japon bağı
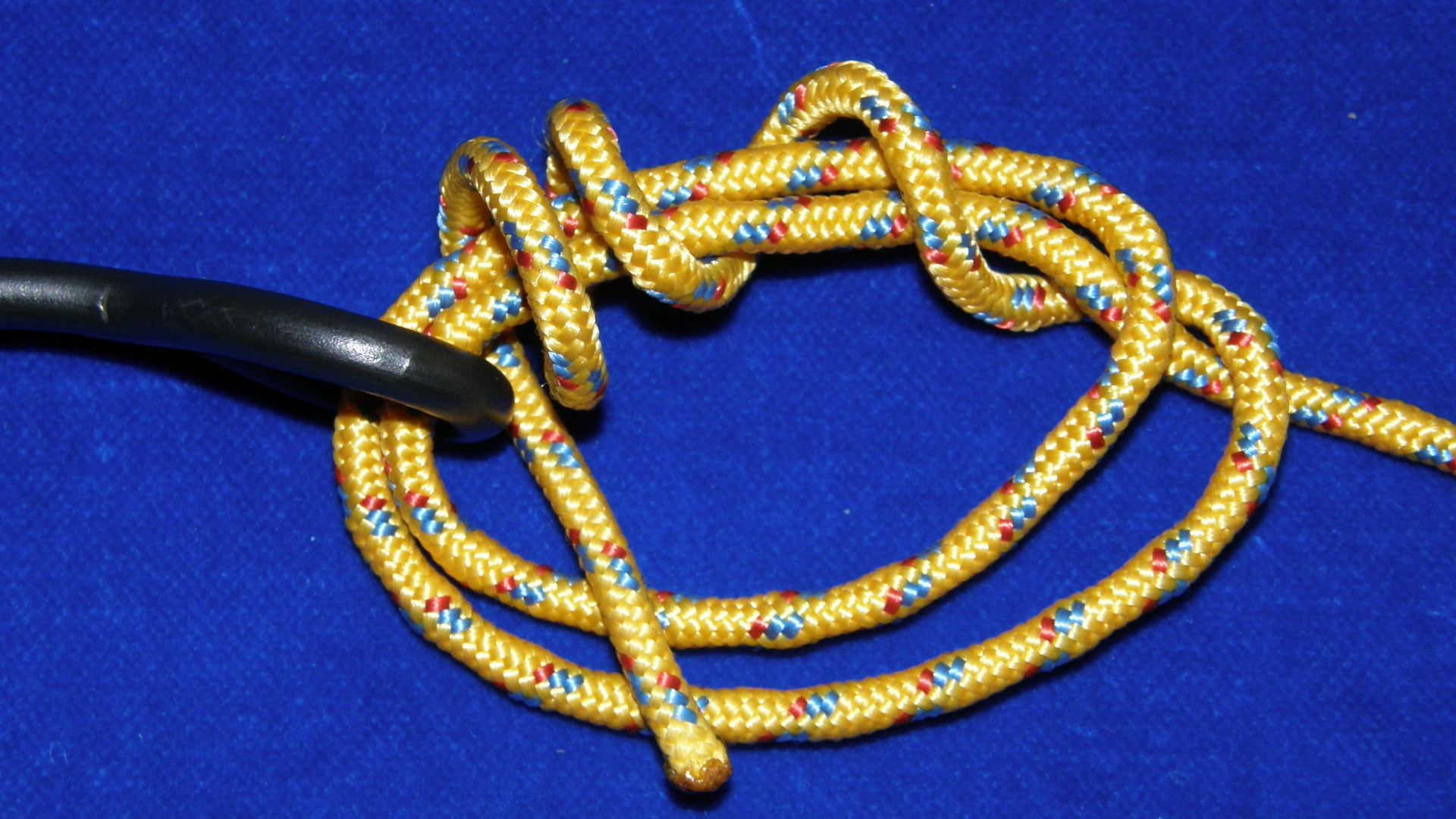
Jansik-Knoten Профессиональный узел. Если позволяет поворотное кольцо, гораздо лучше пропустить материал дважды, так как он выдержит больше и будет прочнее.
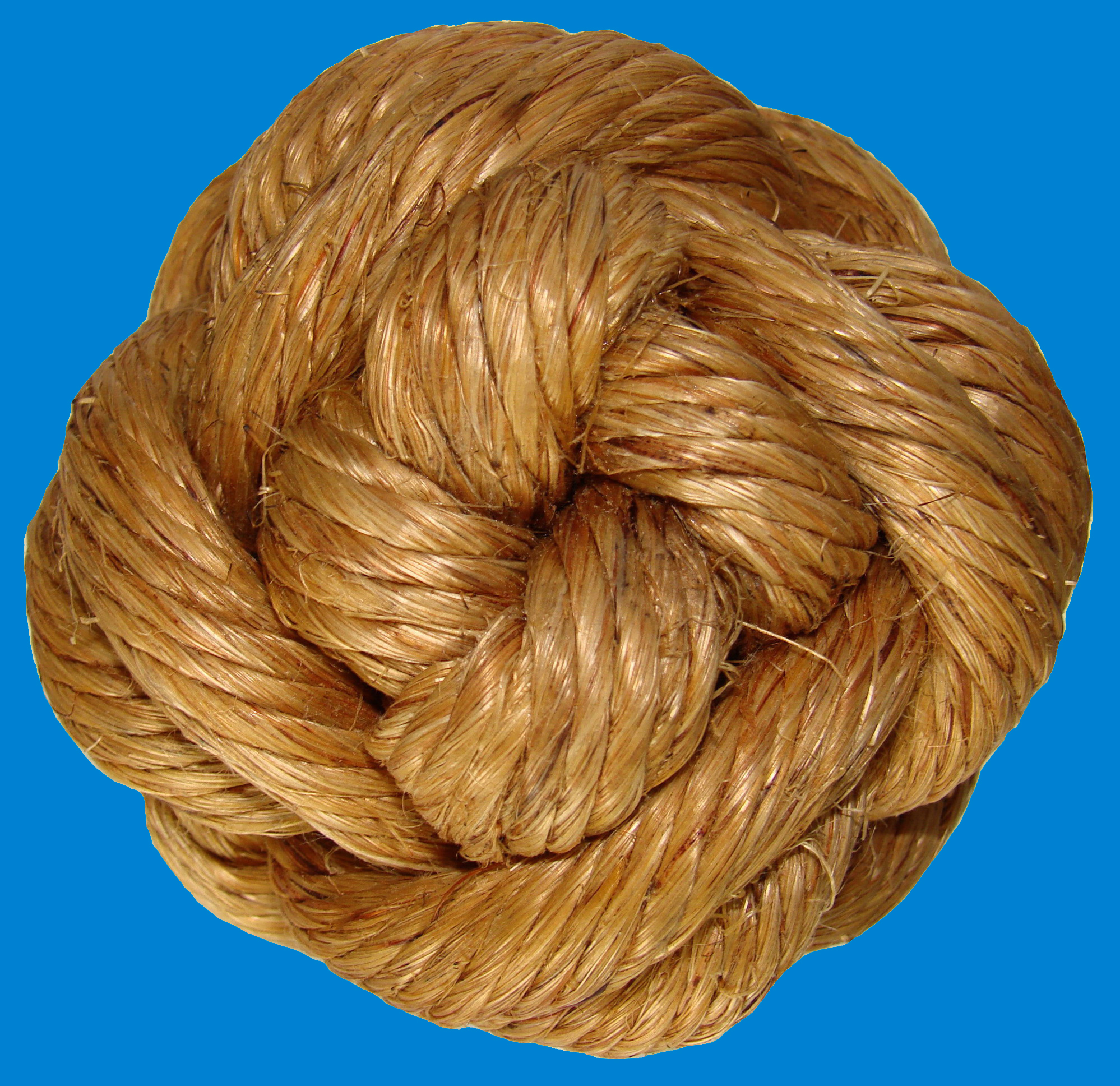
Rosenknoten Многопрядная пуговица завязанная на руке вяжется на концах стопоров палубы вместо стопорного 674.
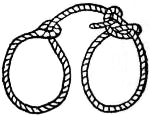
Butt Slings
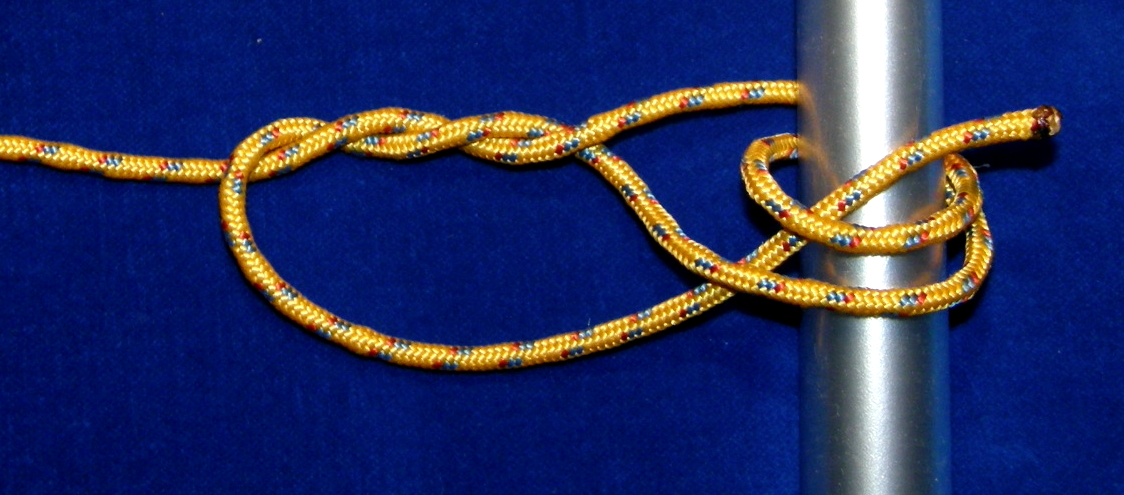
Spulenachsenknoten
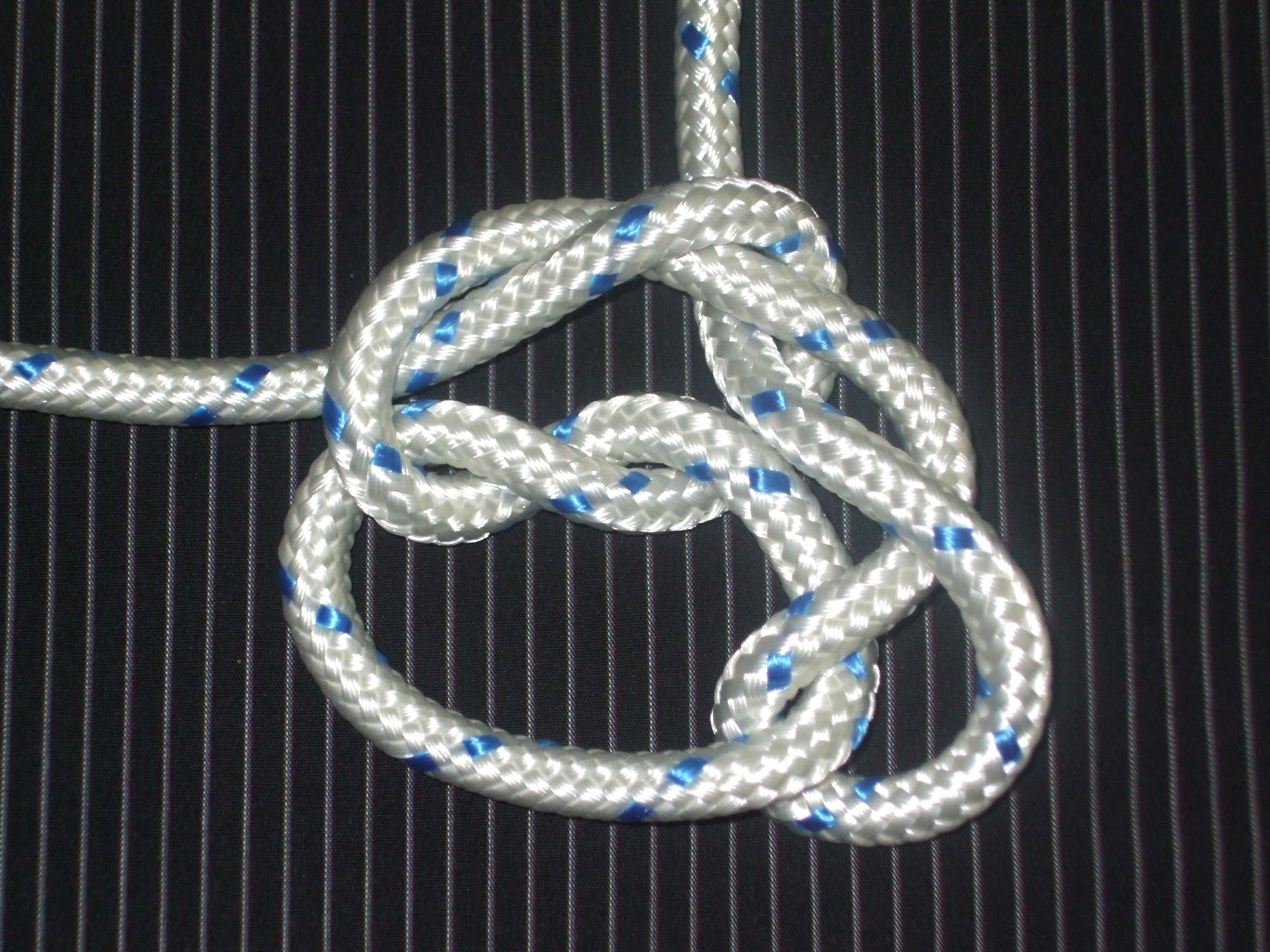
elusive knot
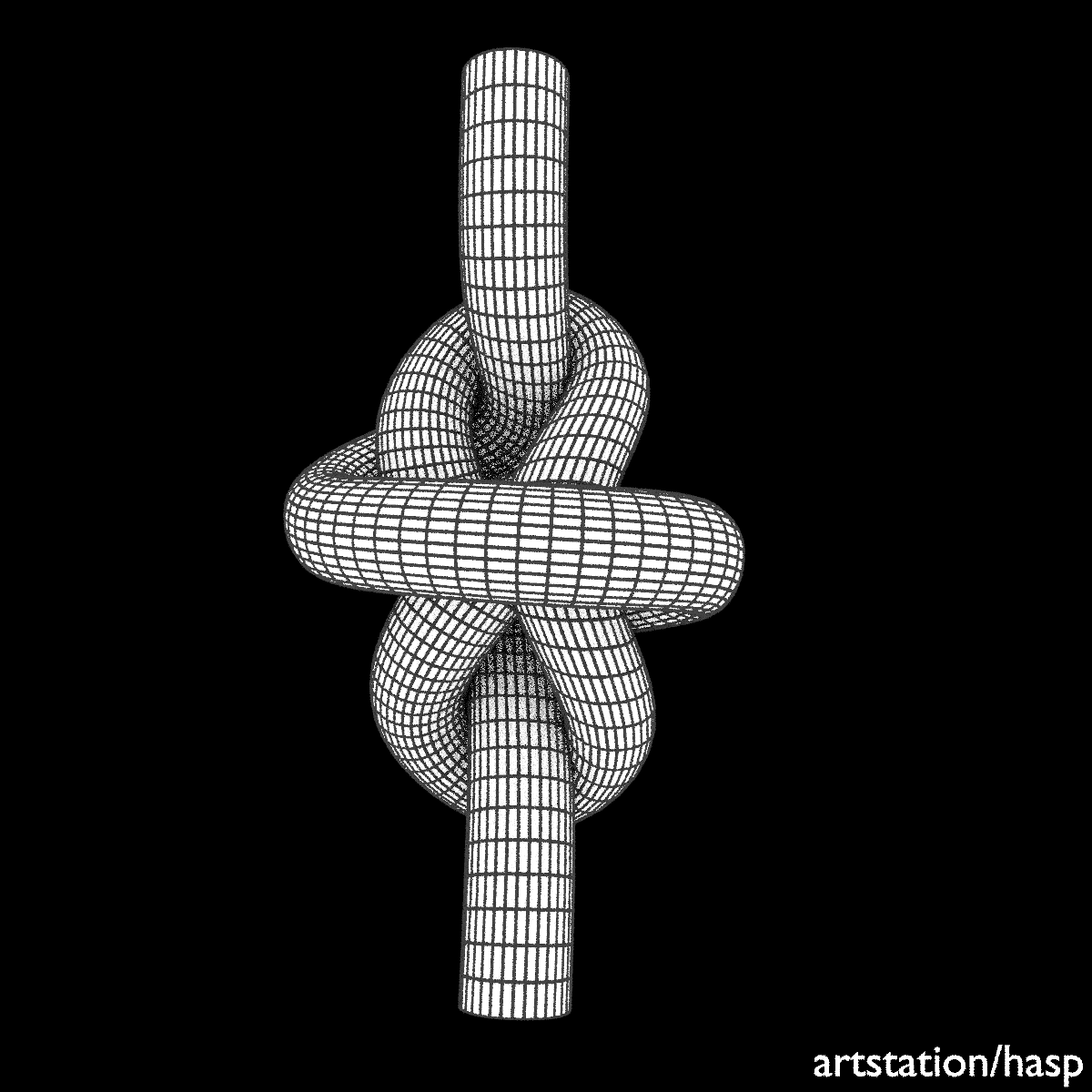
Мусинг имеет репку на лице, но частично не декоративный.
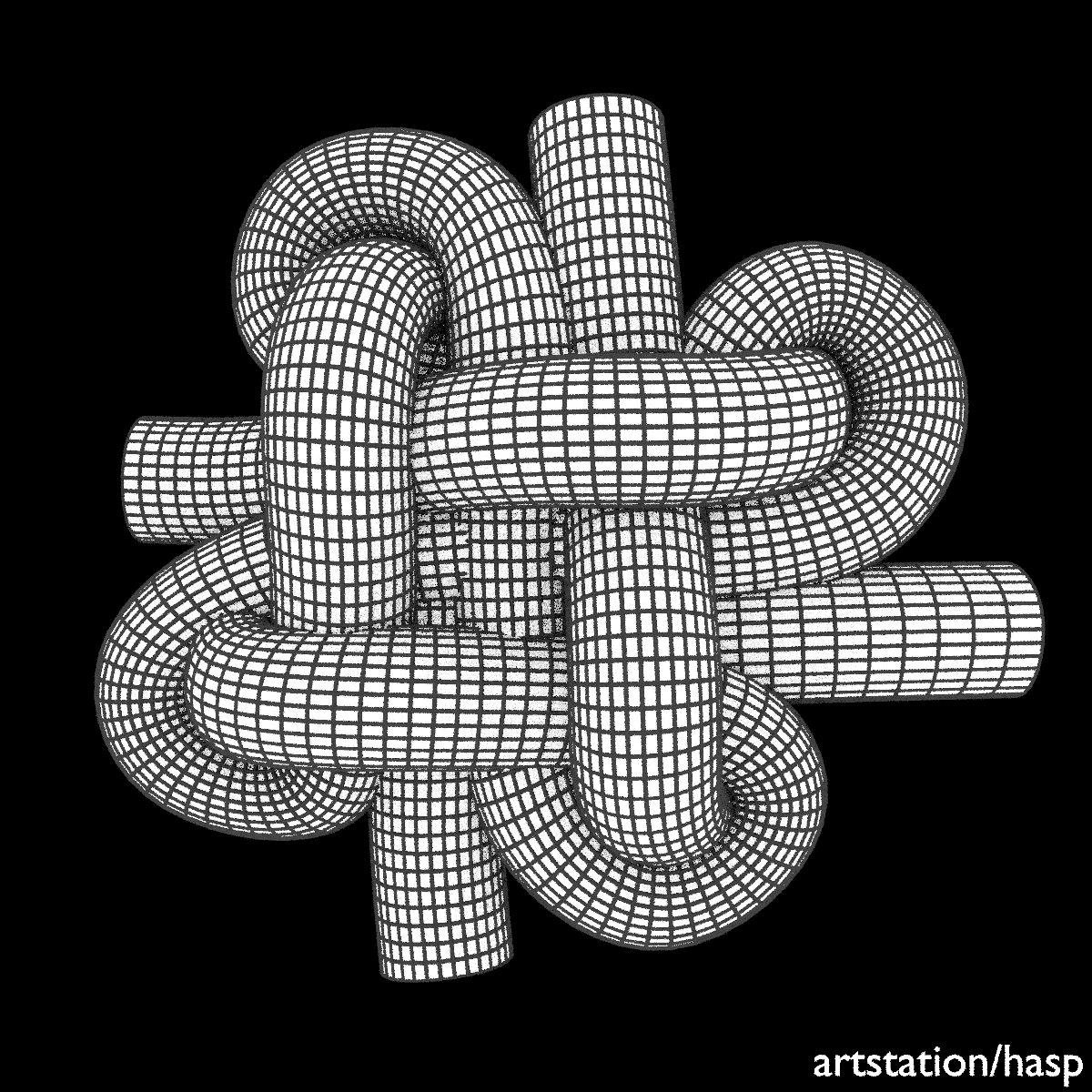
Двупрядный талрепный узел с репкой в центре и 4 краевыми петлями.
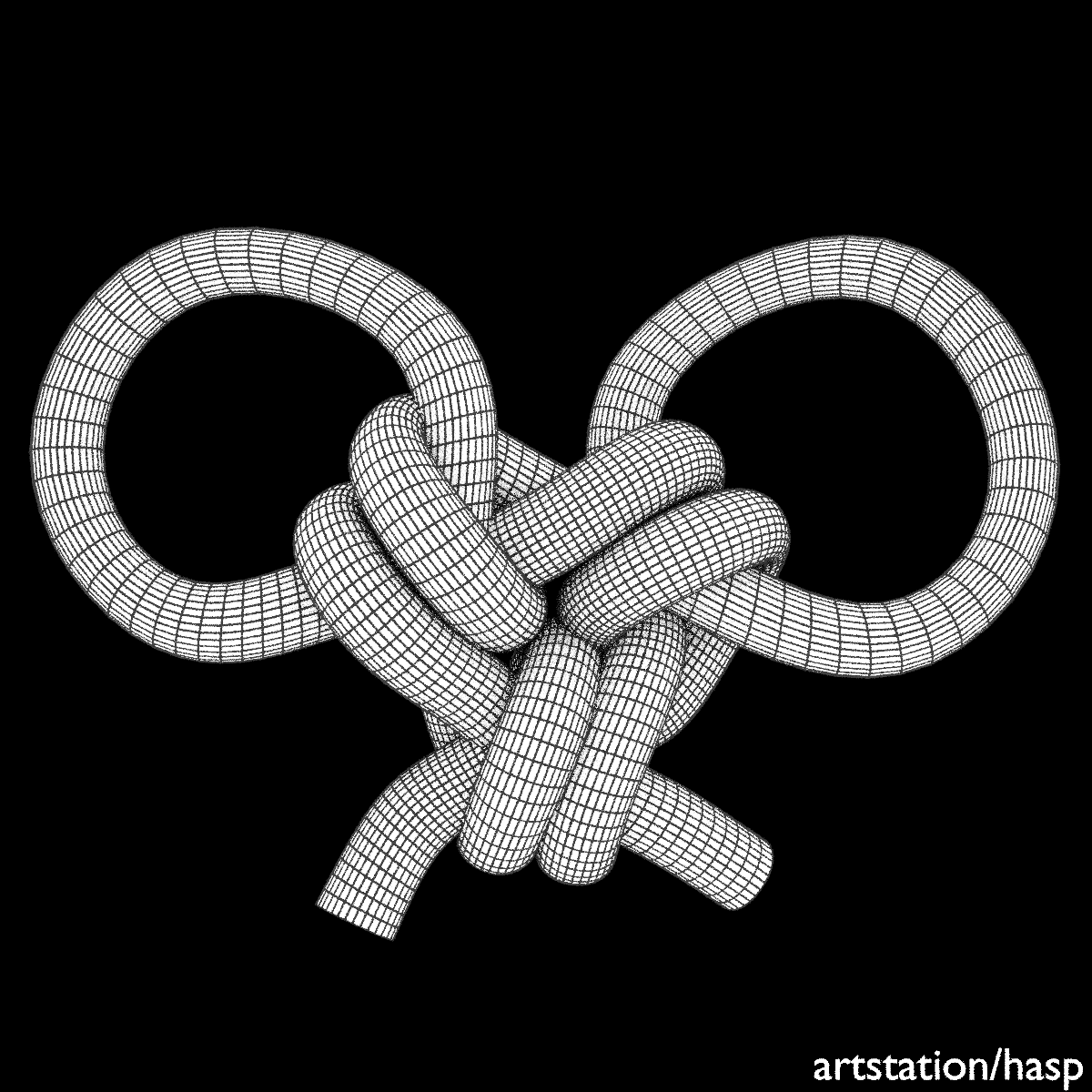
Двойная петля, результат попытки сделать двойную репку одной петлёй.
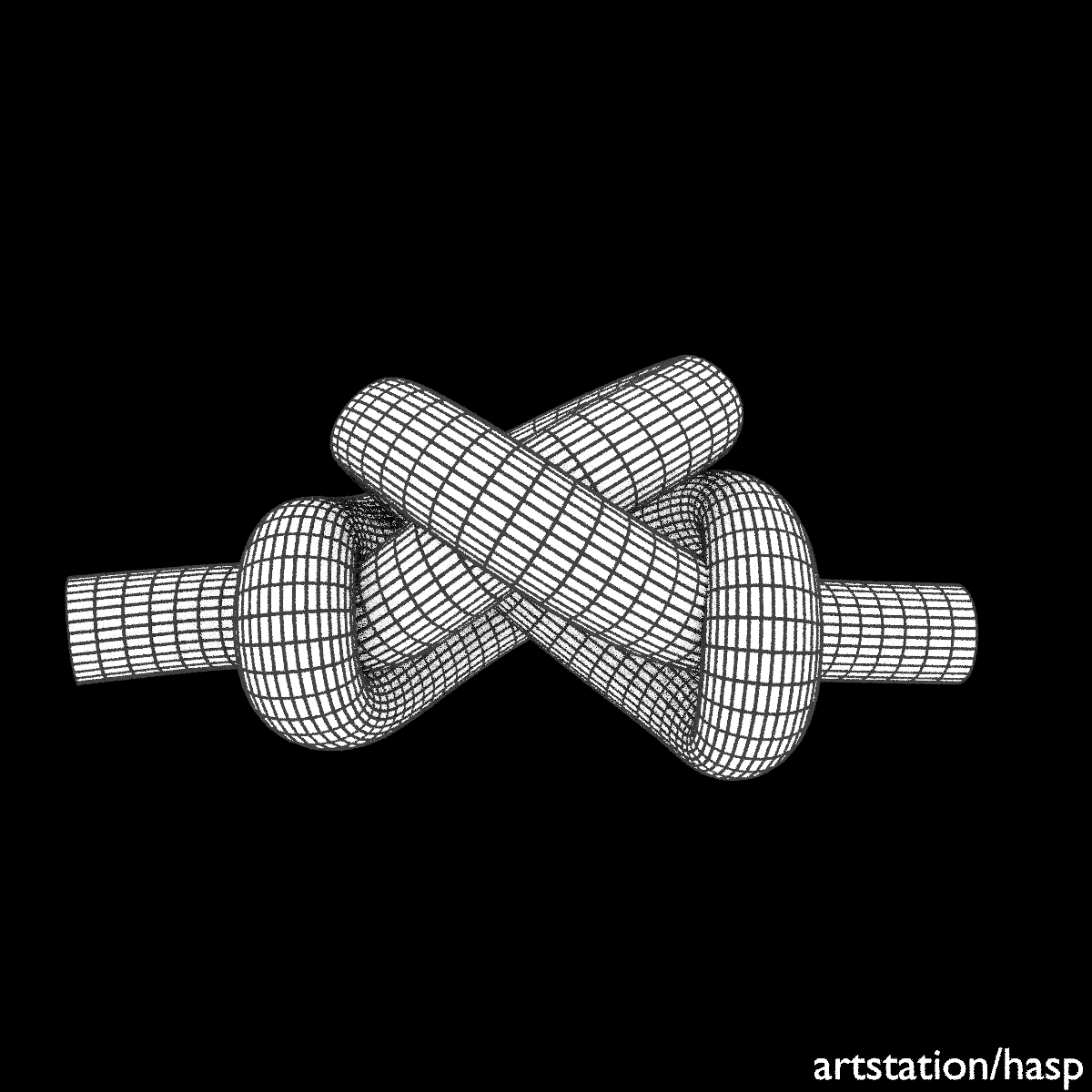
Перекрёстный узел, весьма симметричный, затягивается за противоположные стороны.
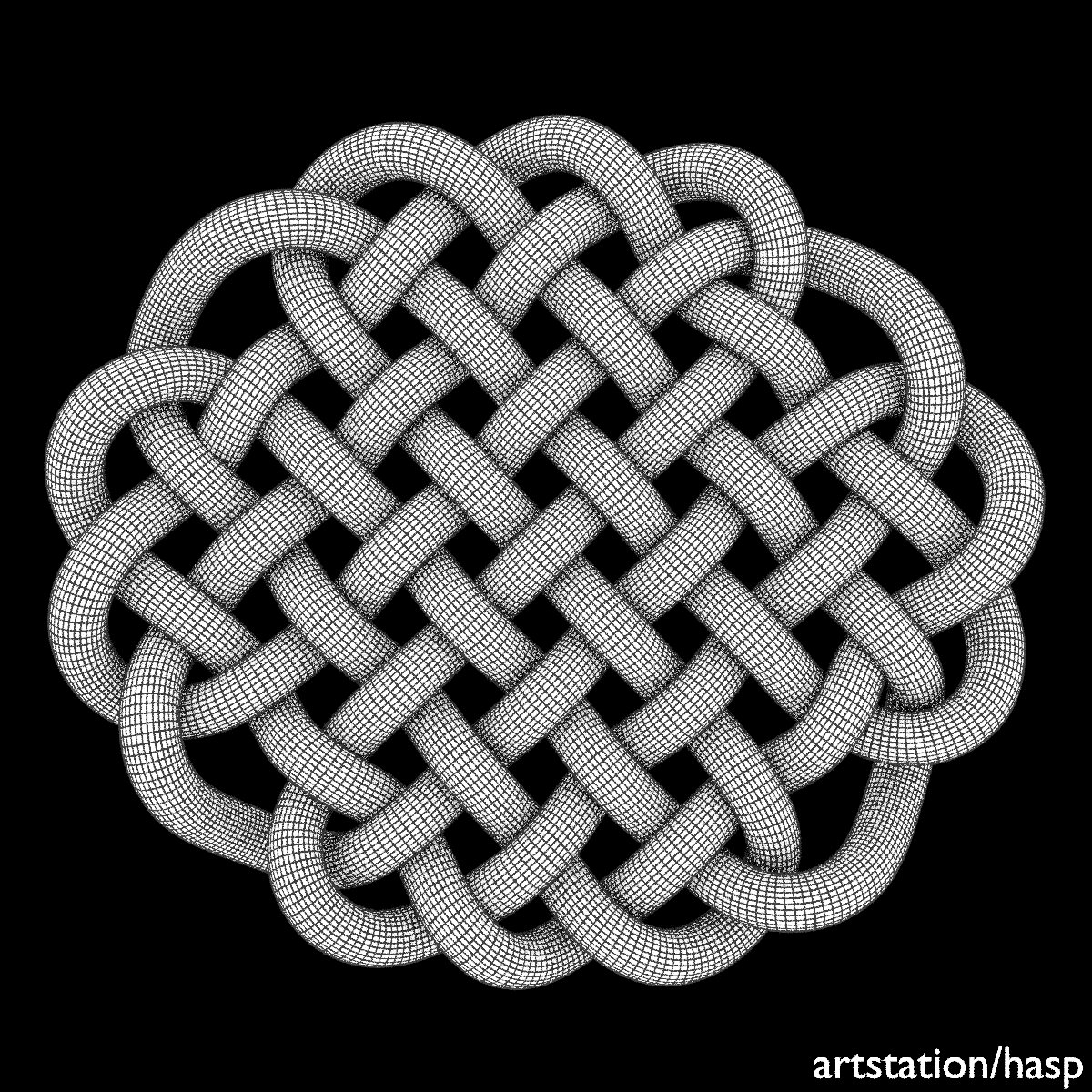
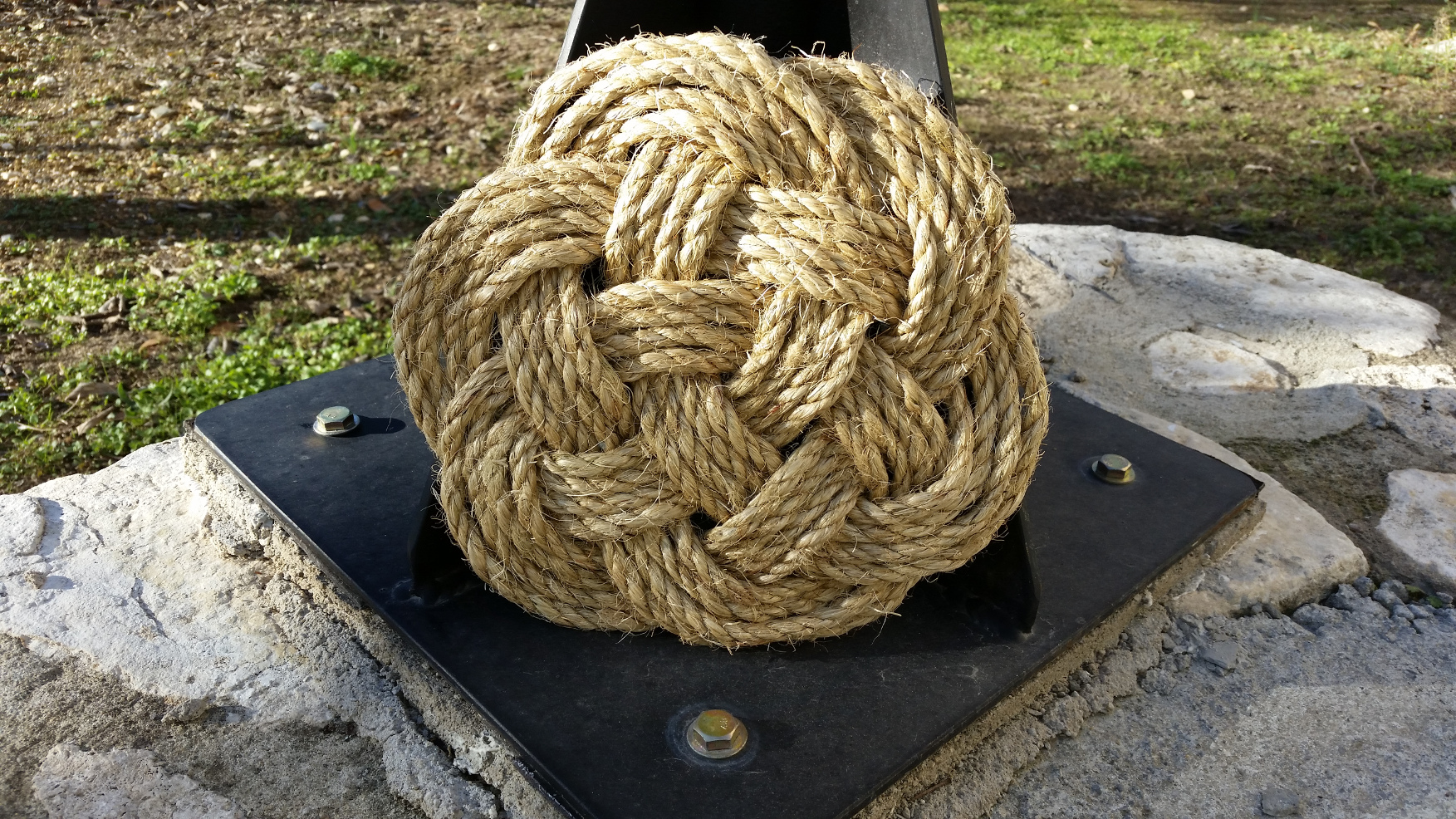
Nœud de piton Мат шпигованный для шкота, если завязан крупным тросом и проведён 2-3 раза, как узел турецкая голова.
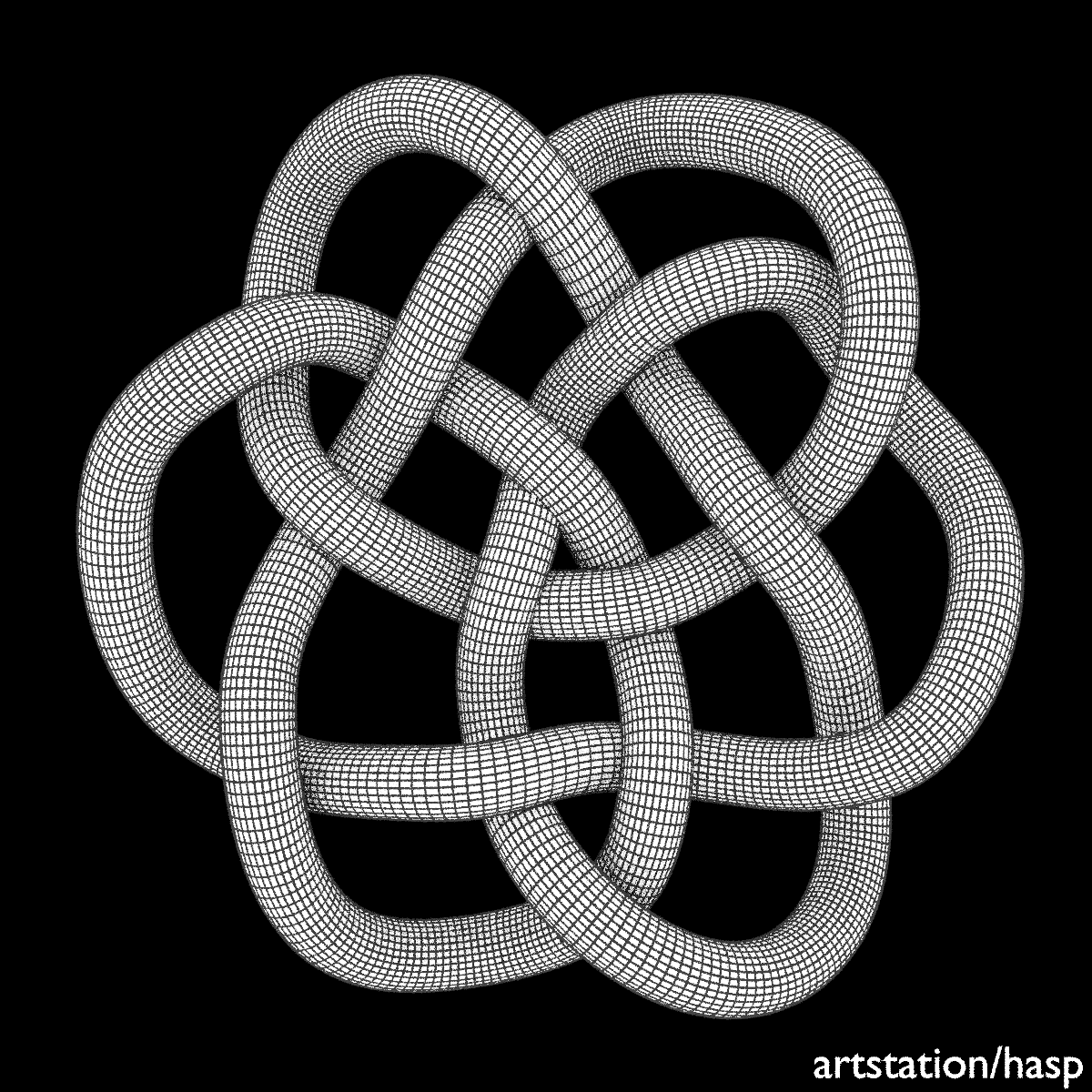
Мат шпигованный для шкота, если завязан крупным тросом и проведён 2-3 раза, как узел турецкая голова[1].[abok 246]
- [abok 247]
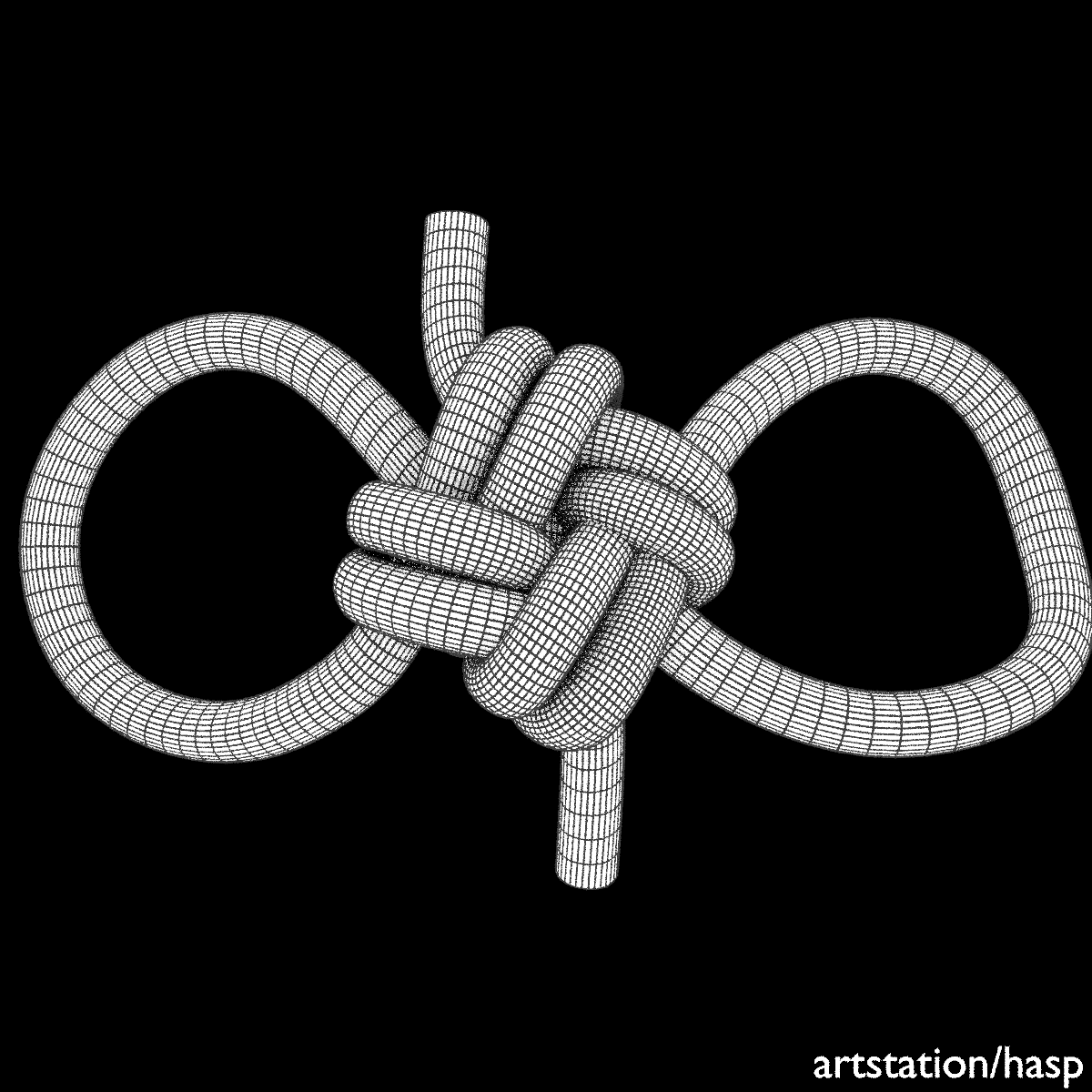
double crown
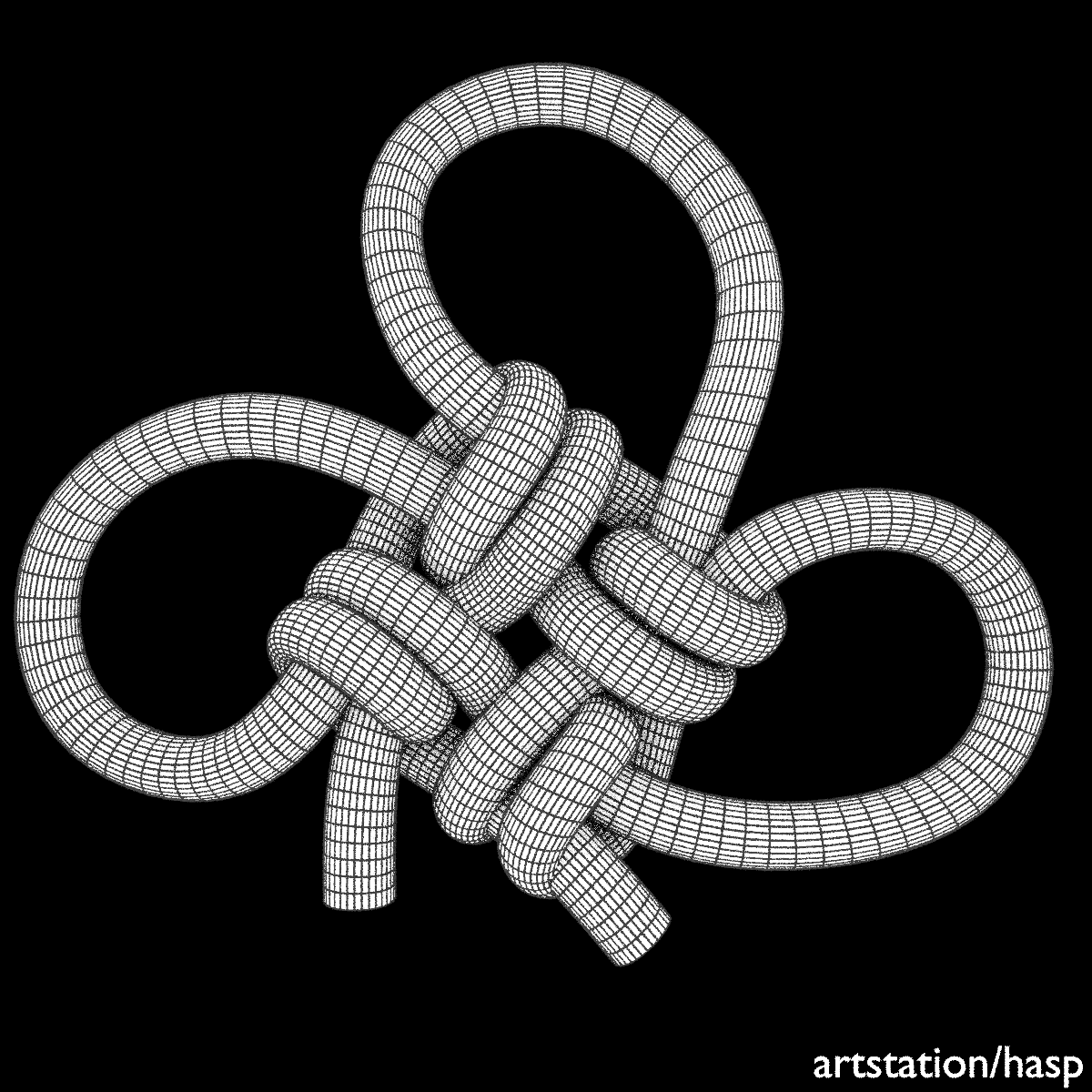
Модный узел с 3-мя краевыми петлями и двойной 4-хпрядной репкой в центре.
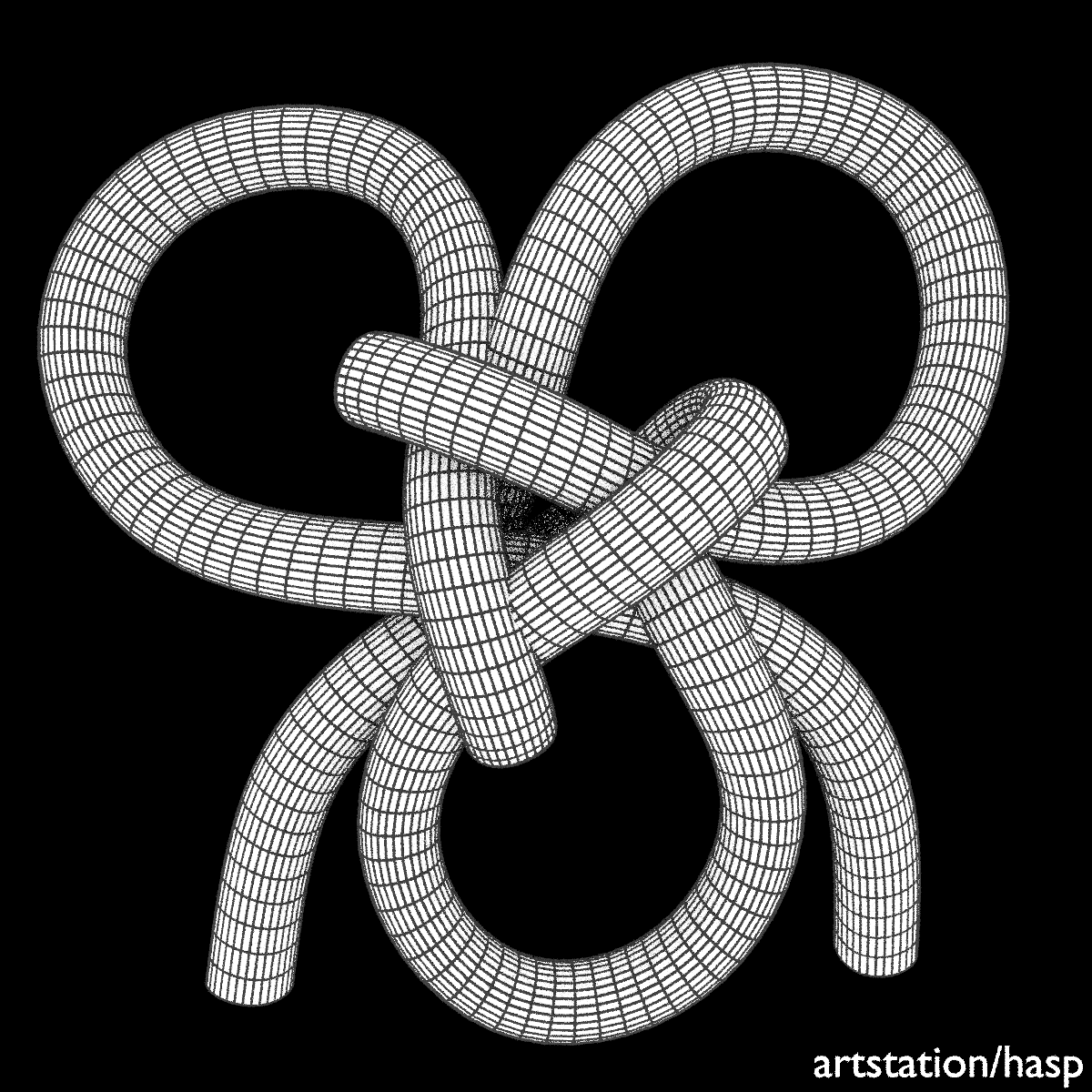
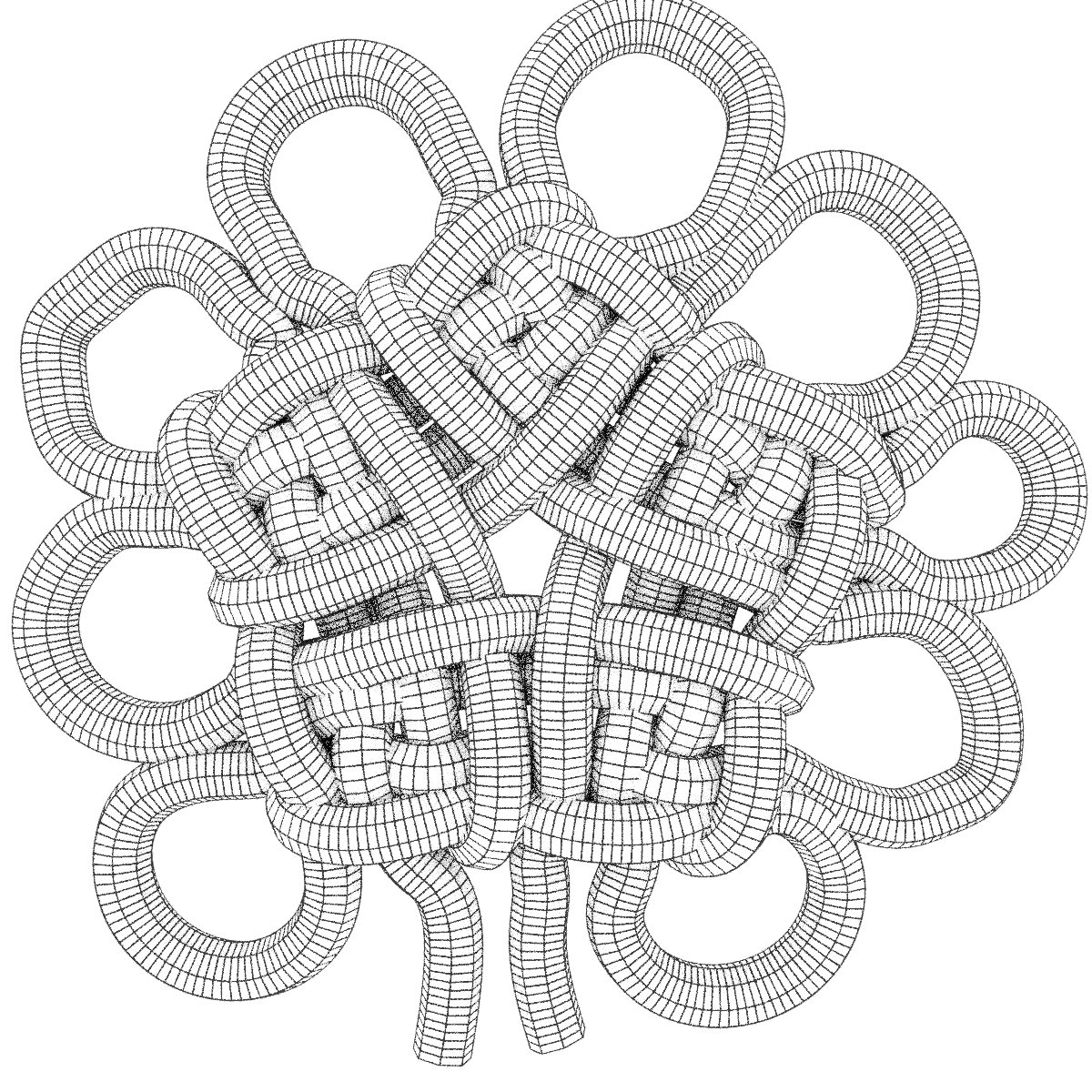
pentagon
Мат или симметричный муссинг, если разрезать петлю наверху.
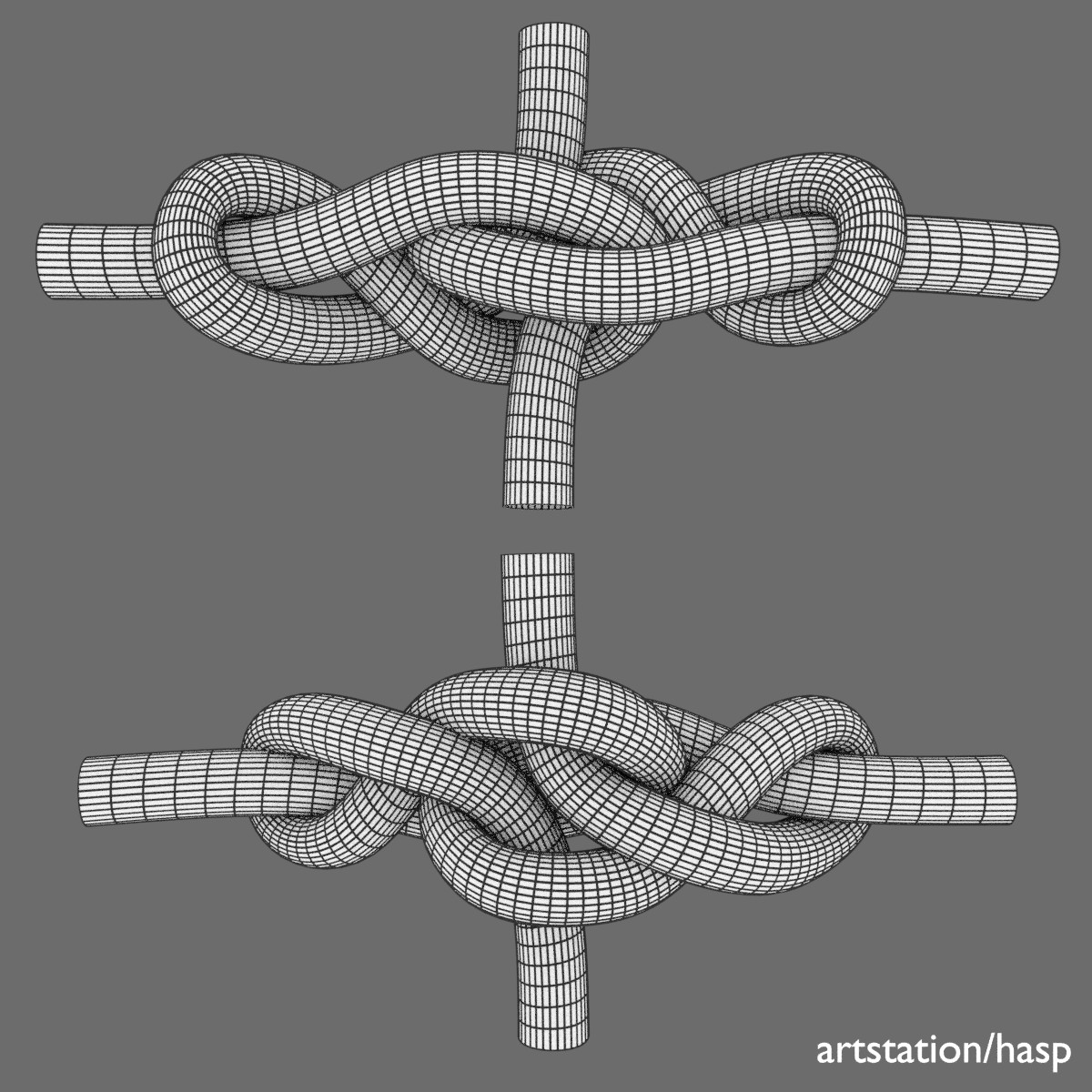
Broach bend
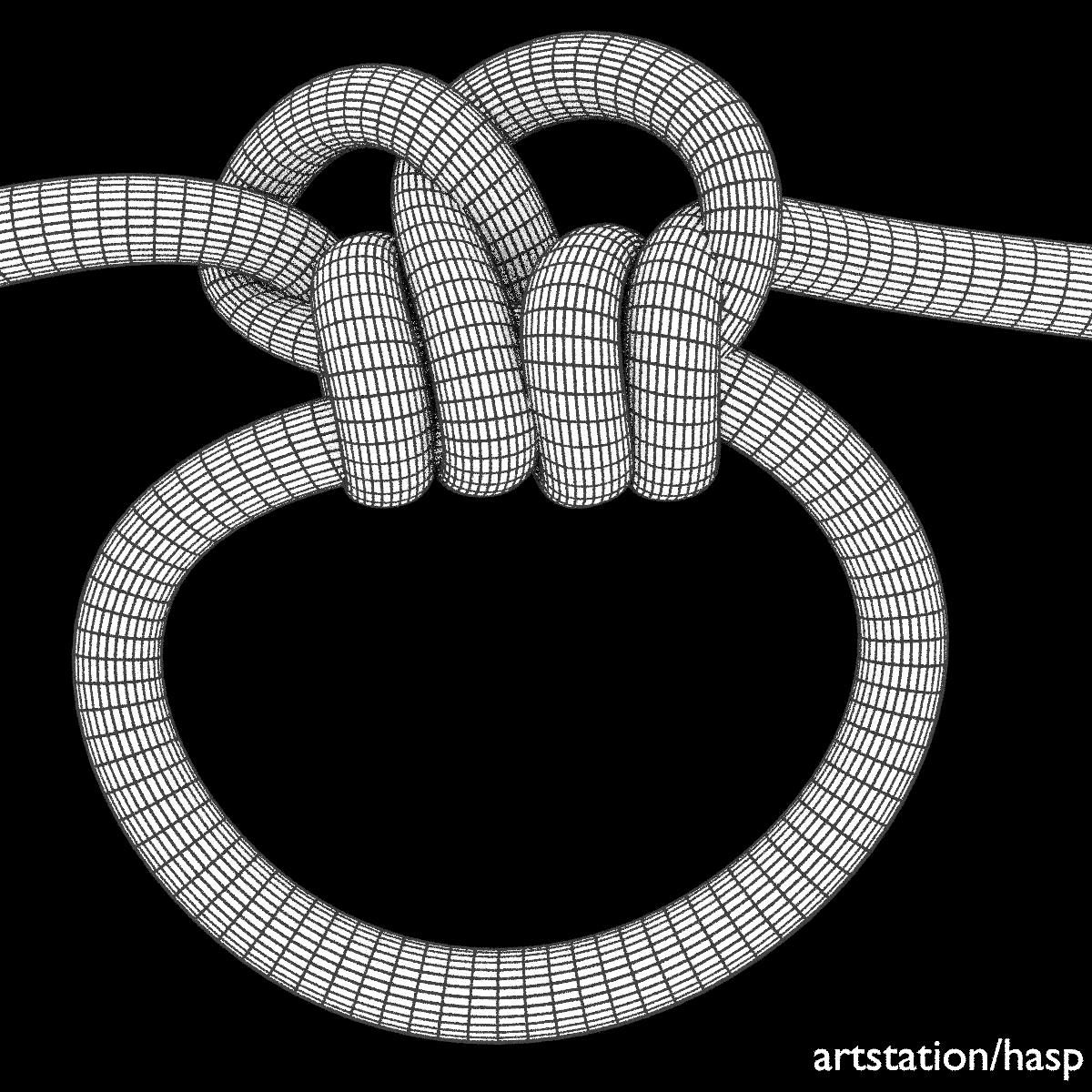
Door knocker
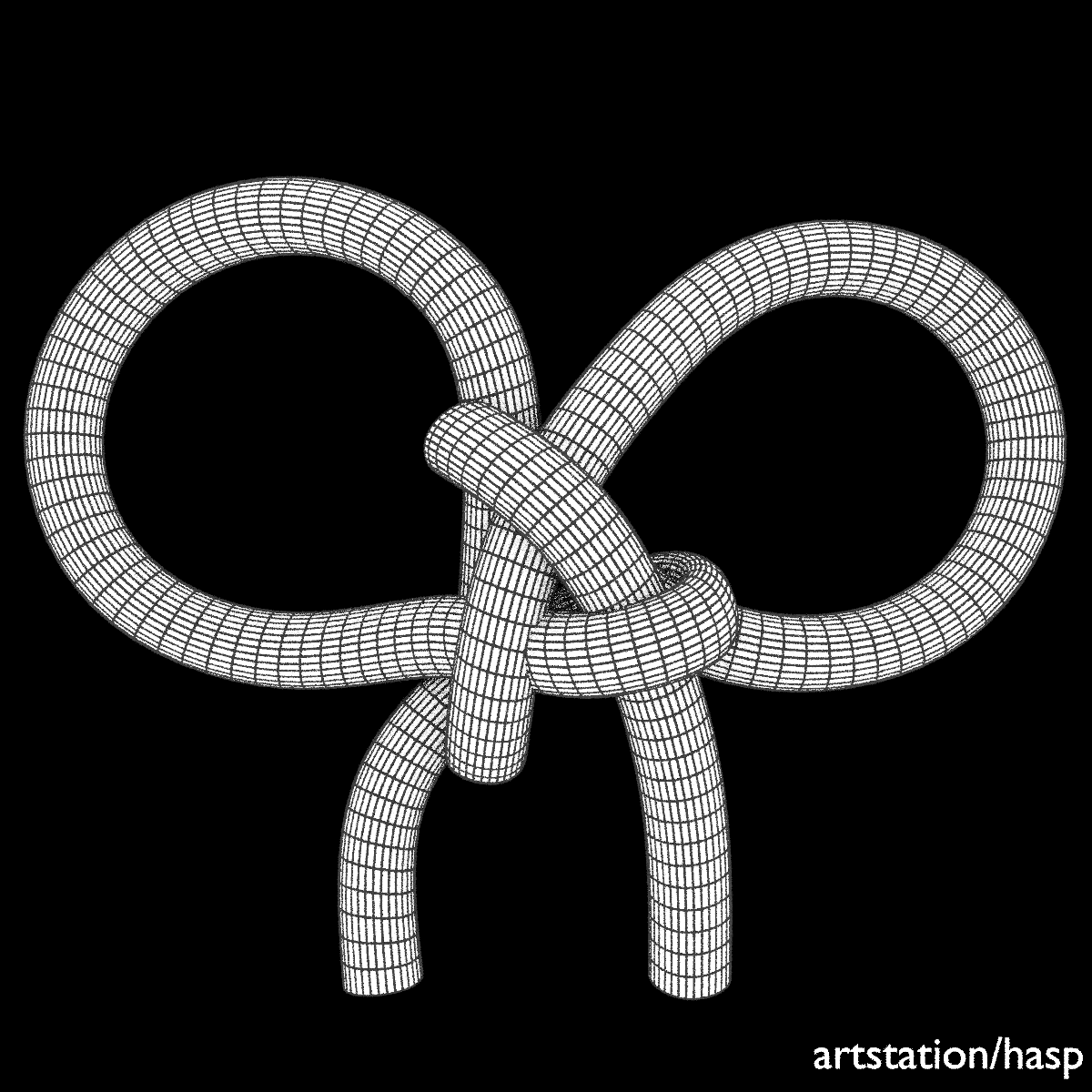
Double looped Модный узел с 3-хпрядной репкой в центре.
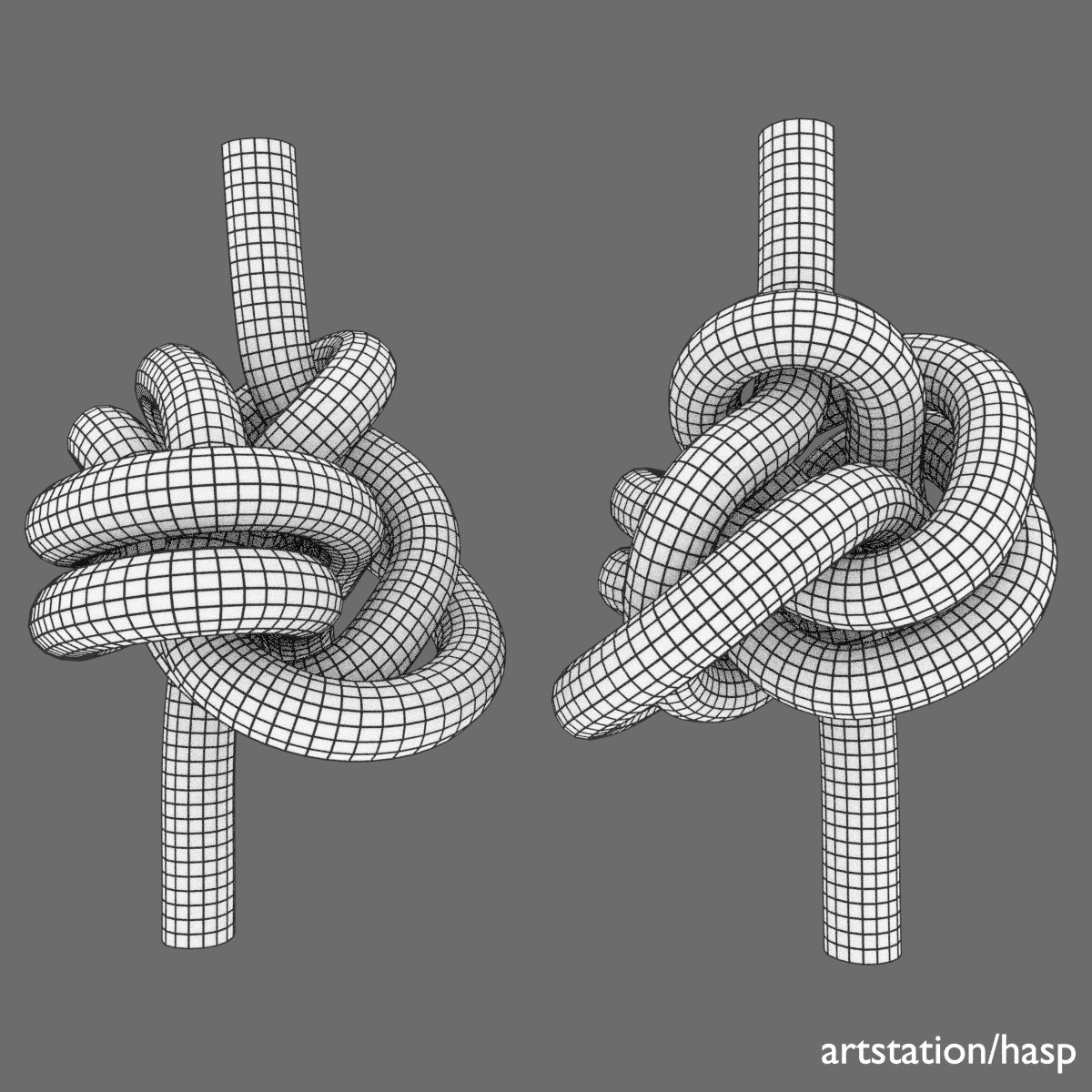
Double oysterman Кноп, который является удвоенным устричным У.
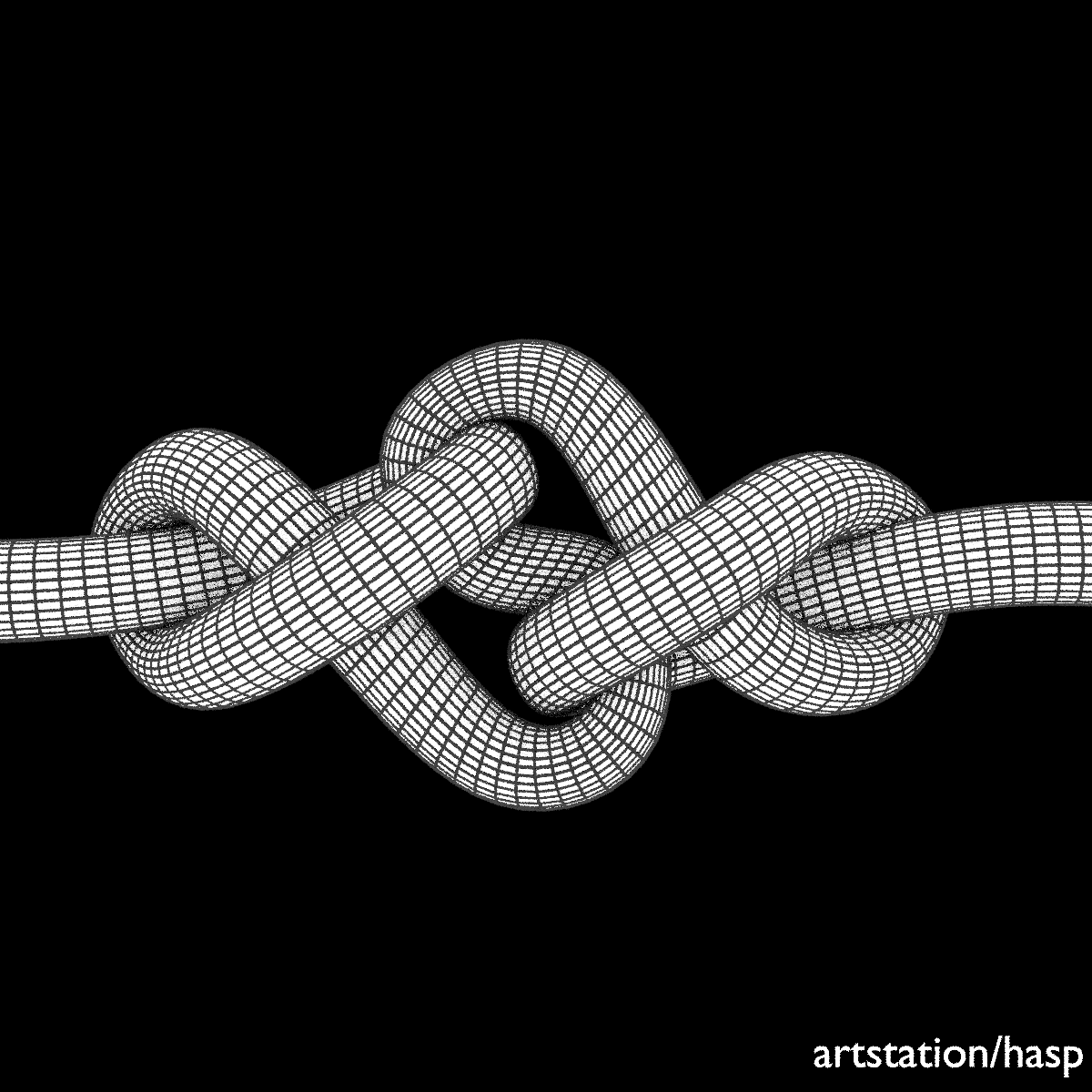
Eternity Мусинг симметричный, большой.
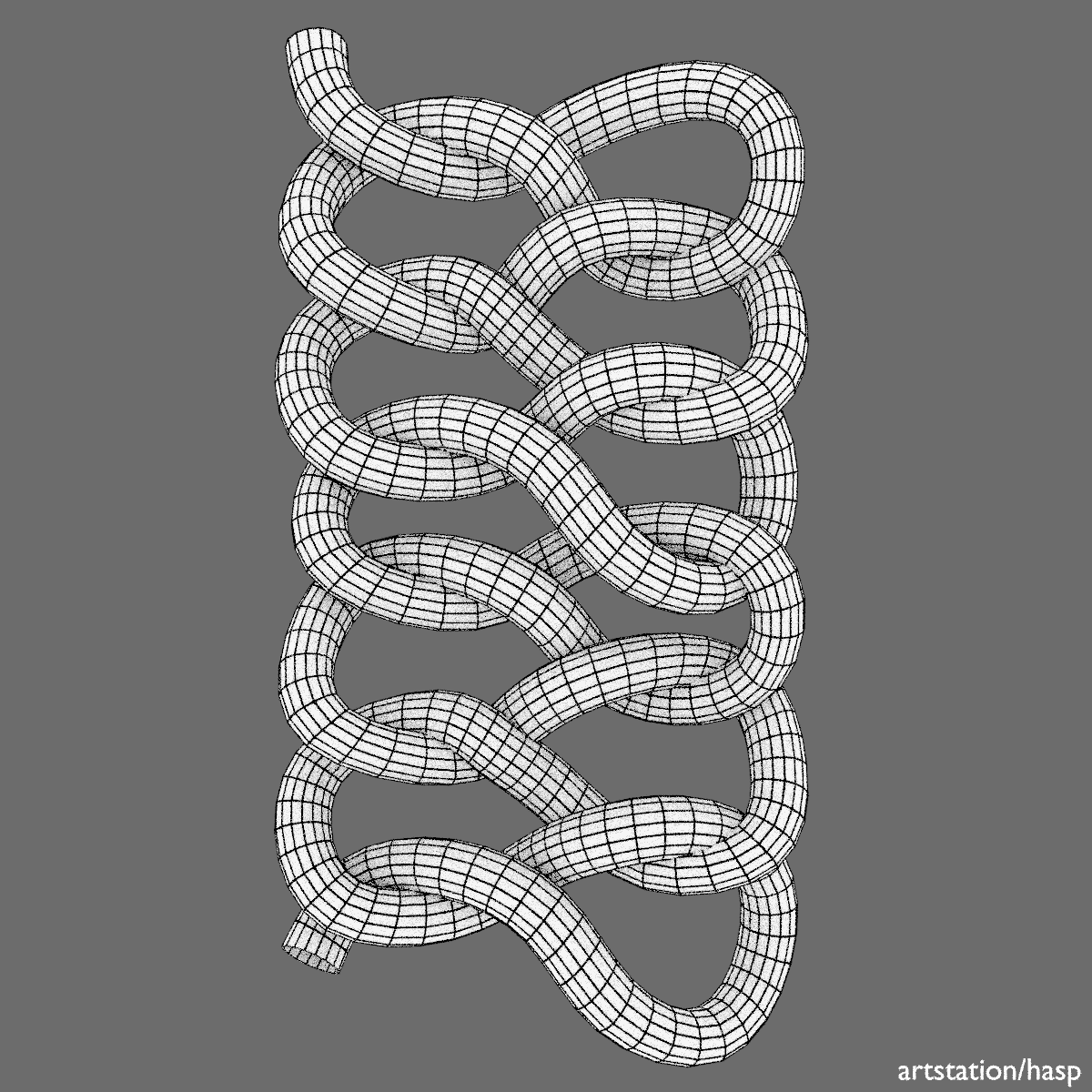
Figure 8 chain Цепочка, которая не обладает большой ценностью, но всегда указывается в книгах.
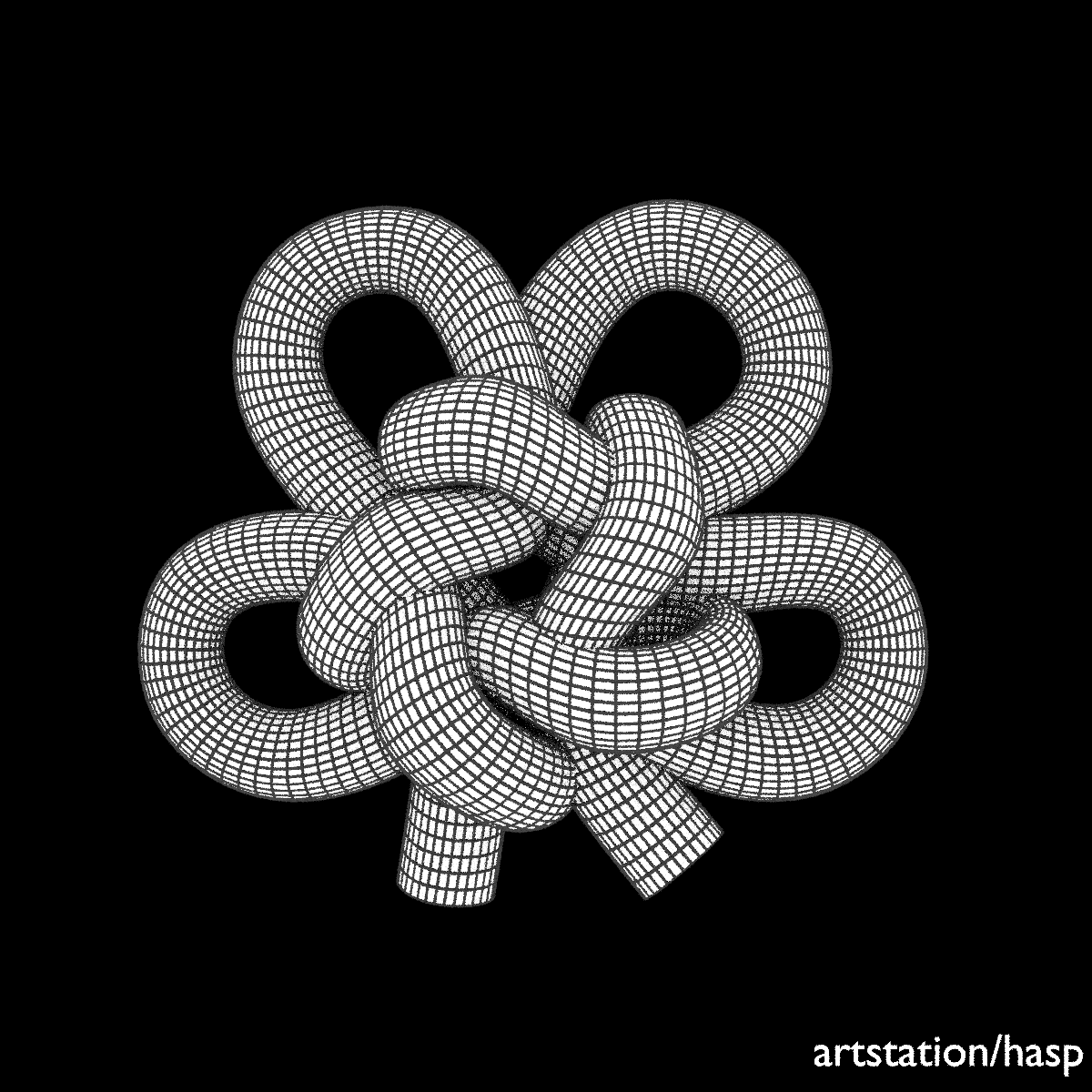
Five art center crown
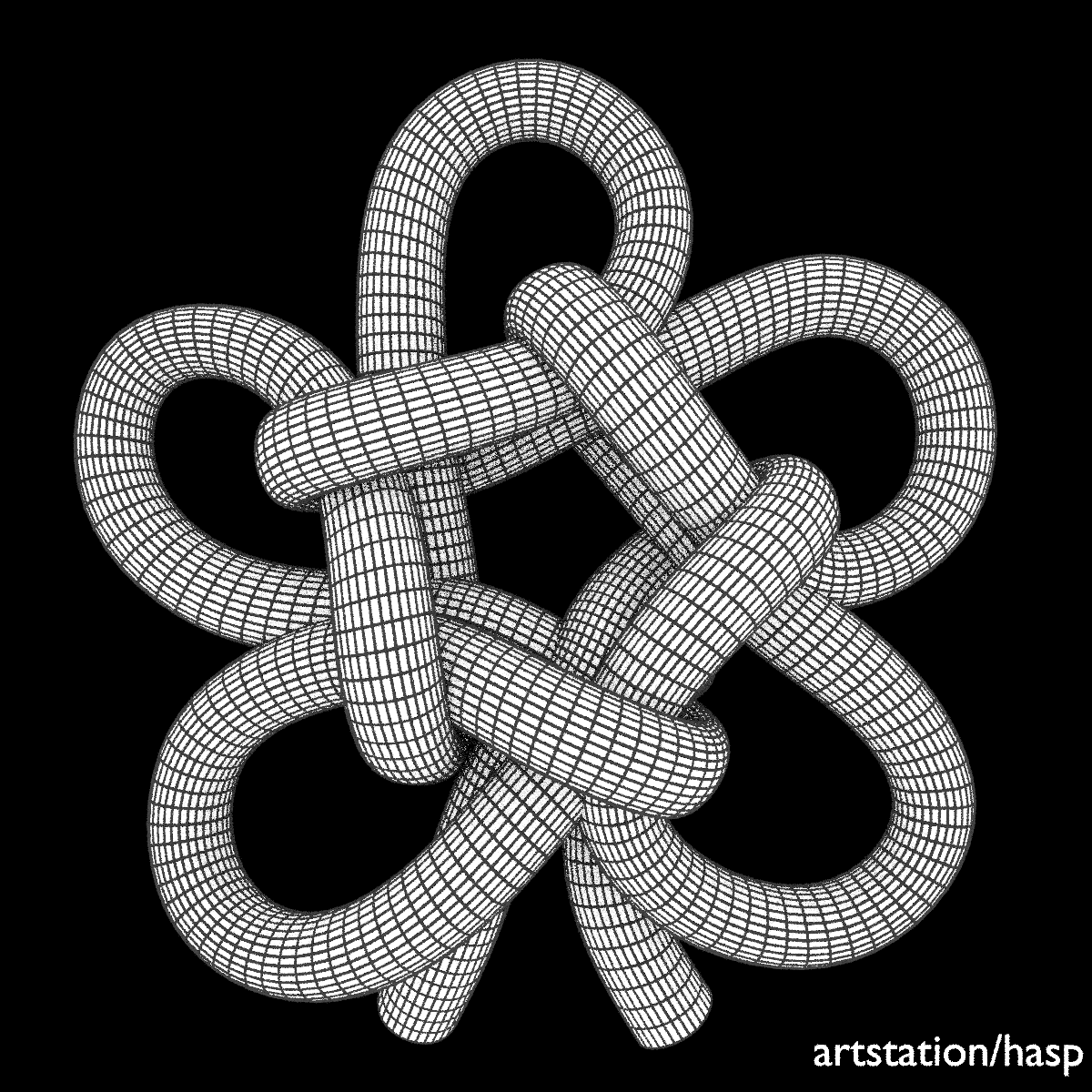
Five bight Модный узел с 6-хпрядной репкой в центре это максимальное количество для этого типа У.
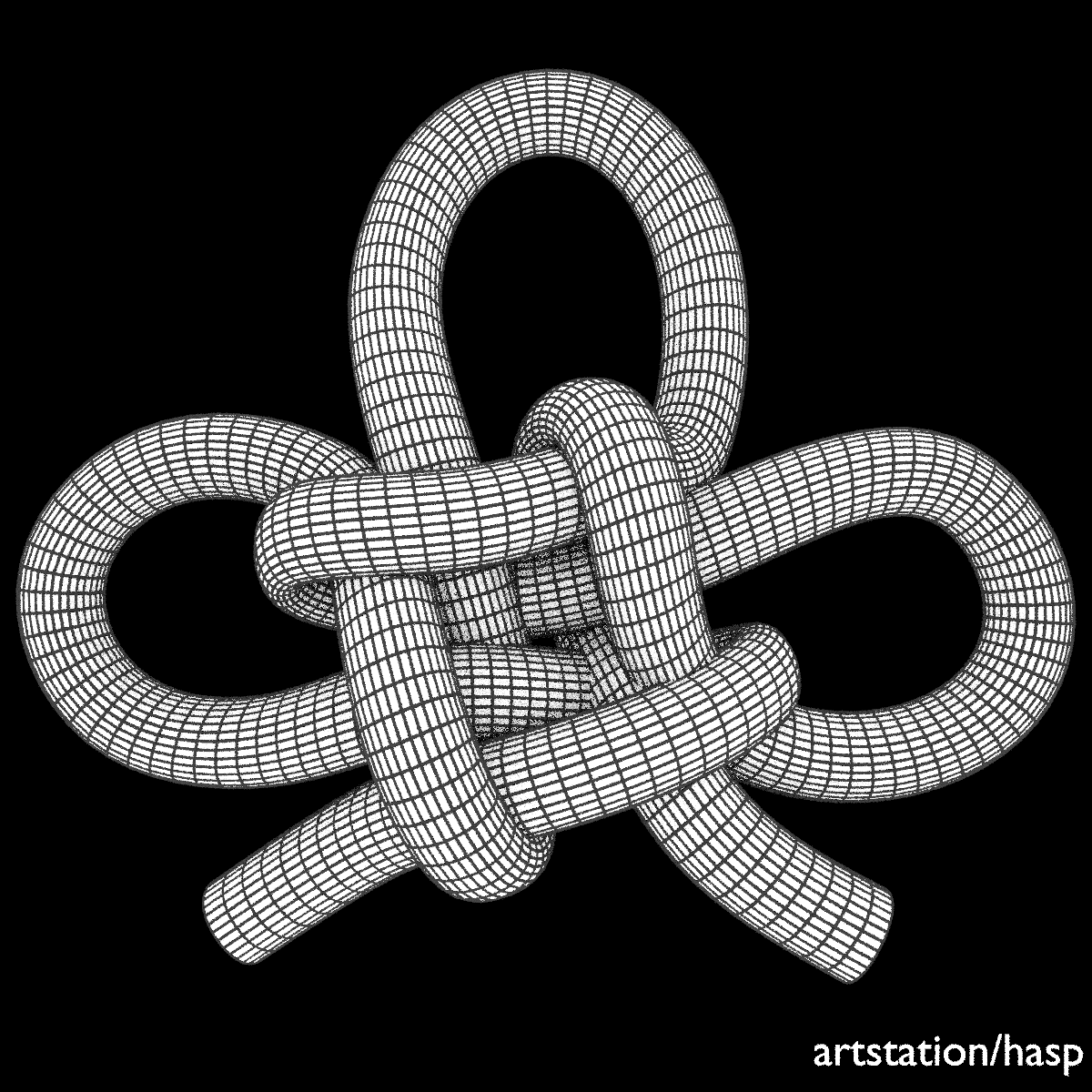
Flower knot
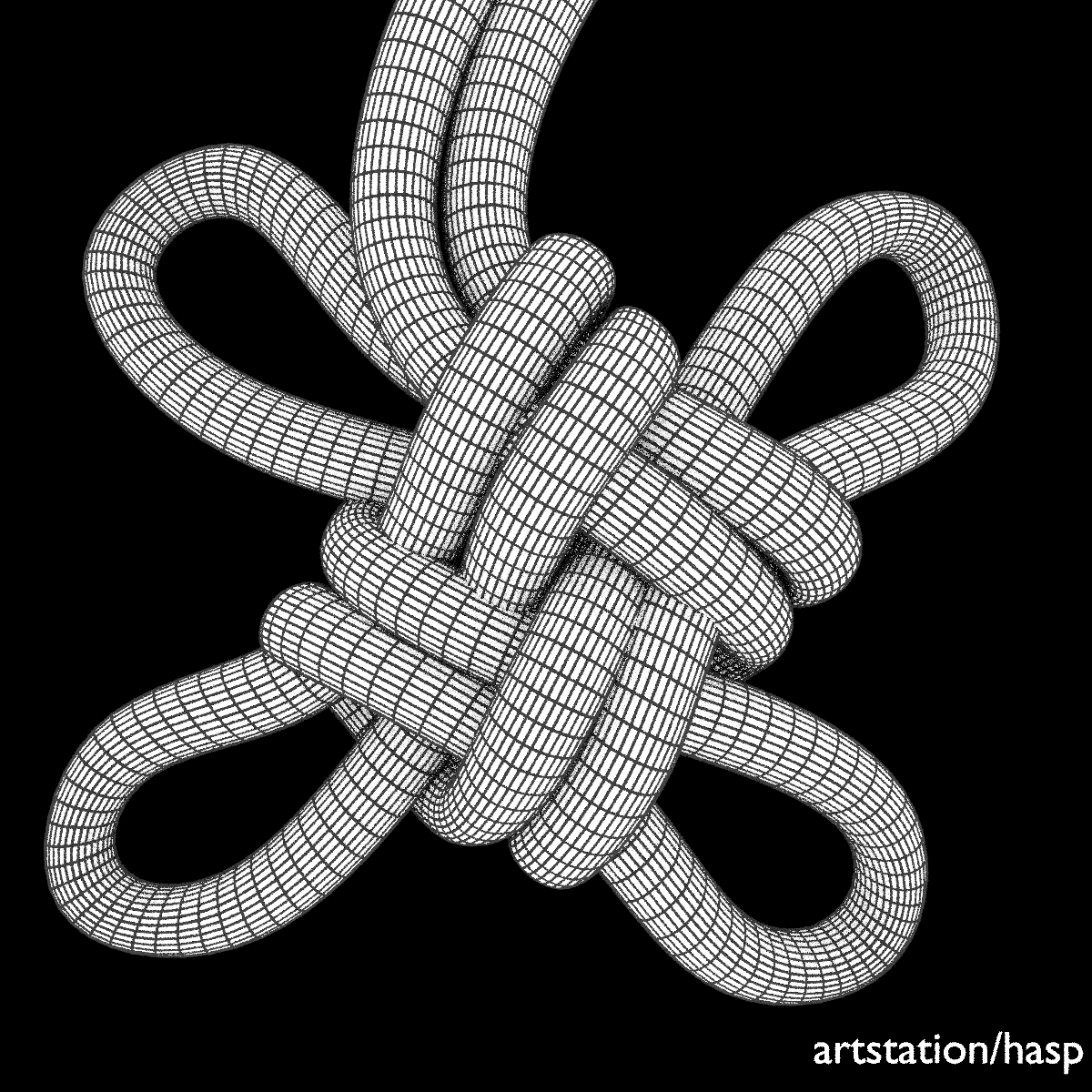
Half good luck
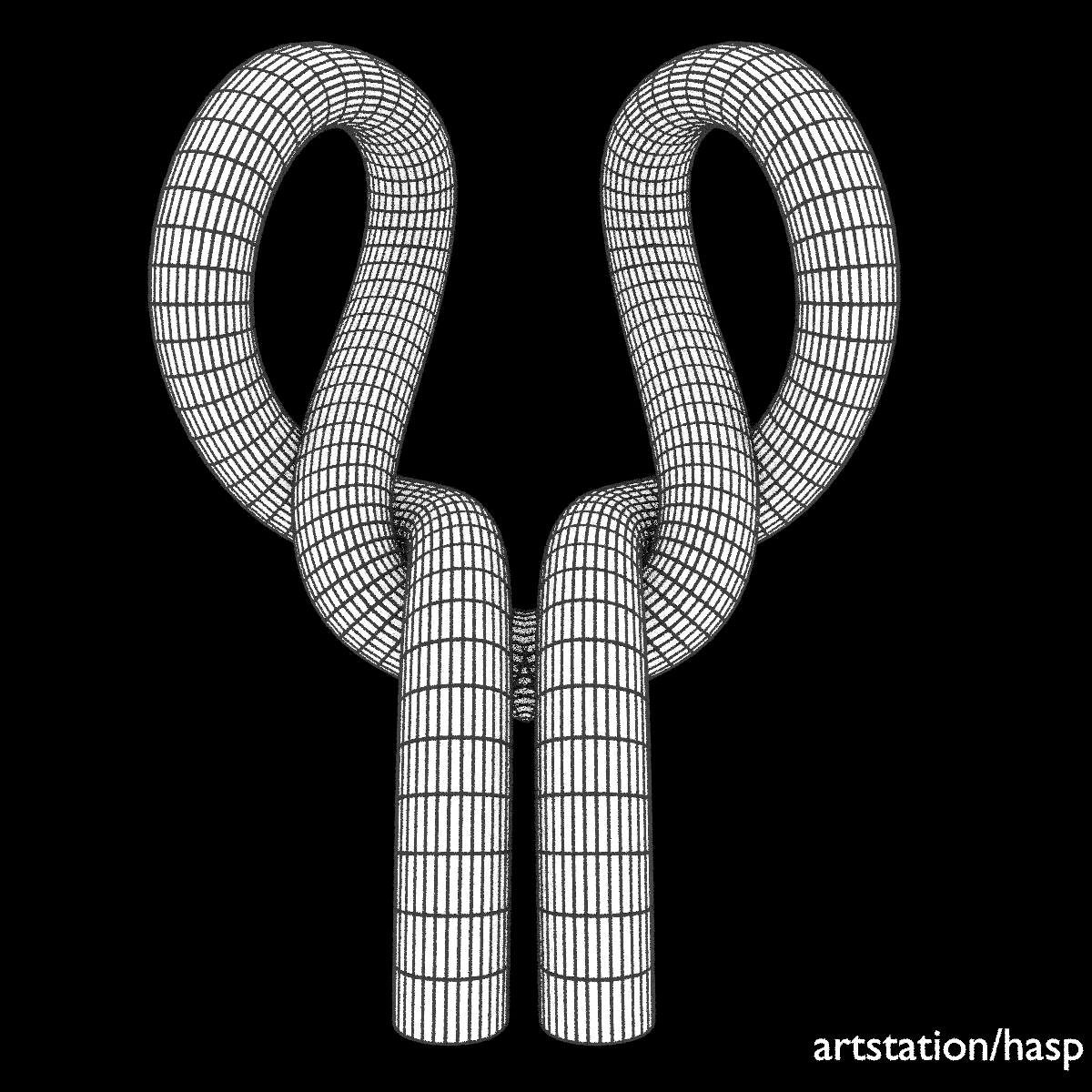
Kellig hitch, Slingstone hitch Штык на рангоуте используется на снастях, который прикреплены к камням, Которые закреплены на якоре.
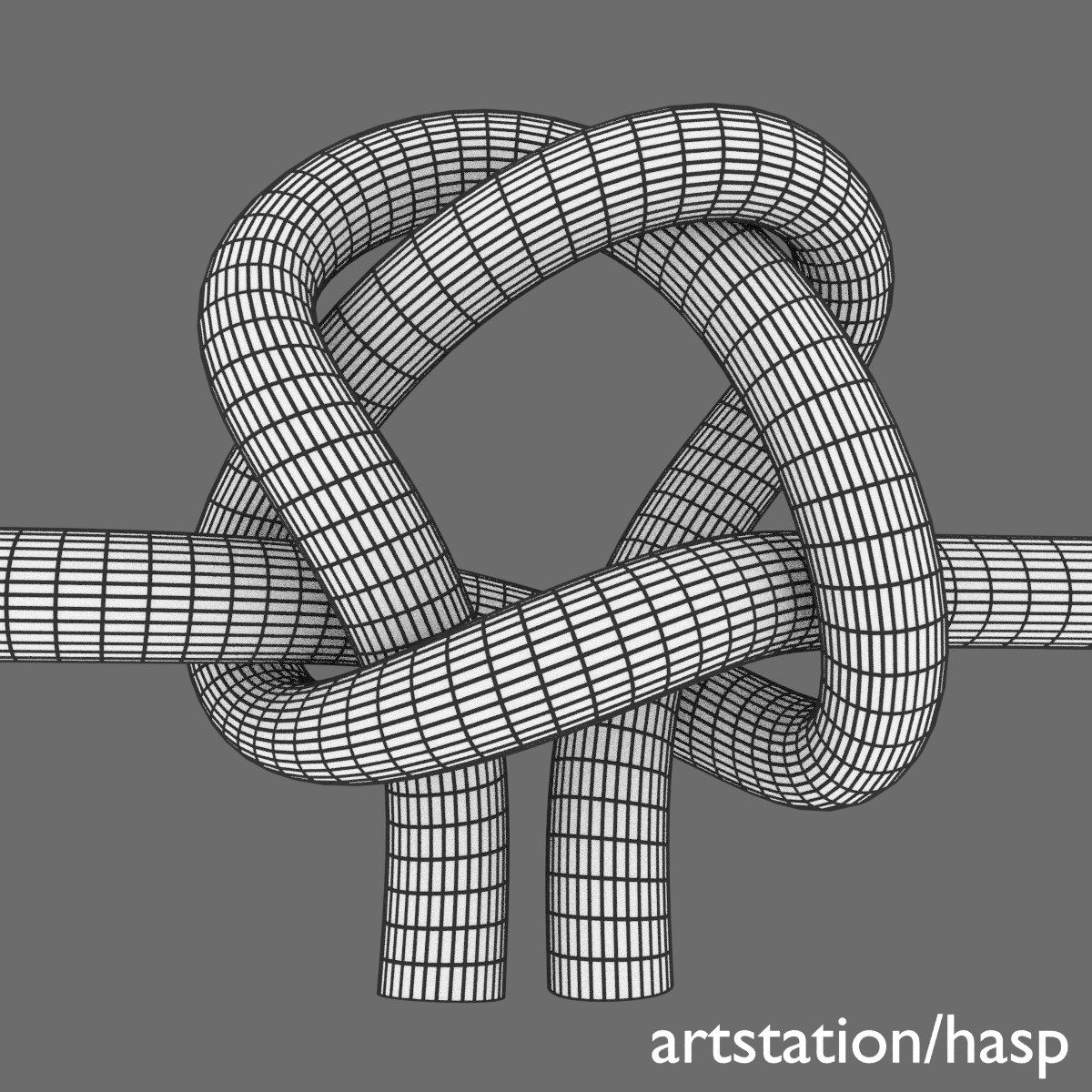
Kilkenny Связывательный штык, декоративный соединительный узел. Не скользит, но громоздкий и может зацепится.
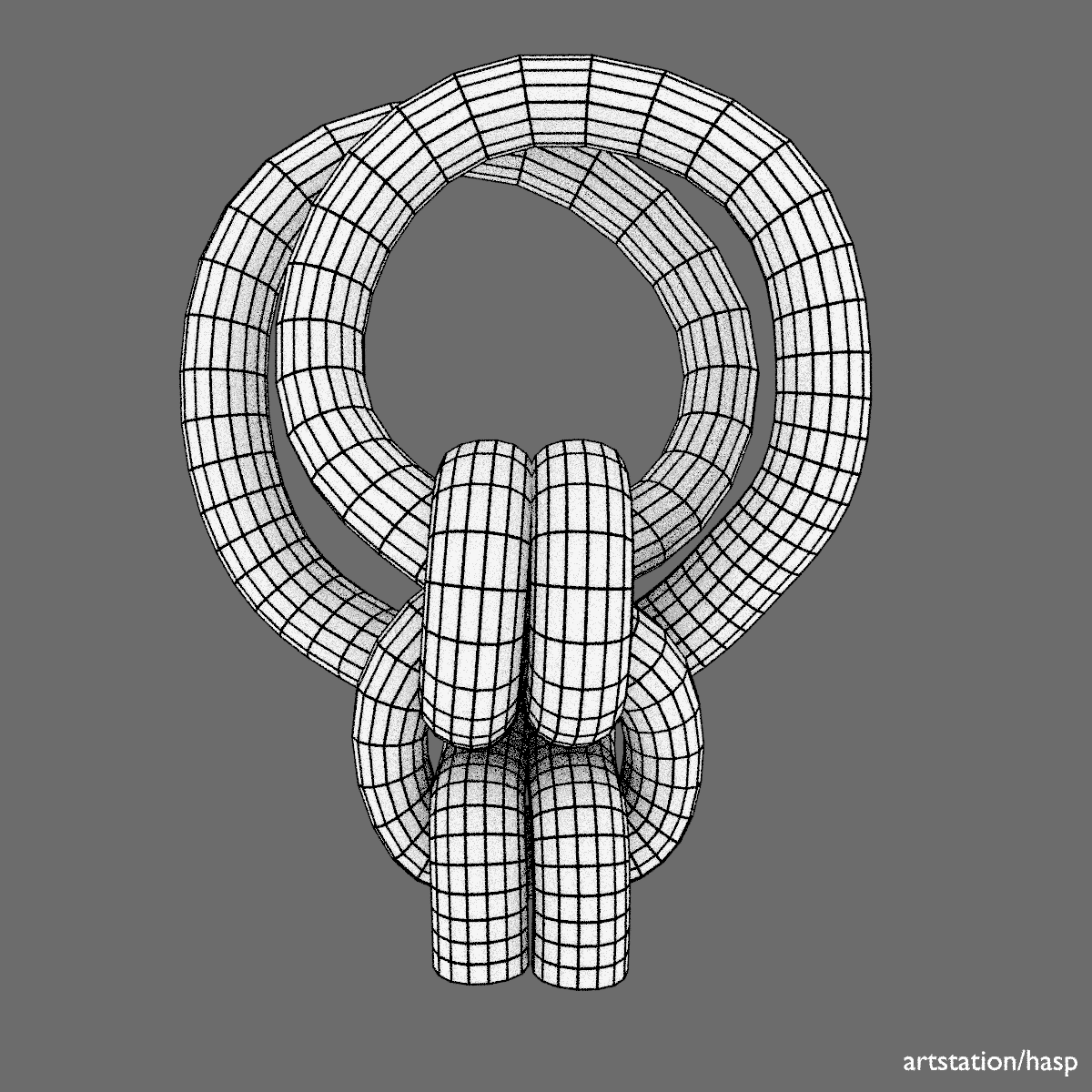
Lee's double loop
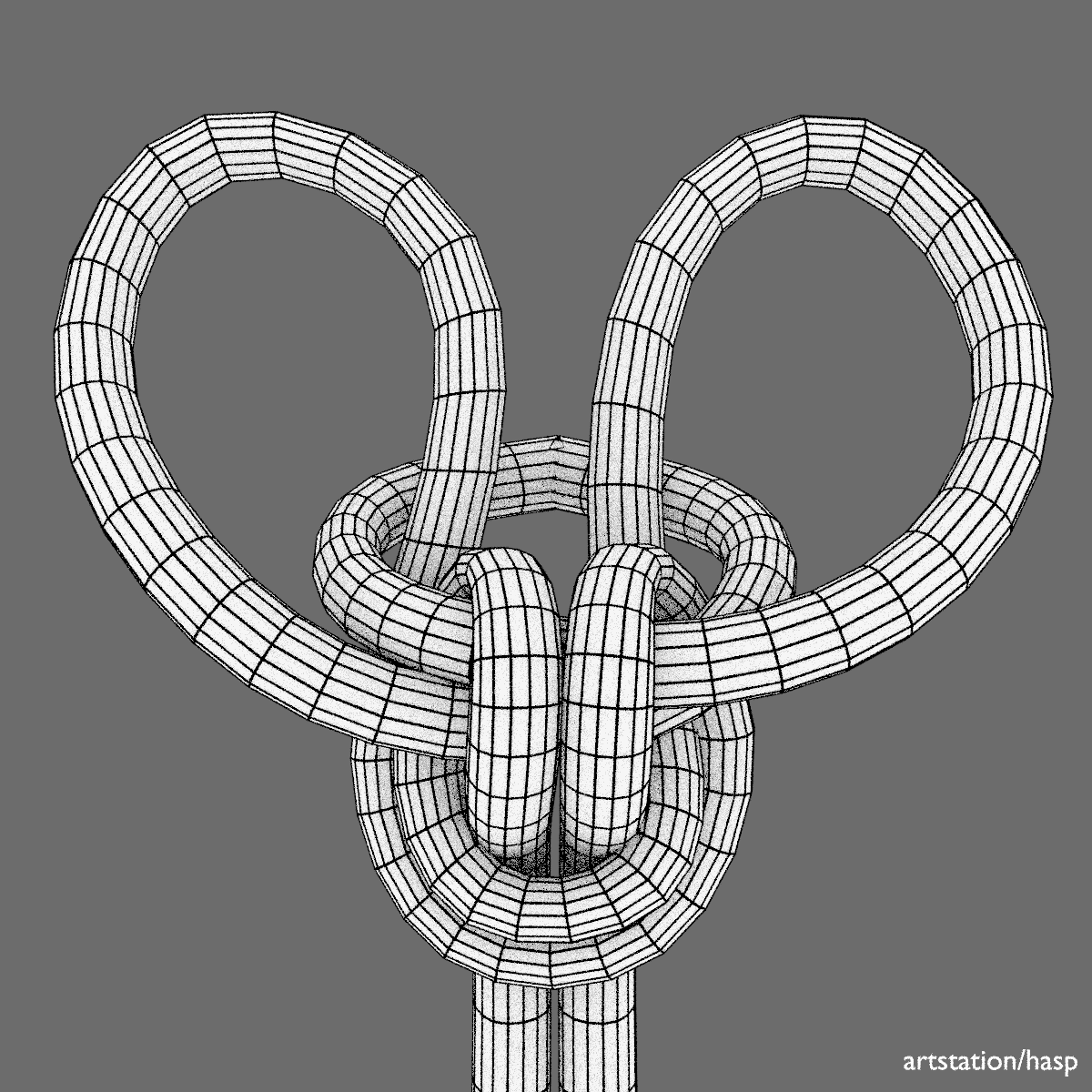
Lee's tib loop
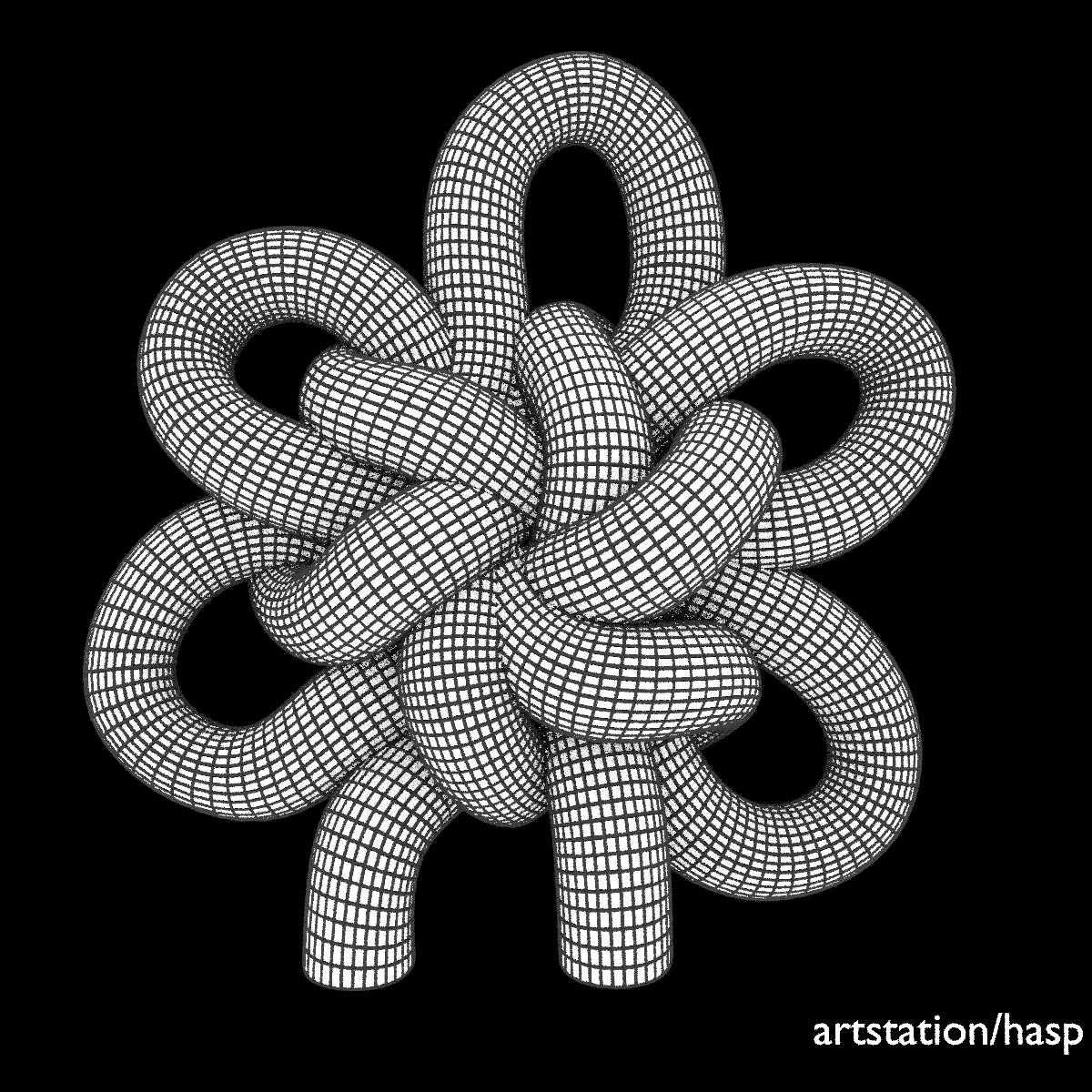
Round brocade
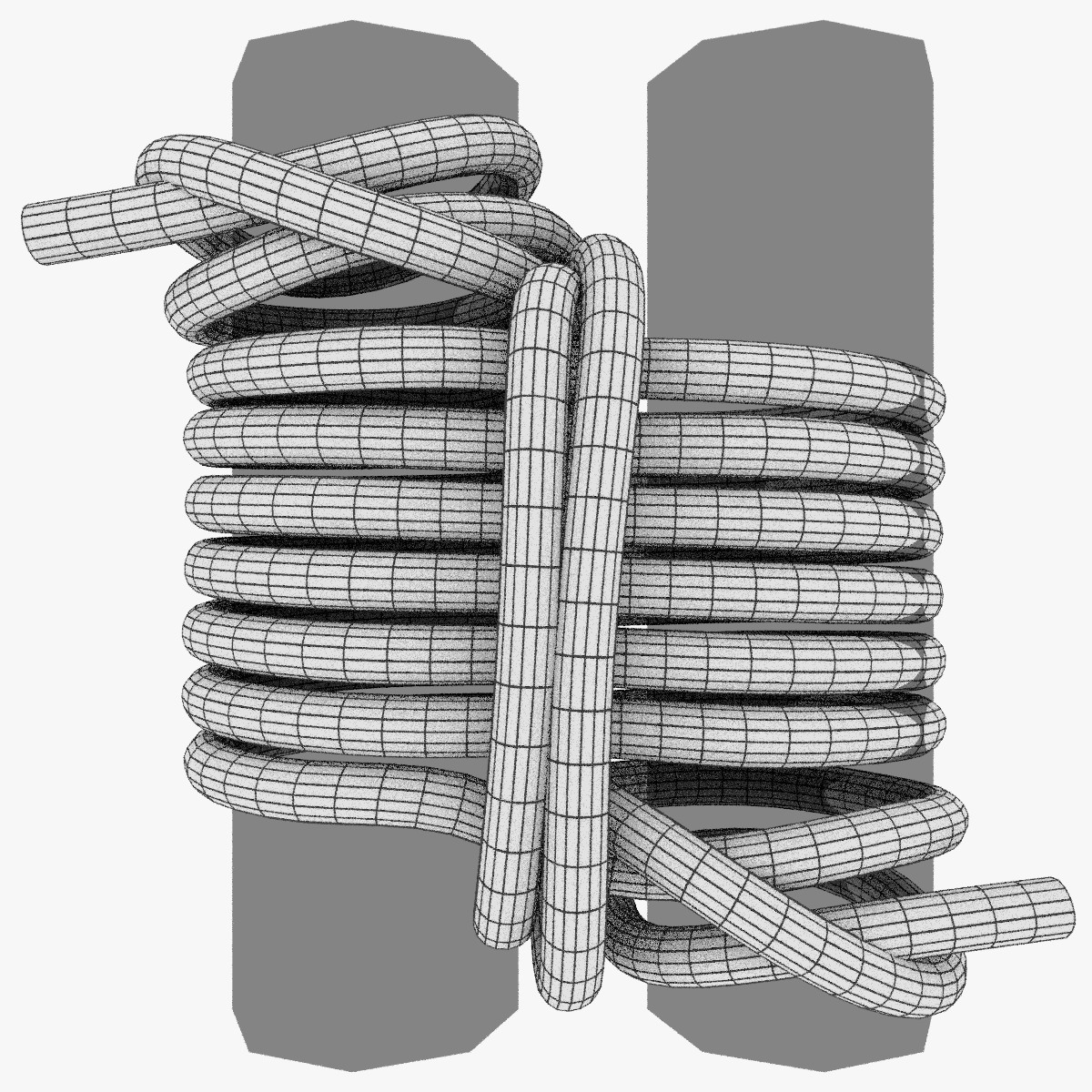
Shear lashing Найтов — как бензель, но больше. Начинается с выбленочного узда, далее серия шлагов, заканчивается поперечными шлагами и выбленочным У.
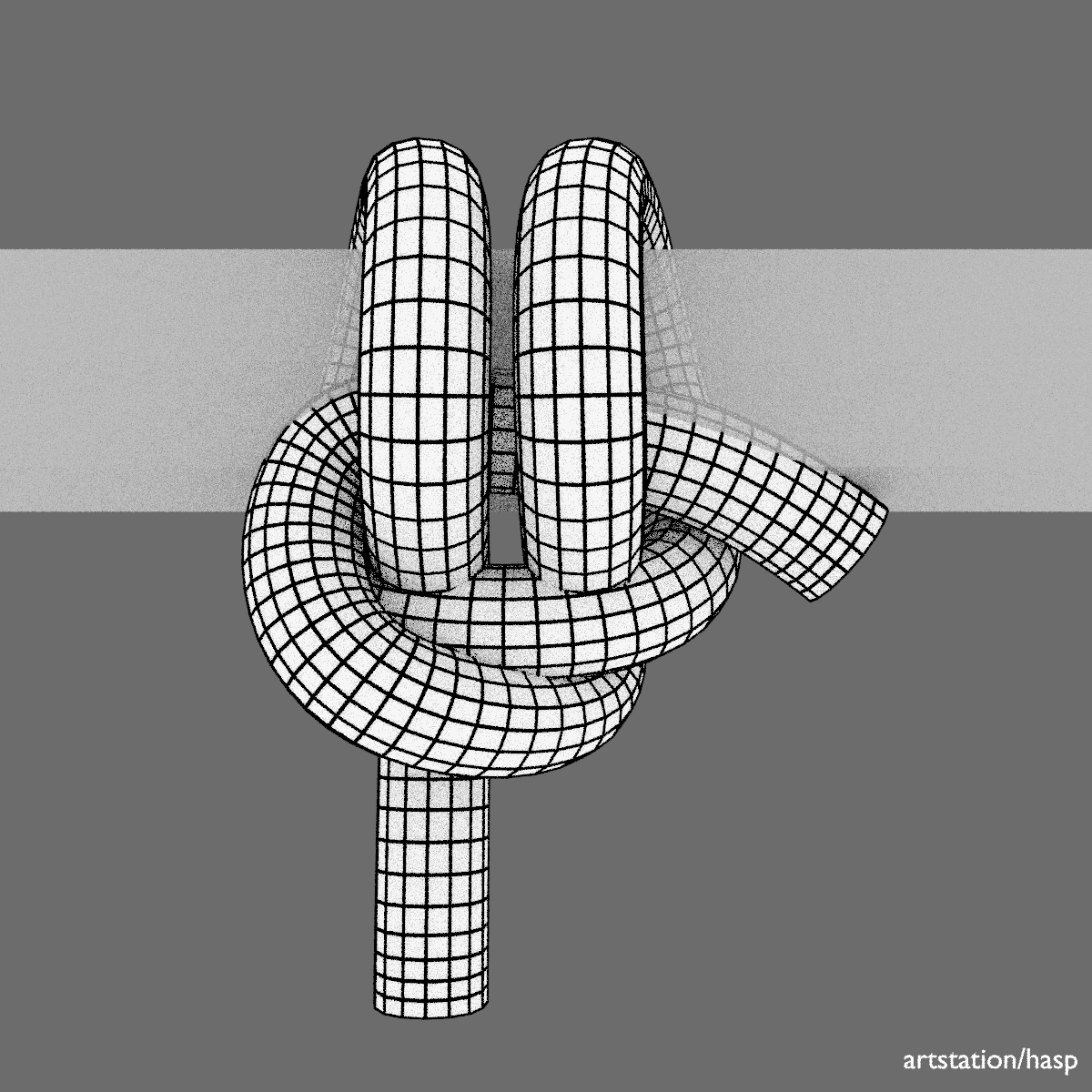
Snug hitch
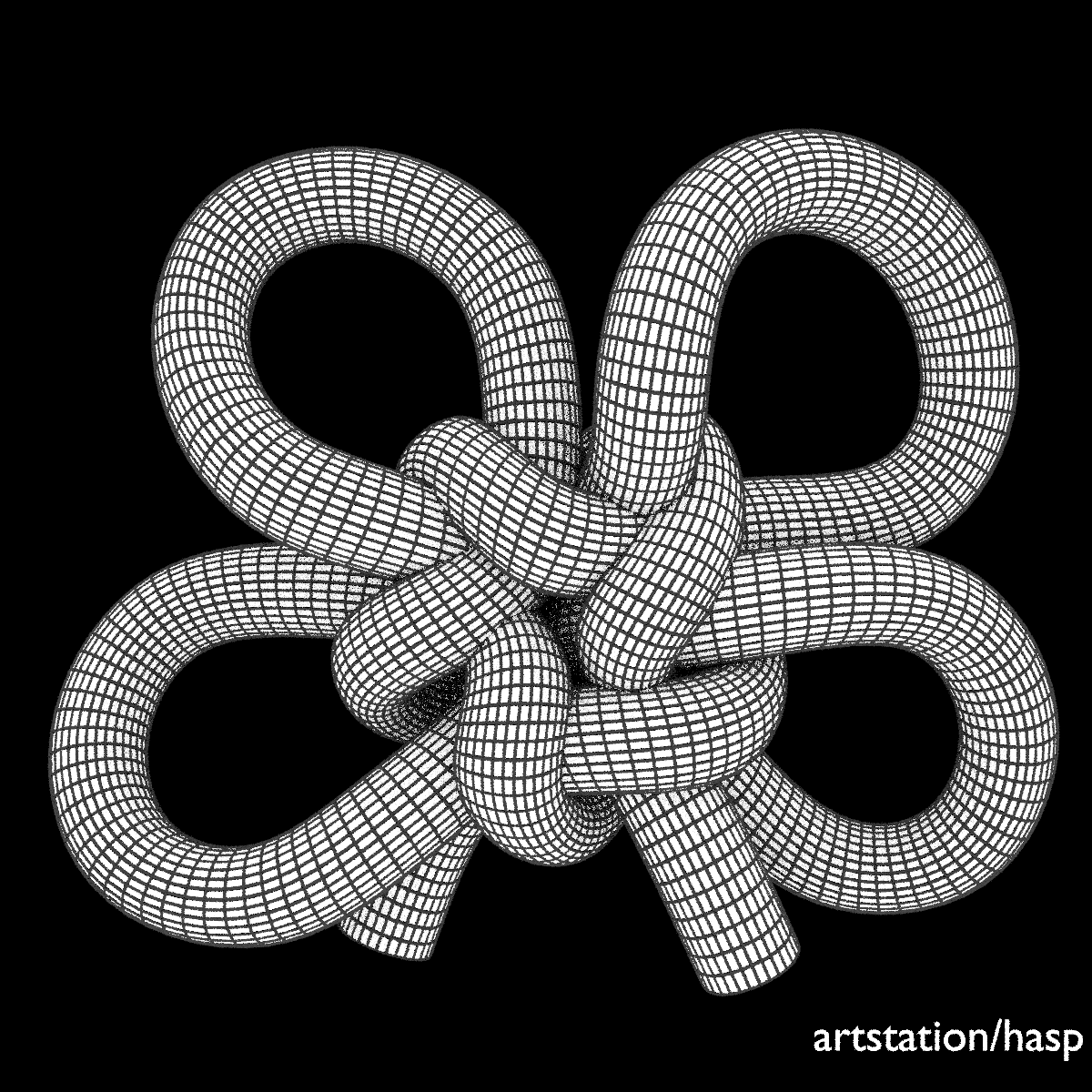
Surprising
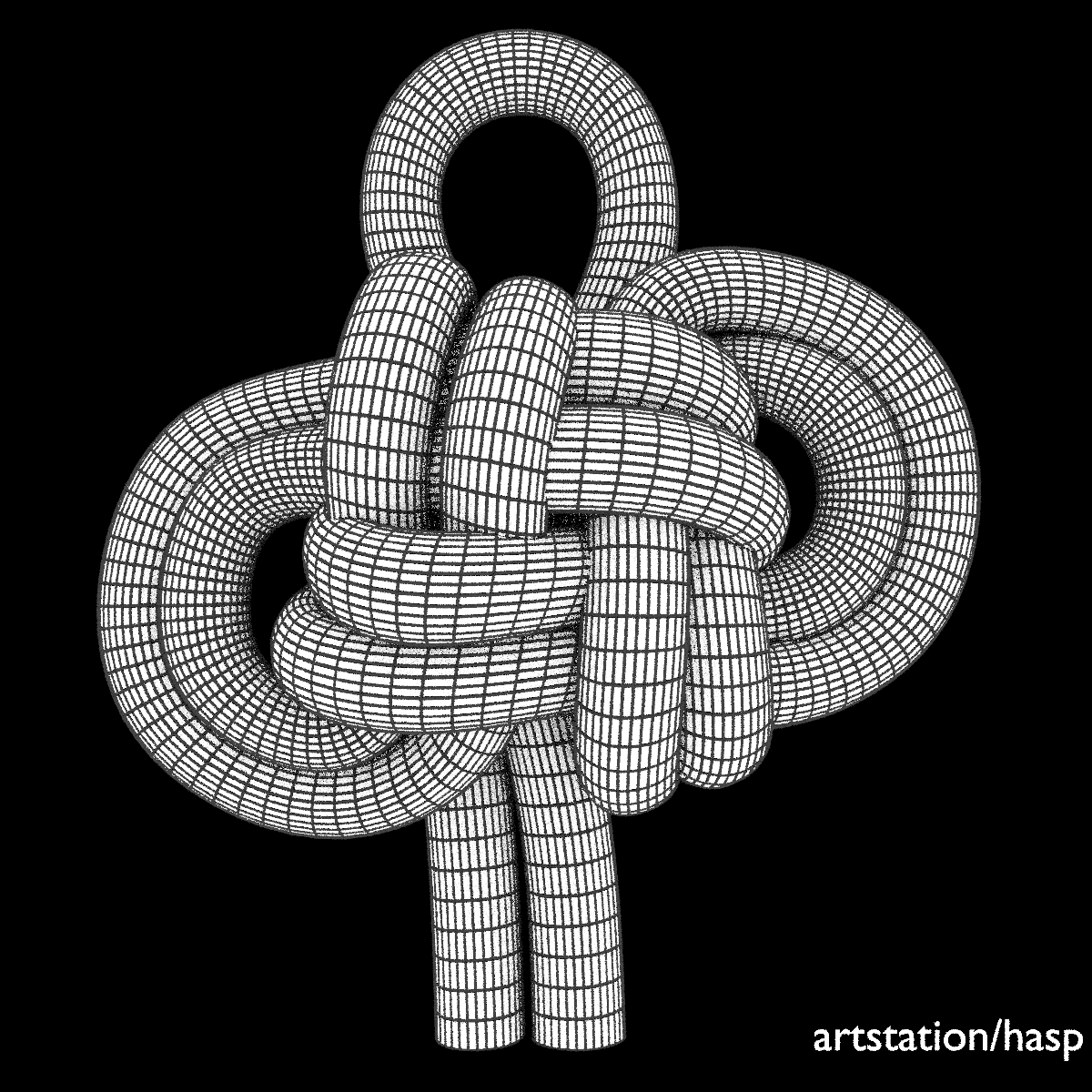
Tassel
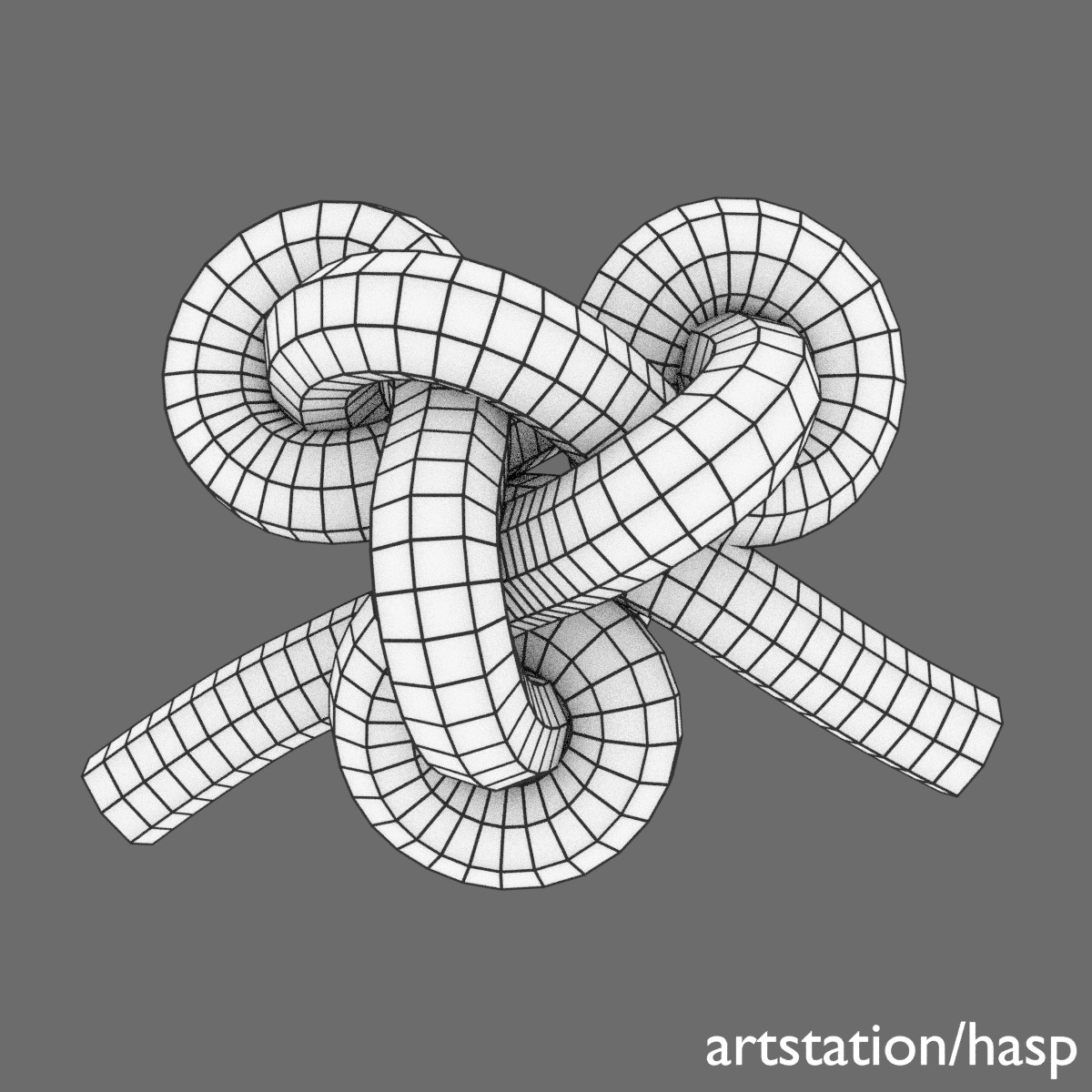
Terminal
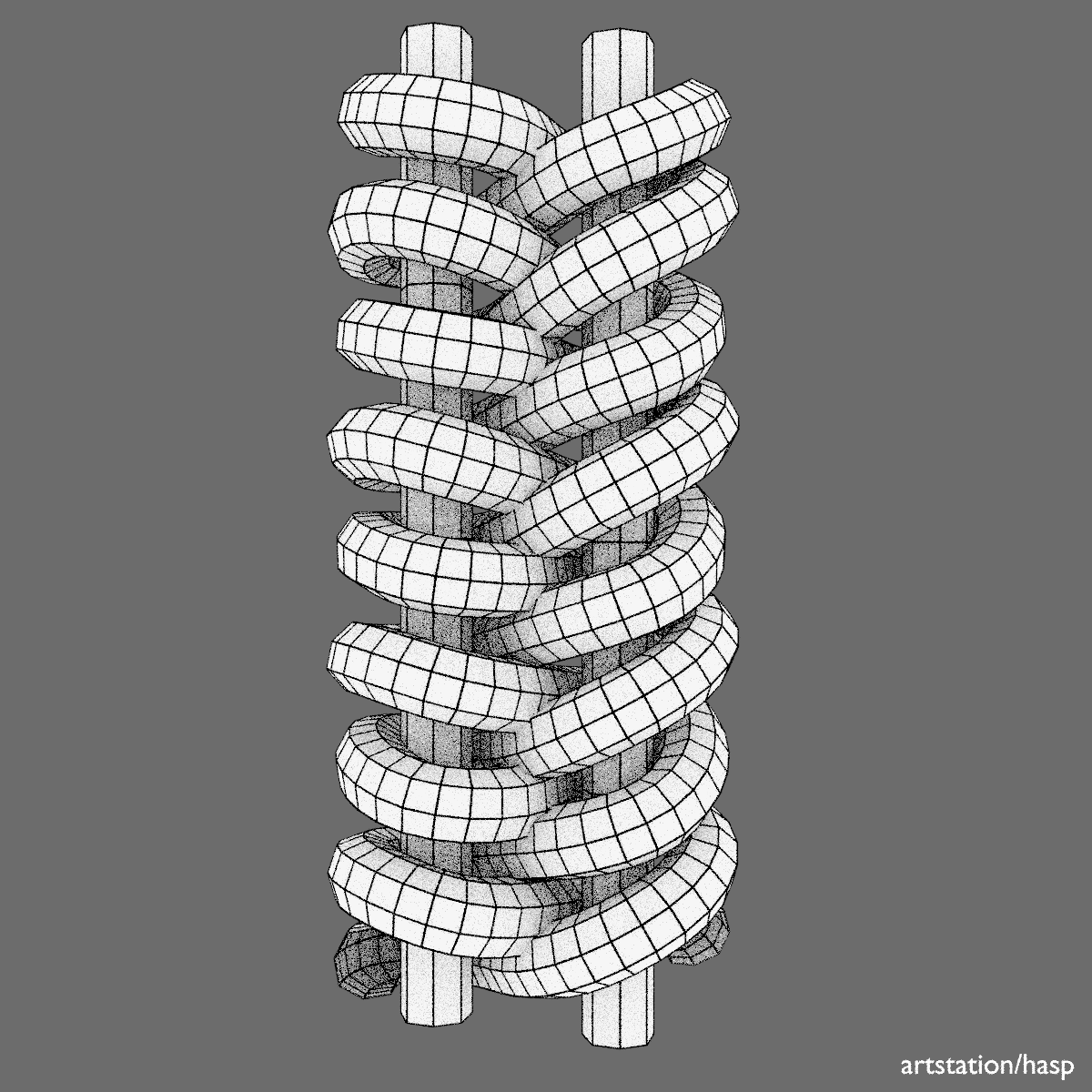
Three strand plat Плетёный сезень содержит 2 пряди, но одна заполняющая или рабочая прядь.
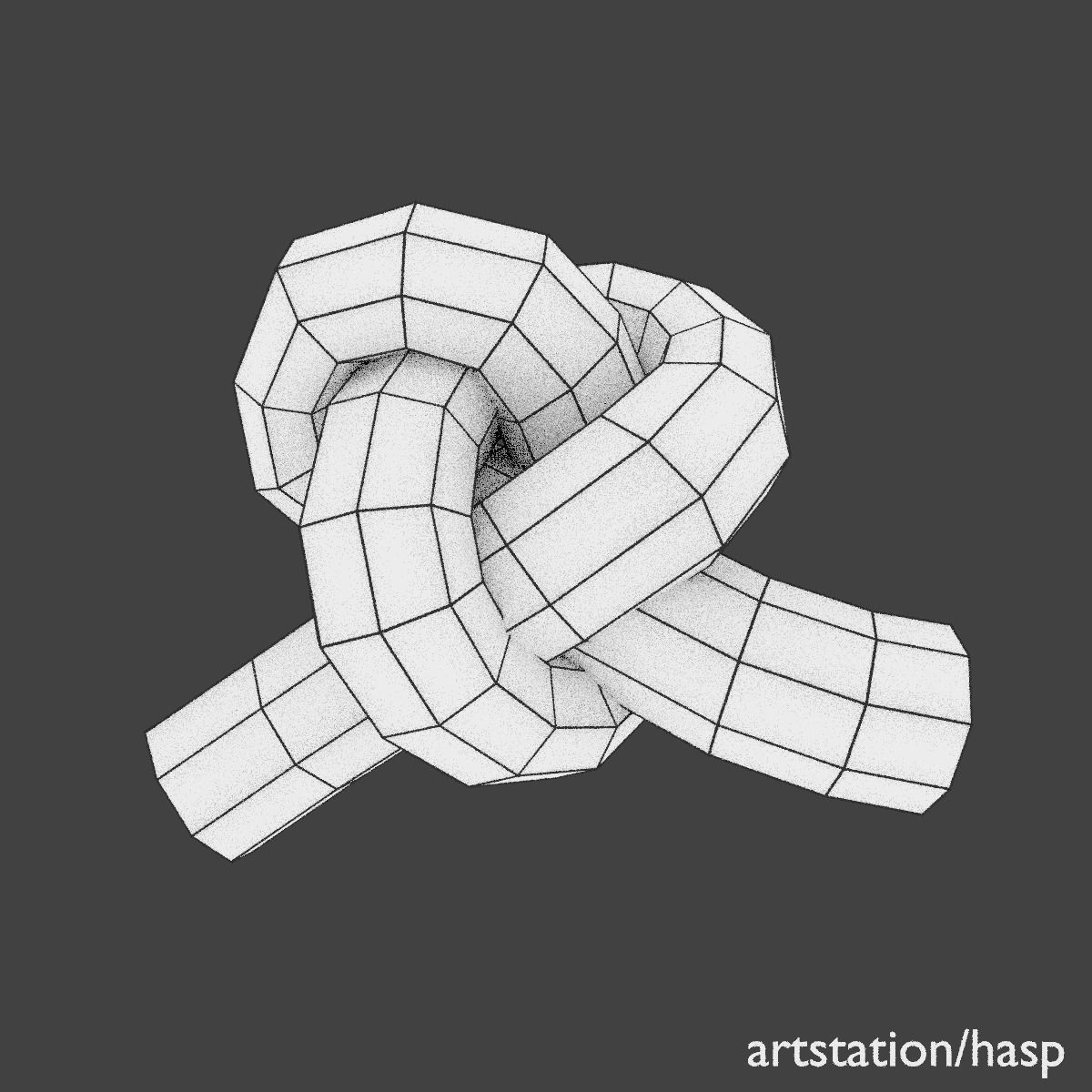
Tweenie Кноп имеет 1 верхнюю часть и 2 крайние.
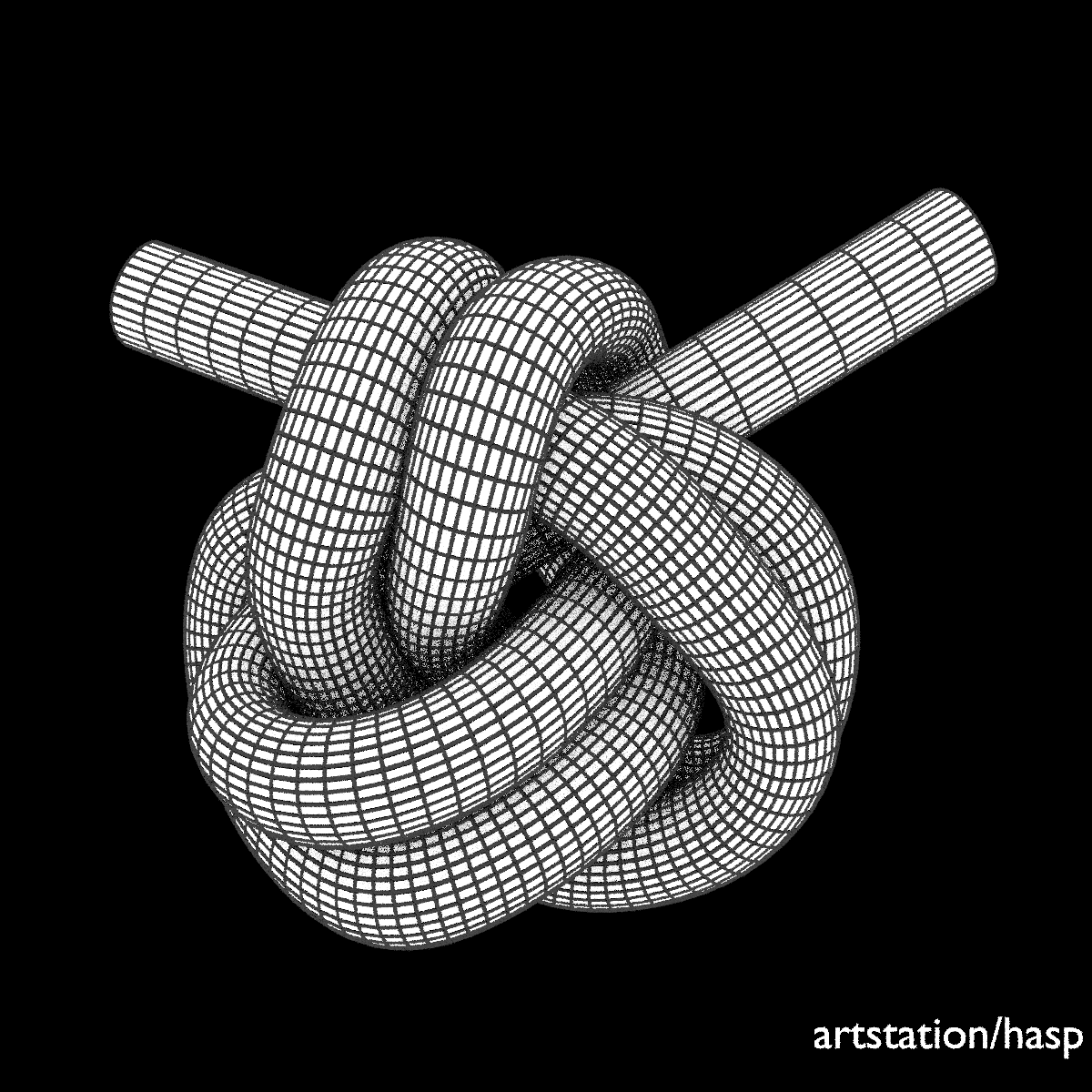
Tweenie удвоенный, имеет некоторые характеристики узла обезьяньи головы, есть 3 поверхностные части.
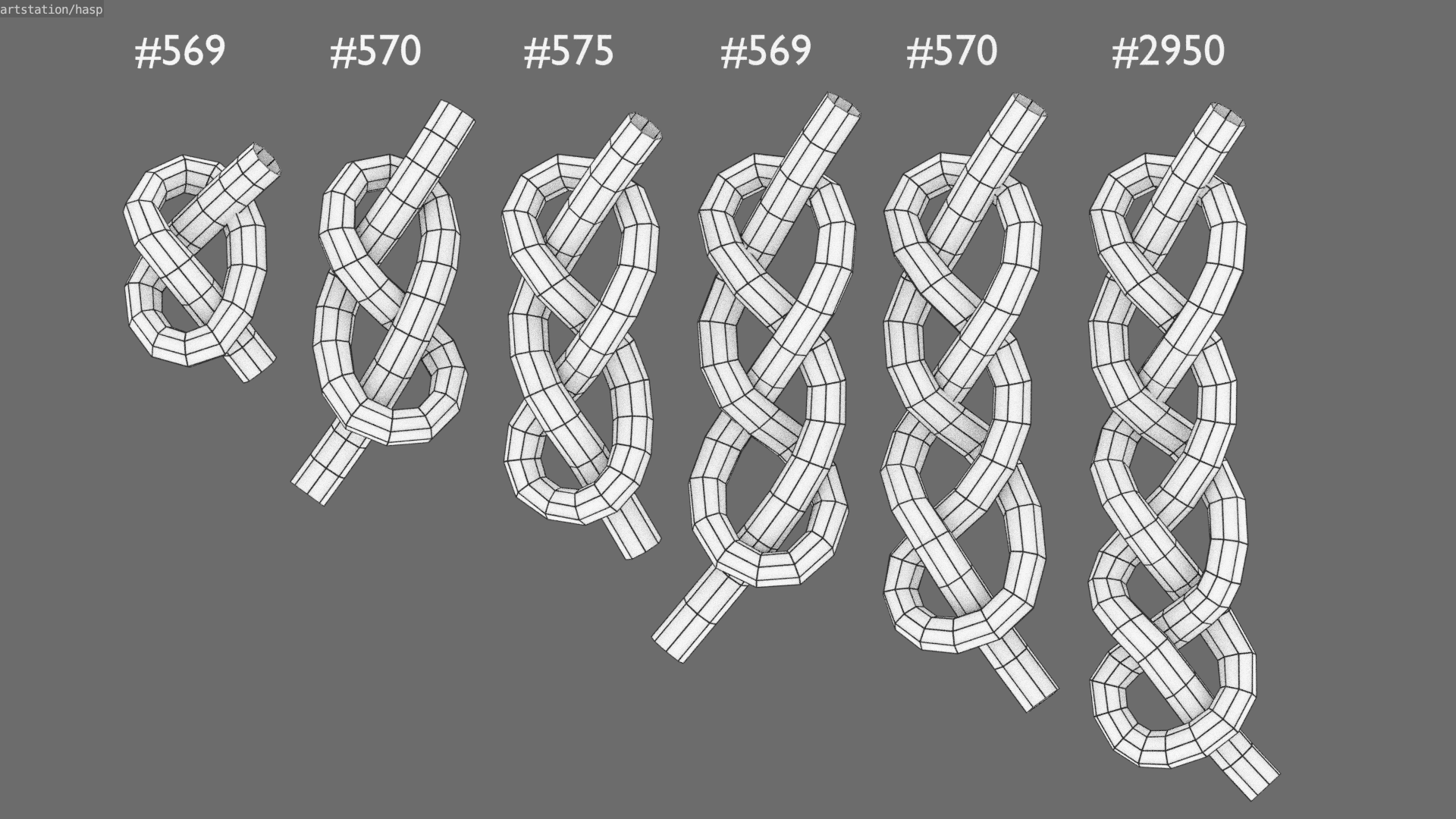
Twist braid Цепочка обычно используется для укорачивания оконных штор.
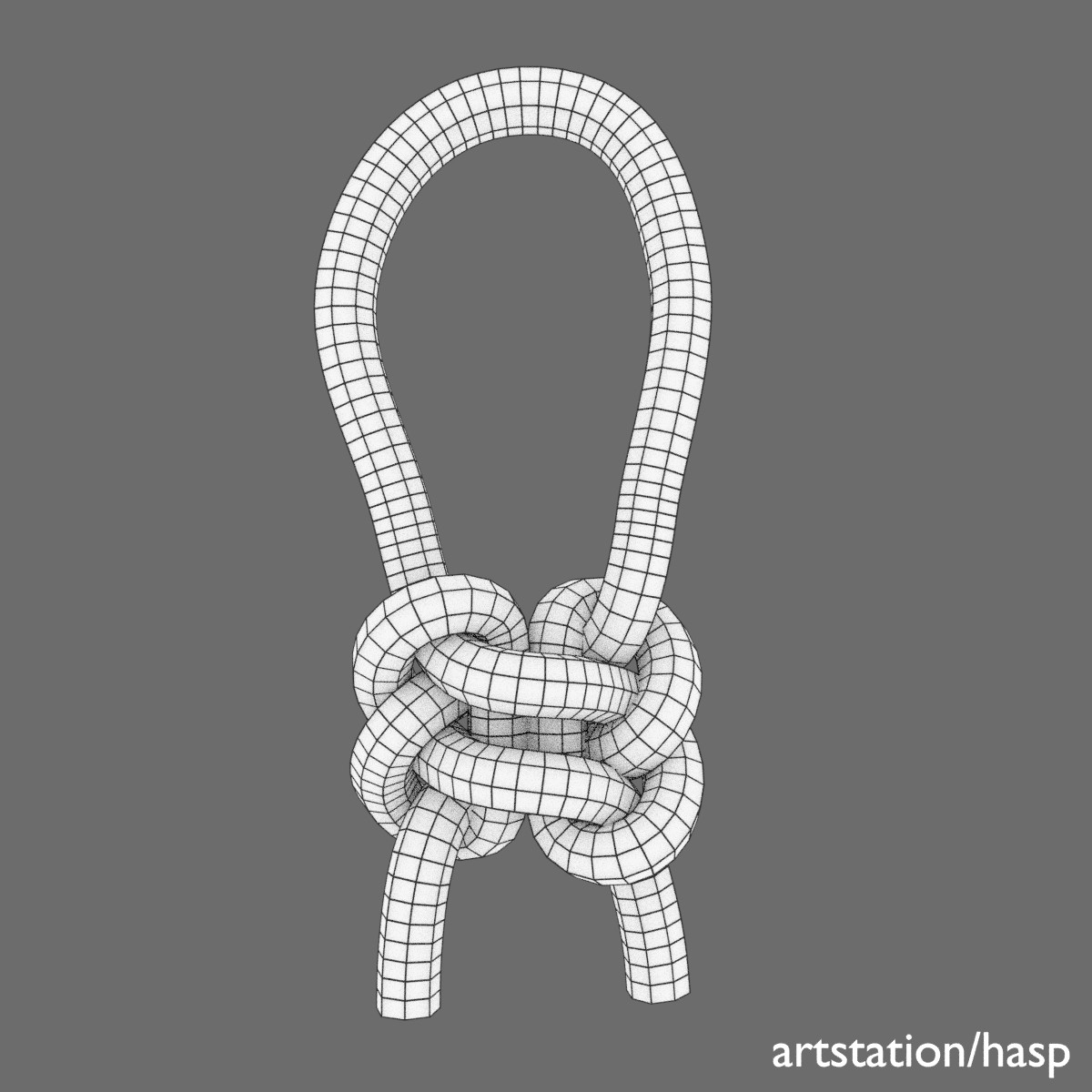
Very symmetrical flat lanyard knot Двупрядный талрепный узел состоит из 2х простых У.
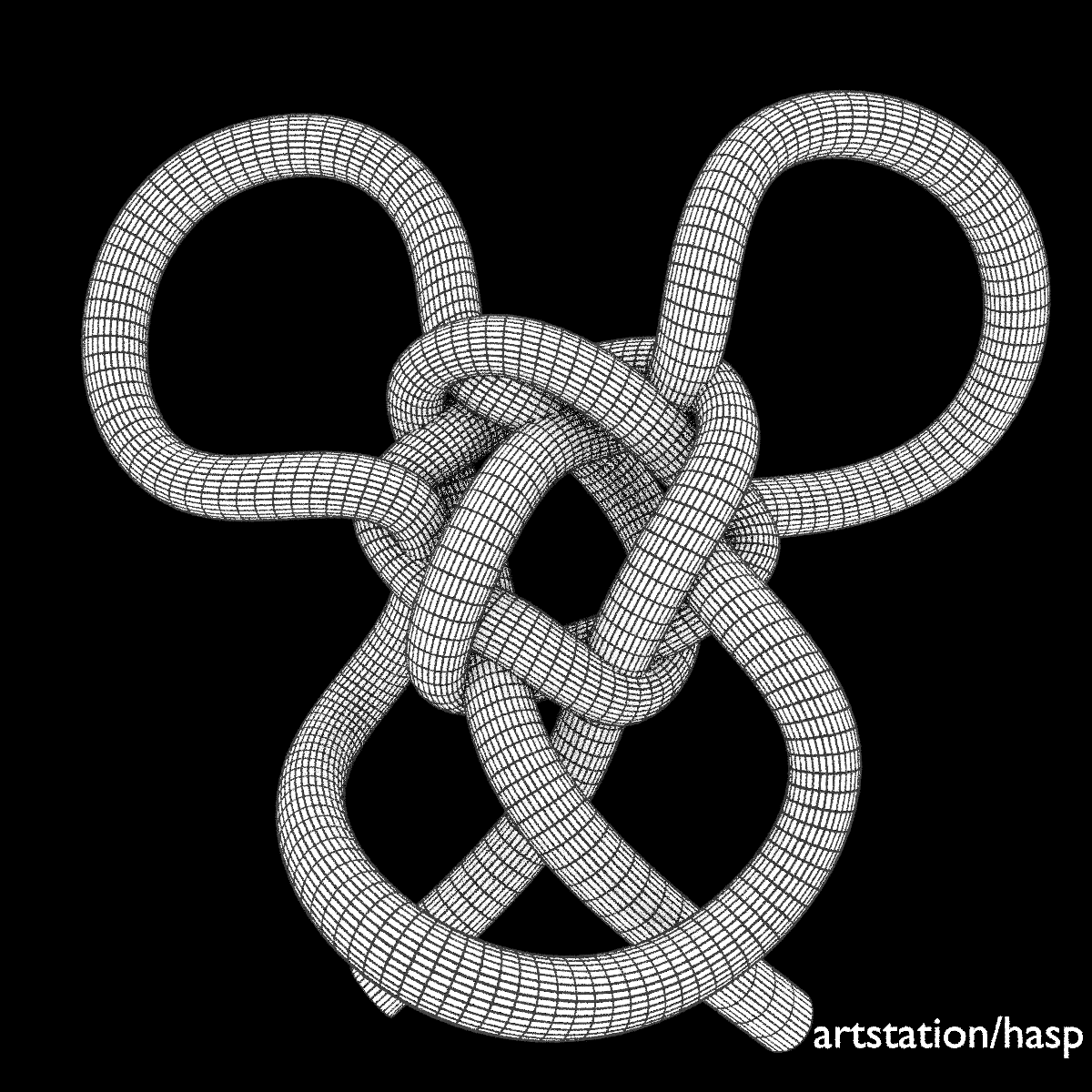
Violet Модный узел из французской книги приписанный Японии.
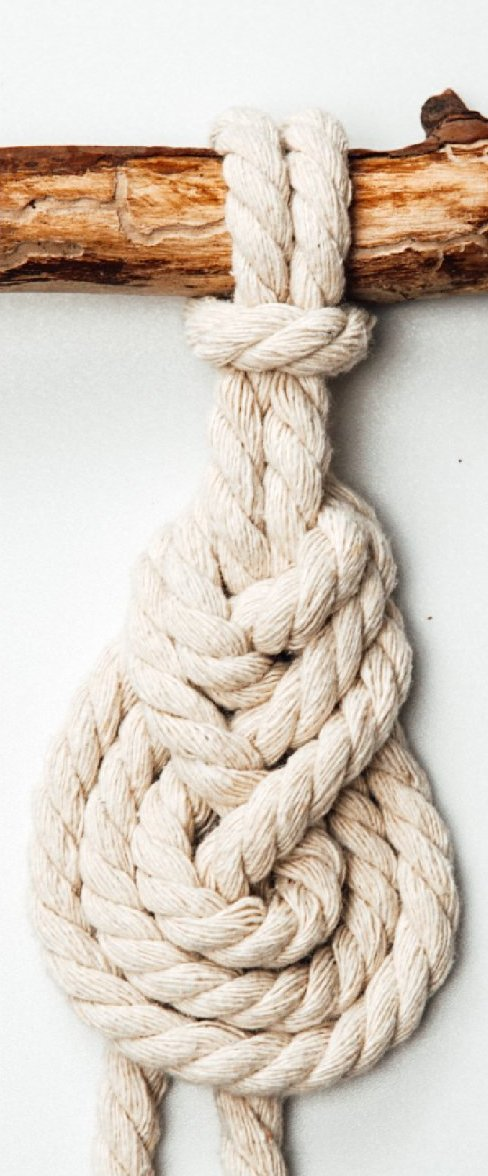
pipa knot
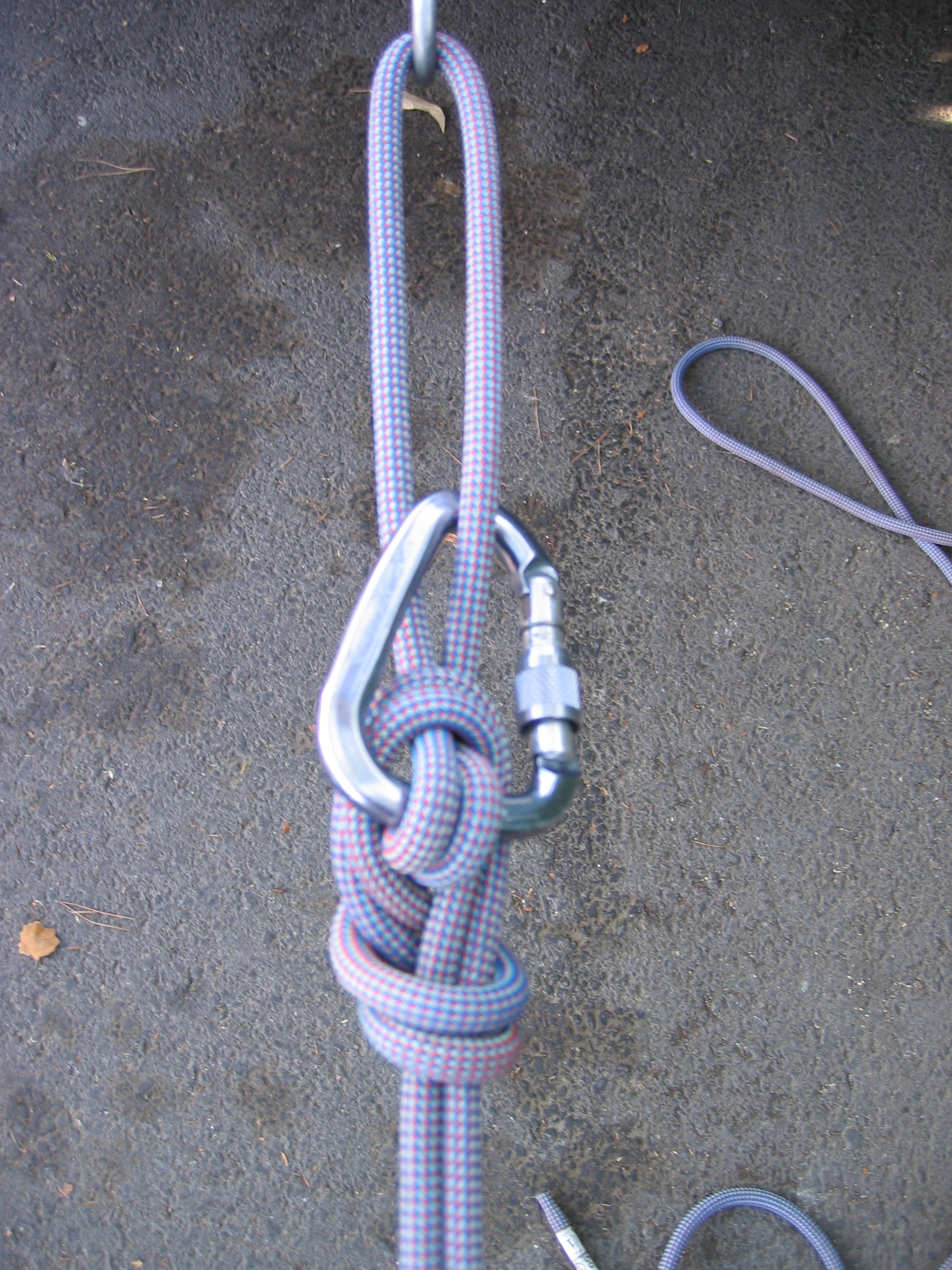
stein knot, stone knot
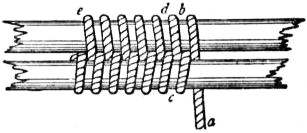
Racking Seizing, Racking turnsМорская свайка для прихватывания или бензелевания снастей.
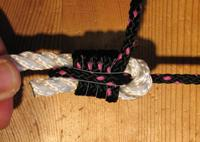
Zeisingstek
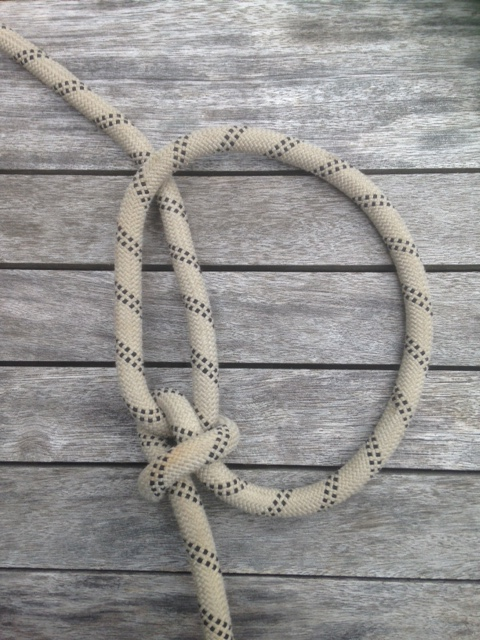
Nœud de moucheron, Gnat Hitch.
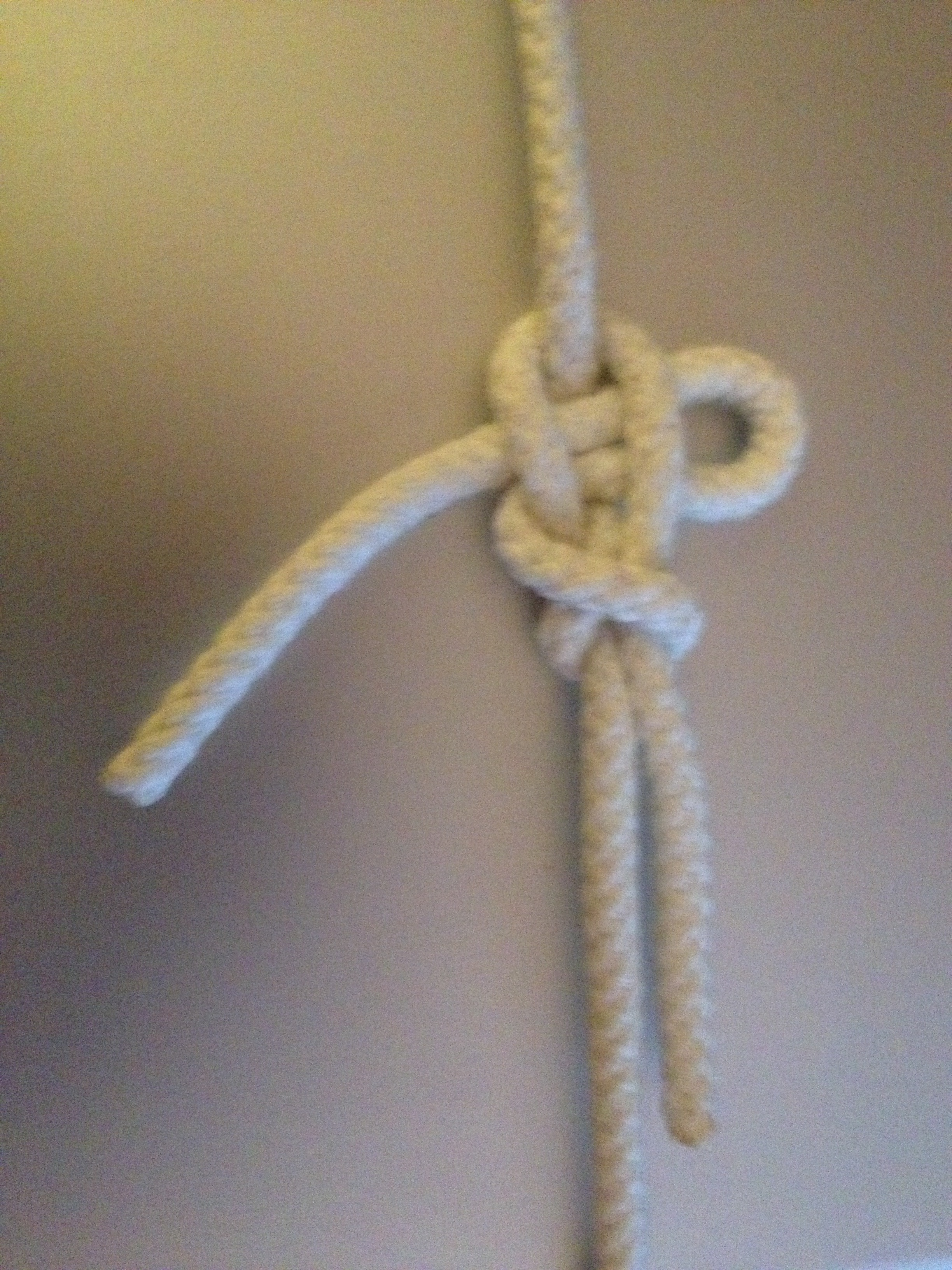
Johnson bağı, Johnson Hitch.
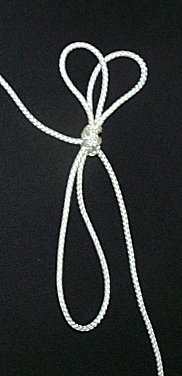
Queue de vire
San Diego Jam knot
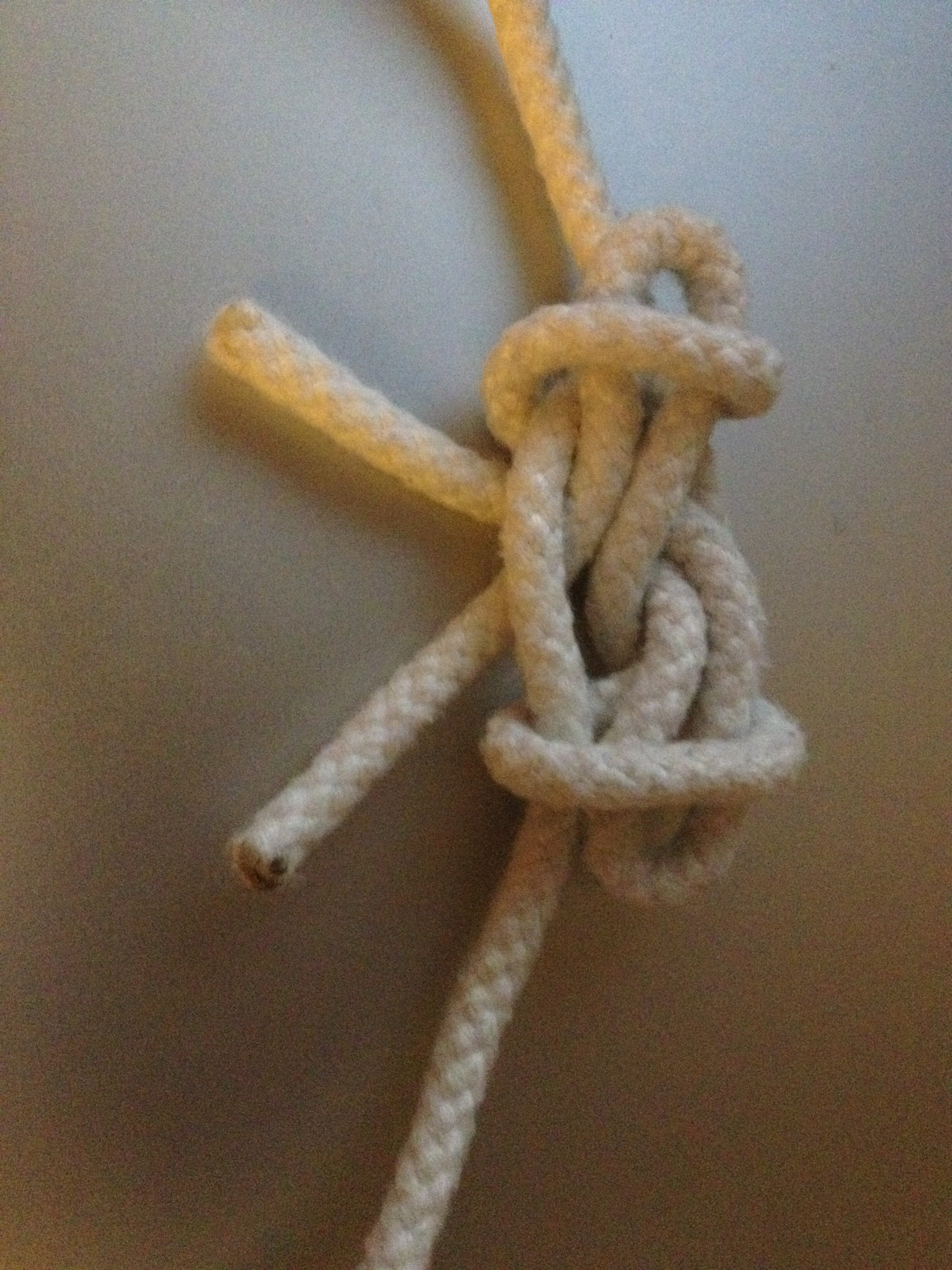
Reefer bağı
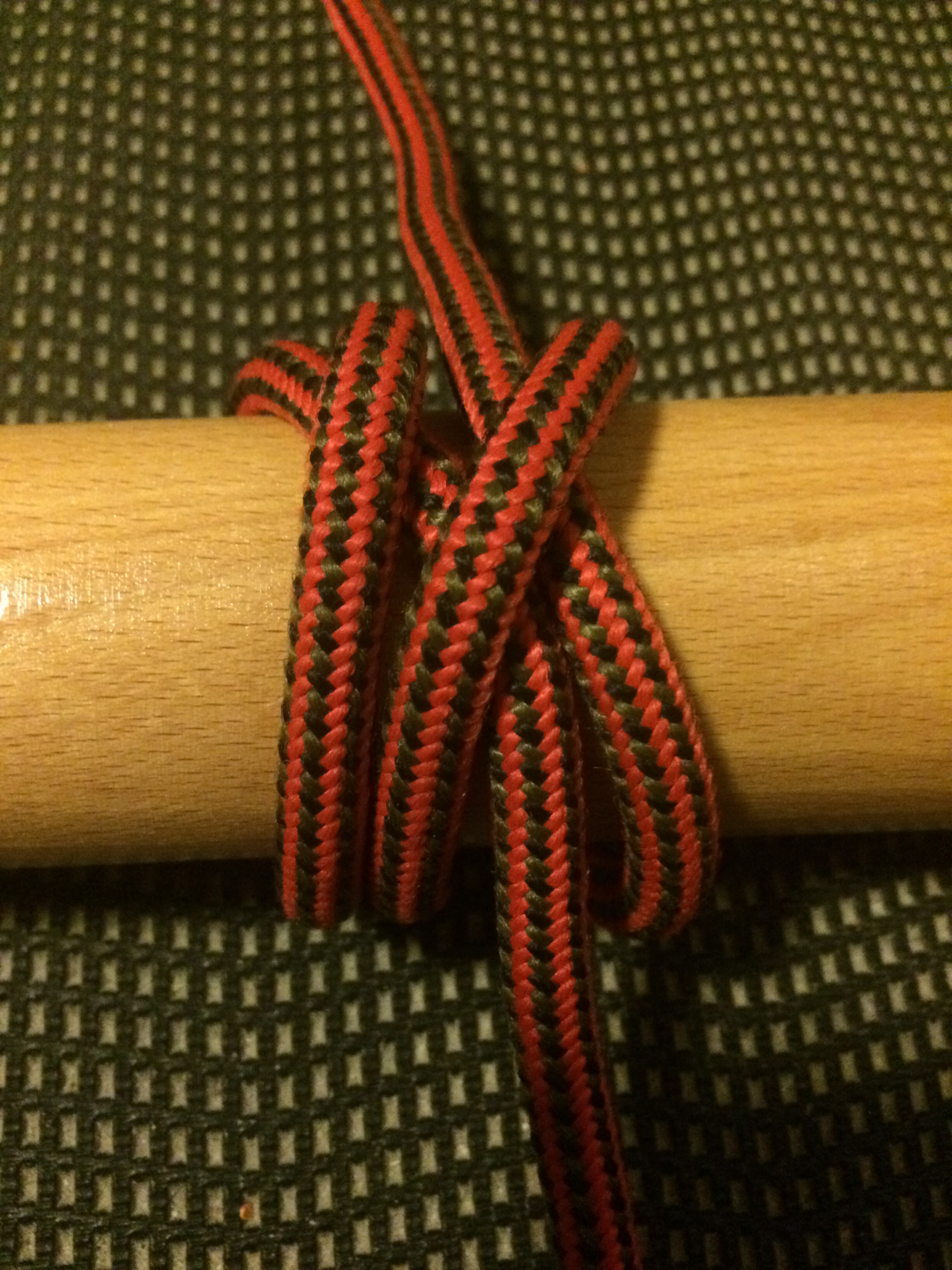
Barbarişka bağı
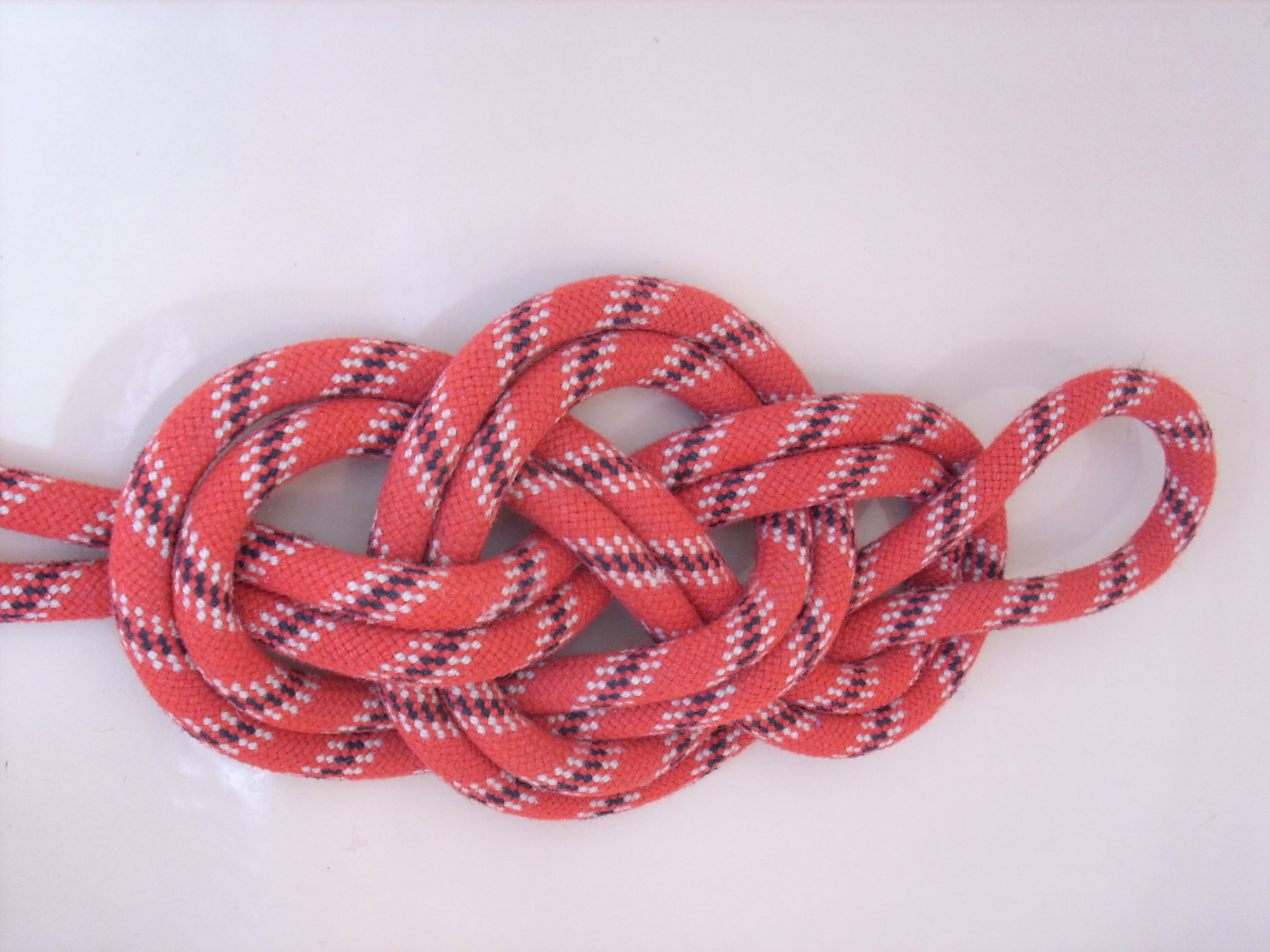
Bootsmannsmaatknoten
Olavsrose Многопрядный узел. Турецкая голова 3х6. В исландской магической книге XVII века связана с узлом, который Олав Святой носил для защиты от искушений.
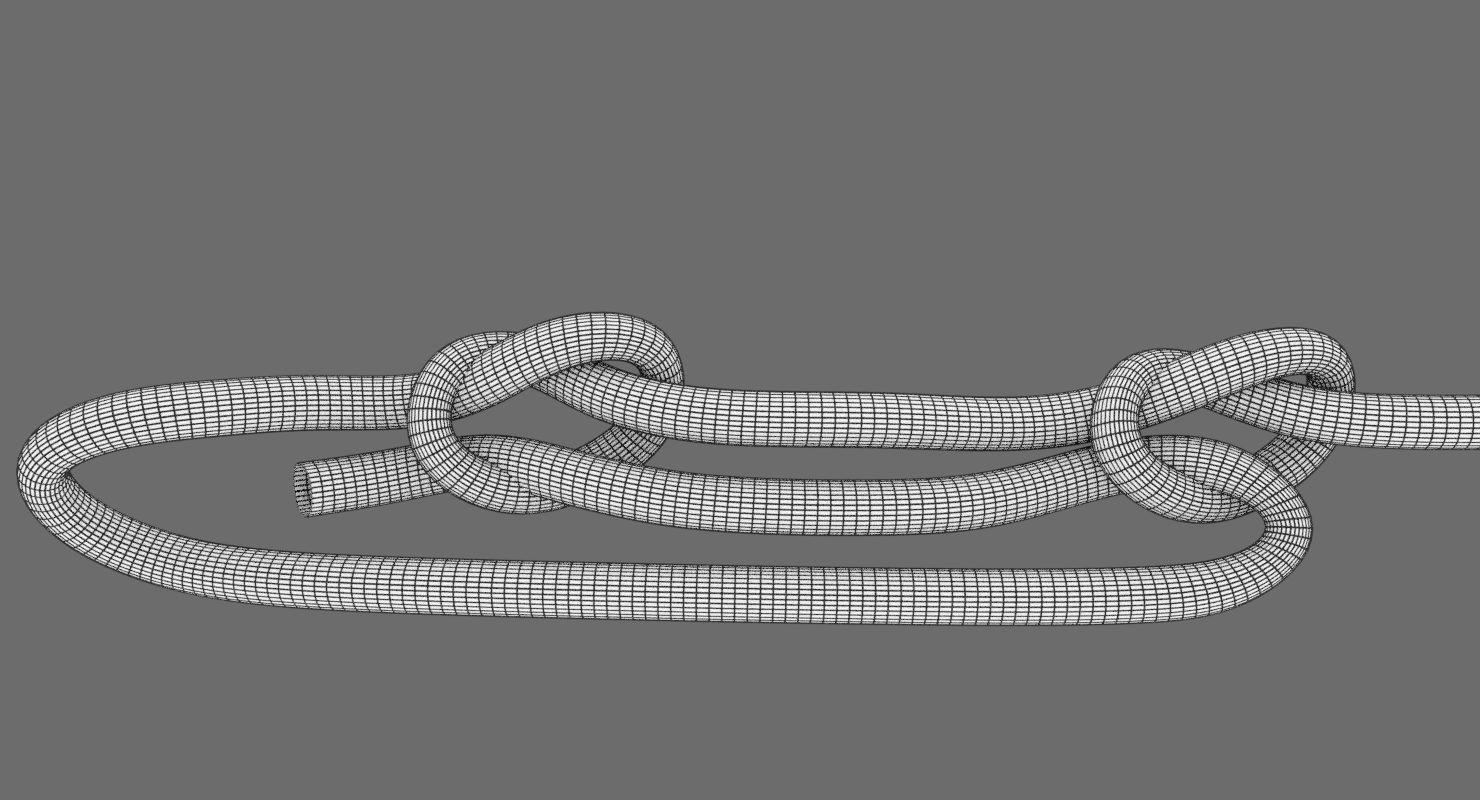
Guyline hitch
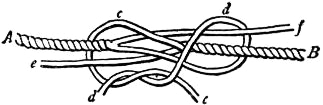
Knotting Yarns, Rope yarn knot Связывательный штык признан адекватным для клетневая.
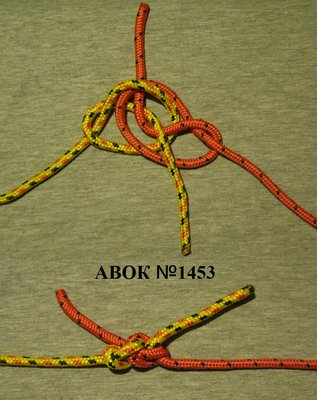
abok 1453 Связывательный штык — самый легко развязываемый соединительный узел из всех.
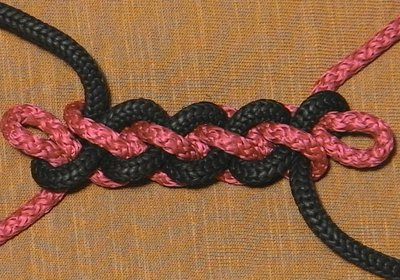
abok 2897
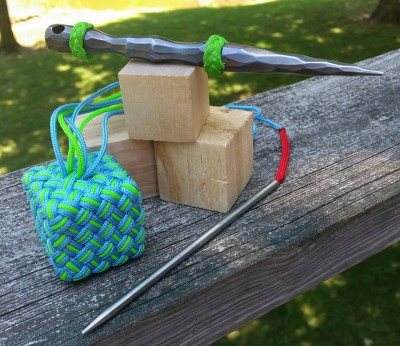
square knot
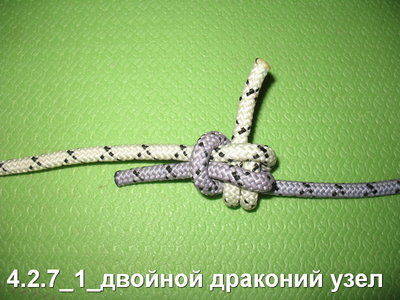
Double Dragon Bend
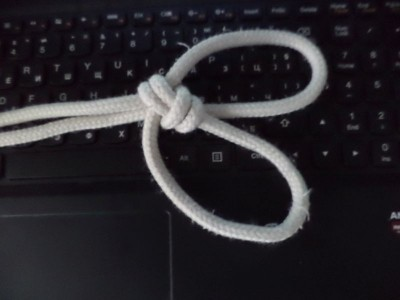
Double Forked, Splayed Loop Двойная петля — прочный, компактный и красивый, но не жёсткий, так как 2 петли могут быть втянуты друг в друга.
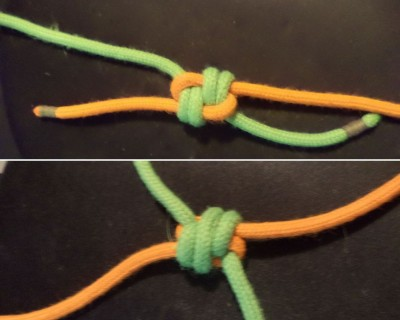
Japanese bend Связывательный штык используется как декоративный на поясах, держатель штор, но имеет тенденцию к искажению, если подвергается нагрузке.
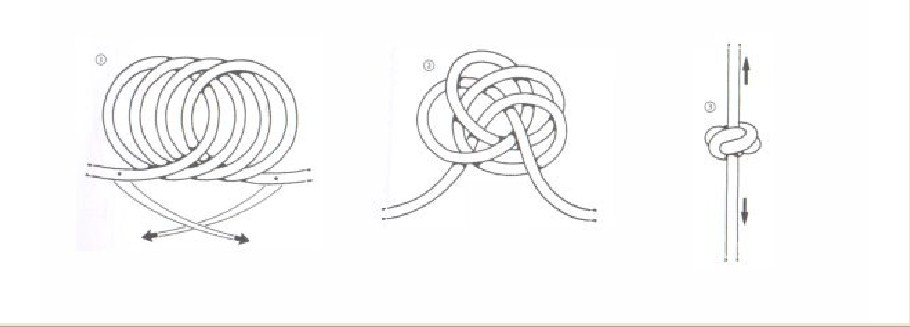
four-ply knot.
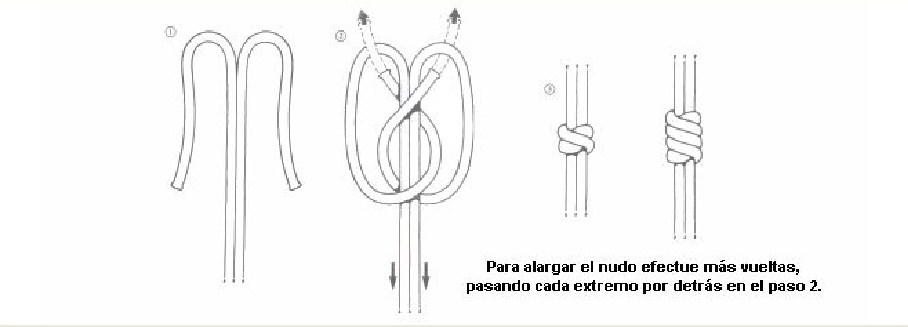
two strand Matthew Walker knot.
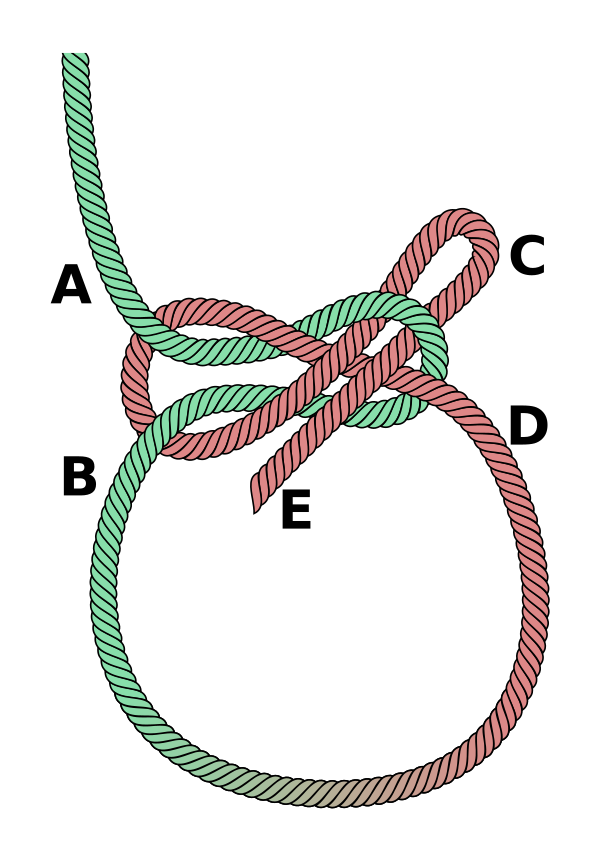
Lapp knot.
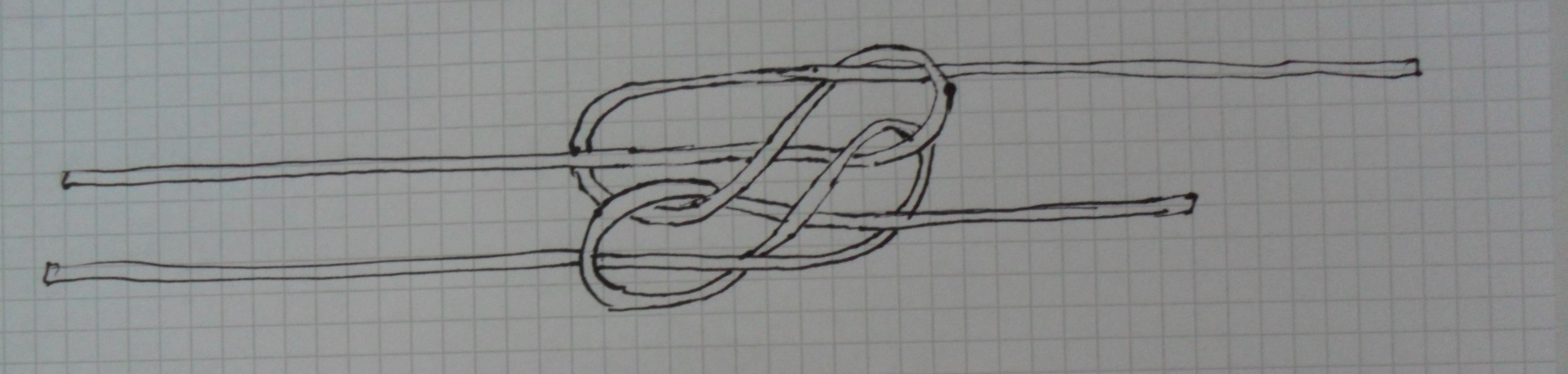
Flat lozenge-shaped knot.
Slath knot, slarth knot, Harrington knot.
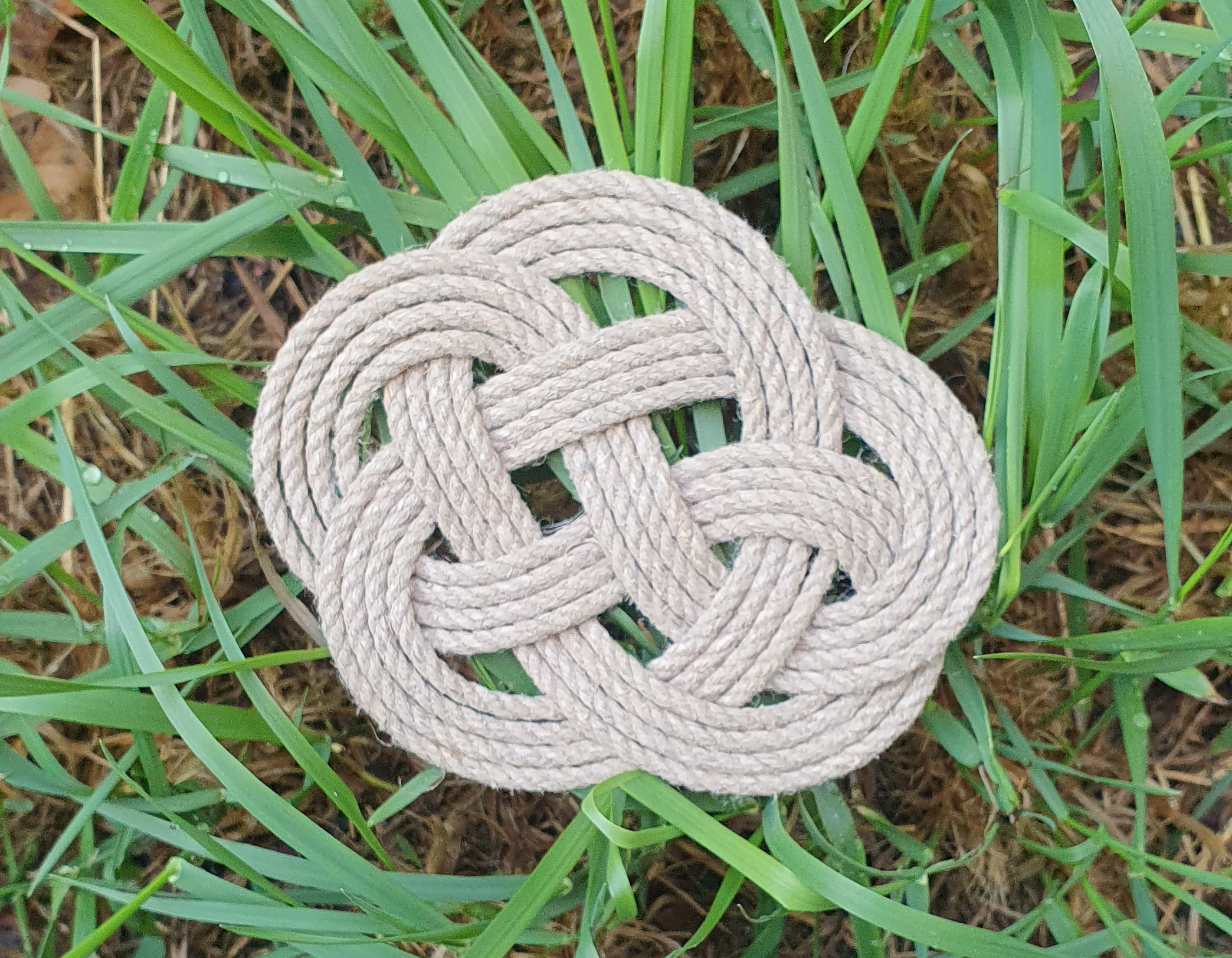
Hitched mat
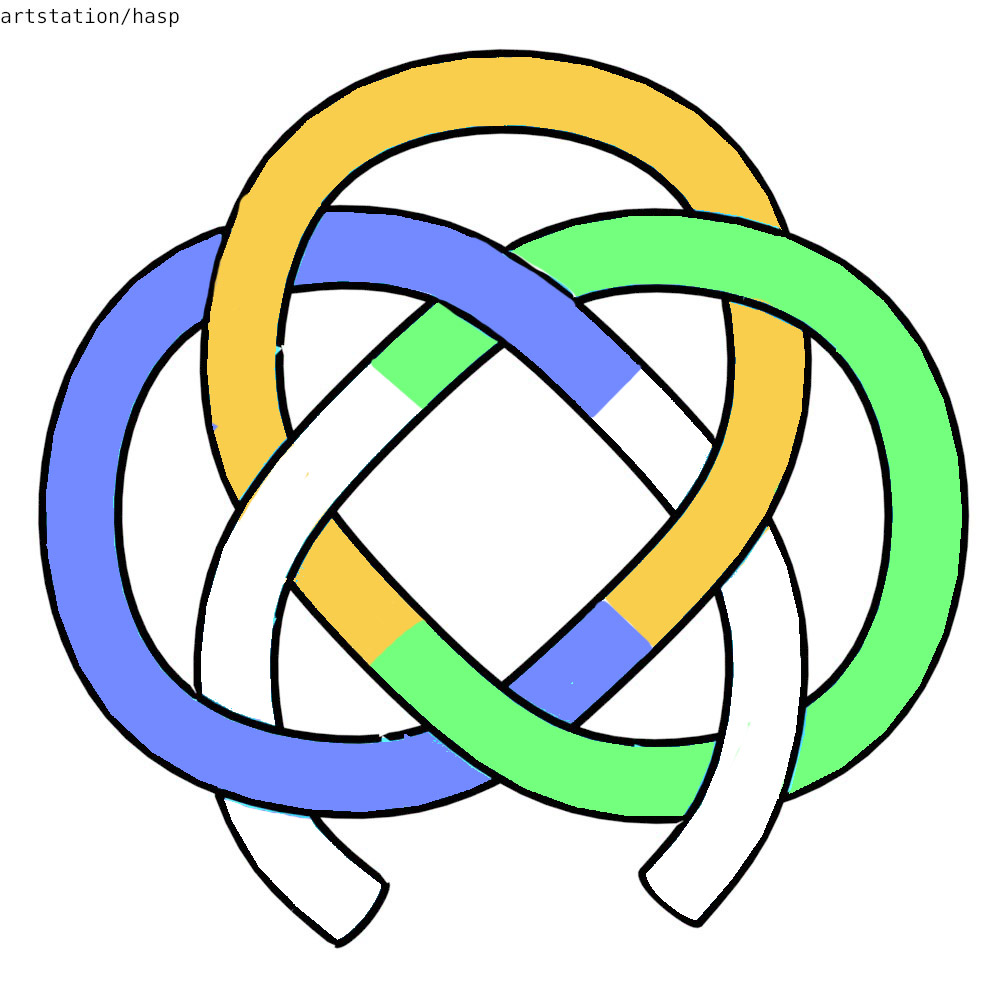
Pretzel knot
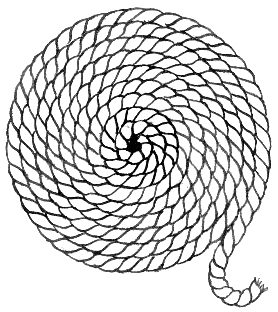
Flemish flake. Одно слойная спиральная бухта..
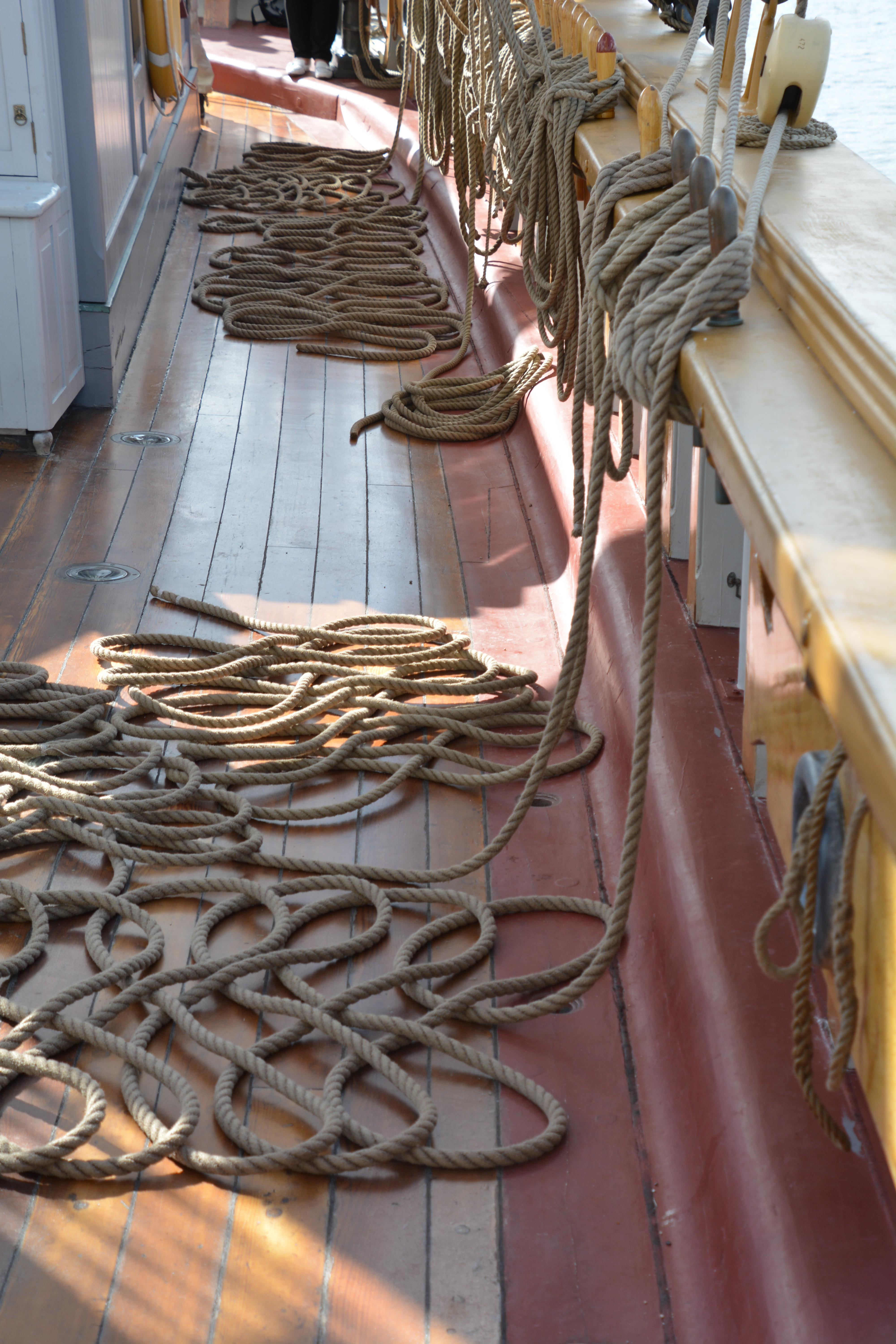
Figure-eight flakes. Серия покрывающих друг друга восьмёрок.
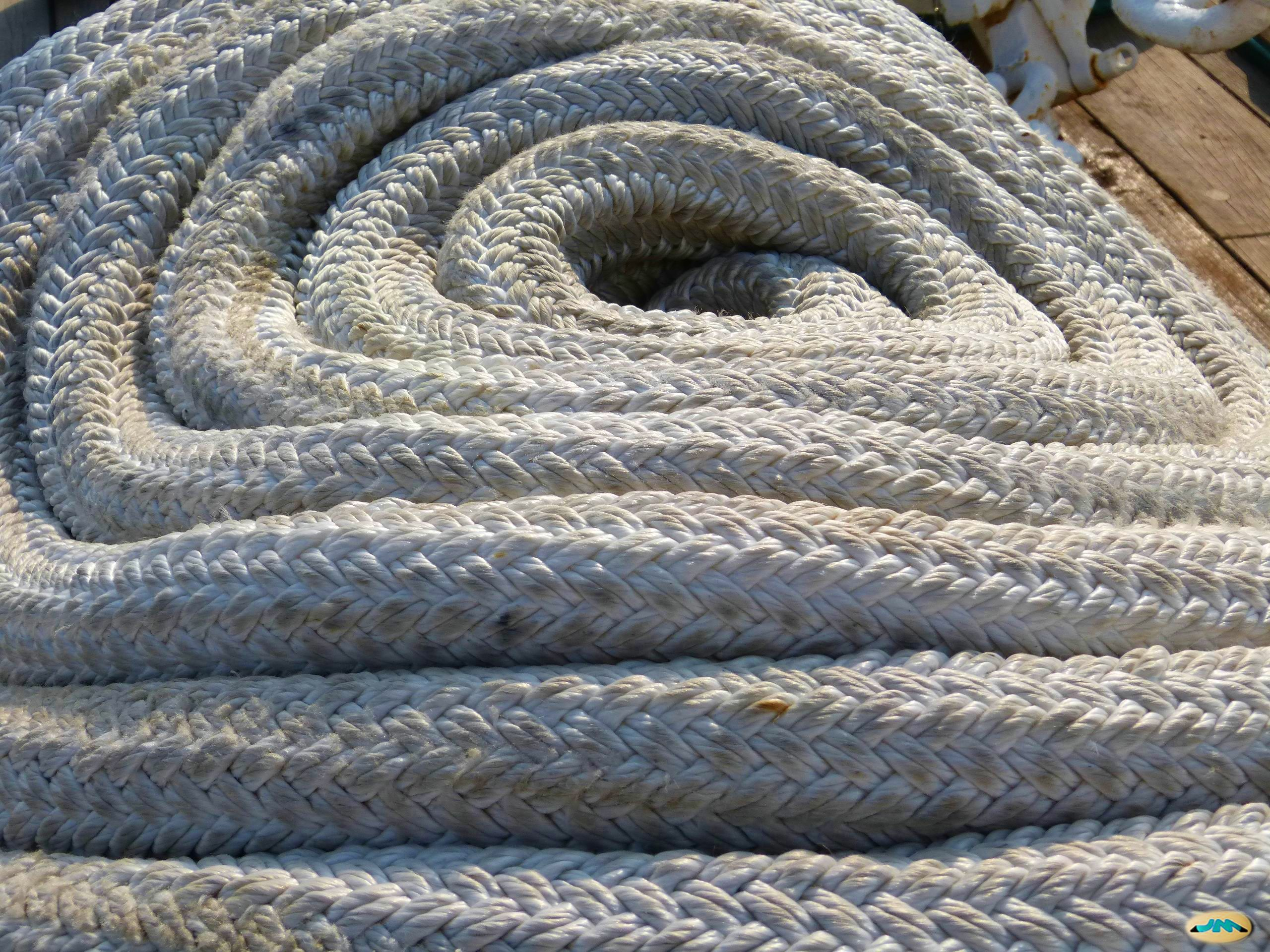
French coil. Многослойная спиральная бухта. Каждая последующая серия меньше предыдущей.
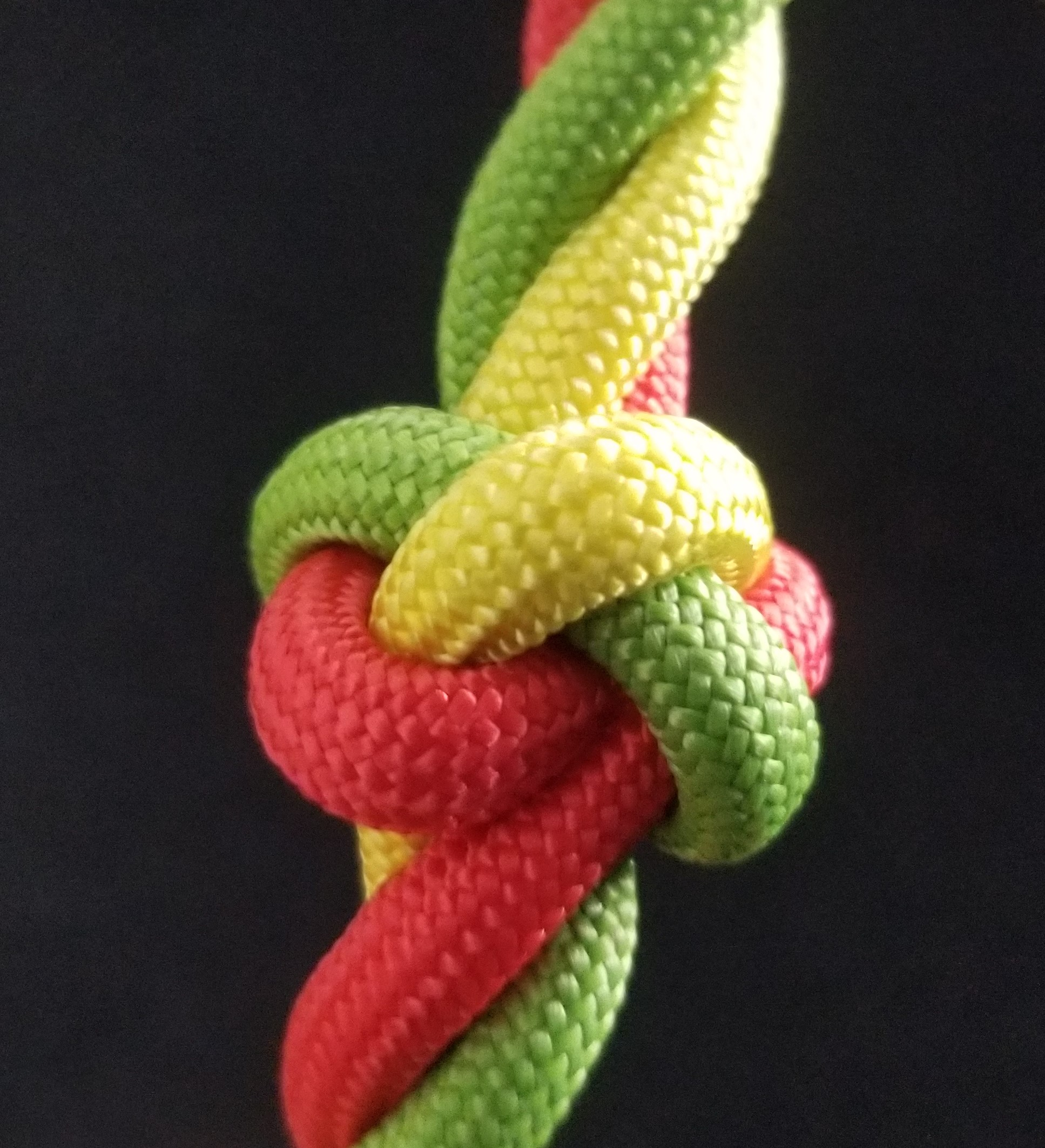
de:Einfacher Fußpferdknoten, footrope knot Структура та же, что и у бриллиантового узла, но завязан "конец в конец".
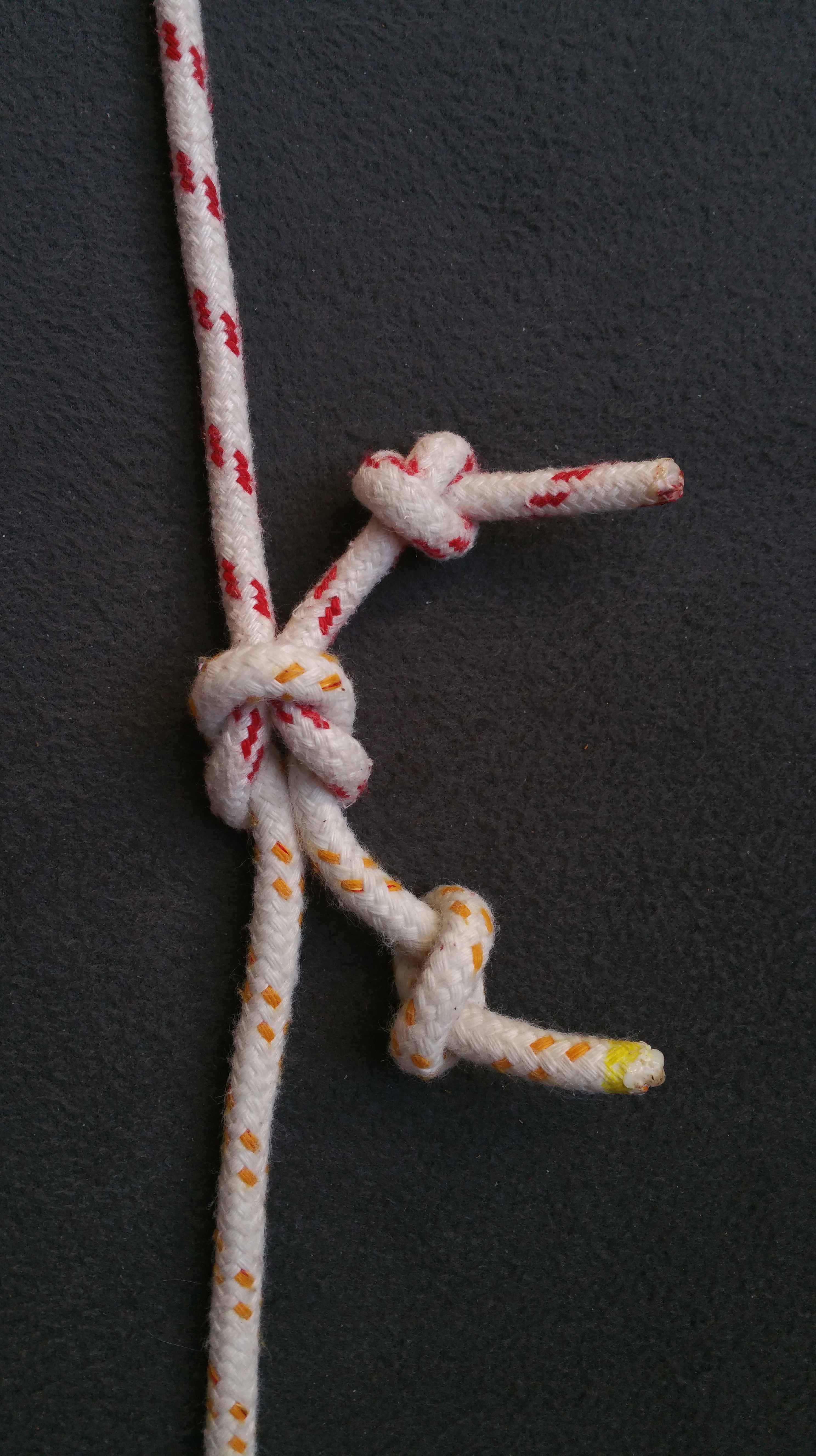
Простынёвый узел, sheet knot Простыни и одеяла рвутся на полосы и соединяются вместе прямым узлом и двумя простыми узлами для обеспечения аварийного пожарного выхода.
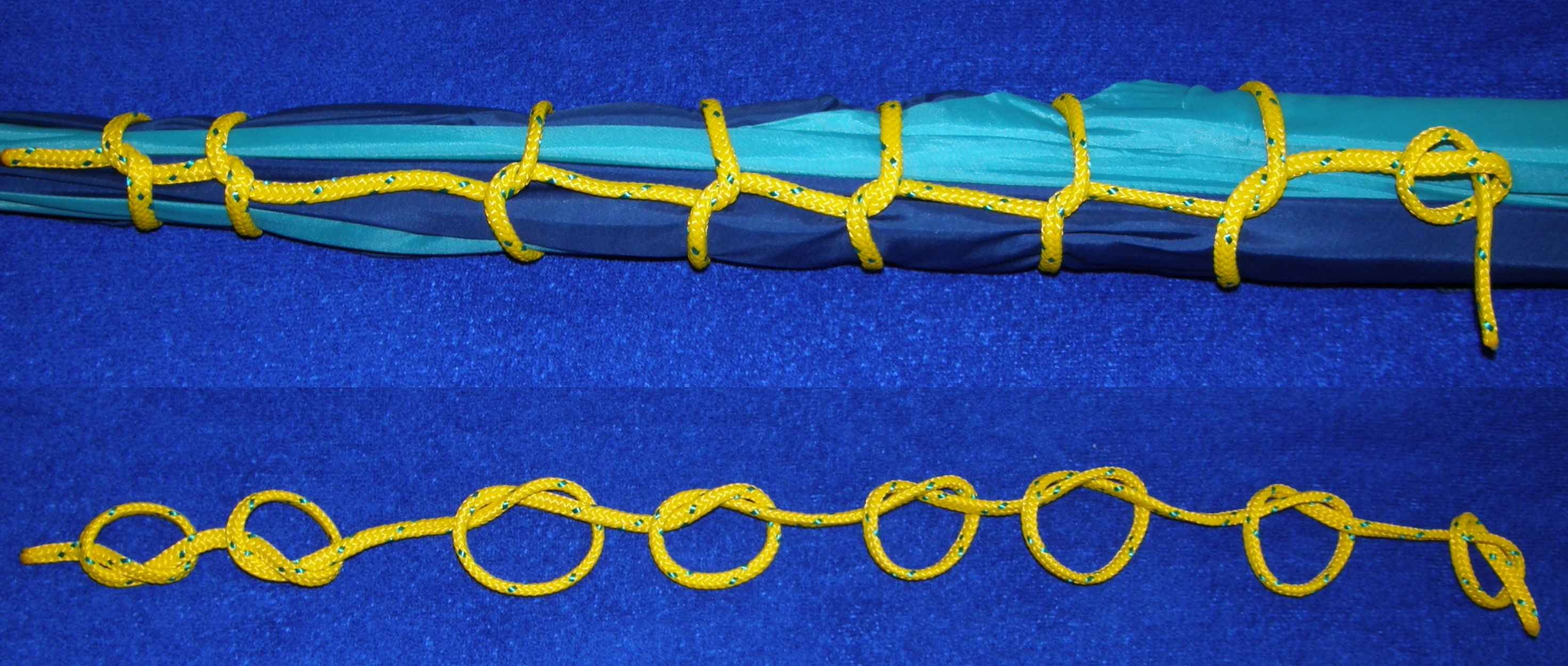
fire escape knot
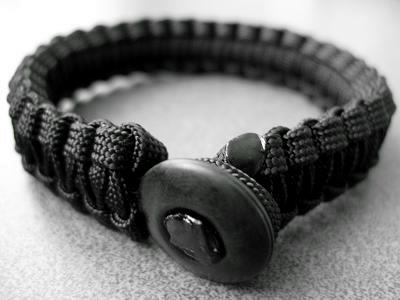
square knot Содержит 2 полуузла. Один левый другой правый. Называется solomon knot, когда завязан на главных шнурах.
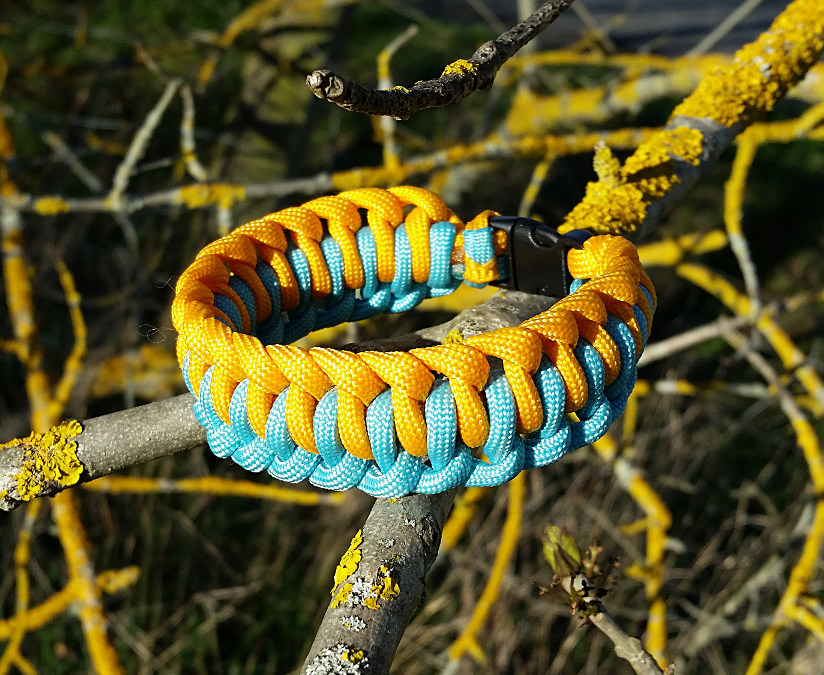
single genoese bar
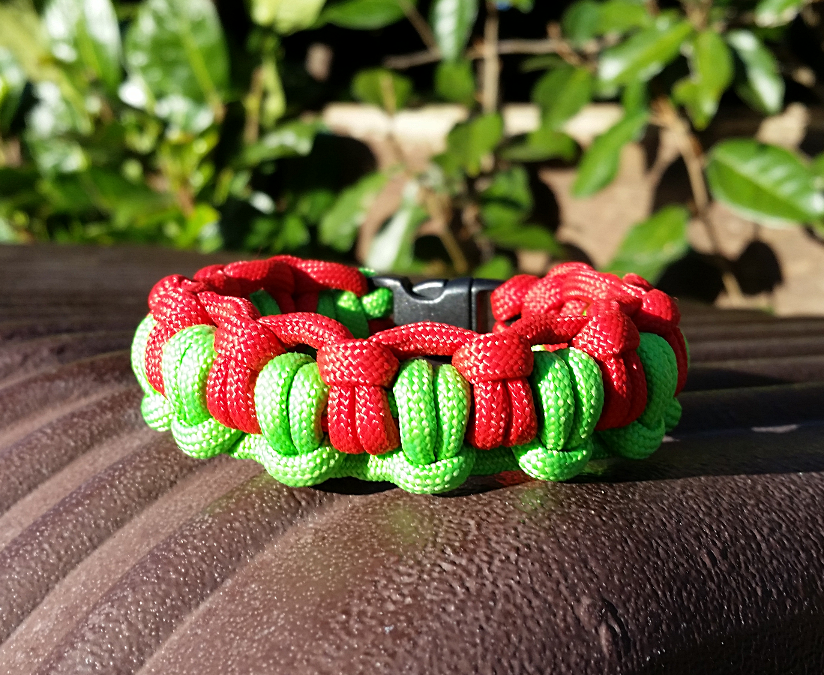
DOUBLE TATTED BAR
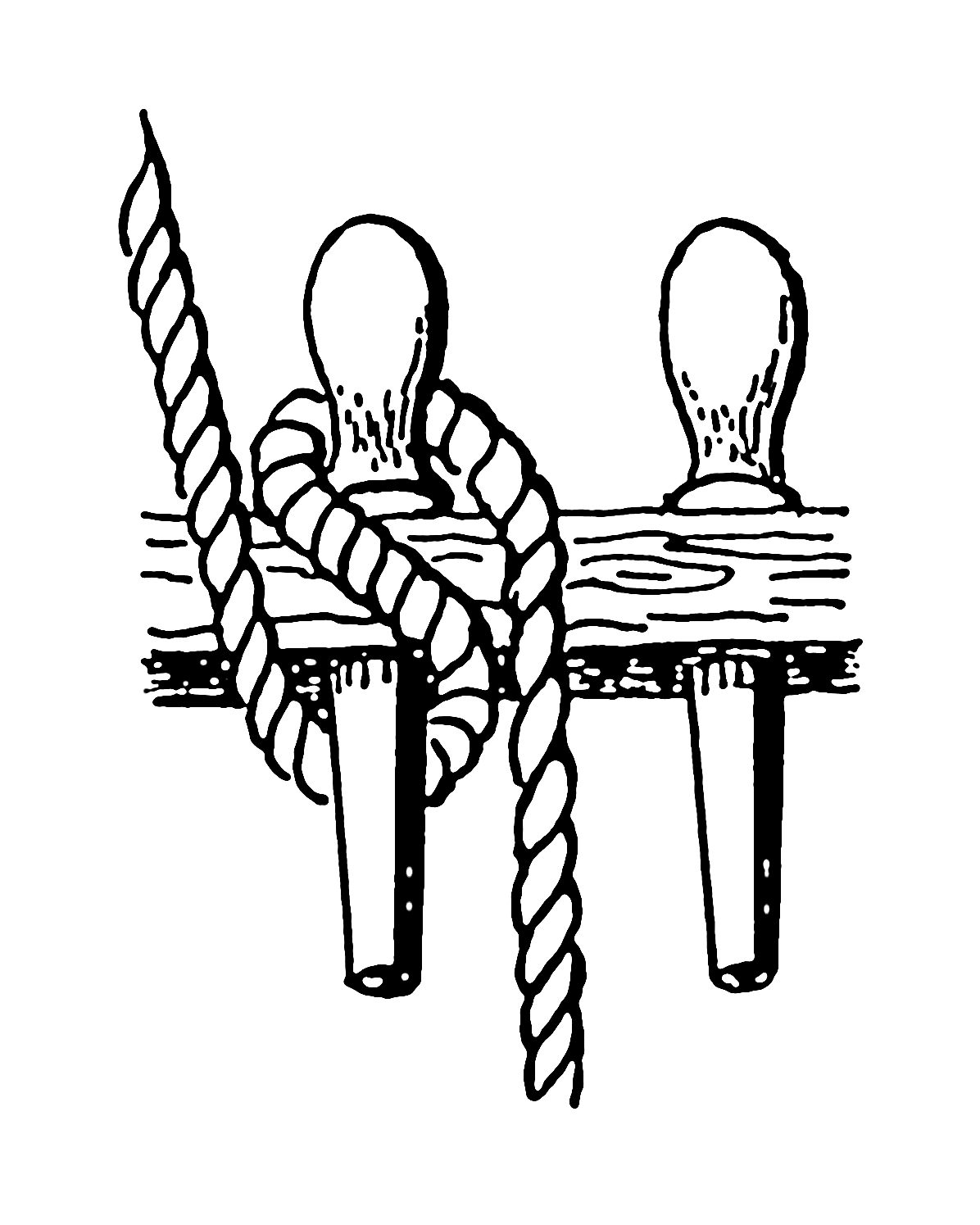
Right-hand turn
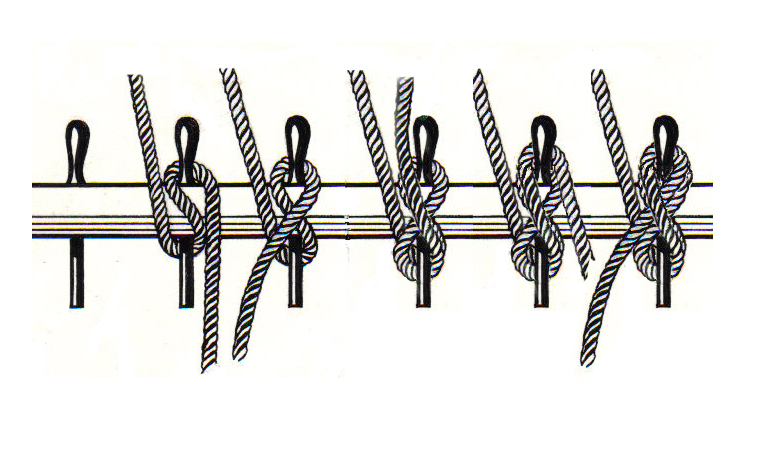
Right-hand belaying-pin turns
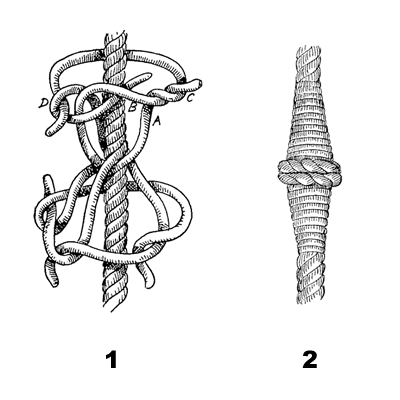
French shroud

Модный У[1].
[abok 248]
- Модный узел с 3-мя краевыми петлями и двойной 4-хпрядной репкой в центре[1].
[abok 249]
- [abok 250]
- pentagon

[abok 251]
- Мат или симметричный муссинг, если разрезать петлю наверху[1].
[abok 252]
- Broach bend[16]
- Door knocker[96]
- Double looped

Модный узел с 3-хпрядной репкой в центре[1].
[abok 253]
- Double oysterman[1]

Кноп, который является удвоенным устричным У[1].
[abok 254]
- Eternity

Мусинг симметричный, большой[1].
[abok 255]
- Figure 8 chain[1]

Цепочка, которая не обладает большой ценностью, но всегда указывается в книгах[1].
[abok 256]
- Five art center crown[1]

[abok 257]
- Five bight[1]

Модный узел с 6-хпрядной репкой в центре это максимальное количество для этого типа У[1].
[abok 258]
- Flower knot

[abok 259]
- Half good luck[96]
- Kellig hitch[1], Slingstone hitch[1]
Штык на рангоуте используется на снастях, который прикреплены к камням, Которые закреплены на якоре[1].
[abok 260]
- Kilkenny[97]

Связывательный штык, декоративный соединительный узел. Не скользит, но громоздкий и может зацепится[1].
[abok 261]
- Lee's double loop
- Lee's tib loop
- Round brocade[31]
- Shear lashing[1]

Найтов — как бензель, но больше. Начинается с выбленочного узда, далее серия шлагов, заканчивается поперечными шлагами и выбленочным У[1].
[abok 262]
- Snug hitch[1]

[abok 263]
- Surprising[1]

[abok 264]
- Tassel[31]
- Terminal[1]

[abok 265]
- Three strand plat[1]

Плетёный сезень содержит 2 пряди, но одна заполняющая или рабочая прядь[1].
[abok 266]
- Tweenie[1]

Кноп имеет 1 верхнюю часть и 2 крайние[1].
[abok 267]
- Tweenie[1]

удвоенный, имеет некоторые характеристики узла обезьяньи головы, есть 3 поверхностные части[1].
[abok 268]
- Twist braid[1]

Цепочка обычно используется для укорачивания оконных штор[1].
[abok 269]
- Very symmetrical flat lanyard knot[1]

Двупрядный талрепный узел состоит из 2х простых У[1].
[abok 270]
- Violet[1]

Модный узел из французской книги приписанный Японии[1].
[abok 271]
- pipa knot[96]
- stein knot, stone knot
- Racking Seizing[1], Racking turns[1]Морская свайка для прихватывания или бензелевания снастей[1].
[abok 272]
- Zeisingstek[нем.]
- Nœud de moucheron[фр.], Gnat Hitch.
- Johnson bağı[тур.], Johnson Hitch.
- Queue de vire[фр.]
- San Diego Jam knot[англ.]
- Reefer bağı[тур.]
- Barbarişka bağı[тур.]
- Bootsmannsmaatknoten[нем.]
- Olavsrose[нем.]
Многопрядный узел. Турецкая голова 3х6. В исландской магической книге XVII века связана с узлом, который Олав Святой носил для защиты от искушений.
- Guyline hitch
- Knotting Yarns[84], Rope yarn knot[1]
Связывательный штык признан адекватным для клетневая[1].
[abok 273]
- abok 1453

Связывательный штык — самый легко развязываемый соединительный узел из всех[1].
[abok 274]
- abok 2897

[abok 275]
- square knot[27]
- Double Dragon Bend
- Double Forked[1], Splayed Loop[1]

Двойная петля — прочный, компактный и красивый, но не жёсткий, так как 2 петли могут быть втянуты друг в друга[1].
[abok 276]
- Japanese bend[1]

Связывательный штык используется как декоративный на поясах, держатель штор, но имеет тенденцию к искажению, если подвергается нагрузке[1].
[abok 277]
- four-ply knot[1].
[abok 278]
- two strand Matthew Walker knot.
[abok 279]
- Lapp knot.
[abok 280]
- Flat lozenge-shaped knot.
[abok 281]
- Slath knot, slarth knot, Harrington knot.
[abok 282]
- Hitched mat
[abok 283]
- Pretzel knot
[abok 284]
- Flemish flake[1].
Одно слойная спиральная бухта.[1].
[abok 285]
- Figure-eight flakes[1].
Серия покрывающих друг друга восьмёрок[1].
[abok 286]
- French coil[1].
Многослойная спиральная бухта. Каждая последующая серия меньше предыдущей[1].
[abok 287]
- de:Einfacher Fußpferdknoten, footrope knot[1]
Структура та же, что и у бриллиантового узла, но завязан "конец в конец"[1].[abok 288]
- Простынёвый узел, sheet knot
Простыни и одеяла рвутся на полосы и соединяются вместе прямым узлом и двумя простыми узлами для обеспечения аварийного пожарного выхода[1].[abok 289]
- fire escape knot
 [abok 290]
- square knot
Содержит 2 полуузла. Один левый другой правый. Называется solomon knot, когда завязан на главных шнурах[1].[abok 291]
- single genoese bar
 
[abok 292]
- DOUBLE TATTED BAR
 
[abok 293]
- Right-hand turn
 
[abok 294]
- Right-hand belaying-pin turns
 
[abok 295]
- French shroud[92]

## Списки
- Список простых узлов[англ.]
- Список галстучных узлов[нем.]

## ABOK
1. ↑  ,331,1053,
2. ↑  ,1762,
3. ↑  ,505,
4. ↑  ,260,1142,2186,2300,2554,
5. ↑  ,3,80,81,186,464,1206,1405,2553,
6. ↑  501
7. ↑  409, 1120, 1228, 199
8. ↑  ,8,43,1114,1789,1803,1825,
9. ↑  ,73,297,298,334,1475,1900,1902,1915,
10. ↑  ,287,1010,1716,1787,1788,2551,
11. ↑  ,1187,
12. ↑  ,459,2176,2177,
13. ↑  ,1431,1433,
14. ↑  ,787,2474,
15. ↑  ,3322,720,
16. ↑  ,1795,
17. ↑  ,2046,
18. ↑  ,2,153,428,532,1051,
19. ↑  ,2154,
20. ↑  ,215,1741,
21. ↑  2409
22. ↑  ,366,1119,
23. ↑  ,1514,2124,2125,2126,
24. ↑  1012
25. ↑  ,1207,
26. ↑  ,531,1047,
27. ↑  ,420,520,524,570,
28. ↑  ,296,1412,
29. ↑  ,11,53,69,70,149,204,400,421,437,1176,
,1177,1178,1179,1180,1245,1773,1774,1775,1776,1778,
,1779,1814,2079,2541,2542,2543,2544,2546,2547,2548,
30. ↑  ,1677,
31. ↑  ,1601,1875,1879,2166,3237,
32. ↑  ,1876,
33. ↑  ,5,59,310,1694,1859,1890,2540,
34. ↑  ,67,1034.5,1432,1783,2549,2550,
35. ↑  ,294,498,1415,
36. ↑  ,1455,
37. ↑  ,1085,
38. ↑  ,1416,
39. ↑  1013
40. ↑  ,1100,
41. ↑  ,1080,1081,1082,
42. ↑  ,1454,
43. ↑  ,1252,
44. ↑  ,516,
45. ↑  ,1212,2403,2404,
46. ↑  1148, 173
47. ↑  ,521,
48. ↑  ,452,503,1230,1465,1681,1734,
49. ↑  ,1463,
50. ↑  ,359,1410,1557,1558,
51. ↑  ,292,
52. ↑  ,1502,
53. ↑  ,503,1190,1465,1681,1734,1735,1736,1791,2555,
54. ↑  ,538,
55. ↑  ,1201,
56. ↑  ,300,
57. ↑  ,295,345,1413,
58. ↑  ,1087,
59. ↑  ,1831,
60. ↑  ,2688,
61. ↑  412, 1134, 1140, 2292
62. ↑  ,1693,
63. ↑  ,545,
64. ↑  ,1450,
65. ↑  ,808,809,1032,1066,2391
66. ↑  ,599,
67. ↑  ,807,
68. ↑  ,1832,1833,
69. ↑  ,40,
70. ↑  ,1152,1153,1154,1158,1159,1160,
71. ↑  ,1157,1164,2568,
72. ↑  ,1155,
73. ↑  ,176,355,364,430,1182,1188,1189,1249,1250,1251,
,1252,2052,2097,2489,2560,3441,3700,3853,
74. ↑  ,586,
75. ↑  ,5,56,244,310,1673,1700,1802,
76. ↑  ,2965,
77. ↑  ,457,1891,2164,
78. ↑  ,1987,
79. ↑  ,2864, 2865,
80. ↑  ,1049,
81. ↑  ,2088,
82. ↑  ,1615,
83. ↑  ,516,2203,
84. ↑  ,513,1678,1679,
85. ↑  ,55,397,1229,1711,1712,1807,1838,1847,1918,2408,
86. ↑  ,1030,
87. ↑  ,798,1038,1143,1414,2301,2394,2418,2420,2421,2423,
,2424,2425,2425,2426,
88. ↑  1018
89. ↑  ,538,3442,
90. ↑  ,1144,1145,
91. ↑  ,2419,
92. ↑  ,149,1670,1671,
93. ↑  ,260,388,389,390,1142,1241,1242,1243,1244,1674,
,2007,2186,2300,2554,
94. ↑  3260, 3210, 3211, 3212, 3213, 3214, 3215, 3216, 3217, 3218, 3219, 3220, 3221, 3222, 3223
95. ↑  ,523,
96. ↑  ,2436,
97. ↑  ,1879,
98. ↑  ,2200,2201,2202,2205,2207,2208,2216,2218,
99. ↑  ,1725,
100. ↑  ,1057,1058,
101. ↑  ,1166,
102. ↑  ,3602,3604,
103. ↑  ,190,1114,
104. ↑  ,1425,
105. ↑  ,1474,
106. ↑  ,62,1027,1230,1729,1730,1799,1800,1855,1856,1857,
,1993,
107. ↑  ,1194,1815,
108. ↑  ,31,
109. ↑  ,154,277,278,390,1243,1676,1680,
110. ↑  ,1182,1239,1255,
111. ↑  ,1428,1439,1502,
112. ↑  1023, 258
113. ↑  ,335,
114. ↑  ,1052,1061,
115. ↑  47, 1183, 1202, 1203
116. ↑  ,1015,1436,
117. ↑  1194, 1815, 1863, 1886, 316
118. ↑  ,49,
119. ↑  ,385,1182,1255,3372,
120. ↑  ,1072,1848,
121. ↑  ,290,518,1009,1046,2068,
122. ↑  ,50,1026,1662,1707,1717,1780,
123. ↑  ,473,514,515,519,
124. ↑  2407
125. ↑  ,54,1710,1719,
126. ↑  ,1720,1784,1835,1883,1910,
127. ↑  1721, 1836, 1884, 1794
128. ↑  ,47,74,75,76,77,185,263,1204,1402,1403,
,1404,
129. ↑  1141, 2290, 2291, 2534
130. ↑  ,44,52,1785,
131. ↑  ,1708,1664,
132. ↑  ,1715,1804,1826,243,
133. ↑  ,530,
134. ↑  ,490,
135. ↑  ,1994,
136. ↑  ,1472,
137. ↑  ,512,1402,
138. ↑  ,243,
139. ↑  ,1059,1045,
140. ↑  ,288,1022,1038,1039,1040,1041,1143,2420,
141. ↑  ,288,293,344,496,1143,1414,
142. ↑  ,1723,1841,
143. ↑  ,7,43,559,1789,1880,2030,
144. ↑  ,1118,
145. ↑  ,3115,3340,
146. ↑  ,60,1126,1695,
147. ↑  ,1117,2071,
148. ↑  ,1452,
149. ↑  ,1421,
150. ↑  ,1017,1035,
151. ↑  ,1420,
152. ↑  ,456,522,
153. ↑  ,1743,
154. ↑  ,526,
155. ↑  ,1687,
156. ↑  1763
157. ↑  ,1208,1406,1407,1459,1490,2579,
158. ↑  2, 485, 1418, 1419, 1438, 488, 486, 487, 489, 490, 491, 492, 493, 494, 495, 496, 497, 498, 499, 500, 501, 502
159. ↑  ,1167,1168,1169,2563,
160. ↑  ,1060,
161. ↑  ,1459,1490,
162. ↑  ,577,
163. ↑  ,1097,
164. ↑  ,517,
165. ↑  ,423,
166. ↑  ,544, 545, 546, 1278 - 1401,
167. ↑  ,1470,
168. ↑  ,1408 with loop,
169. ↑  ,1121,
170. ↑  1195
171. ↑  1725, 1796, 1797, 1851, 1852, 205
172. ↑  ,205,1725,1796,1797,1851,1852,
173. ↑  ,201,2159,
174. ↑  ,3118,
175. ↑  ,569,
176. ↑  ,271,1733,2162,
177. ↑  ,195,1665,
178. ↑  ,2423,
179. ↑  ,1140,
180. ↑  ,1763,
181. ↑  ,1679,513,
182. ↑  ,1054,1056,2565,
183. ↑  ,1411,
184. ↑  ,2004,
185. ↑  ,1170,2290,
186. ↑  ,461,1209,
187. ↑  ,151,227,1024,1127,
188. ↑  2408
189. ↑  ,579,
190. ↑  ,1746,
191. ↑  ,1465,
192. ↑  ,1,2,66,67,68,72,78,485,1418,1419,
,1431,1433,1454,
193. ↑  ,1456,
194. ↑  ,1460,
195. ↑  ,1074,
196. ↑  ,1116,
197. ↑  ,1019,
198. ↑  ,582,
199. ↑  ,3458,
200. ↑  ,3404,
201. ↑  ,3446,
202. ↑  ,3442,
203. ↑  3450
204. ↑  ,846,
205. ↑  ,1396,
206. ↑  ,670,
207. ↑  ,671,3381,
208. ↑  ,847,
209. ↑  ,697,
210. ↑  ,3490,
211. ↑  ,2288,
212. ↑  ,2287,
213. ↑  ,2243,
214. ↑  ,2285,
215. ↑  ,2114,
216. ↑  ,2115,
217. ↑  ,2725,
218. ↑  ,2669,
219. ↑  ,2697,
220. ↑  ,2621,
221. ↑  ,162,1850,
222. ↑  ,1694,2163,2168,
223. ↑  ,1033,
224. ↑  ,191,
225. ↑  ,1110,2569,
226. ↑  ,1032,
227. ↑  ,1230,1727,1994,
228. ↑  ,58,1714,1839,
229. ↑  ,678,
230. ↑  ,187,408,2083,
231. ↑  ,2460,
232. ↑  ,504,2047,
233. ↑  ,1565,
234. ↑  1798, 1728, 1854
235. ↑  ,237,775,
236. ↑  ,2434,2428,
237. ↑  ,1736,
238. ↑  ,303,
239. ↑  ,861,862,863,864,
240. ↑  ,2573,
241. ↑  ,585,
242. ↑  ,812,587
243. ↑  ,1104,
244. ↑  ,1196,
245. ↑  ,2334,
246. ↑  ,2360,
247. ↑  ,2360,
248. ↑  ,2435,
249. ↑  ,2445,
250. ↑  ,2450,
251. ↑  ,2462,
252. ↑  ,2315,
253. ↑  ,2448,
254. ↑  ,552,
255. ↑  ,583,
256. ↑  ,2946,
257. ↑  ,2453,
258. ↑  ,2455,
259. ↑  ,2451,
260. ↑  ,1697,
261. ↑  ,1422,
262. ↑  ,2102,
263. ↑  ,1683,
264. ↑  ,2454,
265. ↑  ,554,
266. ↑  ,2961,
267. ↑  ,525,
268. ↑  ,2211,
269. ↑  569,570,575,2950,
270. ↑  ,806,
271. ↑  ,2447,
272. ↑  ,3120,3362,3400,
273. ↑  ,1481,2689,
274. ↑  ,1453,
275. ↑  ,2897,
276. ↑  ,1099,
277. ↑  ,1423,
278. ↑  ,578,
279. ↑  ,776,
280. ↑  ,1224,
281. ↑  ,805,
282. ↑  ,171,
283. ↑  ,2269,
284. ↑  ,2283,
285. ↑  ,3102,
286. ↑  ,3110,
287. ↑  ,3104,
288. ↑  ,696,
289. ↑  ,263,
290. ↑  ,264,
291. ↑  ,2495,
292. ↑  ,2500,
293. ↑  ,2498,
294. ↑  ,1609,
295. ↑  ,1611,

## EN
1. ↑  Butterfly loop,alpine butterfly knot,butterfly knot
lineman's loop,lineman's rider
2. ↑  Klemheist knot,French Machard knot
3. ↑  Autoblock
4. ↑  Bottle Sling (Scoutcraft Knot),Bottle knot,Jug sling
Jug knot,Jar knot,Moonshiner's knot
Hackamore,Hackamore knot,Bridle knot
Beggarman's knot,Bottle sling
5. ↑  Granny knot,false knot,lubber's knot
calf knot,booby knot
6. ↑  Noose,running knot
7. ↑  Becket hitch
8. ↑  Bowline,boling knot (archaic)
9. ↑  Barrel hitch,Barrel Sling
10. ↑  Double Sheet Bend
11. ↑  Diamond knot,Knife lanyard knot,Sailor's knife lanyard knot
Marlinspike lanyard knot,Single strand diamond knot,Two strand diamond knot
Bosun's whistle knot,Friendship knot
12. ↑  Artillery loop, Artilleryman's knot, Manharness knot, Manharness loop, Harness loop, Harness hitch, Belayer's hitch
13. ↑  Hangman's knot,hangman's noose,Jack Ketch
knot,collar
14. ↑  Thief knot,Bag knot,Bread bag knot
15. ↑  Figure eight loop,Flemish loop
16. ↑  Figure eight knot,figure of eight knot,Savoy knot
Flemish knot,double stopper
17. ↑  Water knot,Tape knot,Ring bend
Grass knot,Overhand follow through
18. ↑  Clove hitch
19. ↑  Blackwall hitch
20. ↑  Girth Hitch,Lark's head,Lark's foot
Girth hitch,Ring hitch,Lanyard hitch
Bale Sling hitch,Baggage Tag Loop,Tag Knot
Deadeye hitch,Running eye,Cow hitch
21. ↑  Cowboy bowline,left hand bowline,Dutch bowline
Dutch marine bowline,winter bowline
22. ↑  Double Fisherman's knot,Grapevine,Double englishman's knot
23. ↑  Double figure eight loop,double Flemish loop,bunny ears
24. ↑  Bowline on a bight
25. ↑  Double overhand knot
26. ↑  Shoelace knot,Bow
27. ↑  Figure of nine loop,Figure nine loop
28. ↑  Distel hitch
29. ↑  Offset water knot,European Death knot (EDK),offset overhand bend
flat overhand bend,thumb knot,thumb bend
Creeler's knot,openhand knot
30. ↑  Surgeon's loop,Gut Knot
31. ↑  Improved clinch knot
32. ↑  Blood knot,Barrel knot
33. ↑  Cossack knot,Sitka loop
34. ↑  Kalmyk loop
35. ↑  Celtic button knot
36. ↑  Celtic knot
37. ↑  Chinese button knot
38. ↑  Hammock Hitch
39. ↑  Turn (knot)
40. ↑  Sheepshank
41. ↑  Man-o'war sheepshank
42. ↑  sheepshank with marlingspike hitches
43. ↑  Constrictor knot,gunner's knot
44. ↑  Cow Hitch,Lark's Head
45. ↑  Cat's paw
46. ↑  Blood Knot
47. ↑  Zeppelin bend,Rosendahl bend,Rosendahl's knot
48. ↑  Highpoint hitch,High post hitch
49. ↑  Lasso
50. ↑  Studding-sail Halyard Bend
51. ↑  Coiling
52. ↑  Chain sinnet,chain sennit,chain shortening
chain stitch,chain braid,caterpillar sinnet
crochet stitch,daisy chain,monkey braid
single trumpet cord,single bugle cord
53. ↑  Clove Hitch
54. ↑  Good luck knot
55. ↑  Monkey's fist
56. ↑  Directional figure eight,Inline figure eight loop
57. ↑  Hunter's bend,Rigger's bend
58. ↑  Pile hitch
59. ↑  Palomar knot
60. ↑  Purcell Prusik
61. ↑  Ground line hitch,Picket line hitch,Miller's knot
Sack knot,Bag knot
62. ↑  Highwayman's hitch,Highwayman's hitch,draw hitch
Highwayman's cutaway,Bank Robbers Knot,Getaway hitch or Quick release knot
63. ↑  Strangle knot,Transom Knot
64. ↑  Carrick bend,Double carrick bend,Double coin knot
Ten accord knot,Bosun's knot,Basketweave knot
Chinese knot,Josephine knot,Whistle lanyard
Sailor's breastplate knot,Sailors knot,Pretzel knot
Wake knot
65. ↑  Dropper loop knot,blood dropper loop,blood loop dropper knot
Dropper loop
66. ↑  Yosemite bowline,Bowline with a Yosemite finish
67. ↑  Overhand loop,Loop knot
68. ↑  Half hitch
69. ↑  Overhand knot,Thumb knot
70. ↑  Two half hitches
71. ↑  Round turn and two half hitches,Round turn and a half hitch,Two round turns and two half hitches
72. ↑  Reef knot,Square knot,Hercules knot
Double knot,brother hood knot
73. ↑  Overhand knot with draw loop
74. ↑  Reef Knot
75. ↑  Fisherman's Loop
76. ↑  Fisherman's knot,Waterman's knot,Angler's knot
Englishman's knot
77. ↑  Anchor bend,Fisherman's Bend
78. ↑  Marlinespike hitch,marlingspike hitch,boat knot
79. ↑  Double Ring Knot,Double strap hitch
80. ↑  Running bowline
81. ↑  Ashley's Bend,Ashley bend
82. ↑  Angler's loop,Perfection loop
83. ↑  Butterfly Bend,Strait bend
84. ↑  Icicle hitch
85. ↑  Stevedore knot,Double figure eight
86. ↑  Ashley stopper knot,Oysterman's stopper
87. ↑  Bumper knot,Bait loop,Egg loop
88. ↑  Grief knot,What knot,Whatnot
Grass bend,Reeving line bend
89. ↑  Jury mast knot,Masthead knot,Pitcher Knot
Jury masthead
90. ↑  Triple fisherman's knot,Triple fisherman's bend
91. ↑  Turk's head knot
92. ↑  Bachmann knot,Bachman knot
93. ↑  Blake's hitch
94. ↑  Garda hitch
95. ↑  Munter hitch,HMS,Italian hitch
Flip Flop knot,Crossing hitch
96. ↑  Timber Hitch,Bowyer's Knot,Lumberman's Knot
Countryman's Knot
97. ↑  Prusik knot,Prusik hitch
98. ↑  Flemish bend,figure eight bend
99. ↑  Surgeon's knot,Ligature knot
100. ↑  Honda knot,Lariat loop,Bowstring knot
101. ↑  Slack Line Hitch
102. ↑  Schwabisch Hitch,Camel Hitch
103. ↑  Sheet bend,becket bend,weaver's knot
weaver's hitch
104. ↑  Siberian Hitch,Evenk knot,Evenk Slippery Figure of Eight Hitch
105. ↑  Eskimo Bowstring Loop Knot
106. ↑  Eskimo bowline,Sitka loop,anti bowline
Cossack knot,Kalmyk loop
107. ↑  Blimp knot
108. ↑  Tack Knot
109. ↑  Endless knot
110. ↑  Carrick mat
111. ↑  Solomon's knot
112. ↑  Trefoil knot